# Arquitectura neogótica

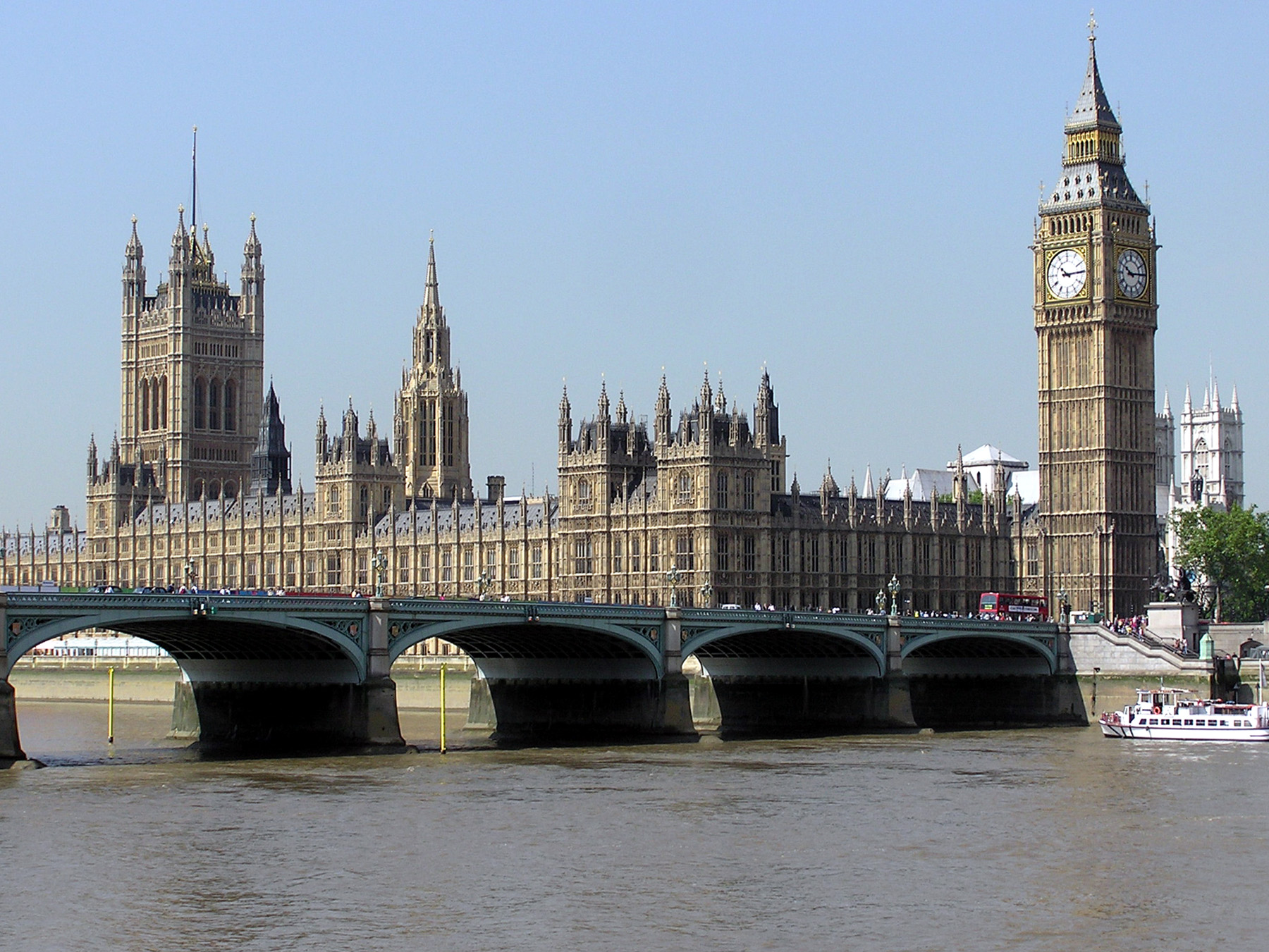
El palacio de Westminster (1840-1860), sede del parlamento del Reino Unido en Londres, obra de Charles Barry y Augustus Pugin

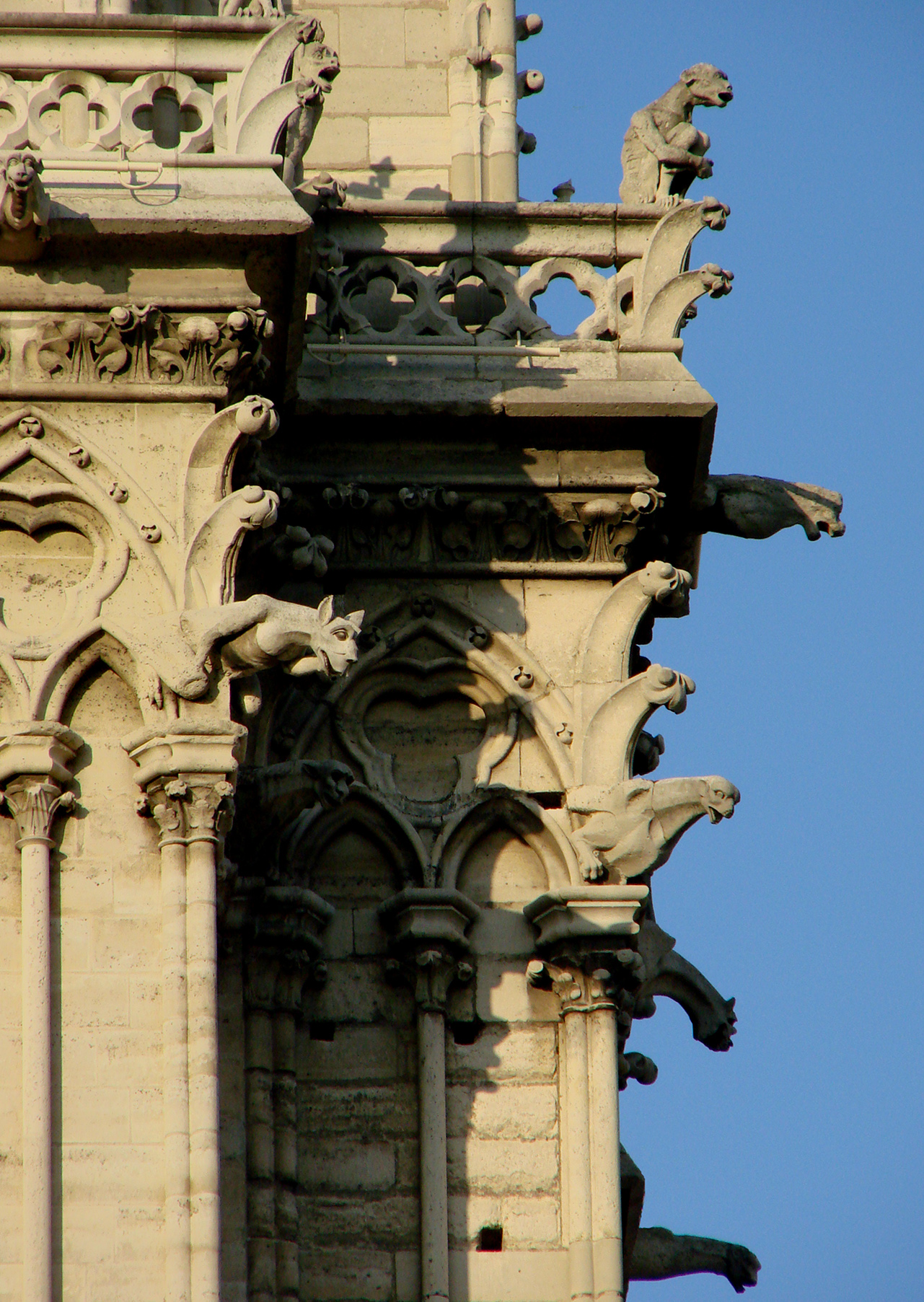
Las gárgolas de Notre Dame de París, fruto de la intervención de Viollet-le-Duc (1846), que a su vez muestra el ambiente medievalista en que se sitúa la obra literaria de Victor Hugo (Nuestra Señora de París, 1831)

El neogótico (también conocido como gótico victoriano en los países anglosajones, o revival gótico) fue un movimiento artístico historicista, principalmente arquitectónico y decorativo, que comenzó hacia mediados del siglo XVIII en el Reino Unido. Su impulso creció a finales del siglo XVIII y a principios del XIX, cuando eruditos de los distintos períodos del gótico intentaron revivir la arquitectura gótica medieval, en contraste con los estilos neoclásicos de ese momento.
Por su común rechazo al racionalismo neoclásico, fue un estilo vinculado al romanticismo y al nacionalismo por sus implicaciones políticas y la recuperación de un supuesto estilo nacional. Como arquitectura historicista, quiso ser una reelaboración del lenguaje arquitectónico del arte gótico medieval con formas más o menos genuinas, incluyendo los patrones decorativos, los acabados, el uso de ventanas con lancetas y los arcos acampanados.
A mediados del siglo XIX, se estableció como el estilo arquitectónico preeminente en el mundo occidental y los que lo consideraban una imitación del estilo gótico original lo denominaron peyorativamente «pseudogótico».
En este artículo se analiza primero el desarrollo general del estilo, para, en una segunda parte, hacer ese mismo análisis por los distintos países en que el estilo tuvo verdadera influencia. Es por ello que puede haber partes tratadas dos veces, especialmente en Inglaterra y Francia.

## Origen
Las raíces del movimiento del renacer gótico en Gran Bretaña están entrelazadas con movimientos profundamente filosóficos asociados con el catolicismo y con un nuevo despertar de la Alta Iglesia o las creencias anglocatólicas preocupados por el crecimiento del inconformismo religioso.
A partir del tercer cuarto del siglo XIX, la tradición de creencias del anglocatolicismo encontró que el estilo tenía un atractivo intrínseco para sus servicios religiosos que lo hacían único. Al utilizar el neogótico, la actitud de los arquitectos variaba considerablemente entre una fidelidad, tanto al estilo ornamental como a los principios originales de la construcción medieval, como a su uso por la mera apariencia, que a veces representaba poco más que el empleo de arcos apuntados y de algunos toques de decoración gótica en edificios que tenían una planta completamente decimonónica, y en los que se hacía uso de los materiales y métodos de construcción contemporáneos.
Dos mansiones escocesas, construidas o remodeladas por el arquitecto William Adam, —los castillos de Inveraray (1746) y de Culzean (1777)—, se pueden considerar los primeros ejemplos. También en Escocia, Walter Scott, autor de novelas medievalistas, construyó en estilo neogótico su mansión de Abbotsford House (1824).
Más impacto tuvieron, por su cercanía a Londres, la remodelación de Strawberry Hill en 1749, por iniciativa de Horace Walpole y la reconstrucción de la abadía de Fonthill desde 1796 por William Bedford y James Wyatt. En 1836 se construyeron con criterios neogóticos el Houses of Parliament (palacio de Westminster, de Charles Barry y Augustus Pugin); y en las décadas siguientes (las de la denominada «Era Victoriana» —se habla de Victorian Gothic—) se realizaron multitud de remodelaciones o nuevas construcciones de toda clase de edificios en el Reino Unido, entre ellas las de muchos colleges universitarios, cuyo ejemplo se extendió a las universidades estadounidenses, con tal profusión que el estilo también recibe la denominación de «gótico colegial».

### SigloXIX
En paralelo al auge neogótico en la Inglaterra del siglo XIX, el interés se extendió al resto de la Europa continental que vivió una auténtica fiebre: además de levantar nuevos edificios, se restauraron y completaron viejas edificaciones medievales, como catedrales y castillos. En Francia destacó la labor restauradora y reconstructora de Eugène Viollet-le-Duc. Ese interés se extendió al resto del mundo, a las colonias británicas de Australia y Canadá, a África y América: en el siglo XIX y principios del XX se construyó mucho neogótico, principalmente catedrales y grandes iglesias además de muchos edificios institucionales. Sin embargo, la influencia del revivalismo había alcanzado su punto máximo en la década de 1870. Aparecieron nuevos movimientos arquitectónicos, a veces relacionados como en el movimiento Arts and Crafts y a veces opuestos como la arquitectura moderna, y en la década de 1930 la arquitectura de la era victoriana ya era generalmente condenada o ignorada. A finales del siglo XX se vio un resurgimiento del interés, manifestado en el Reino Unido por el establecimiento de la Victorian Society en 1958.
El ambiente artístico de mediados del siglo XIX fue muy proclive al medievalismo, que se extendió por todas las artes, especialmente en la decoración y el mobiliario (Arts and Crafts), pero también en pintura, con distintos criterios (los nazarenos en Alemania, los prerrafaelitas en Inglaterra); o en literatura (drama romántico, novela histórica, novela gótica) o en música (óperas de ambientación medieval).

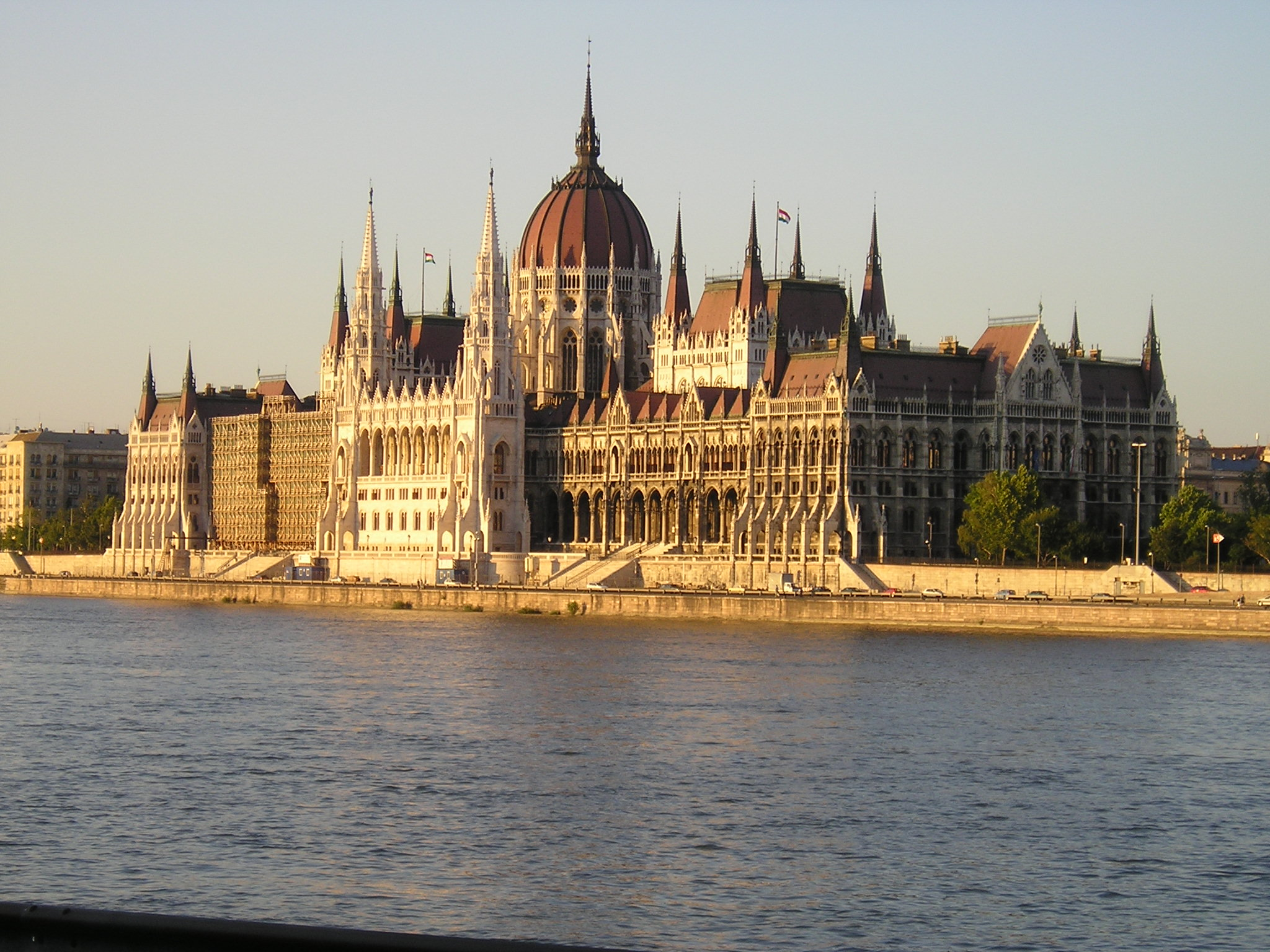
Parlamento de Hungría (1885-1904) en Budapest
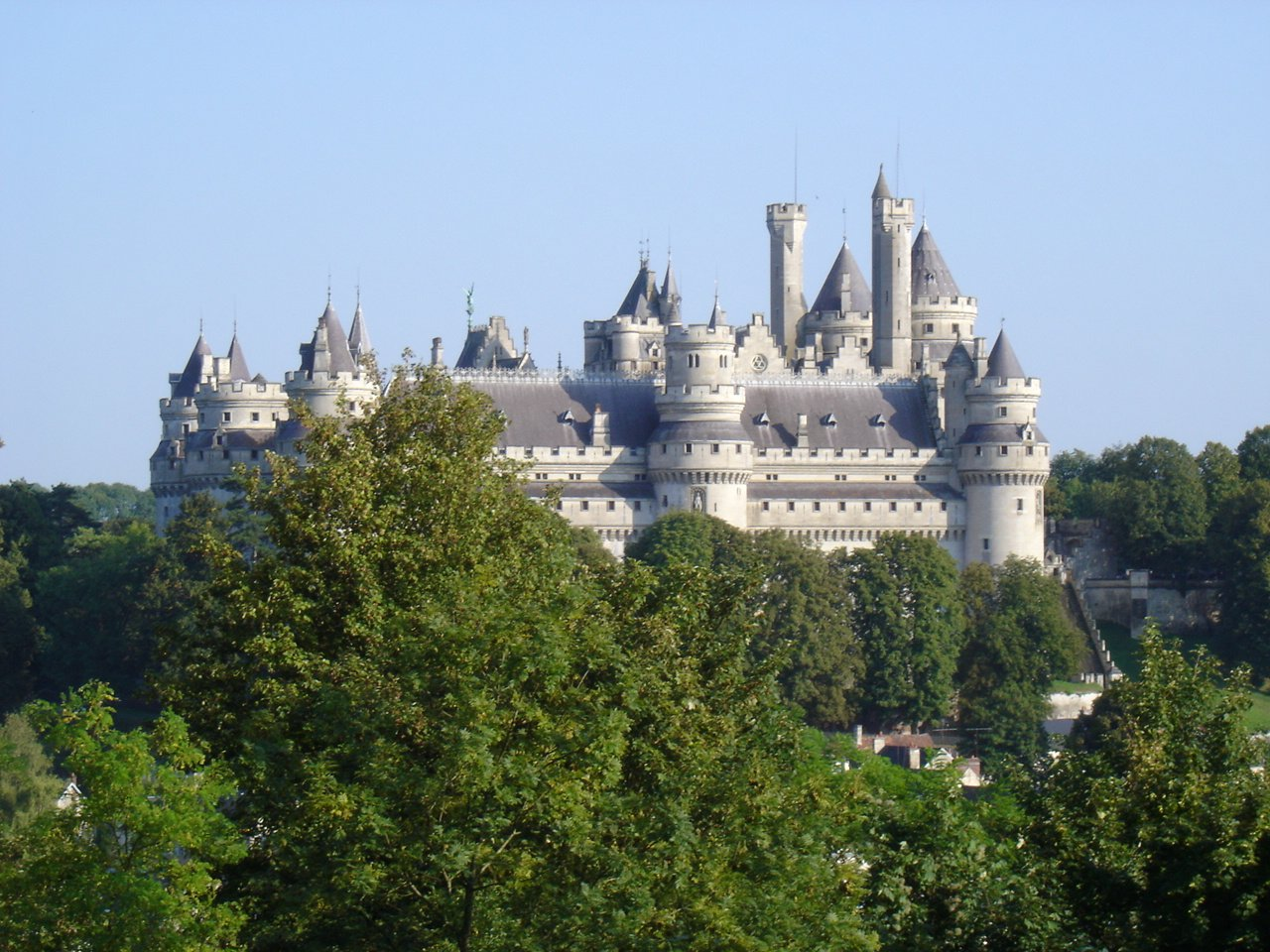
Pierrefonds, uno de los proyectos de Viollet-le-Duc que estaba casi completamente en ruinas antes de la restauración
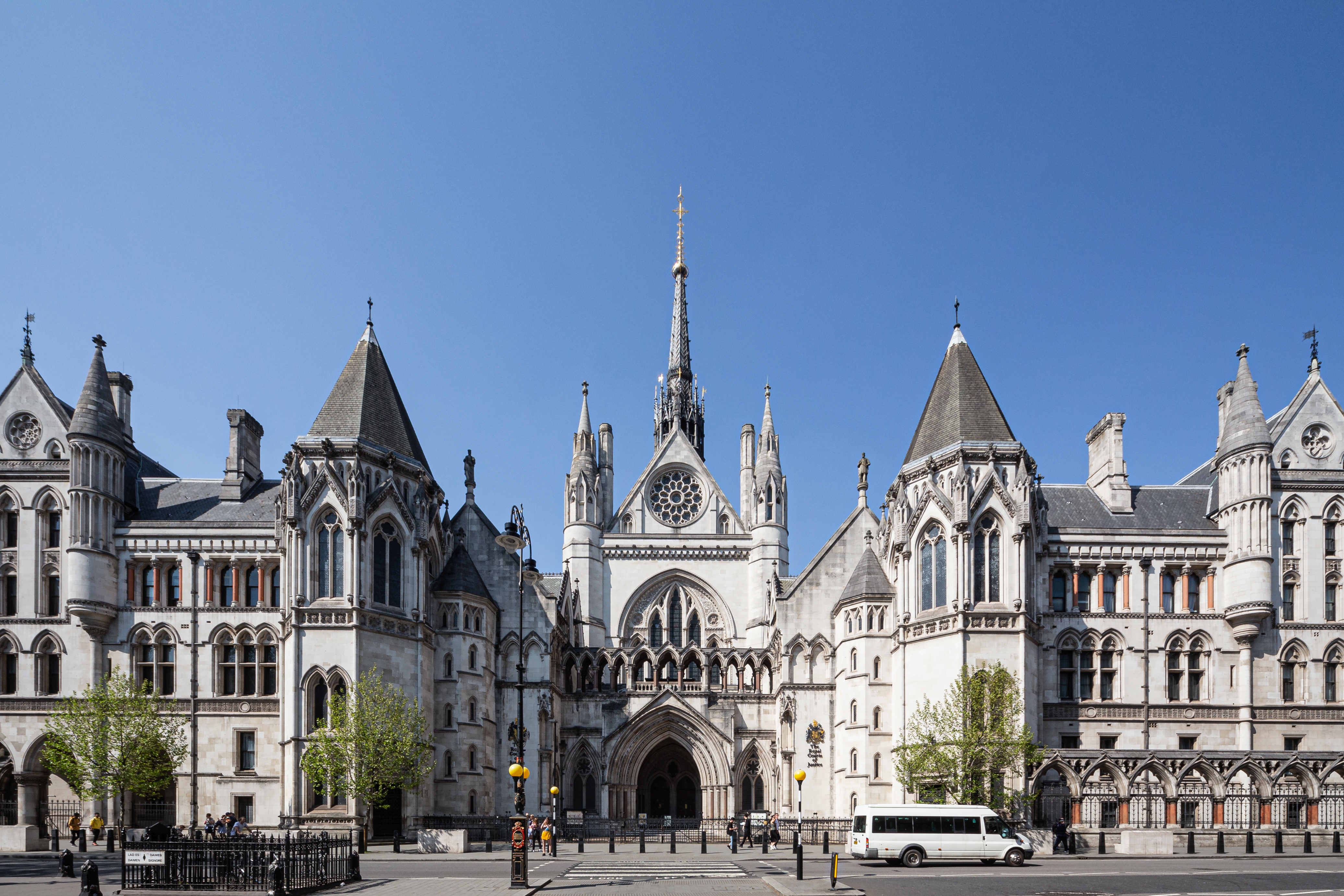
Reales Tribunales de Justicia (1873-1882) de Londres, de G. E. Street
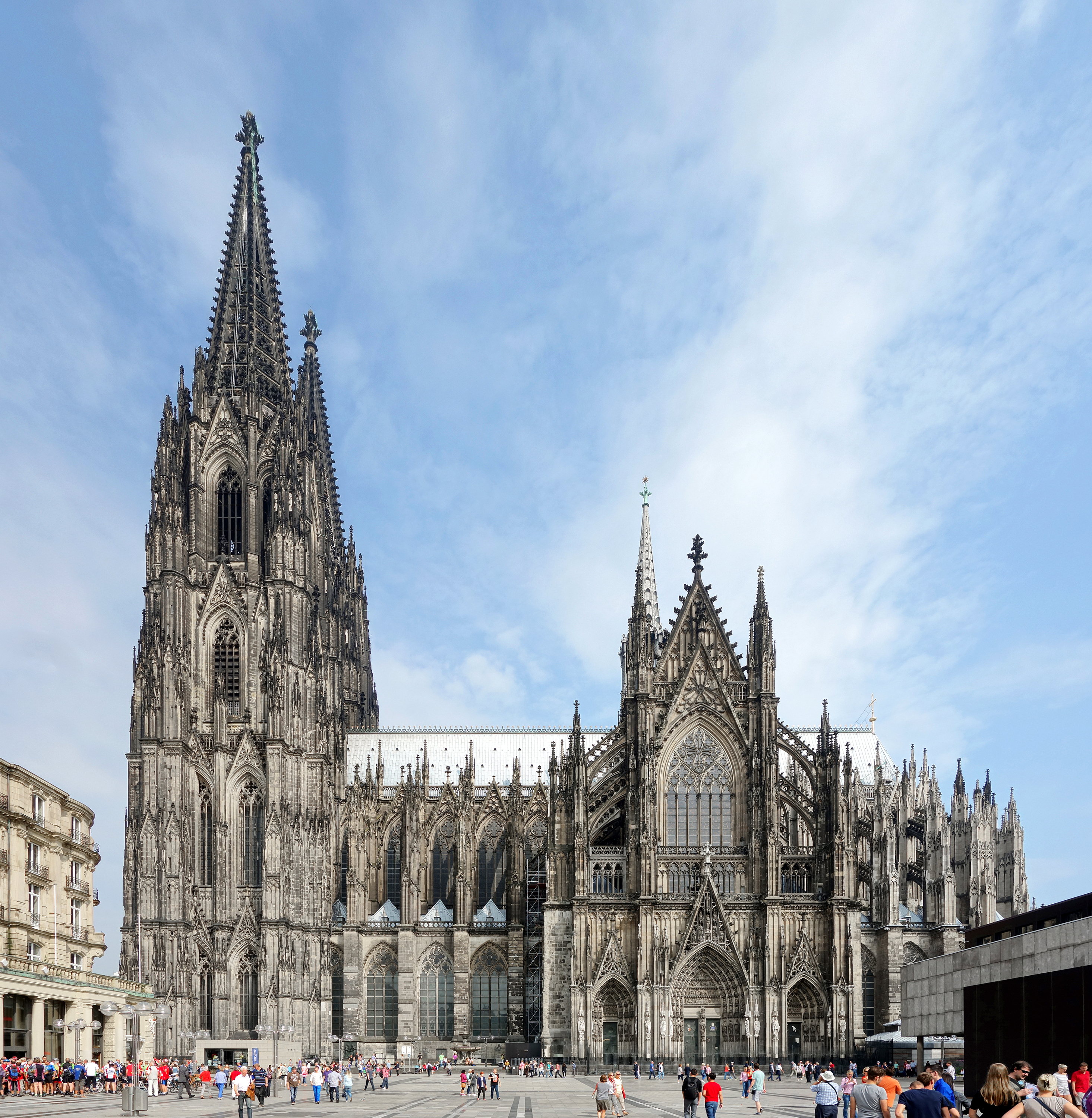
Catedral de Colonia, en su día el edificio más alto del mundo y gloria nacional alemana
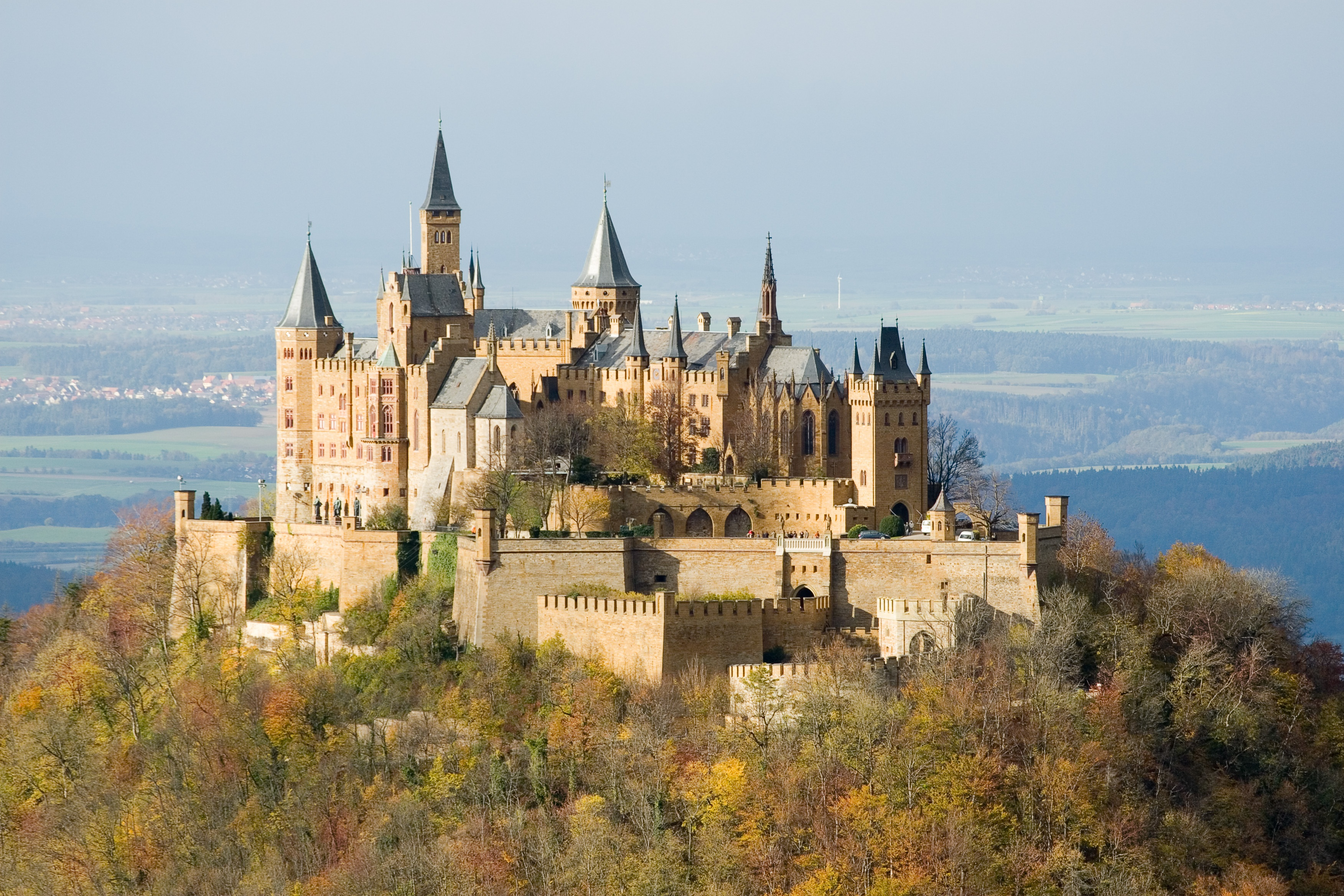
Castillo de Hohenzollern, reconstruido en 1846-1867 por Frederico Augusto Stüler para el rey Guillermo IV de Prusia
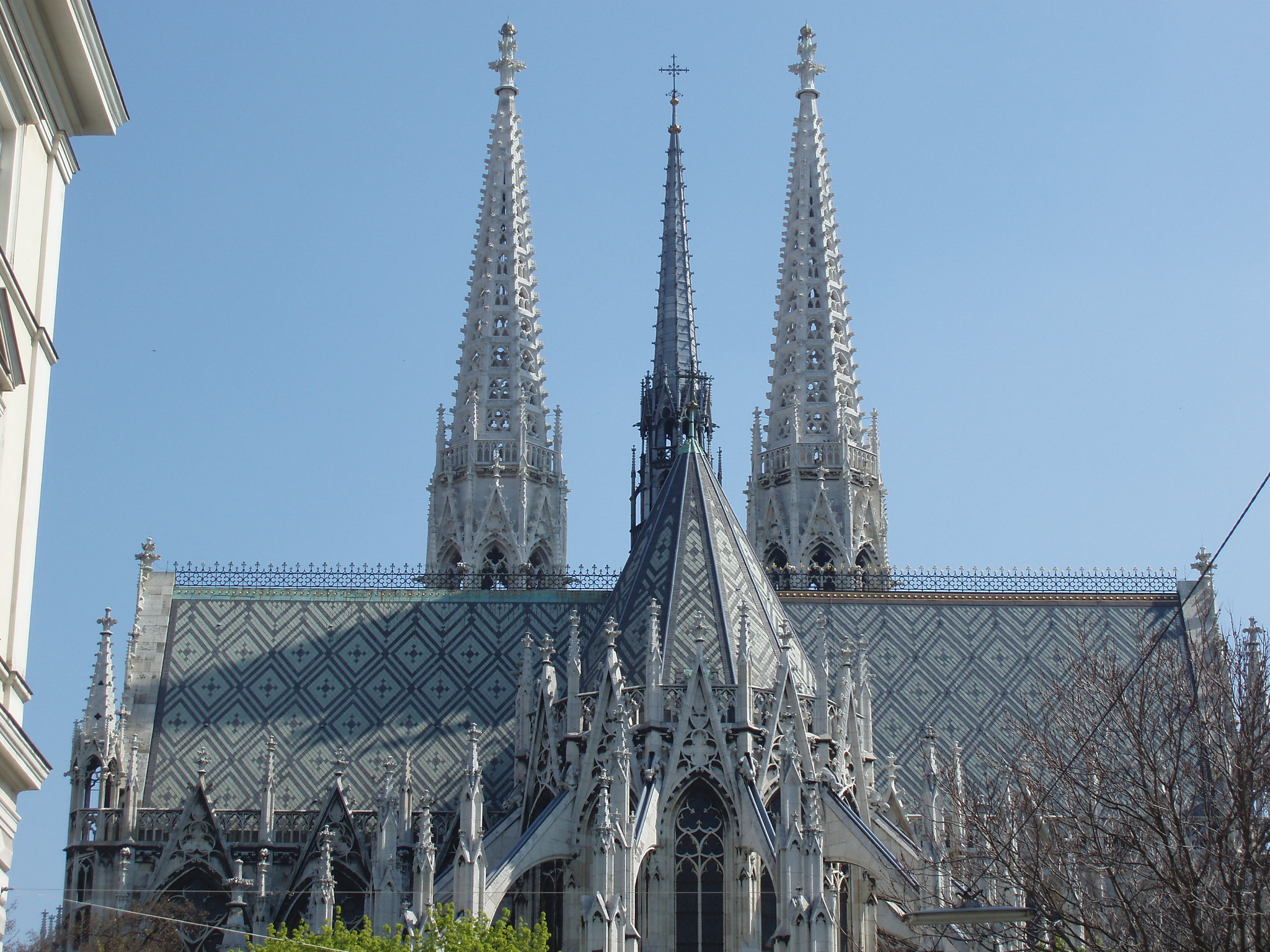
Iglesia votiva (Viena)

El foco de la difusión del neogótico fue un programa integral de construcción y mobiliario que se abrió paso en la literatura y el estilo de vida. El lenguaje formal del neogótico se basó en una imagen idealizada de la Edad Media. Floreció en el período de 1830 a 1900. Con la idea de que se basaba en la libertad y la cultura intelectual de las ciudades medievales, se construyeron en estilo neogótico iglesias, parlamentos, ayuntamientos, universidades, oficinas de correos, escuelas, puentes y estaciones de tren.

## Desvalorización del espíritu gótico
El surgimiento de este movimiento historicista, con un renovado fervor hacia el nacionalismo, fue uno de los primeros tropezones que cometió la sociedad industrial. Al intentar hacer una reinterpretación de un estilo medieval, forjado en una sociedad completamente avanzada, se olvidó la esencia misma de la arquitectura gótica.
Si bien, muchos tratados confrontan las diferentes situaciones del neogótico, debido a situaciones territoriales distintas y poniendo como ejemplo la principal discusión de la época que enfrentaba a John Ruskin y su conservación contra la lógica de la restauración que planteaba Viollet-le-Duc, casi en el único punto que coincidían estos tratadistas, era en que ambos hablaban de no perder la esencia del movimiento. Cuando Ruskin en Las siete lámparas de la arquitectura plantea la «Lámpara de la verdad», donde esta «Ilumina a la arquitectura frente a dos engaños, uno de tipo estructural, donde la estructura no cumple su función y los de la textura donde los materiales no pueden aparentar ser otros, ni donde los ornamentos se construyan con moldes», está tratando justamente en contra de los principios de este pseudo estilo, ya que incumple con esta premisa, la arquitectura neogótica muchas veces impone elementos estructurales que en la civilización medieval eran recursos imprescindibles para esas construcciones, únicamente para darle este ideal de belleza que proponía la arquitectura gótica, ya que con el desarrollo del hierro por ejemplo, se podrían haber evitado los contrafuertes de grandes dimensiones o los mismos arbotantes, elemento casi principal de toda construcción gótica, se podrían haber suplido con otros elementos que cumpliesen esa misma función. Un poco esta pauta fue la que planteó Viollet-le-Duc cuando en su Diccionario razonado de la arquitectura hablaba de la lógica de restauración y la plantea con todo un proceso adelante, en el cual dice que un arquitecto «Debe actuar como un cirujano diestro y experimentado, que solo toca un órgano después de haber adquirido un entero conocimiento de su función, y después de haber previsto las consecuencias inmediatas y futuras de la operación. Si actúa por azar, más vale que se abstenga. Más vale que el enfermo se muera a matarlo».
Estos dos tratadistas, con realidades y escuelas completamente diferentes y siempre contrapuestos por sus ideales, se ponen de acuerdo en esta cuestión, en donde la esencia de la arquitectura debía prevalecer sobre cualquier cambio en la sociedad, o mejor no intervenir ya que se provocaría la destrucción de la misma. De alguna manera esto es lo que pasó con la arquitectura pseudogótica, ya que muchas de las obras creadas bajo este período, tratan de querer ofrecer un falso ideal de belleza, camuflado detrás de una fachada gótica, y perdiendo el espíritu mismo de esta arquitectura, que proponía un juego de sensaciones que hasta el momento nunca se habían puesto en juego, partiendo de la interpretación del material que tenían en esa época, que era la piedra, pero que no eran propios de una civilización industrial, en donde los nuevos materiales podían proponer un abanico de nuevas condiciones, para resolver los mismos problemas con planteamientos más acordes al período.

## Raíces
El surgimiento del evangelicalismo en el siglo XVIII y principios del XIX vio nacer en Inglaterra una reacción en el movimiento de la High Church (Iglesia Alta) que buscaba enfatizar la continuidad entre la Iglesia establecida y la Iglesia católica anterior a la Reforma. La arquitectura, en forma de revival gótico, se convirtió en una de las principales armas en el arsenal de la iglesia alta. El revival gótico también iba en paralelo y se apoyaba en el «medievalismo», que hundía sus raíces en las preocupaciones anticuarias por las supervivencias y las curiosidades. A medida que progresaba la «industrialización», también surgía en la sociedad una reacción contra la producción de las máquinas y la aparición de las fábricas. Los defensores de lo pintoresco, como Thomas Carlyle y Augustus Pugin, adoptaron una visión crítica de la sociedad industrial y retrataron a la sociedad medieval preindustrial como una edad de oro. Para Pugin, la arquitectura gótica estaba impregnada de los valores cristianos que habían sido postergados por el clasicismo y que estaban siendo destruidos por la industrialización.
El renacer gótico también adquirió connotaciones políticas; siendo visto el estilo neoclásico, «racional» y «radical», como asociado al republicanismo y al liberalismo (como evidencia su uso en los Estados Unidos y, en menor medida, en la Francia republicana), el neogótico, más espiritual y tradicional, se asoció con el monarquismo y el conservadurismo, lo que se refleja en la elección del estilo para reconstruir los centros gubernamentales del Parlamento británico del palacio de Westminster (1840-1860) en Londres, los Edificios del Parlamento canadiense en Ottawa (1859-1876) y el Edificio del Parlamento húngaro (1885-1904) en Budapest.
En la literatura inglesa, el neogótico arquitectónico y el romanticismo clásico dieron origen al género de la novela gótica, comenzando con The Castle of Otranto (1764) de Horace Walpole, e inspiraron un género del siglo XIX de poesía medieval que derivaba de la pseudo-poesía barda de Ossian. Poemas como Idylls of the King de lord Alfred Tennyson, refundieron temas específicamente modernos en escenarios medievales del romance artúrico. En la literatura alemana, el renacer gótico también tuvo una base en las modas literarias.

## Supervivencia y revival

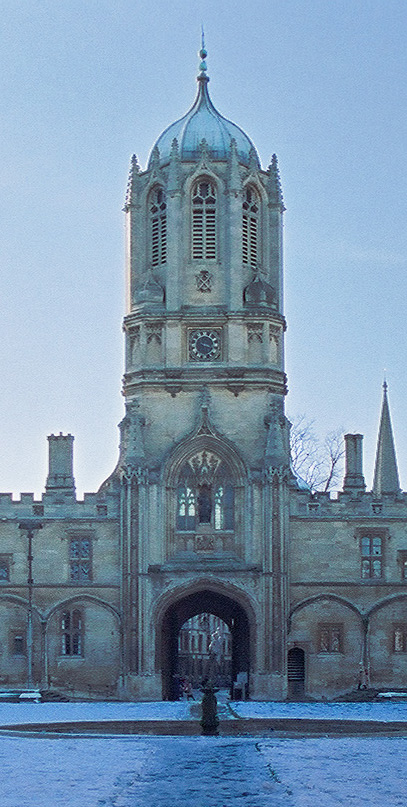
Tom Tower, Oxford, de sir Christopher Wren 1681-1682, diseñada para armonizar con los alrededores de estilo Tudor

La arquitectura gótica había comenzado en la basílica de Saint Denis, cerca de París, y en la catedral de Sens en 1140 y terminó con un último florecimiento a principios del siglo XVI con edificios como la capilla de Enrique VII en Westminster. Sin embargo, la arquitectura gótica no había desaparecido por completo en el siglo XVI, sino que se ejecutaba lentamente en la construcción de algunas catedrales en curso; y también en las universidades de Oxford y Cambridge, y en la construcción de iglesias en muchos de los distritos rurales cada vez más aislados de Inglaterra, Francia, Alemania, la Mancomunidad de Polonia-Lituania y España. La catedral de San Columbano (completada en 1633) fue una importante nueva edificación de estilo gótico perpendicular.
En Bolonia, en 1646, el arquitecto barroco Carlo Rainaldi también eligió unas bóvedas góticas (completadas en 1658) para la basílica de San Petronio, iglesia que había estado en construcción desde 1390; allí, el contexto gótico del edificio anuló las consideraciones sobre si era pertinente completarla en el modo arquitectónico entonces actual. Guarino Guarini, un monje teatino del siglo XVII, activo principalmente en Turín, reconoció el «orden gótico» como uno de los principales sistemas de arquitectura y lo utilizó en su práctica profesional.
Del mismo modo, la arquitectura gótica sobrevivió en algunos entornos urbanos durante el final del siglo XVII, como se muestra en Oxford y en Cambridge, donde algunas añadidos y reparaciones de los edificios góticos se consideraron más acordes con el estilo de las edificaciones originales que el entonces barroco contemporáneo. La Tom Tower de sir Christopher Wren para la Christ Church, en la Universidad de Oxford y, después, las torres de la fachada oeste de la abadía de Westminster, de Nicholas Hawksmoor, diluyeron los límites entre lo que se llama «supervivencia gótica»» y el neogótico. Por toda Francia, en los siglos XVI y XVII, se continuaron construyendo iglesias como, San Eustaquio en París, que seguían siendo formas góticas envueltas en detalles clásicos, hasta la llegada de la arquitectura barroca.

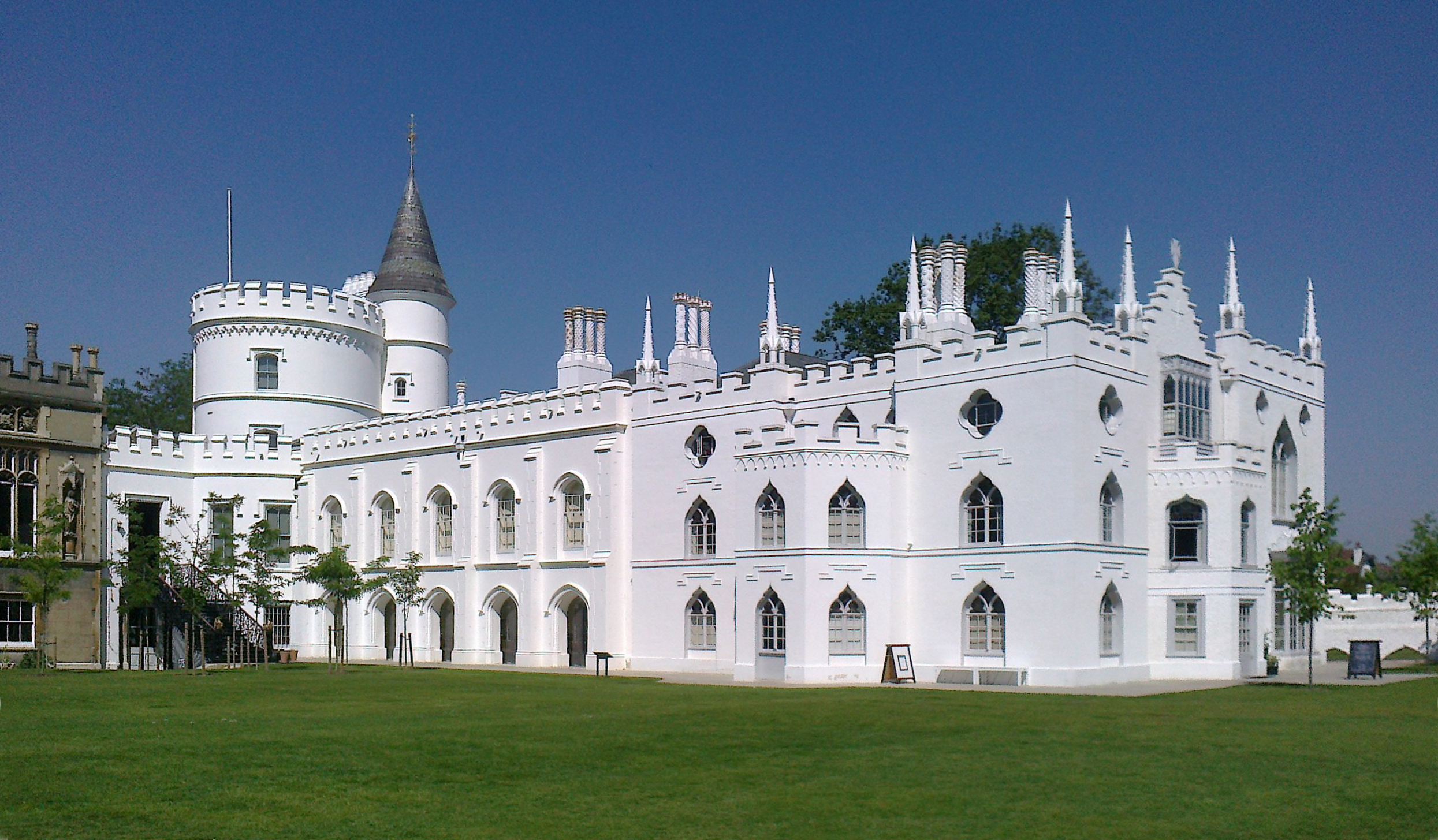
Strawberry Hill House (1749), Twickenham, Londres; un hito muy influyente en el renacer gótico, de Horace Walpole (1717-1797). Estableció el estilo «Strawberry Hill Gothic»

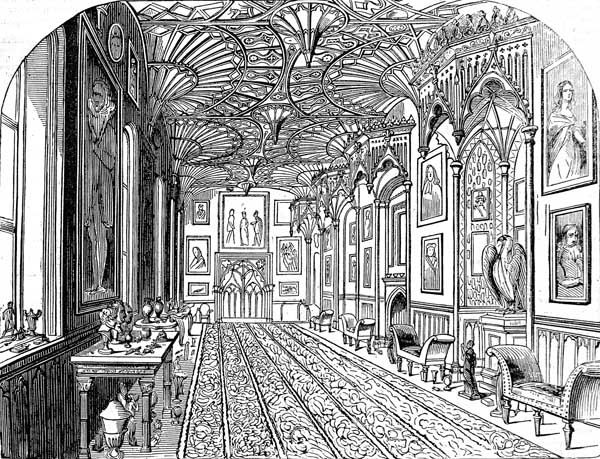
Interior de Strawberry Hill hacia 1842

Durante el auge del romanticismo, a mediados del siglo XVIII, entre los conocedores influyentes surgió un mayor interés y conciencia de la Edad Media, lo que creó una aproximación más apreciativa de las artes medievales seleccionadas, comenzando con la arquitectura eclesiástica, los monumentos de las tumbas de personajes reales y nobles, las vidrieras y los manuscritos iluminados del gótico tardío. Otras artes góticas, como los tapices y la metalistería, continuaron siendo ignoradas como bárbaras y rudimentarias; sin embargo, las asociaciones sentimentales y nacionalistas con las figuras históricas fueron tan fuertes en este renacimiento temprano como las preocupaciones puramente estéticas.
Los románticos alemanes (incluidos el filósofo y escritor Goethe y el arquitecto Karl Friedrich Schinkel) comenzaron a apreciar el carácter pintoresco de las ruinas —«pintoresco» se convirtió en una nueva cualidad estética—, y esos efectos suaves del tiempo que los japoneses llaman wabi-sabi y que Horace Walpole independientemente admiraba, ligeramente irónico, como «el verdadero óxido de las guerras de los barones». Los detalles del «Gothic» de la villa Twickenham de Walpole, Strawberry Hill House comenzada en 1749, apelaron a los gustos rococó de la época, y fueron seguidos bastante rápidamente por James Talbot en la Lacock Abbey, en Wiltshire. En la década de 1770, arquitectos completamente neoclásicos como Robert Adam y James Wyatt estaban ya preparados para incorporar detalles góticos en salones, bibliotecas y capillas y, para William Beckford en Fonthill en Wiltshire, una visión romántica completa de una abadía gótica.
Algunos de los primeros ejemplos arquitectónicos de los revividos se encuentran en Escocia. Inveraray Castle, construido a partir de 1746 para el Duque de Argyll, con la colaboración en el diseño de William Adam, muestra la incorporación de torretas. El historiador de la arquitectura John Gifford escribe que las almenas eran la «afirmación simbólica del poder cuasi-feudal aún ejercido [por el duque] sobre los habitantes de sus jurisdicciones heredables». La mayoría de los edificios todavía estaban se construían en gran parte en el estilo palladiano establecido, pero algunas casas empezaron a incorporar características externas del estilo baronial escocés. Algunas de las casas de Robert Adam en este estilo son Mellerstain y Wedderburn, en Berwickshire, y Seton Castle en East Lothian, pero esto se ve más claramente en el Castillo de Culzean, en Ayrshire, remodelado por Adam desde 1777. El excéntrico paisajista Batty Langley incluso intentó «mejorar» las formas góticas dándoles proporciones clásicas.

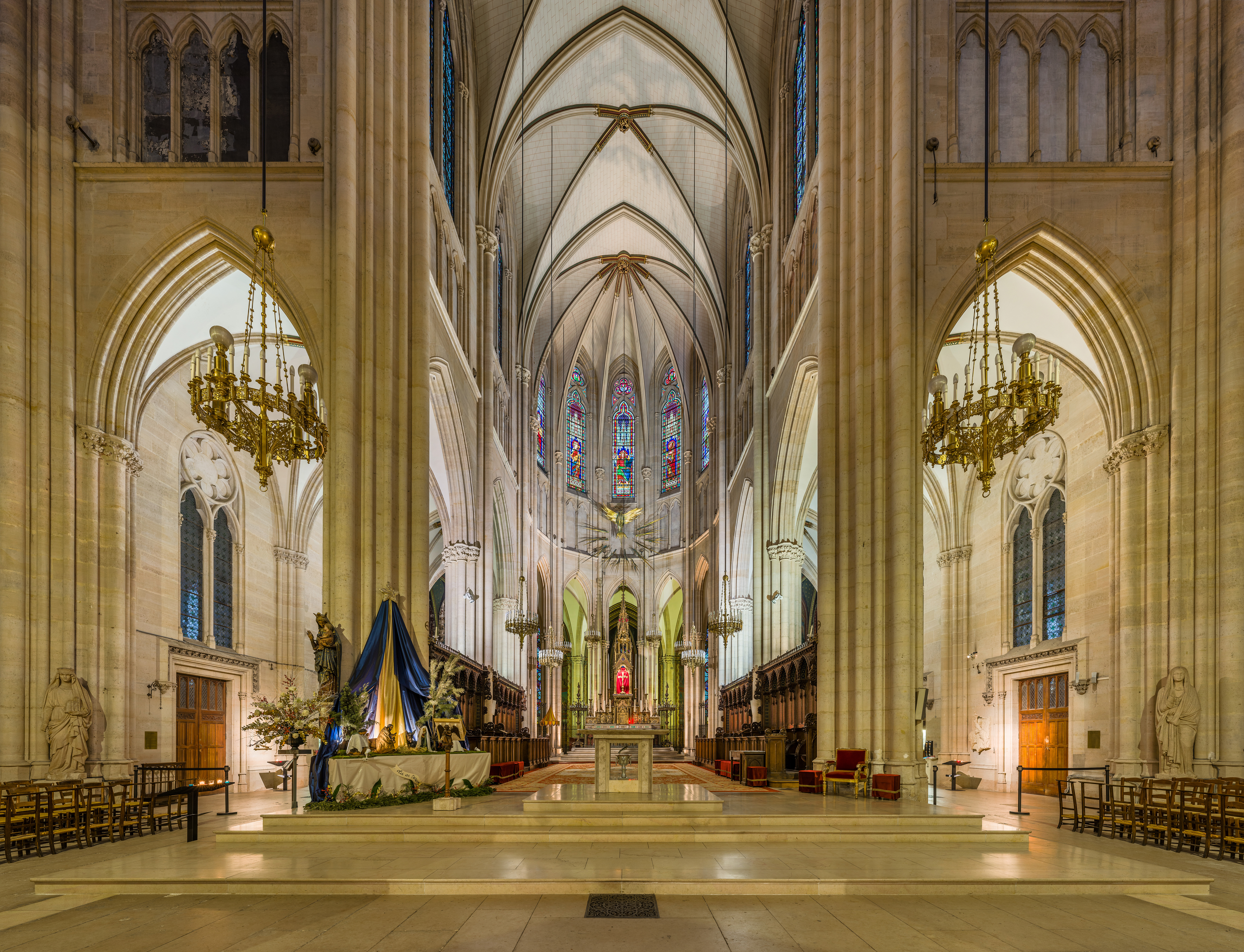
Santuario de la Basílica de Santa Clotilde de París

Una generación más joven, tomando la arquitectura gótica más en serio, proporcionó los lectores a las series de John Britton Architectural Antiquities of Great Britain, que comenzó a aparecer en 1807. En 1817, Thomas Rickman escribió un Attempt... para nombrar y definir la secuencia de estilos góticos en la arquitectura eclesiástica inglesa, «un libro de texto para el estudiante de arquitectura». Su largo título antiguo es descriptivo: Attempt to discriminate the styles of English architecture from the Conquest to the Reformation; preceded by a sketch of the Grecian and Roman orders, with notices of nearly five hundred English buildings (Intento de distinguir los estilos de la arquitectura inglesa desde la Conquista hasta la Reforma; precedido por un bosquejo de los órdenes griegos y romanos, con noticias de casi quinientos edificios ingleses). Las categorías que utilizó fueron normando, inglés temprano, decorado y perpendicular. Tuvo numerosas ediciones y todavía se republicaba en 1881; se volvió a publicar en el siglo XXI.
El uso más común de la arquitectura neogótica fue en la construcción de iglesias. Los principales ejemplos de catedrales góticas en EE. UU. son las catedrales neoyorkinas de San Juan el Divino y San Patricio y la catedral Nacional de Washington en el monte St. Alban, en el noroeste de Washington D. C. Una de las mayores iglesias neogóticas en Canadá es la basílica de Nuestra Señora Inmaculada (1876-1888) en Guelph (Ontario).
La arquitectura neogótica siguió siendo uno de los estilos neohistoricistas más populares y longevos. Aunque en los ámbitos comercial, residencial e industrial comenzó a perder fuerza y popularidad después del tercer cuarto del siglo XIX, todavía se siguieron construyendo iglesias neogóticas y, en especial, en el conocido como «gótico colegial», escuelas, colegios y universidades, en un estilo que siguió siendo popular en Inglaterra, Canadá y Estados Unidos hasta bien entrada la primera mitad del siglo XX. Sólo cuando comenzaron a afianzarse los nuevos materiales, como el acero y el vidrio, junto con la preocupación por la funcionalidad en la vida laboral y cotidiana, y el ahorro de espacio en las ciudades, lo que significaba la necesidad de construir en altura, el neogótico comenzó a desaparecer de los encargos populares.

### Decorativo

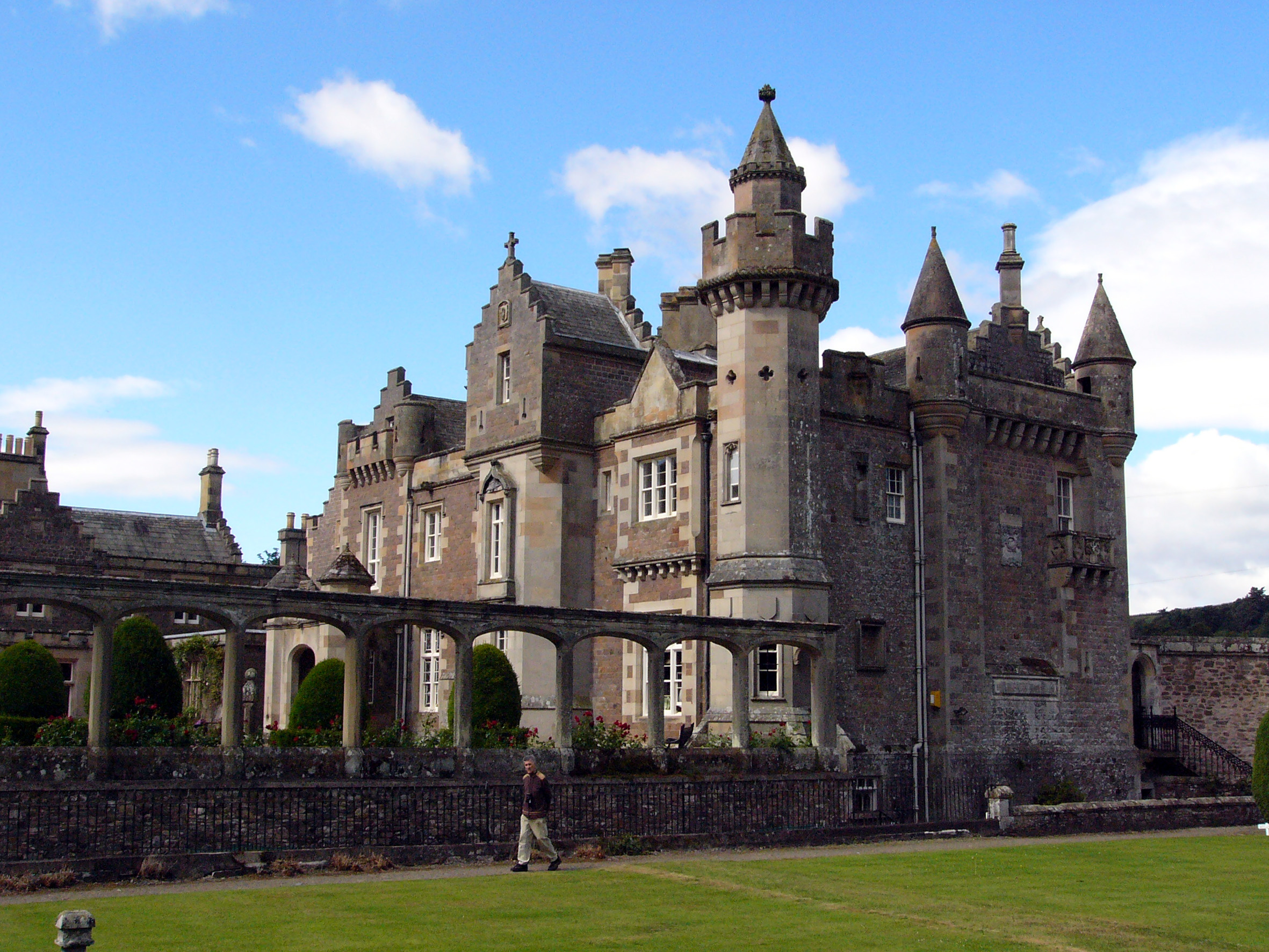
Abbotsford House, para sir Walter Scott, cuyas novelas popularizaron el periodo medieval, en el que se inspiró el renacer gótico

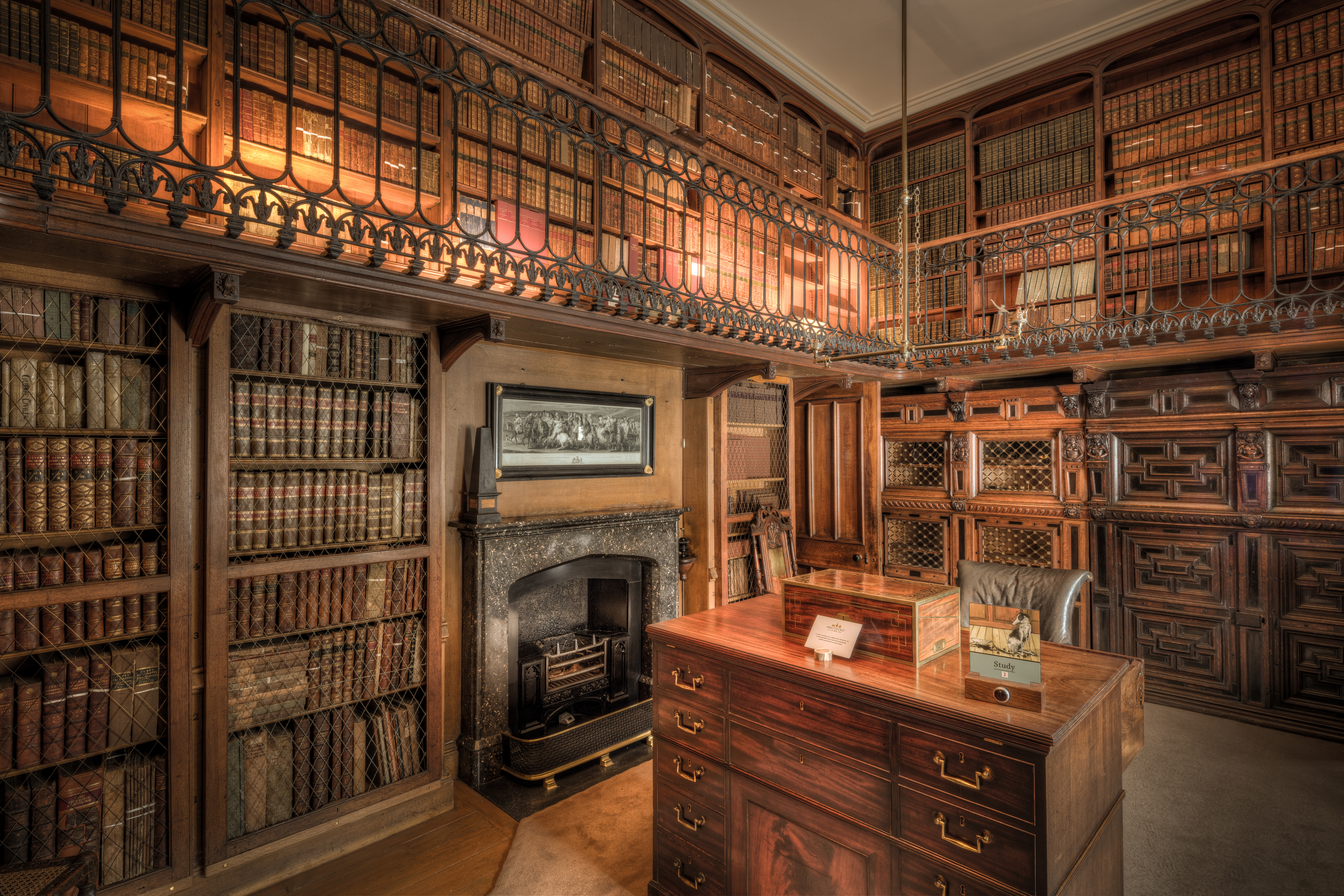
El estudio en Abbotsford House

El estilo gótico revivido no se limitó a la arquitectura. Los edificios góticos clásicos de los siglos XII al XVI fueron una fuente de inspiración para los diseñadores del siglo XIX en otros muchos campos de trabajo. En una amplia gama de objetos se aplicaron elementos arquitectónicos de estilo neogótico como los arcos apuntados, las cubiertas con pendientes pronunciadas y los tallados elegantes como encajes y celosías. Algunos ejemplos de la influencia del neogótico se pueden encontrar en los motivos heráldicos en los escudos de armas; en los muebles pintados con elaboradas escenas como los caprichosos detalles góticos en los muebles ingleses que se remontan a la casa de Lady Pomfret en la Arlington Street londinense (años 1740); y el calado gótico en los respaldos de sillas y en los patrones en el acristalamiento de estanterías, que fue una característica familiar del Director de Chippendale (1754, 1762) que, por ejemplo, en la librería de tres partes empleaba detalles góticos con profusión rococó, en una forma simétrica. La Abbotsford House de sir Walter Scott ejemplifica en su mobiliario el estilo «gótico regencia». El renacer del gótico también supuso la reintroducción de las vestimentas y los bailes medievales en las recreaciones históricas que se montaron especialmente en la segunda parte del siglo XIX, aunque una de los primeros, el Torneo Eglinton de 1839, sigue siendo la más famosa.
A mediados del siglo XIX, las tracerías y los nichos góticos podían recrearse a bajo costo sobre papel tapiz (papeles pintados), y las arcadas ciegas góticas podían ya decorar una jarra de cerámica. J. G. Crace, un influyente decorador de una influyente familia de diseñadores de interiores, expresaba en 1857 su preferencia por el estilo gótico: «En mi opinión, no hay calidad de ligereza, elegancia, riqueza o belleza que posea cualquier otro estilo... [o] en el que los principios de construcción sólida pueden llevarse a cabo tan bien». El catálogo ilustrado de la Great Exhibition de 1851 está repleto de detalles góticos, desde diseños de encaje y de alfombras hasta en la maquinaria pesada. El volumen High Victorian Design, una obra publicada en 1951 por Nikolaus Pevsner sobre las muestras en la Gran Exposición, fue una contribución importante al estudio académico del gusto victoriano y un temprano indicador de la posterior rehabilitación a finales del siglo XX de la arquitectura victoriana y de los objetos con los que decoraban sus edificios.
En 1847, se acuñaron ocho mil monedas de la Corona británica en condiciones de prueba diseñando un reverso adornado de acuerdo con el estilo revivido. Consideradas por los coleccionistas como particularmente hermosas, son conocidas como «coronas góticas». El diseño se repitió en 1853, nuevamente como prueba. Una moneda similar de dos chelines, el «florín gótico» fue acuñada para su circulación desde 1851 hasta 1887.

## Romanticismo y nacionalismo

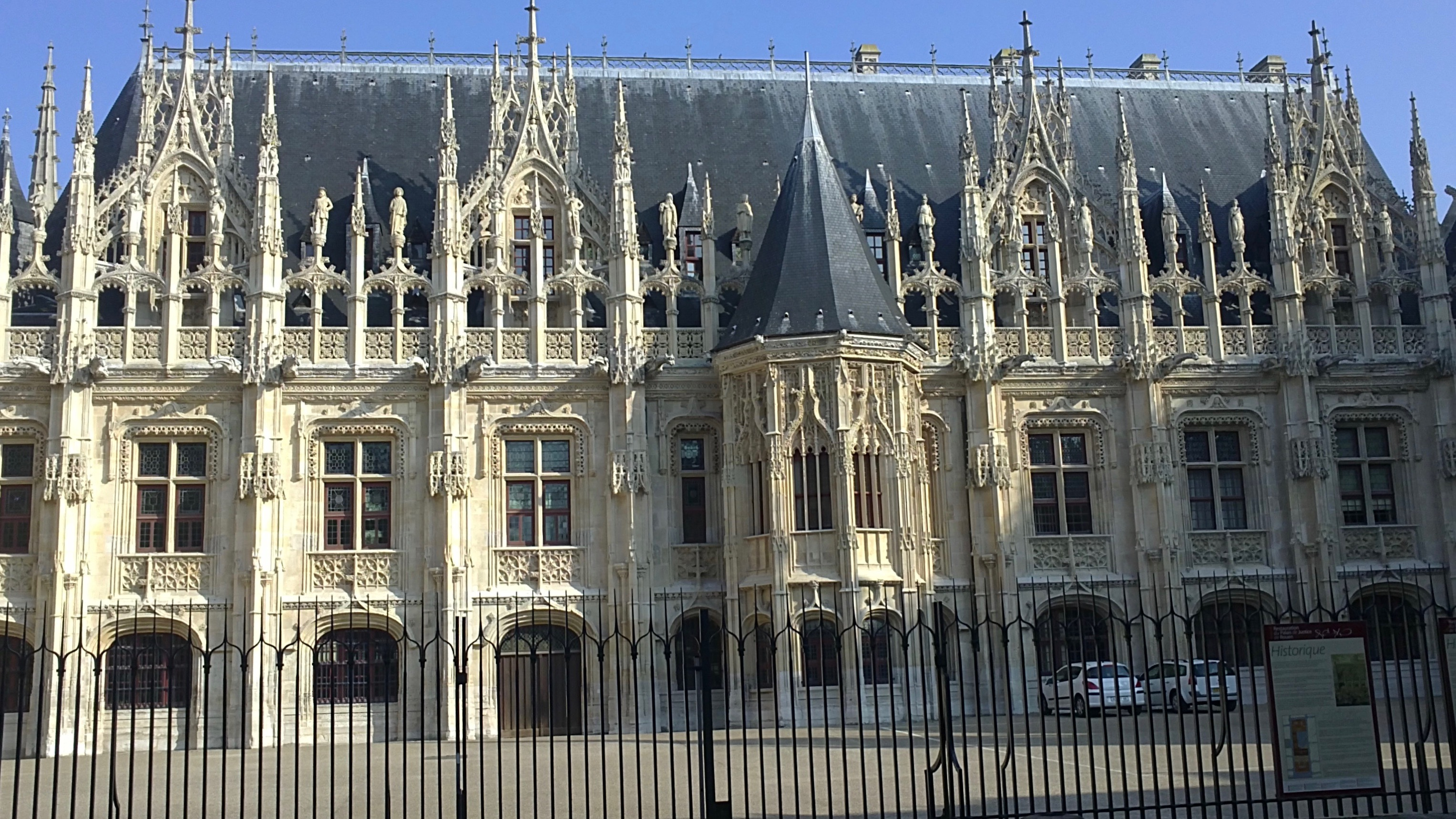
Fachada gótica del antiguo Parlamento de Ruan en Francia, construida entre 1499 y 1508, que más tarde inspiró el revival neogótico en el

El neogótico francés buscó sus raíces en la arquitectura gótica medieval francesa, el origen de todo en el siglo XII. La arquitectura gótica fue conocida a veces durante el período medieval como «Opus Francigenum» (o «arte francés»). El erudito francés Alexandre de Laborde escribió en 1816 que «la arquitectura gótica tiene bellezas propias», lo que marcó el comienzo del renacer gótico en Francia. A partir de 1828, Alexandre de Brogniart, director de la fábrica de porcelana de Sèvres, produjo pinturas de esmalte cocido en grandes paneles de vidrio plano, para la capilla real de Dreux del rey Louis-Philippe, un temprano e importante encargo francés en el gusto gótico, precedido principalmente por algunas características góticas en algunos jardineros paysagers.

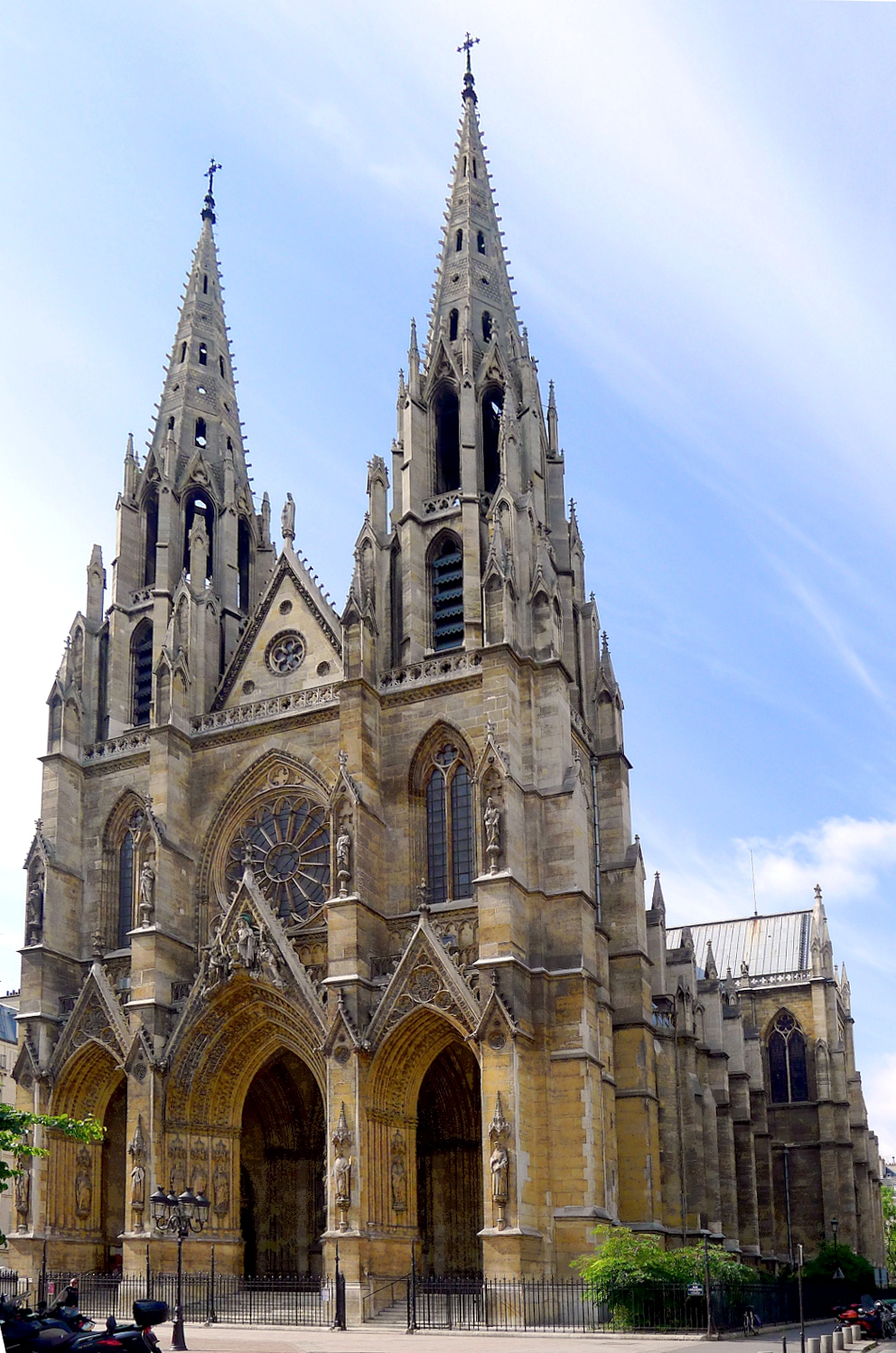
Basílica de Santa Clotilde de París completada en 1857

El neogótico francés fue establecido sobre bases intelectuales más sólidas por un pionero, Arcisse de Caumont, que había fundado la Société des Antiquaires de Normandie en un momento en que anticuario todavía significaba un conocedor de antigüedades, y que publicó su gran trabajo sobre arquitectura en la Normandía francesa en 1830. Al año siguiente, 1831, apareció la novela romántica histórica de Victor Hugo Nuestra Señora de París, con el jorobado Quasimodo, en la que aparecía la gran catedral gótica de París, a la vez escenario y protagonista de una obra de ficción muy popular. Sin embargo, Hugo pretendía que su libro despertara una preocupación por la arquitectura gótica que se conservaba en Europa, en lugar de iniciar una locura por el neogótico en la vida contemporánea. En el mismo año en que apareció Notre-Dame de París, la nueva monarquía borbónica restaurada por los franceses estableció un cargo en el Real Gobierno francés de Inspector General de Monumentos Antiguos, un puesto que fue ocupado en 1833 por Prosper Mérimée, quien se convirtió en 1837 en el secretario de una nueva Comisión de los Monumentos Históricos (Commission des Monuments Historiques). Esa fue la Comisión que instruyó a Eugène Viollet-le-Duc para informar sobre las condiciones de la Abadía de Vézelay en 1840. Después de eso, a Viollet le Duc se le encomendó restaurar la mayoría de los edificios simbólicos de Francia, incluyendo Notre-Dame de París, la propia Vézelay, la Ciudadela de Carcasona, el Castillo de Roquetaillade, la famosa abadía de Mont-Saint-Michel en su escarpada isla costera, Pierrefonds, y el palacio papal de Aviñón. Cuando se construyó la primera iglesia neogótica importante en Francia, la Basílica de Santa Clotilde de París, comenzada en septiembre de 1846 y consagrada el 30 de noviembre de 1857, el arquitecto elegido fue, significativamente, de origen alemán, Franz Christian Gau (1790-1853); aunque el diseño fue modificado significativamente por el asistente de Gau, Théodore Ballu, en las etapas posteriores, para incorporar el par de flechas que coronan la fachada occidental.

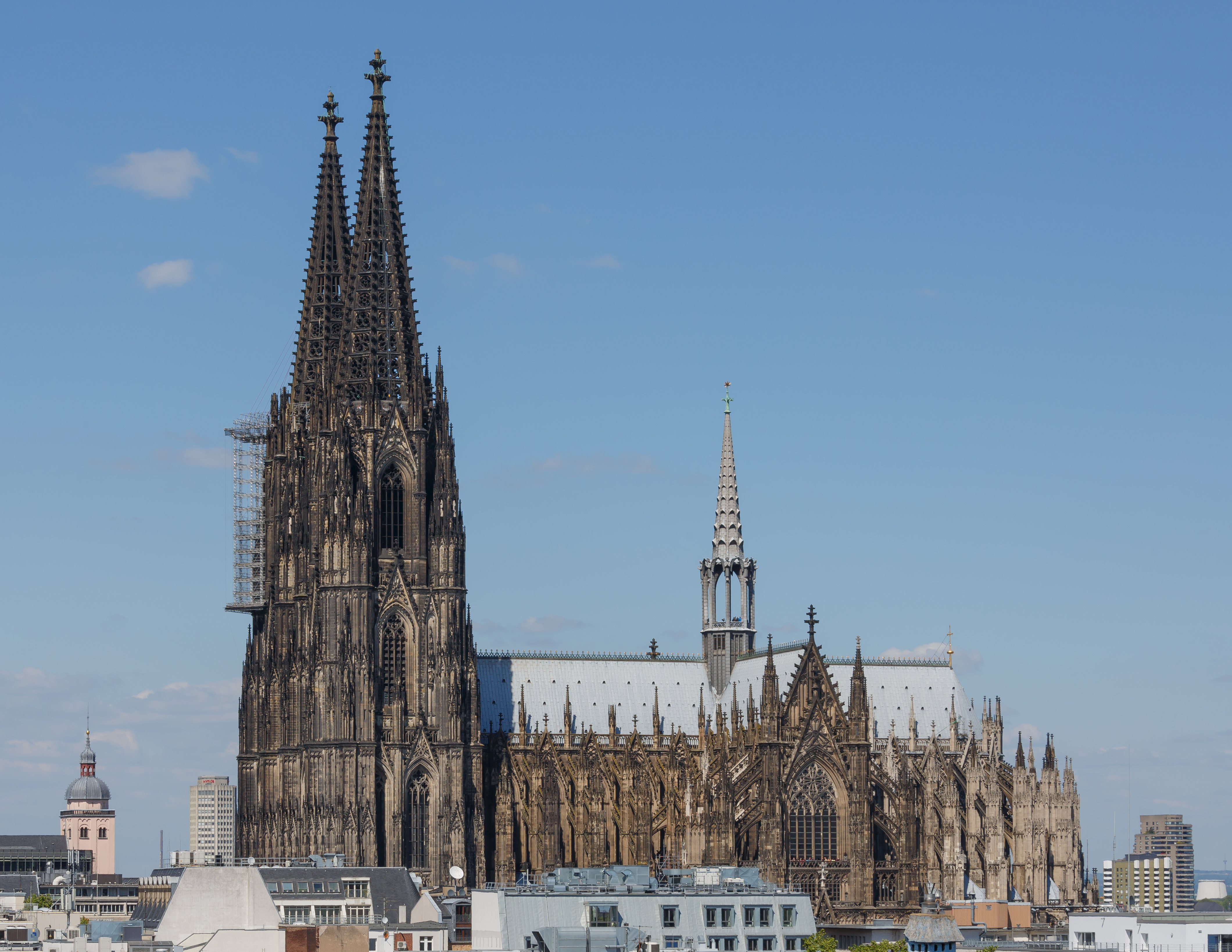
Catedral de Colonia, finalmente terminada en 1880, aunque la construcción comenzó en 1248

Mientras tanto, en Alemania, se reavivó el interés por acabar la catedral de Colonia, que había comenzado a construirse en 1248 y que aún no estaba terminada en el momento del revival gótico. El movimiento «romántico» de la década de 1820 despertó el interés, y los trabajos comenzaron una vez más en 1842, marcando significativamente un retorno alemán a la arquitectura gótica. La catedral de Praga también se completó tarde. Michael J. Lewis ha explorado la importancia del proyecto de terminación de Colonia en tierras de habla alemana en su obra The Politics of the German Gothic Revival: August Reichensperger. Reichensperger no tenía dudas sobre la posición central de la catedral en la cultura germánica: «La catedral de Colonia es alemana en su esencia, es un monumento nacional en el sentido más amplio de la palabra, y probablemente el monumento más espléndido que nos ha sido transmitido del pasado».
Debido al nacionalismo romántico a principios del siglo XIX, tanto alemanes, franceses como ingleses afirmaron que la arquitectura gótica original del siglo XII se había originado en su propio país. Los ingleses acuñaron audazmente el término «inglés temprano» («early english») para el «gótico», una denominación que implicaba que la arquitectura gótica era una creación inglesa. En su edición de 1832 de Notre-Dame de Paris, Victor Hugo decía: «Inspiremos en la nación, si es posible, el amor por la arquitectura nacional», lo que implicaba que el «gótico» era un patrimonio nacional de Francia. En Alemania, con la finalización de la catedral de Colonia en la década de 1880 que, con su remate era el edificio más alto del mundo, esa catedral era vista como el apogeo de la arquitectura gótica. Otras grandes terminaciones de catedrales góticas fueron las de Regensburger Dom (con las agujas gemelas completadas entre 1869-1872), la de la Ulm Münster (con una torre de 161 m desde 1890) y la de la catedral de San Vito en Praga (1844-1929).

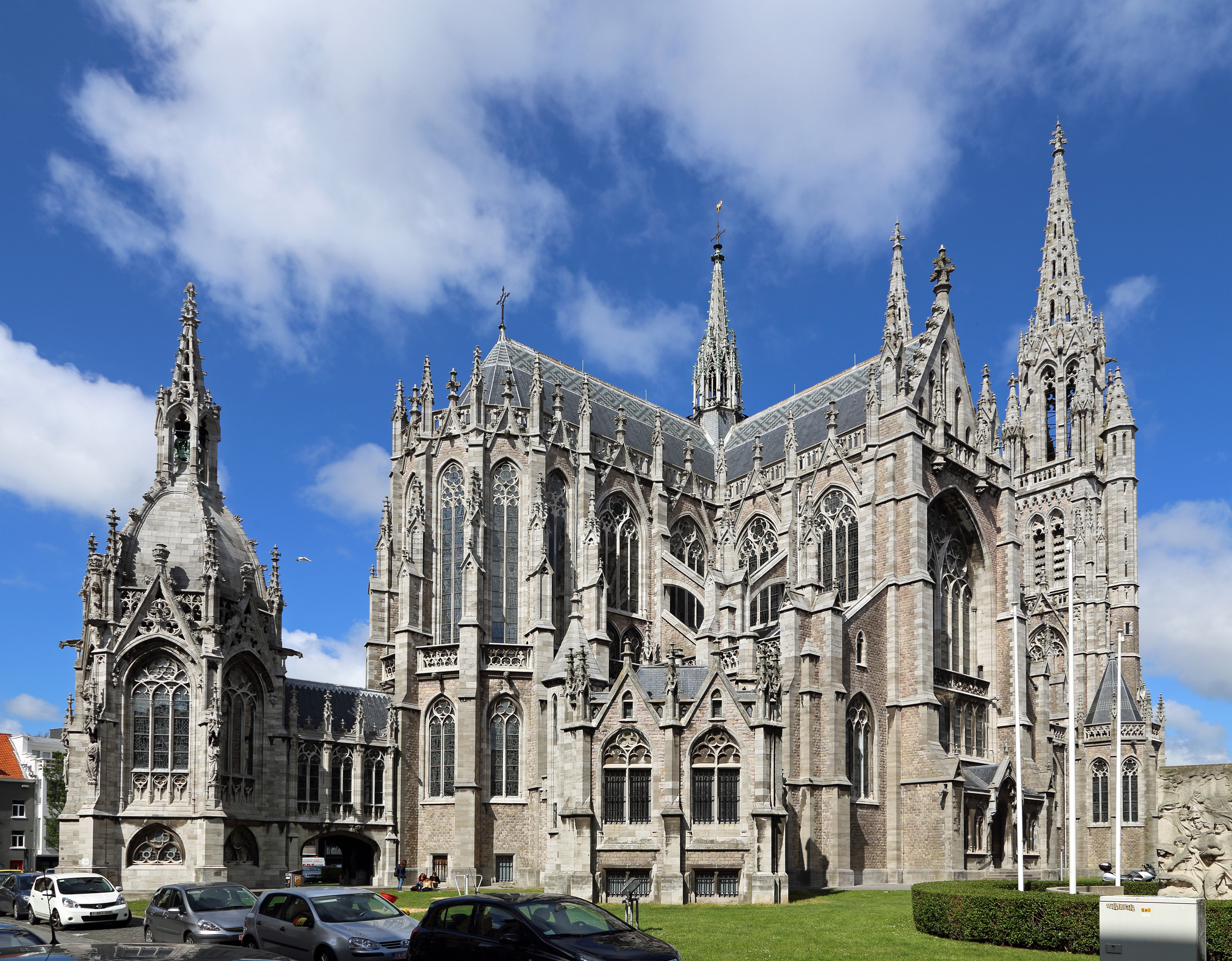
Iglesia de San Pedro y San Pablo en Ostende (Bélgica), construida entre 1899 y 1908

En Bélgica, en 1896 se incendió una iglesia del siglo XV en Ostende. El rey Leopoldo II financió su reemplazo con una iglesia tipo catedralicio al estilo de la Iglesia votiva de Viena, también neogótica, y de la catedral de Colonia: la de iglesia de San Pedro y San Pablo. En Malinas, el edificio en gran parte sin terminar dibujado en 1526 como sede del Gran Consejo de los Países Bajos, finalmente consiguió ser construida a principios del siglo XX siguiendo estrictamente el diseño de Rombout II Keldermans en gótico brabantino, y se convirtió en la nueva ala norte del Ayuntamiento. En Florencia, se desmanteló la fachada temporal del Duomo erigida para las nupcias de los Medici-Casa de Lorena en 1588-1589, y el extremo oeste de la catedral permaneció desnudo nuevamente hasta 1864, cuando se celebró un concurso para diseñar una nueva fachada adecuada a la edificación original de Arnolfo di Cambio y al elegante campanario de al lado. El concurso fue ganado por Emilio de Fabris, por lo que los trabajos con su diseño policromado y los paneles de mosaico se iniciaron en 1876 y se completaron en 1887, creando la fachada occidental neogótica. Europa del Este también vio mucha construcción neogótica. Además del edificio del Parlamento húngaro en Budapest (1885-1904), el despertar nacional búlgaro vio la introducción de elementos neogóticos en su arquitectura eclesiástica y residencial vernácula. El gran proyecto de la escuela Slavine fue la catedral del monasterio de Lopushna (1850-1853), aunque algunas iglesias posteriores, como la de Gavril Genovo (1873), muestran características neogóticas vernáculas más destacadas.
En Escocia, aunque figuras como Frederick Thomas Pilkington (1832-1898) en la arquitectura secular adoptaron un estilo gótico similar al que se usaba más al sur de Inglaterra, se caracterizó por la readopción del estilo baronial escocés. Importante para la adopción del estilo a principios del siglo XIX fue la Abbotsford House, la residencia del novelista y poeta sir Walter Scott. Reconstruida para él a partir de 1816, se convirtió en un modelo para la recuperación moderna del estilo baronial. Características comunes fueron tomados de las casas de los siglos XVI y XVII como las puertas crestadas, los hastiales escalonados, las torretas puntiagudas y los matacanes. El estilo fue popular en toda Escocia y fue aplicado a muchas viviendas relativamente modestas por arquitectos como William Burn (1789-1870), David Bryce (1803-1876), Edward Blore (1787-1879), Edward Calvert (ca. 1847-1914) y Robert Stodart Lorimer (1864-1929) y en contextos urbanos, incluido el edificio de Cockburn Street en Edimburgo (desde la década de 1850), así como el monumento nacional a William Wallace en Stirling (1859-1869). La reconstrucción del castillo de Balmoral como palacio baronial y su adopción como lugar de retiro real desde 1855-1888 confirmó la popularidad del estilo.

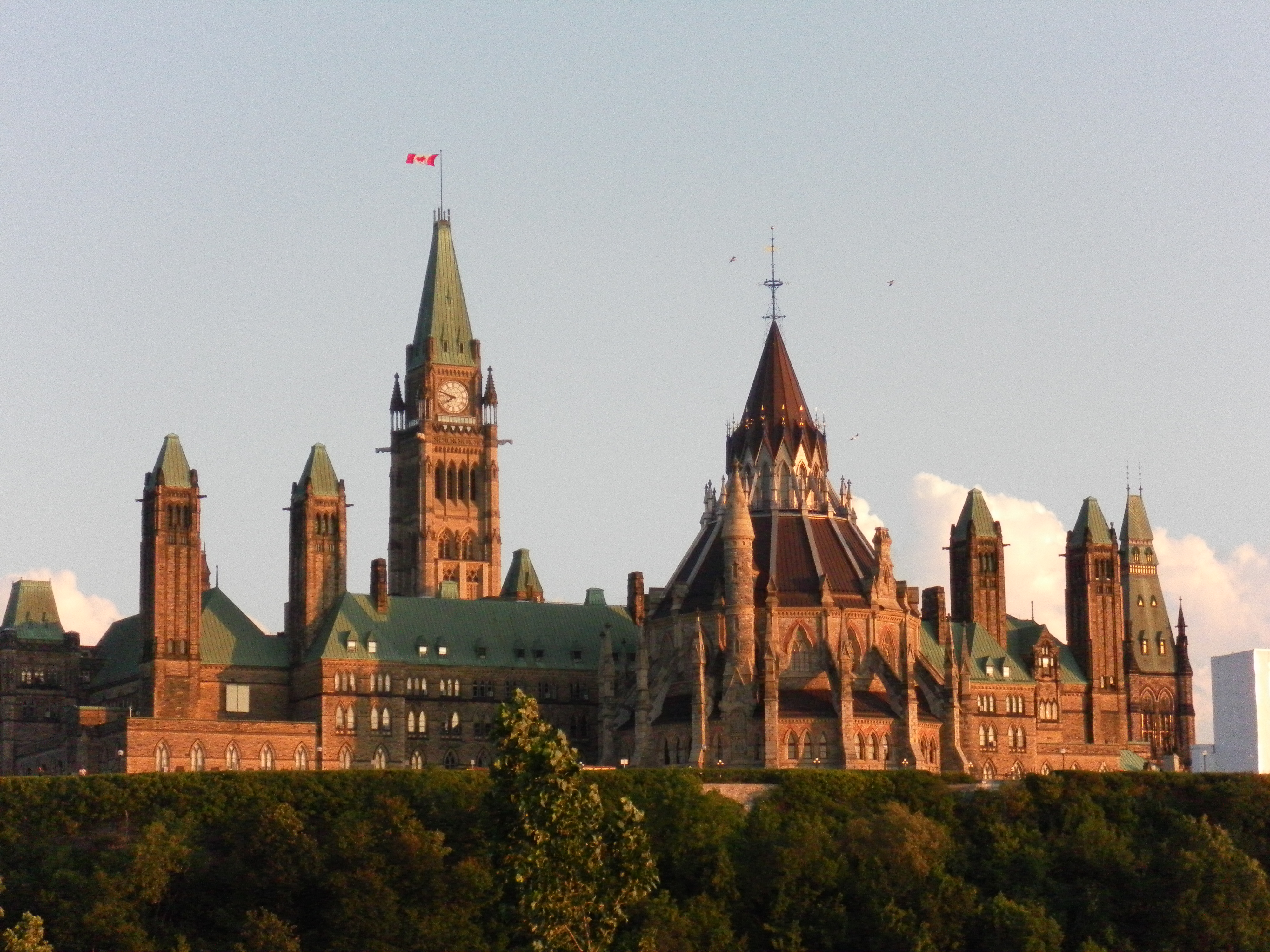
Los edificios del Parlamento canadiense (1859-1876) desde el río Ottawa

En los Estados Unidos, la primera iglesia de «estilo gótico» (a diferencia de iglesias con elementos góticos) fue la Iglesia de la Trinidad en Green, en New Haven, Connecticut. Fue diseñada por Ithiel Town entre 1812 y 1814, mientras construía su Iglesia Center de estilo federalista, en New Haven, junto a esta nueva iglesia radical de «estilo gótico». Su primera piedra fue colocada en 1814, y fue consagrada en 1816. Es anterior a la Iglesia de San Lucas, Chelsea, que a menudo se dice que fue la primera iglesia de estilo gótico en Londres. Aunque construida de piedra trap rock con ventanas y puertas arqueadas, algunas partes de su torre y sus almenas eran de madera. Los edificios góticos fueron erigidos posteriormente por las congregaciones episcopales en Connecticut en St. John's en Salisbury (1823), St. John's en Kent (1823-1826) y St. Andrew's en Marble Dale (1821-1823). Estos fueron seguidos por el diseño de Town para la Christ Church Cathedral (Hartford, Connecticut) (1827), que incorporó elementos góticos como los contrafuertes en la fábrica de la iglesia. La Iglesia episcopal de San Pablo en Troy, Nueva York, se construyó en 1827-1828 como una copia exacta del diseño de Town para la Iglesia de la Trinidad de New Haven, pero utilizando piedra local; debido a cambios en el original, St. Paul está más cerca del diseño original de Town que Trinity. En la década de 1830, los arquitectos comenzaron a copiar iglesias específicas de estilo gótico inglés y neogótico, y estos «edificios “neogóticos maduros” hicieron que la arquitectura doméstica de estilo gótico que la había precedido pareciera primitiva y anticuada».
Hay muchos ejemplos de arquitectura neogótica en Canadá. La primera edificación importante fue la basílica de Notre-Dame en Montreal (1824-1829) que fue diseñada en 1824. La capital, Ottawa (Ontario), fue predominantemente una creación del siglo XIX en el estilo neogótico. Los edificios de Parliament Hill (1859-1876) son los preeminentes. Su ejemplo fue seguido en otros lugares de la ciudad y las áreas periféricas, mostrando cuán popular se había vuelto el movimiento neogótico. Otros ejemplos de arquitectura neogótica canadiense en Ottawa fueron el Victoria Memorial Museum (1905-1908), el Royal Canadian Mint (1905-1908), y el Connaught Building (1913-1916), obras todas de David Ewart.

## El gótico como fuerza moral

### Pugin y la «verdad» en arquitectura

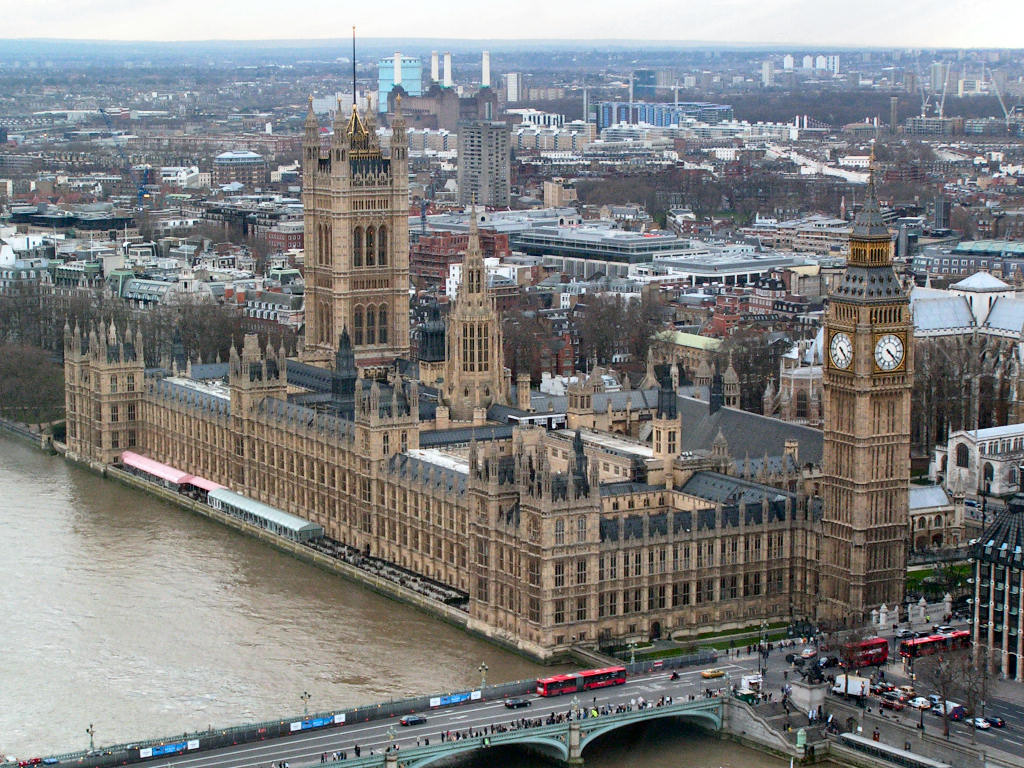
El palacio de Westminster, diseñado por Charles Barry y Augustus Pugin

Al final de la década de 1820, Augustus Pugin, todavía adolescente, trabajaba en decoraciones de estilo gótico en muebles de lujo para los fabricantes Morel y Seddon, que estaban redecorando el castillo de Windsor por encargo de ya anciano rey Jorge VI, en un gusto gótico adaptado al lugar. Pugin también trabajó para los plateros reales Rundell Bridge and Co., Pugin proporcionó diseños para plata desde 1828, utilizando el vocabulario gótico anglo-francés del siglo XIV que continuaría favoreciendo más adelante en diseños para el nuevo palacio de Westminster. Entre 1821 y 1838, Pugin y su padre publicaron una serie de volúmenes de dibujos arquitectónicos, los dos primeros titulados, Specimens of Gothic Architecture (Especímenes de arquitectura gótica), y los tres siguientes, Examples of Gothic Architecture (Ejemplos de arquitectura gótica), que permanecerían ambos en imprenta como referencias estándar para los revivalistas góticas por lo menos para el siguiente siglo.
En su libro Contrasts: or, a Parallel between the Noble Edifices of the Middle Ages, and similar Buildings of the Present Day (Contrastes: o, un paralelo entre los nobles edificios de la Edad Media y edificios similares de la actualidad; 1836), Pugin expresó su admiración no sólo por el arte medieval, sino por todo el «espíritu medieval», sugiriendo que la arquitectura gótica era el producto de una sociedad más pura. En The True Principles of Pointed or Christian Architecture (Los verdaderos principios de la arquitectura apuntada o cristiana, 1841), expuso sus «dos grandes reglas de diseño: primera, que no debe haber características de un edificio que no sean necesarias por conveniencia, construcción o propiedad; segunda, que todo el ornamento debe consistir en enriquecer la construcción esencial del edificio». Instando a los artesanos modernos a buscar emular el estilo de la artesanía medieval, así como a reproducir sus métodos; Pugin buscó restablecer el gótico como el verdadero estilo arquitectónico cristiano. El proyecto más notable de Pugin fue las Casas del Parlamento de Westminster, después de que su predecesor fuese destruido en gran parte en un incendio en 1834. Su parte en el diseño consistió en dos campañas, 1836-1837 y nuevamente en 1844 y 1852, con el clasicista Charles Barry como su superior nominal. Pugin proporcionó la decoración externa y los interiores, mientras que Barry diseñó el diseño simétrico del edificio, haciendo que Pugin comentara: «Todo griego, sir; detalles Tudor en un cuerpo clásico.»

Diseños de Augustus Pugin
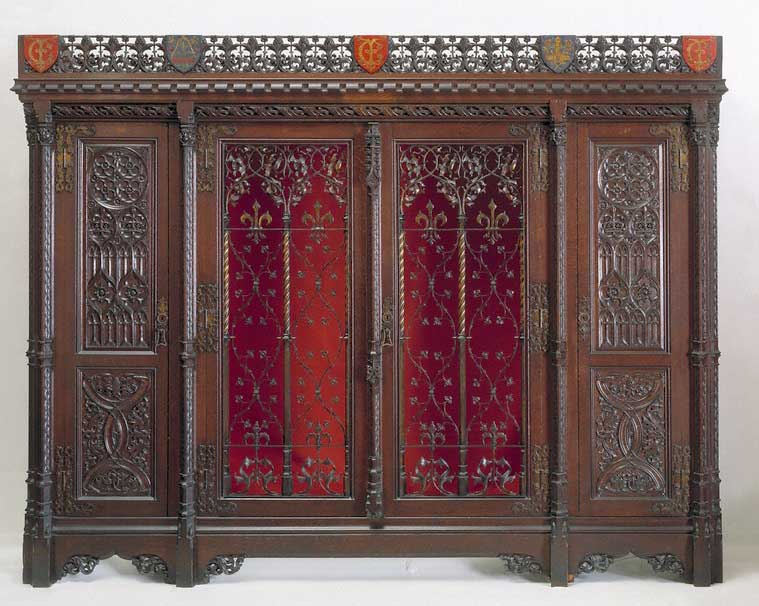
Armoire
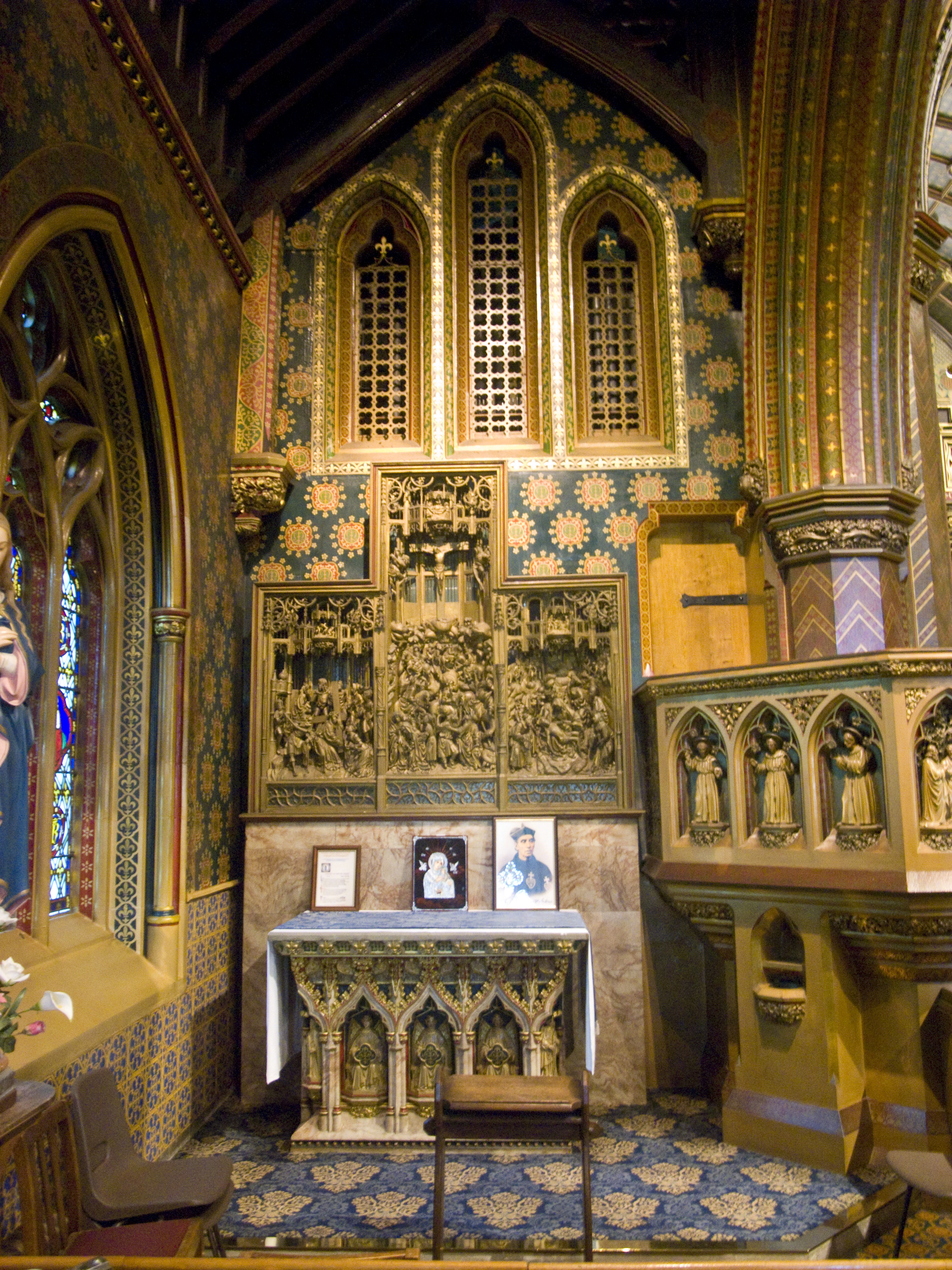
Capilla de la iglesia de St. Giles, Cheadle, Staffordshire
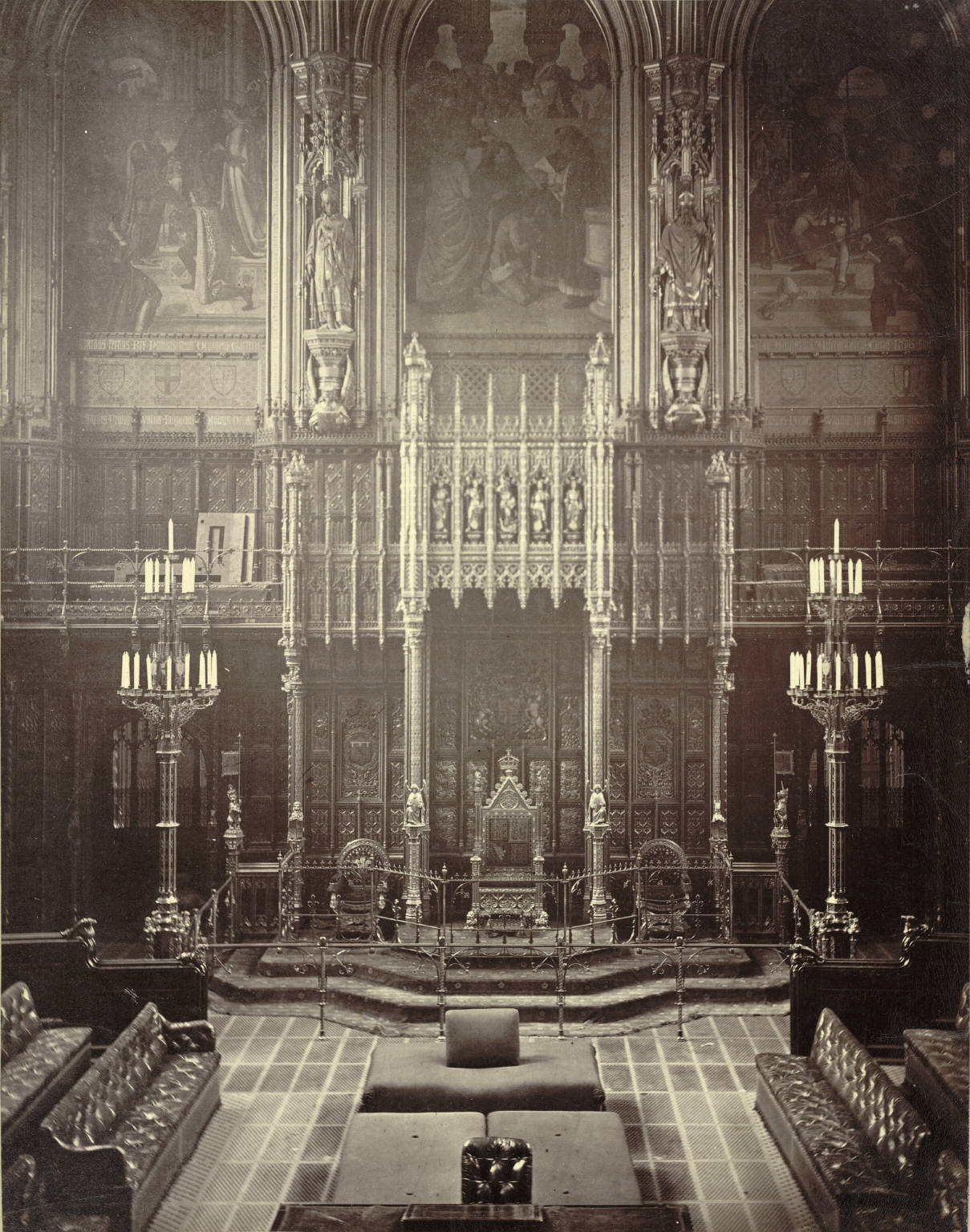
Royal throne en la Cámara de los Lores del palacio de Westminster
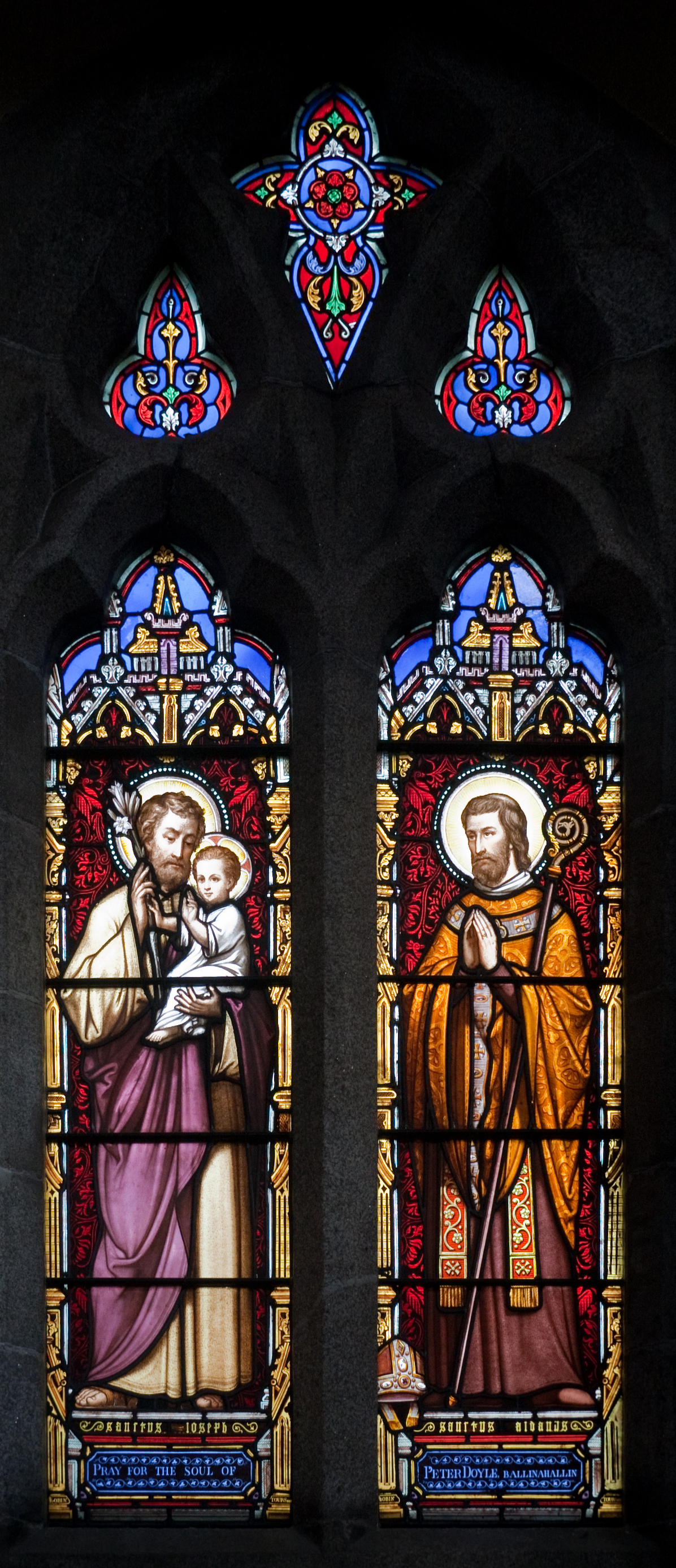
Vidrieras

### Ruskin y el gótico veneciano

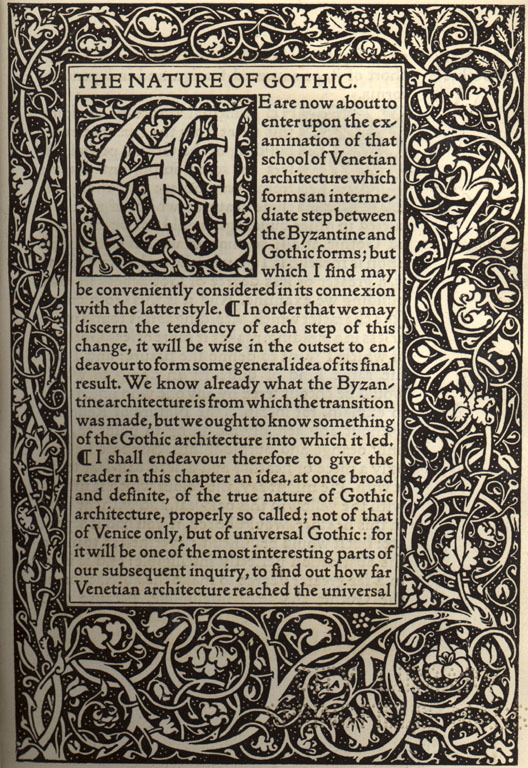
Primera página de The Nature of Gothic, de Ruskin

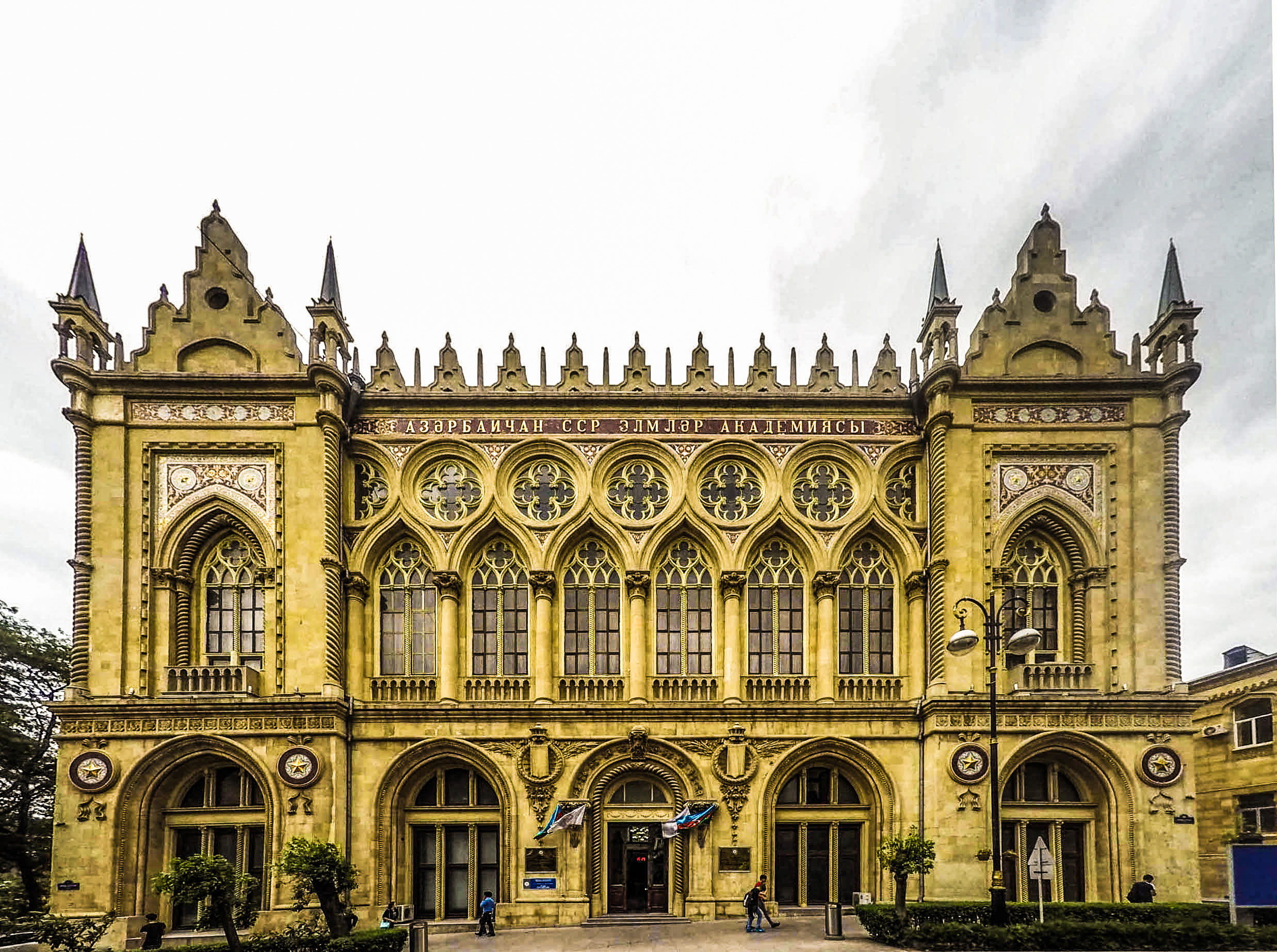
Gótico veneciano en Bakú, Azerbaiyán

John Ruskin complementó las ideas de Pugin en sus dos influyentes obras teóricas: The Seven Lamps of Architecture (Las siete lámparas de la arquitectura, 1849) y The Stones of Venice (Las piedras de Venecia, 1853). Al encontrar su ideal arquitectónico en Venecia (declaró que el palacio de los Dogos era «la construcción central del mundo»), Ruskin sugirió que las construcciones góticas excedían a cualesquiera otras a causa del «sacrificio» de los canteros que decoraban tortuosamente cada uno de los sillares. En esto, dibujaba un contraste entre la satisfacción física y espiritual que un artesano medieval derivaba de su trabajo, y la falta de esas satisfacciones otorgadas al trabajo moderno e industrializado. Al declarar que el Palacio Ducal era «el edificio central del mundo», Ruskin sugería el uso del gótico para los edificios de gobierno como había hecho Pugin para las iglesias, aunque era solo en teoría. Cuando sus ideas se pusieron en práctica, a Ruskin a menudo no le gustó el resultado, aunque apoyó a muchos arquitectos, como Thomas Newenham Deane y Benjamin Woodward, y tenía fama de haber diseñado algunas de las decoraciones en ménsula para el Museo de Historia Natural de Oxford de la pareja. Un choque importante entre los estilos gótico y clásico en relación con las oficinas gubernamentales ocurrió menos de una década después de la publicación de The Stones of Venice. En un concurso público para la construcción de un nuevo Ministerio de Asuntos Exteriores en Whitehall se otorgó el primer premio a un diseño neogótico de George Gilbert Scott anulado por el primer ministro, Lord Palmerston, que exigió con éxito un edificio en estilo italianizante.

### Eclesiología y estilo funerario
El ambiente intelectual inglés estaba presidido en el ámbito religioso por una renovación del anglocatolicismo y el ritualismo de la High Church a través del movimiento de Oxford, que proponía la construcción de un gran número de nuevas iglesias para servir a la creciente población (entre 1818 y 1824 se crearon cerca de 450 siguiendo la Church Building Act, aprobada por iniciativa de la Church Building Society-Commissioners' church) y disponer de cementerios para enterramientos en buenas condiciones sanitarias. Sus partidarios estaban presentes en las universidades, donde se estaba formando el movimiento eclesiológico. Sus partidarios creían que el gótico era el único estilo apropiado para las iglesias parroquiales, y favorecían una etapa particular de la arquitectura gótica: el «decorado» de la segunda mitad del siglo XIII y primera del siglo XIV. La Cambridge Camden Society, a través de su revista The Ecclesiologist, era muy crítico con las nuevas construcciones de iglesias que no respondían a sus estándares puristas, que pasaron a denominarse «gótico arqueológico». Sus pronunciamientos fueron seguidos con tanta avidez que se convirtió en el centro del diluvio de restauración victoriana que afectó a la mayoría de las catedrales anglicanas e iglesias parroquiales en Inglaterra y Gales. No obstante, no todos los arquitectos ni todos los clientes se dejaron llevar por esta corriente dominante; especialmente los vinculados a movimientos religiosos no-conformistas o ecuménicos. Incluso adoptando la estética neogótica, procuraban conscientemente combinarla con otras, o buscaban el gótico del norte de Europa más sobrio, como el cementerio ecuménico Abney Park Cemetery, de William Hosking.

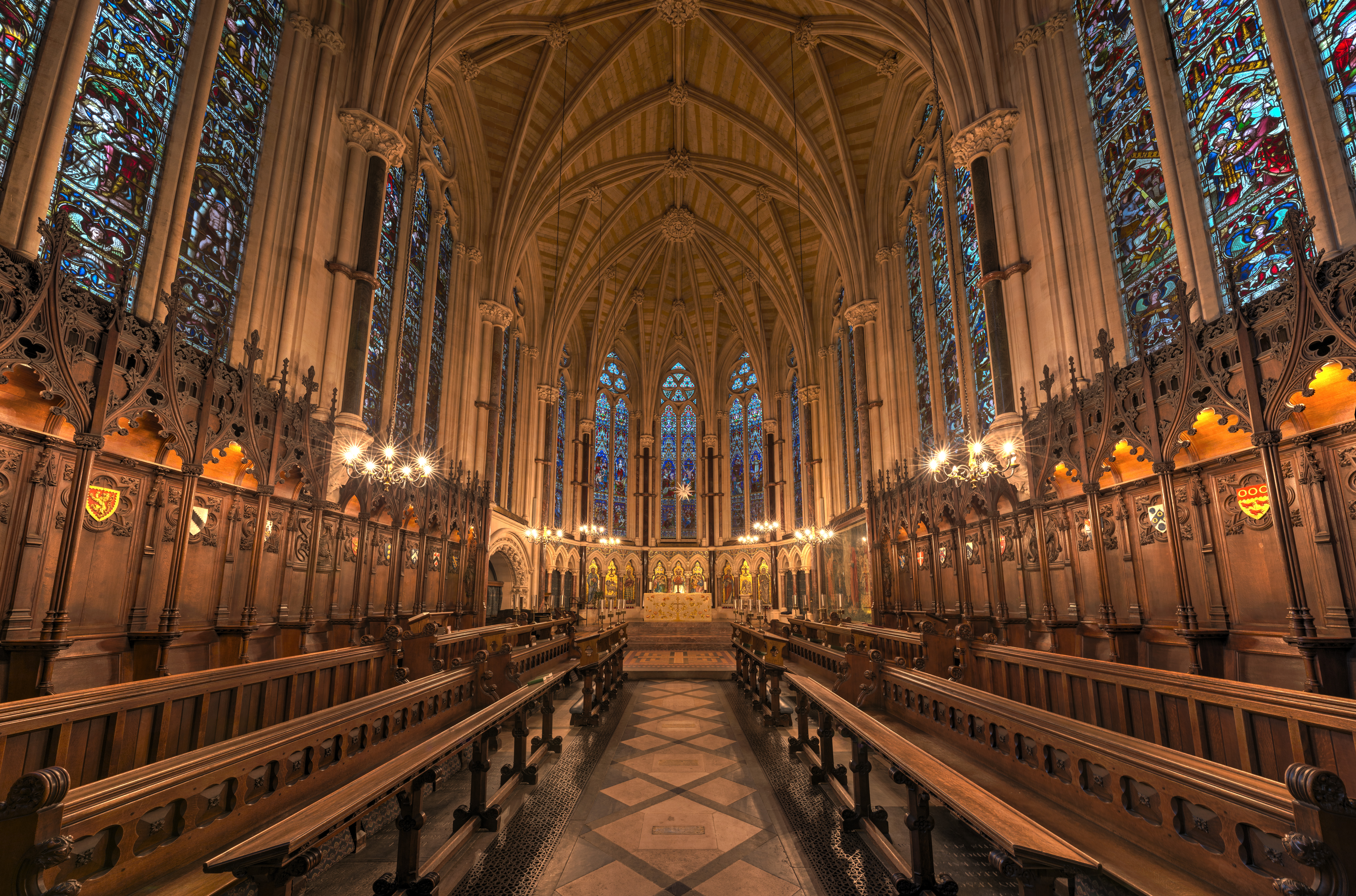
Capilla del Exeter College, Oxford

La Iglesia de San Lucas, Chelsea, fue nueva construcción de la Iglesia del Comisionado de 1820-1824, en parte construida con una subvención de 8.333 £ para su construcción con dinero votado por el Parlamento como resultado de la ley de Construcción de Iglesias (Church Building Act) de 1818. A menudo se dice que fue la primera iglesia neogótica en Londres, y, como expresó Charles Locke Eastlake: «probablemente la única iglesia de su tiempo en la que el techo principal estaba lleno de piedras». Sin embargo, la parroquia era firmemente una iglesia baja, y la disposición original, modificada en la década de 1860, era como una «iglesia de predica» dominada por el púlpito, con un pequeño altar y galerías de madera sobre la nave lateral.
El desarrollo de los principales cementerios metropolitanos privados ocurría al mismo tiempo que el movimiento; Sir William Tite fue pionero en el primer cementerio de estilo gótico en West Norwood en 1837, con capillas, puertas y elementos decorativos de estilo gótico, atrayendo el interés de arquitectos contemporáneos como George Edmund Street, Barry y William Burges. El estilo fue aclamado inmediatamente como un éxito y reemplazó universalmente la preferencia previa por el diseño clásico.
Sin embargo, no todos los arquitectos o clientes fueron arrastrados por esta marea. Aunque el neogótico logró convertirse en un estilo arquitectónico cada vez más familiar, el intento de asociarlo con la noción alta superioridad de la alta iglesia, como propugnaban Pugin y el movimiento eclesiológico, fue un anatema para aquellos con principios ecuménicos o inconformistas. Buscaron adoptarlo únicamente por sus cualidades estéticas y románticas, combinarlo con otros estilos, o mirar al gótico de ladrillo del norte de Europa en busca de una apariencia más simple; o en algunos casos, en las tres opciones, como en el no confesional cementerio de Abney Park en el este de Londres, diseñado por William Hosking FSA en 1840.

## Viollet-le-Duc y el gótico de hierro

Carcasona, ciudadela restaurada por Viollet-le-Duc desde 1853

Francia se había retrasado un poco al entrar en la escena neogótica, pero produjo una figura importante en el revival en Eugène Viollet-le-Duc. Además de un teórico poderoso e influyente, Viollet-le-Duc fue un arquitecto líder, cuyo genio residía en la restauración. Quería restaurar los edificios a un estado de terminación que no habrían tenido incluso cuando se construyeron por primera vez, teorías que aplicó a sus restauraciones de la ciudad amurallada de Carcasona, a Notre-Dame y la Sainte Chapelle en París. A este respecto, difería de su homólogo inglés Ruskin, ya que a menudo reemplazaba el trabajo de los canteros medievales. Su enfoque racional del gótico contrastaba con los orígenes románticos del revival. A lo largo de su carrera permaneció en un dilema sobre si el hierro y la mampostería deberían combinarse en un edificio. De hecho, el hierro se había utilizado en edificios góticos desde los primeros días del revival. Fue solo con Ruskin y la demanda arqueológica del gótico de la verdad histórica que el hierro, ya fuese visible o no, se consideró inadecuado para un edificio gótico. Finalmente, la utilidad del hierro ganó: «sustituir un eje de hierro fundido por una columna de granito, mármol o piedra no es malo, pero uno debe estar de acuerdo en que no puede considerarse como una innovación, como la introducción de un nuevo principio. Reemplazar un dintel de piedra o de madera por un durmiente de hierro es muy bueno». Sin embargo, se opuso firmemente a la ilusión. «es necesario que la piedra parezca ser de piedra; el hierro, de hierro; la madera, de madera».

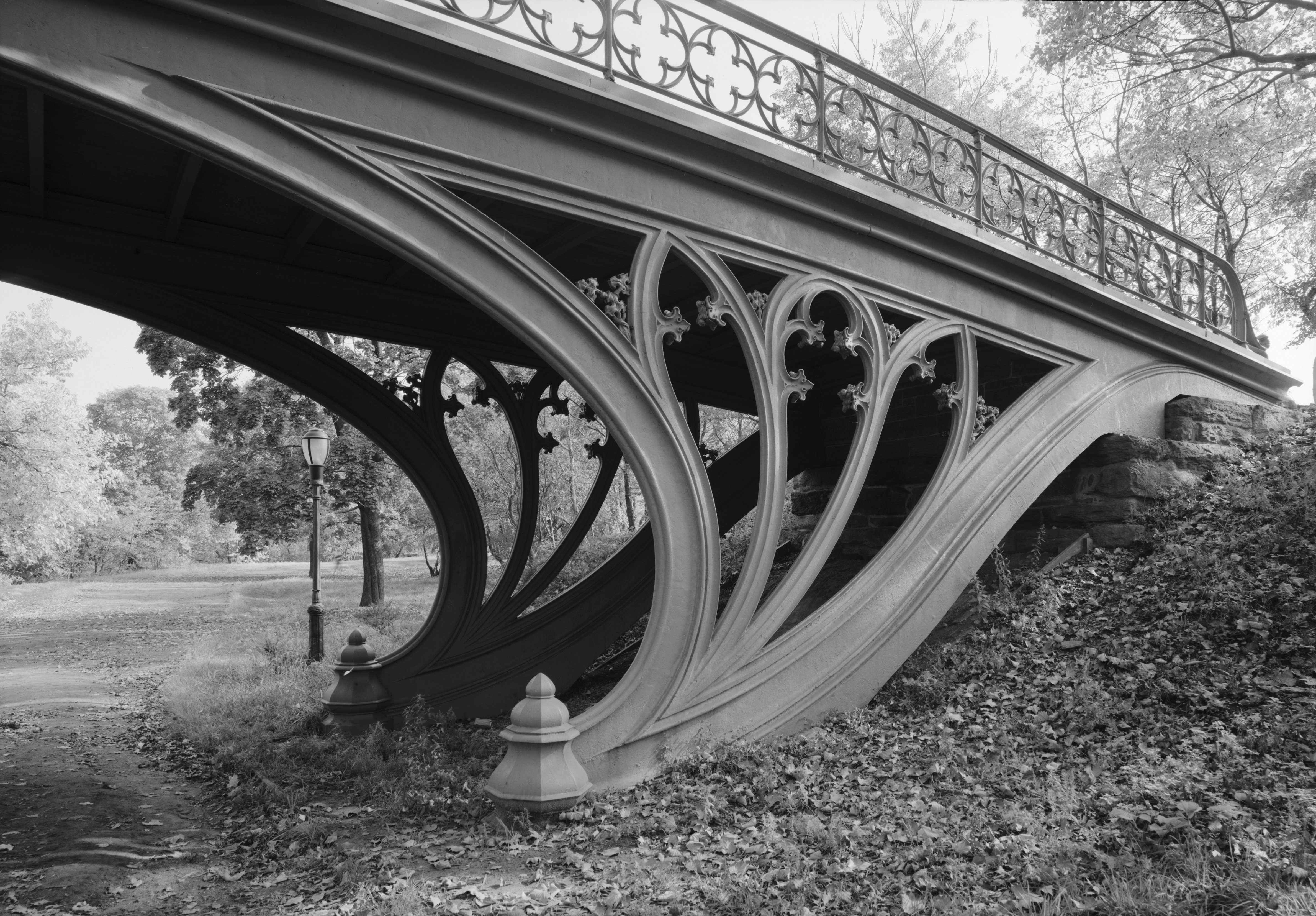
Elementos de arquitectura del hierro que reproducen las formas góticas en un puente de Calvert Vaux en Central Park, Nueva York

Los argumentos en contra de los materiales de construcción modernos comenzaron a obviarse a mediados del siglo XIX a medida que se erigían grandes estructuras prefabricadas de hierro y cristal, como el Crystal Palace o el patio acristalado del Museo de Historia Natural de la Universidad de Oxford, que parecían encarnar los principios góticos. Entre 1863 y 1872 Viollet-le-Duc publicó su Entretiens sur l'architecture, un conjunto de diseños atrevidos para edificios que combinaban hierro y mampostería. Aunque estos proyectos nunca se realizaron, influyeron en varias generaciones de diseñadores y arquitectos, especialmente en Antoni Gaudí, en España y, en Inglaterra en Benjamin Bucknall, el principal seguidor y traductor inglés de Viollet, cuya obra maestra fue la Mansión Woodchester. La flexibilidad y la fuerza del hierro fundido liberó a los diseñadores neogóticos para crear nuevas formas góticas estructurales imposibles en piedra, como en el puente gótico de hierro fundido de Calvert Vaux en Central Park, Nueva York (1860). Vaux recurre a formas caladas derivadas de las arcadas ciegas góticas y de la tracería de las ventanas para expresar el nacimiento y el soporte del puente arqueado, en formas flexibles que presagian el Art Nouveau.

## Gótico colegial

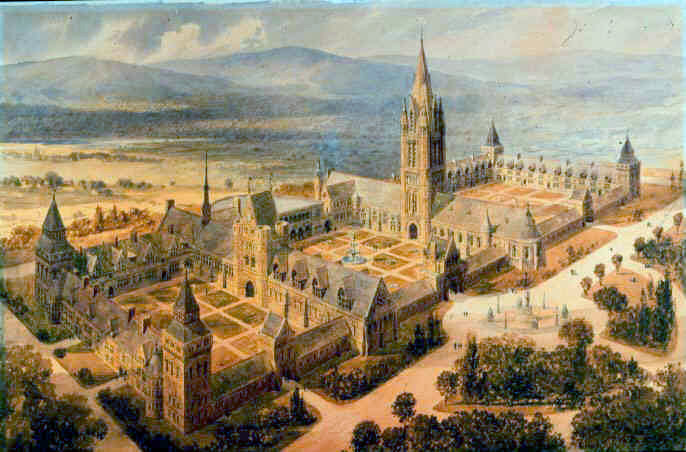
Trinity College, Hartford: plan maestro revisado de tres cuadrángulos de Burges

En los Estados Unidos, el gótico colegial fue un resurgimiento tardío y literal del neogótico inglés, adaptado para los campus universitarios estadounidenses. La firma de Cope & Stewardson fue un temprano e importante exponente, transformando los campus de Bryn Mawr College, Universidad de Princeton y la Universidad de Pensilvania en la década de 1890. En 1872, Abner Jackson, presidente del Trinity College, Connecticut, visitó Gran Bretaña, buscando modelos y un arquitecto para el nuevo campus que planeaba la universidad. William Burges fue el elegido y elaboró un plan maestro de cuatro cuadrángulos, en su estilo gótico francés temprano. Axel Haig realizó ilustraciones suntuosas. Sin embargo, el costo estimado, de poco menos de un millón de dólares, junto con la gran escala de los planes, alarmó por completo a los fideicomisarios de la universidad y solo se ejecutó una sexta parte del plan, el presente Long Walk, actuando como arquitecto local y supervisor Francis H. Kimball y Frederick Law Olmsted realizando los cimientos. Hitchcock considera el resultado «quizás el más satisfactorio de todos los trabajos [de Burges] y el mejor ejemplo en cualquier lugar de la arquitectura colegial gótica victoriana».
El movimiento continuó hasta el siglo XX, con el campus de Cope & Stewardson para la Universidad de Washington en St. Louis (1900-1909), edificios de Charles Donagh Maginnis en Boston College (1910) (incluido Gasson Hall), el diseño de Ralph Adams Cram para la Princeton University Graduate College (1913), y la reconstrucción deJames Gamble Rogers del campus de la Universidad de Yale (1920). El rascacielos gótico de Charles Klauder en el campus de la Universidad de Pittsburgh, la Cathedral of Learning (Catedral del Aprendizaje, 1926) expuso muchos estilos góticos tanto por dentro como por fuera, al tiempo que utilizaba tecnologías modernas para hacer que el edificio fuese más alto.

## Adaptaciones vernáculas y el revival en las Antípodas

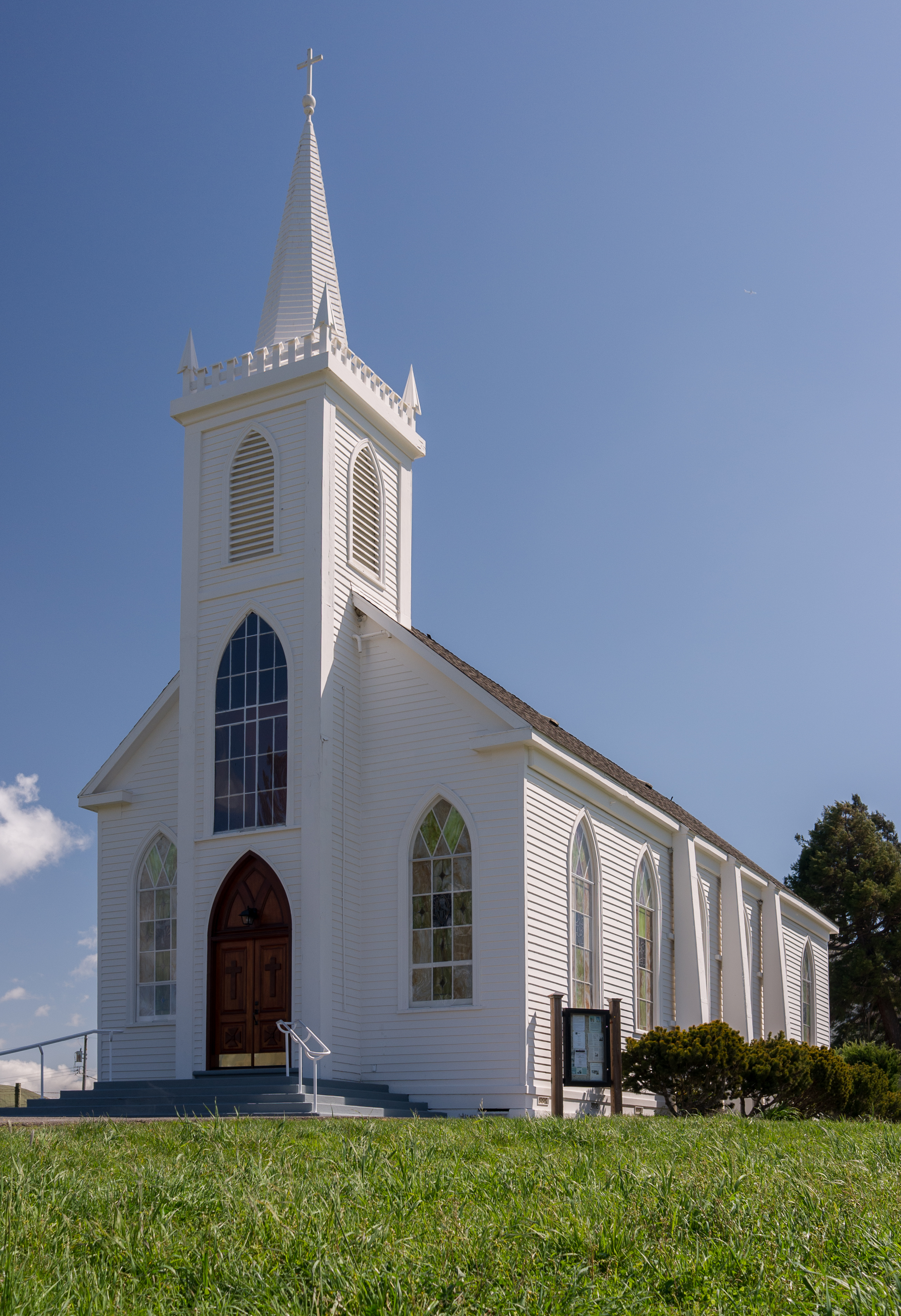
Iglesia de Santa Avila, Bodega, California

Las casas gótico de carpintería y las pequeñas iglesias se hicieron comunes en América del Norte y en otros lugares a fines del siglo XIX. Estas edificaciones adaptaron elementos góticos como los arcos apuntados, gabletes empinados y torres en la tradicional construcción estadounidense de entramado de madera. La invención de la sierra de calar y las molduras de madera producidas en masa permitieron que algunas de esos edificios imitaran la fenestración florida del alto gótico. Pero, en la mayoría de los casos, los edificios góticos de carpintería estaban relativamente desprovistos de adornos, conservando solo los elementos básicos de las ventanas de arco apuntado y los gabletes empinados. Un ejemplo bien conocido de gótico de carpintería es una casa en Eldon, Iowa, que Grant Wood utilizó para el fondo de su cuadro American Gothic.

### Nueva Zelanda y Australia
Benjamin Mountfort, nacido en Gran Bretaña, se formó en Birmingham y posteriormente residente en Canterbury, Nueva Zelanda, importó el estilo neogótico a su país adoptivo y diseñó iglesias neogóticas en madera y piedra, especialmente en Christchurch. Frederick Thatcher diseñó iglesias de madera en el estilo neogótico, por ejemplo, Old St. Paul's, Wellington, contribuyendo a lo que se ha descrito como «una contribución memorable de Nueva Zelanda a la arquitectura mundial». Santa María de los Ángeles, Wellington, de Frederick de Jersey Clere está inspirada en el gótico francés, y fue la primera iglesia neogótica construida en hormigón armado. El estilo también fue favorecido en la ciudad de Dunedin, en el sur de Nueva Zelanda, donde la riqueza que supuso la fiebre del oro de Otago en la década de 1860 permitió que fueran construidos muchos edificios en piedra, utilizando piedra breccia oscura y una caliza blanca local, piedra de Oamaru, entre ellos el Edificio del Registro de la Universidad de Otago de Maxwell Bury y el Dunedin Law Courts de John Campbell.
En Australia, en particular en Melbourne y Sídney, se erigieron un gran número de edificios de estilo neogótico. William Wardell (1823-1899) fue uno de los arquitectos más prolíficos del país; nacido y formado en Inglaterra, después de emigrar, realizó algunos edificios australianos de diseño notable, como la catedral de San Patricio de Melbourne (1858-1939) y el Colegio de San Juan y la catedral de Santa María en Sídney. Al igual que muchos otros arquitectos del siglo XIX, Wardell podía trabajar en diferentes estilos según fueran las peticiones de sus clientes; Government House, Melbourne es de estilo italianizante. Su edificio para la sede del Banco inglés, escocés y australiano en Melbourne se ha descrito como «la obra maestra australiana del neogótico». Esa afirmación también se hizo para el MacLaurin Hall de Edmund Blacket en la Universidad de Sídney, que se encuentra en el complejo cuadrangular descrito como «posiblemente el grupo más importante de arquitectura de estilo revival gótico y Tudor en Australia».

Nuevas catedrales neogóticas en Australia y Nueva Zelanda
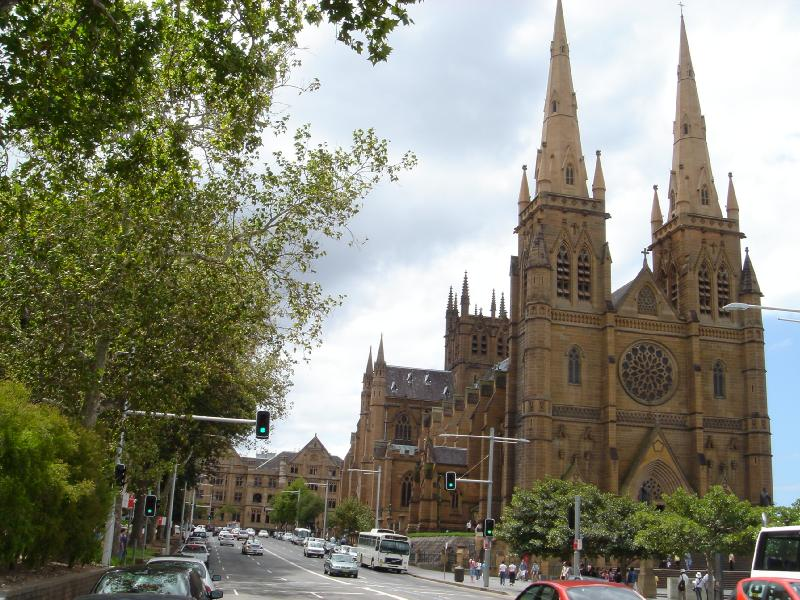
Catedral de Santa María, Sídney (1868-1882;-2000)
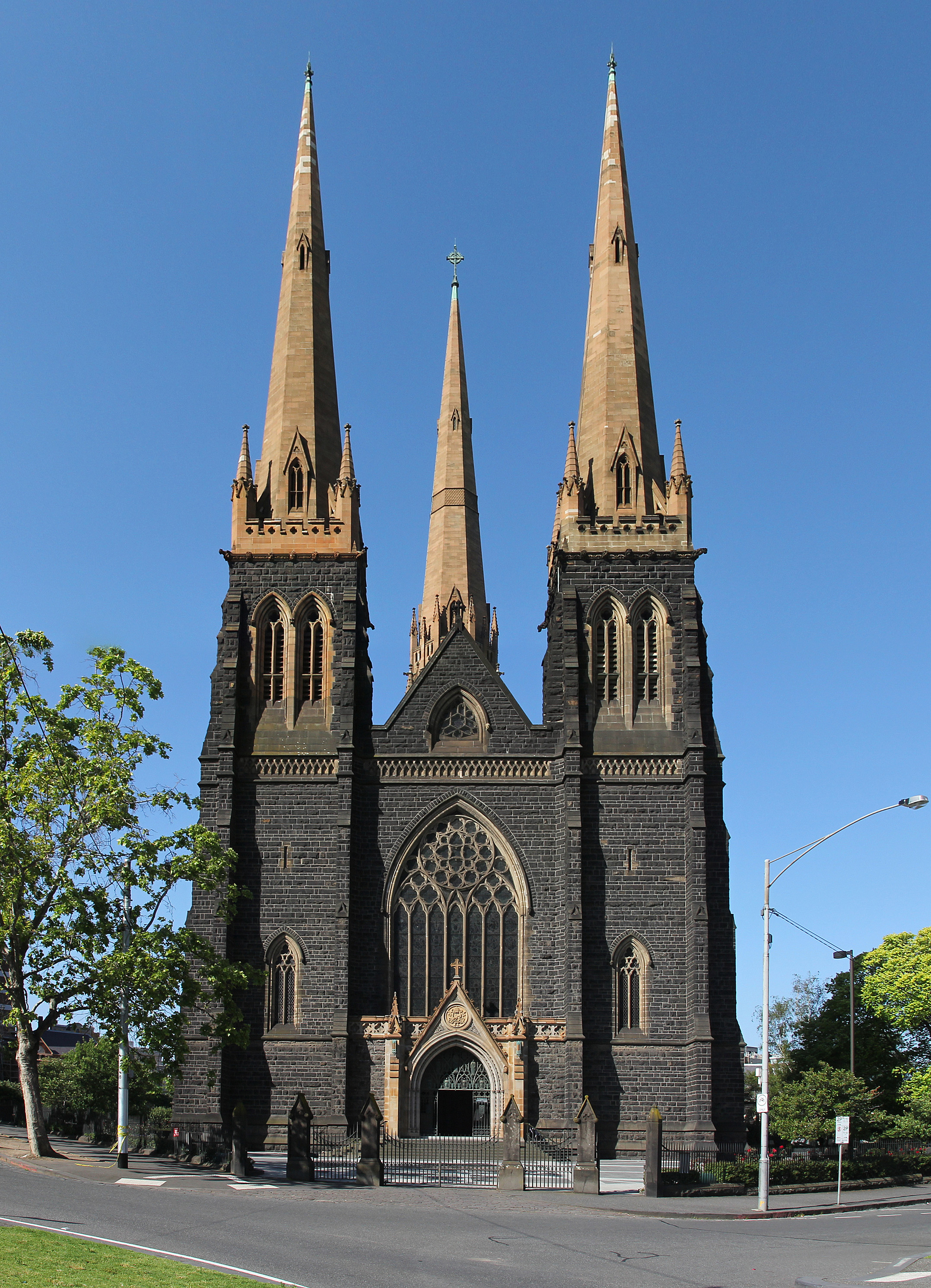
Catedral de St Patrick (Melbourne), Melbourne (1858-1897; -1939)
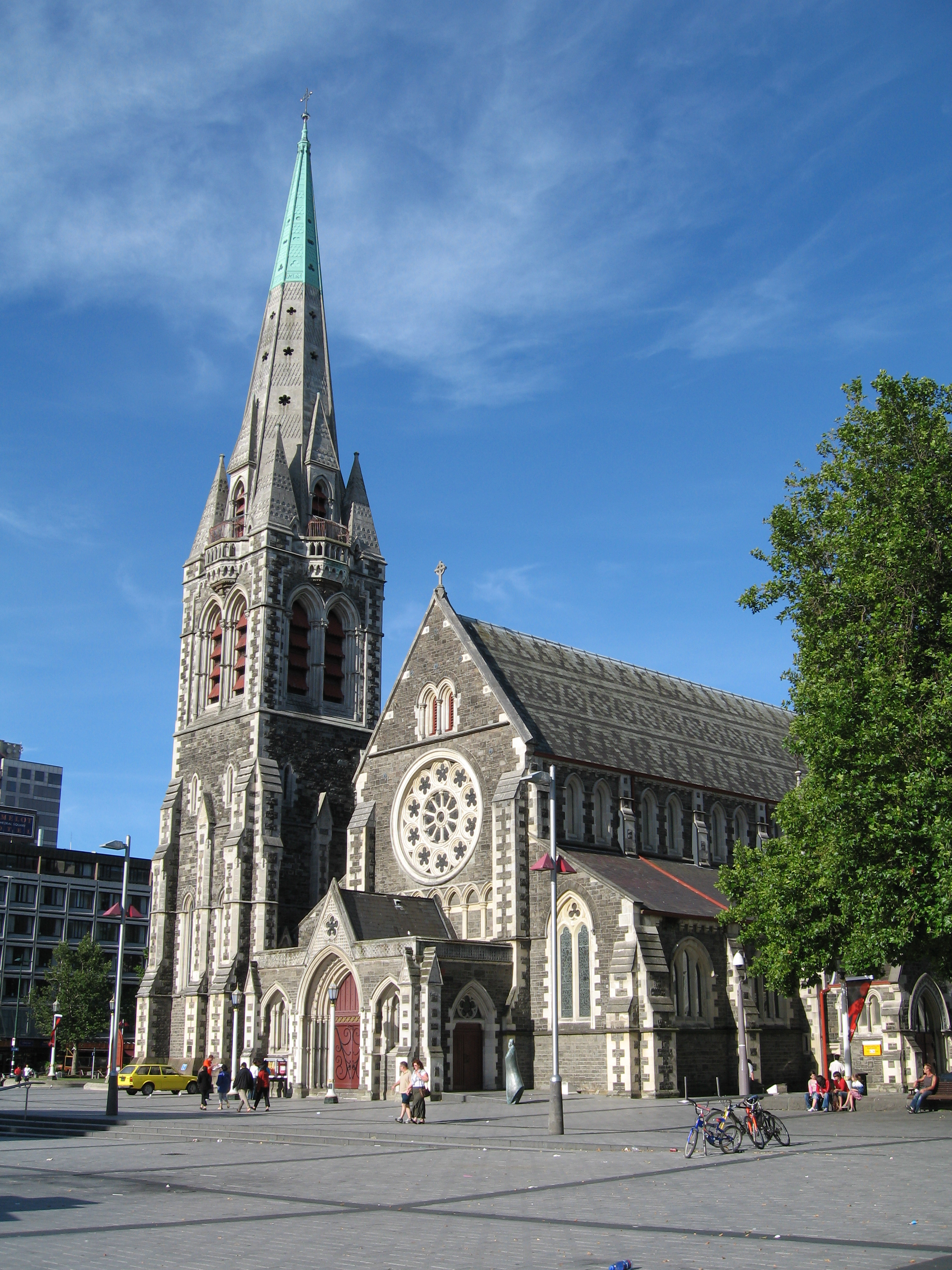
Catedral de Christchurch (1864-1904), Christchurch, Nueva Zelanda
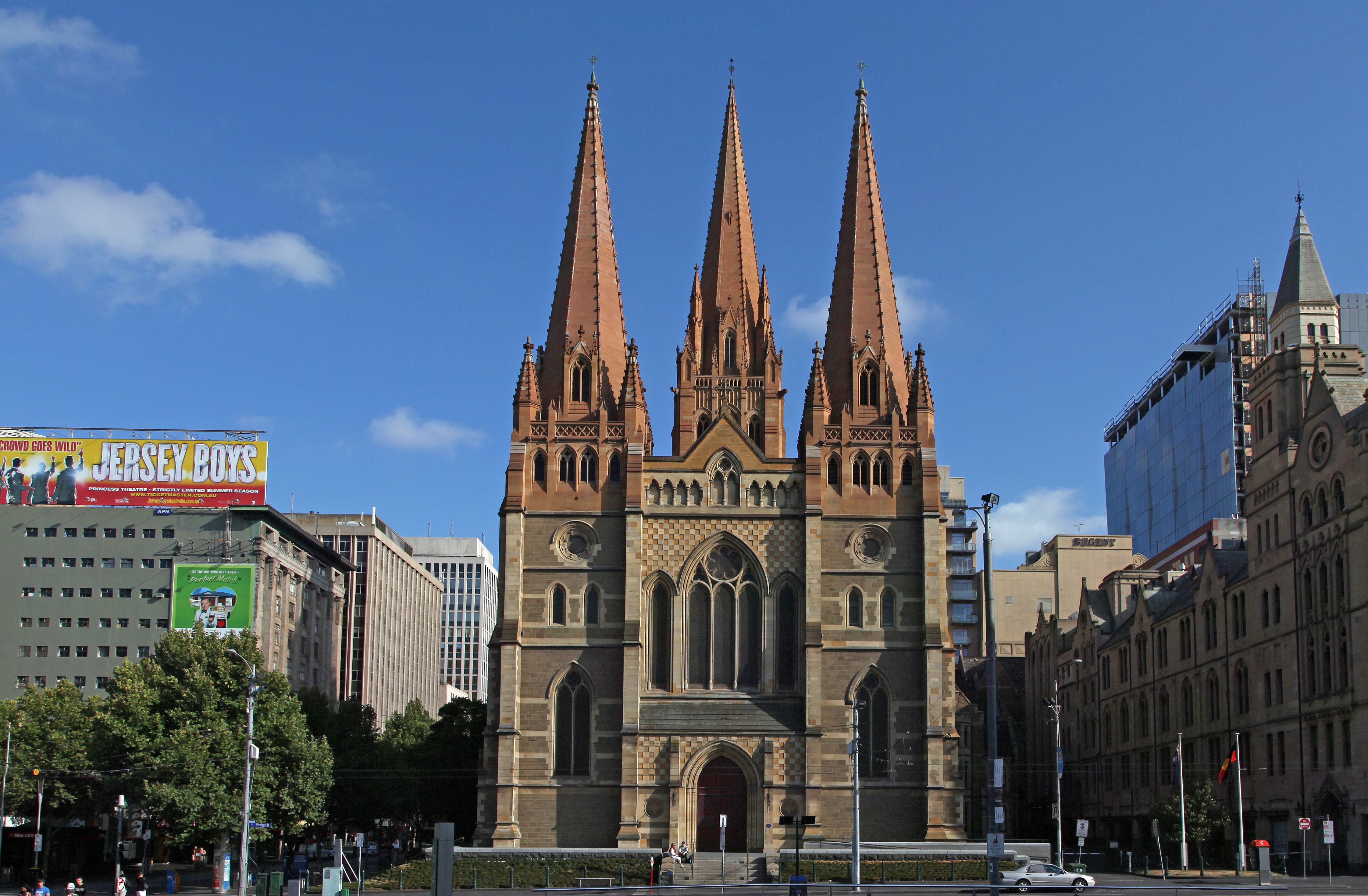
Catedral de St Paul, Melbourne (1880-1891)
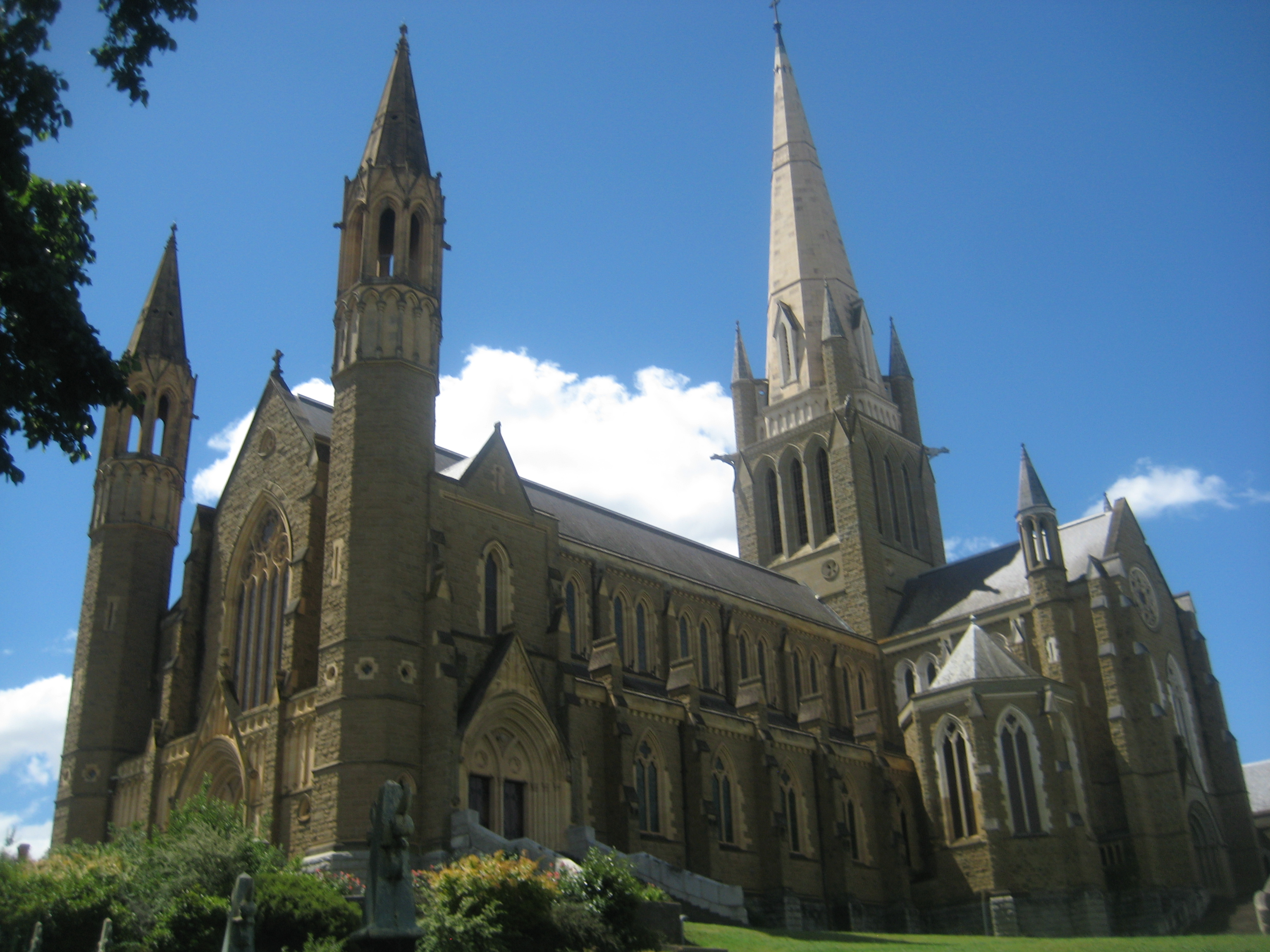
Catedral del Sagrado Corazón, Bendigo, Australia (1897-1977)

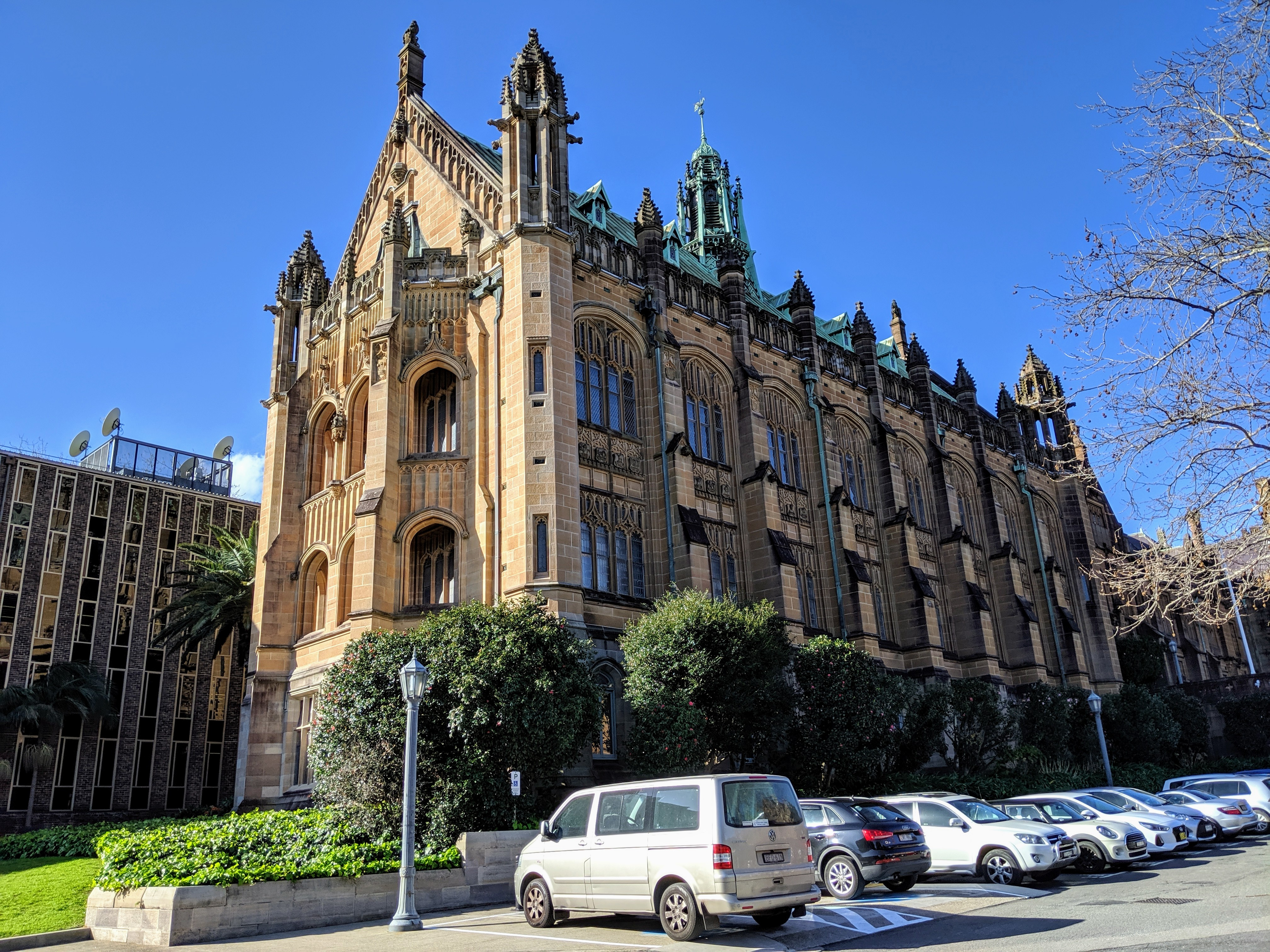
The MacLaurin Hall, Universidad de Sydney, Australia
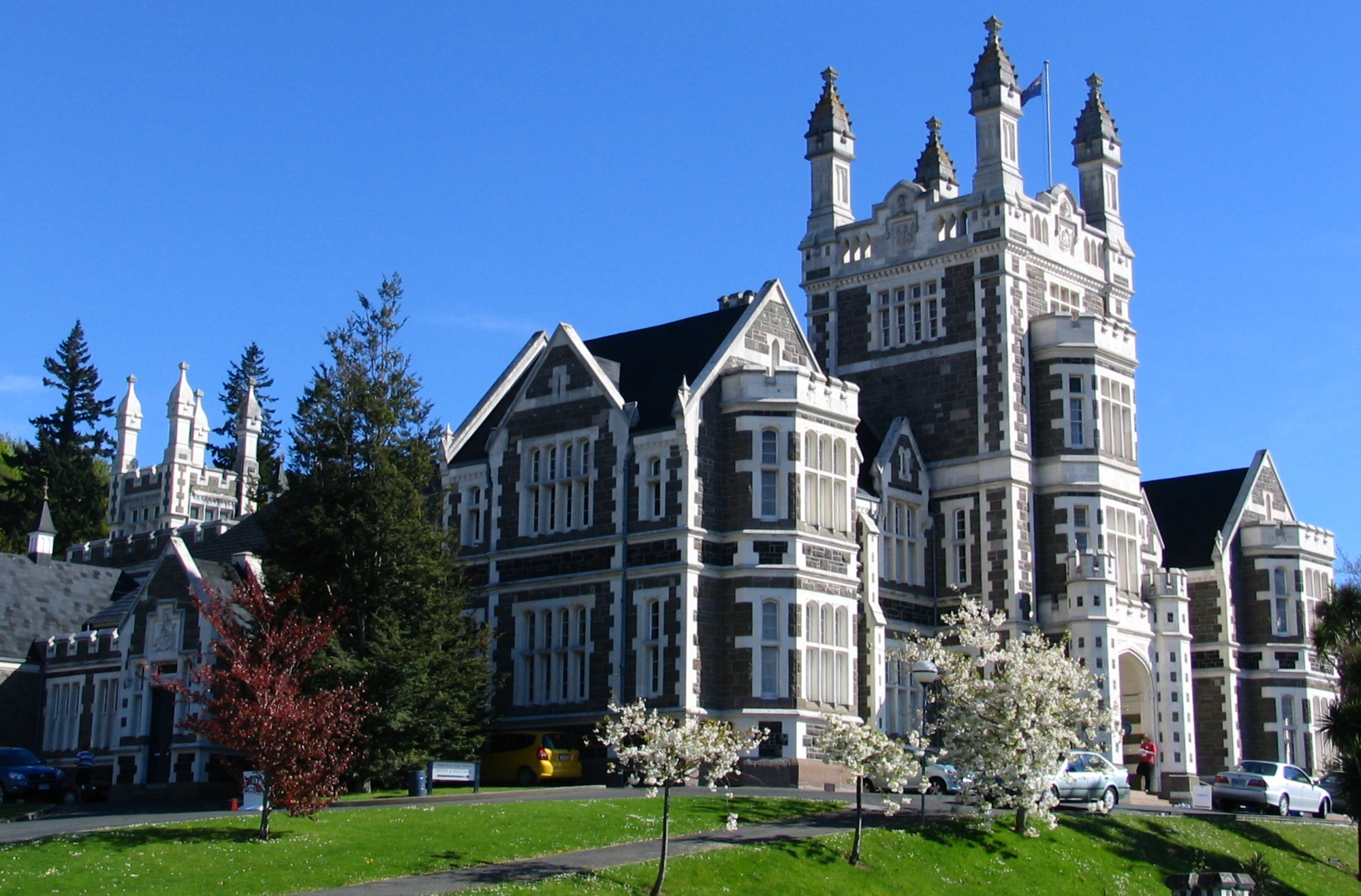
Otago Boys High School, Otago, Nueva Zelanda
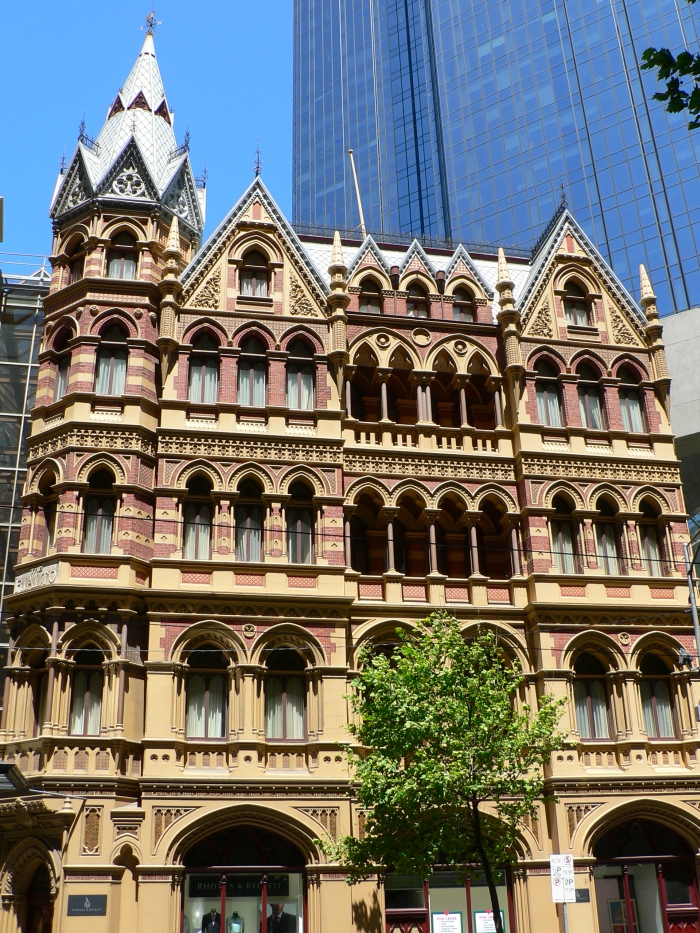
The Rialto buildings. Collins Street, Melbourne, como otros edificios comerciales de esa ciudad, se construyeron en estilo neogótico.
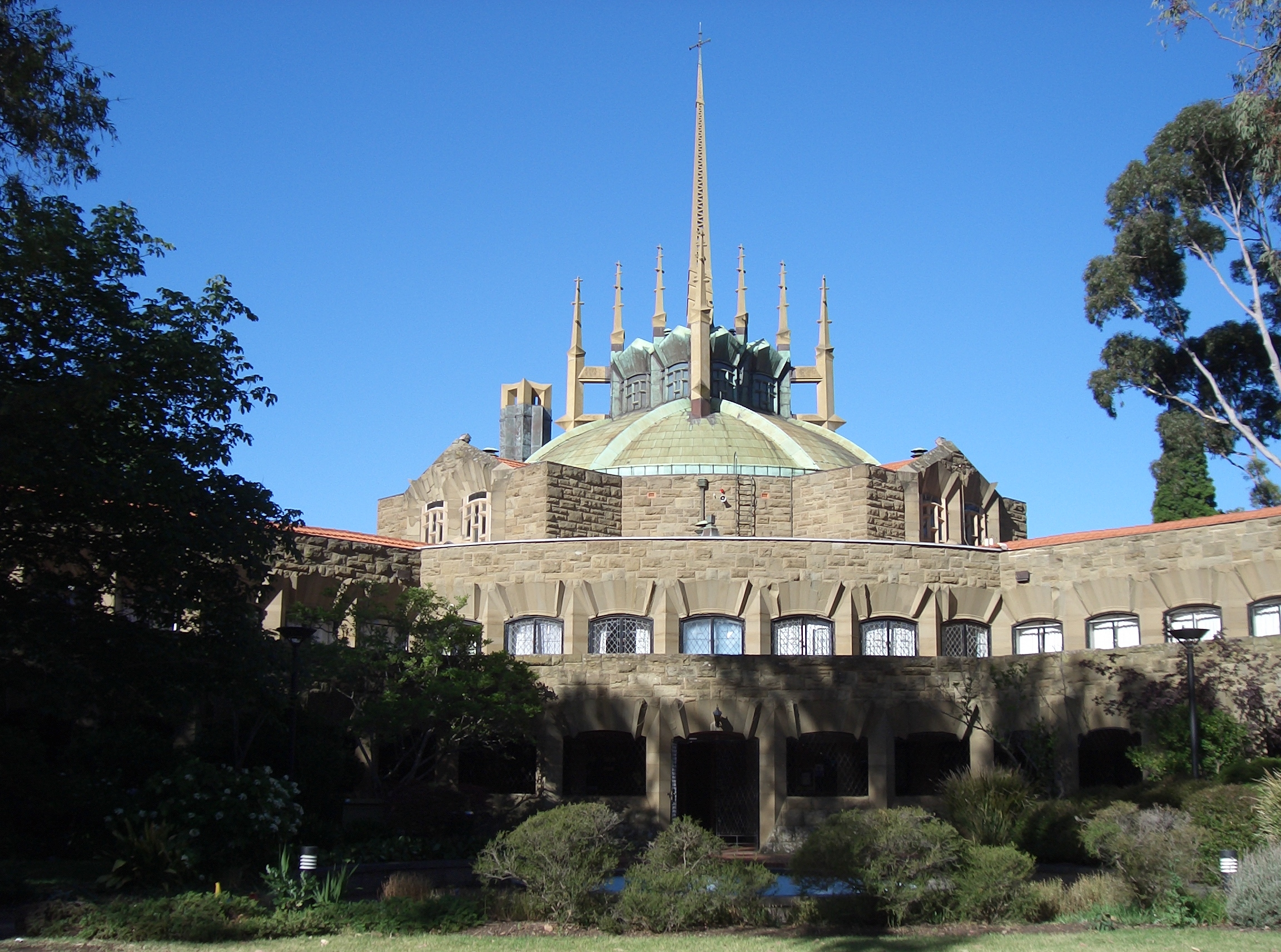
Newman College de la University of Melbourne

## Gótico global

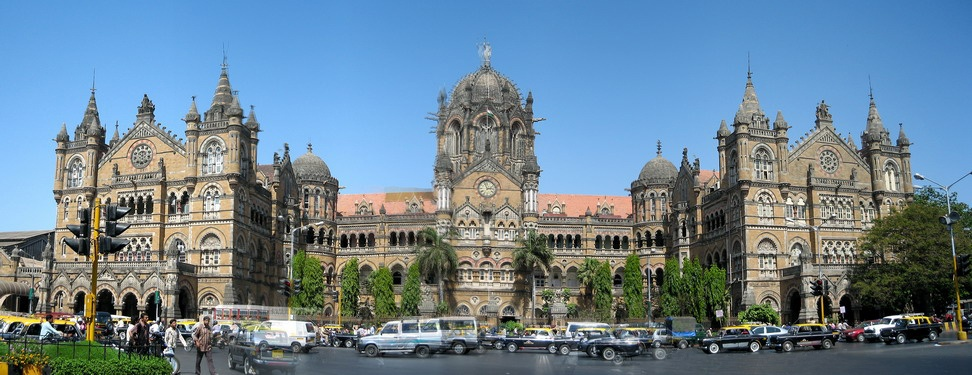
Estación Chhatrapati Shivaji (antes Victoria Terminus), Bombay, India

Henry-Russell Hitchcock, historiador de la arquitectura, notó la propagación del neogótico en el siglo XIX y principios del XX, «dondequiera que se extendiera la cultura inglesa, hasta la costa oeste de los Estados Unidos y las antípodas más remotas». El Imperio británico, casi en su apogeo geográfico en el apogeo del renacer gótico, ayudó u obligó a esta expansión. Los dominios de habla inglesa, Canadá, India, Australia y Nueva Zelanda generalmente adoptaron estilos británicos in toto; otras partes del imperio vieron adaptaciones regionales. India vio la construcción de muchos de estos edificios, en estilos denominados indo-sarracenos o hindú-góticos. Entre los ejemplos notables se incluyen Chhatrapati Shivaji Terminus (anteriormente Victoria Terminus) y el Taj Mahal Palace Hotel, ambos en Bombay. En la estación de montaña de Shimla, la capital de verano de la India británica, se intentó recrear los condados de Home en las estribaciones del Himalaya. Aunque el neogótico fue el estilo arquitectónico predominante, también se implementaron alternativas; Rashtrapati Niwas, la antigua residencia virreinal, ha sido descrita de diversas maneras como Scottish Baronial Revival, Tudor Revival y Jacobethan.
Otros ejemplos en el Este de finales del siglo XIX incluyen la Iglesia del Salvador, Pekín (1880-1887), construida por orden del Emperador Guangxu y diseñada por el misionero y arquitecto católico Alphonse Favier; y el Wat Niwet Thammaprawat en el Palacio real de Bang Pa-In en Bangkok, por el italiano Joachim Grassi. En Indonesia, (la antigua colonia de las Indias Orientales Holandesas), la catedral de Yakarta se inició en 1891 y se completó en 1901 por el arquitecto holandés Antonius Dijkmans; mientras más al norte, en las islas de Filipinas, la Iglesia de San Sebastián, diseñada por los arquitectos Genaro Palacios y Gustave Eiffel, fue consagrada en 1891 en la todavía colonia española. Los edificios para nuevas iglesia en Sudáfrica fueron muchos, con poco o ningún esfuerzo para adoptar formas vernáculas. Robert Gray, el primer obispo de Ciudad del Cabo, escribió: «Estoy seguro de que no sobreestimamos la importancia de las iglesias reales construidas según la moda de nuestras iglesias inglesas». Supervisó la construcción de unos cincuenta edificios de este tipo entre 1848 y su muerte en 1872. América del Sur vio un florecimiento posterior del revival, particularmente en la arquitectura de las iglesias, por ejemplo, la catedral metropolitana de São Paulo en Brasil por el alemán Maximilian Emil Hehl, y la catedral de La Plata en Argentina.

## SiglosXXyXXI

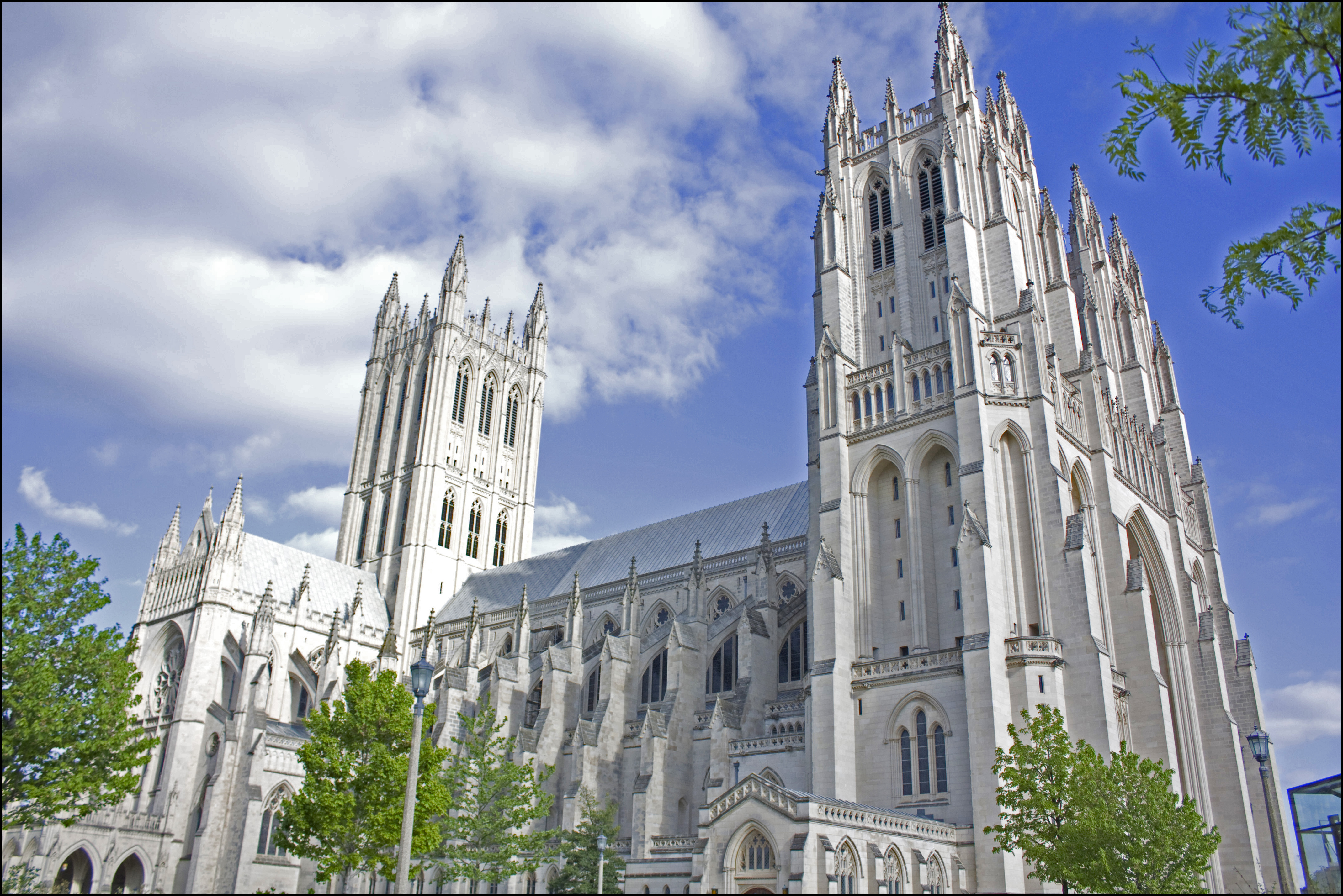
La construcción de la Catedral Nacional de Washington comenzó en 1907 y se completó en 1990.

El estilo gótico dictaba el uso de elementos estructurales comprimidos, lo que conducía a edificios altos y con contrafuertes, con columnas interiores sustentantes hechas de mampostería de piedra y ventanas altas y estrechas. Pero, a principios del siglo XX, los desarrollos tecnológicos como la estructura de acero, la bombilla incandescente y el ascensor hicieron que ese enfoque quedara obsoleto. Las celosías de acero suplantaron las funciones no ornamentales de las bóvedas de crucería y de los arbotantes, proporcionando interiores más amplios y abiertos con menos columnas que interrumpían la vista.
Algunos arquitectos persistieron en usar la tracería neogótica como ornamentación aplicada a un subyacente esqueleto de hierro, por ejemplo Cass Gilbert en su rascacielos de Nueva York Woolworth Building en 1913 o Raymond Hood en Chicago en la Tribune Tower en 1922. Pero, durante la primera mitad de la siglo, el neogótico fue desplazado por el Modernismo, aunque algunos arquitectos modernistas vieron la tradición gótica de la forma arquitectónica enteramente en términos de la «expresión honesta» de la tecnología del momento, y se vieron a sí mismos como herederos de esa tradición, con su uso de marcos rectangulares y vigas de hierro a la vista.

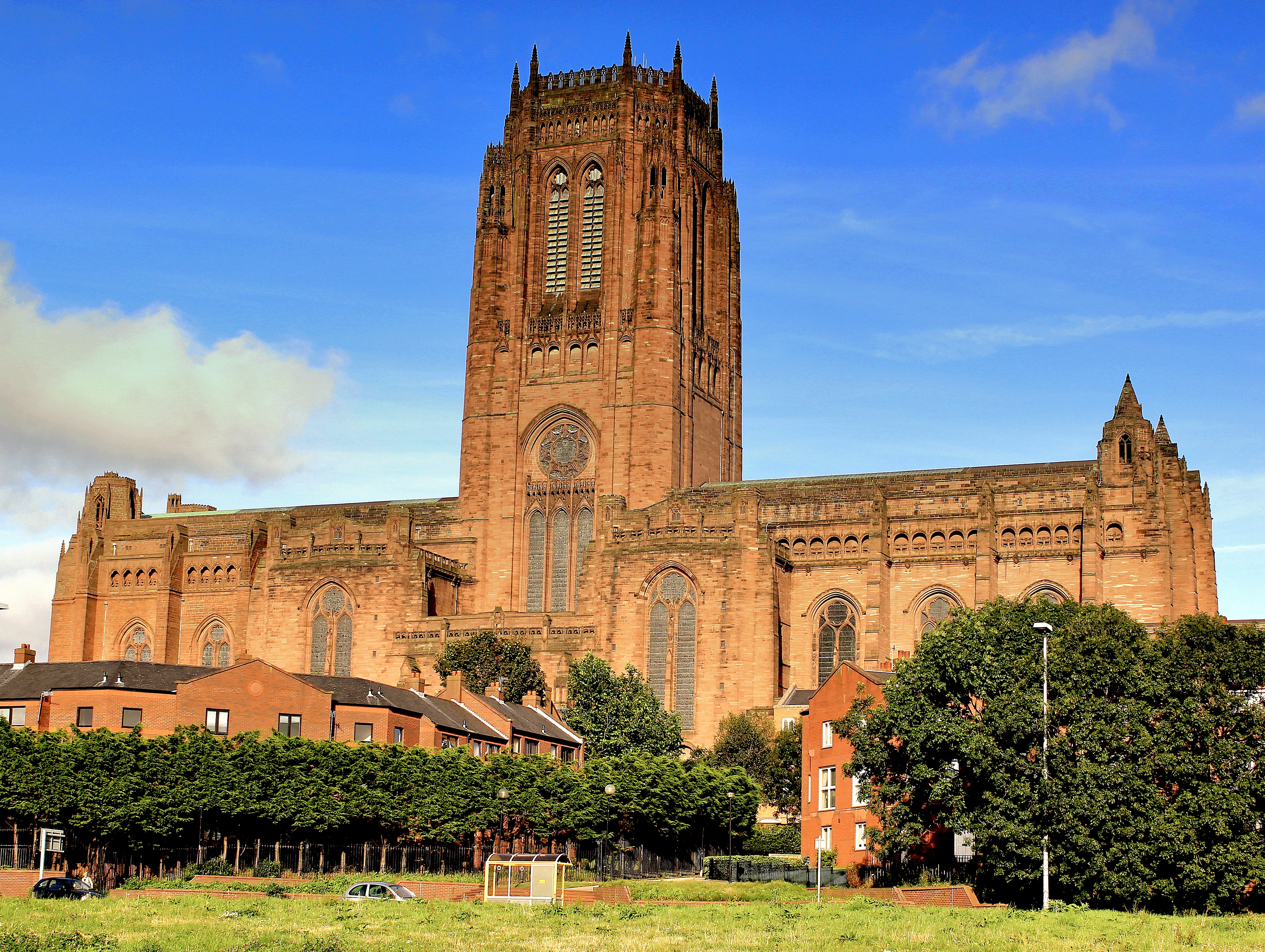
Catedral de Liverpool, cuya construcción se desarrolló entre 1903 y 1978

A pesar de esto, el neogótico continuó ejerciendo su influencia, simplemente porque muchos de sus proyectos más masivos todavía se estaban construyendo en la segunda mitad del siglo XX, como la catedral de Liverpool de Giles Gilbert Scott y la catedral Nacional de Washington (1907-1990). Ralph Adams Cram se convirtió en un líder de las fuerzas en el neogótico americano, con su proyecto más ambicioso, la catedral de San Juan el Divino en Nueva York (que afirmaba ser la catedral más grande del mundo), así como los edificios en gótico colegial en la Universidad de Princeton. Cram dijo que «el estilo tallado y perfeccionado por nuestros ancestros [se ha] convertido en nuestro por herencia incontestada».
Aunque el número de nuevos edificios neogóticos disminuyó drásticamente después de la década de 1930, se siguieron construyendo. La Catedral de St. Edmundsbury, la Catedral de Bury St. Edmunds en Suffolk, se expandió y reconstruyó en un estilo neogótico entre finales de los años 1950 y 2005, y se agregó una dominante torre central de piedra. Se planeó una nueva iglesia en estilo neogótico para la parroquia St. John Vianney en Fishers, Indiana. El edificio Whittle en Peterhouse, Universidad de Cambridge, inaugurado en 2016, combina con el estilo neogótico del resto del patio en el que se encuentra.

## Apreciación

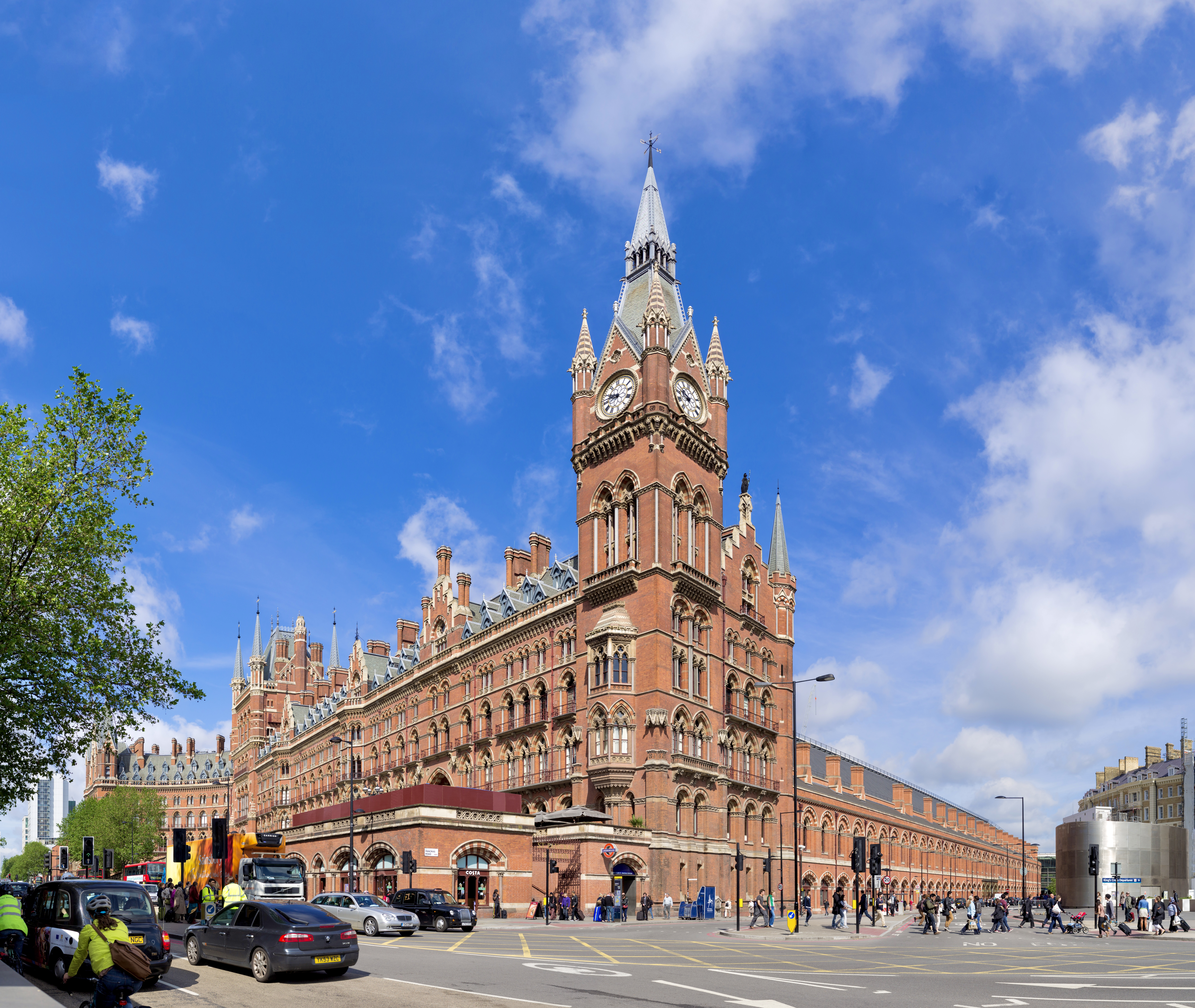
Estación de St. Pancras

Las ilustraciones de la obra de Charles Knight Pictorial Gallery of the Arts (1858) mostraban en detalle la incorporación de la influencia del diseño moderno en el neogótico. En 1872, el revival gótico estaba lo suficientemente maduro en el Reino Unido como para que Charles Locke Eastlake, un influyente profesor de diseño, pudiera publicar A History of the Gothic Revival (Una historia del revival gótico). Pero el primer ensayo en detalle sobre el movimiento llegó medio siglo más tarde, en 1928, desde el ámbito de la historia del arte, a cargo de Kenneth Clark, The Gothic Revival. An Essay (El revival gótico. Un ensayo). El arquitecto y escritor Harry Stuart Goodhart-Rendel cubrió el tema del revival de manera apreciativa en sus Slade Lectures en 1934. Pero la visión convencional de principios del siglo XX de la arquitectura neogótica fue muy despectiva, los críticos escribieron sobre «la tragedia arquitectónica del siglo XIX», ridiculizando «la fealdad intransigente» de los edificios de la época y atacando el «odio sádico a la belleza» de sus arquitectos. La década de 1950 vio pequeños signos de una recuperación en la reputación de la arquitectura revival. El estudio de John Steegman, Consort of Taste (reeditado en 1970 cómo Victorian Taste, con un prólogo de Nikolaus Pevsner), se publicó en 1950 y comenzó un lento giro en la corriente de opinión «hacia una evaluación más seria y comprensiva». Esto fue seguido por la fundación de la Victorian Society en 1958 y, en 1963, la publicación de Victorian Architecture, una influyente colección de ensayos editados por Peter Ferriday. En 2008, en el cincuentenario de la fundación de la Sociedad Victoriana, la arquitectura neogótica era más apreciada y algunos de sus principales arquitectos recibieron atención académica y algunos de sus mejores edificios, como la Estación de St. Pancras de George Gilbert Scott, fueron restaurados magníficamente. La publicación en el 50.º aniversario de la Sociedad, Saving A Century, examinó medio siglo de pérdidas y éxitos, reflexionó sobre las percepciones cambiantes hacia la arquitectura victoriana y concluyó con un capítulo titulado «Los victoriosos victorianos» (The Victorians Victorious).

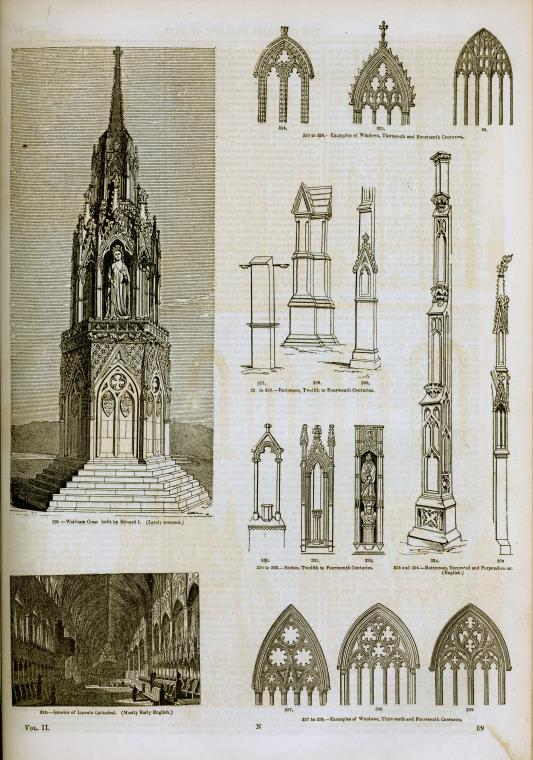
Elementos arquitectónicos y arcos, en la obra de Knight
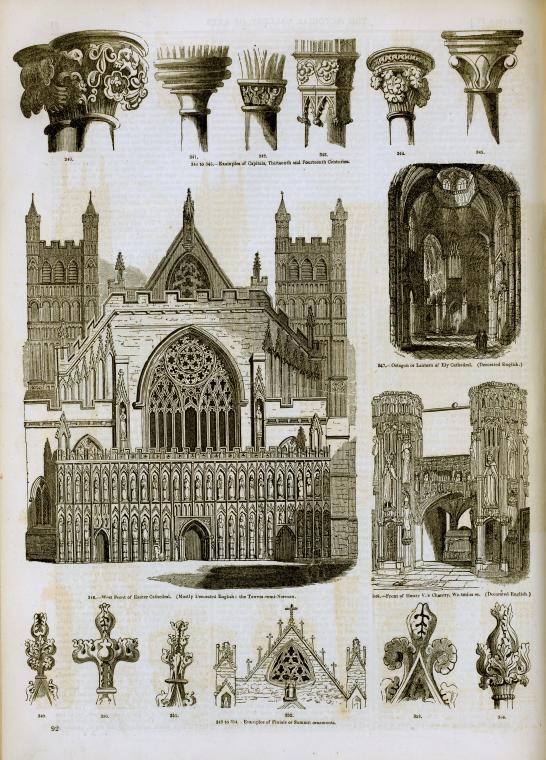
Elementos arquitectónicos decorativos, en la obra de Knight
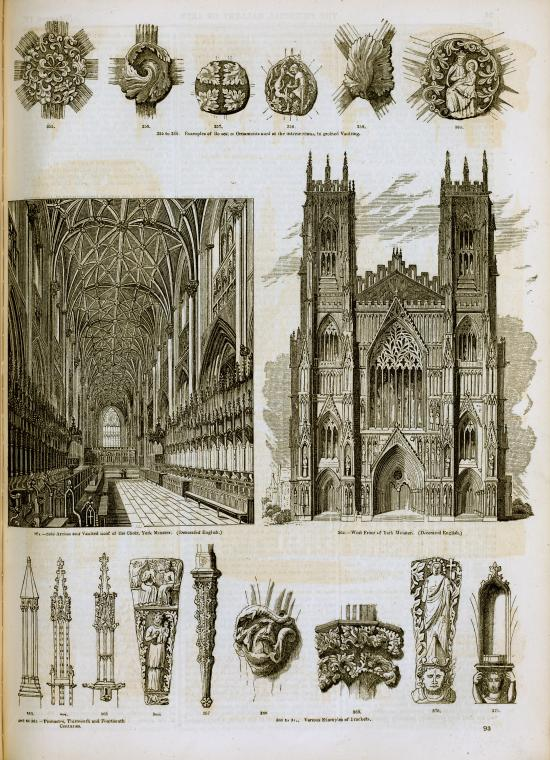
Más ejemplos de elementos decorativos, en la obra de Knight
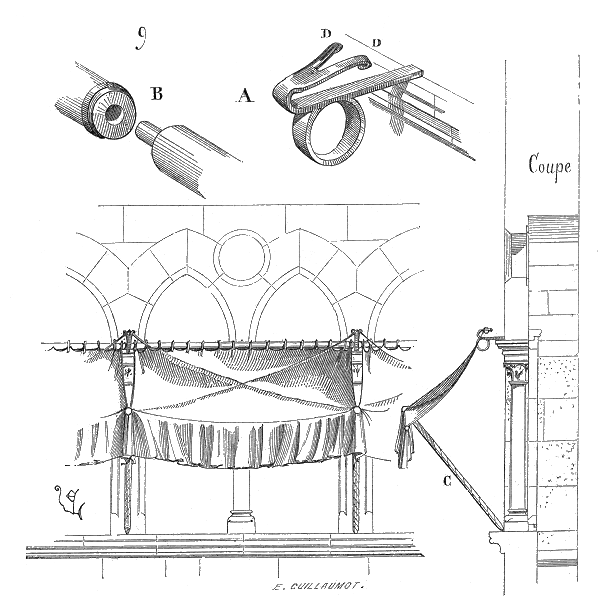
Diseños de Viollet-le-Duc
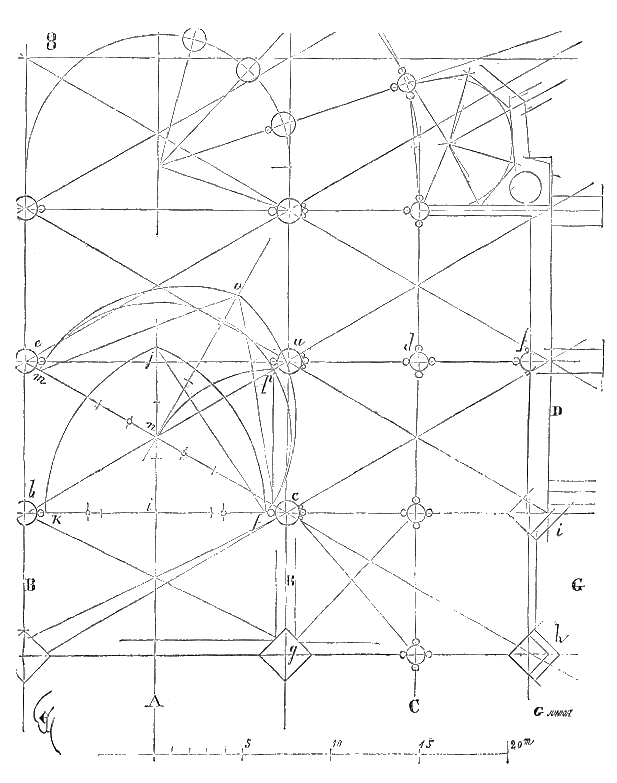
Diseños de Viollet-le-Duc
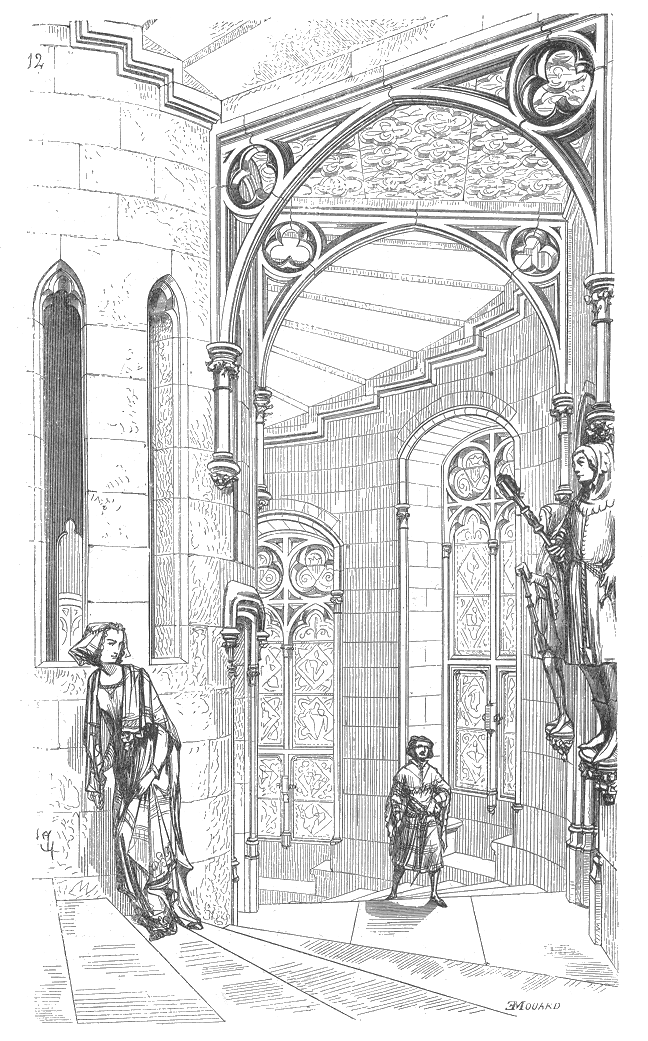
Diseños de Viollet-le-Duc

## El neogótico por países

### Arquitectura neogótica en Francia
En Francia, el estilo neogótico aparece bastante tarde debido a las guerras napoleónicas, que movilizaron todas las fuerzas de la nación francesa, y al gusto del emperador Napoleón I por el estilo Imperio neoclásico. La novela de Victor Hugo, Notre-Dame de Paris (1831) revivió el interés por las catedrales de Île-de-France. La Restauración de los Borbones permitió a los jóvenes arquitectos volver a conectar con el pasado artístico del medieval reino de Francia, en especial con el estilo gótico francés del  siglo XIII. El arquitecto Jean-Baptiste-Antoine Lassus fue uno de los precursores de esta renovación arquitectónica. Eugène Viollet-le-Duc (1814-1879) trabajó con Lassus en varios proyectos —en particular en Notre Dame y la Sainte Chapelle, ambas en la isla de la Cité de París— y le deberá muchos de sus puntos de vista.
Viollet-le-Duc era uno de los mejores arquitectos de su época: su talento residía en su perspicacia para hacer observaciones minuciosas de los edificios medievales dignas de los mejores trabajos arqueólogicos[cita requerida] (sus méritos finalmente reconocidos se celebraron durante una gran retrospectiva montada en 1979, con motivo del centenario de su muerte). Restauró completamente ciertas construcciones, a menudo pasando por alto su estado original de deterioro, con intervenciones radicales, reconstruyendo con gran imaginación e incluso añadiendo partes completamente nuevas (este punto fue desde siempre atacado: se le reprocha inventar la planta de ciertas partes faltantes, y por lo tanto de distorsionarlas o "desnaturalizarlas", ajeno a los nuevos conceptos de restauración: intervención mínima y respeto a la obra original). Esa teoría la aplicó en sus restauraciones de la ciudad amurallada de Carcasona, así como en Notre Dame y la Sainte Chapelle parisinas, en el castillo de Roquetaillade, y de manera aún más característica a través de los ejemplos «pedagógicos» del castillo de Pierrefonds y del castillo de Pupetières. Difería de su homólogo inglés John Ruskin en que a menudo reemplazaba el trabajo de los canteros medievales. Su aproximación racional al gótico realmente contrastaba completamente con los orígenes románticos de la renovación, y es considerada por algunos como un preludio a la honestidad estructural exigida por el movimiento Moderno.
A lo largo de su carrera, fue presa de la cuestión de si el hierro y la mampostería debían de combinarse en una construcción. Sabía del uso de tirantes y grapas de hierro en la construcción de las catedrales originales ya que había verificado su presencia, pero igualmente sabía los problemas que eso podría causar, con el tiempo, por la evolución de las estructuras. El hierro había sido utilizado, de hecho, en las construcciones góticas desde los primeros días. Fue sólo con Ruskin y con la exigencia en el gótico arquitectónico de la «verdad estructural», que el hierro, ya fuese visible o no, fue considerado inapropiado para un edificio gótico. Ese argumento comenzó a derrumbarse a mitad del siglo XIX cuando se construyeron en Inglaterra grandes estructuras prefabricadas, como The Crystal Palace, en vidrio y hierro, o el atrio del Museo de la Universidad de Oxford, que parecían encarnar los principios del gótico a través del hierro. Entre 1863 y 1872, Viollet-le-Duc publicó sus Entretiens sur l’architecture, un conjunto de plantas audaces y vanguardistas que combinaban el hierro y mampostería. Aunque estos proyectos nunca se realizaron, influyeron en varias generaciones de diseñadores y arquitectos, entre ellos Antoni Gaudí, o los arquitectos Destailleur, a los que se debe, entre otros, el castillo de Trévarez.
Inspirándose en los trabajos de investigación de Lassus y Viollet-le-Duc, muchos arquitectos para proyectar nuevos edificios, especialmente religiosos, imitaron el estilo medieval. En 1840, basílica de Nuestra Señora de Bonsecours, cerca de Rouen, inauguró la era de las iglesias neogóticas, seguida de cerca en Nantes por la iglesia de San Nicolás (1844-1869). Siguieron, entre otras, el Sagrado Corazón de Moulins, en Allier (1844-1881), la iglesia de San Vicente de Paúl (o de los Reformados, en Canebière) en Marsella (1855-1886), la iglesia de San Pablo de Estrasburgo (1892-1897), etc. En París, un ejemplo famoso fue la iglesia de Sainte-Clotilde (1846-1857).
Algunas obras neogóticas fueron sólo parciales, especialmente para completar edificios medievales: se construyó un coro para la catedral de Saint-Pierre-et-Saint-Paul de Nantes (1840-1891); la fachada y las torres para la iglesia abacial de Saint-Ouen (1846-1851); la fachada para la catedral de Nuestra Señora de la Anunciación de Moulins, diseñada por los arquitectos Lassus y Millet (1852-1874); dos flechas para la catedral Saint-Corentin de Quimper (1854-1856);  un tramo y una nueva fachada flamígera para la iglesia de Saint-Laurent de Paris (1863-1867), obra de Simon-Claude Constant-Dufeux; y una fachada con sus altas flechas para la catedral Notre-Dame de Clermont-Ferrand (1866-1884).
Durante este período, también fueron construidas basílicas y catedrales en el extranjero por arquitectos franceses como en Luján y en Mercedes, en la Argentina, o en Cantón, en China.
- Nuevas iglesias neogóticas
- Basílica de Nuestra Señora de Bonsecours (1840-1844), de Jacques-Eugène Barthélémy
- Templo de San Esteban de Mulhouse (1855-1860), de Jean-Baptiste Schacre
- Iglesia de San Vicente de Paúl, Marsella (1855-1886), de François Reybaud
- Iglesia de San León de Nancy (1860-1877), de Léon Vautrin
- Iglesia de San Ambrosio (París) (1863-1869), de Théodore Ballu
- Basílica de Notre-Dame de Niza (1864-1868), de Charles Lenormand
- Iglesia Saint-Bruno de Voiron (1864-1883), de  Alfred Berruyer
- Iglesia de San Pablo (Estrasburgo) (1892-1897)

También se construyeron edificios civiles en estilo neogótico en Francia, como el ala este del Palacio de justicia de Ruan, los castillos de Challain-la-Potherie, Abbadia, Pupetières, Bagnoles-de-l'Orne, Savigny-sous-Faye, Kériolet, o bien el de Hardelot.
- Château de Challain-la-Potherie, de René Hodé (1847-1854)
- Château de Roquetaillade (1850-1870), castillo del siglo XIV restaurado por  Viollet-le-Duc
- Ciudadela de Carcasona, restaurada por Eugène Viollet-le-Duc (desde 1854) y acabada por sus discípulos (hasta 1913)
- Ala Este del del Palacio de justicia de Ruan (neogótico, fin del s. XIX).

### Neogótico en el mundo de habla alemana

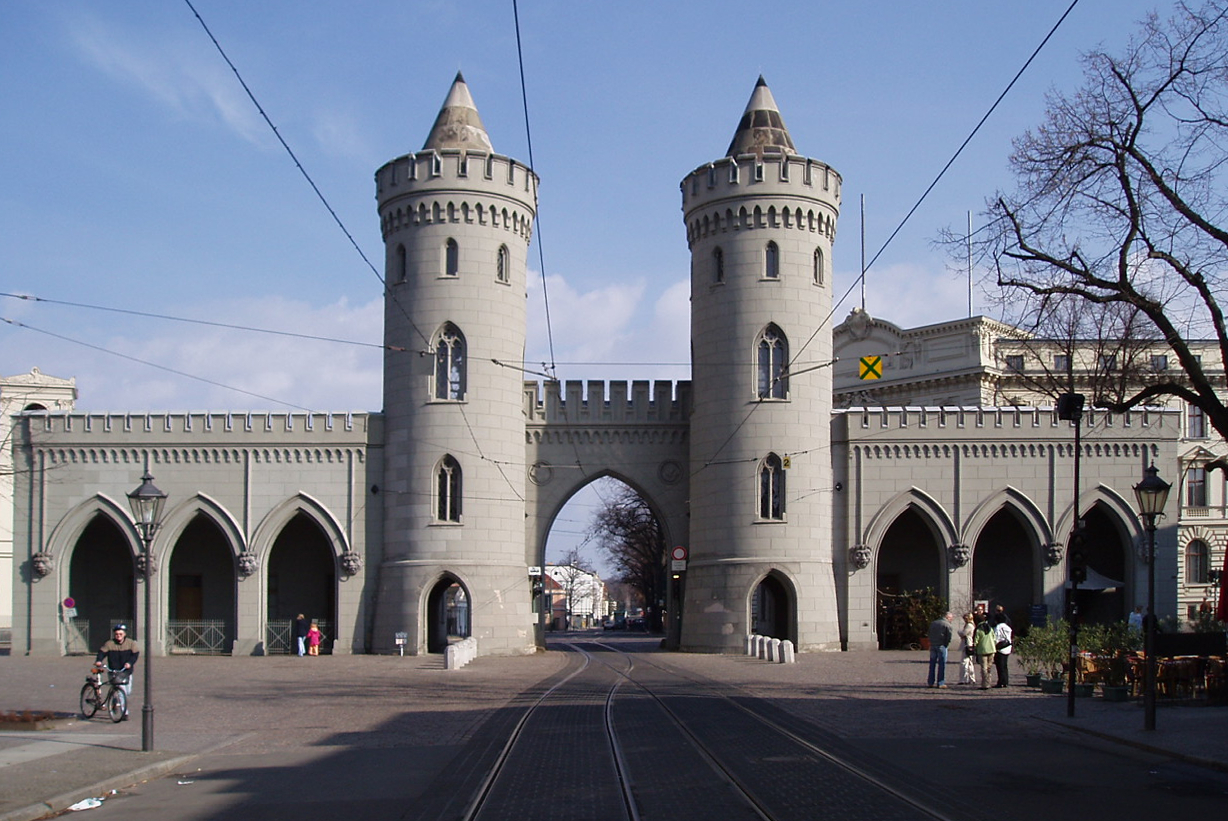
La Nauener Tor (1755) de Potsdam, el primer edificio neogótico en Alemania

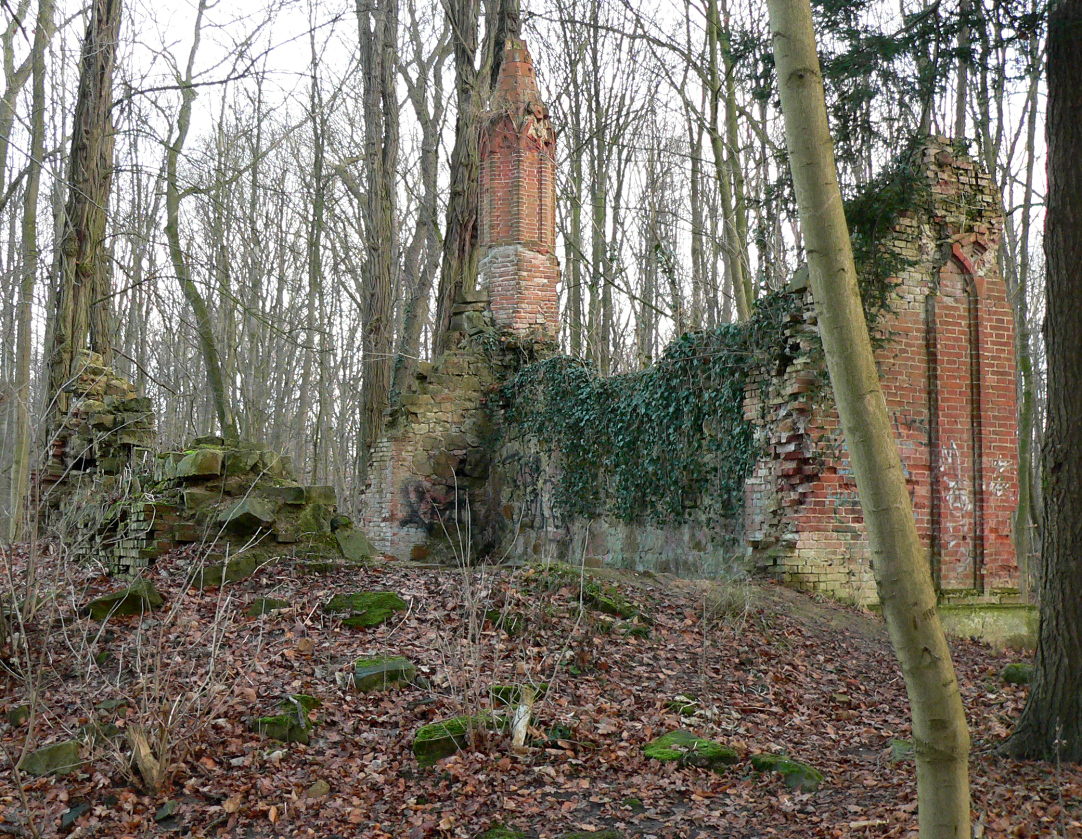
Uno de los primeros edificios de ladrillo neogóticos en el norte de Alemania: el mausoleo del conde Carl von Alten en Hemmingen

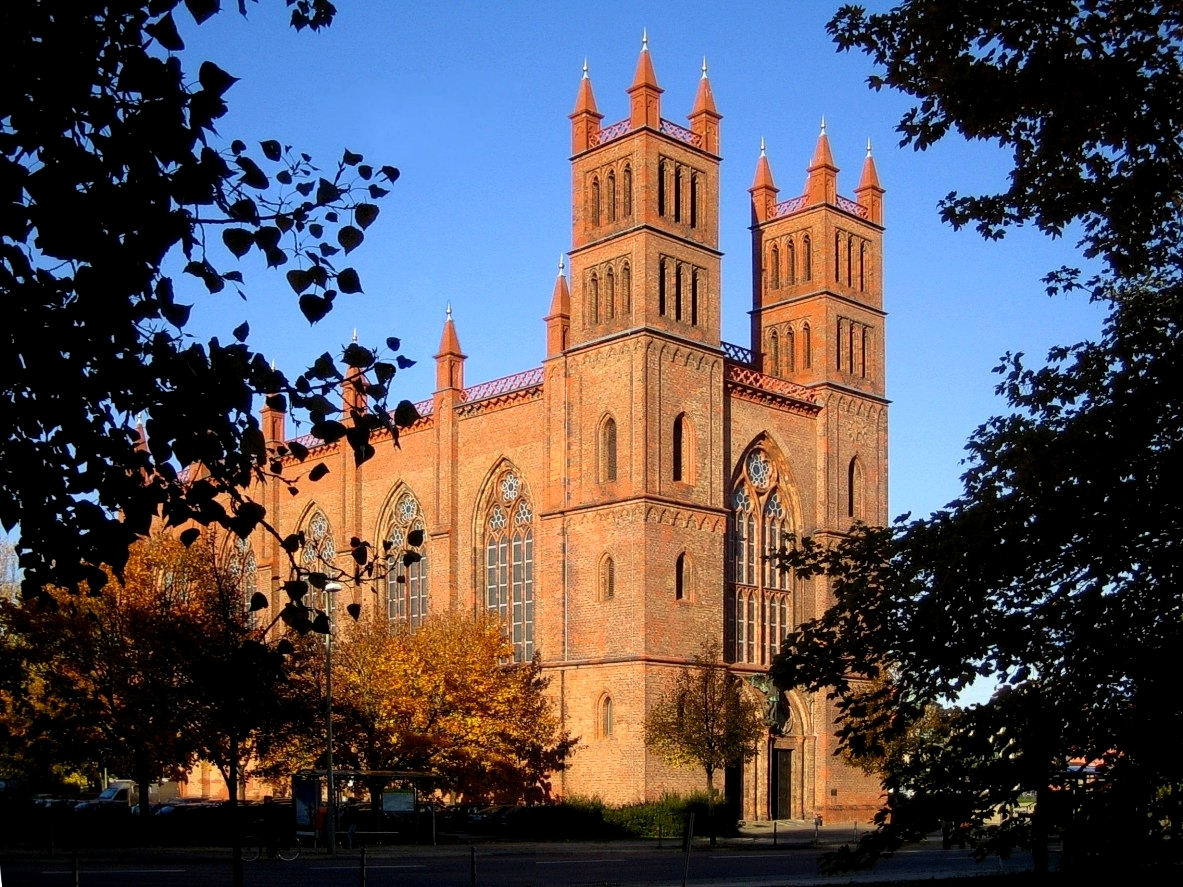
Iglesia de Friedrichswerder en Berlín, obra de Karl Friedrich Schinkel

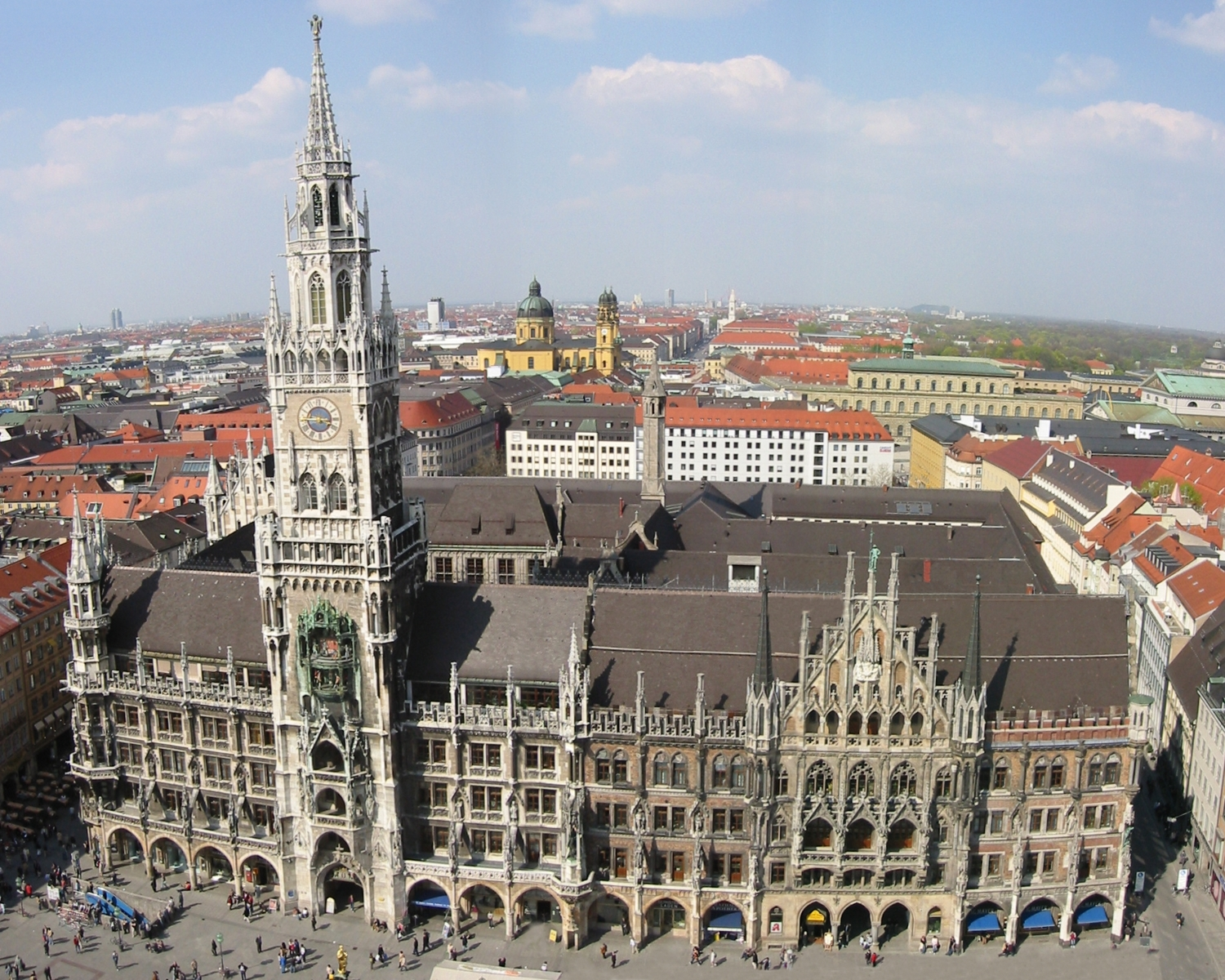
Neues Rathaus en Múnich de Georg von Hauberrisser, 1867-1909

Rathaus de Viena (1872-1883), obra de Friedrich von Schmidt

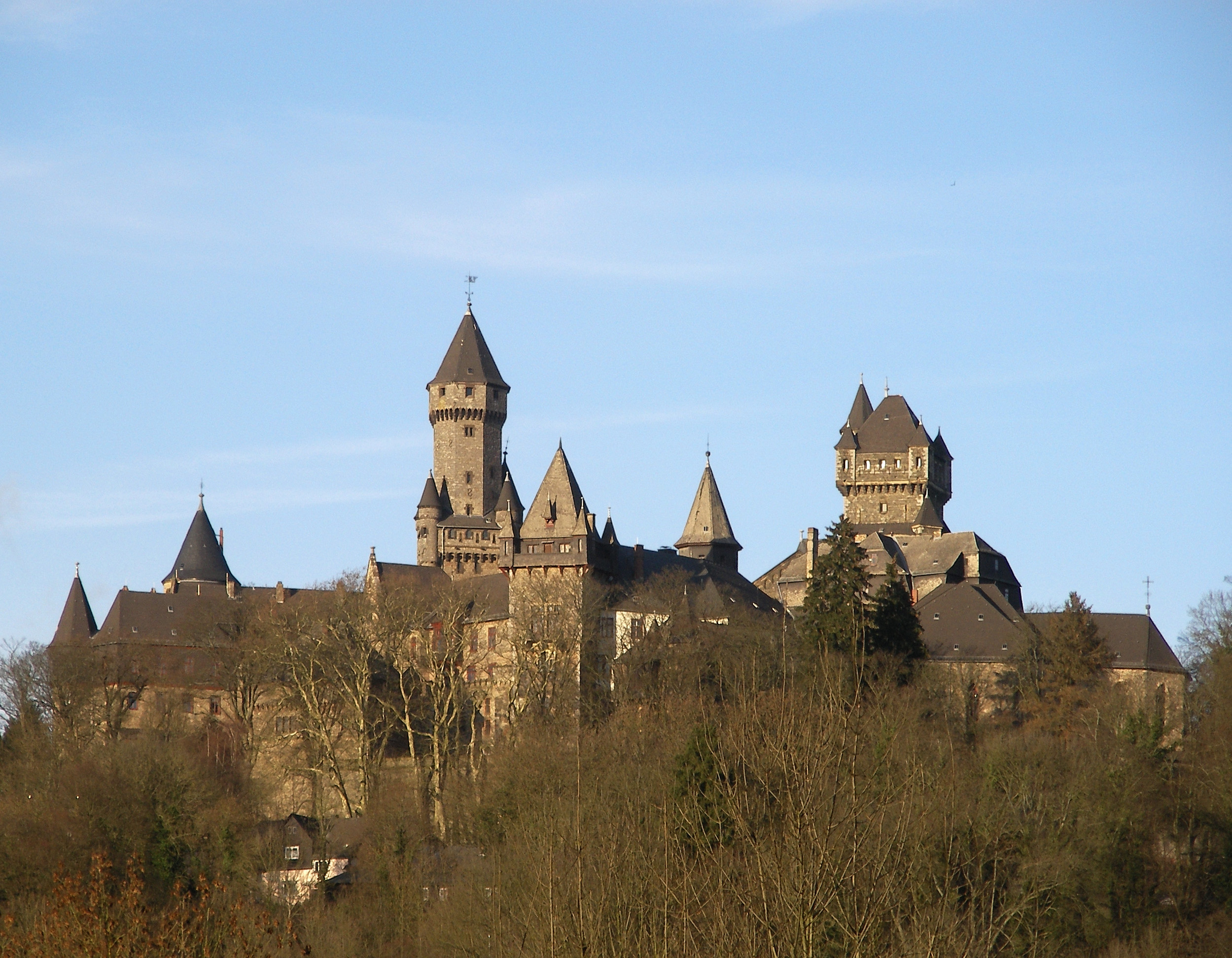
Castillo de Braunfels, diseñado por Edwin Oppler

La Nauener Tor en Potsdam (1755), que Federico el Grande había construido por iniciativa británica, fue el primer edificio neogótico en Alemania. Con el apoyo de Federico, el revival gótico recibió una orientación nacional porque se consideraba conectado con el imperio medieval. El estilo prevaleció particularmente en edificios en parques en ese momento, como la casa Gótica en el parque Wörlitzer (1786-1787) o el Löwenburg en el Bergpark Wilhelmshöhe. Fue diseñado por Heinrich Christoph Jussow entre 1793 y 1800 como una imitación del castillo de un caballero medieval inglés.
El ensayo de Johann Wolfgang von Goethe,Von Deutscher Baukunst, publicado en 1773, fue de particular importancia para la recuperación del gótico en Alemania. Goethe describió al maestro constructor alemán Erwin von Steinbach como el supuesto único constructor de la catedral de Estrasburgo, al que veía como un genio, y despertó entusiasmo por la arquitectura gótica, hasta ese momento en gran parte despreciada, que pasaba a entenderse como arquitectura alemana y se evaluaba positivamente. Goethe no sabía que la arquitectura gótica, históricamente, se había originado en Francia. En el período que siguió, ese origen francés fue disputado durante décadas o incluso ignorado por los partidarios nacionalistas de un gótico supuestamente «alemán».
El romanticismo a principios del siglo XIX provocó un entusiasmo por los edificios medievales en Alemania, especialmente por las grandes cúpulas y los castillos góticos. Un testimonio importante de esto fueron los Grundzüge der gotischen Baukunst (Características básicas de la arquitectura gótica) de Friedrich Schlegel, o también los paisajes románticos de Caspar David Friedrich, Carl Gustav Carus, Julius von Leypold y Karl Friedrich Schinkel, conocido como arquitecto del clasicismo. En el curso de esta nueva moda, antiguas ruinas como la catedral de Colonia (cuya construcción se reanudó en 1846, finalizándose en 1880) o de la Catedral de Ulm (finalización de la torre oeste en 1890) podían completarse según los planes de la Edad Media. Otras iglesias góticas fueron refinadas, es decir, liberadas de los cambios posteriores de etapas estilísticas posteriores, completadas y corregidas por supuestos errores. Los logros utilizaron los planos de construcción originales, por lo que desde un punto de vista de la historia del arte todavía son (en su mayor parte) edificios de estilo gótico medieval.
Un mausoleo de 1842 para el general y estadista Carl von Alten erigido cerca de Hannover es considerado erróneamente como el primer edificio de ladrillo del neogótico en el norte de Alemania. Fue diseñado por el planificador de la ciudad de Hannover Georg Ludwig Friedrich Laves y fue construido por Conrad Wilhelm Hase. El edificio en lo que hoy es la reserva natural de Sundern cayó en ruinas con el tiempo. Sin embargo, bastante antes (1803-1809) ya se había construido en Ludwigslust, en Mecklemburgo, según los planos de Johann Christoph Heinrich von Seydewitz y de Johann Georg Barca Completa la Iglesia Católica de Santa Elena y Andreas en un romántico neogótico.
Las ruinas existentes de castillos fueron reconstruidas con mucho gusto según el modelo inglés, el estilo castillado (Castellated Style), pero esas reconstrucciones no tenían nada que ver con la forma histórica de los castillos. Ejemplos típicos de esto fueron el castillo de Hohenzollern, cerca de Hechingen —reconstruido en 1846-1867 por Frederico Augusto Stüler para el rey Guillermo IV de Prusia—, el castillo Stolzenfels, en Coblenza, y otras edificaciones del romanticismo del Rin (la interpretación de las condiciones del paisaje y la historia del valle del Rin en el período histórico-cultural del romanticismo). Una renovación y expansión excepcionalmente extensas de castillos, palacios y monasterios más antiguos llevada a cabo bajo el duque de Coburgo Ernesto I, con sus creaciones neogóticas del Schloss Rosenau, Schloss Ehrenburg, Schloss Callenberg y Schloss Reinhardsbrunn. El Schloss Friedrichshof (1889-1893), diseñado por Ernst von Ihne (inspirado en el estile Tudor) para la emperatriz Victoria, también es excepcional y le sirvió como residencia en su viudedad.

Castillos románticos
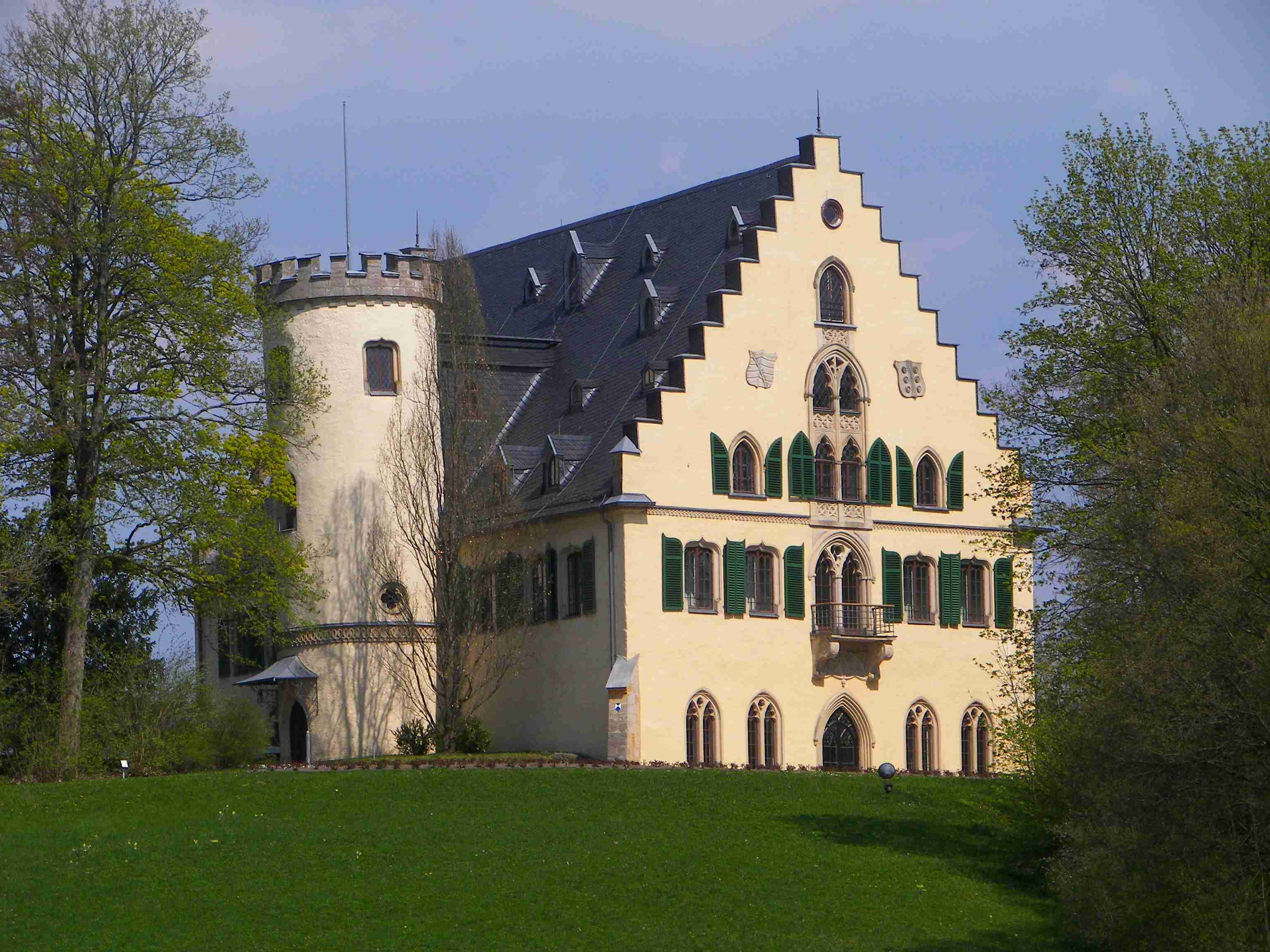
Schloss Rosenau (1808-1817), reconstruido por Karl Friedrich Schinkel
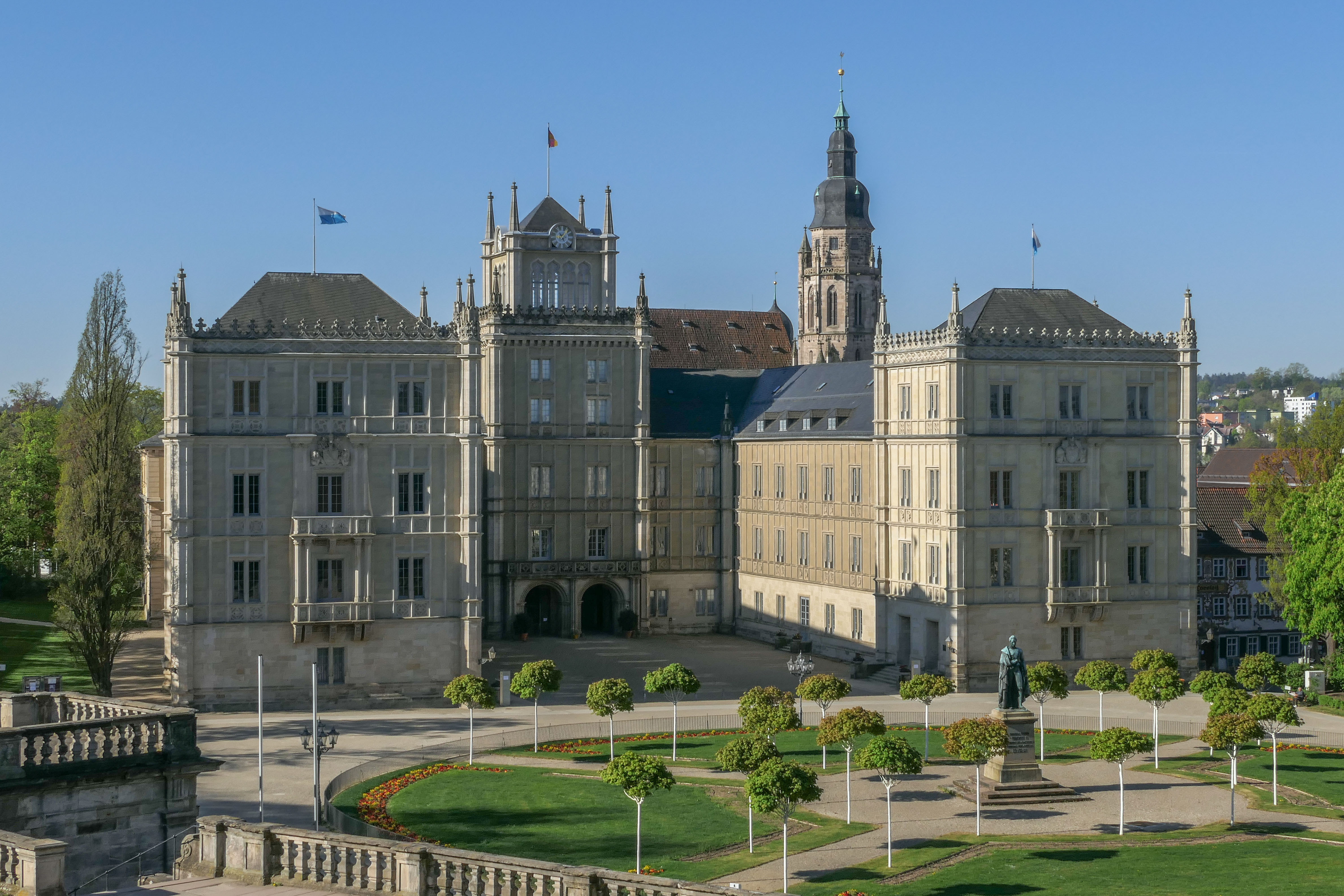
Palacio de Ehrenburg (1816-1840), rediseñado por Karl Friedrich Schinkel
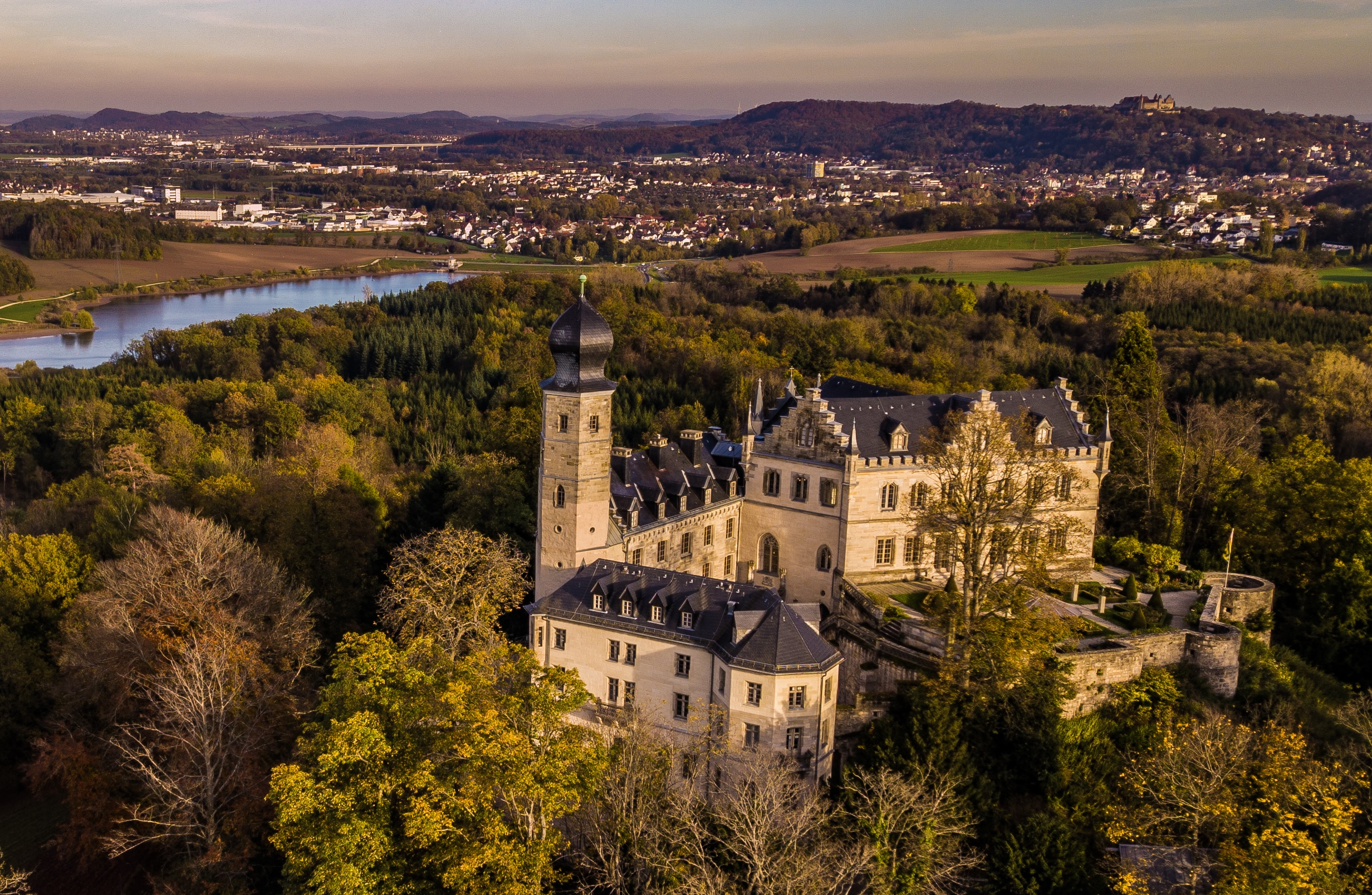
Schloss Callenberg (1827-1842), reconstruido para ser residencia de verano de Ernesto II
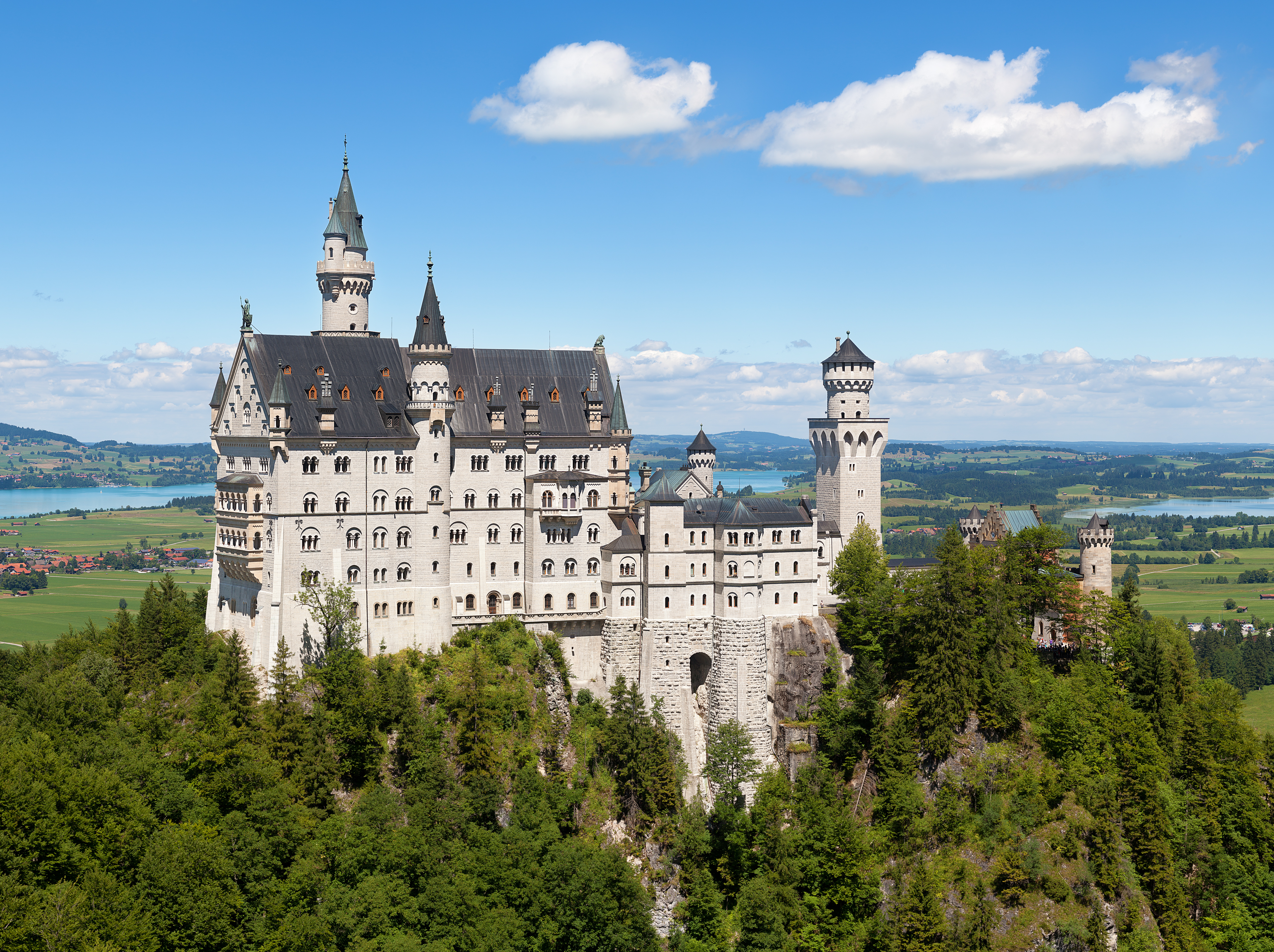
Neuschwanstein (1869-1886), la obra de Luis II, ecléctica mezcla de románico, gótico y bizantino
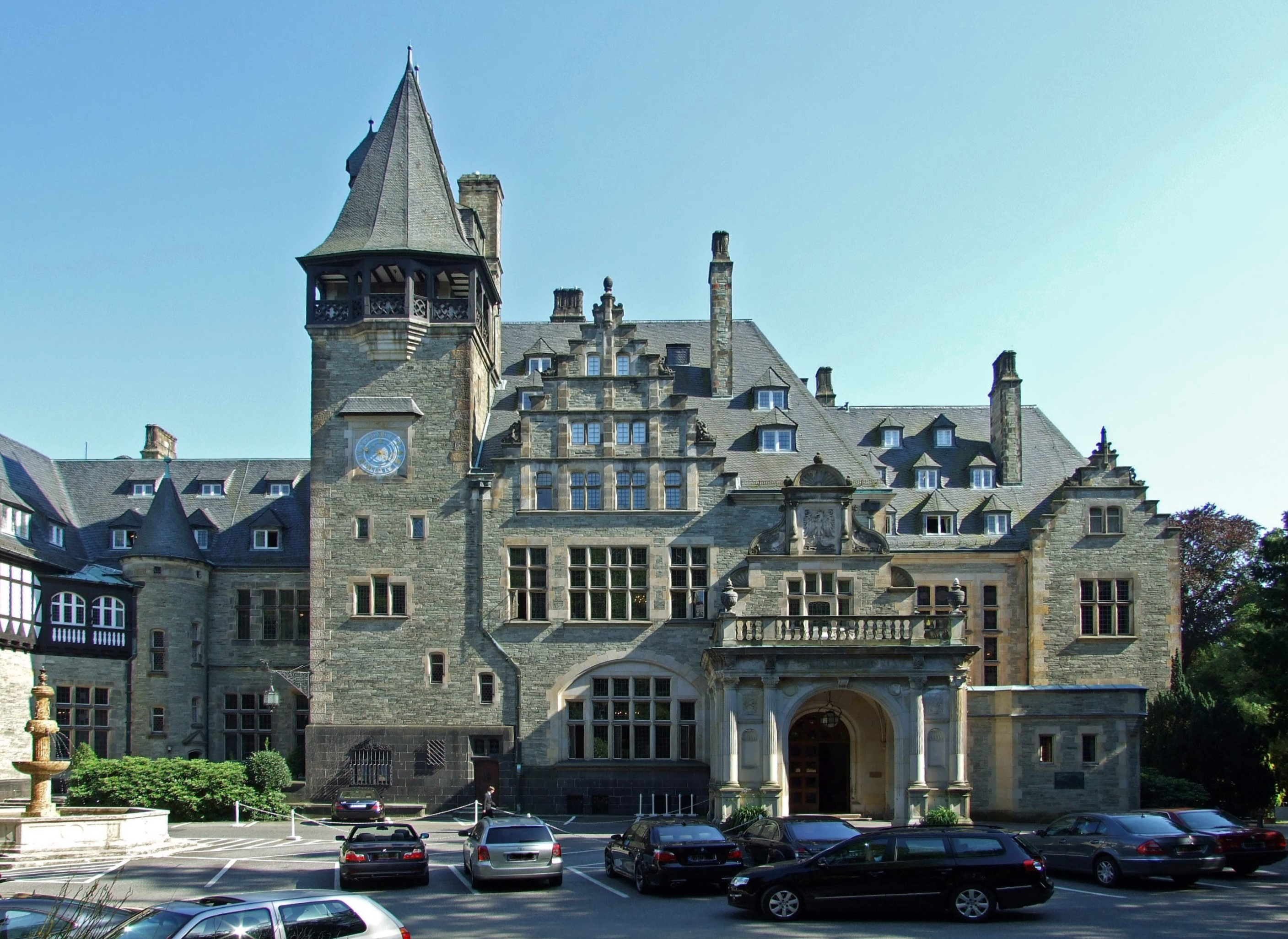
Castillo de Kronberg (1889-1893), obra de la viuda emperatriz alemana Victoria

Para las nuevas iglesias y edificios seculares en las ciudades en crecimiento, se recurrió con gusto a la arquitectura neogótica y se compuso una nueva arquitectura idealizada, el estilo neogótico, con elementos del rico patrimonio de los edificios existentes. Sin embargo, debido a la gran distancia en el tiempo, no había una comprensión profunda del lenguaje formal y se pueden encontrar tipos de construcción de iglesias en los ayuntamientos neogóticos. Ejemplos sobresalientes de edificios seculares neogóticos son los ayuntamientos de Viena, y Múnich y el berlinés distrito de Köpenick, así como el conjunto único del Speicherstadt (distrito de almacenes) de Hamburgo.
Para el interior, en particular los altares y púlpitos de las iglesias nuevas y renovadas, se crearon obras elaboradamente talladas que se basaban en los elementos de la arquitectura, pero sin un modelo. Estas obras se llamaron luego despectivamente ebanistas góticos (Schreinergotik). Las vidrieras también florecieron, pero las nuevas obras fueron más realistas y naturalistas que los modelos históricos. Muchos de estos equipamientos en las iglesias fueron retirados y destruidos nuevamente en la década de los 1960 por desprecio por los estilos de imitación.
El nuevo estilo también afectó el sistema de cementerios. Por ejemplo, la primera obra de arte neogótica en un cementerio bávaro es el monumento creado por Friedrich von Gärtner y presentado el 1 de noviembre de 1831, en la fosa común de la Navidad del asesinato de Sendlingen en el antiguo cementerio del sur de Múnich.
Durante la Segunda Guerra Mundial, los edificios neogóticos fueron sometidos a una destrucción masiva, particularmente en el mundo de habla alemana. Sin embargo, casi todas las catedrales neogóticas importantes se salvaron del colapso, aunque la viguería del techo se quemase en muchos lugares. Una excepción a esto es el Nikolaikirche en Hamburgo, cuyos barcos seguían en pie después de los devastadores bombardeos de la «Operación Gomorrha» en el verano de 1943, pero cuyas ruinas fueron demolidas en 1951 a pesar de las protestas civiles. Solo la torre sigue en pie a 147 m. de altura del mar de casas (la Iglesia de Ulm es solo 14 m. más alto). Da una idea del tamaño de la iglesia destruida, que sin duda puede considerarse una de las más grandes y espléndidas, construida únicamente en estilo neogótico (sin secciones de la Edad Media).
El entusiasmo por las formas góticas disminuyó nuevamente en la Alemania fuertemente nacionalista del segundo imperio, después de que se hizo cada vez más evidente que el estilo gótico no era un estilo típico alemán, sino que provenía históricamente de Francia. Se creía que el estilo típicamente alemán buscado era encontrado en el románico, con lo cual el foco cambió a formas románicas y neuromaníaco. Hacia finales del siglo XIX, había un estilo neogótico local especial en Núremberg, el estilo de Núremberg, que trataba de aprovechar las tradiciones de construcción góticas altas y tardías de la ciudad. Uno de los últimos ejemplos en Alemania fue la iglesia de San Pablo de Múnich, obra de Georg von Hauberrisser y consagrada en 1906. La Iglesia de Martinus en Olpe (consagrada en 1909) también está construida en estilo neogótico.

Arquitectura neogótica en Alemania
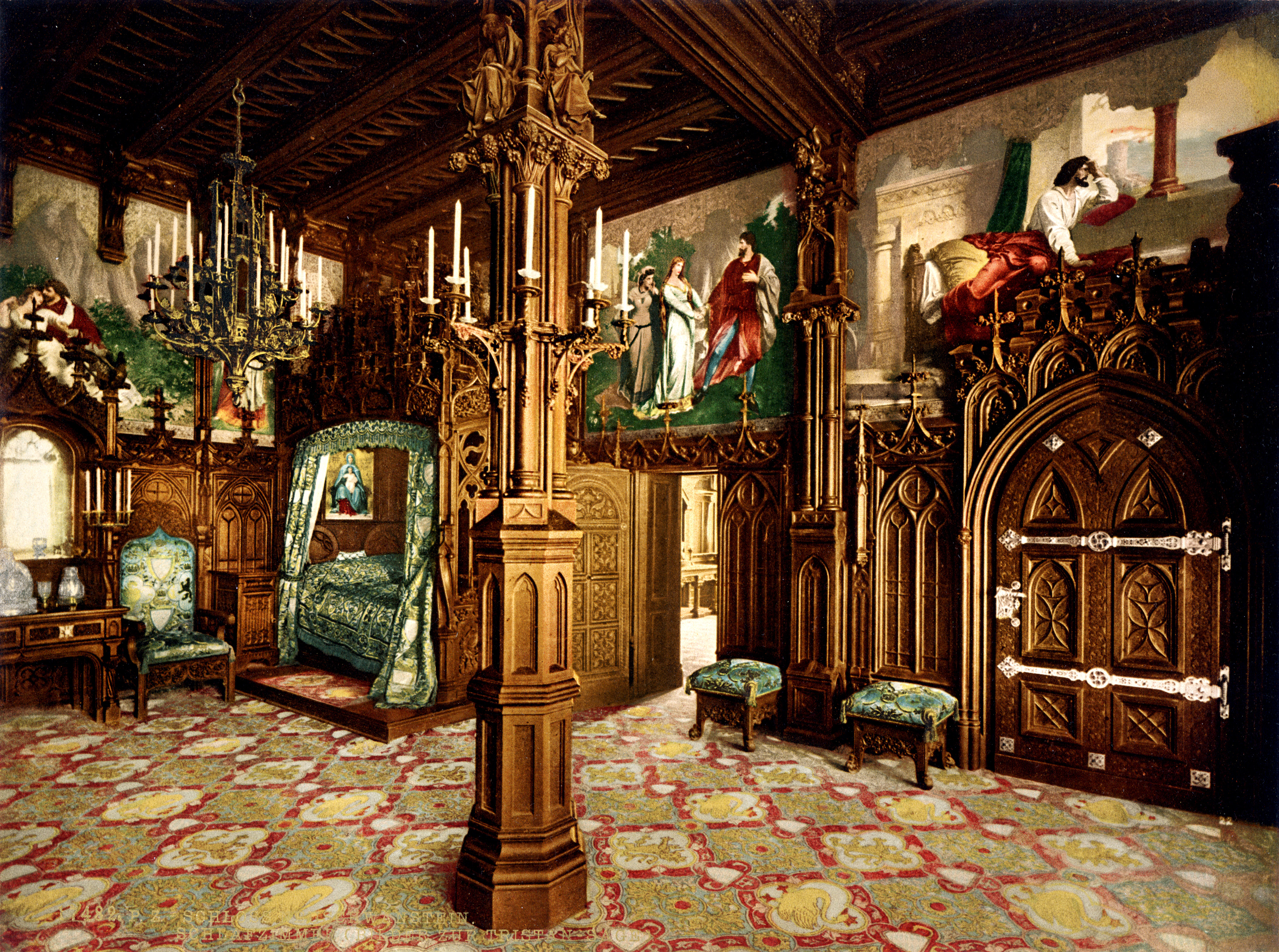
Dormitorio del castillo de Neuschwanstein
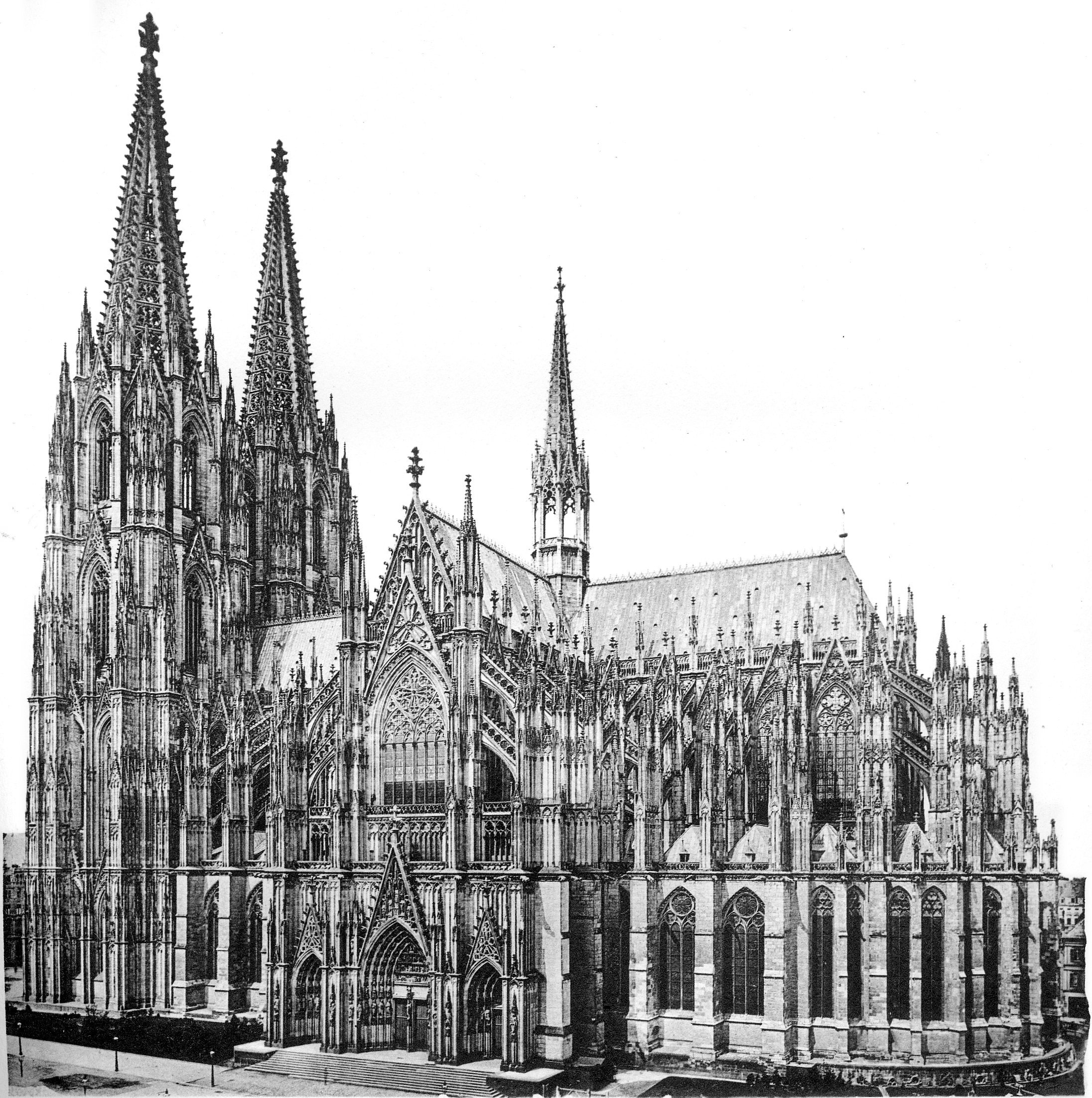
Catedral de Colonia
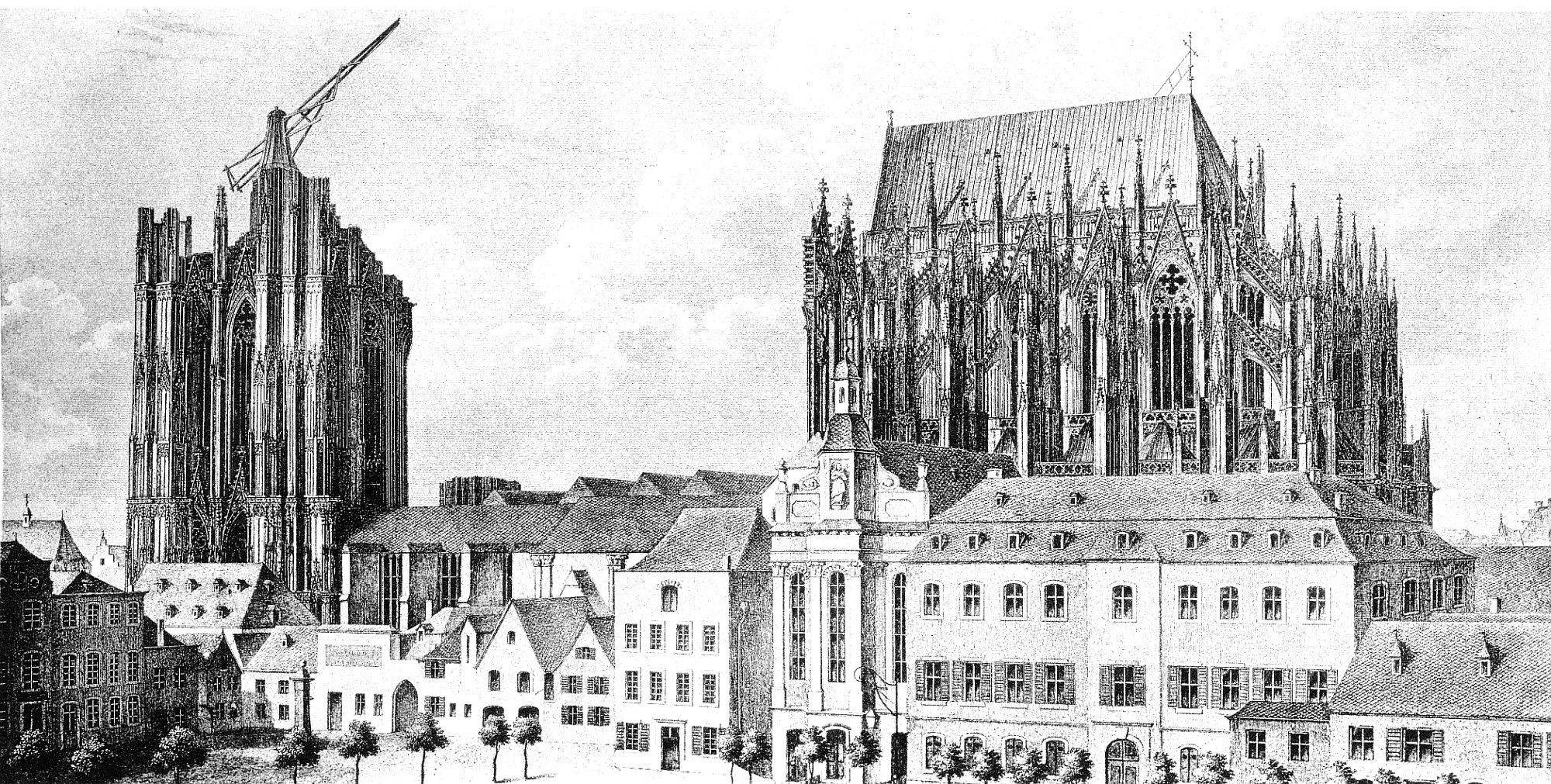
Estado de las obras de la catedral de Colonia en 1824
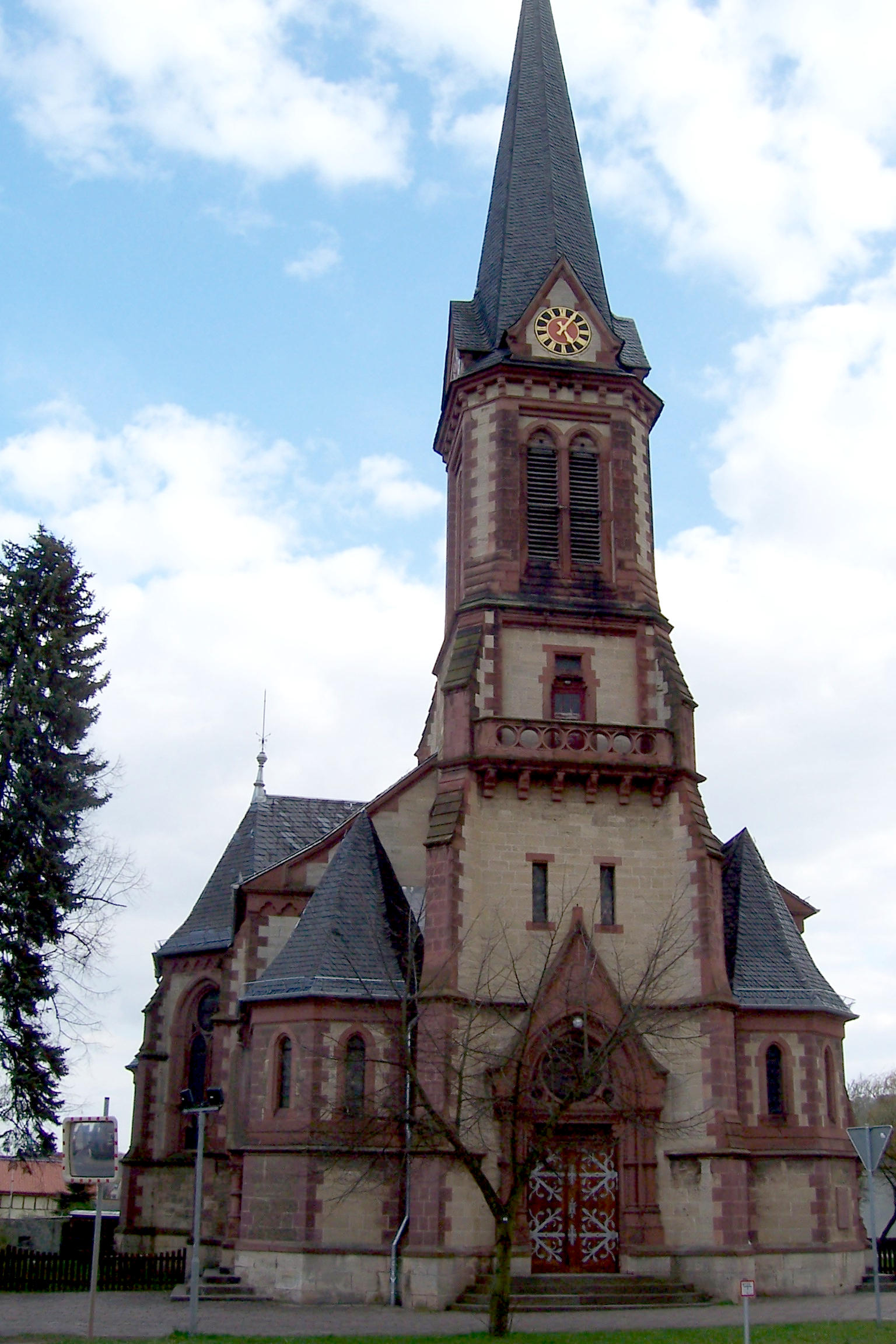
San Matías en Sondershausen, 1905
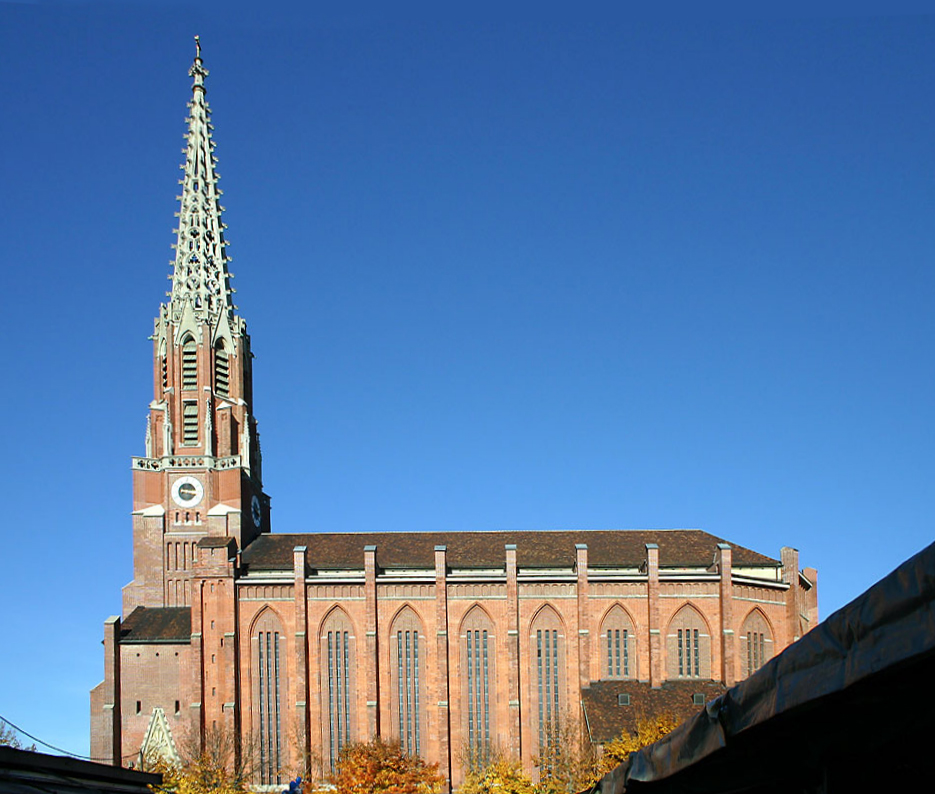
Mariahilfkirche en Munich, de Joseph Daniel Ohlmüller
Casco de la torre de la de Marienkirche in Berlin (1789-1790)

### Neogótico en los Países Bajos
El neogótico neerlandés se puede dividir en dos estilos, que solo tienen en común que ambos fueron inspirados por elementos del gótico.

#### Neogótico temprano
En los Países Bajos, inicialmente hubo poco interés en el renacer gótico, en primer lugar porque a los católicos no se les permitía construir nuevas iglesias y solo se les permitía ir a la iglesia en edificios discretos. Otra razón importante fue que los Países Bajos no habían conocido arquitectos reales desde el siglo XVIII y que, como resultado, se habían perdido habilidades técnicas importantes: el clasicismo se había convertido casi sin problemas en neoclasicismo.[cita requerida]

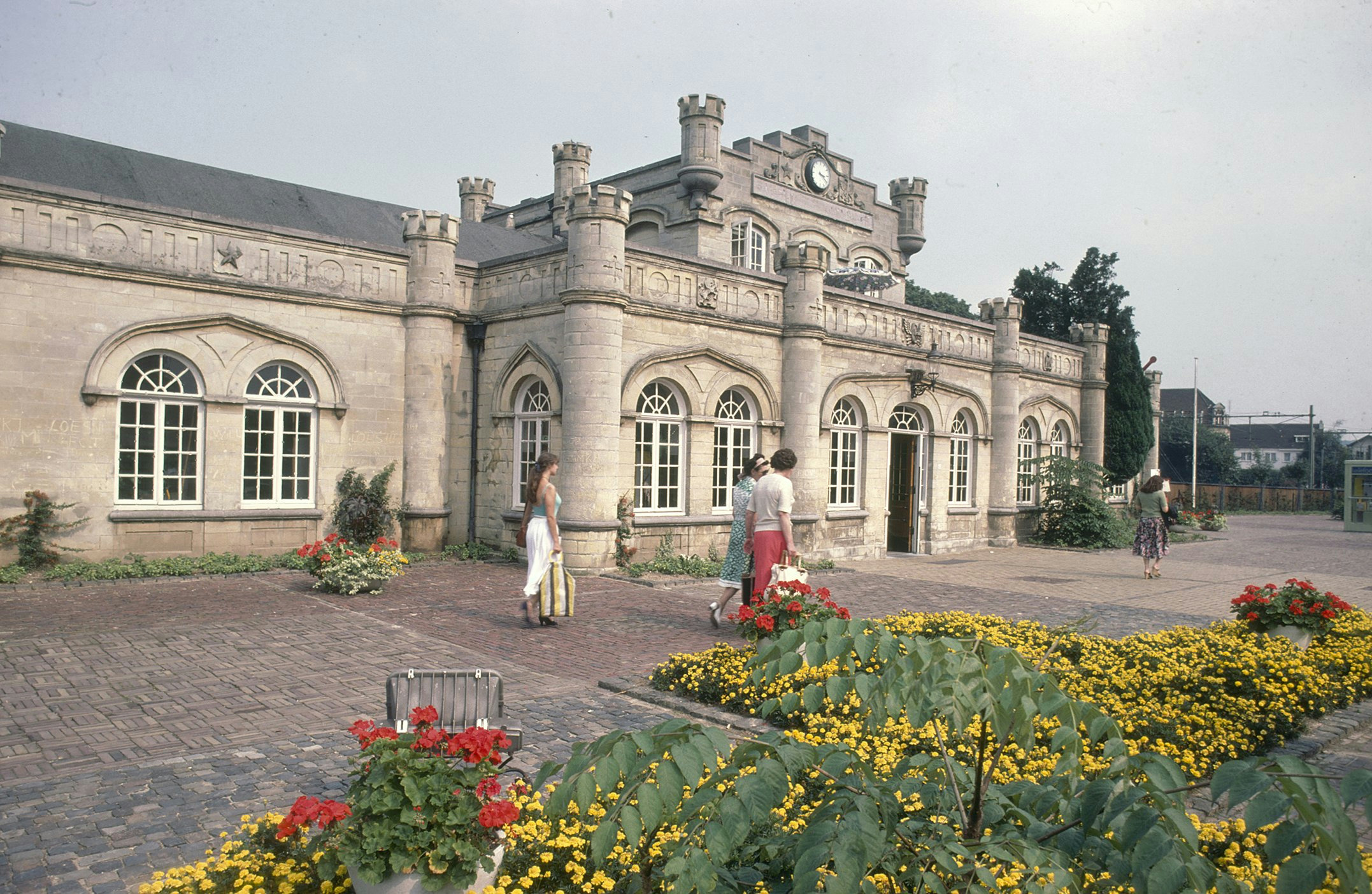
Estación de Valkenburg, 1853

El mundo de la construcción estuvo dominado por ingenieros, en su mayoría militares y funcionarios del ministerio de Gestión del Agua. Debido a la débil economía en los Países Bajos, de todos modos se construyó poco en esos años, pero también hubo poco apoyo entre los clientes potenciales. Uno de esos pocos clientes fue el príncipe heredero que había crecido en Inglaterra, y que más tarde será el rey Guillermo II. Tenía una residencia construida en Tilburg (Paleis-Raadhuis) y en La Haya una sala gótica detrás del palacio en Kneuterdijk, renovado en 1816-1817, así como una hilera de casas y una iglesia en Nassaulaan.

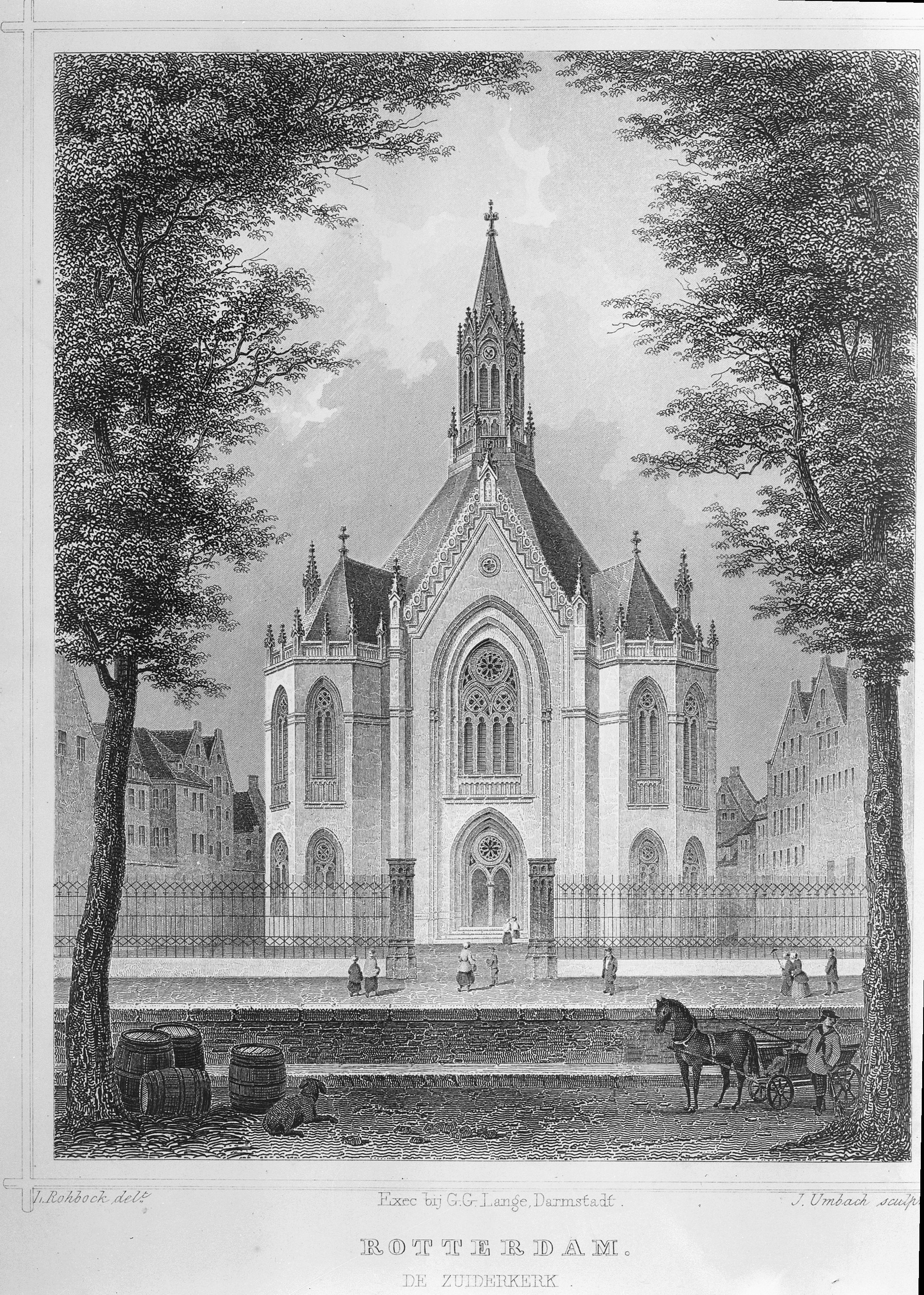
Zuiderkerk, Róterdam, 1849

Solo a partir de la década de 1840 se ve un comienzo vacilante de la construcción neogótica con principalmente fábricas (en Delft), estaciones de bombeo de vapor (alrededor del Haarlemmermeer), edificios de estaciones (estación de Valkenburg) y torres de agua. Este neogótico temprano (Vroege neogotiek) también se conoce como gótico Guillermo II (Willem II-gotiek) (aprox. 1830-1860). La característica de este estilo es que la construcción todavía era esencialmente neoclásica y que el neogótico se reflejaba casi exclusivamente en el uso decorativo de formas góticas como arcos apuntados y pináculos. Los fundamentos constructivos del gótico apenas se estudiaron y se entendían menos, razón por la cual al proyectar iglesias estas nunca tenían bóvedas, a lo sumo bóvedas de paja y estuco, de las cuales el estilo toma otro apodo, gótico de estuco (stukadoorsgotiek).
Otra diferencia importante con el revival gótico posterior es que el gótico Guillermo II no estaba vinculado a un movimiento religioso o social particular. Donde el verdadero neogótico se convertiría casi exclusivamente en un estilo católico, el gótico Guillermo II se aplicó a las iglesias protestantes y católicas e incluso a las sinagogas. Arquitectos como Theo Molkenboer, H.J. van den Brink, W.J. van Vogelpoel y A. van Veggel trabajaron tanto en estilo neoclásico como en el gótico Guillermo II, y a menudo diseñaron iglesias protestantes y católicas. El Zuiderkerk de Róterdam, destruido en 1940, fue lo más destacado de este estilo. Ejemplos sobrevivientes importantes son la iglesia reformada del arquitecto Nicolaas Kamperdijk en Zeist y la iglesia católica De Papegaai en Ámsterdam.

#### Neogótico racional o verdadero

##### Pioneros
El verdadero neogótico surgió alrededor de 1850, cuando en la provincia de Limburgo dos jóvenes arquitectos pusieron en práctica sus conocimientos de construcciones góticas: Carl Weber (también conocido como Karel Weber) y Pierre Cuypers. Weber trabajó principalmente en las diócesis de Roermond y de 's-Hertogenbosch y probablemente fue el primer arquitecto en construir una verdadera iglesia neogótica en el país, aunque fuese una ampliación de una iglesia ya existente. Un tercer pionero fue Hendrik Jacobus van Tulder, quien también estuvo activo principalmente en la diócesis de 's-Hertogenbosch. Theo Molkenboer construyó el Onze-Lieve-Vrouwekerk en Ámsterdam en 1852, que a veces se considera erróneamente como el comienzo del neogótico en los Países Bajos.

#### Pierre Cuypers
Sin embargo, más importante para el surgimiento del neogótico fue Pierre Cuypers (1827-1921). Primero se aventuró a aplicar bóvedas de ladrillo nuevamente. Se esforzó por un uso «eerlijk» (justo) del material de construcción (el material tenía que permanecer lo más reconocible posible) y con una ornamentación que tuviera significado. No quería usar pináculos, almenas y arcos apuntados al azar, y sentía que cada adorno debería representar algo esencial. Una influencia importante en Cuypers ha sido su amigo francés y espíritu afín E. Viollet-le-Duc.

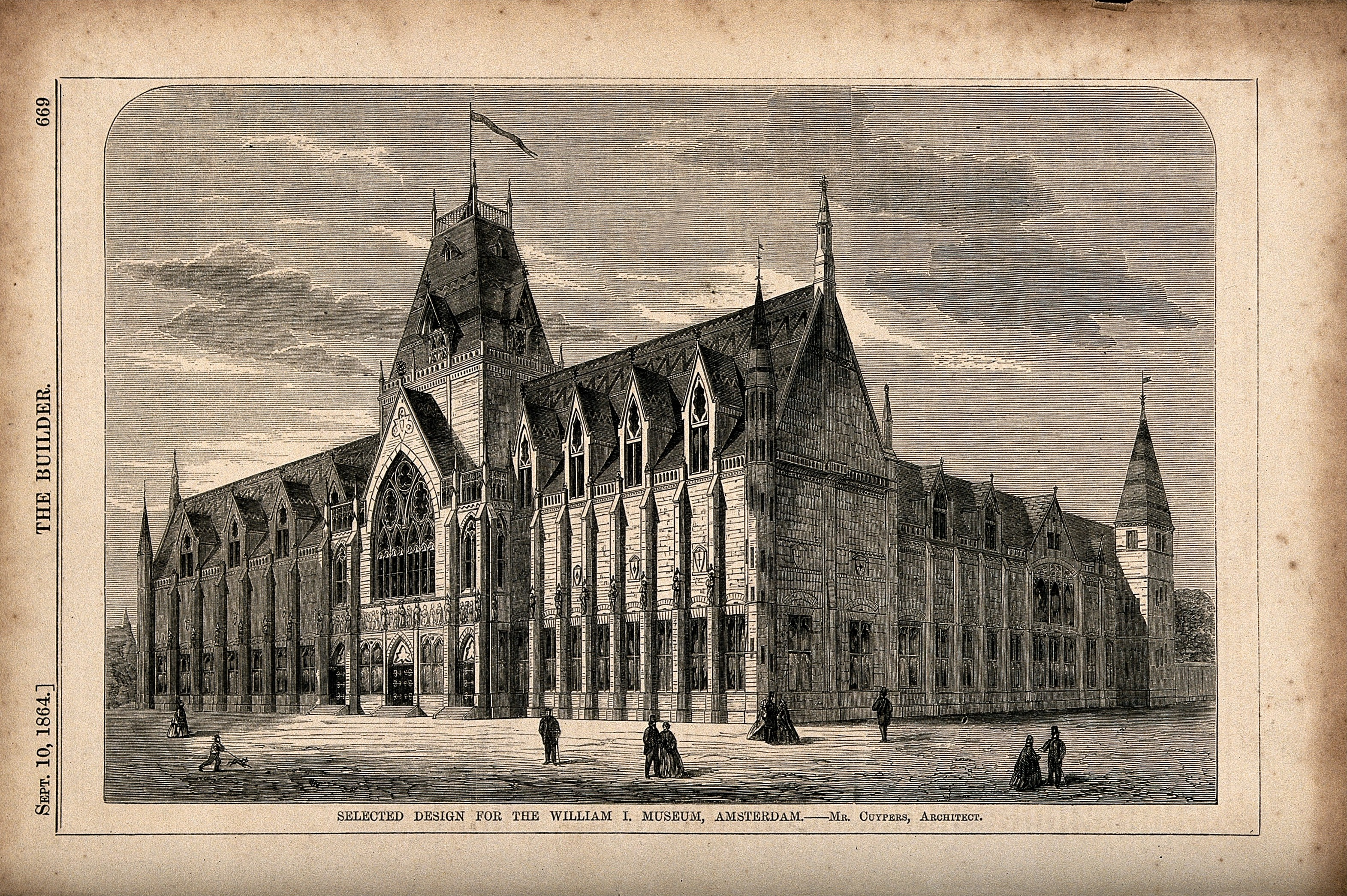
Diseño gótico inacabado para el edificio del Rijksmuseumgebouw (Cuypers, 1864)

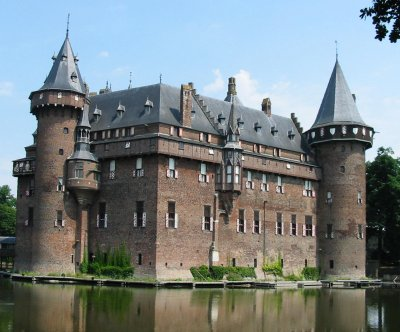
Castillo Haarzuilens (Cuypers)

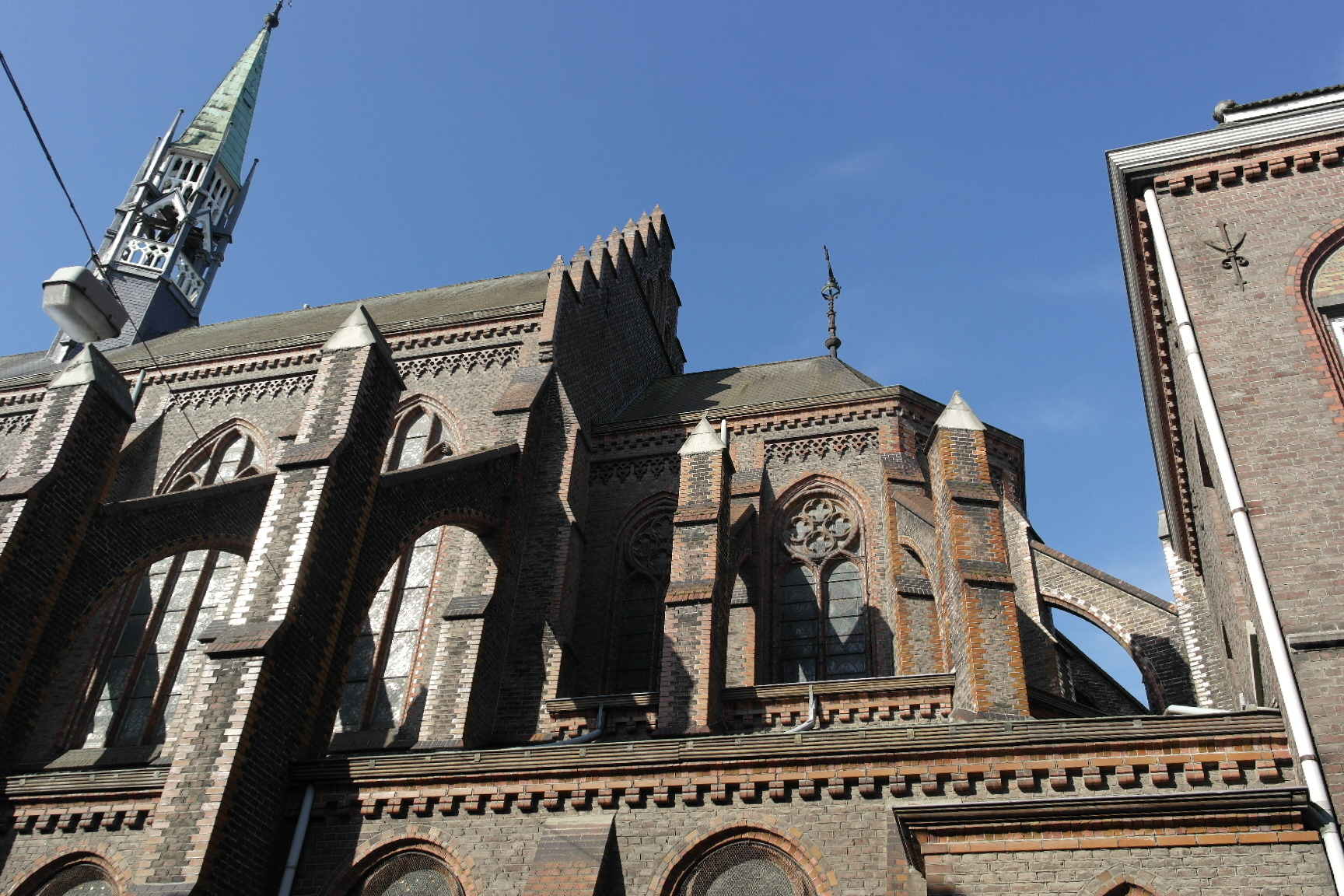
Capilla de la Ursulinas en Maastricht (Kayser)

Cuando se restableció la jerarquía episcopal en 1853, surgió la euforia entre los católicos que condujo a la construcción de muchas iglesias nuevas. En parte debido a los escritos de J.A. Alberdingk Thijm, amigo de Cuypers y después cuñado, el neogótico se convirtió en el estilo católico por excelencia. Querían deshacerse de las iglesias neoclásicas, a pesar de que a menudo solo tenían unas pocas décadas. De ahora en adelante, el neoclasicismo fue considerado «pagano» por los católicos.
Aunque tanto Alberdingk Thijm como Cuypers pensaron que la arquitectura debería desarrollarse, estaban convencidos de que primero se debería reparar una ruptura en la tradición. Los arquitectos primero tenían que dominar el oficio nuevamente, lo que a los ojos de Alberdingk Thijm y de Cuypers había alcanzado su punto máximo en el gótico. Vieron al gótico como el estilo arquitectónico de una época en la que la sociedad todavía era armoniosa y no se perturbaba con ideas extrañas, solo después de eso podría tener lugar una evolución posterior. Con eso, el renacer gótico se convirtió en el estilo arquitectónico católico por excelencia.
Las iglesias protestantes neogóticas se construyeron muy poco después de eso. La iglesia reformada en Schagen es una excepción importante y mayor, pero esa iglesia tiene una impresión indudablemente no católica y se apoya fuertemente en el neorrenacimiento.
Pierre Cuypers siempre ha sido el arquitecto más importante del neogótico en los Países Bajos. Además de más de un centenar de iglesias católicas, de las cuales la Iglesia de San Bonifacio en Leeuwarden, la Iglesia de Santa Catalina en Eindhoven y la Iglesia de San Vito en Hilversum son quizás los ejemplos supervivientes más monumentales. El reconstruido Castillo de Haar en Haarzuilens es una importante obra neogótica. Además, Cuypers restauró muchas iglesias medievales y otros monumentos en un estilo a menudo neogótico, como el Drogenaptoren en Zutphen y de Koppelpoort en Amersfoort.
Cuypers también jugó un papel esencial en la modernización del neogótico y la adaptación del estilo a los requisitos de la época, con una serie de iglesias con un diseño centralizado como resultado principal. La influencia de Cuypers en sus arquitectos estudiantes, como C. Franssen, J. Kayser, J.H.H. van Groenendael y W. te Riele también fue importante, por lo que el neogótico continuó mucho después de la muerte de Cuypers. Donde la mayoría de los estudiantes de Cuypers se dedicaron a la construcción de iglesias, otro estudiante, C.H. Peters se hizo más conocido por sus numerosas oficinas de correos de estilo neogótico.

#### Alfred Tepe
Frente al círculo alrededor de Cuypers, a veces también conocida como la «Escuela de Amsterdam» (Amsterdamse School, que no debe confundirse con el movimiento expresionista del mismo nombre), se encuentra el Gremio de Utrecht de St. Bernulphus, fundado en 1869 y del cual Alfred Tepe (1840-1920) fue el arquitecto más importante. Este gremio, que estaba fuertemente dominado por el clero, tenía puntos de vista estrictos sobre el arte eclesiástico, en el que volvía principalmente al gótico del Bajo Rin, el ladrillo era el material de construcción por excelencia y en el que había poco espacio para ideas innovadoras.

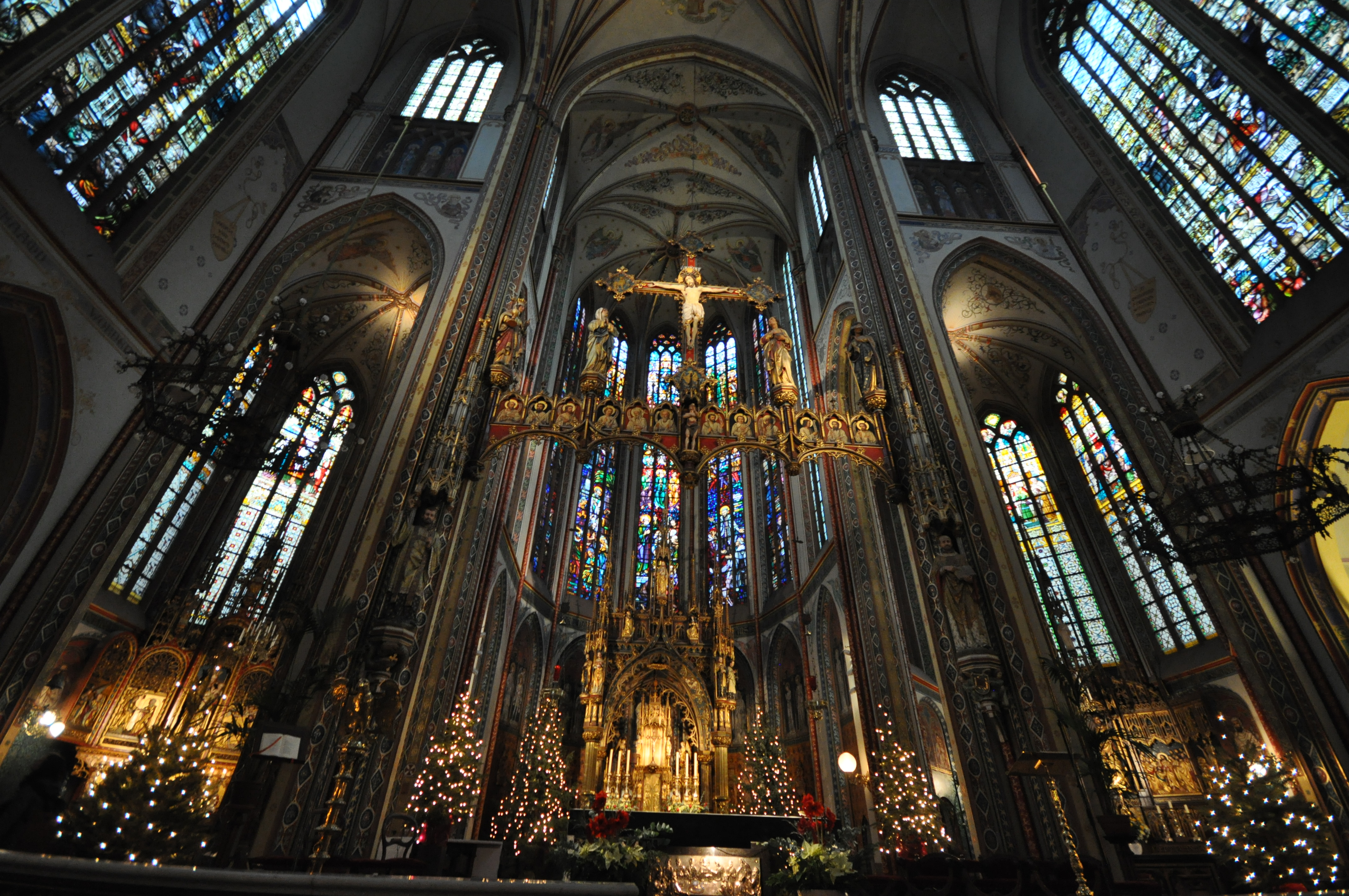
Interior De Krijtberg (1881-1883), obra de Tepe

Por ello Tepe colaboró con artistas de Colonia, incluido en particular Friedrich Wilhelm Mengelberg, quien fue llevado a los Países Bajos por él y se instaló en Utrecht con su estudio. Si bien el círculo alrededor de Cuypers inicialmente había considerado que el gótico nativo de los siglos XV y XVI era inferior en comparación con el gótico francés del siglo XIII y, por lo tanto, no estaba influenciado por él, el Gremio de San Bernardo consideraba que el gótico francés era demasiado ajeno como para servir de ejemplo. El gótico del Bajo Rin pudiera ser menos atractivo, pero al menos era nativo, por lo que la nueva tradición arquitectónica tuvo que hundir sus raíces en él para ser verdaderamente neerlandesa.
Tepe tenía una posición de monopolio casi total en la provincia de Utrecht, pero también era de gran importancia en otras partes de la arquidiócesis. Cuypers nunca construiría una iglesia en la provincia de Utrecht, después de rechazar la solicitud del obispo de establecerse en Utrecht. En otras partes de la arquidiócesis, a menudo tenía que ajustarse a las ideas del Gremio. En última instancia, Cuypers también dejaría cada vez más atrás el gótico francés y se inspiraría en las variantes neerlandesas del gótico.

#### Petrus Johannes van Genk
En la diócesis de Breda, Petrus Johannes van Genk fue el arquitecto dominante de las nuevas iglesias. Su estilo es independiente del de Cuypers y de Tepe y se basaba en gran medida en el neogótico belga, en el que el uso de la piedra natural desempeñó un papel importante.

#### Después de 1914
Hasta alrededor de 1914, el neogótico mantuvo su posición dominante. A partir de ese momento, arquitectos como Joseph Cuypers (hijo de Pierre Cuypers) y Jan Stuyt experimentaron con formas derivadas del románico. El resultado fue el neorrománico, un estilo en el que formas románicas se combinaban con un estilo neogótico. En pocos años, el neogótico fue suplantado. Hasta alrededor de 1940, sin embargo, el neogótico, aunque cada vez más incidental, todavía está en uso.

### Neogótico en Bélgica

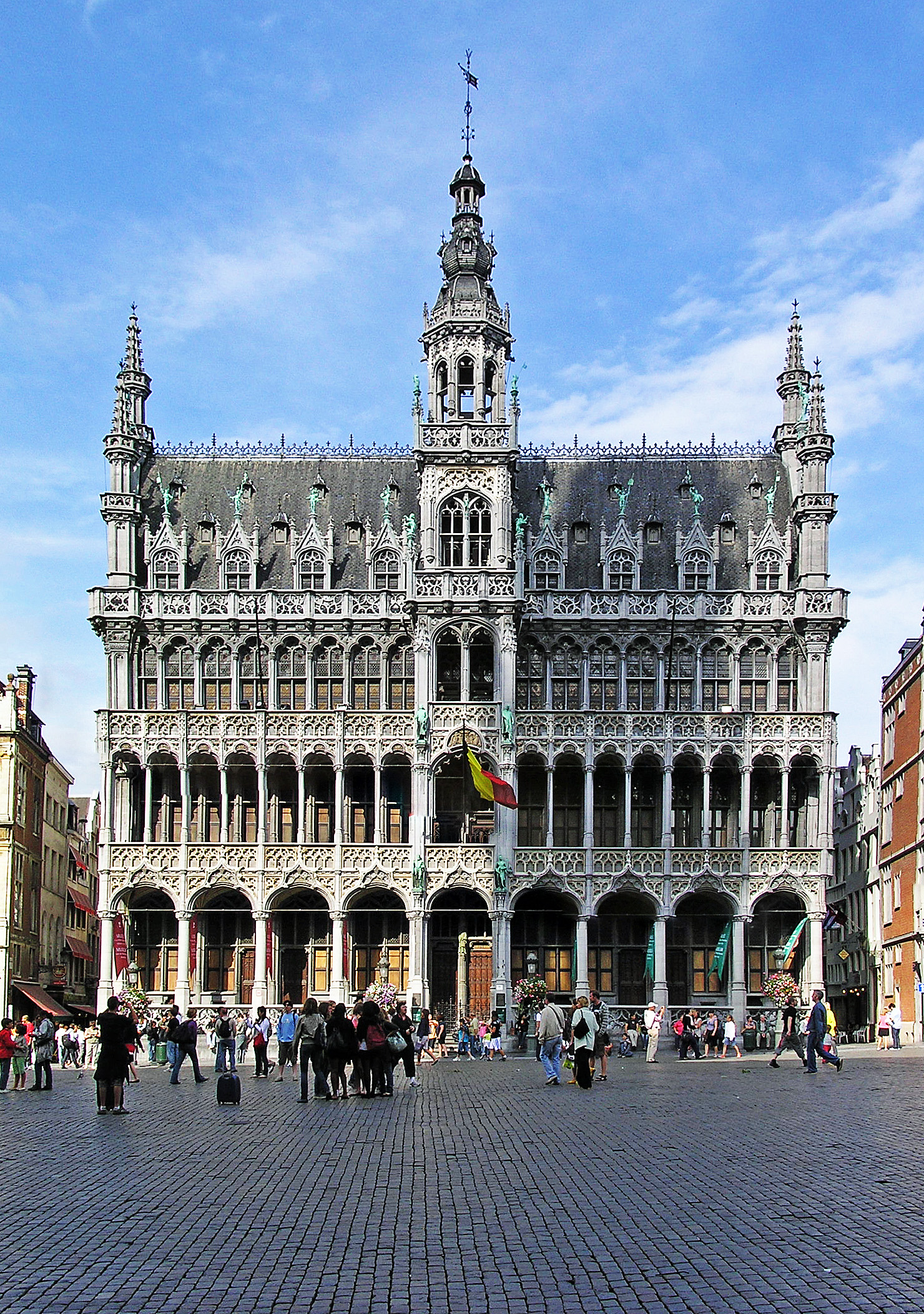
Maison du Roi o Broodhuis de la Grand Place de Bruselas, reconstruida con criterios neogóticos por Pierre-Victor Jamaer (1873-1887) y que está incluido en la lista de la UNESCO

Las áreas que luego formarían el Reino de Bélgica en 1830 tenían una importante tradición de construcción gótica a finales de la Edad Media. Particularmente en la arquitectura civil y urbana (ayuntamientos, casas de gremios, etc.) se realizaron, en el siglo XV y principios del XVI, edificios como el Ayuntamiento de Lovaina y el Ayuntamiento de Bruselas que serán ejemplos destacados internacionalmente. El estilo de construcción gótica se utilizó para la arquitectura religiosa hasta bien entrado el siglo XVII. Por lo tanto, no es sorprendente que el estilo haya experimentado un renacer importante, especialmente después de la revolución belga. En ciertas áreas, la gente rápidamente difundió ese estilo del pasado glorioso como un estilo nacional. La revolución belga también fue una victoria para la Iglesia católica. La joven Bélgica era una nación católica homogénea, aunque con una pequeña pero influyente élite liberal y anticlerical. Debido a que el gótico era preeminentemente el estilo de las iglesias y de los monasterios católicos anteriores a la Reforma, el renacer del estilo a veces iba acompañado de un renacer católico conservador. Esa fuerte asociación filosófica y política ciertamente no estaba claramente presente al principio.

#### Neogótico temprano
Las primeras huellas de la arquitectura neogótica o neomedieval en Bélgica se pueden colocar en el espíritu del romanticismo temprano. Por ejemplo, los gobernantes Alberto de Sajonia-Teschen y su esposa María Cristina de Austria ya habían abandonado el romántico parque paisajístico del castillo de Laeken en la década de 1780 al construir un castillo gótico en ruinas que no se ha conservado. Era un estilo de fantasía romántica que principalmente quería evocar lo pintoresco y misterioso de la arquitectura medieval. Era solo una folie, una edificación medieval falsa que estaba destinada a decorar el jardín. El espíritu romántico y pintoresco también caracteriza a todos los demás ejemplos tempranos de la arquitectura neogótica. Es un estilo muy decorativo que combina libremente elementos y motivos de diferentes épocas y escuelas de gótico. Este estilo romántico también se conocía como el «estilo trovador».

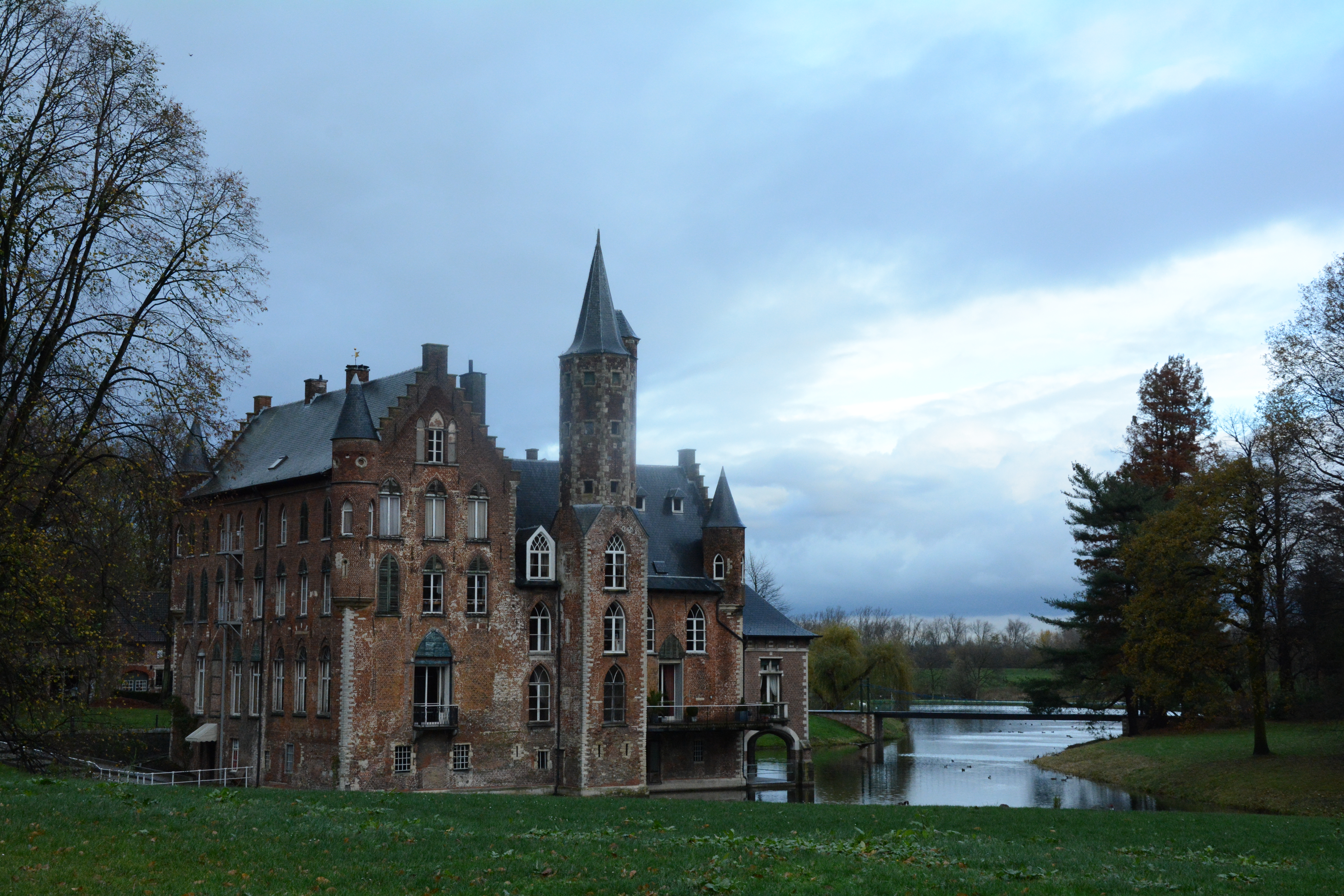
Castillo Wissekerke en Kruibeke

Los primeros logros en este estilo fueron hechos por el arquitecto de Gante, Jean Baptiste Pison. Alrededor de 1800 construyó la caseta del castillo de Moregem cerca de Oudenaarde. En la primera década del siglo XIX, Pisson y François Verly renovaron el castillo de Wissekerke (1803-1811), al que dieron una apariencia romántica neogótica. Se inspiraron claramente en los primeros ejemplos ingleses como Strawberry Hill. La vista era lo más romántica y pintoresca posible. Por lo demás, Verly construyó en estilo neoclásico, pero también hizo paisajes románticos en acuarela. Otras creaciones tempranas son la decoración del «salón gótico» del Ayuntamiento de Bruselas (1825) y la hermosa finca «Les Masures» (1835-1837) en Pepinster. De esta gran casa de campo, construida en un estilo neotudor, claramente inspirado en el inglés por el arquitecto Auguste Marie Vivroux (1795-1867) para el industrial Edouard de Biolley, desafortunadamente sólo queda la puerta de entrada con un pintoresco puente sobre el Vesder.

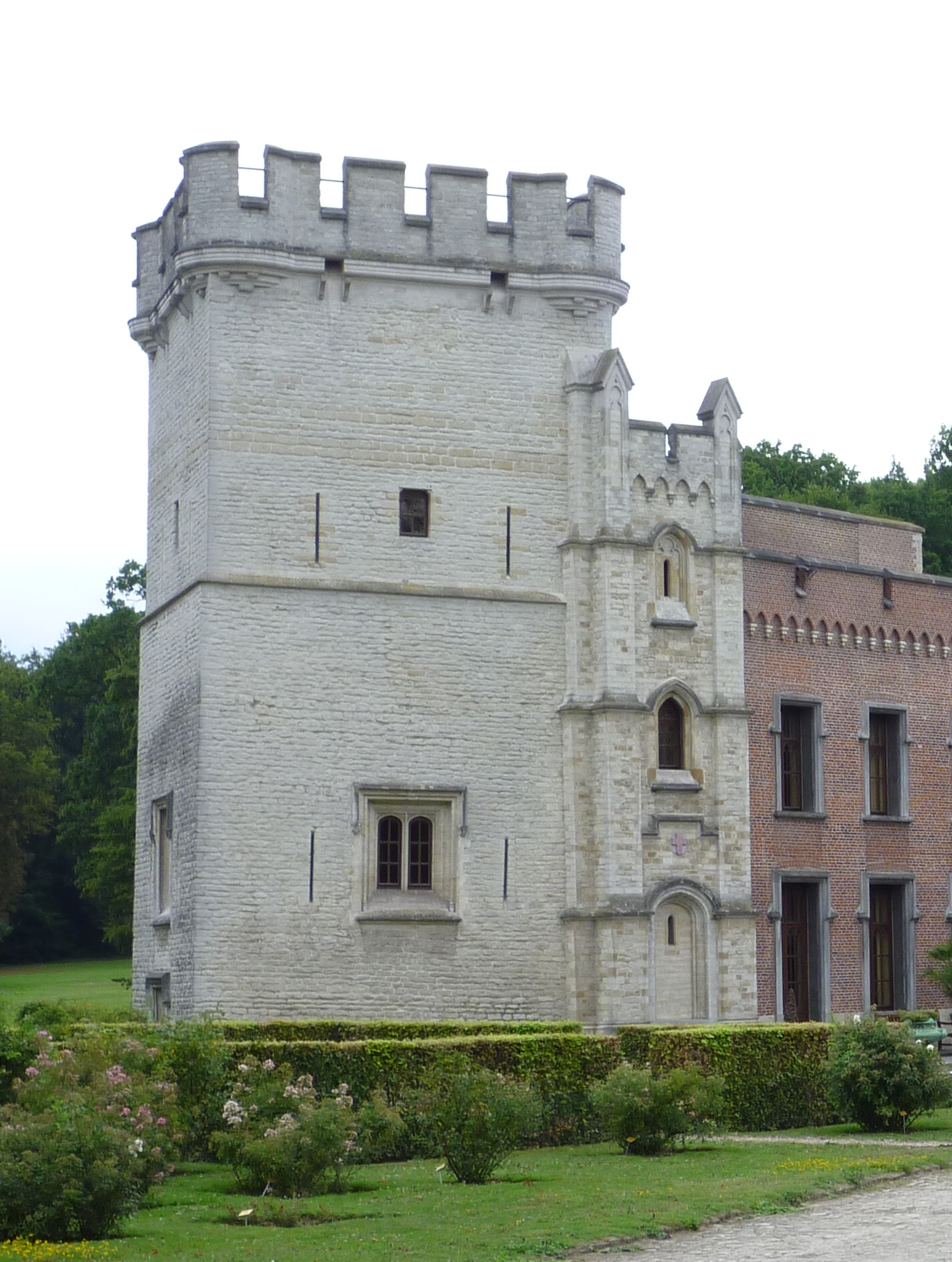
El donjon de Bouchhout data de alrededor de 1300. Suys agregó una ventana de 'estilo Tudor' que se abría en ella

Los arquitectos de la siguiente generación, como Tieleman Franciscus Suys (1783-1861) y Louis Roelandt (1786-1864) también habían recibido su formación en el academismo clásico. Sus proyectos de restauración y nueva construcción en estilo neogótico fueron de carácter romántico y no se basaban en un estudio profundo o conocimiento de los estilos góticos. Suys renovó el medieval Castillo de Bouchout alrededor de 1830 en un romántico neogótico, en parte inspirado en el inglés estilo Tudor. Los edificios de Iglesia de Roelandt (por ejemplo, la Iglesia de Nuestra Señora de la Asistencia de Cristo de Sint-Niklaas) inicialmente tienen poco en común con la arquitectura gótica, pero están decorados con lancetas, rosetones góticos, contrafuertes y pináculos.
Otro de los primeros ejemplos neogóticos fue el Palacio episcopal de Gante, construido en los años 1840-1845 por el arquitecto Mathias Wolters. En parte bajo la influencia de la «Comisión para la Conservación, Restauración y Construcción de Monumentos», que se creó poco después del establecimiento de Bélgica, las generaciones más jóvenes y mayores fueron adquiriendo gradualmente conocimientos arqueológicos y técnicos derivados de su propio patrimonio medieval. Esto se refleja, entre otras cosas, en la Iglesia de San Jorge (Amberes), que fue construida por Léon Suys, hijo de Tieleman Franciscus Suys, entre 1846 y 1853. Más que su padre y Louis Roelandt, el joven Suys, que murió joven, sabía ya cómo diseñar una iglesia que esté conectada estructural y externamente a las iglesias del gótico tardío de Brabante. En el diseño de la iglesia real de Santa María en Schaerbeek, Louis Van Overstraeten ideó una síntesis muy original de elementos góticos, románicos y bizantinos desde una edad temprana. También utilizó técnicas modernas de construcción, por ejemplo, la estructura de soporte del domo está hecha de acero. Este estilo anticipa el eclecticismo de finales del siglo XIX.
Como ejemplos de la arquitectura neogótica de Bélgica en el siglo XIX, se puede citar la estación de tren Aalst (1856, obra de Jean-Pierre Kleusenard), el edificio de la administración de la provincia de Flandes Occidental en Brujas (1887-1892, de Louis Delasenseri), la Iglesia de Notre Dame de Laeken en Bruselas (tumba familiar de los monarcas belgas, 1854-1909, de Joseph Pulart), la Iglesia de los Santos Pedro y Pablo en Ostende (1899-1909, de Louis Delasenseri) y la antigua oficina de correos en Gante (1900-1908, de Louis Cloquet).
También en Bélgica hay numerosas restauraciones «románticas», en las que la imaginación de los arquitectos suele ser más importante que la precisión histórica. Un ejemplo es la puerta de la ciudad de Halleport en Bruselas (restauración de 1868-1870), del arquitecto Hendrik Beyart.

#### Jean-Baptiste Bethune

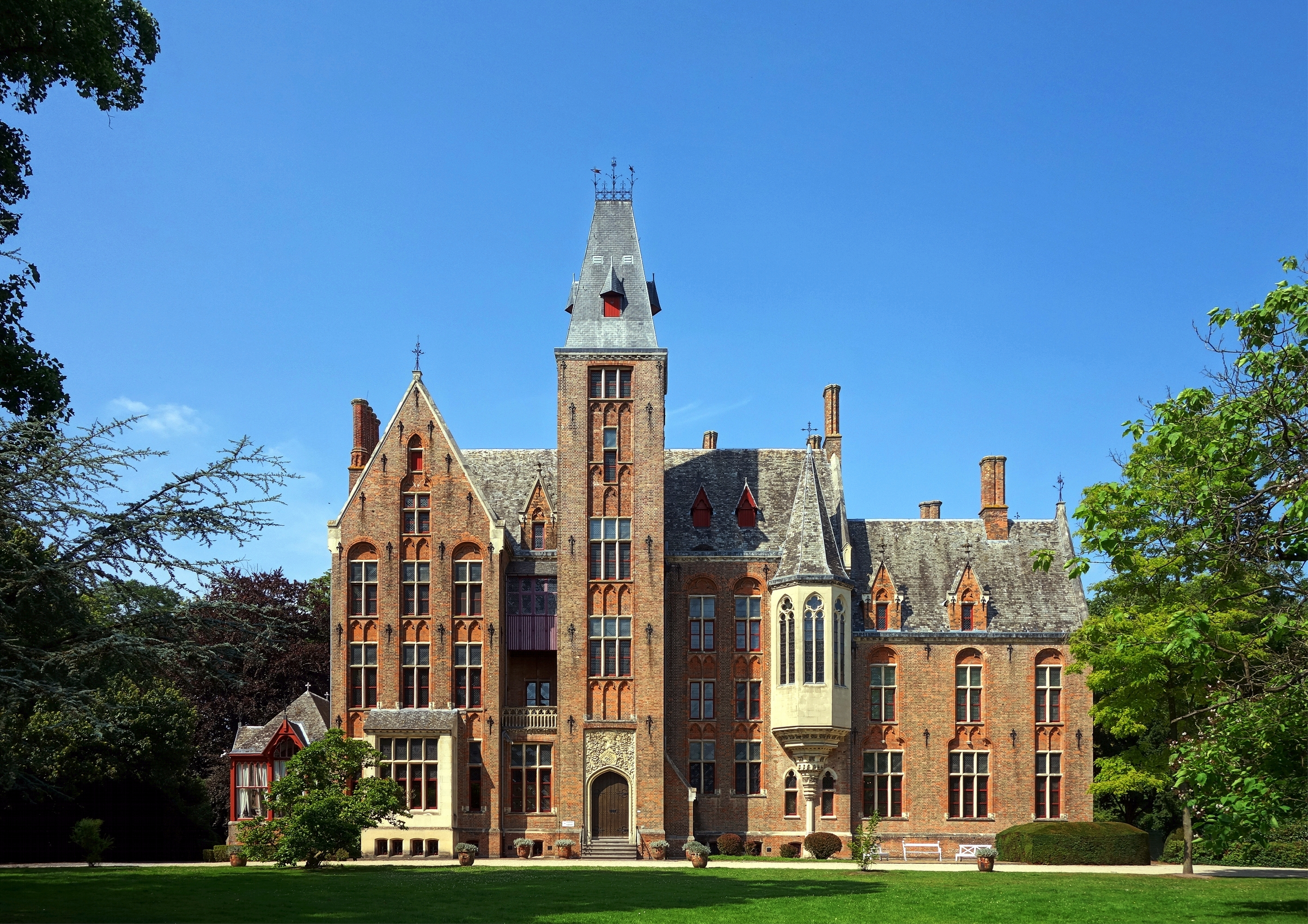
Castillo de Loppem (J.B. Bethune)

Fue la generación del barón Jean-Baptiste Bethune (1821-1894) la que se centrará en un estudio más exhaustivo de las tradiciones góticas (locales), inspiradas en las prácticas del «Renacimiento gótico» inglés, pero también en las teorías de restauración de Eugène Viollet-le-Duc. Bethune, además de arquitecto, fue restaurador e ideólogo real del movimiento neogótico belga que importó las enseñanzas de Pugin. En 1862 cofundó la primera de las «Escuelas de San Lucas» en Gante en respuesta a las academias estatales «paganas», dominadas por el neoclasicismo y el academismo, que se centró en el estudio del arte medieval, en la forma de talleres corporativos. Diseñó edificios e interiores: vidrieras, ebanistería, textiles, murales policromados y esculturas policromadas (por ejemplo, el Calvario en el exterior de la Iglesia Beguinage de Groot Begijnhof en Sint-Amandsberg). Muchas escuelas católicas recibieron un lenguaje formal neogótico en la lucha contra las «escuelas estatales sin Dios». Por eso el neogótico se equiparó cada vez más con la arquitectura católica. En respuesta a ello, los centros no católicos optaron cada vez más por el neorrenacimiento desde mediados del siglo XIX en adelante.
Bethune y sus seguidores asegurarán el verdadero avance del neogótico en Bélgica. En la segunda mitad del siglo XIX, el estilo se aplicaba en todas las áreas. Además de nuevas iglesias y monasterios, también se construían en un estilo neogótico casas de civiles, castillos, edificios de correos, estaciones y similares. El estilo también se centraba cada vez más en el estilo arquitectónico gótico histórico localmente presente. Sin embargo, quedó asociado principalmente con la tendencia política católica «Ultramontana». El neogótico nunca se convertirá en un estilo «nacional» en Bélgica. El panorama político estaba demasiado dividido para eso. Los gobiernos y ciudades que tradicionalmente estaban más en manos de la burguesía liberal (y a menudo anticlerical) optaron claramente por los neoestilos no góticos. Por ejemplo, los juzgados (la magistratura estaba controlada por liberales) fueron casi sin excepción construidos en un estilo arquitectónico de inspiración clásica.

#### Joris Helleputte y su influencia
Joris Helleputte (1852-1925) fue una figura destacada en el último cuarto del siglo XIX. Se formó como ingeniero en la Universidad de Gante y también fue político del partido católico. Desde 1874 se le encomendó enseñar la mayoría de las asignaturas de arquitectura en ingeniería en la Universidad Católica de Lovaina. En ese puesto tuvo una influencia importante en las generaciones más jóvenes. Helleputte también estuvo activo como político católico. Sin embargo, su estilo se caracterizó por la introducción de numerosas innovaciones técnicas y de los nuevos materiales. Su experiencia como ingeniero ciertamente no era extraña en eso. Esa fase se llama «ingenioso neogótico». Estudiantes de Helleputte como Pierre Langerock y Joseph François Piscador (1866-1928) continuarán la tradición hasta principios del siglo XX. Langerock siguió siendo muy fiel al estudio exhaustivo de los ejemplos del gótico tardío, participando en muchas restauraciones importantes de iglesias y edificios civiles, como el Palacio del Gran Consejo en Malinas. Los proyectos de nueva construcción como la Estación de Binche o el Castillo de Jeanne de Merode siguieron siendo, al menos externamente, fieles a la tradición gótica tardía de Brabante. Sus planes para el nuevo Santuario Nacional de la Basílica de Koekelberg están en línea con el tipo de la «catedral ideal» de Eugène Viollet-le-Duc. Sin embargo, la construcción no fue más allá de los cimientos que se utilizarán como base para una nueva basílica Art Deco después de la Primera Guerra Mundial, según los planes de Albert Van Huffel. Arquitectos como Louis Cloquet y Joseph François Piscador están introduciendo nuevas formas y han sido influenciados por el movimiento Arts and Crafts e incluso el Art Nouveau. Cloquet utiliza una interpretación muy libre y moderna del neogótico en la Estación de Gante Sint-Pieters, que se inauguró en 1913. La misma interpretación libre con un sentido pronunciado del uso original de los materiales también se puede encontrar en el Seminario Piscadors Leo XIII en Lovaina Durante la Primera Guerra Mundial, este último da cuenta de la reconstrucción de su casa de estudio en Lovaina en un estilo Art Nouveau tardío. [3]

#### Modeste de Noyette
Especialmente en la cuenca del Escalda, el influyente arquitecto Gante Modeste de Noyette (1847-1923) construyó una serie de neo-gótico iglesias y edificios públicos. También fue influenciado por el juramento gótico. Sus logros más sorprendentes incluyen el Sint-Martinuskerk en Ronse, el Sint-Vincentiuskerk (Eeklo) y el monumental cuartel Leopold en Gante.

Neogótico en Bélgica
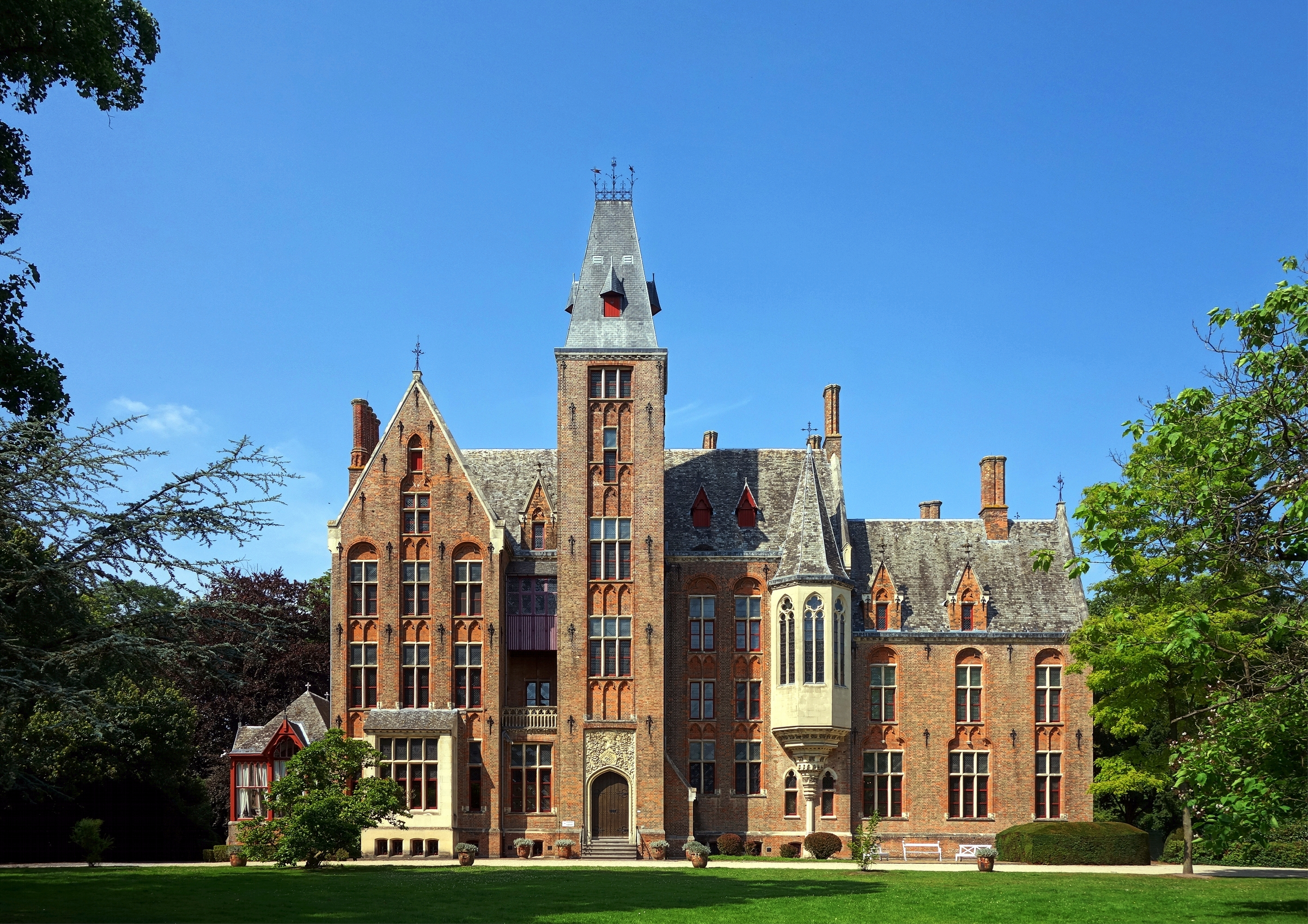
Castillo de Loppem (1858-1863), Loppem
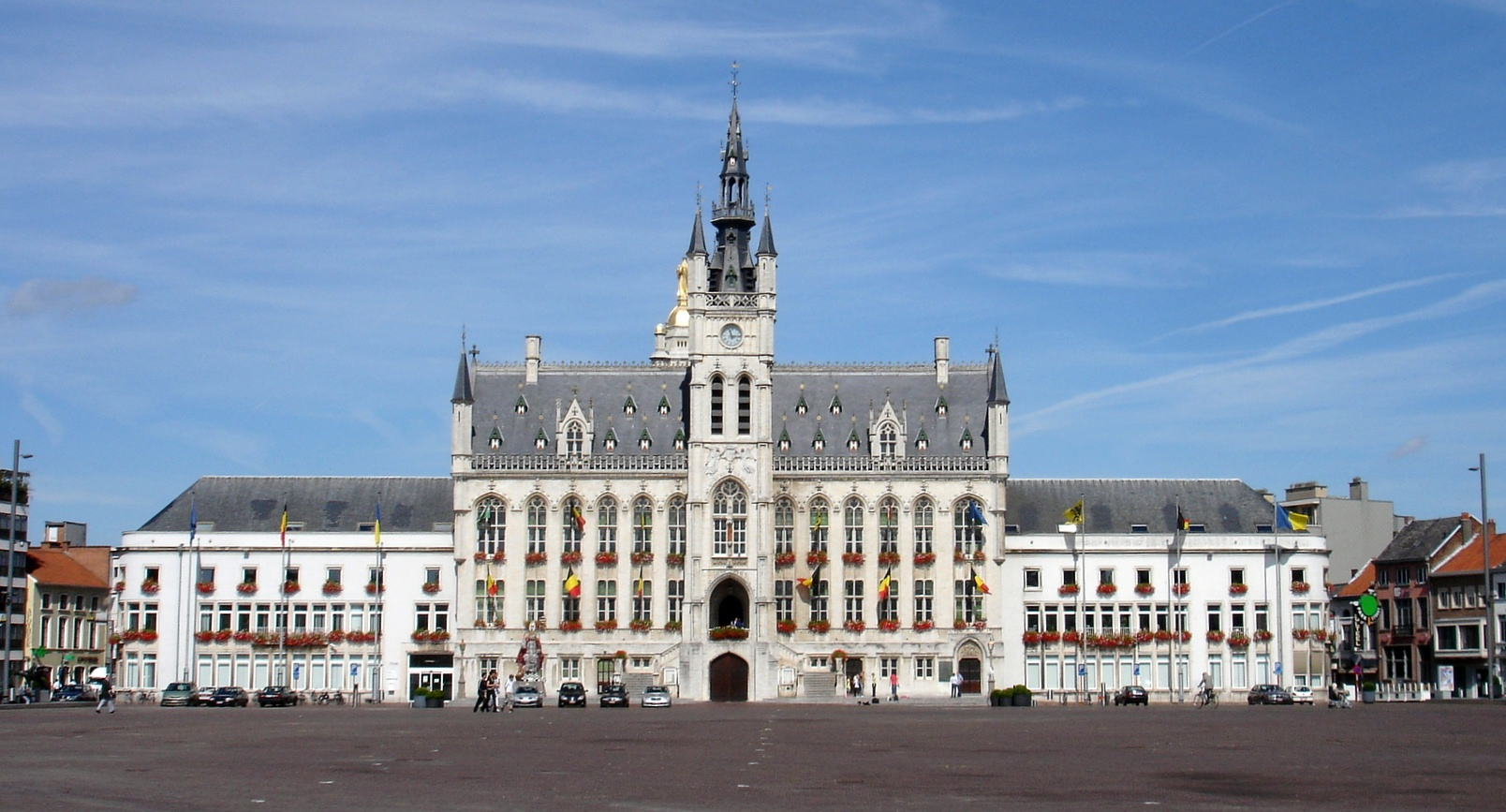
Ayuntamiento de Sint-Niklaas (1876-1878), de Pieter Van Kerckhove
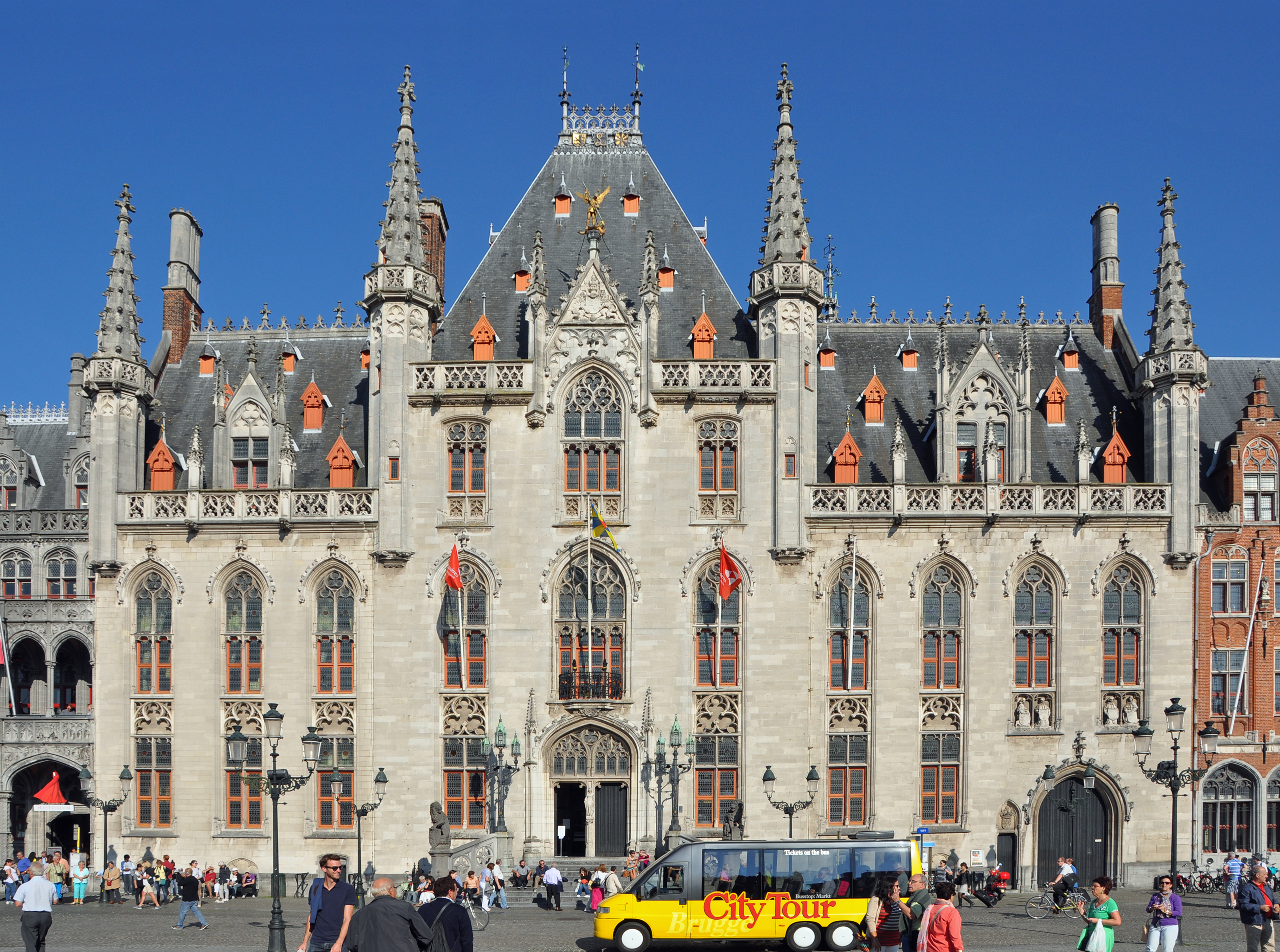
Provinciaal Hof (1887-1892), de la provincia de Flandes Occidental en Brujas
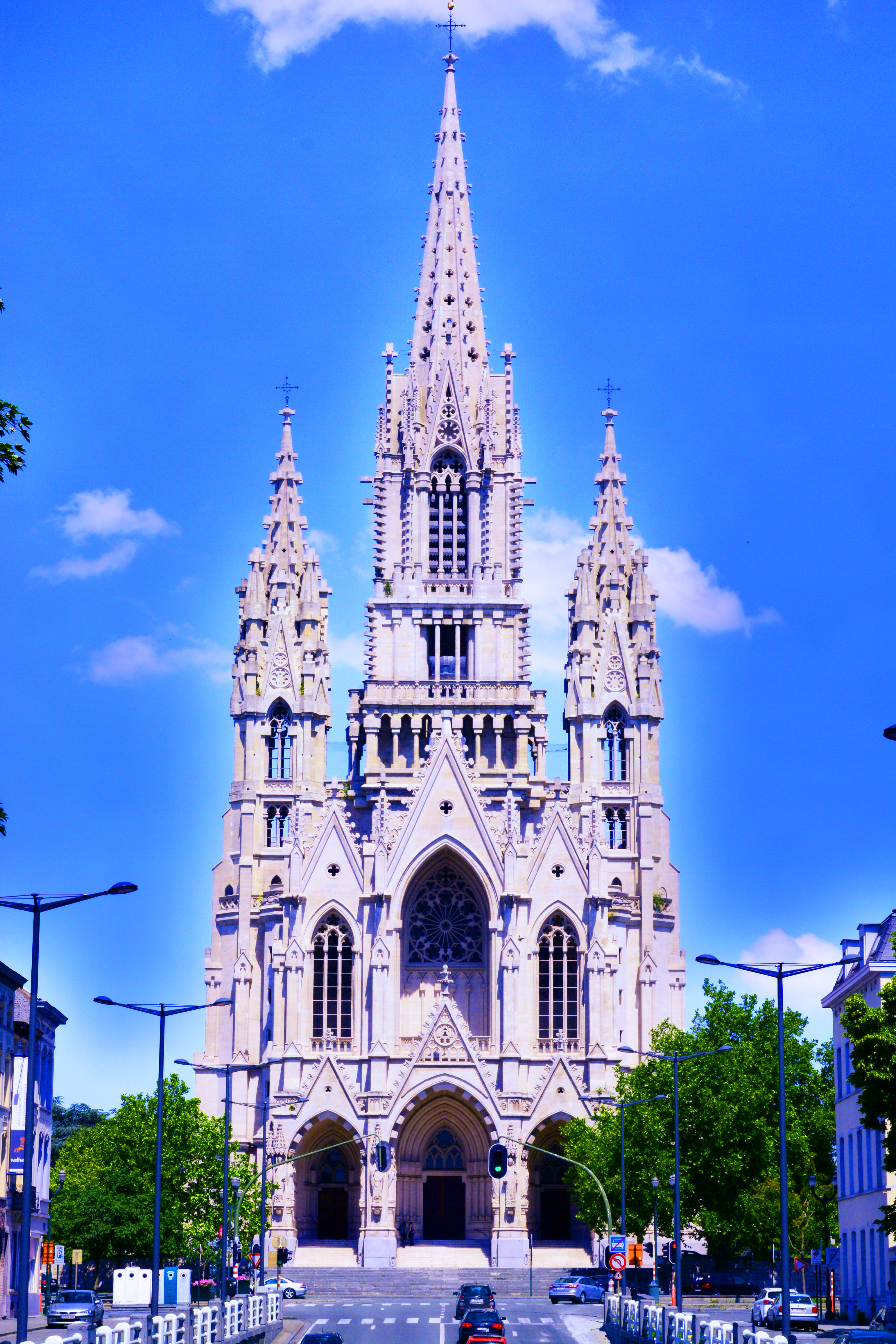
Iglesia de Notre Dame de Laeken (1854-1909), obra de Joseph Poelaert
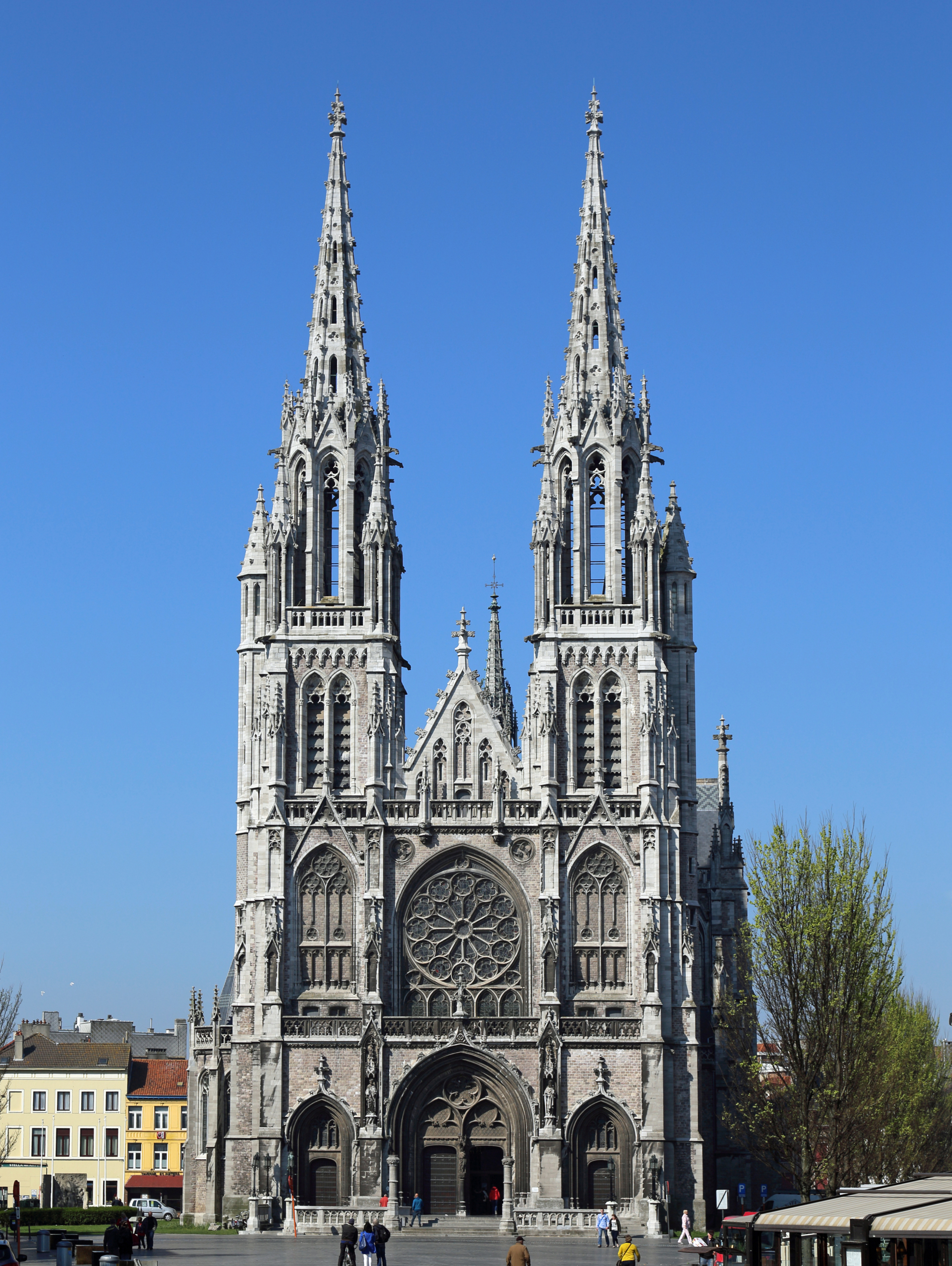
iglesia de los Santos Pedro y Pablo en Ostende (1899-1909, de Louis Delasenseri)

### Neogótico en Italia

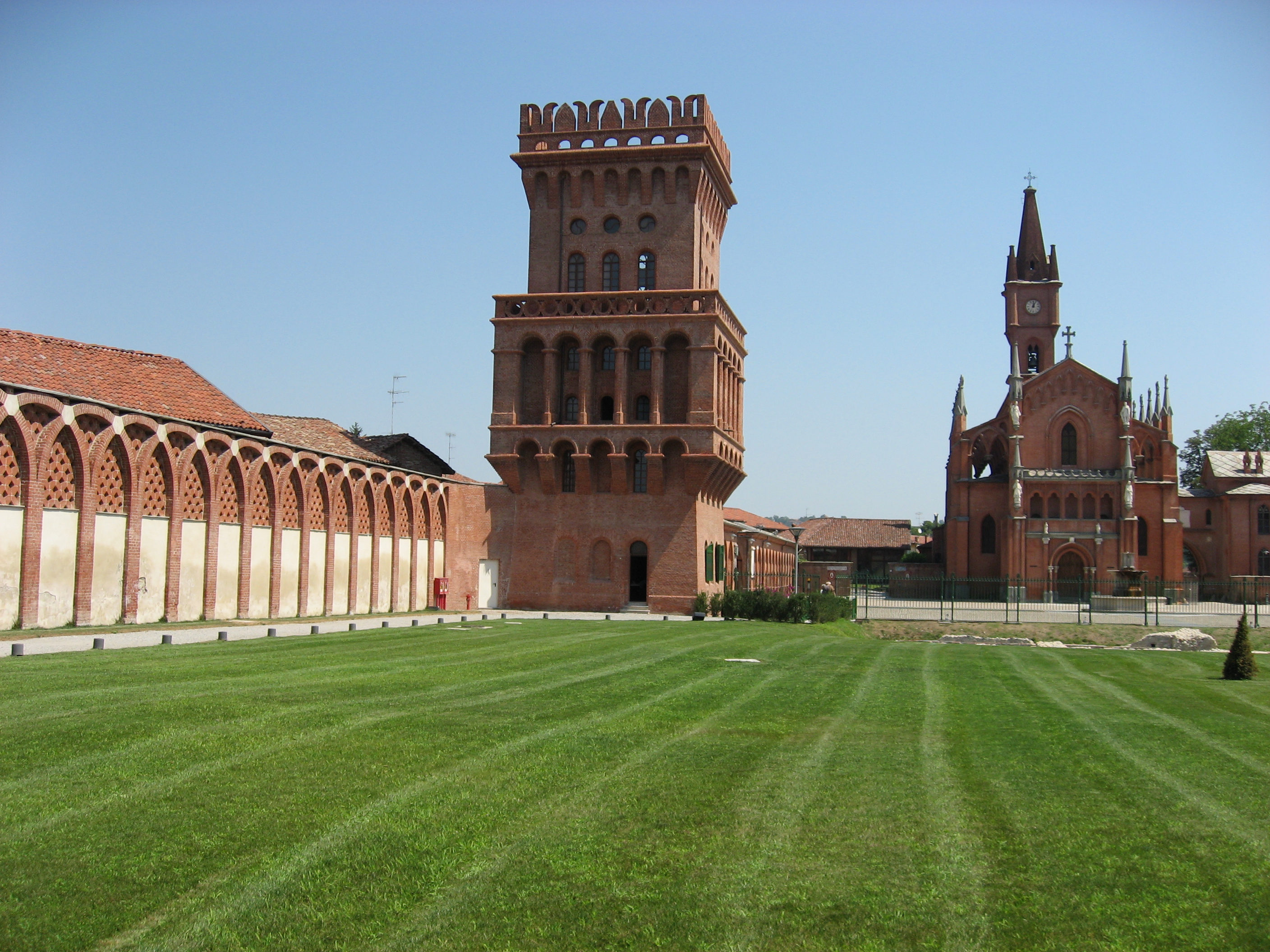
Torre e iglesia de san Vittore en Pollenzo, uno de los primeros ejemplos neogóticos en Italia.

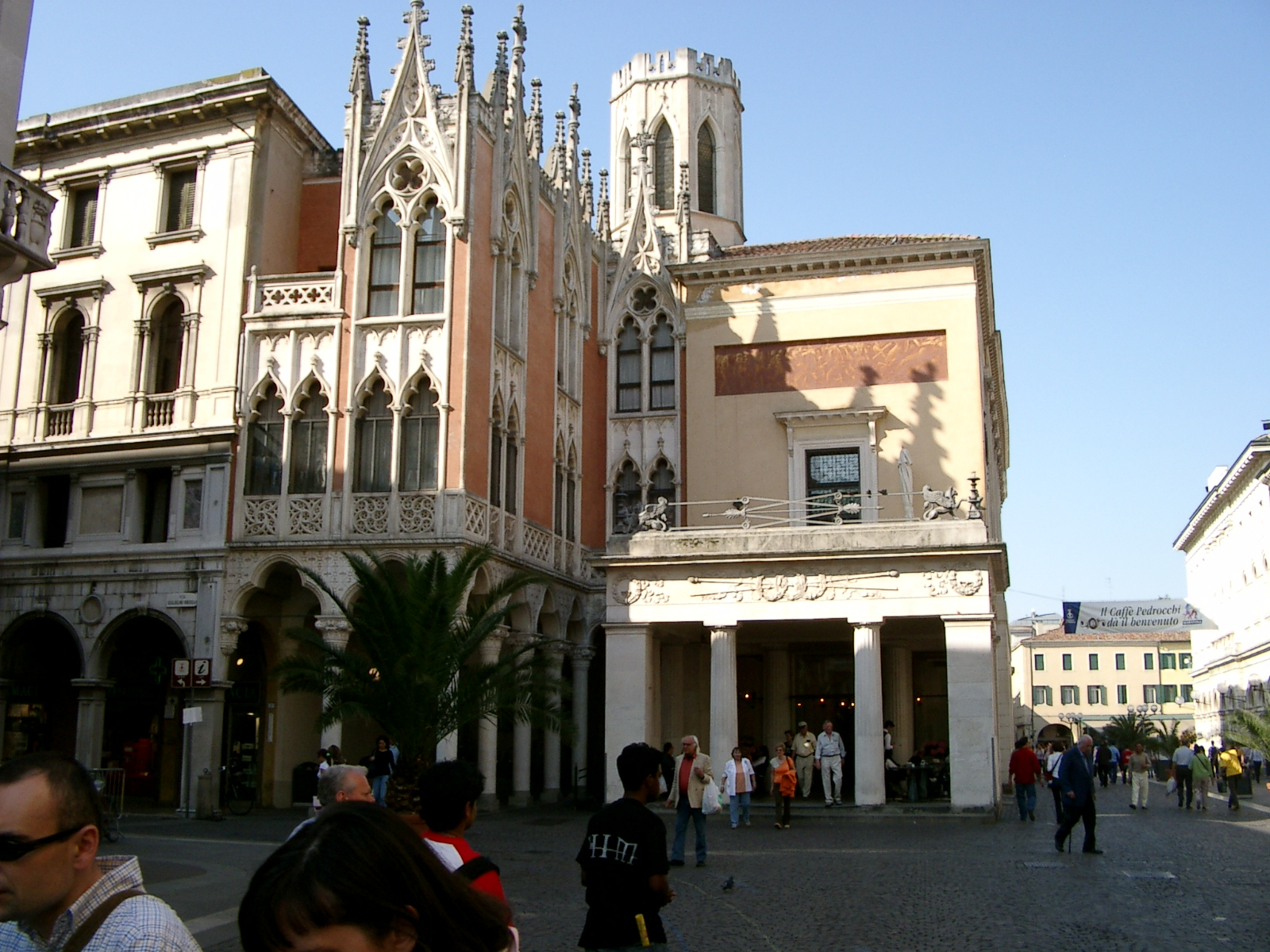
El Caffè Pedrocchi (1839), en Padua. Su popularidad identificó en la zona el estilo neogótico con la denominación pedrocchino.

El neogótico italiano sigue al francés. Entre sus primeros ejemplos es necesario recordar el Castillo de Pollenzo, en la finca homónima de Saboya. Allí, en una residencia inicial del siglo XIV, el rey Carlo Alberto estableció una moderna hacienda agrícola, ampliando la construcción original. El resultado fue un castillo en el que se combinan los estilos más variados, desde el neorrománico hasta el neogótico, combinados en la nueva versión del siglo XIX dirigida por Pelagio Palagi y Ernesto Melano; neogótica es también la iglesia de San Vittore conectada a él. La provincia de Cúneo tiene una rica herencia neogótica, no solo en Pollenzo, sino en Busca, Novello, Envie y Dogliani.
Otros sitios de construcción importantes se abren para la finalización de las principales iglesias góticas italianas, como las de la construcción de las frías fachadas de las iglesias florentinas de Santa Croce (1854-1863) y Santa Maria del Fiore (1866-1887), diseñadas respectivamente por Niccolò Matas y Emilio De Fabris. Todavía a finales de siglo, se completó la fachada de la catedral de Nápoles (1877-1905), diseñada por Errico Alvino, mientras que la fachada gótica de la Catedral de Arezzo (1901-1914) es de principios del siglo XX. Un caso singular es el de la Catedral de Milán, cuya construcción, iniciada en 1386, se completó solo en el siglo XIX: la mayoría de las torres y decoraciones arquitectónicas datan del período comprendido entre los siglos XVIII y XIX y se reanudan, solo por coherencia con el diseño original, en estilo gótico. La fachada, obra de Carlo Amati, realizada en 1806-1813 en la época napoleónica, es el elemento que más destaca de la tradición gótica.

Fachadas neogóticas en grandes iglesias inabadas
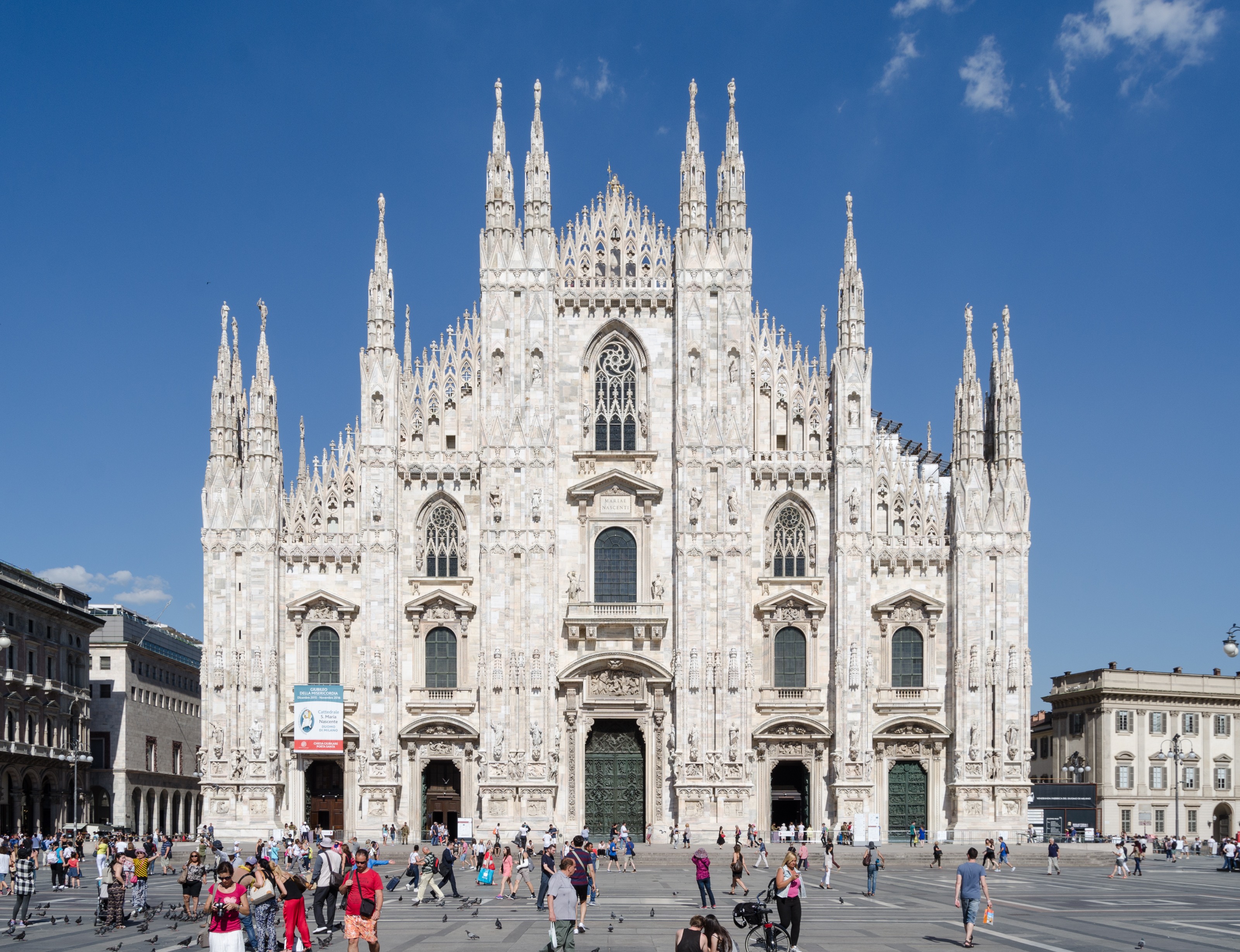
Fachada de la catedral de Milán (1806-1813), de Carlo Amati, una fachada gótica construida en el siglo XIX
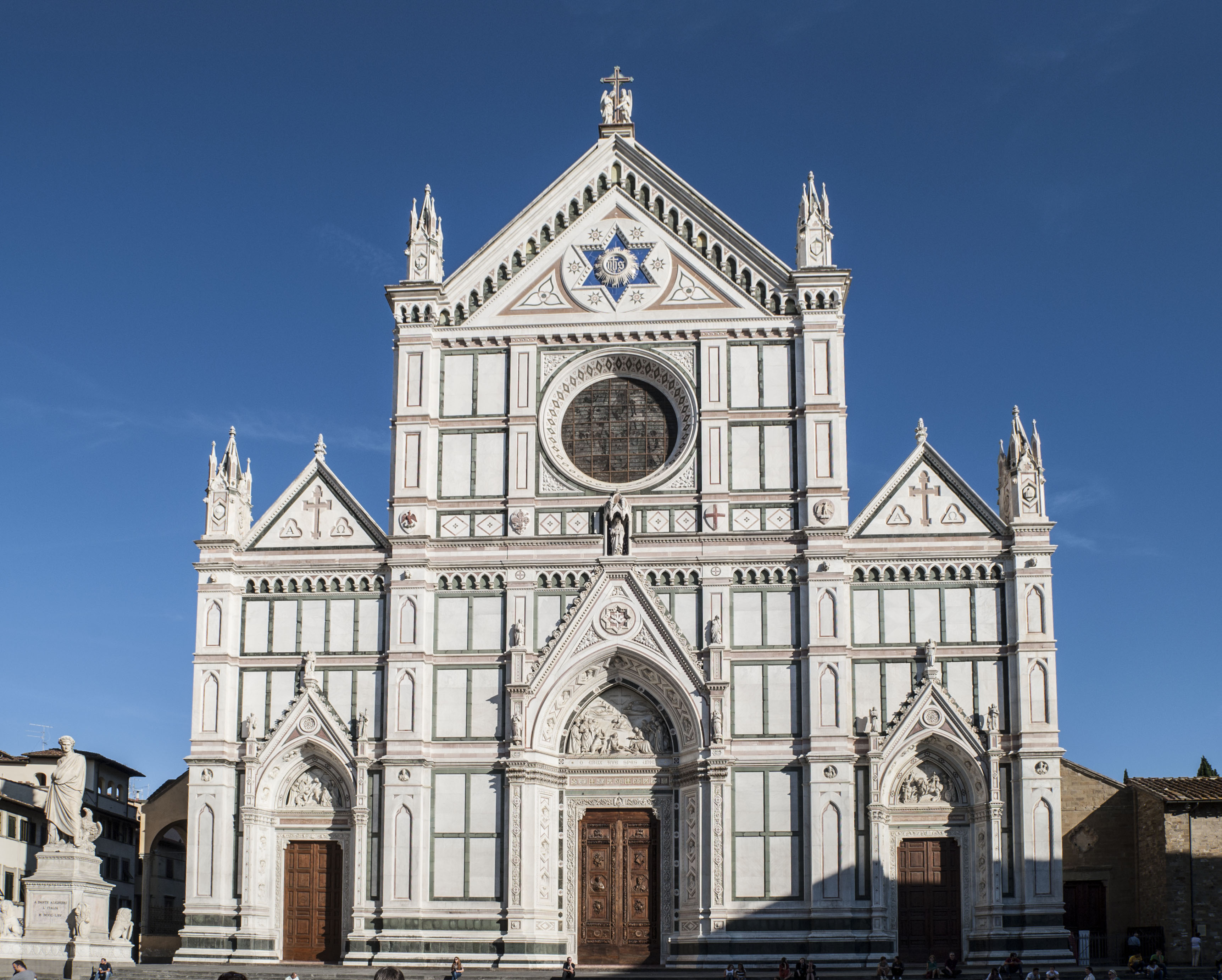
Fachada de la Santa Croce (1854-1863), Florencia, proyectada por Niccolò Matas a partir de 1837. Gaetano Baccani es responsable del campanario (1847).
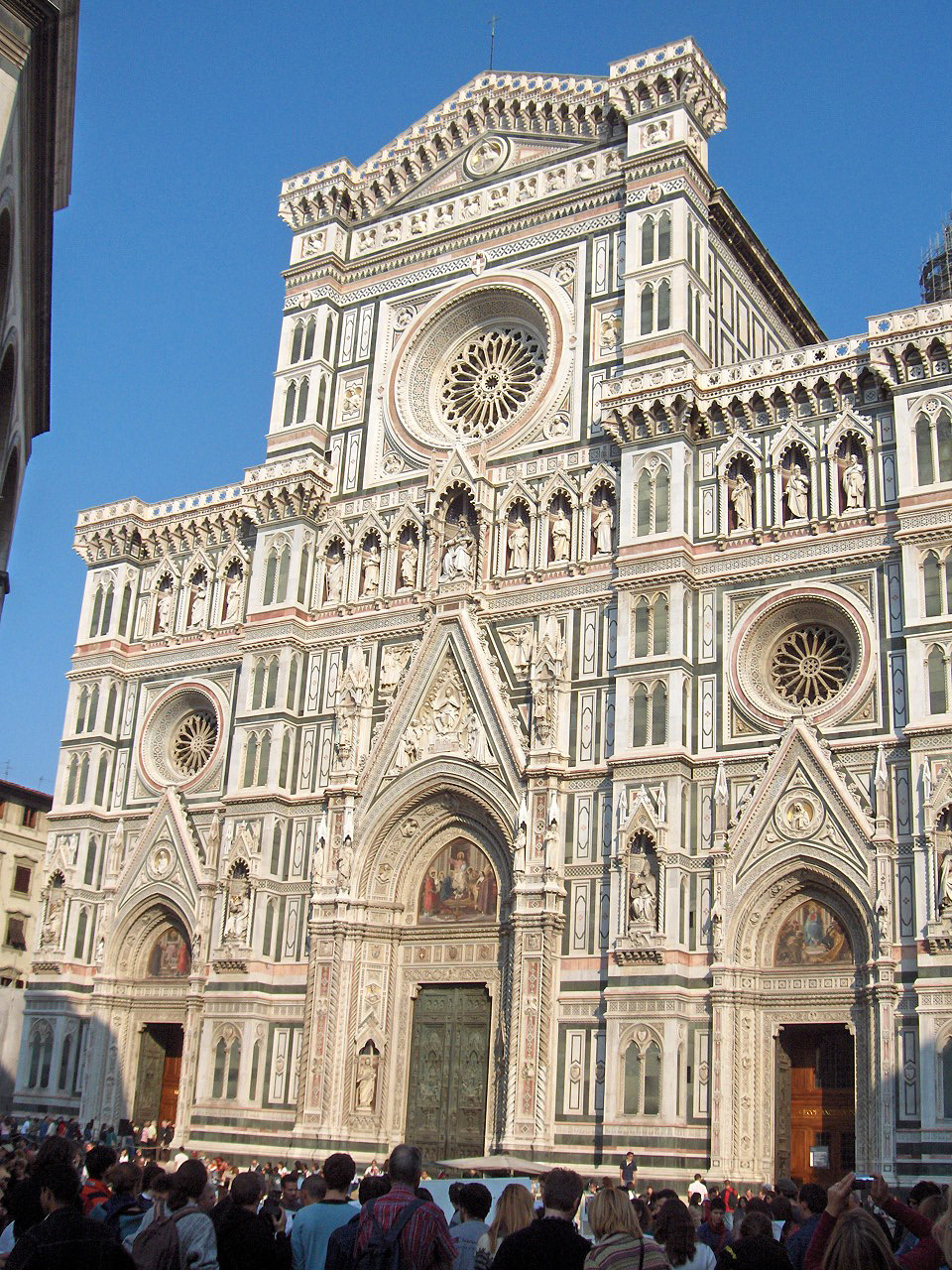
Catedral de Santa María del Fiore (1866-1887), obra de Emilio De Fabris
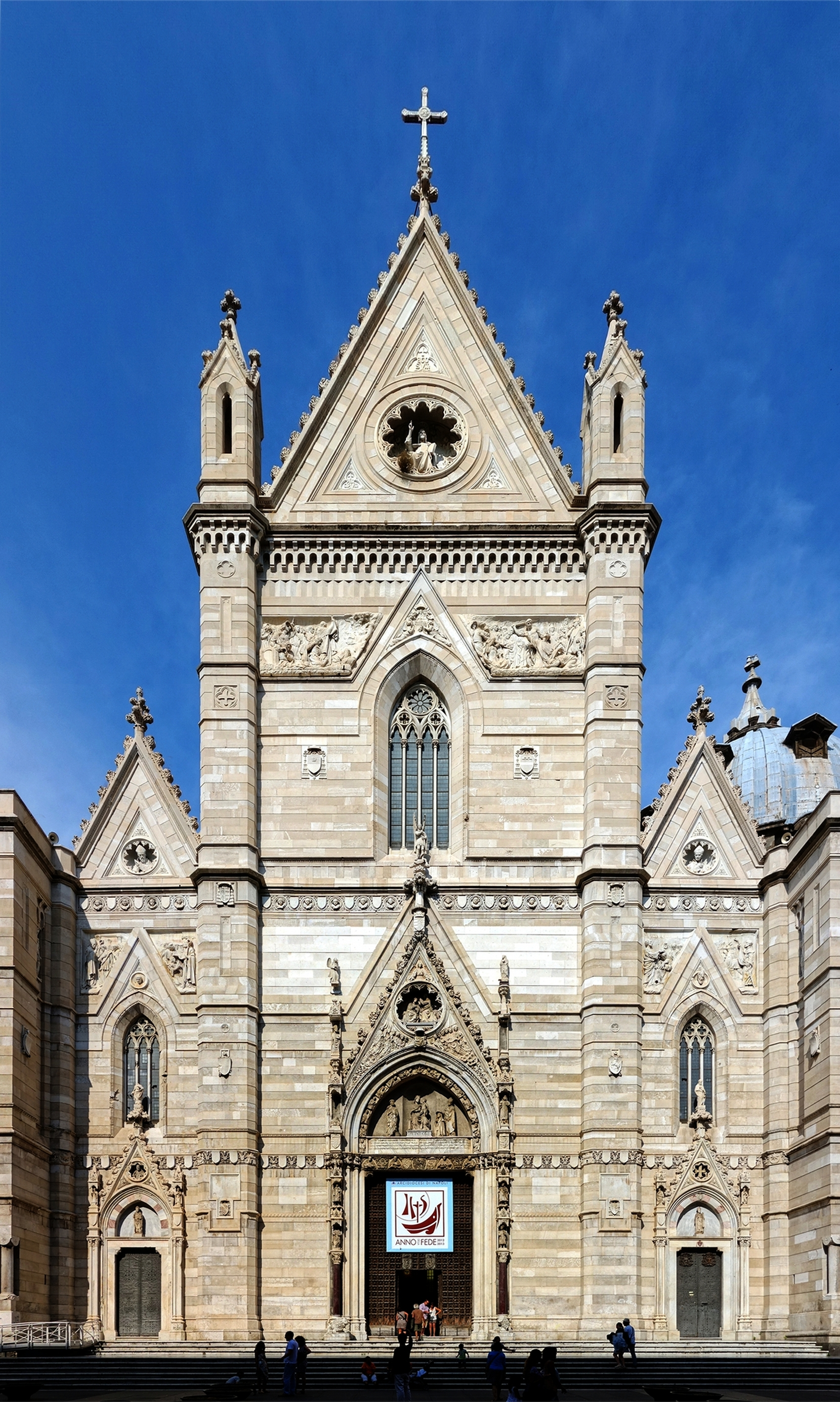
Fachada de la catedral de Nápoles (1877-1905), proyecto de Errico Alvino
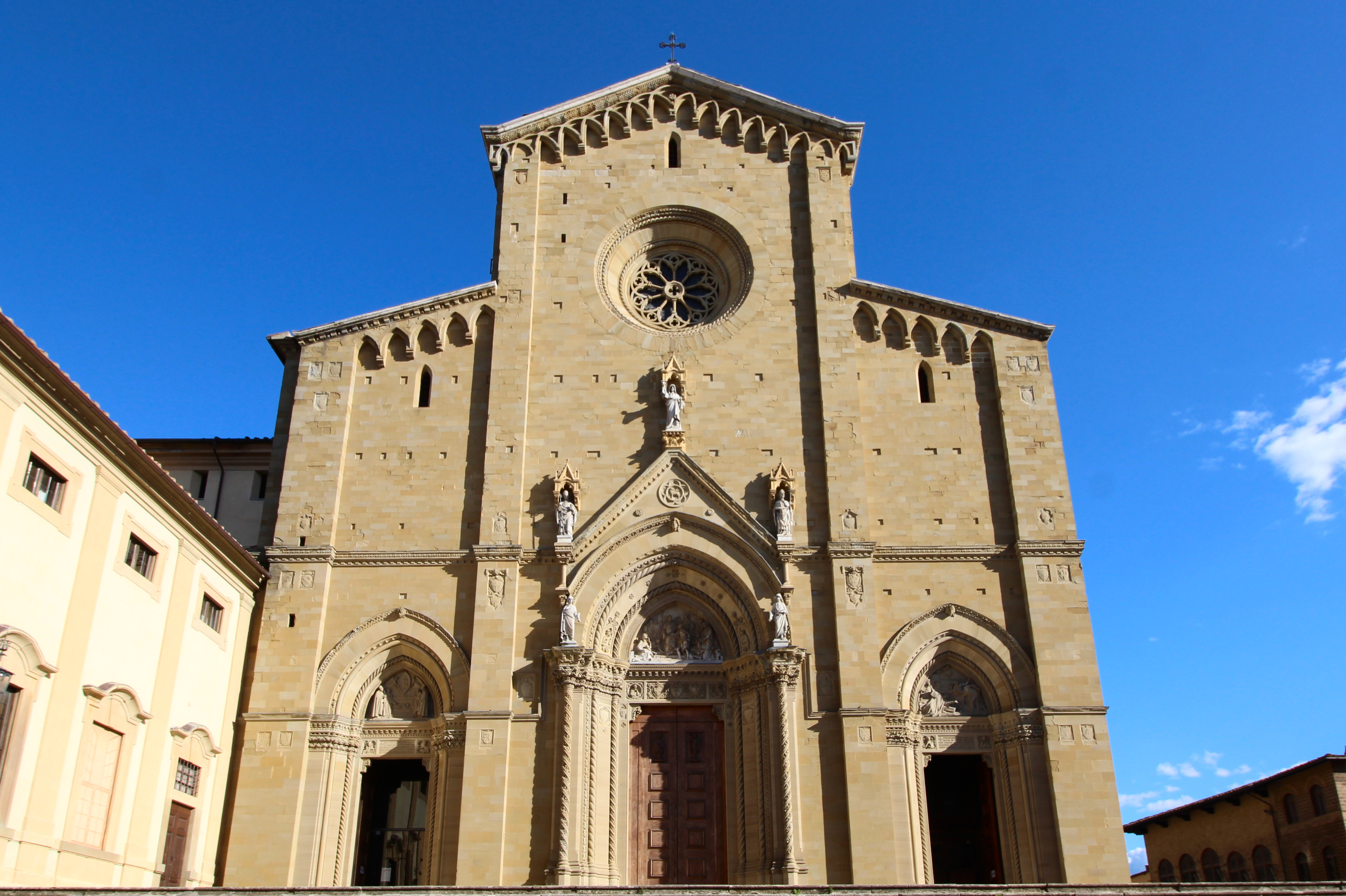
Catedral de Arezzo (1901-1914)

En Italia, durante todo el siglo, el neogótico sobrevivió hasta la época del Liberty como un estilo más ecléctico: este es el caso, por ejemplo, del castillo Mackenzie, la suntuosa residencia construida según un proyecto de Gino Coppedè entre 1893 y 1905. El castillo se presenta como una mezcla extravagante de estilos y citas de la arquitectura del pasado: significativas son las referencias a los palacios góticos de la Toscana medieval, como el Palazzo Pubblico de Siena y el Palazzo Vecchiode Florencia.
El neogótico también se convirtió en el estilo de las iglesias protestantes construidas en Italia en el siglo XIX, después de la concesión de la libertad de culto; el estilo gótico, de hecho, austero y minimalista, se adaptaba bien a las liturgias de las iglesias reformadas.

Ejemplos neogóticos en Italia
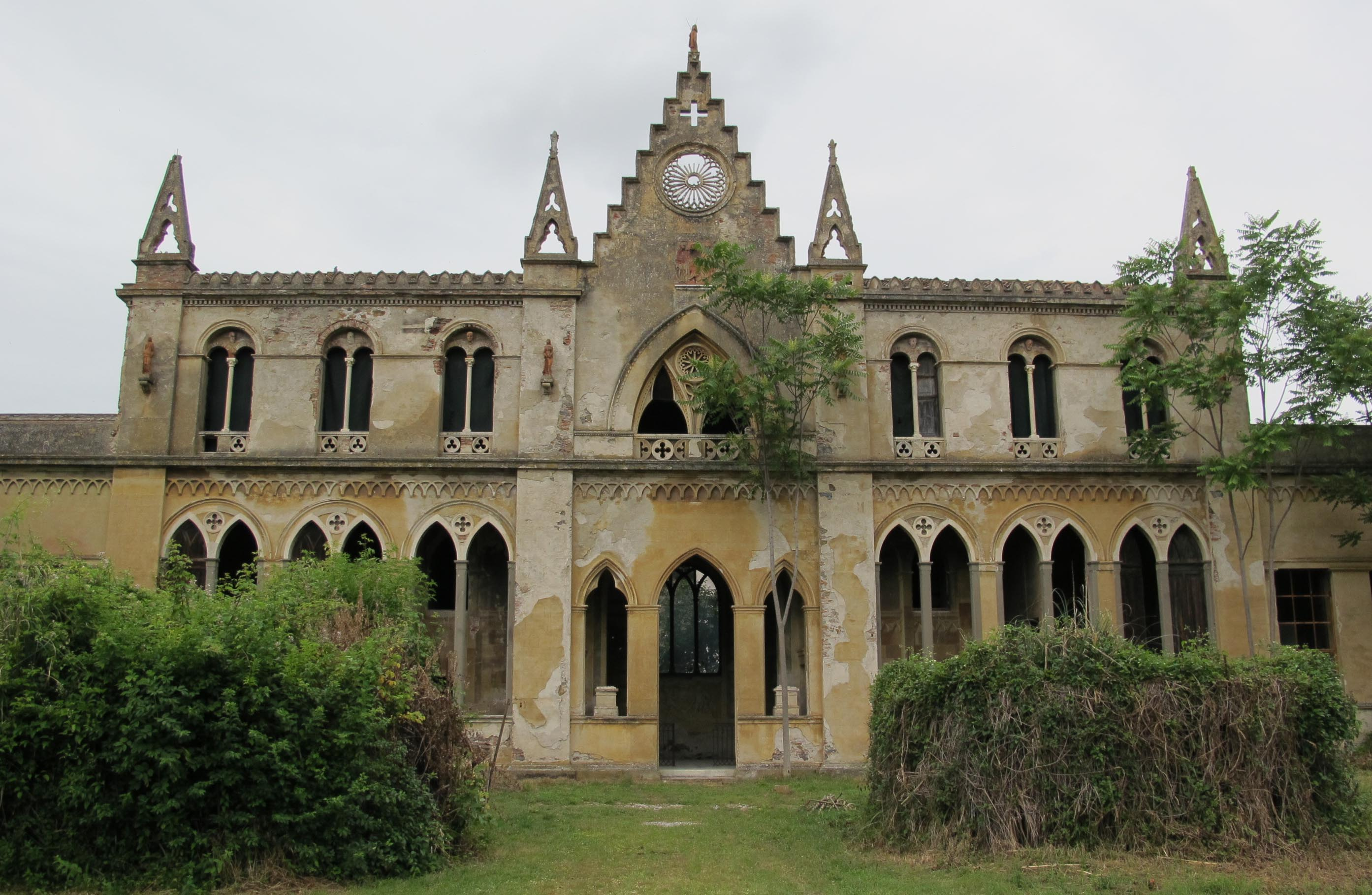
Bigattiera di Villa Roncioni (1826), de Alessandro Gherardesca
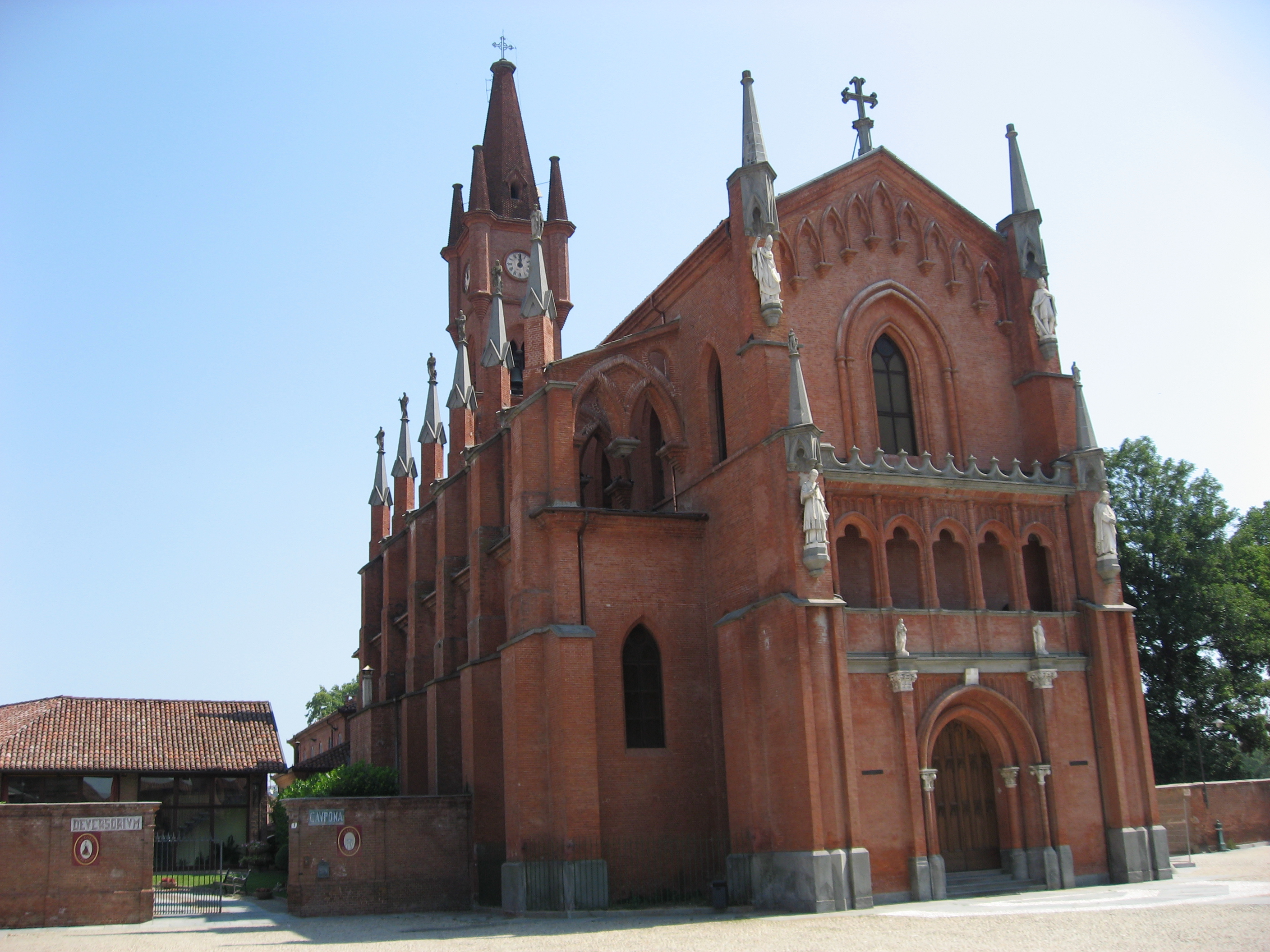
Iglesia (años 1840) de la finca Pollenzo, Ernesto Melano,
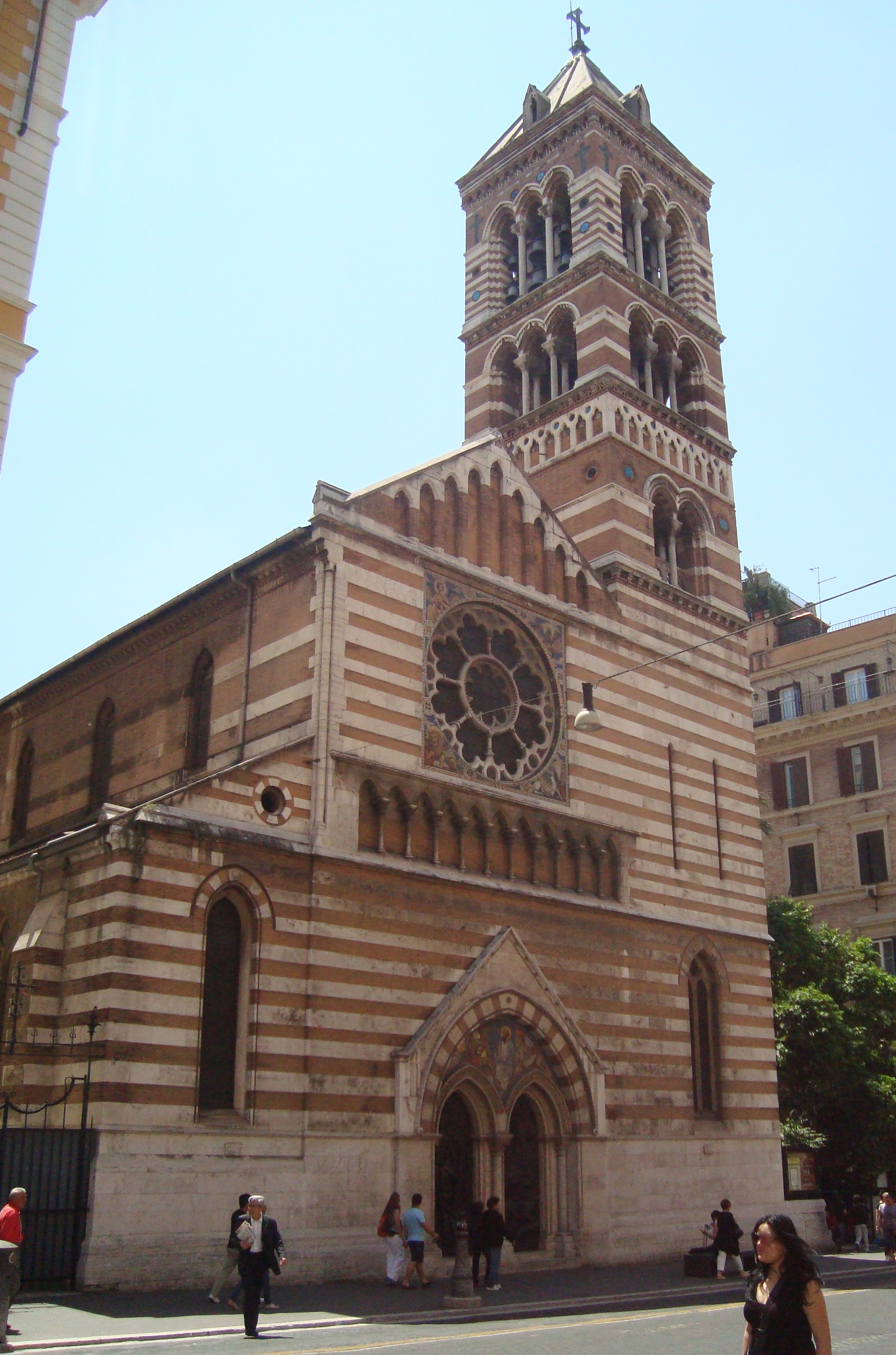
Iglesia de San Pablo Intramuros (1873-1880), Roma
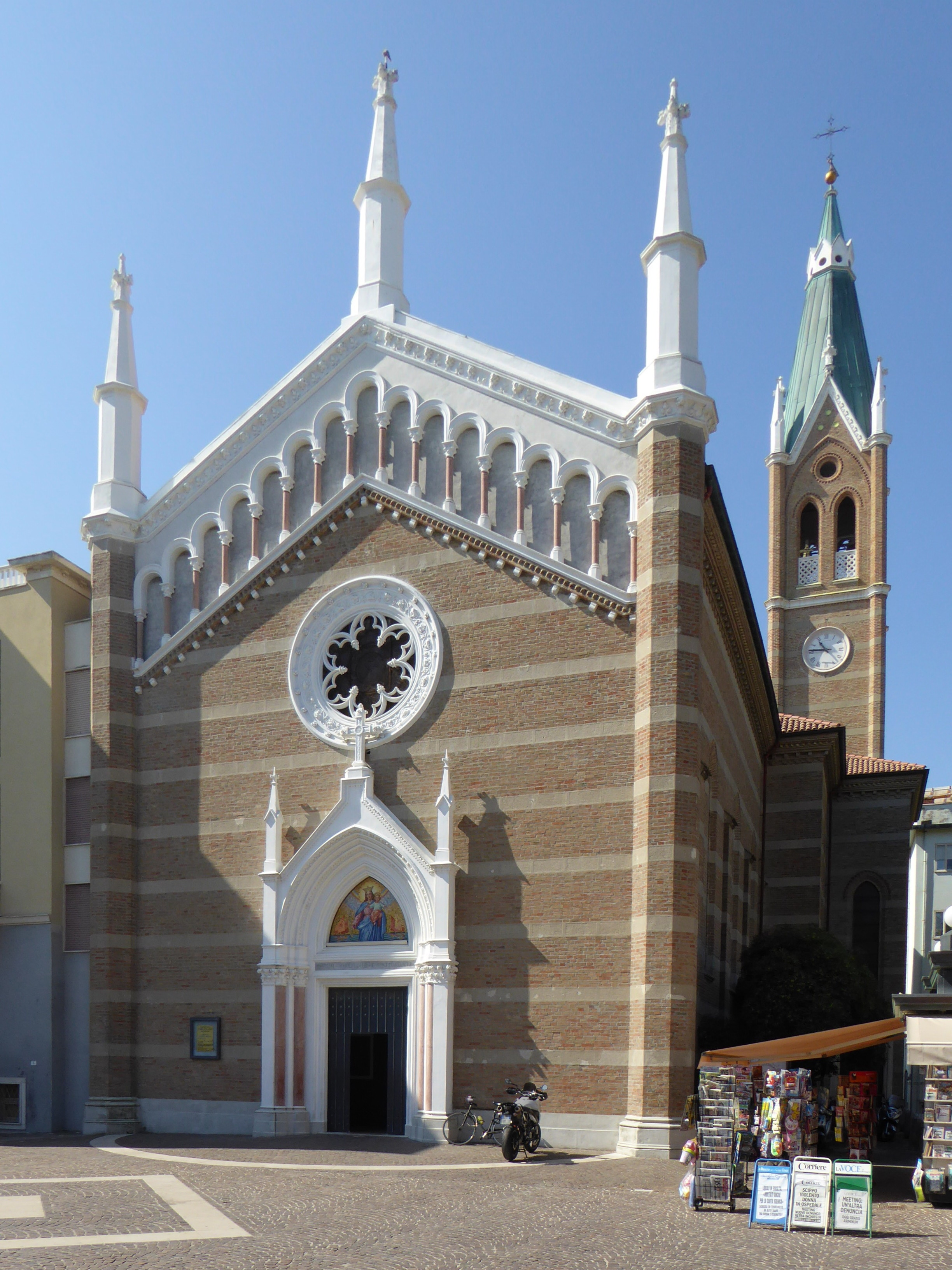
Chiesa di Santa Maria Ausiliatrice (1912) (Rimini)
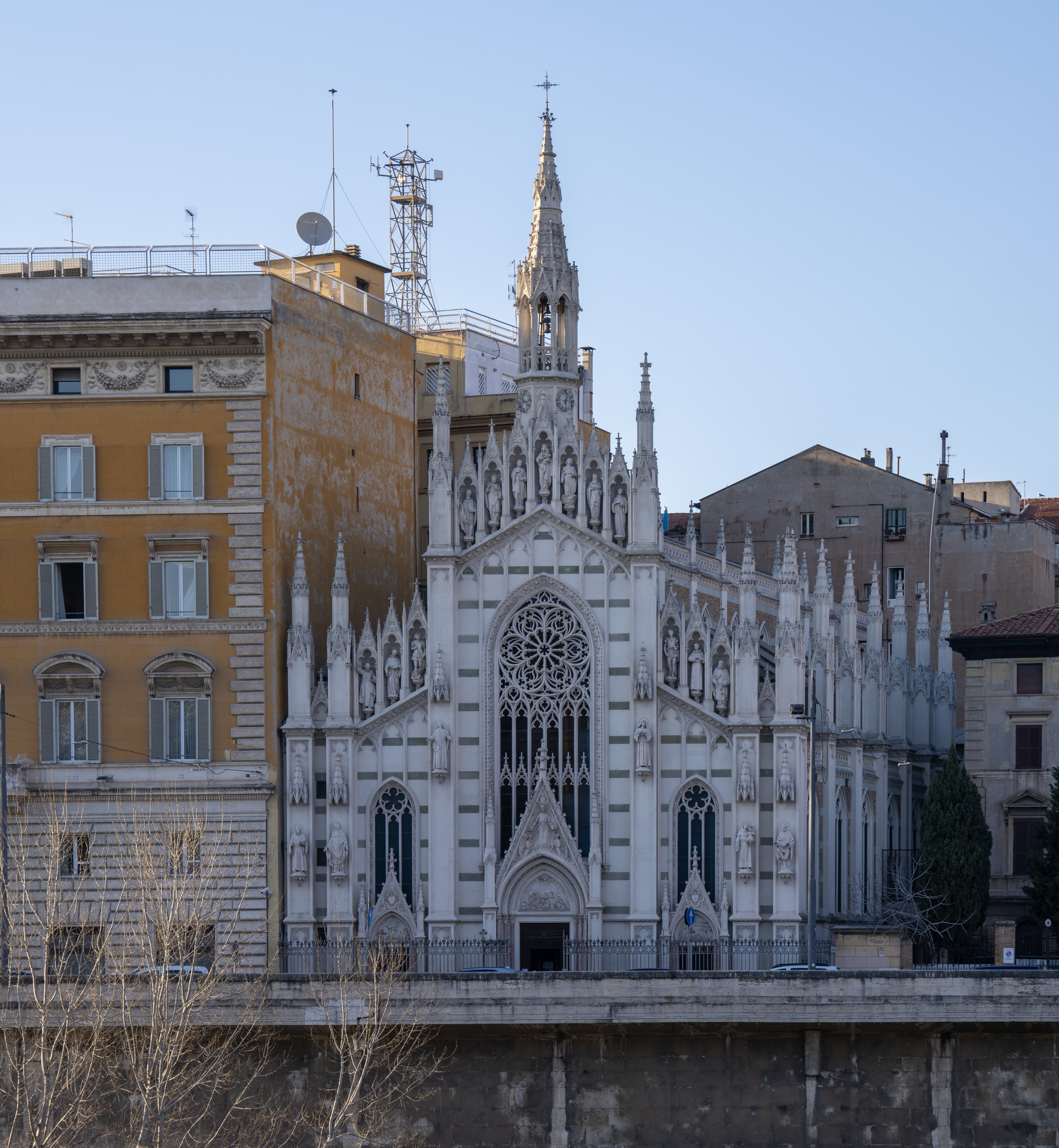
Iglesia deldel Sagrado Corazón del Sufragio (1894-1917), Roma, obra de Giuseppe Gualandi
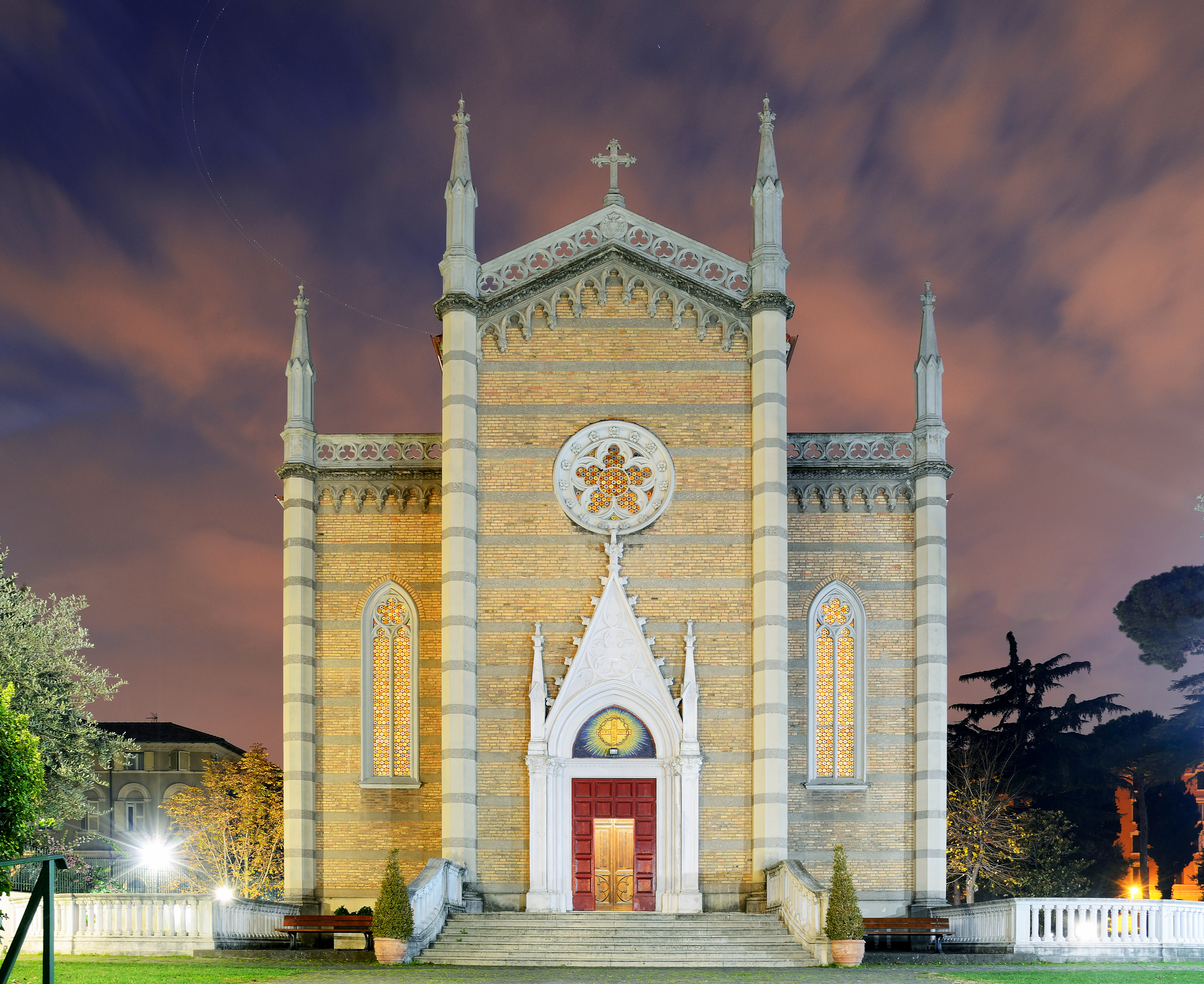
iglesia de Santa Maria Ausiliadora del Purgatorio (1921-1926), en Roma (hoy San Tomás Moro)

### Neogótico en Polonia

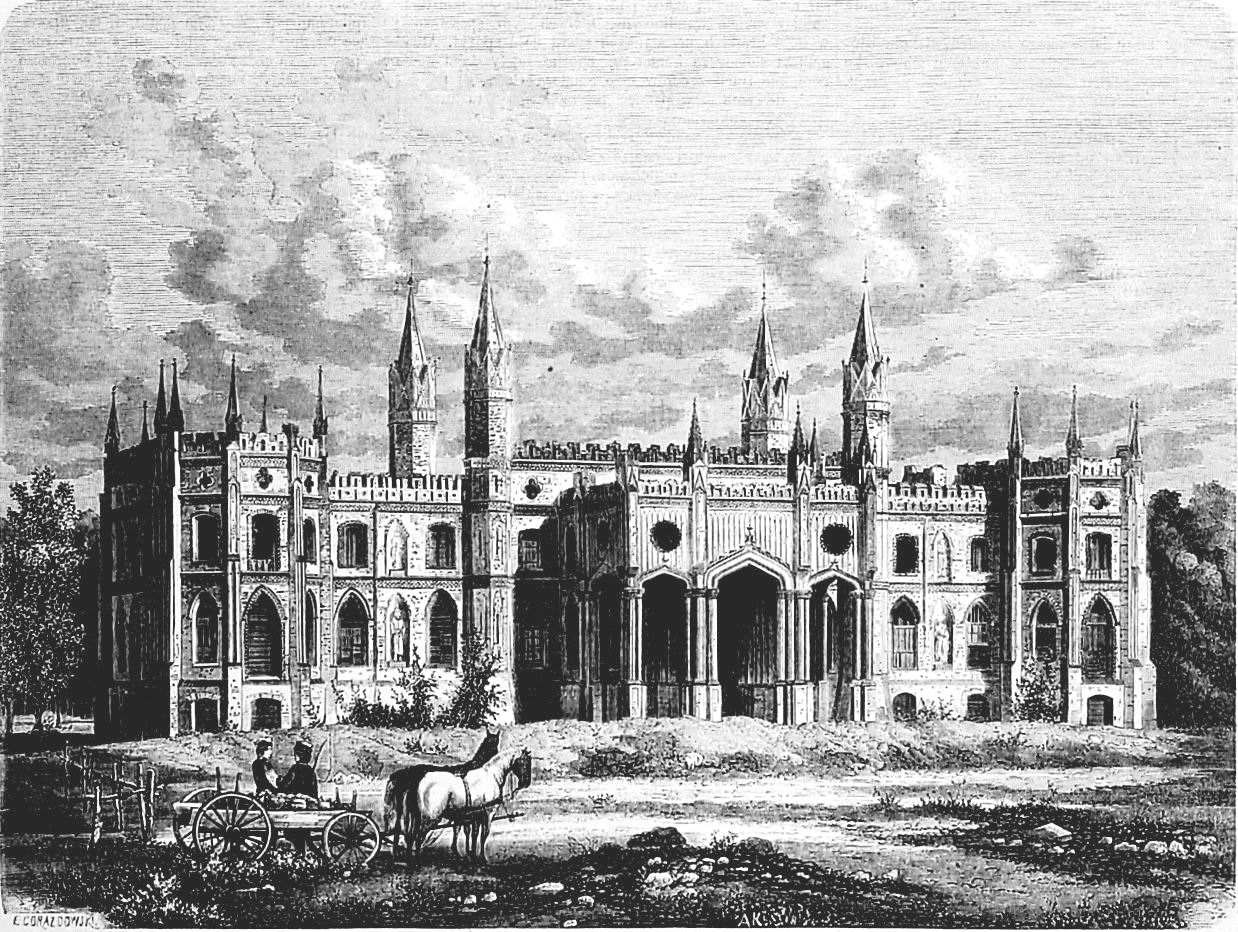
Palacio de Pac en Dowspuda (1820-1823)

En Polonia, los arquitectos más famosos que crearon edificios neogóticos fueron: Piotr Aigner (1756-1841), Henryk Marconi (1792-1863), Franciszek Jaszczołd (1808-1873), Feliks Księżarski (1820-1884), Alexis Langer (1825-1904), Konstanty Wojciechowski, Józef Pius Dziekoński (1844-1927), Ludwig Schneider (1855-1943), Teodor Talowski (1857-1910) y Jan Sas-Zubrzycki (1860-1935).
Una de las primeras iglesias neogóticas en Polonia fue la iglesia de Wielącza, cerca de Zamość, construida en 1821-1832 según un diseño de Wacław Ritschel.
Entre los edificios seculares, el palacio de Pac en Dowspuda de 1820-1823 puede mencionarse como uno de los primeros ejemplos de arquitectura neogótica. Otros ejemplos de arquitectura residencial neogótica son el castillo en Kórnik, la estación ferroviaria de Nowe Skalmierzyce, el palacio en Leśkowa en el estilo neogótico isabelino, el Palacio en Landwarów, el Palacio en Czerniatyn y el Palacio en Kosava (1838). A finales del siglo XIX, el estilo neogótico se usaba a menudo en la decoración de casas burguesas (por ejemplo, la Casa Ławrynowicz en Varsovia o el edificio de la Sociedad de Remo de Varsovia en Varsovia).

Neogótico en Polonia
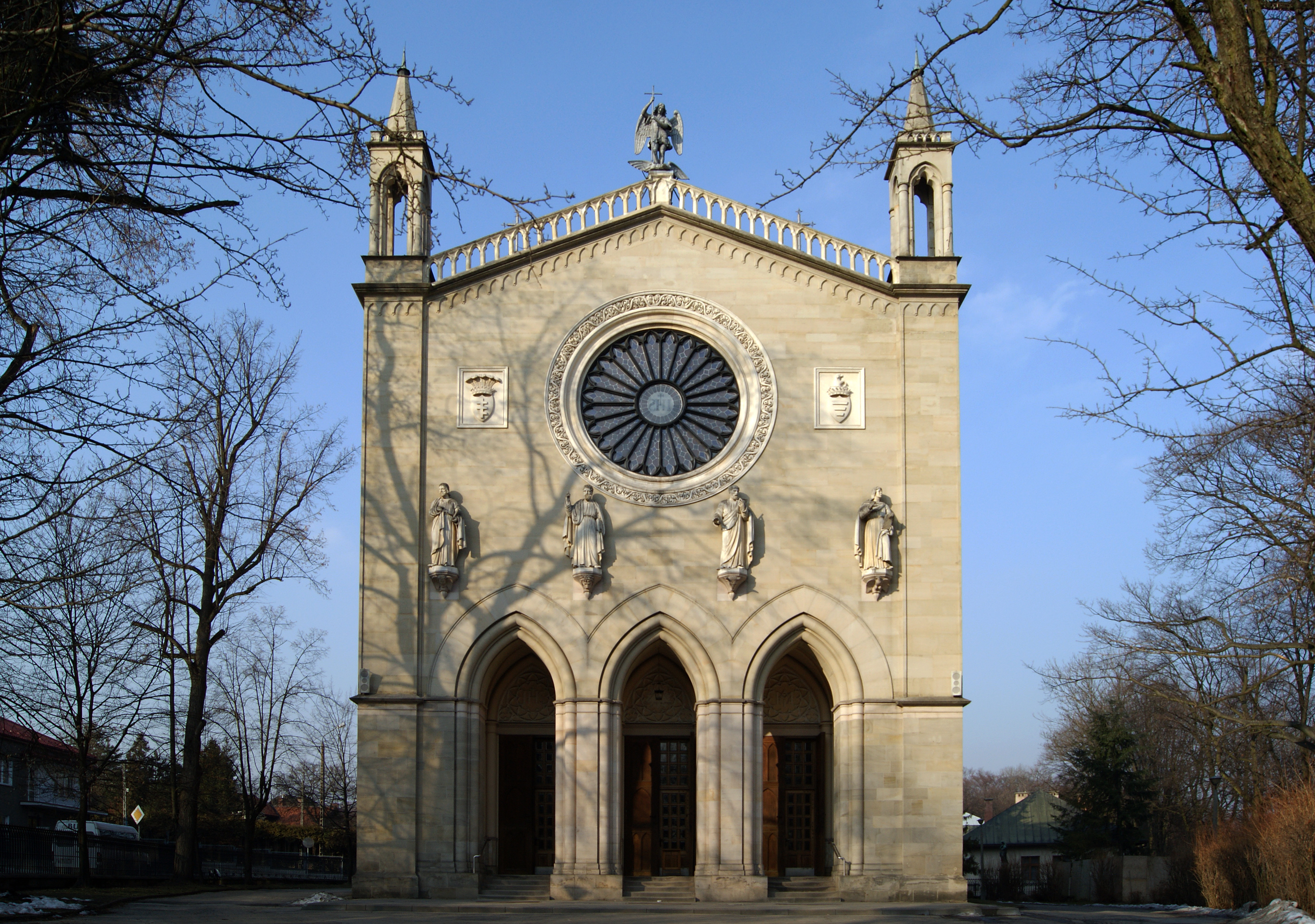
Iglesia de San Martin en Krzeszowice, proyecto de 1832, construcción de 1832-1844, Karl Friedrich Schinkel
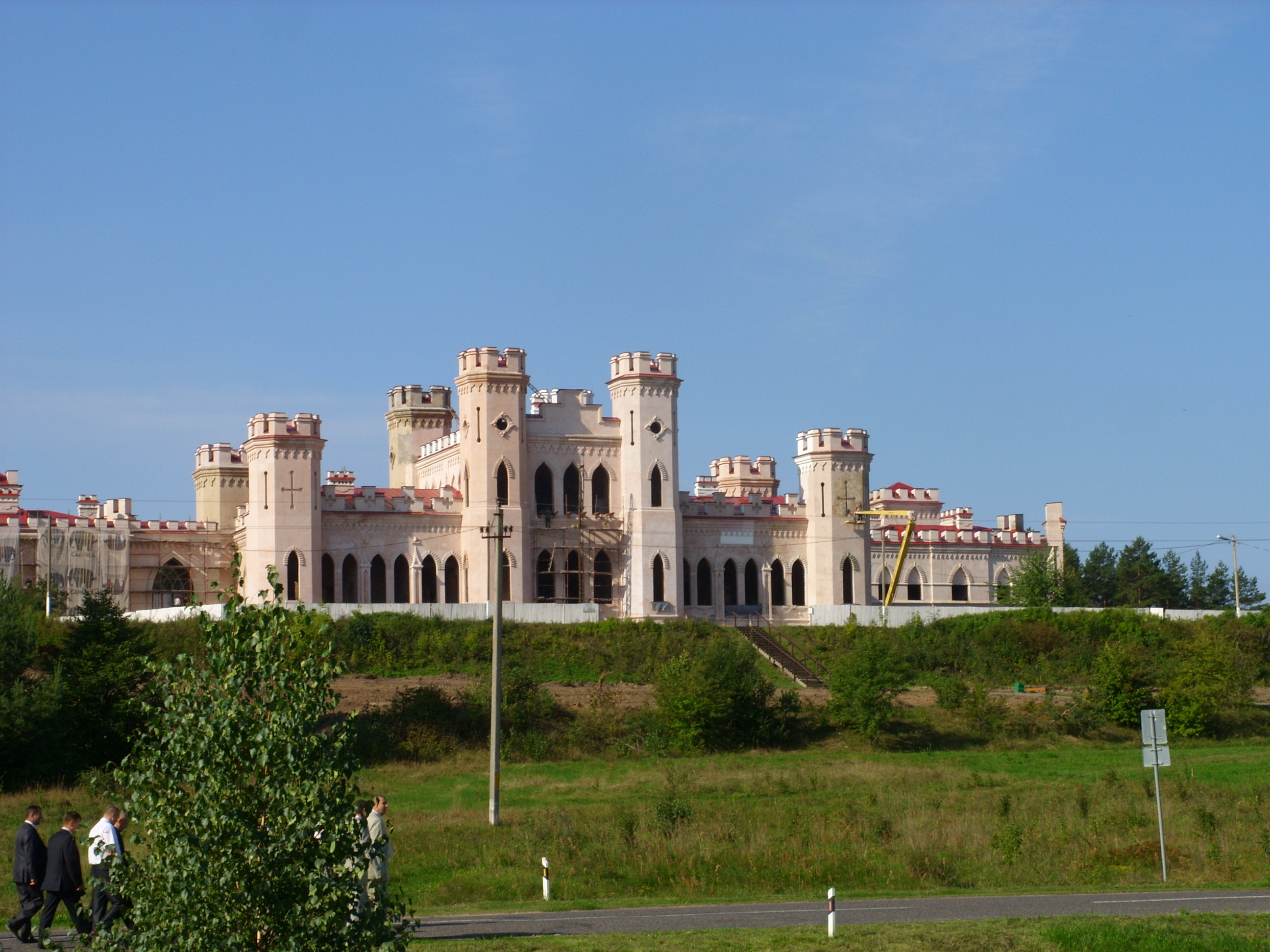
Palacio en Kosava (1838)
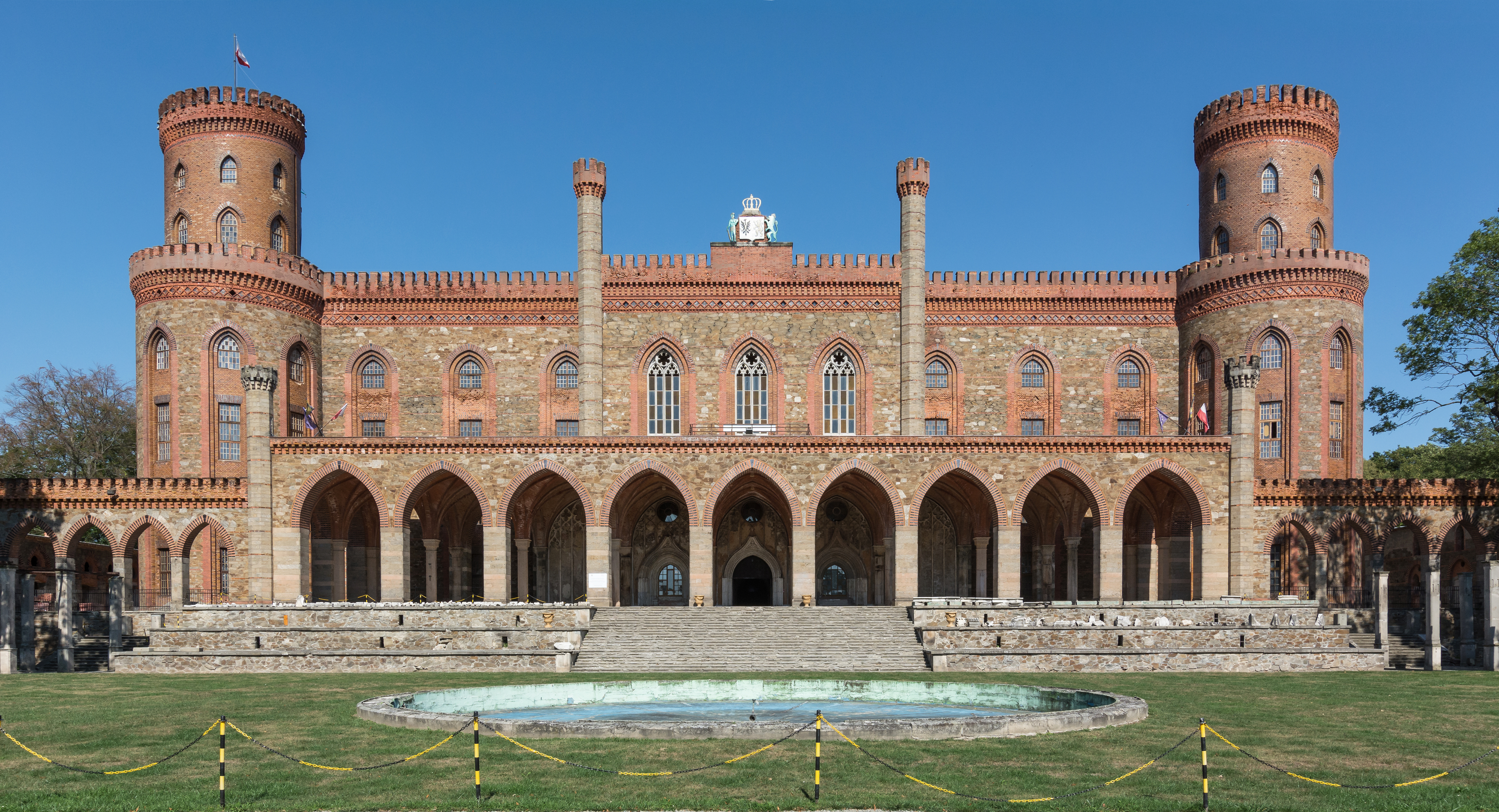
Castillo de Kamenz (1838-1872), según planos de Karl Friedrich Schinkel.
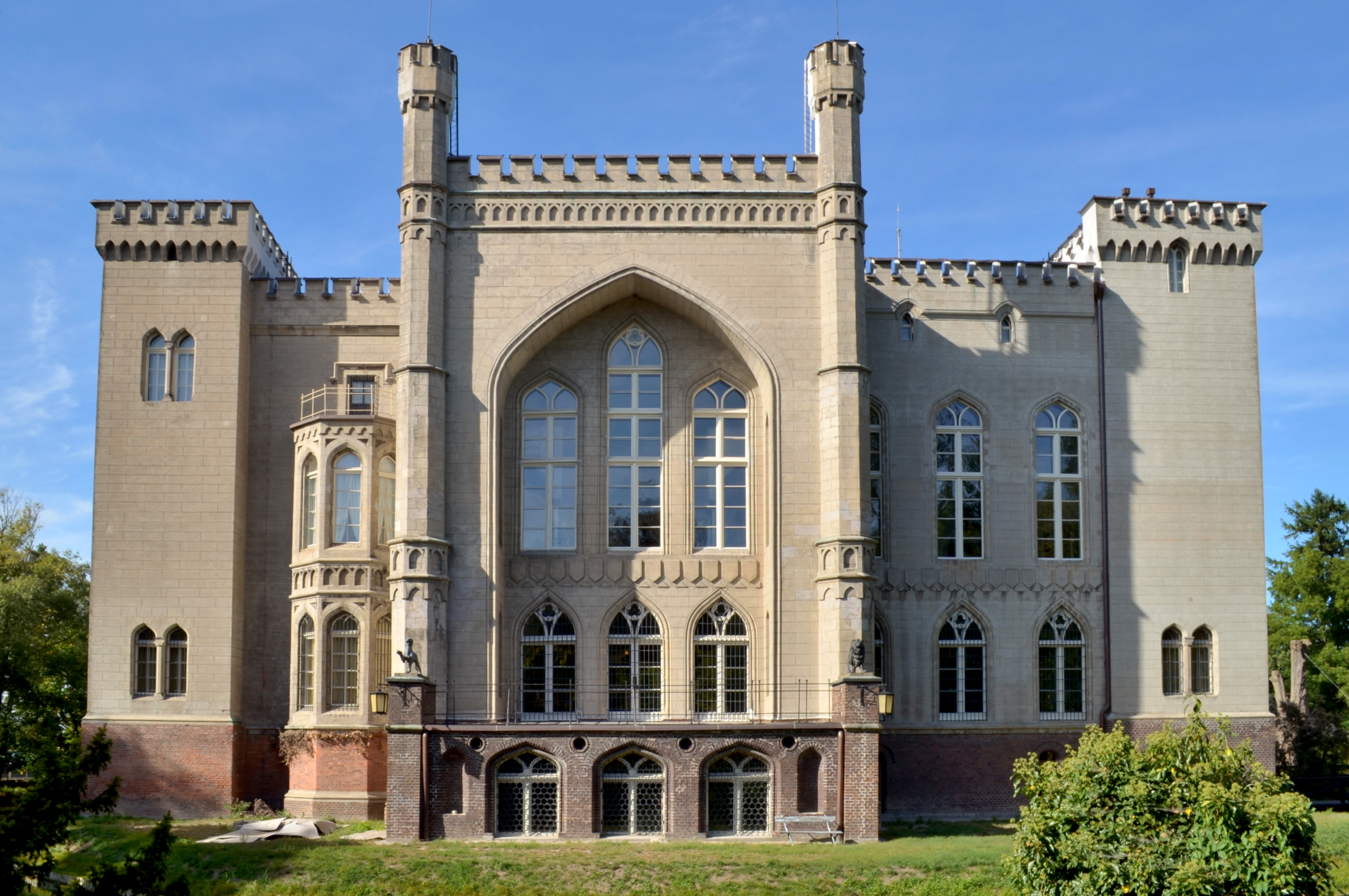
Castillo en Kórnik (1843-1860), de Karl Friedrich Schinkel y Marian Cybulski con la participación de Tytusa Działyńskiego
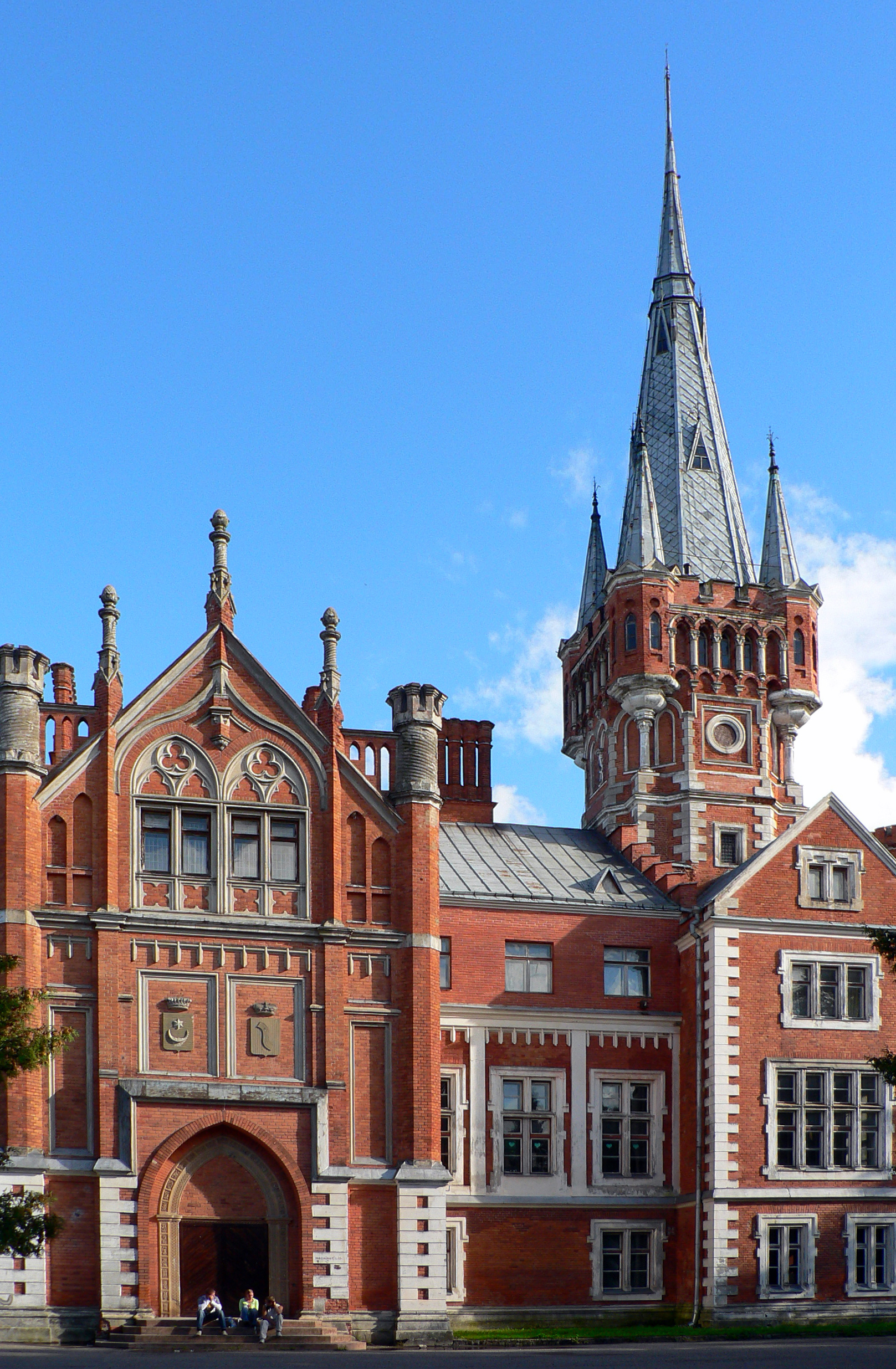
Palacio Tyszkiewicz en Landwarów (hoy Lituania) (1850-1899)
estación ferroviaria de Nowe Skalmierzyce (1906-1909)

#### Estilo Vístula-báltico

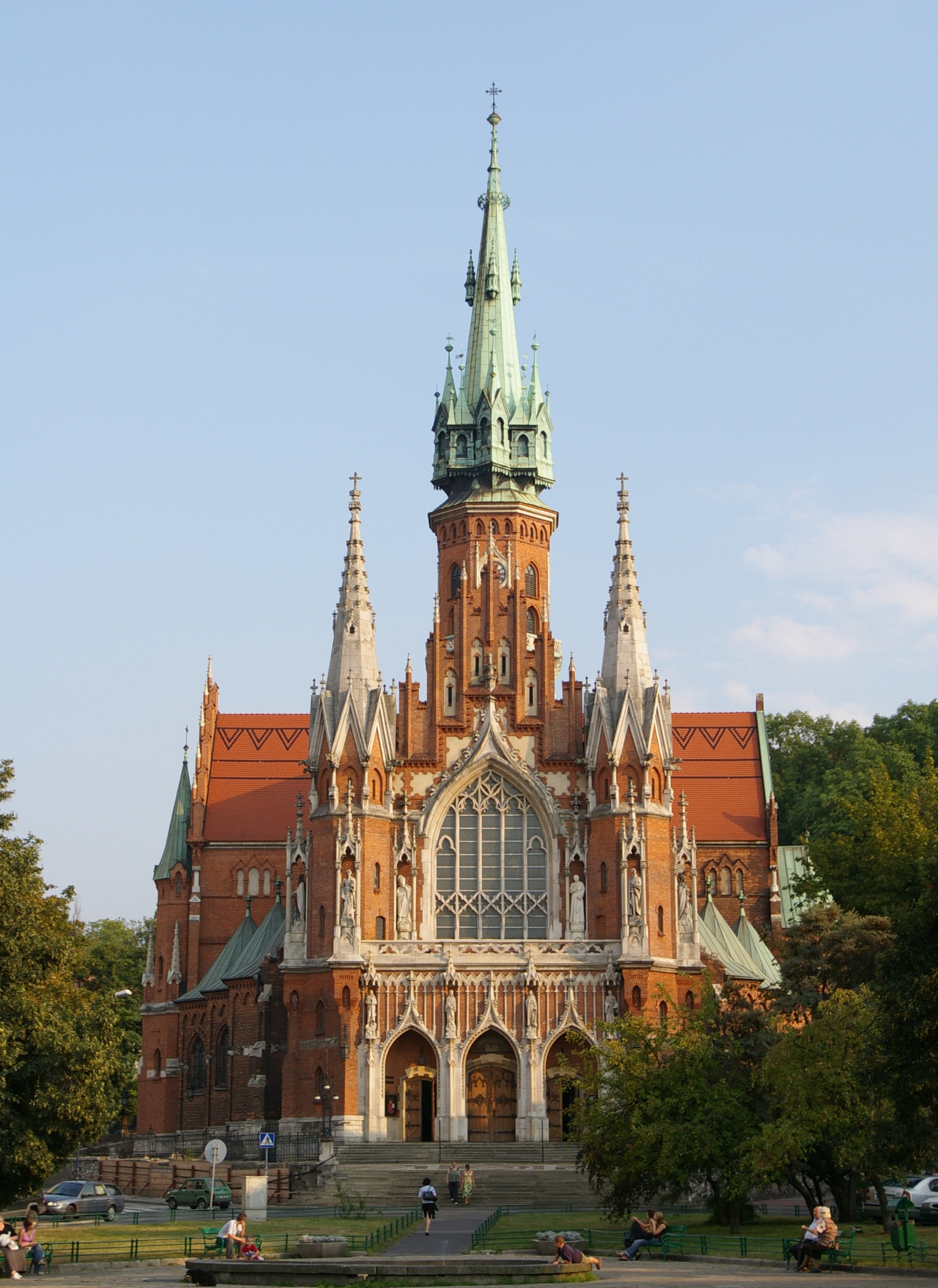
Iglesia de San José en Podgórze (1905-1909), Cracovia, obra de Jan Sas Zubrzycki

Oficinas postales
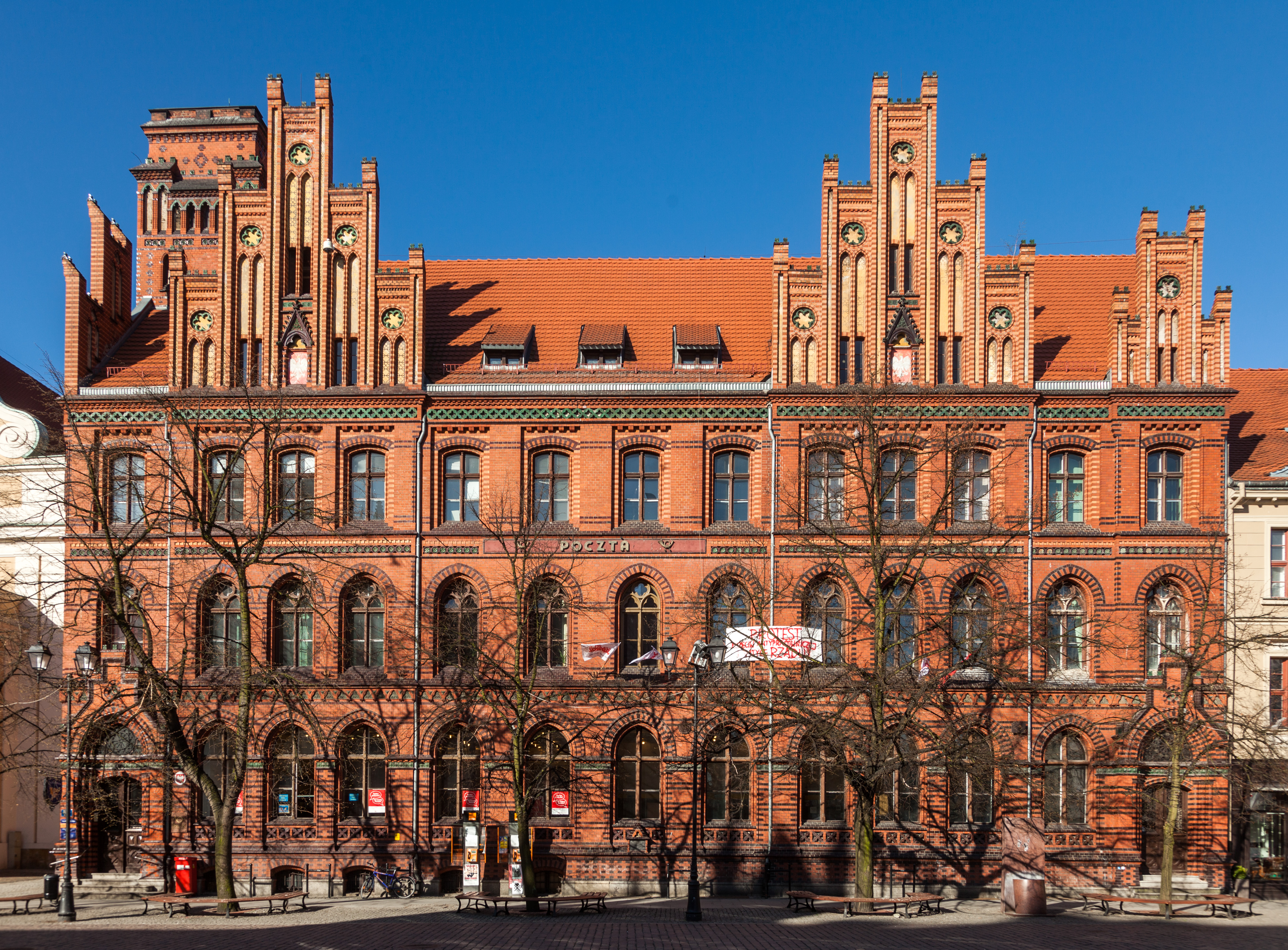
Oficina central de correos, Toruń
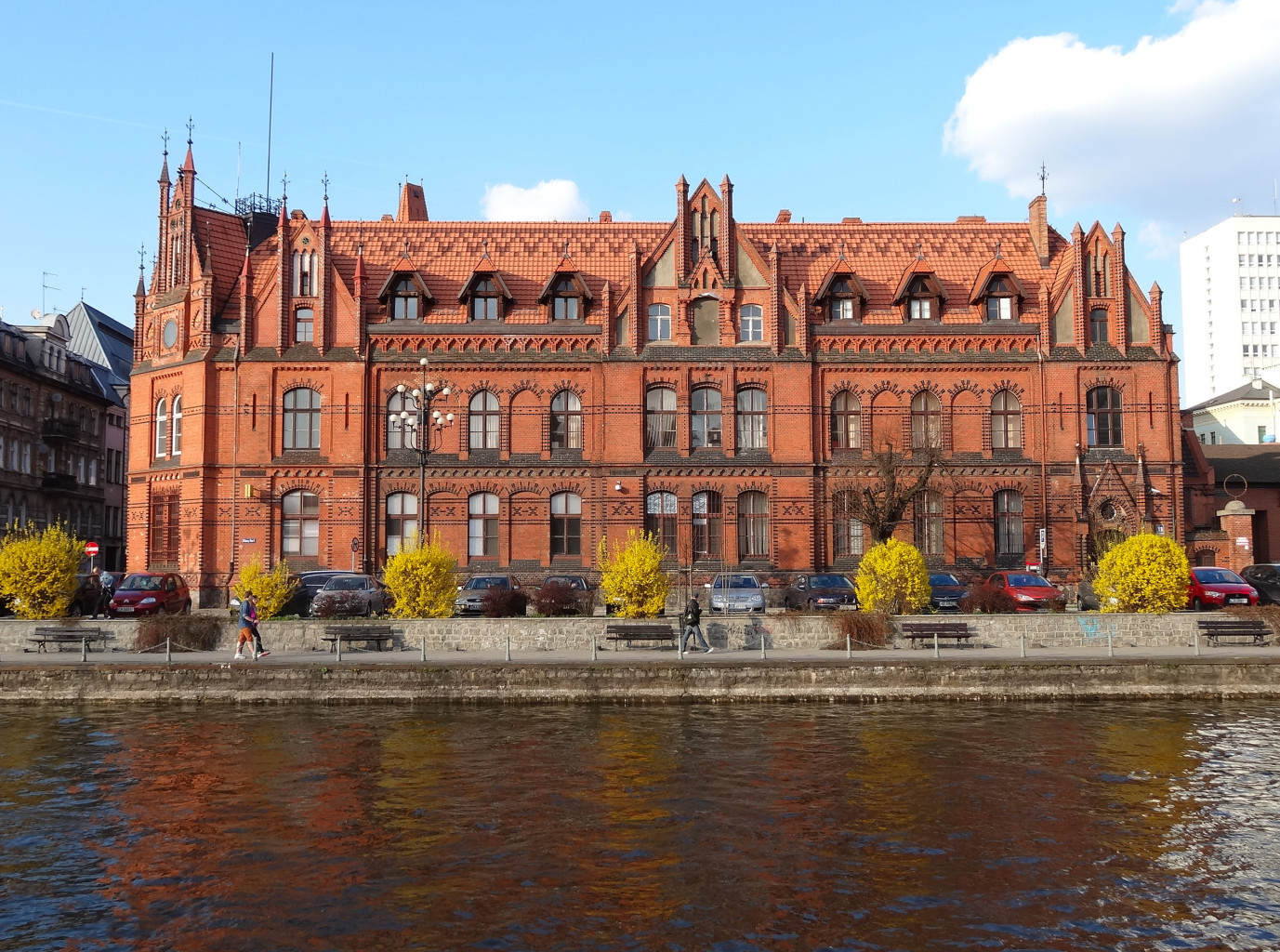
Oficina central de correos de Bydgoszcz
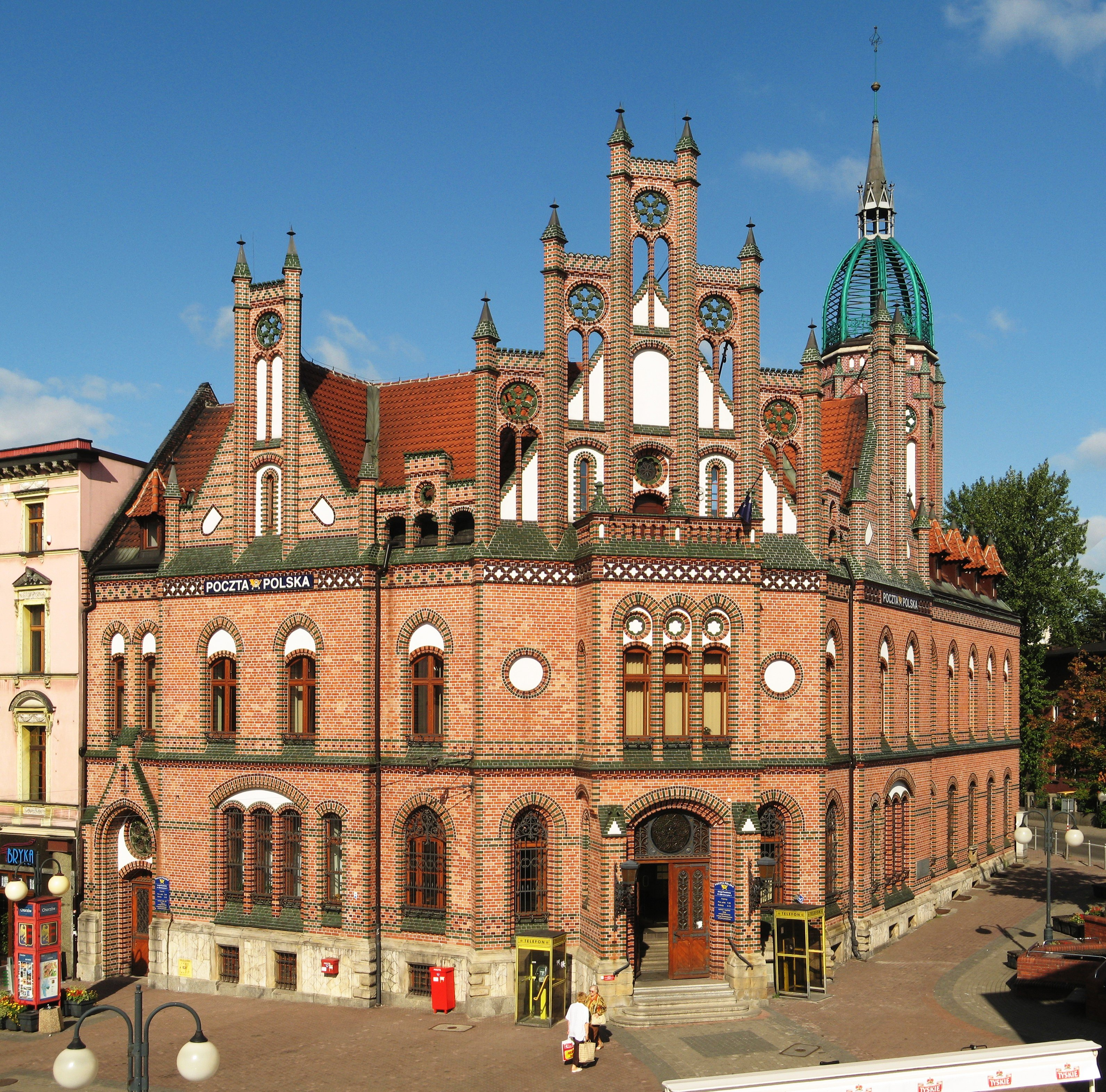
Oficina central de correos, Chorzów
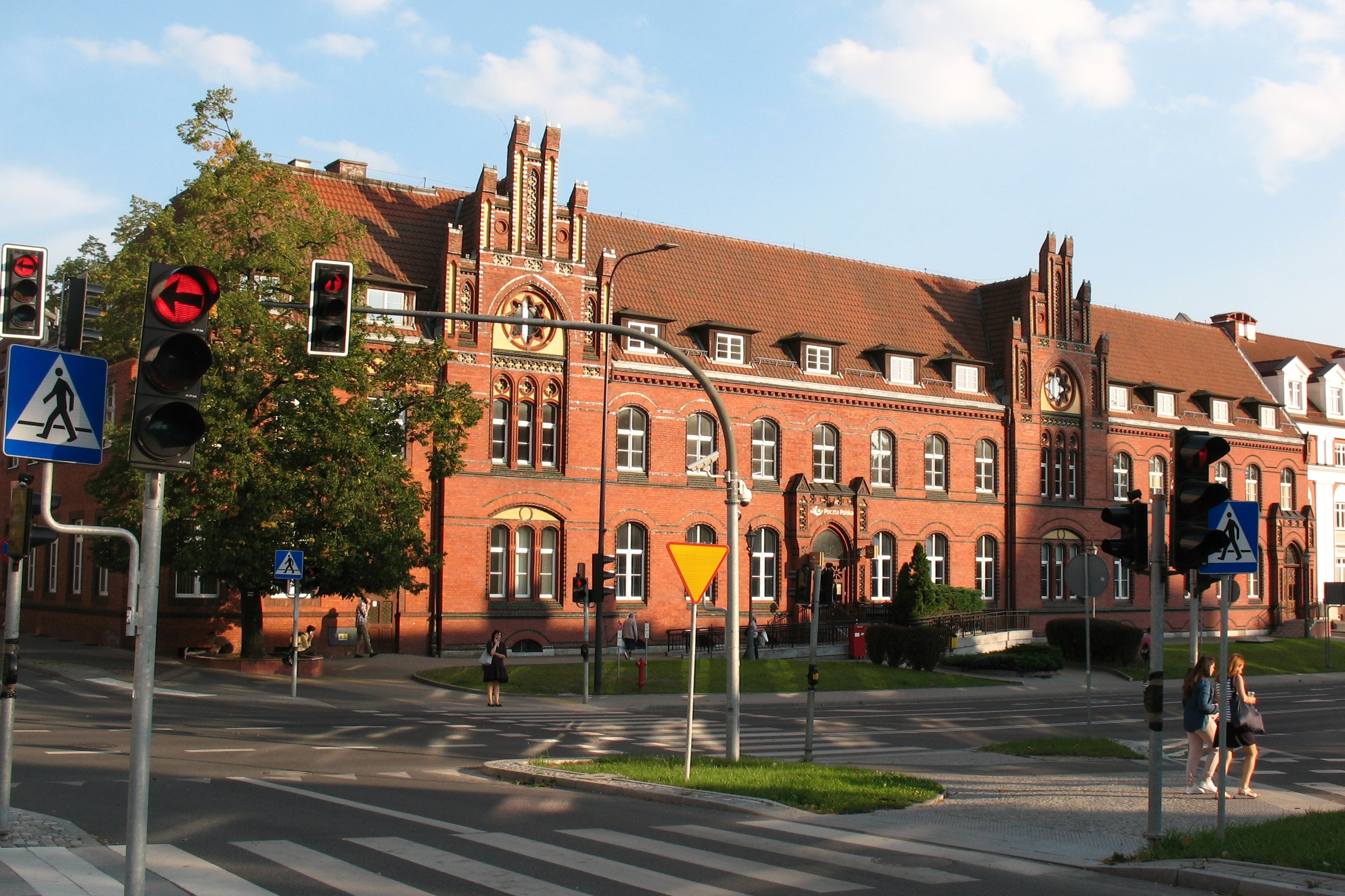
Oficina central de correos, Olsztyn

Ayuntamientos
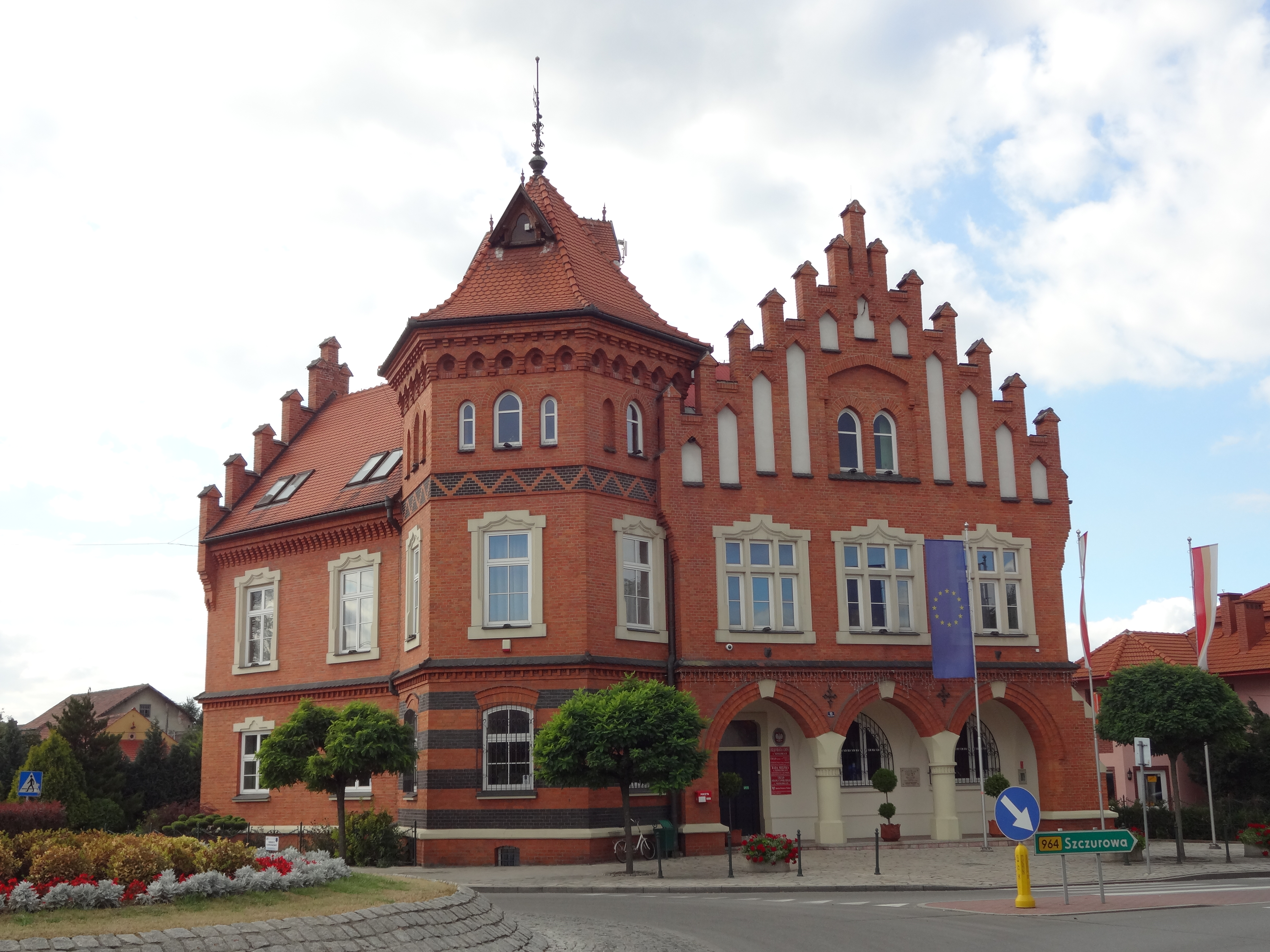
Niepołomice
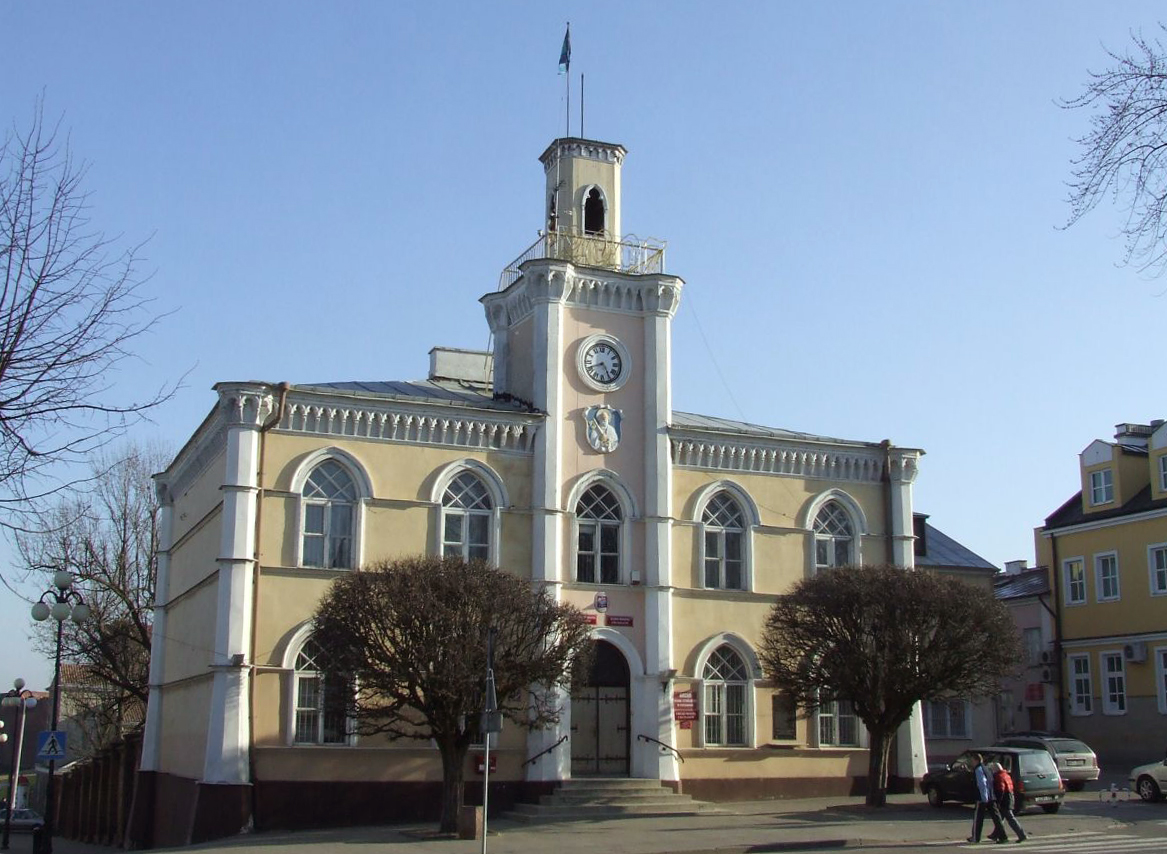
Ciechanów
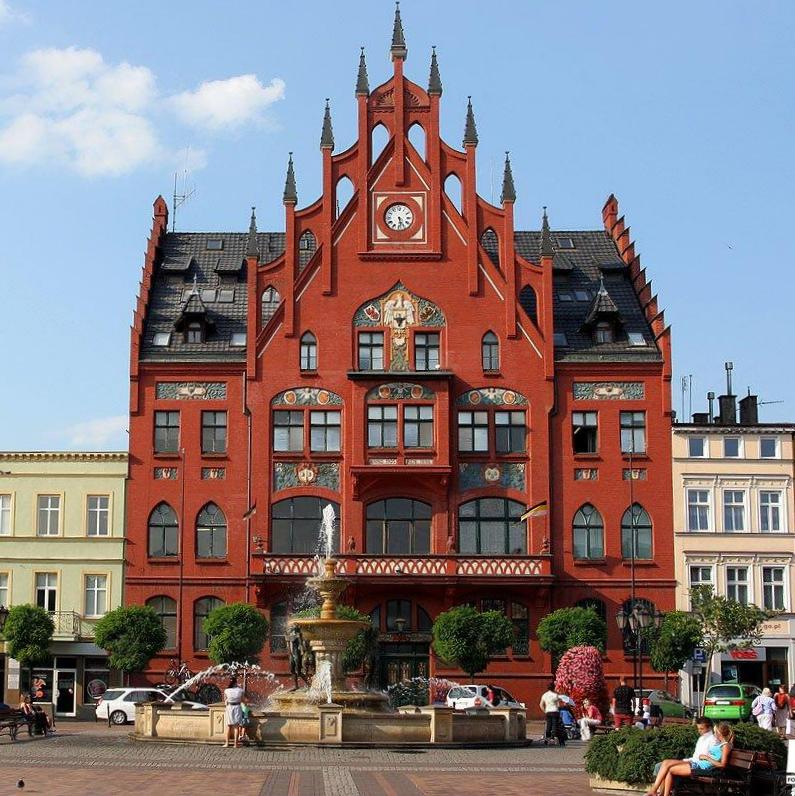
Chojnice
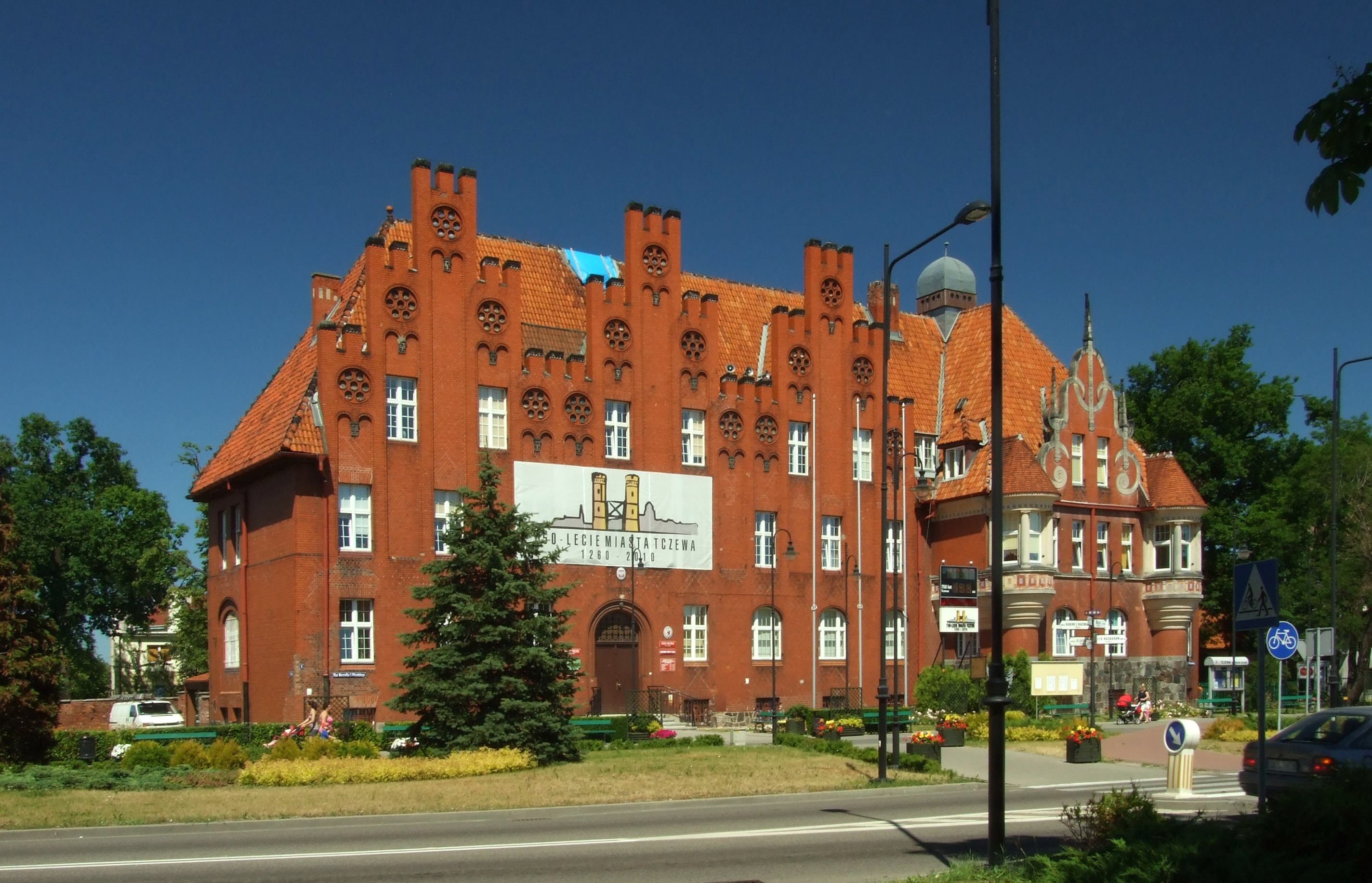
Tczew
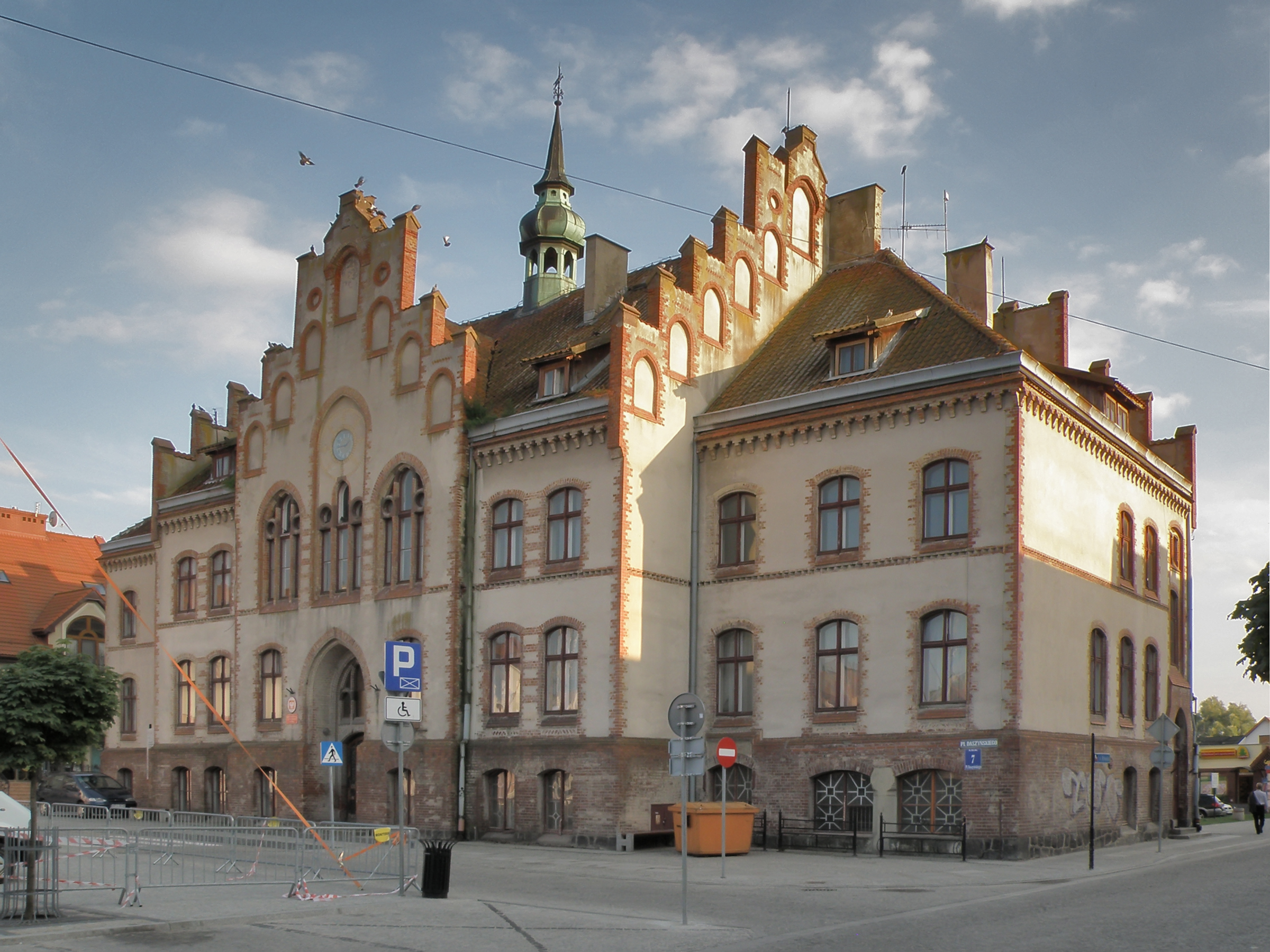
Pisz
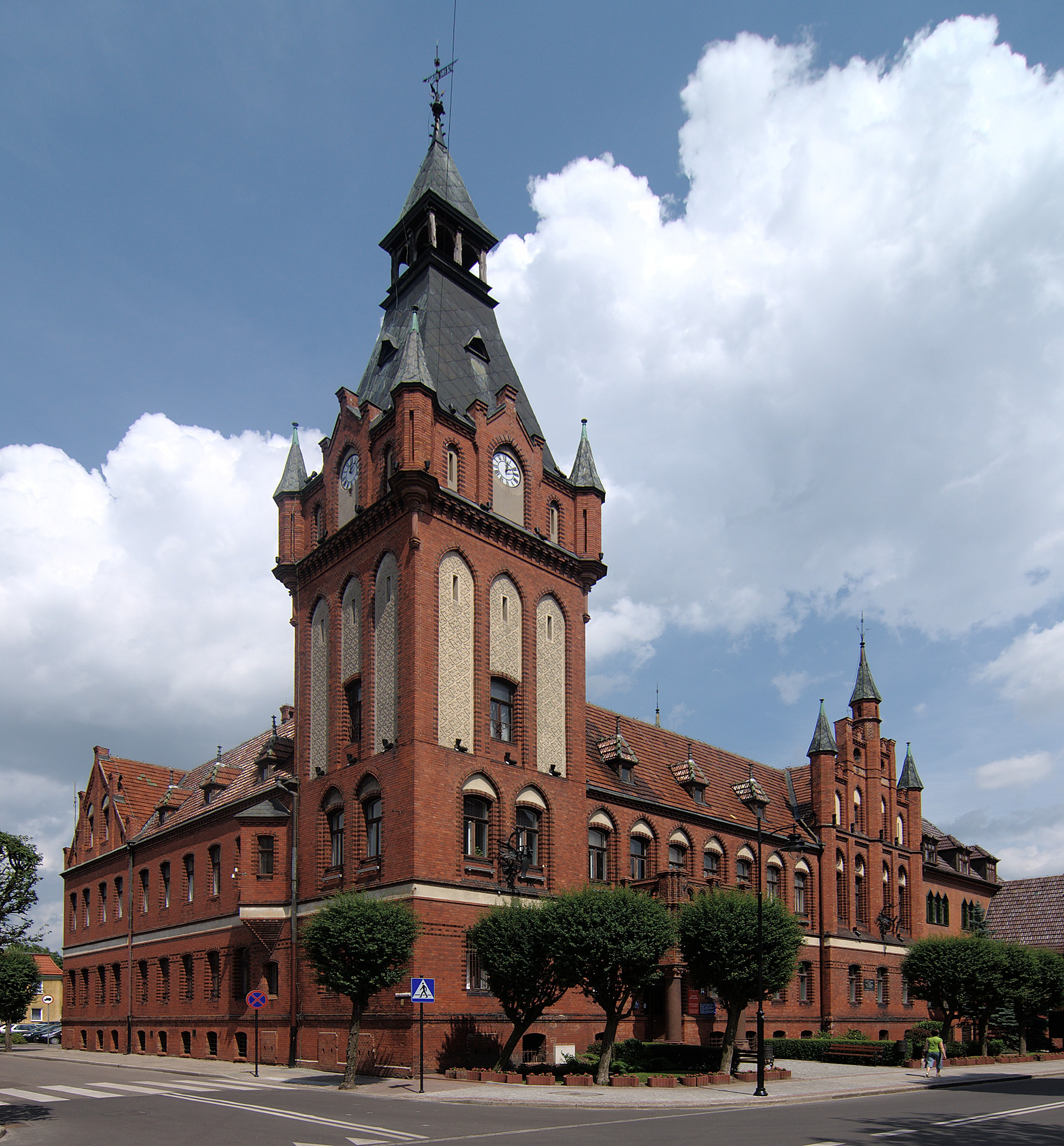
Lębork
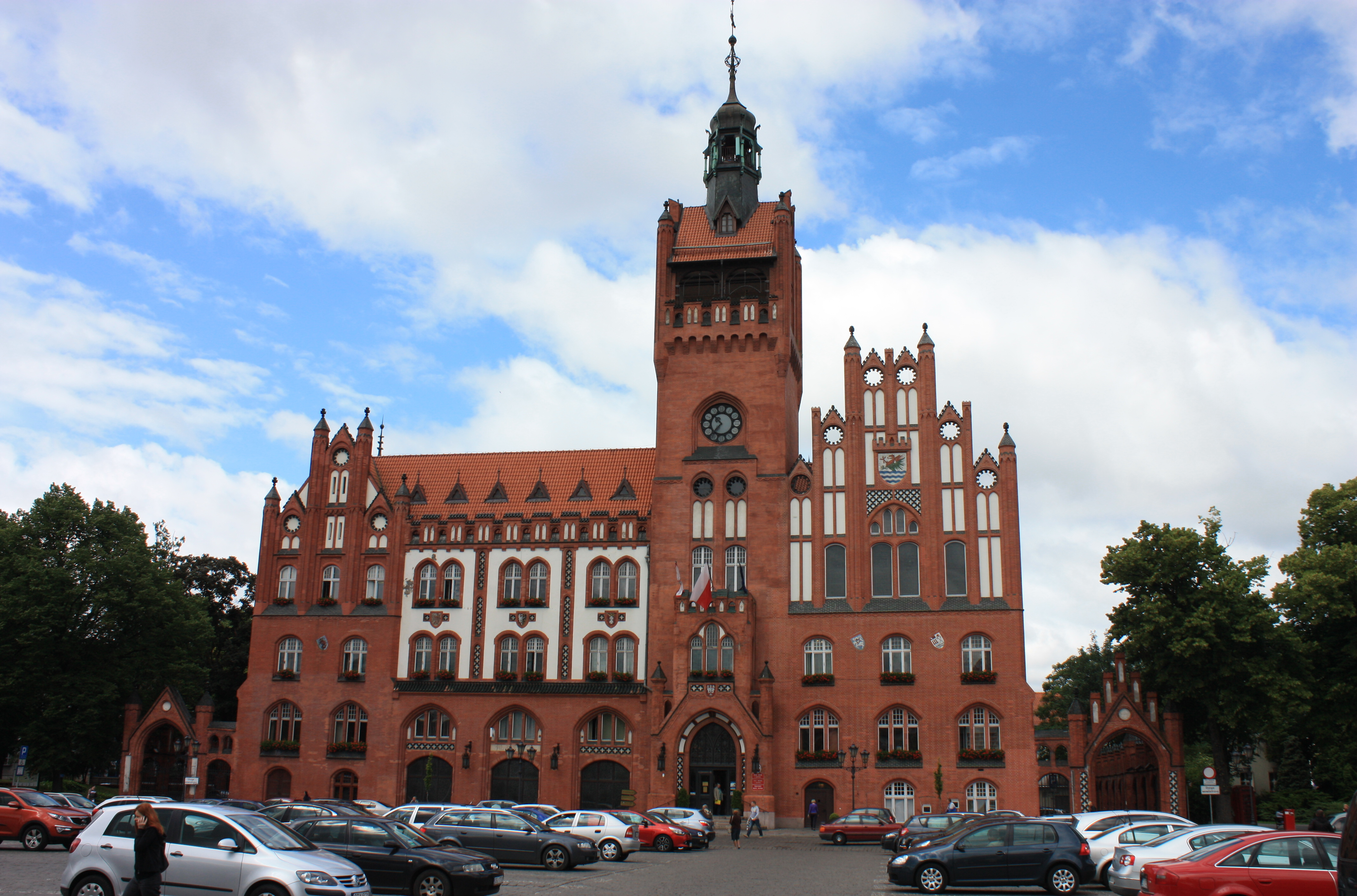
Słupsk
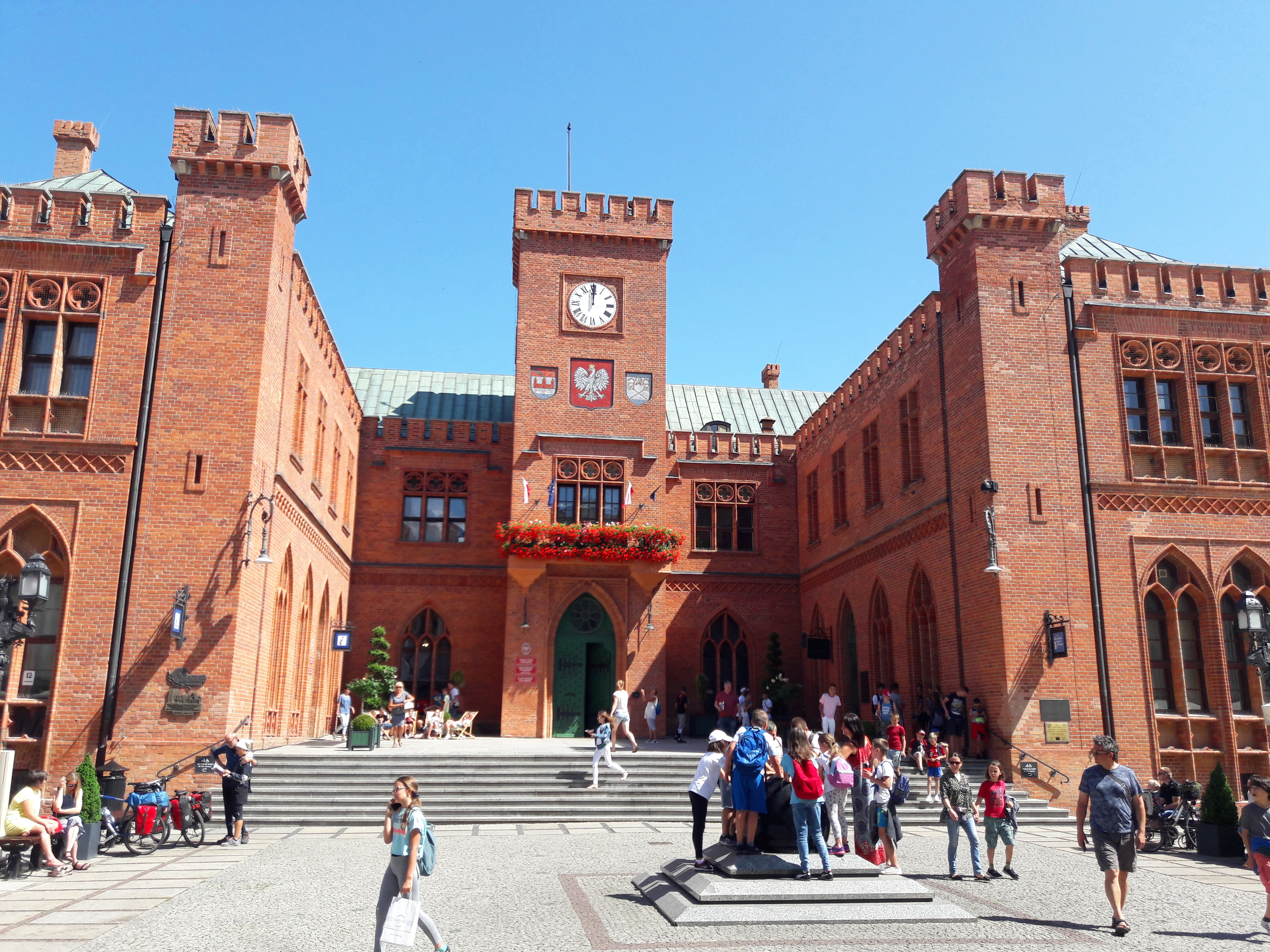
Kołobrzeg

Casas y otros edificios
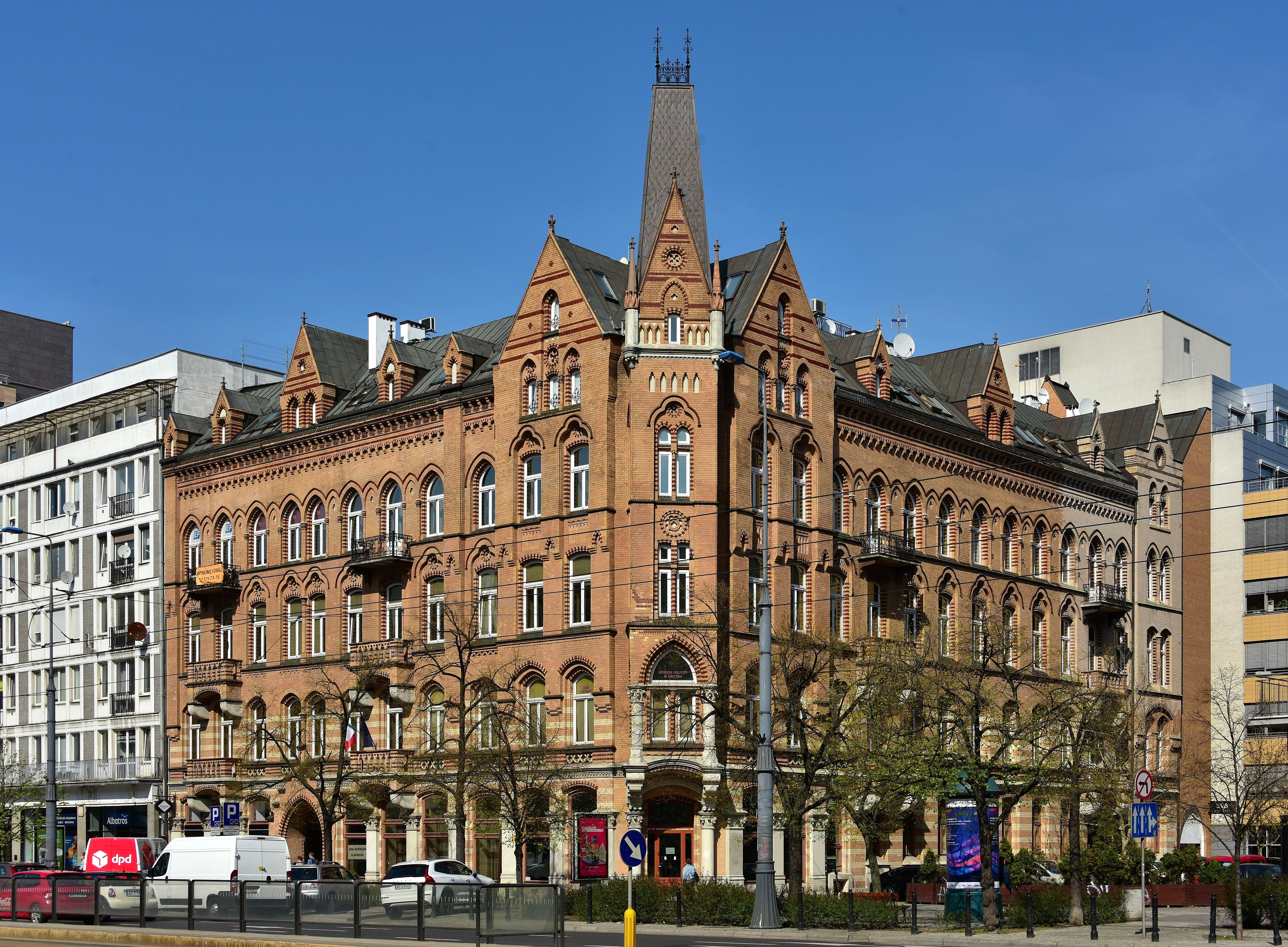
Varsovia
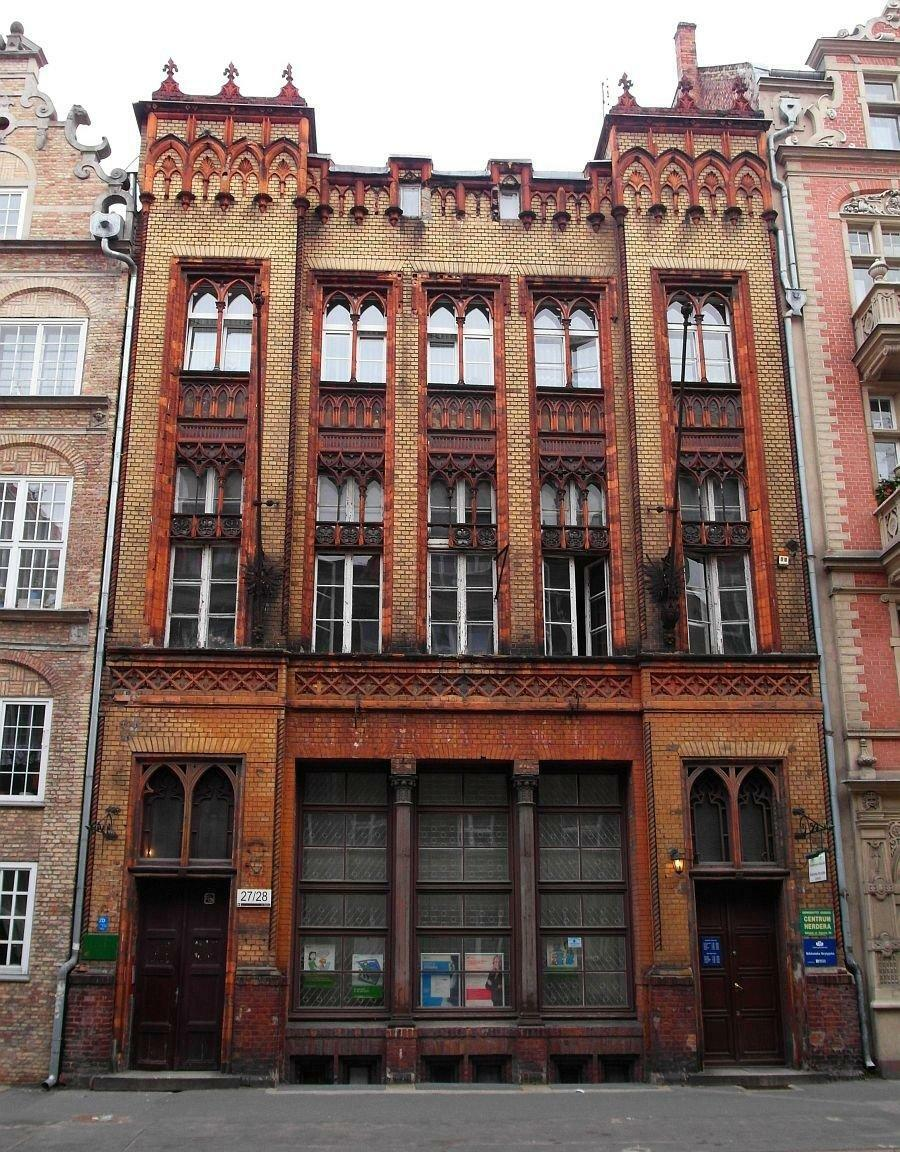
Gdańsk
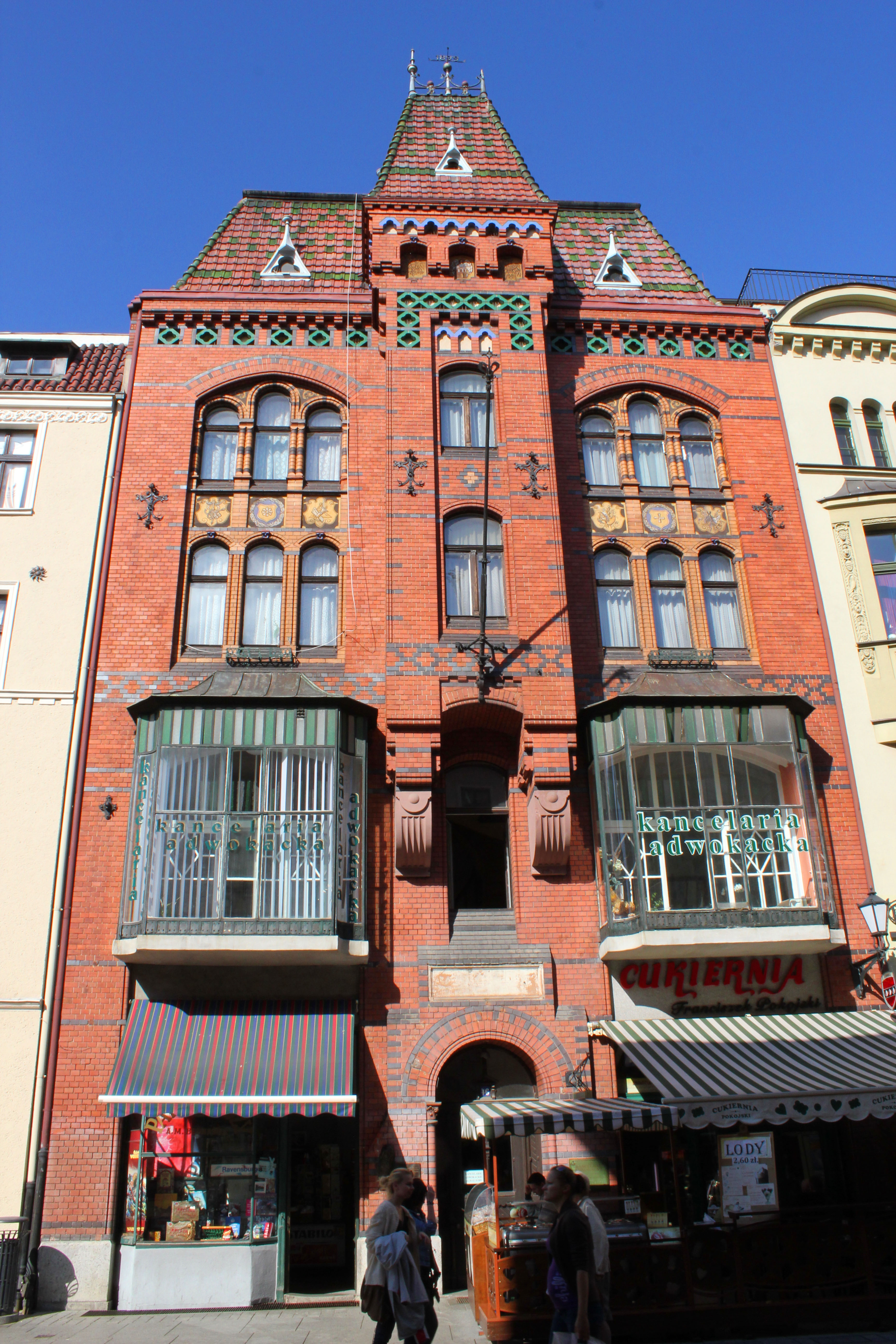
Toruń
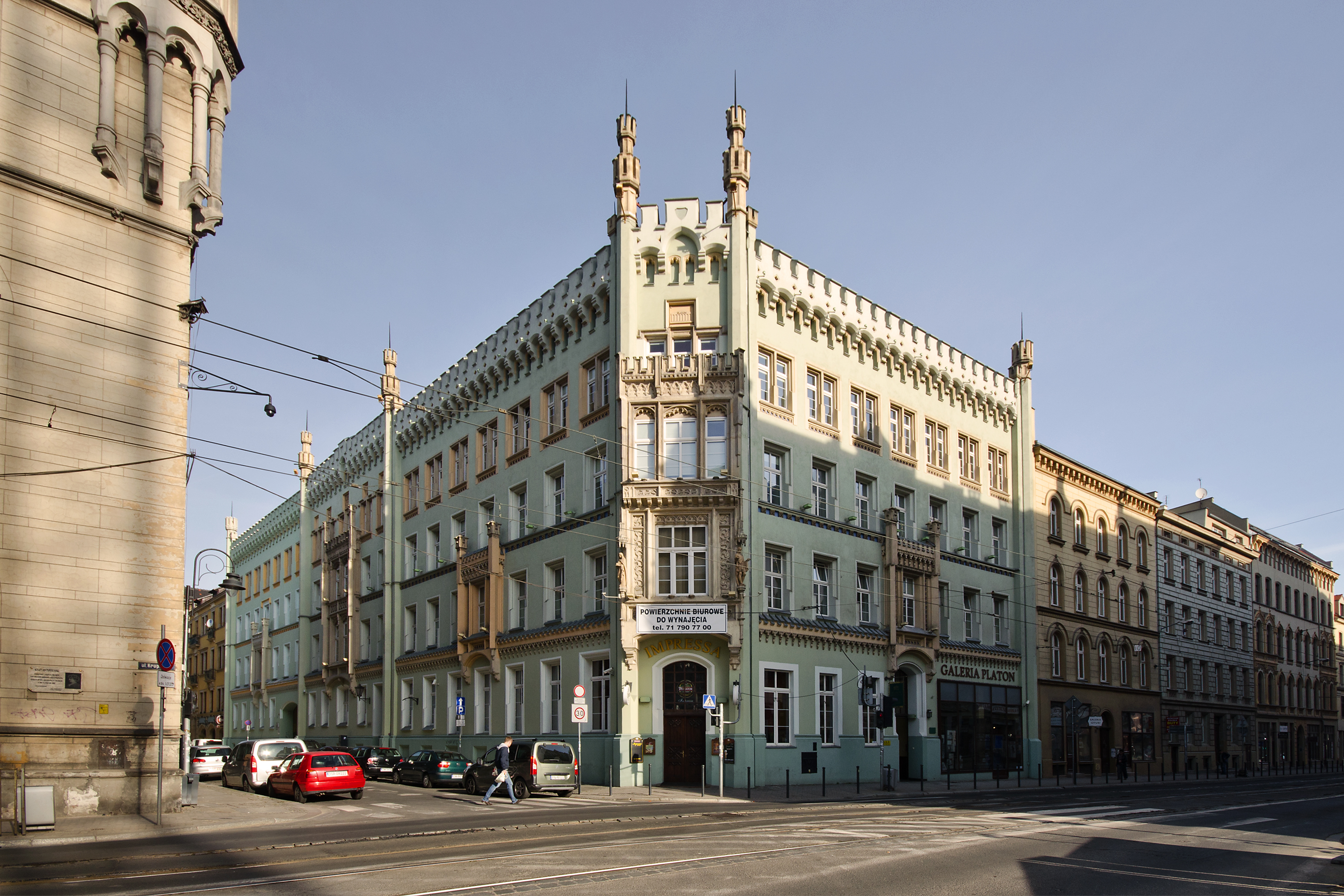
Breslavia
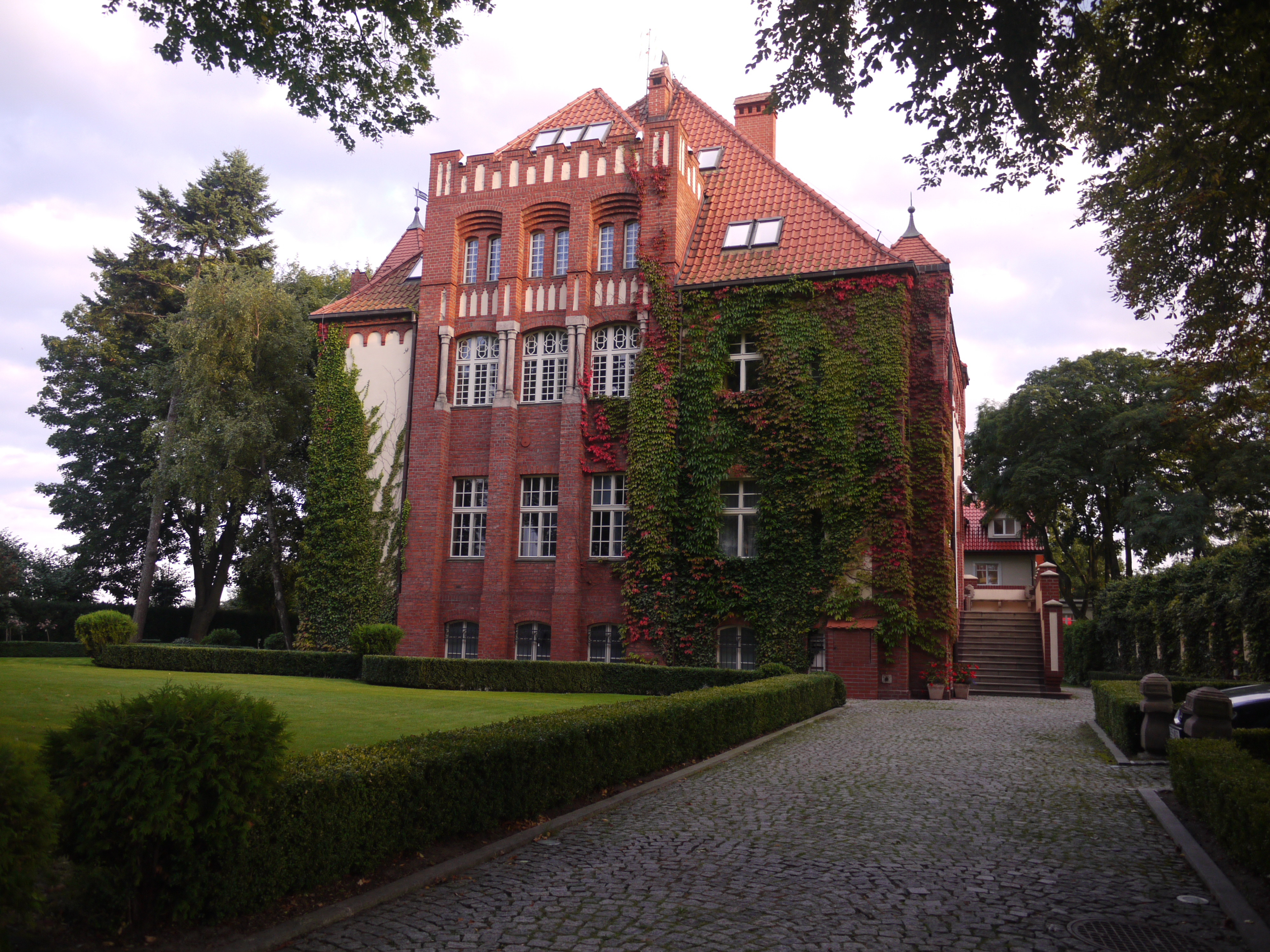
Sopot
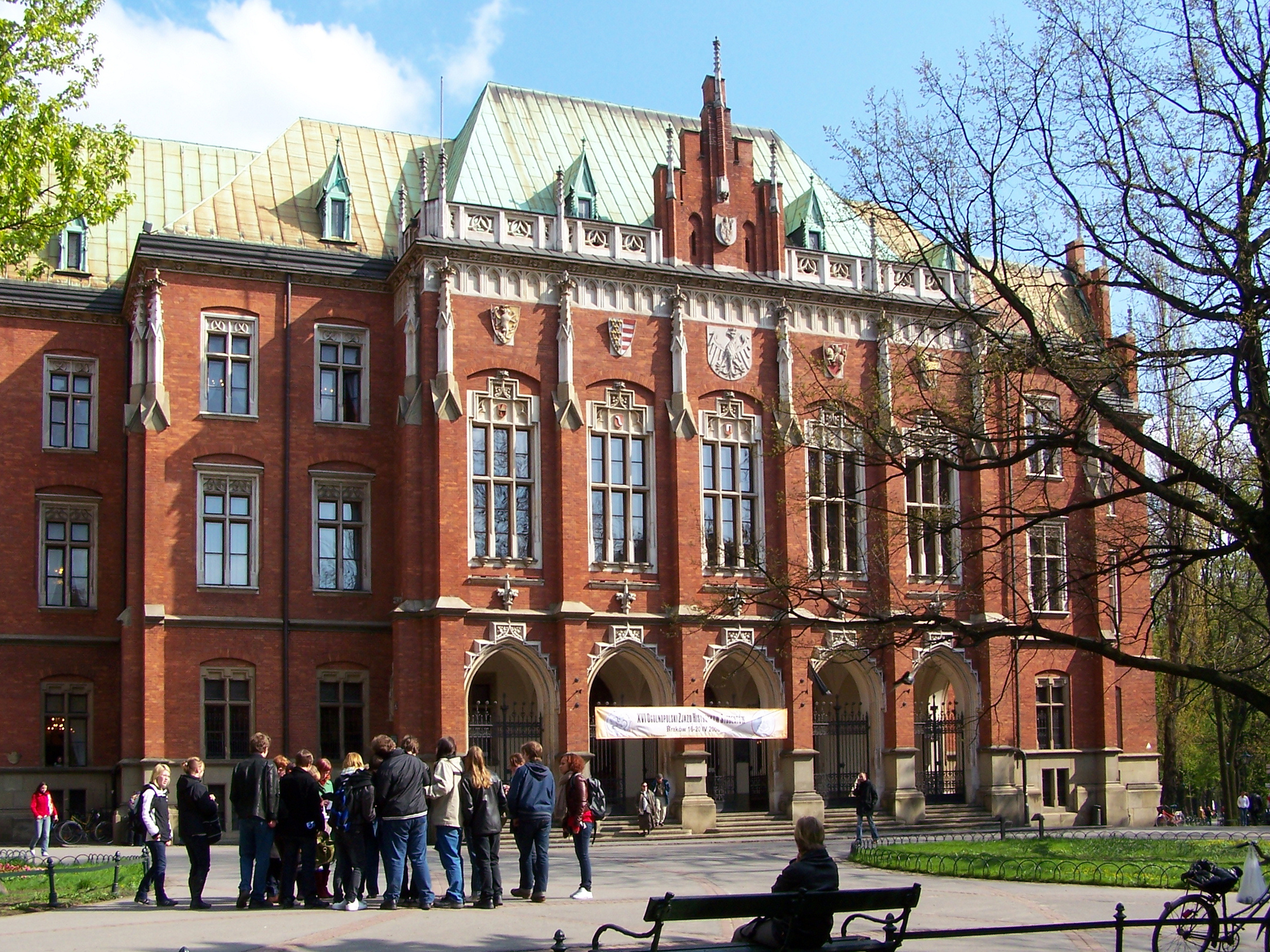
Collegium Novum, Universidad Jagiellonianay, Cracovia
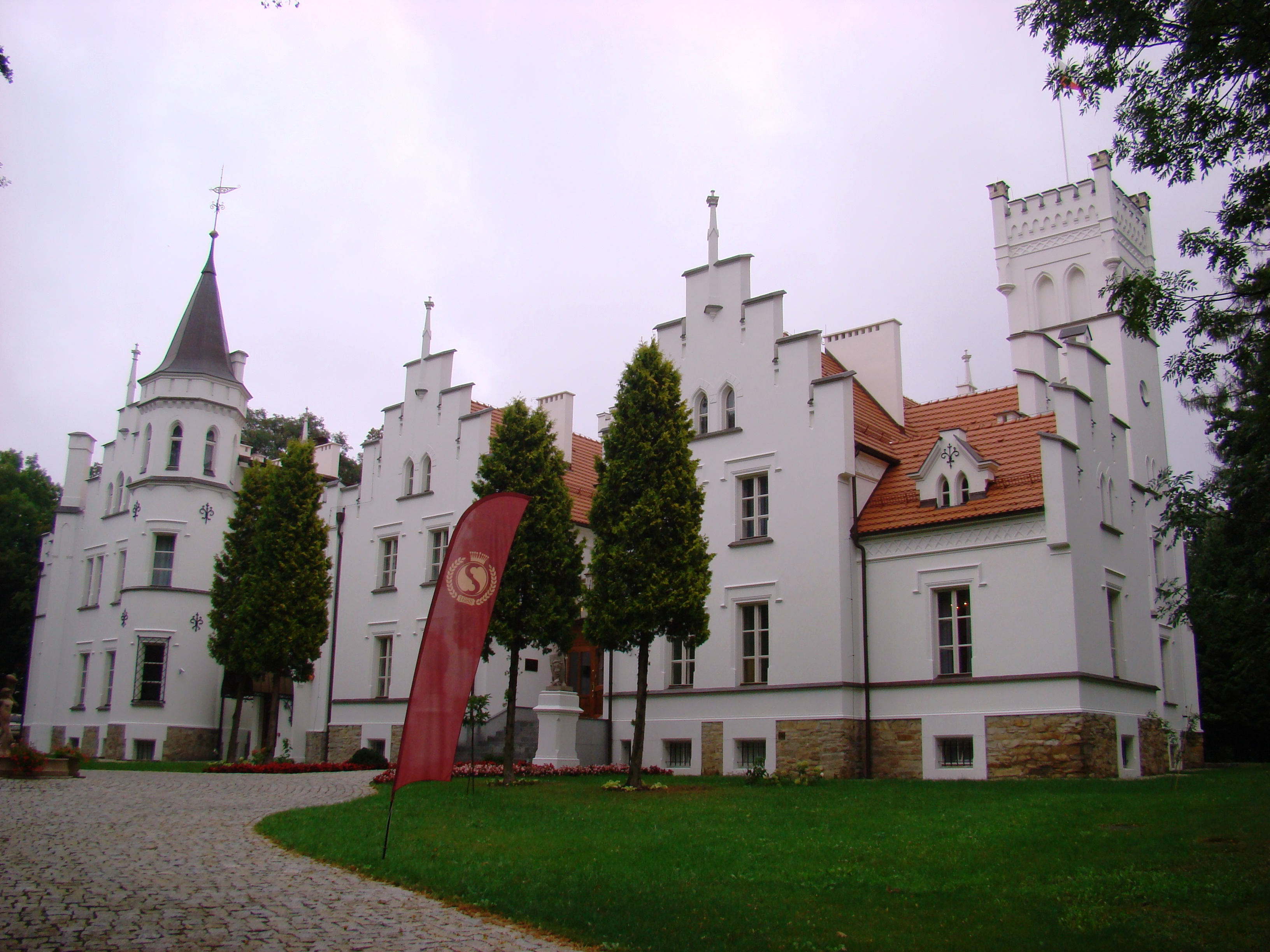
Palacio, Sulisław
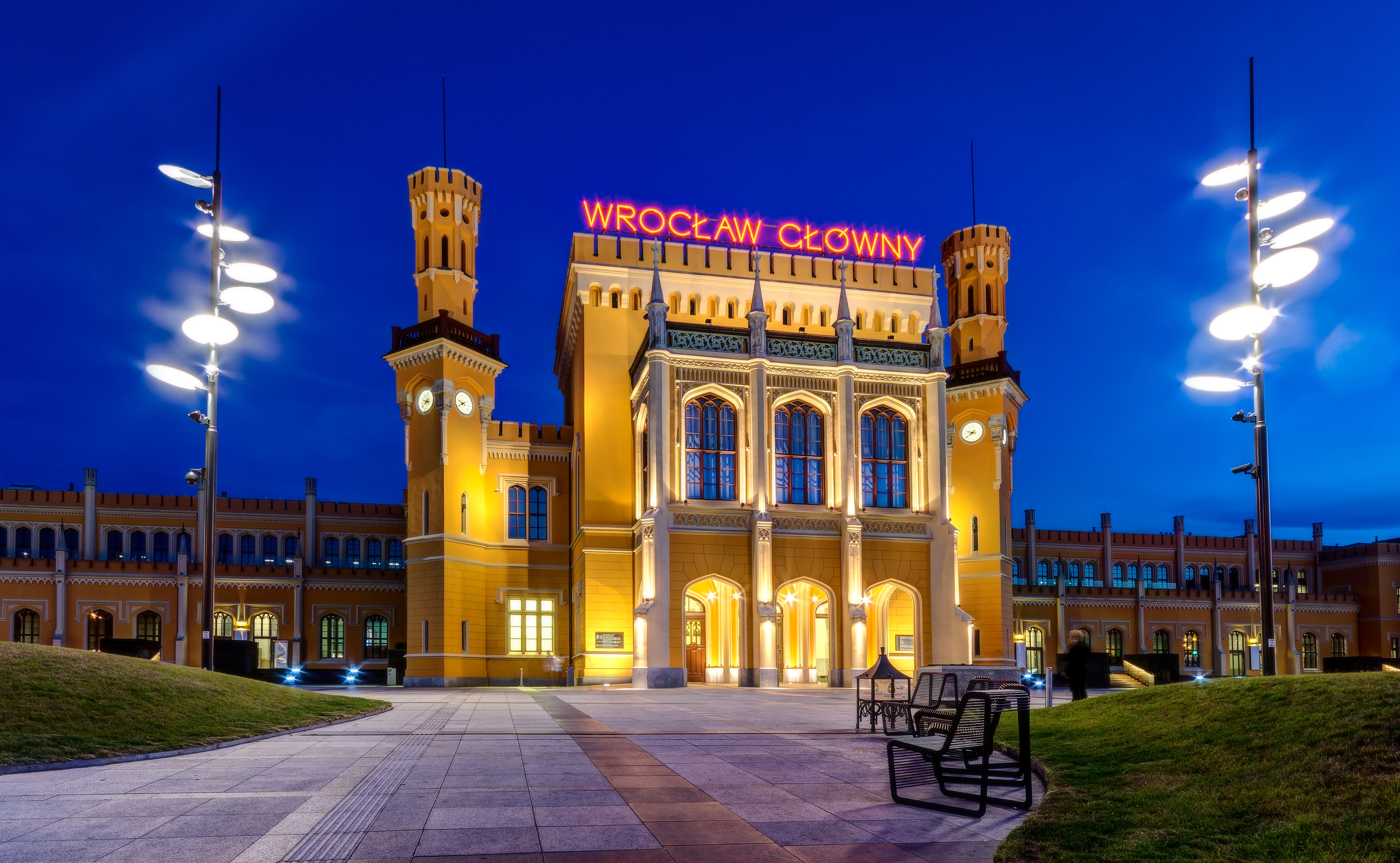
Estación Central de Wrocław (1855-1857), Breslavia, Polonia

Una de las variantes del neogótico que se hizo popular en Polonia fue el llamado estilo Vístula-Báltico (Styl wiślano-bałtycki), que fue considerado temporalmente como el «estilo nacional polaco». Este concepto fue desarrollado en las décadas de 1860 y 1870 por los historiadores de Cracovia Władysław Łuszczkiewicz y Józef Łepkowski, aunque sus conceptos teóricos se encontraron con una respuesta viva entre los investigadores de Mazovia.
En la década de 1880, Karol Matuszewski, quien promovió el estilo Vístula-Báltico, trató los problemas del gótico como estilo nacional polaco. Ese estilo fue particularmente popularizado por el concurso para el diseño de la Catedral de San Miguel Arcángel y San Florian Mártir en Varsovia, en el que las regulaciones estipulaban que el estilo del templo debía ser arqueado en la llamada sombra Vístula-Báltico. Se eligió un proyecto de Józef Pius Dziekoński. Otro proyecto importante en el estilo fue la Iglesia de la Asunción de la Bienaventurada Virgen María en Łódź (1887-1897), diseñada por Konstanty Wojciechowski (1841-1910).
Otros ejemplos son la Catedral de la Protección de la Santísima Virgen María en Radom (1894-1910), la Iglesia de la Asunción de la Santísima Virgen María en Białystok, la Iglesia de Nuestra Señora de la Consolación en Żyrardów, la Iglesia de San Stanisław en Czerwonka Liwska, la Iglesia de San Stanisław Biskupa en Varsovia, la Iglesia en Milejów, la Iglesia en Marki, o las Iglesias de Milejów, Gorzkowice, Zduny, Radziwi, Rozniszów, Mogielnica, Dłutów, Dąbrowa Górnicza, Sosnowiec-Pogoń, Sosnowiec-Niwka, Strzemieszycach y Sosnowcu-Zagórzu. En un estilo ligeramente diferente que recuerda a Malopolska, también trabajaron arquitectos como el gótico Slawomir Odrzywolski (1846-1933, iglesia de Piastowe en el lugar), Teodor Talowski (1857-1910, Iglesia de las Santas Olga e Isabel en Lviv) y Jan Sas-Zubrzycki (1860-1935, iglesias en Szczurowa y Trześniów). Este último introdujo la denominación «estilo Vístula» en la década de 1890, ejemplo del cual puede ser la iglesia de San José en Podgórze (1905-1909), en Cracovia.

Neogótico en Polonia
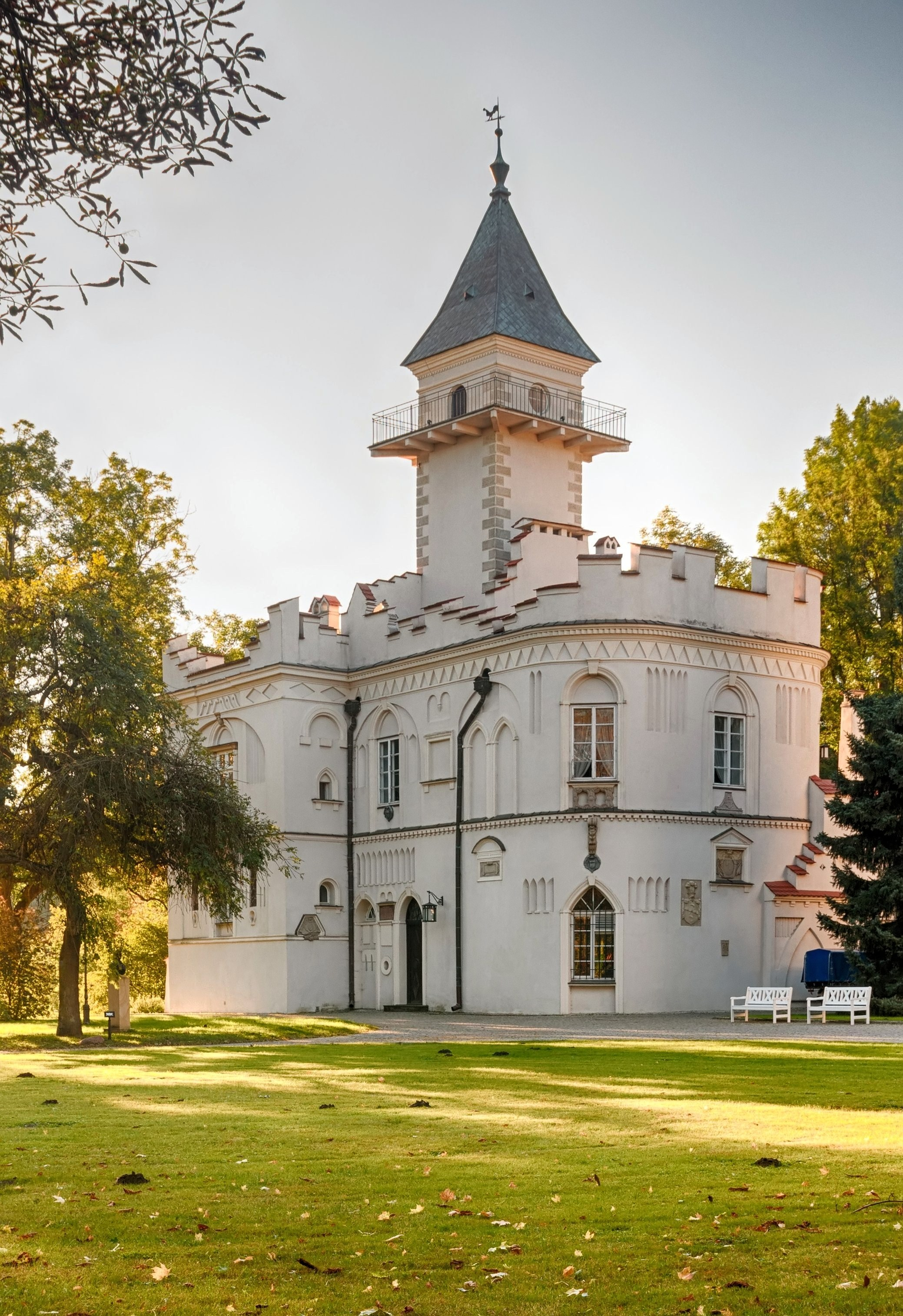
Castillo en Radziejowice (1802), Jakub Kubicki
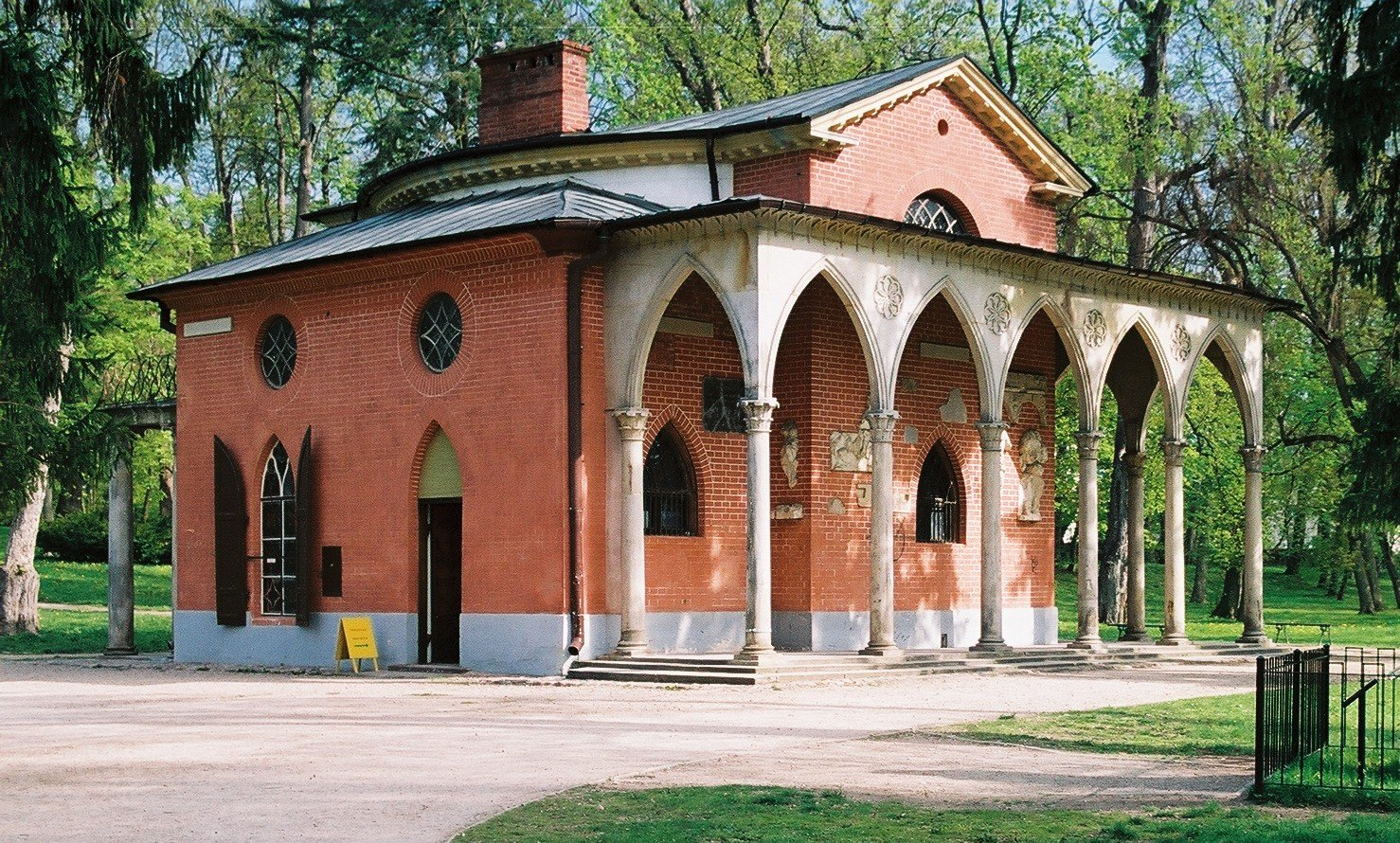
Casa gótica (1809) en el complejo palaciego de Czartoryski, Puławy, de Chrystian Piotr Aigner
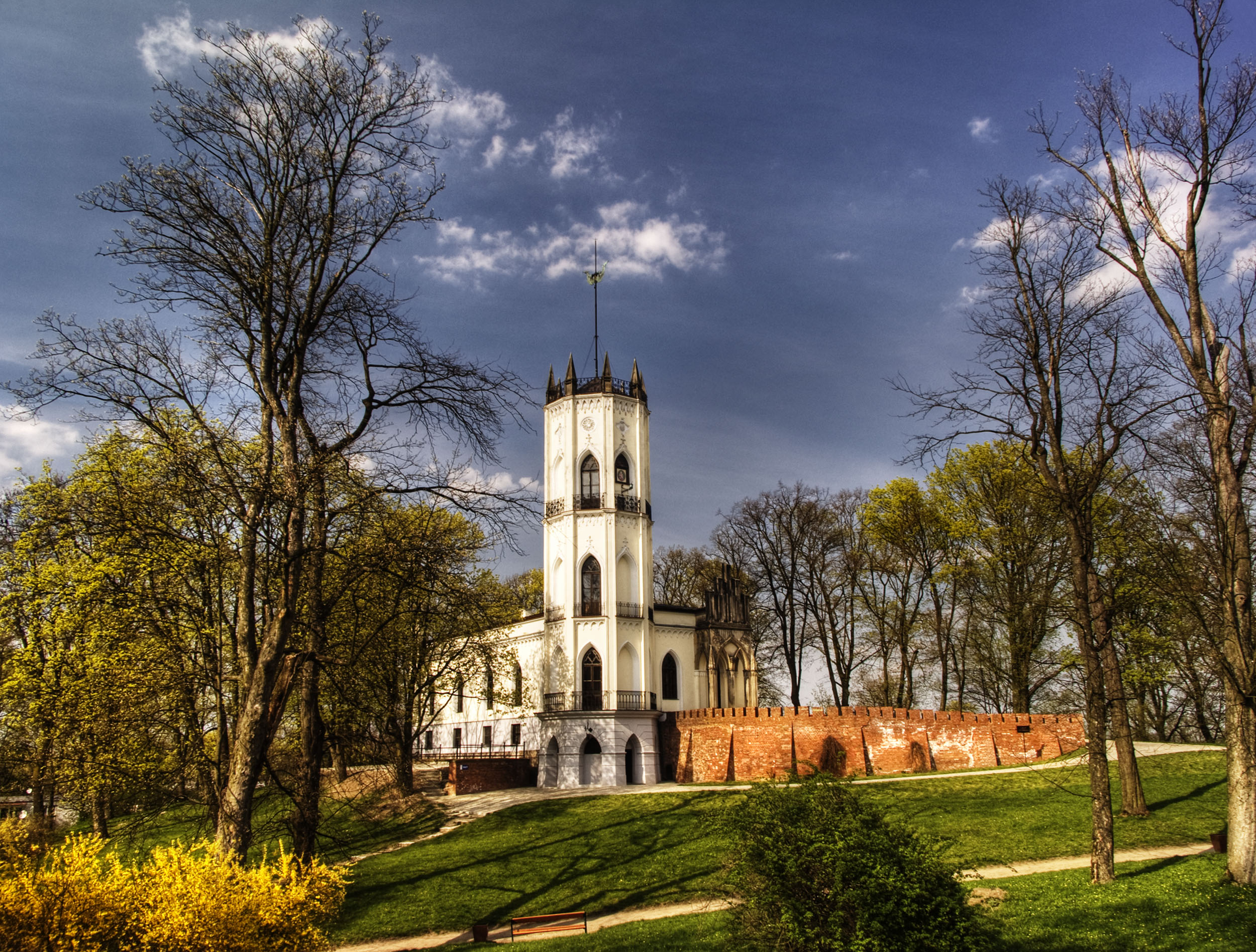
Castillo Krasiński en Opinogóra, 1828
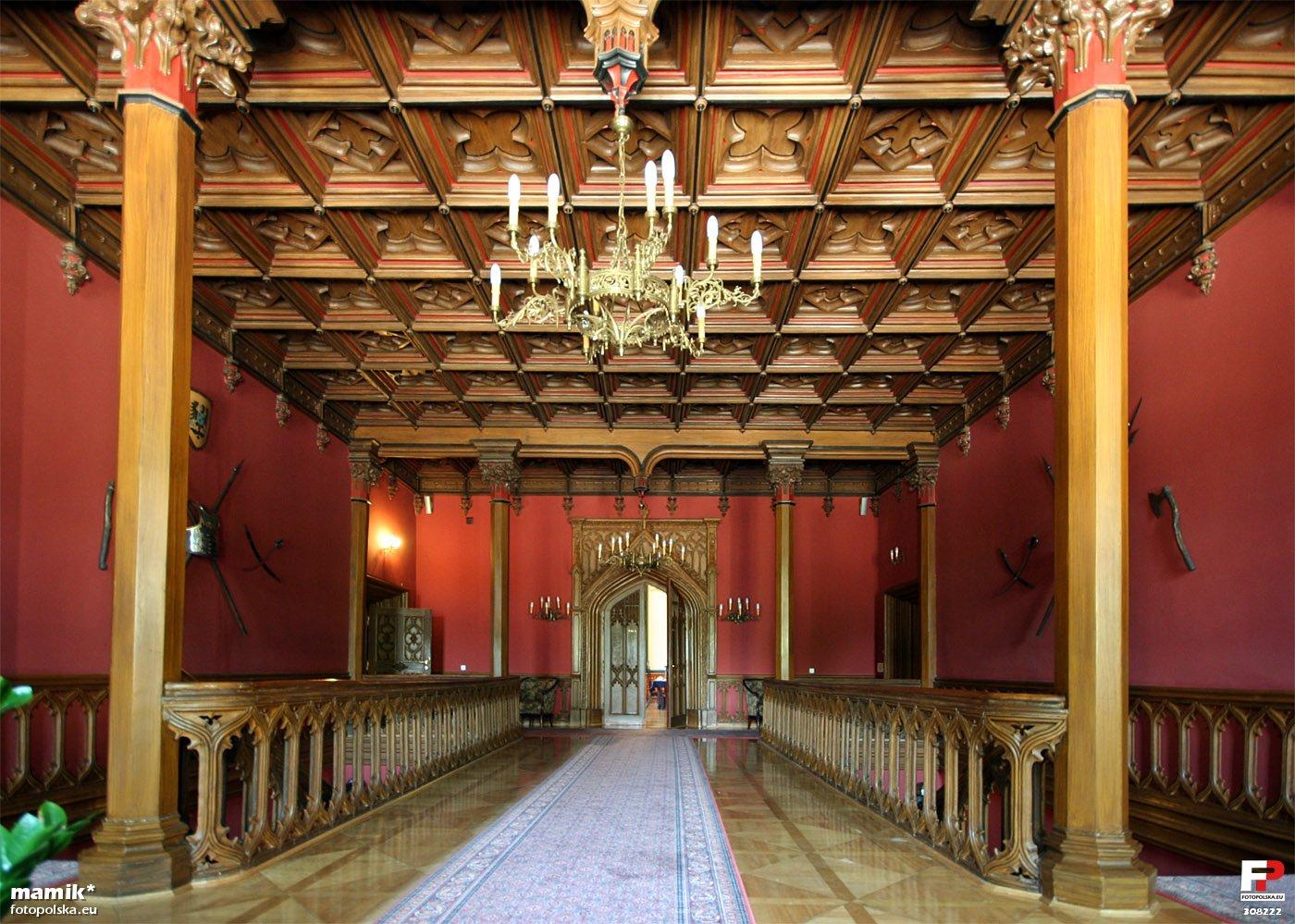
Sala del palacio en Starejwsi (1859-1862), Bolesław Podczaszyński
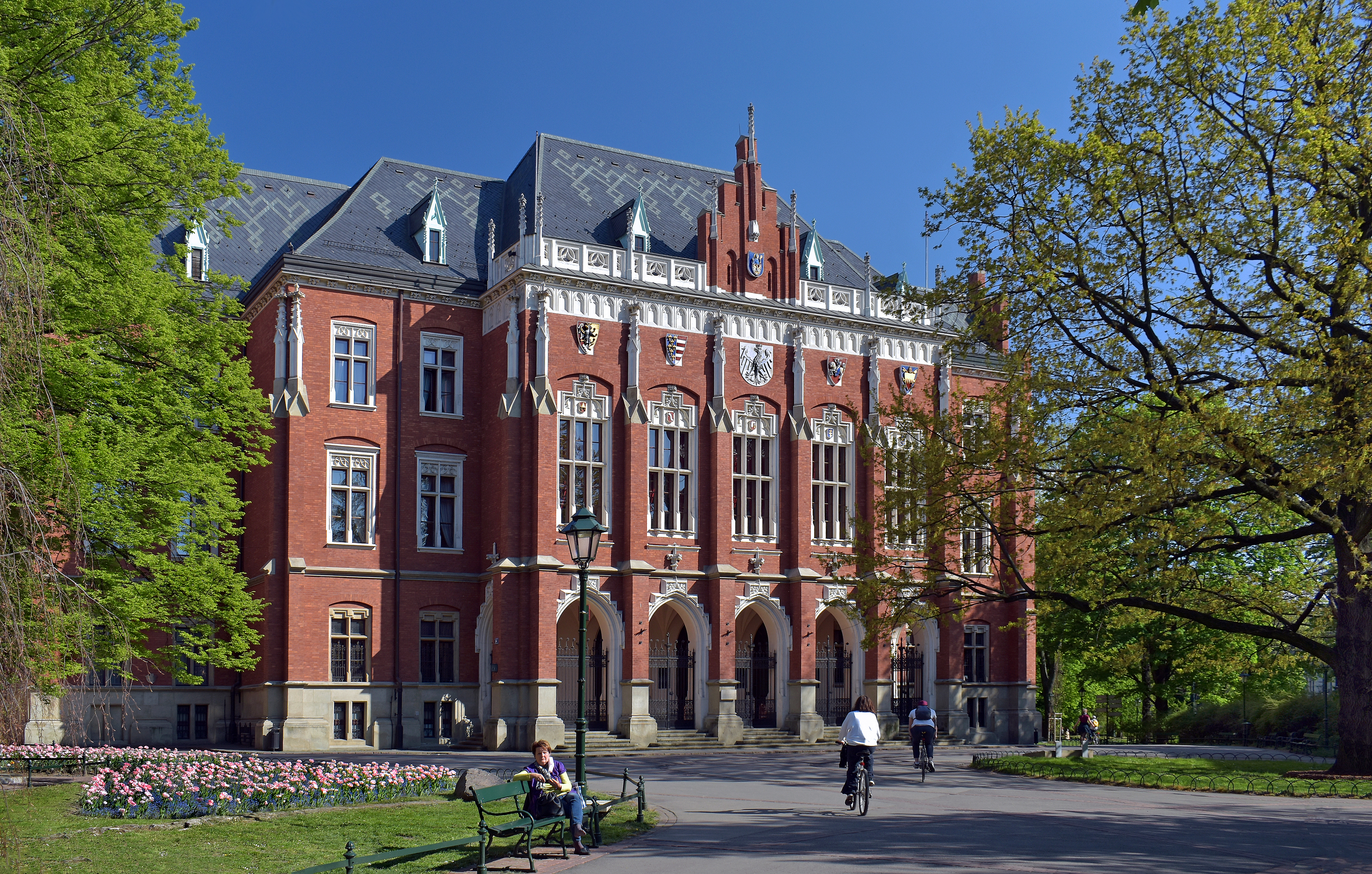
Colegio Novum de la Universidad Jagiellonian (1883-1887), Cracovia, diseñado por Feliks Księżarski
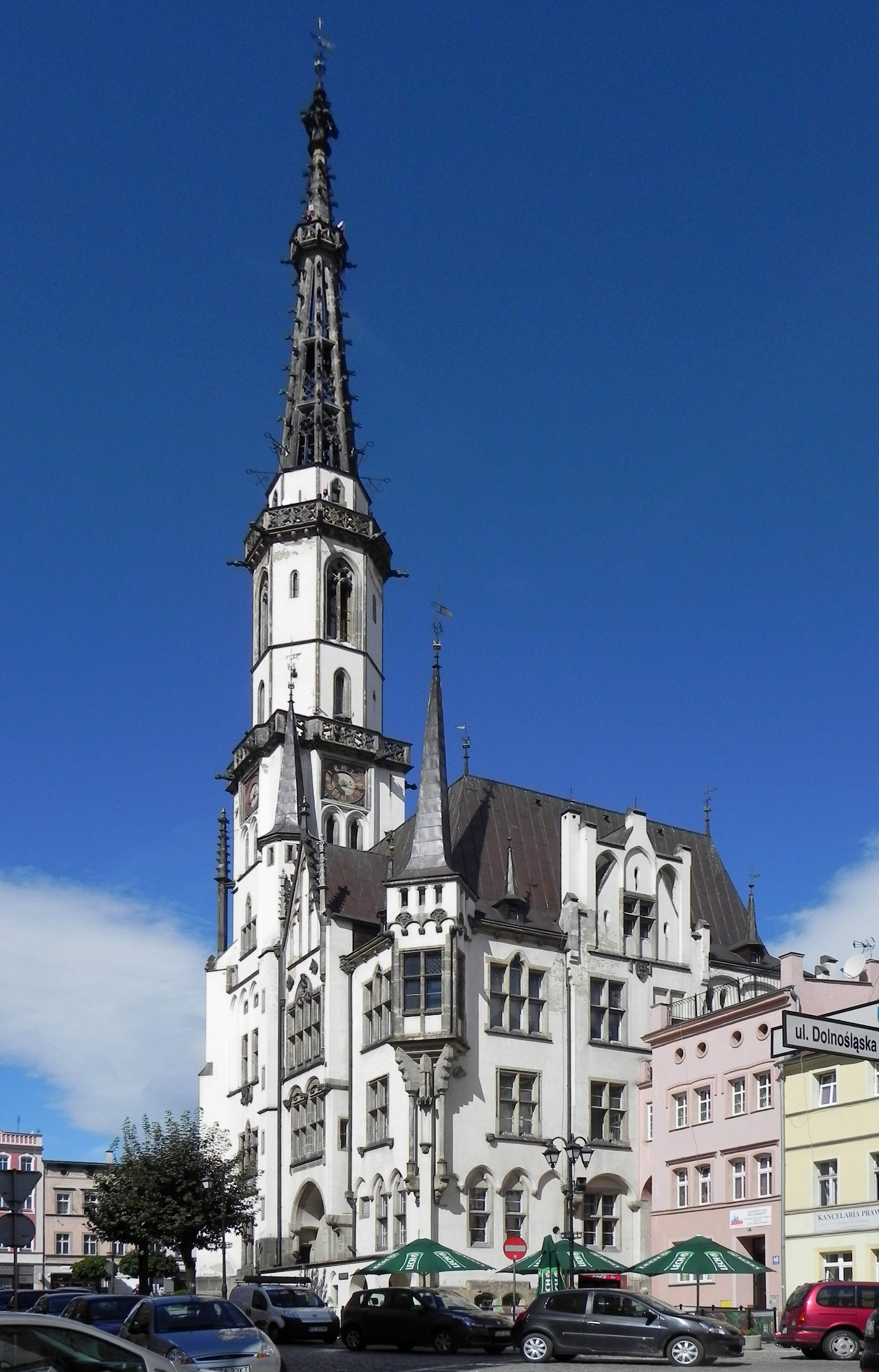
Ayuntamiento en Ząbkowice Śląskie (1862-1864), de Alexis Langer

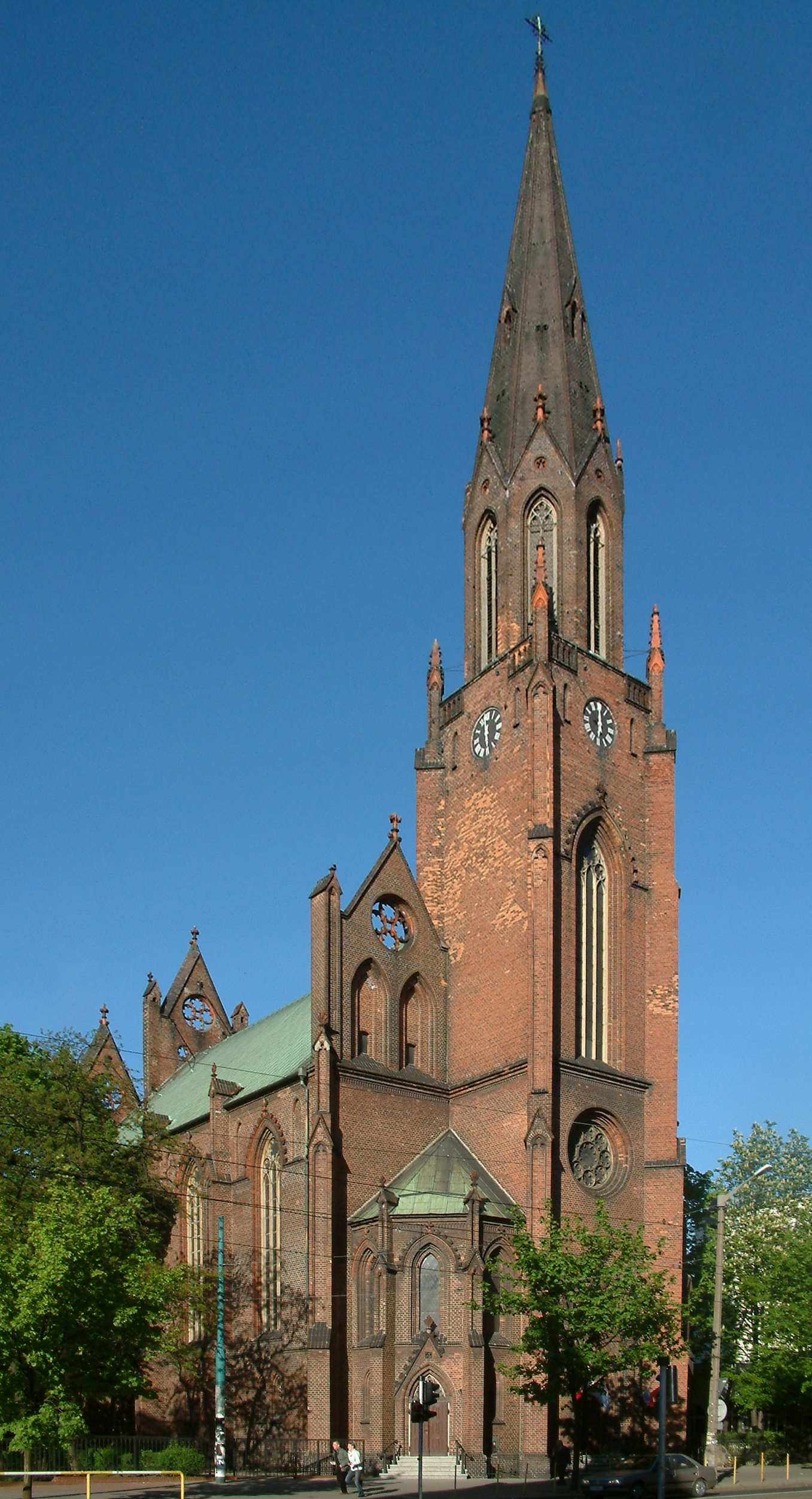
Iglesia del Santo Salvador en Poznań (1866-1869), de Friedrich August Stüler
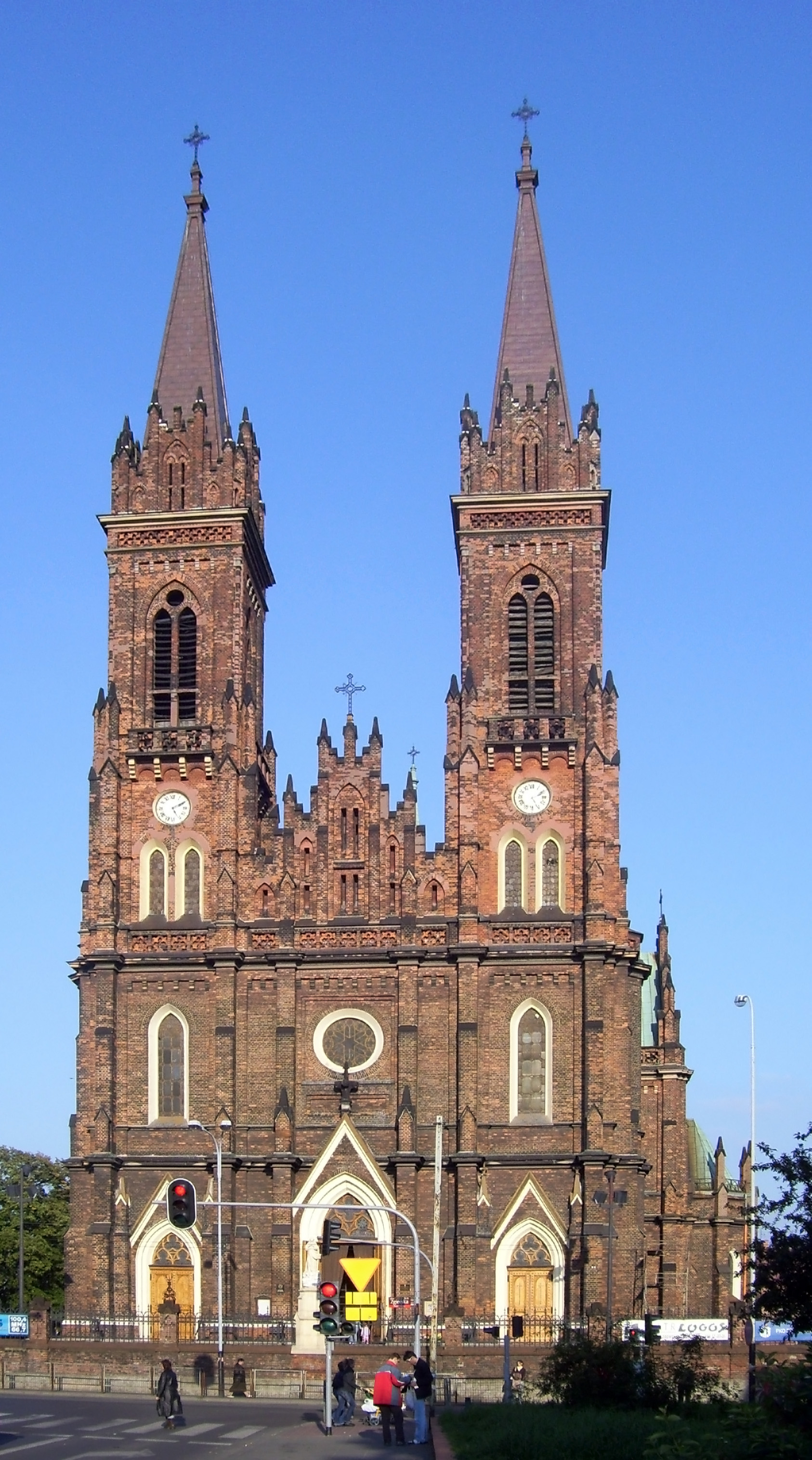
Iglesia de la Asunción en Łódź (1887-1897), de K. Wojciechowski
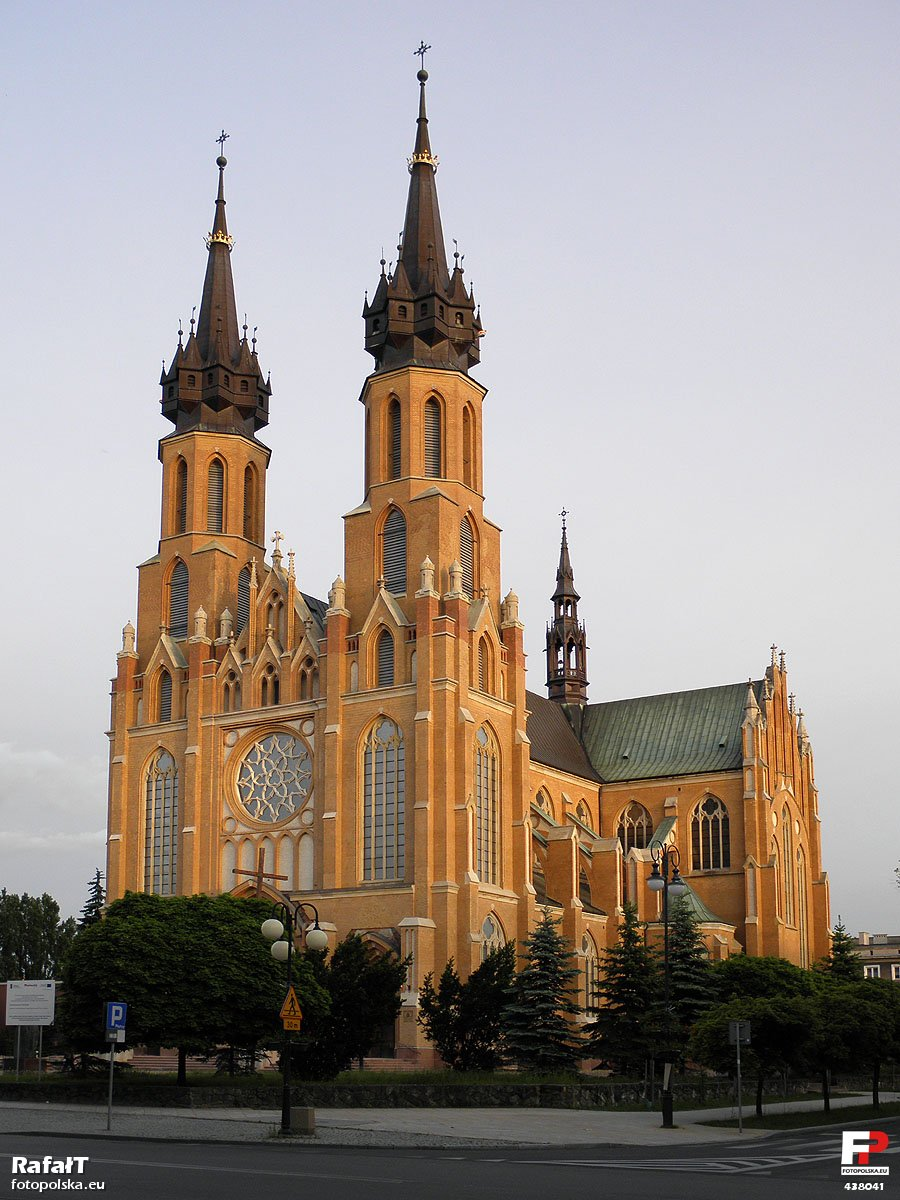
Catedral de la Protección de la Santísima Virgen María en Radom (1894-1910)
Catedral de San Miguel Arcángel y San Florian Mártir (1897-1904), Varsovia
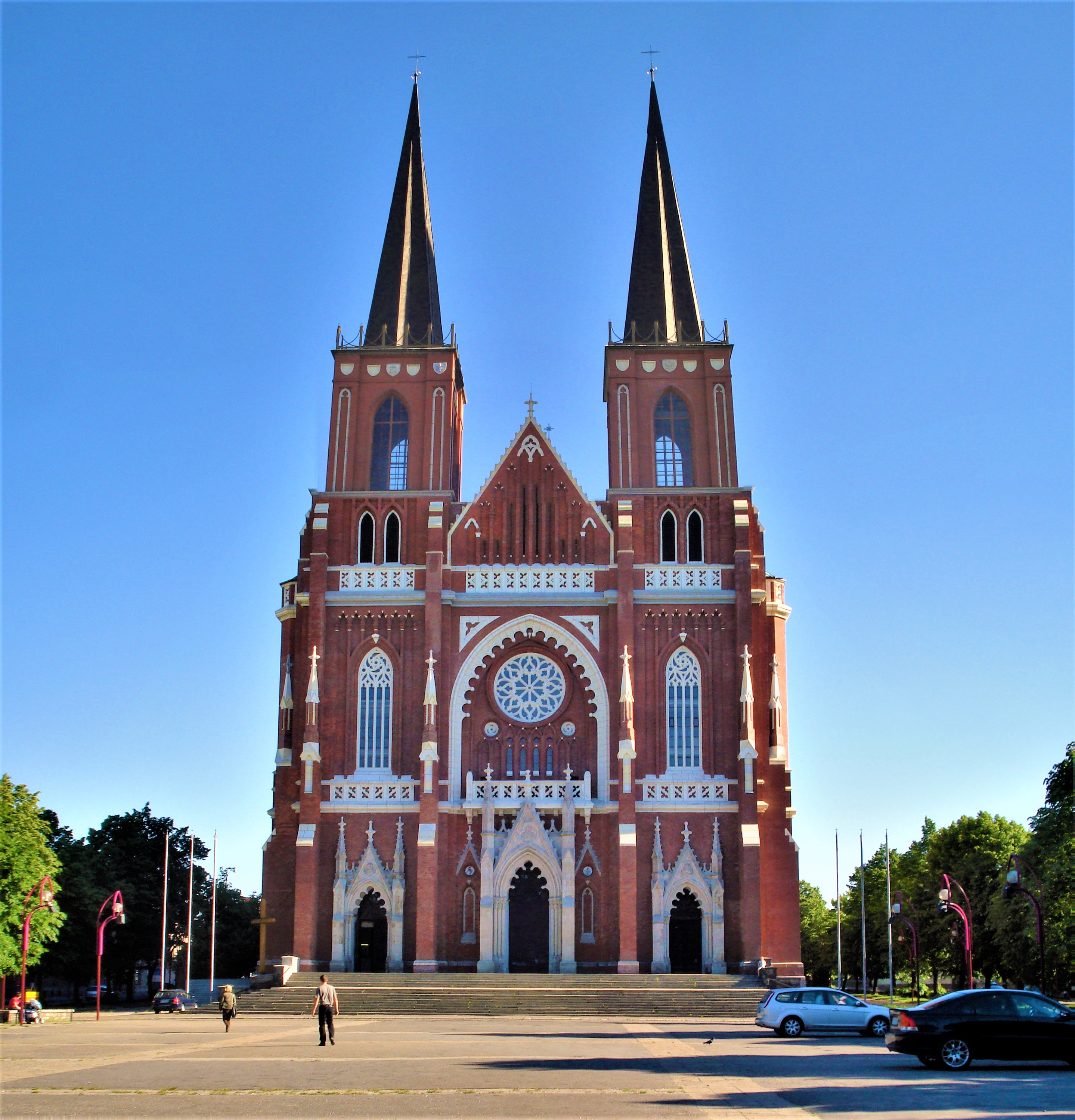
Catedral basílica de la Sagrada Familia (Częstochowa) (1901-1927), de K. Wojciechowski
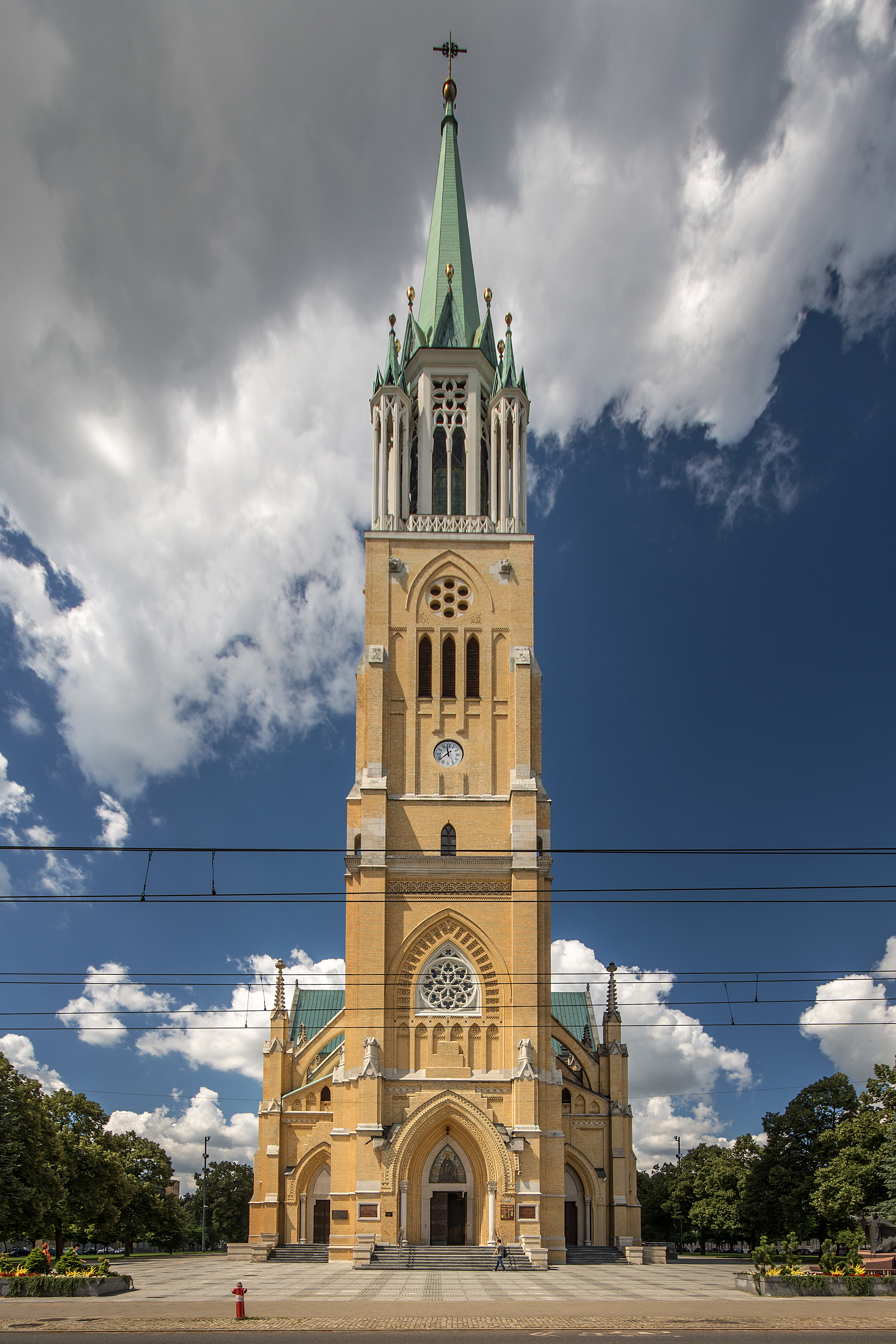
Catedral de Łódź (1901-1912)
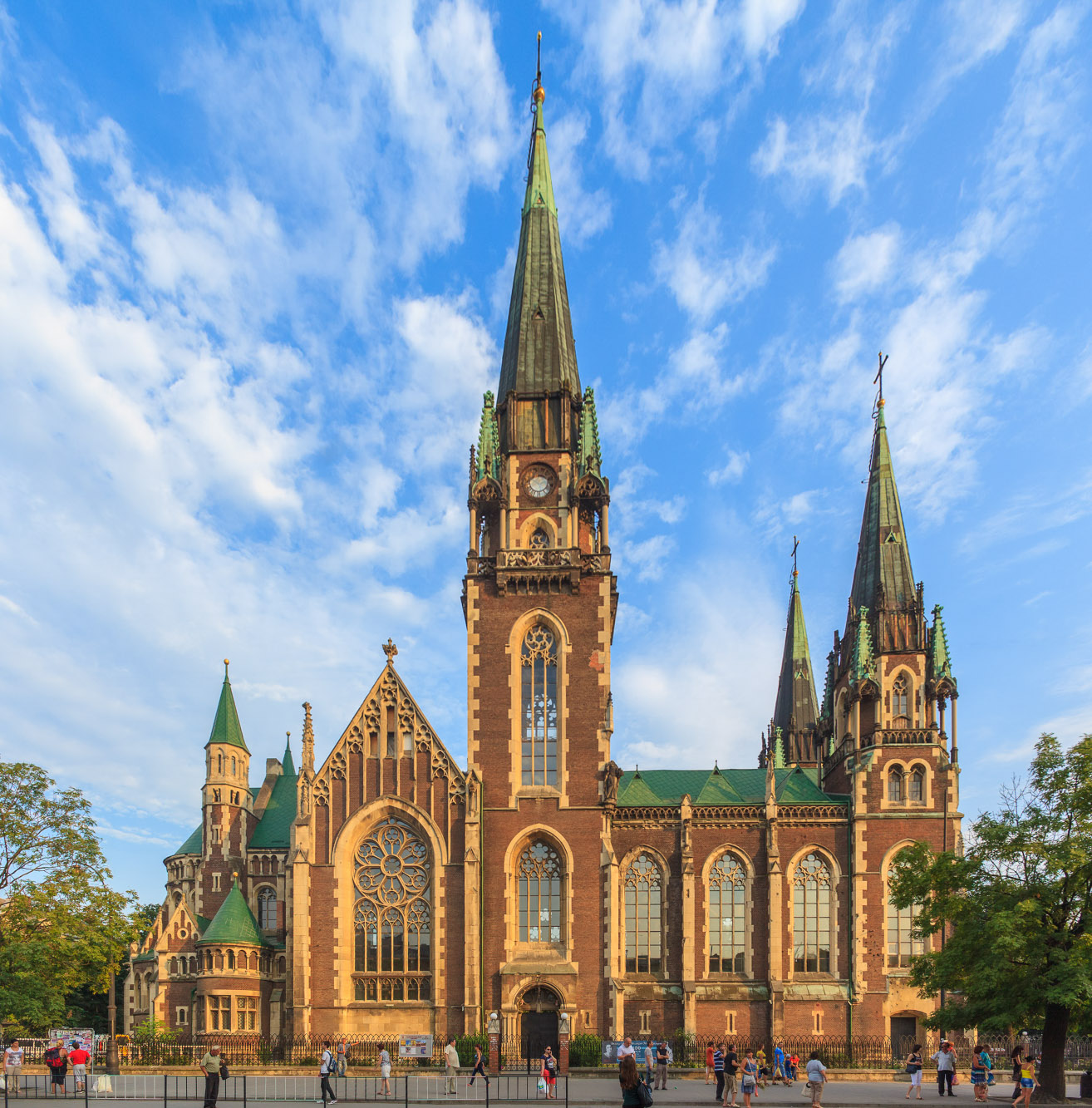
Iglesia de las Santas Olga e Isabel (1903-1911) en Leópolis, de Teodor Talowski
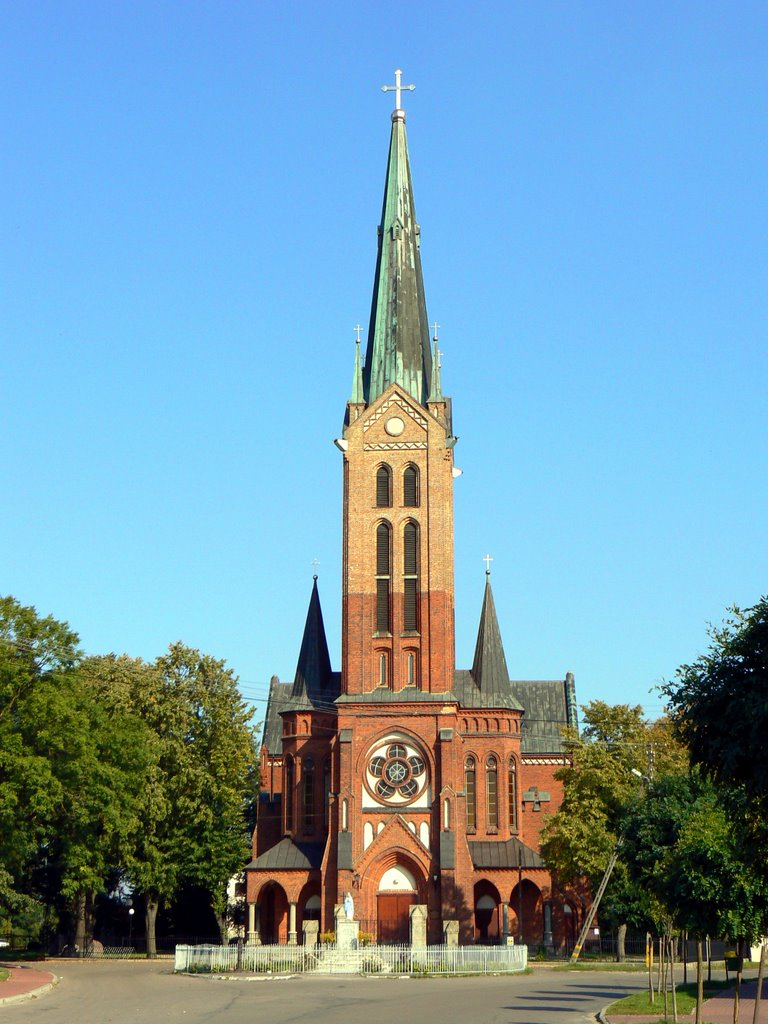
San Stanisław Biskupa y Mártir en Postoliskach (1913-1919), diseñada por Hugon Kuder

### Neogótico en Europa central y oriental
Fue sobre todo en la Europa central y oriental, dividida en múltiples estados y sometida a las tensiones que terminarían por producir la unificación alemana y la expansión del Imperio austrohúngaro en los Balcanes, donde el neogótico se convirtió en la expresión de un arte «nacional». En Alemania, los más célebres arquitectos neogóticos fueron Karl Friedrich Schinkel y Ernst Friedrich Zwirner. Las obras más significativas fueron las casas consistoriales (Rathaus), además del impulso para la conclusión de numerosos edificios religiosos que llevaban siglos sin concluir, como la Catedral de Colonia. En el sur, Baviera, destaca la construcción impulsada por Luis II. En el Imperio austrohúngaro se construyeron ex novo edificios neogóticos como la Votivkirche de Viena. El Parlamento de Budapest (1885-1904) fue un grandioso proyecto constructivo del gobierno húngaro que se había iniciado en 1867 y que se eligió en un concurso internacional. En algunas construcciones del Imperio ruso también se acogió el estilo.

Hungría
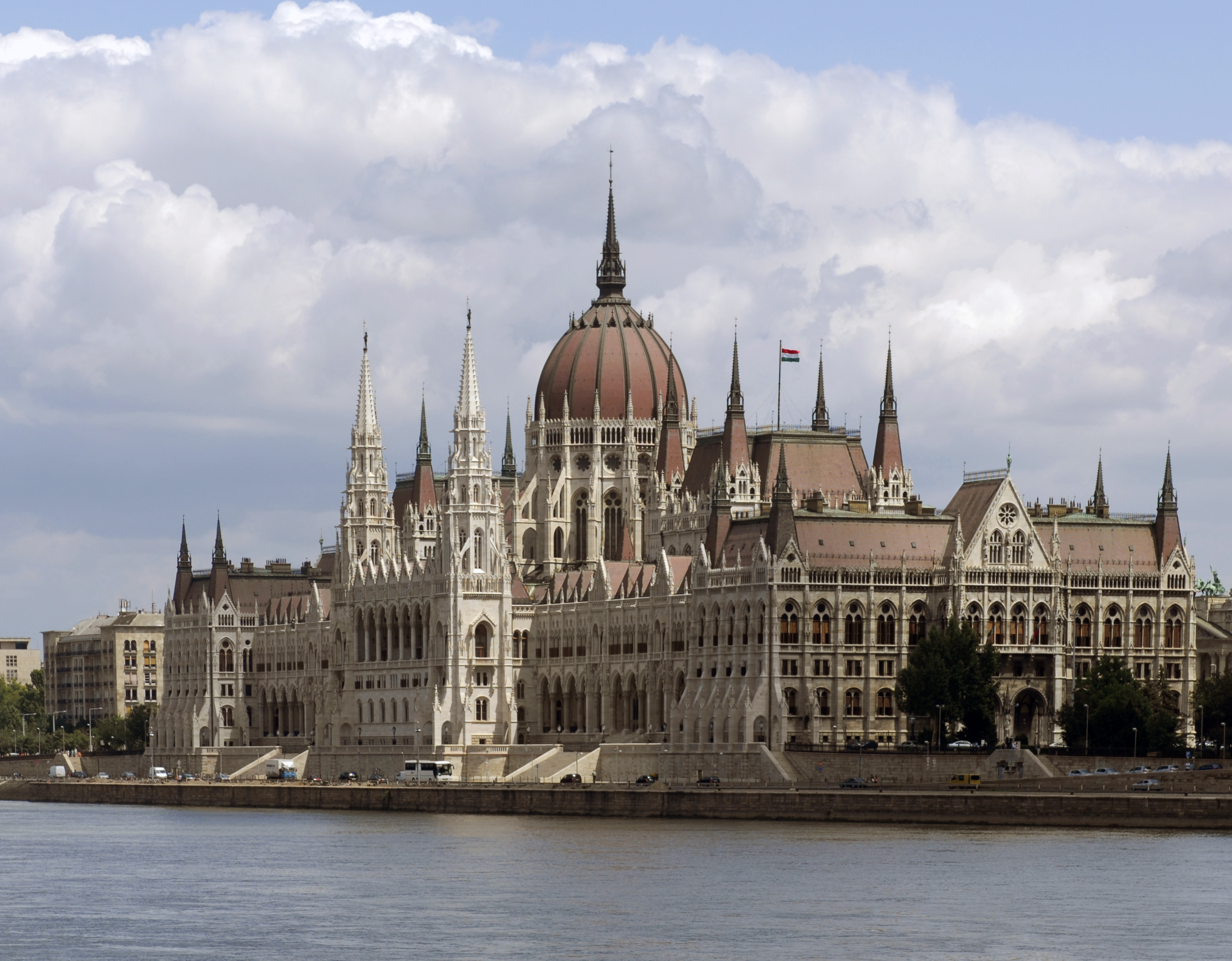
Parlamento de Hungría (1885-1904) en Budapest
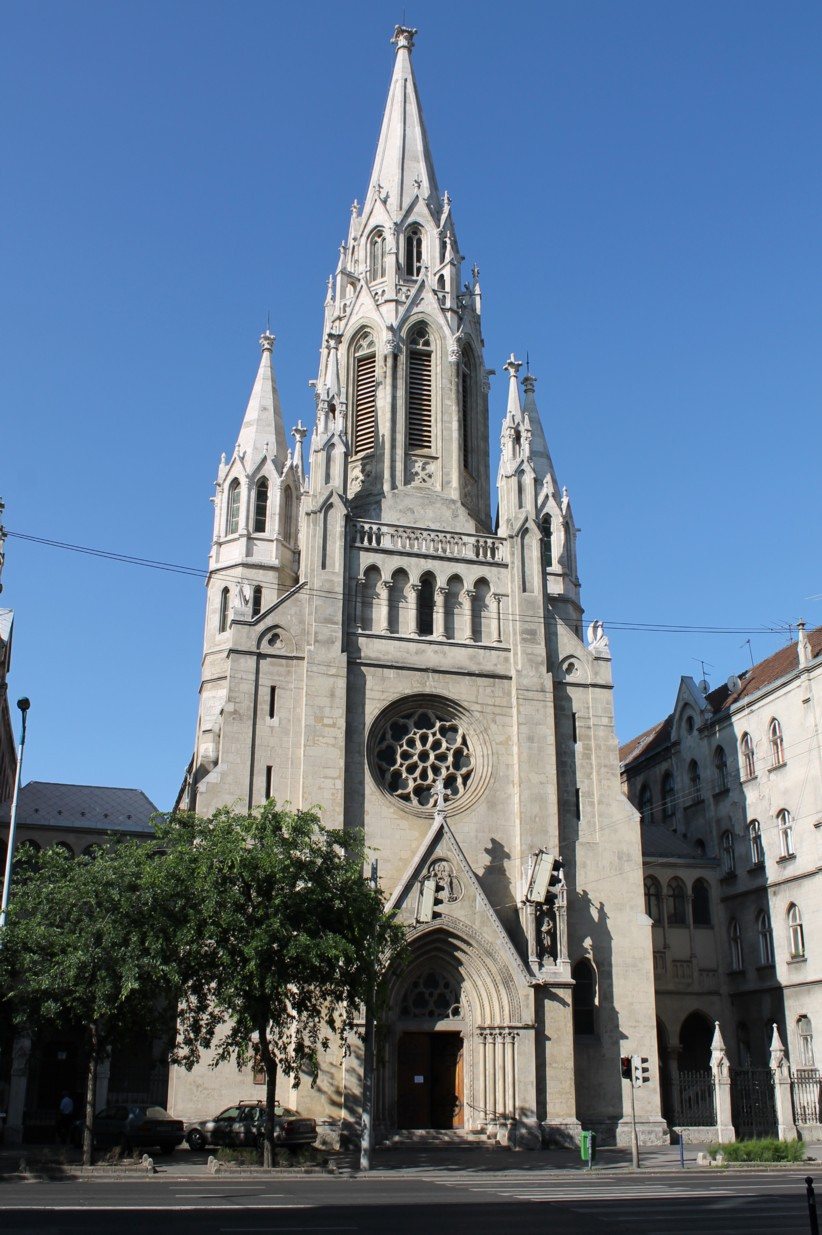
Örökimádás templom (iglesia de la Adoración Perpetua), Budapest
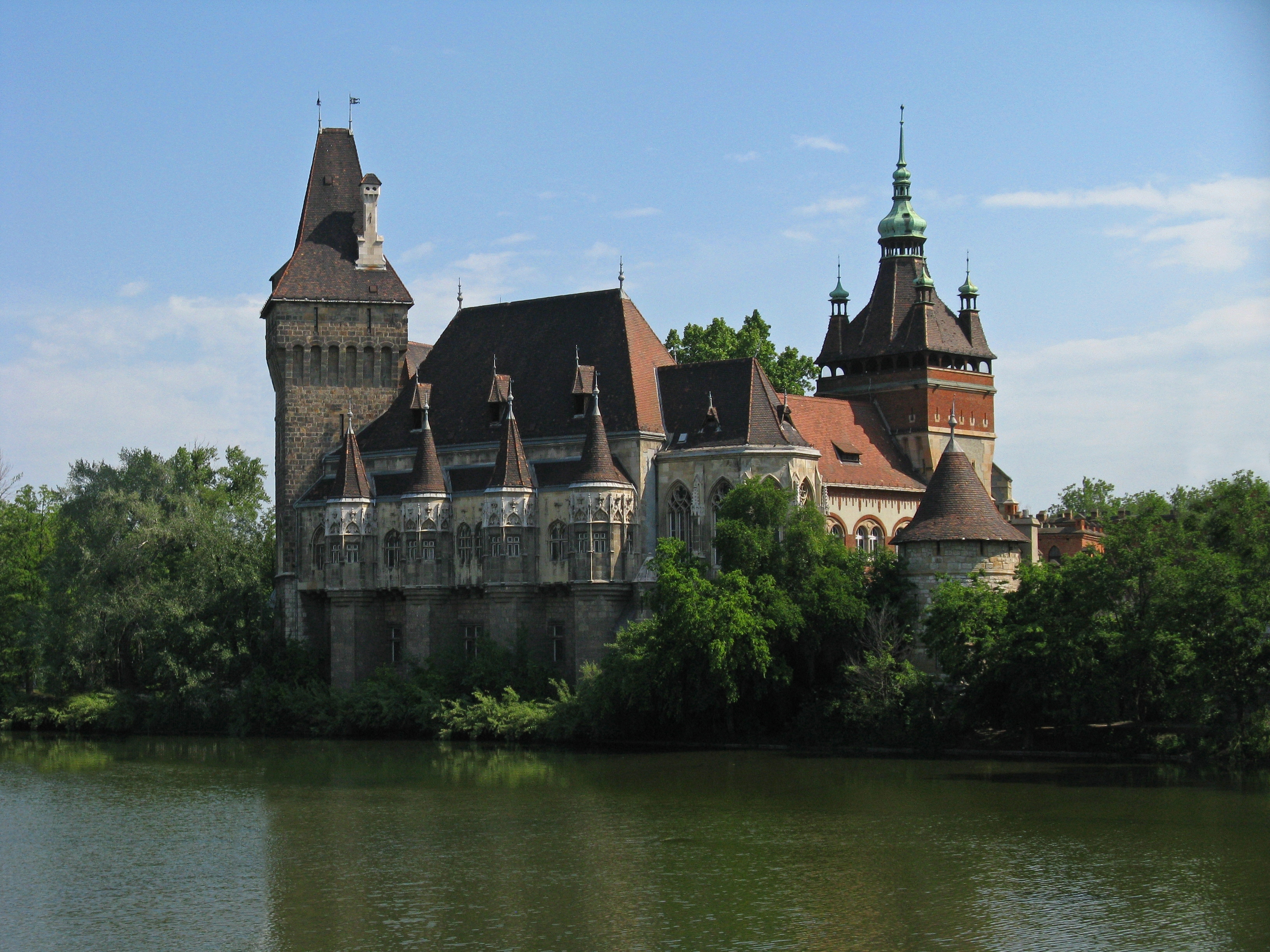
Castillo de Vajdahunyad de Budapest
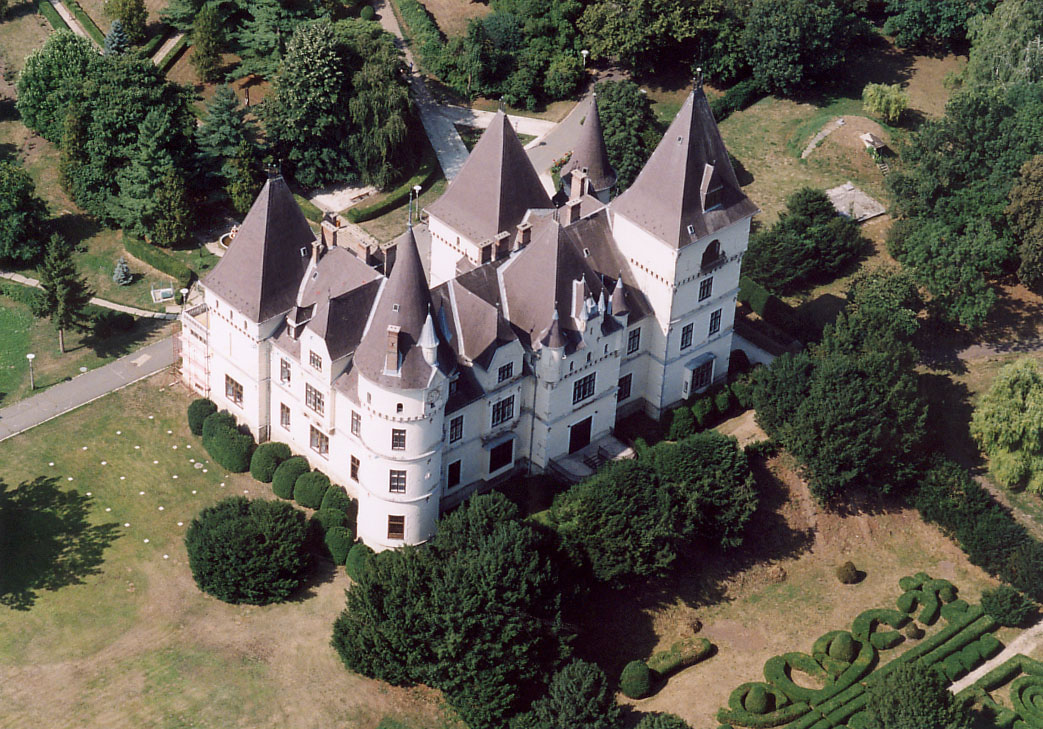
Palacio Andrássy en Tiszadob
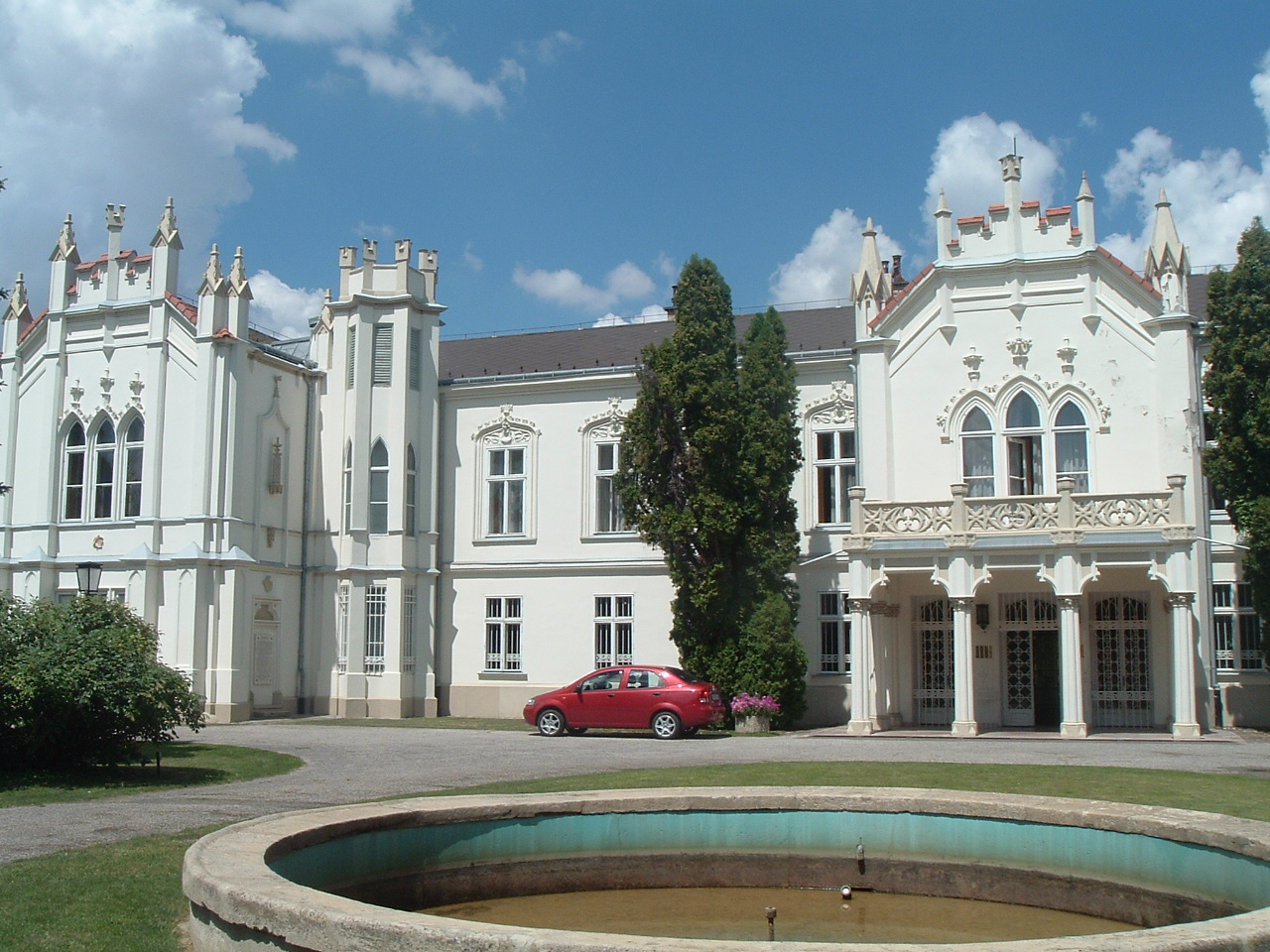
Palacio de la condesa Teréz Brunszvik de Korompa en Martonvásár
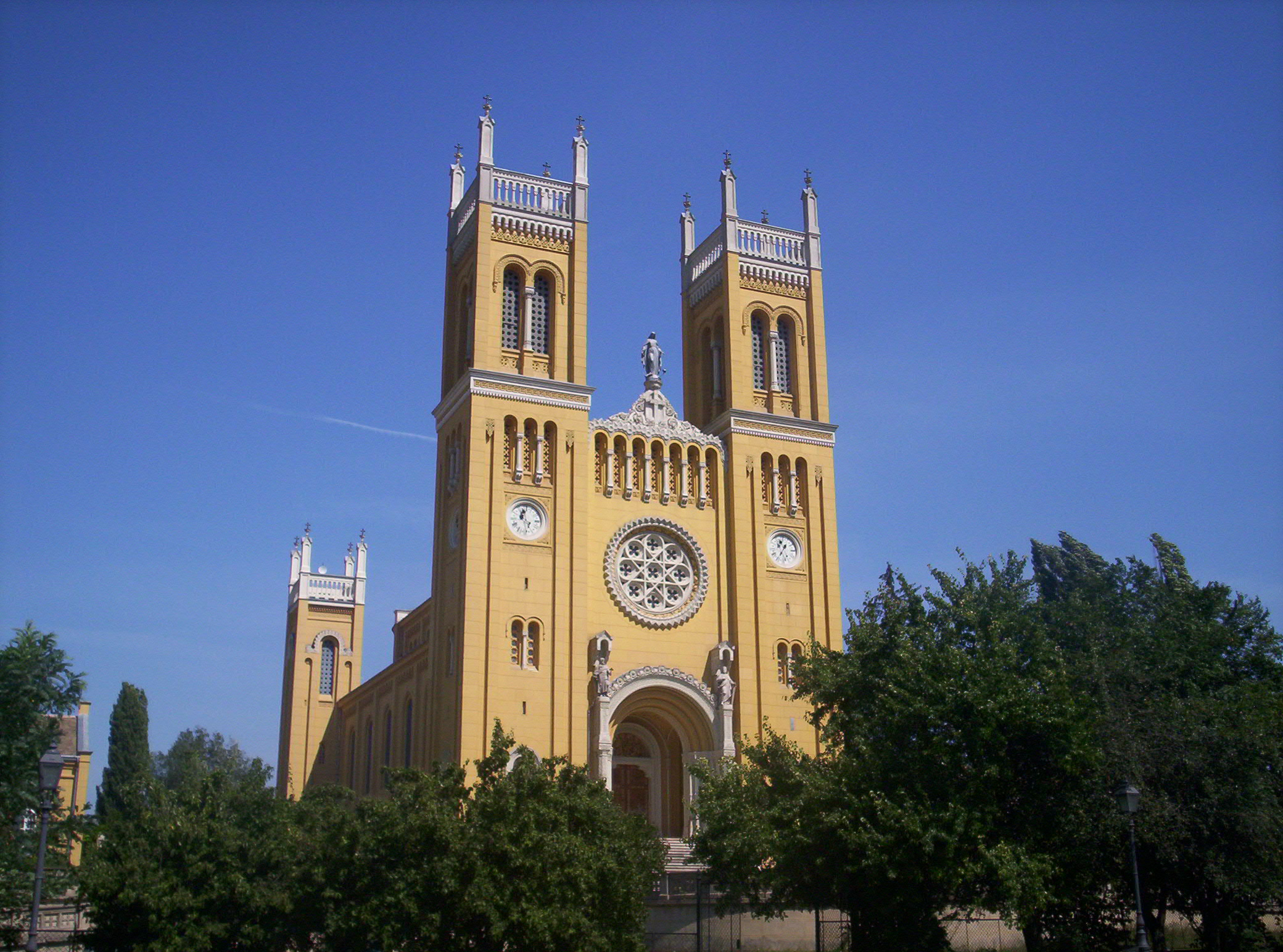
Iglesia de la Inmaculada Concepción de Fót, con elementos islámicos y bizantinos
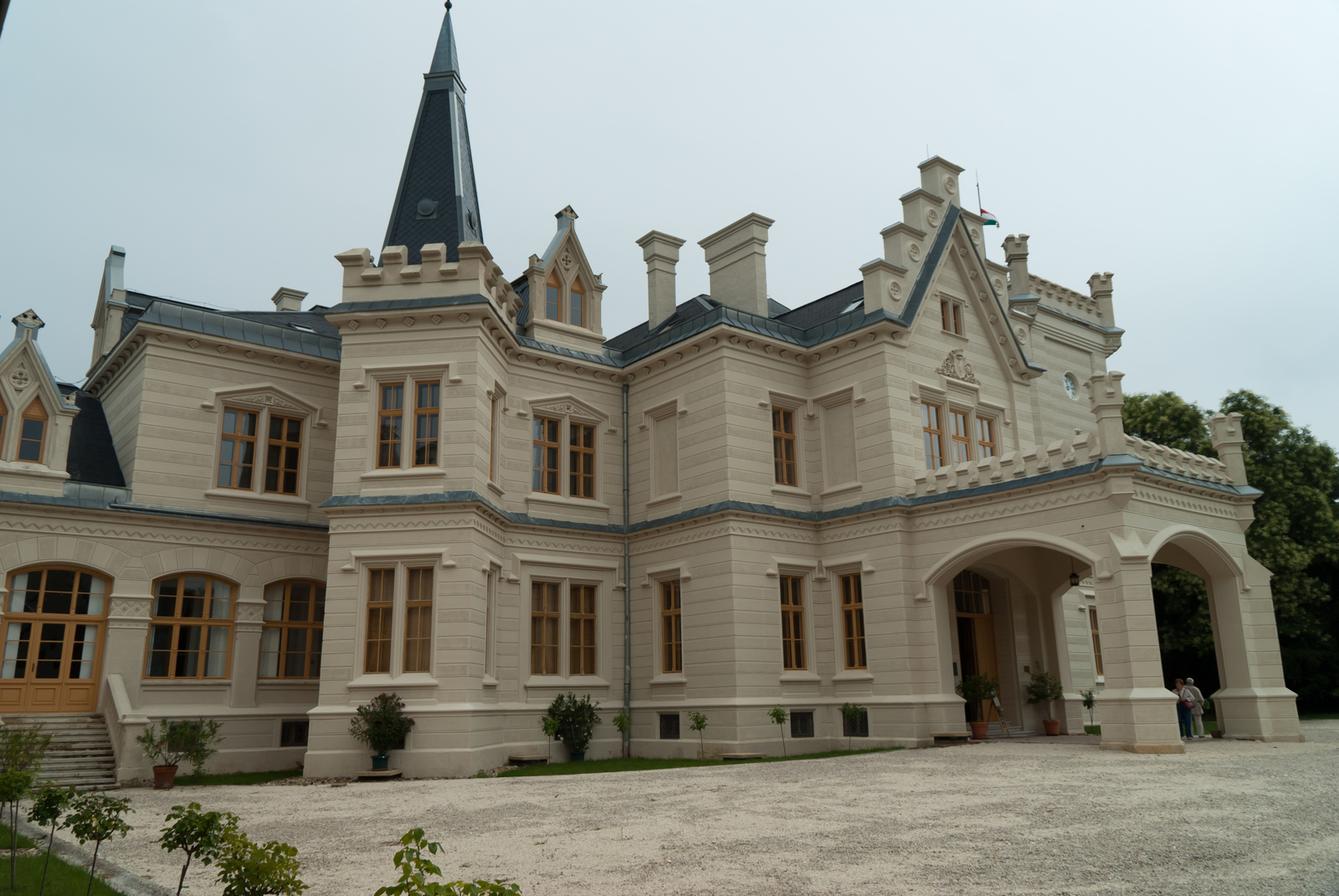
Mansión Nádasdy Mansion en Nádasdladány

Neogótico en Europa central y oriental
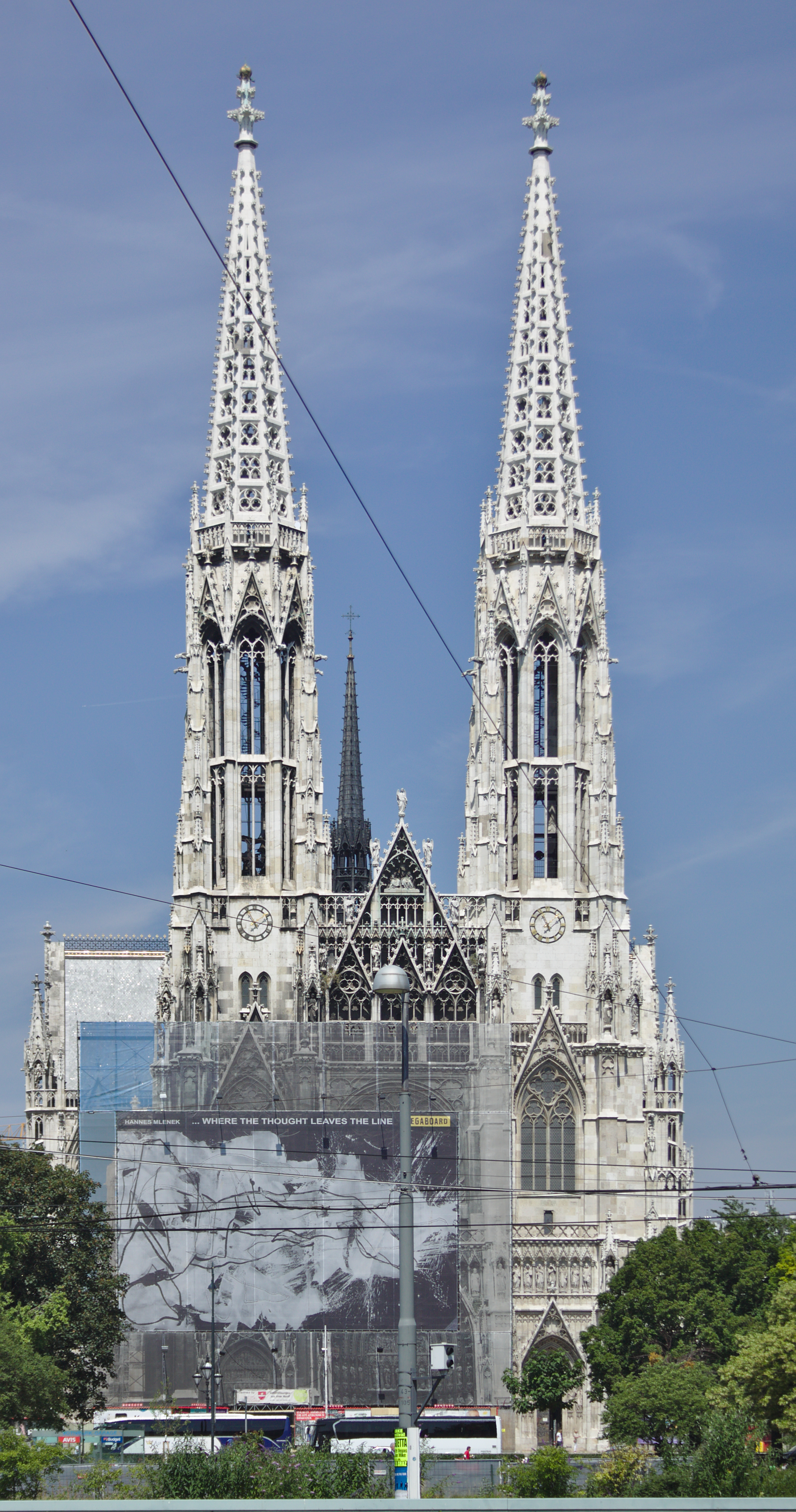
Votivkirche de Viena
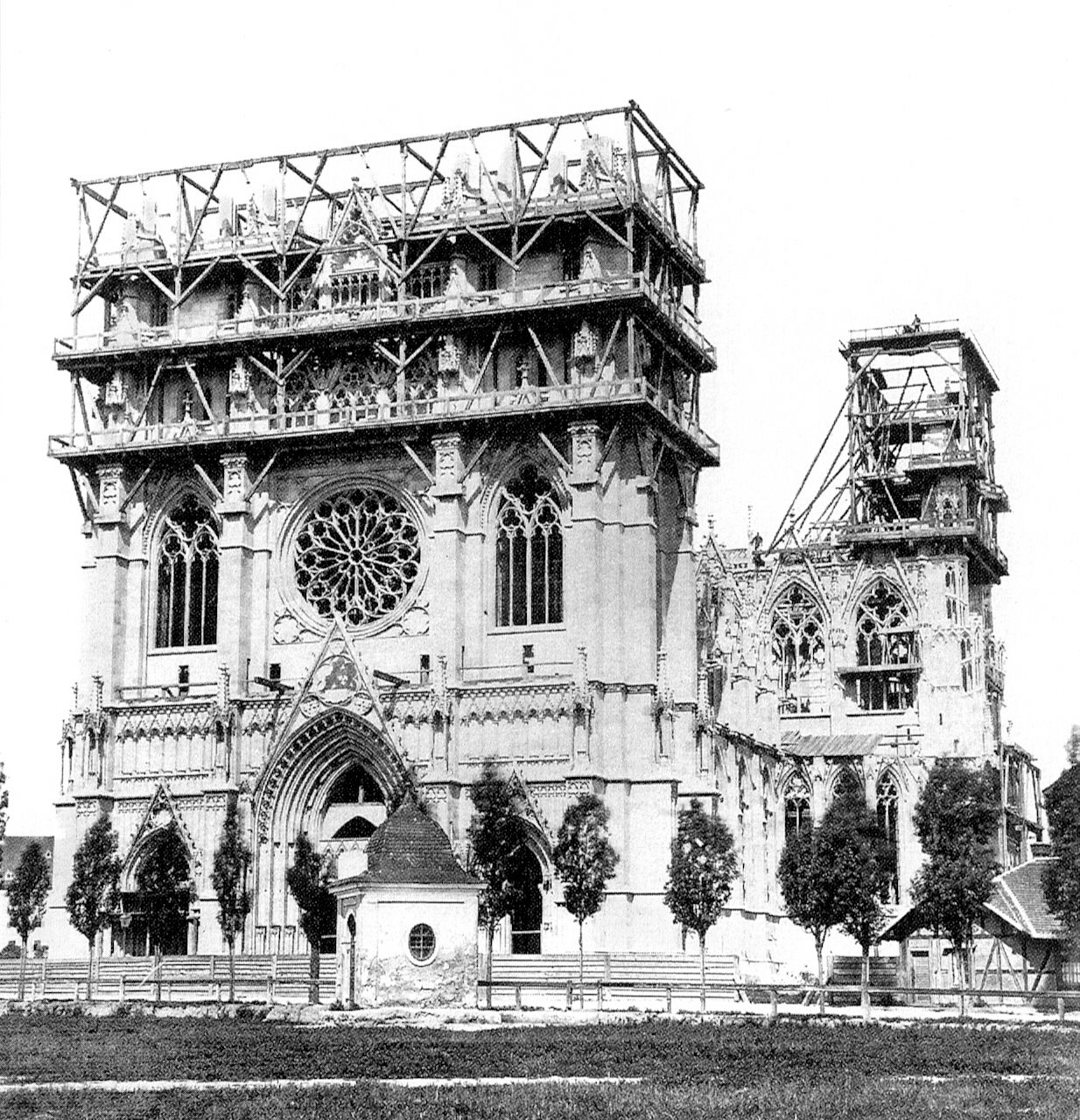
Estado de las obras Votivkirche de Viena en 1866
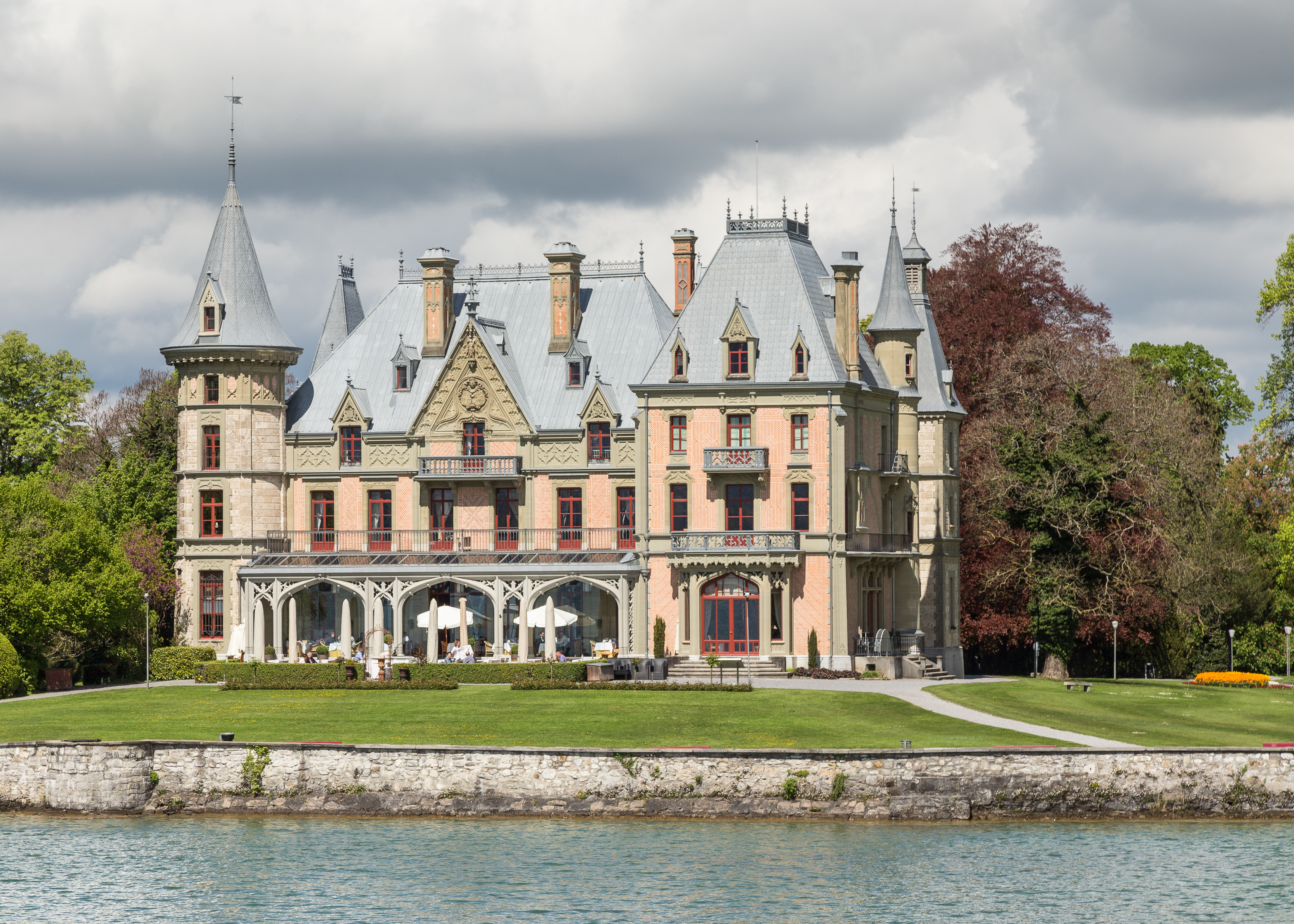
Castillo de Schadau, Thun, Suiza
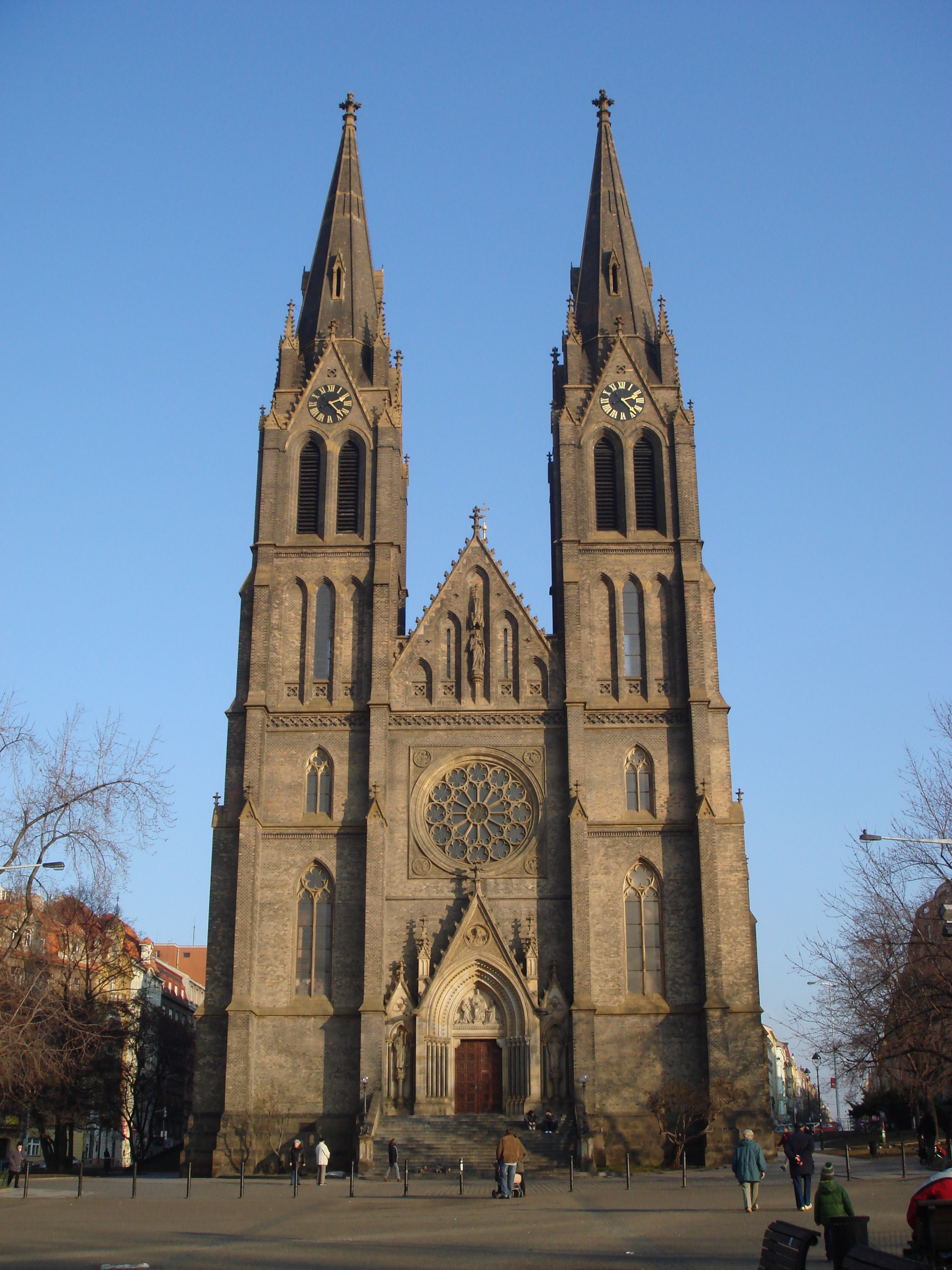
Iglesia de Santa Ludmila en Praga, de Josef Mocker (1888-1892)
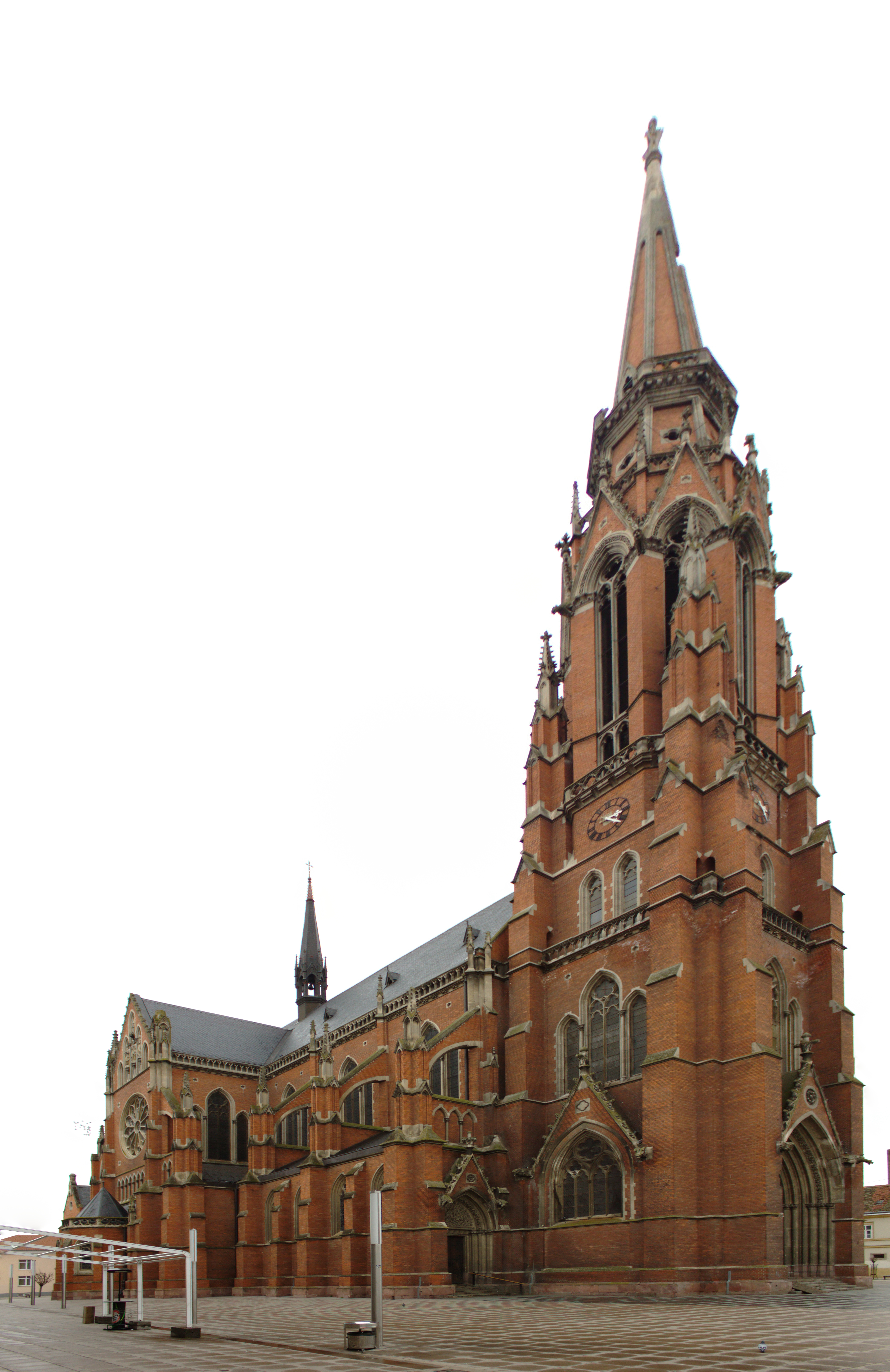
Concatedral de San Pedro y San Pablo, Osijek, Croacia (1894-1900)
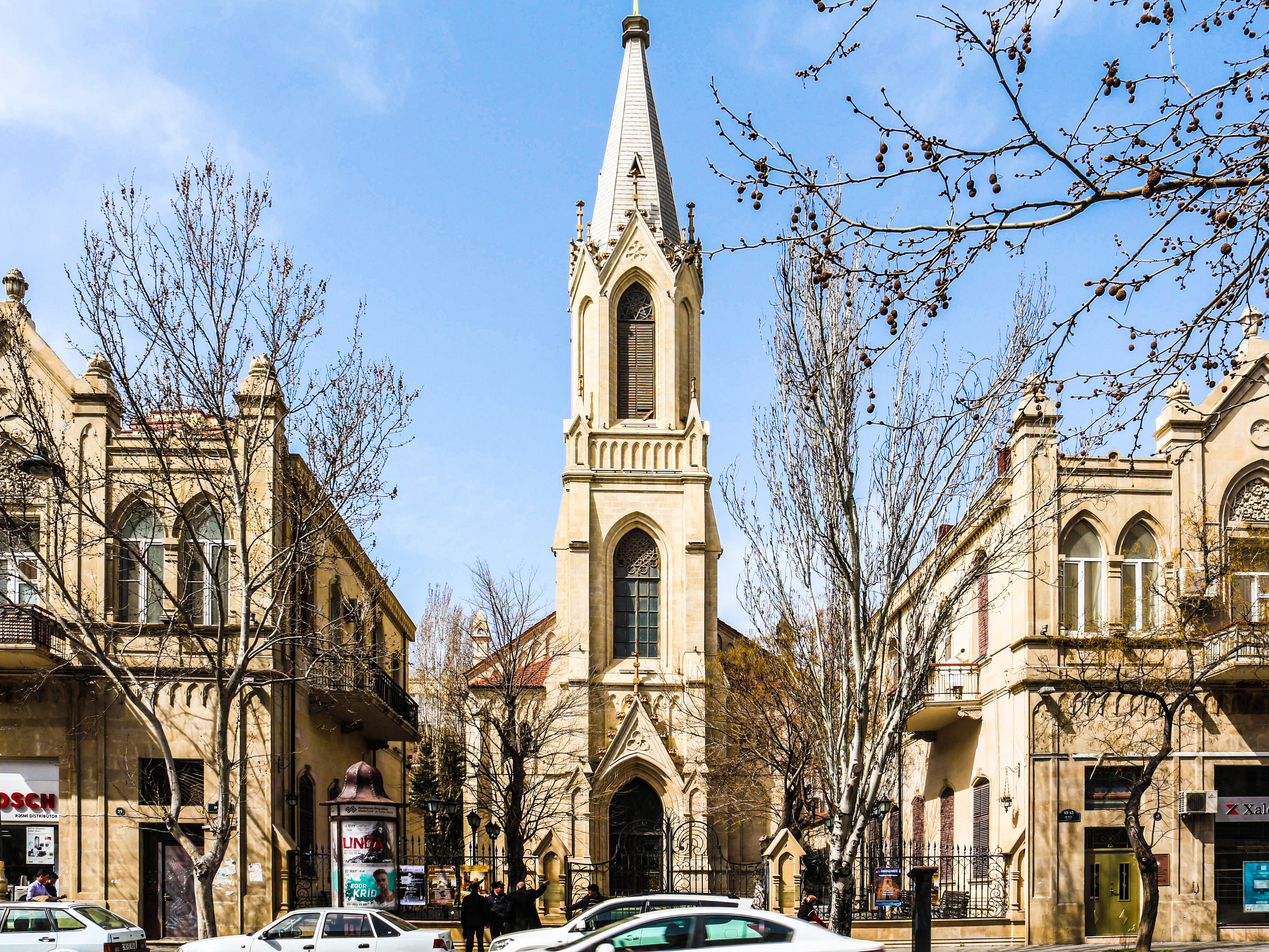
Iglesia luterana del Salvador (1899), Baku, Azerbaiyán

Iglesias y capillas
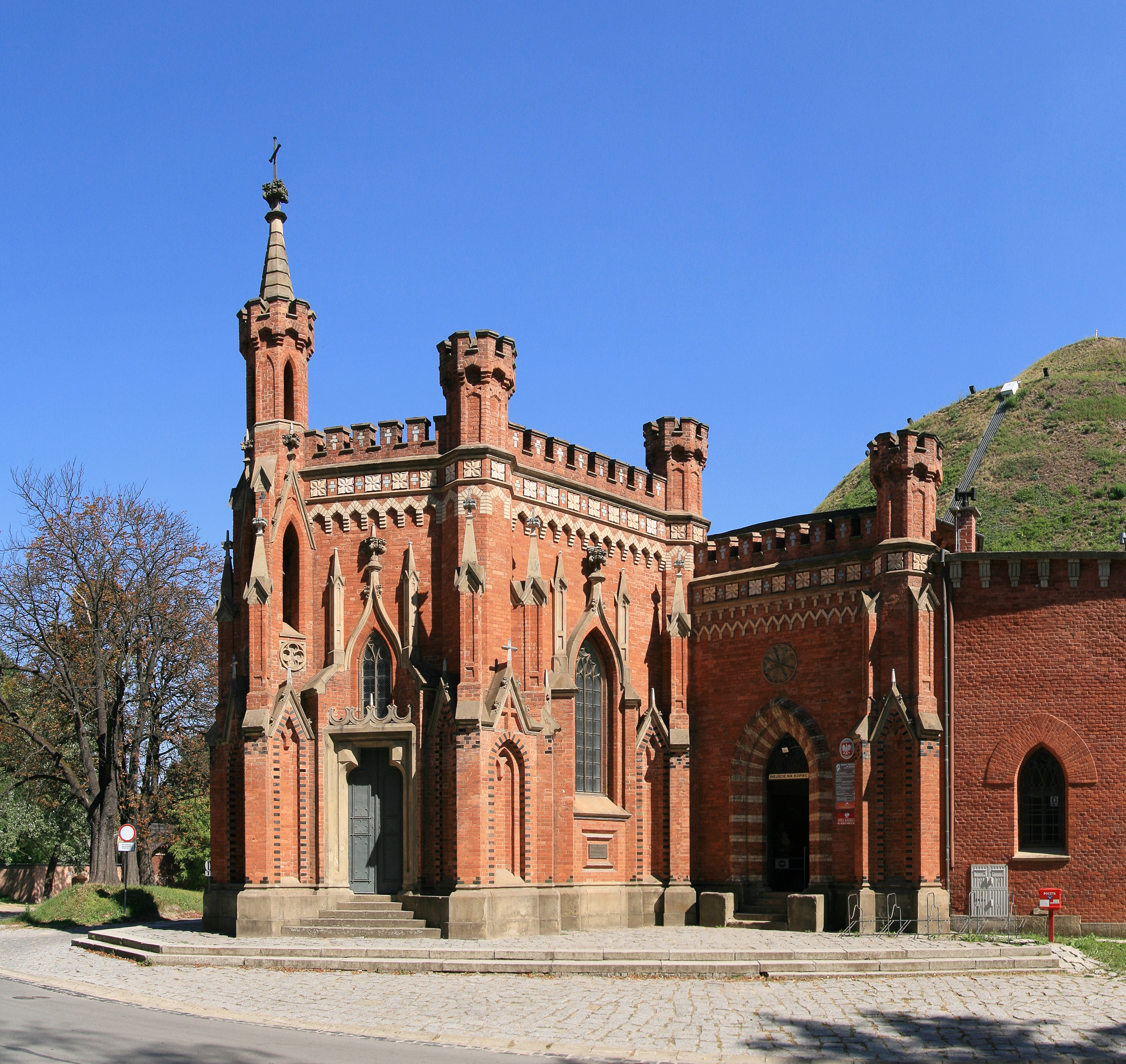
Blessed Bronisława Chapel, Cracovia
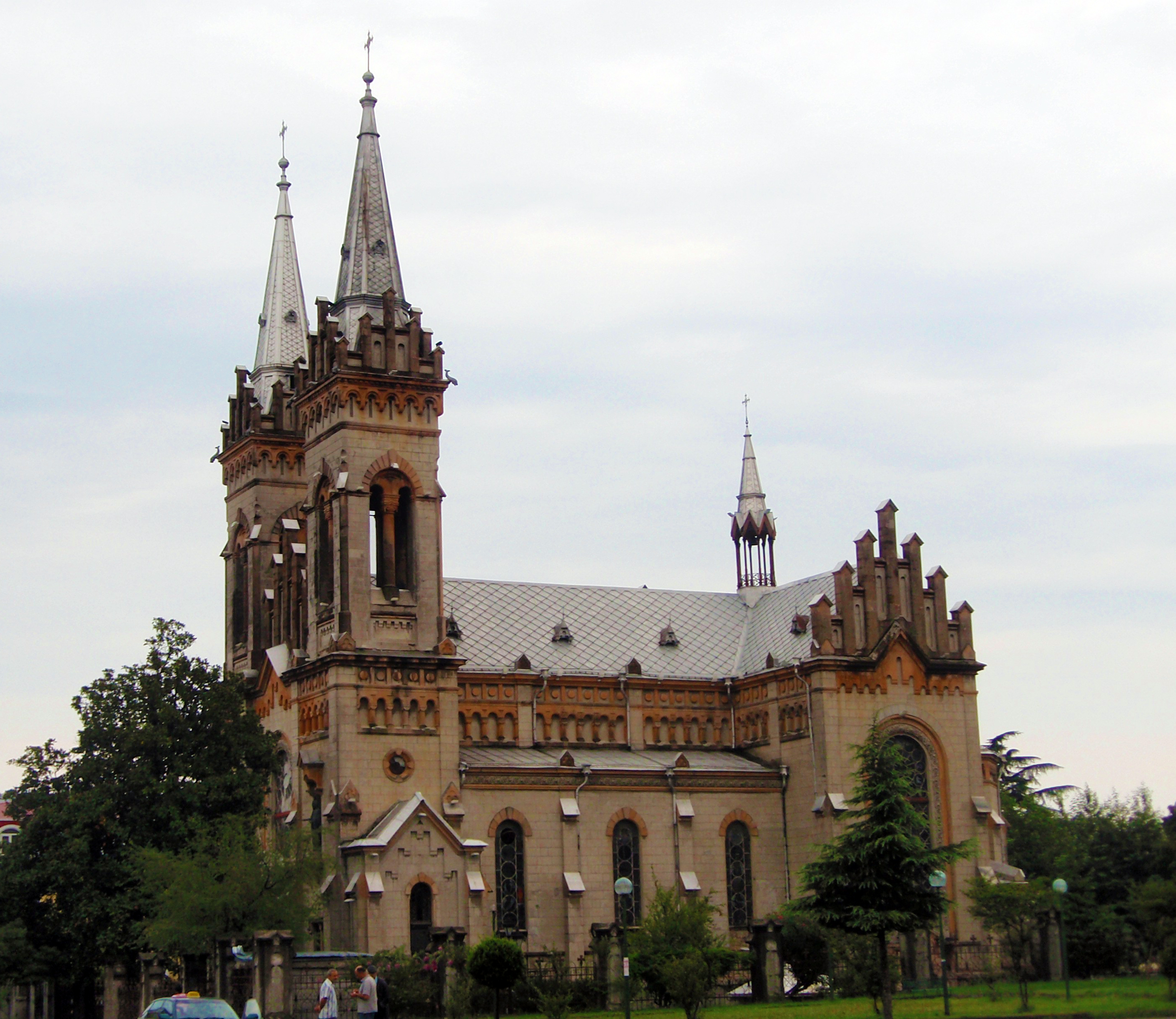
Catedral de la Madre de Dios de Batumi, Georgia (1898-1903)
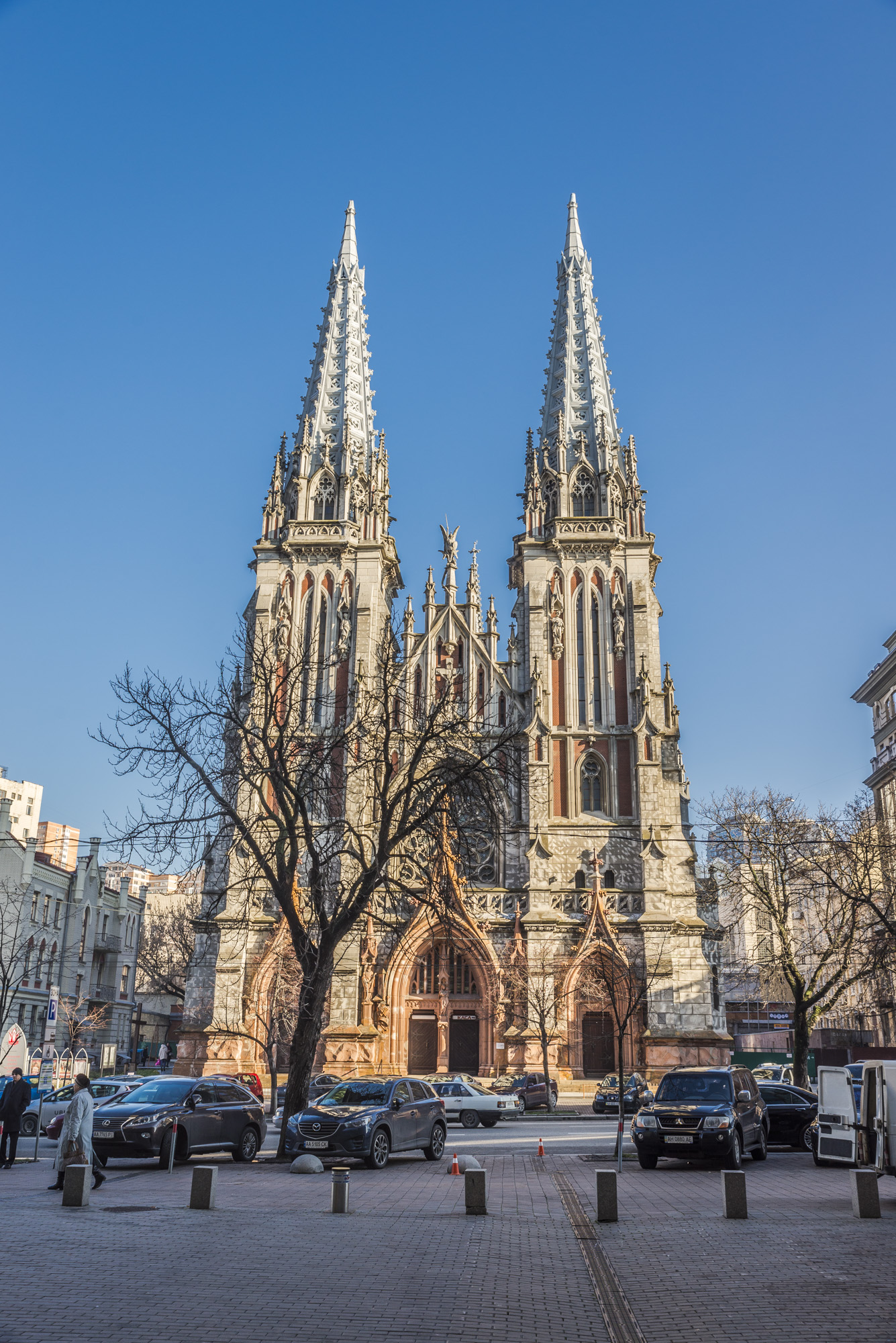
Catedral de San Nicolás de Kiev, católica, de Vladislav Gorodetsky (1899-1909)
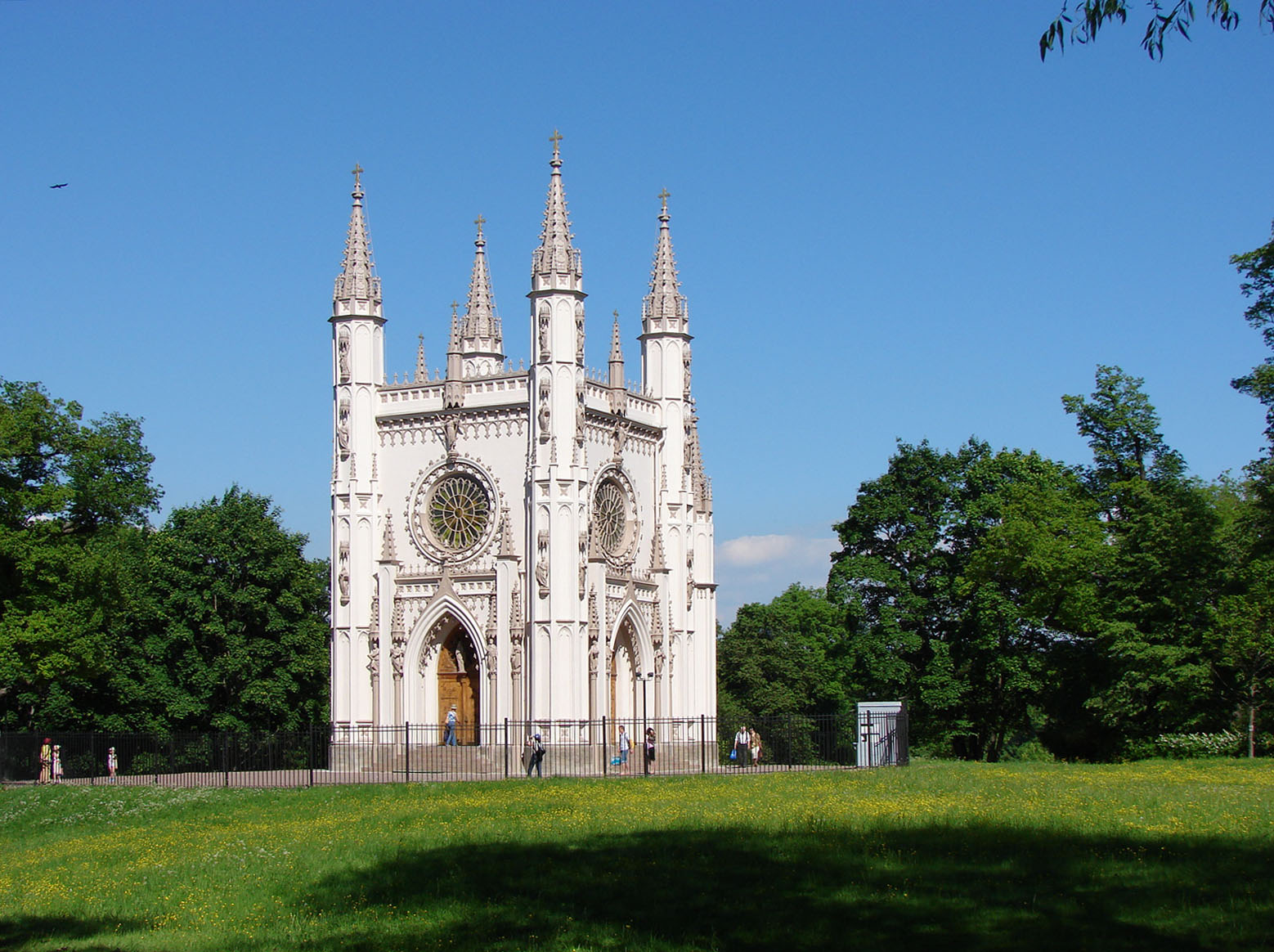
Iglesia de San Alejandro Nevski (Peterhof), de Karl Friedrich Schinkel (1829-1834)
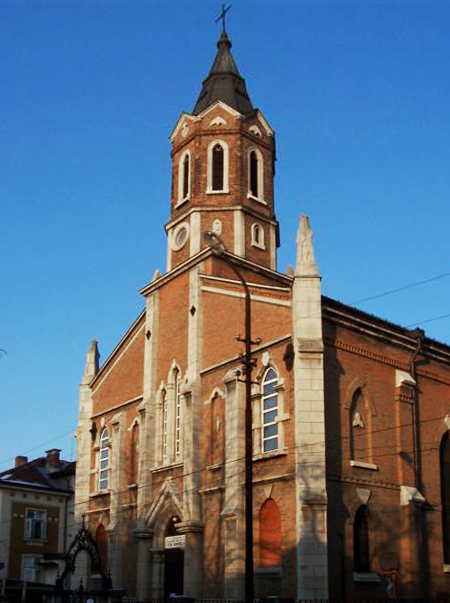
Catedral de San Pablo de la Cruz de Russe (Bulgaria), católica, diseñada por el arquitecto italiano Valentino (1890)
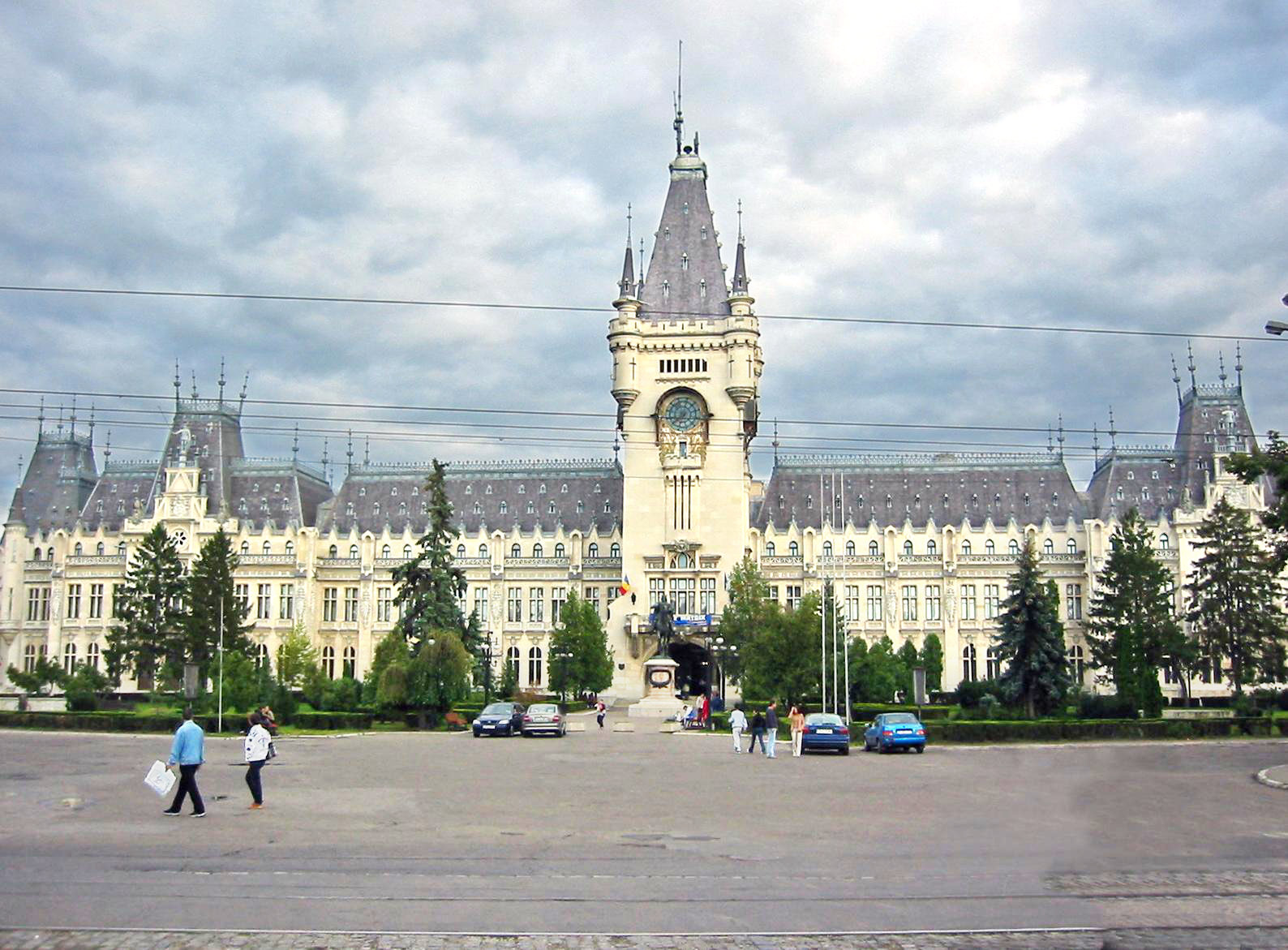
Palacio de la Cultura de Iași (Rumanía), de I.D. Berindei (1906-1925)
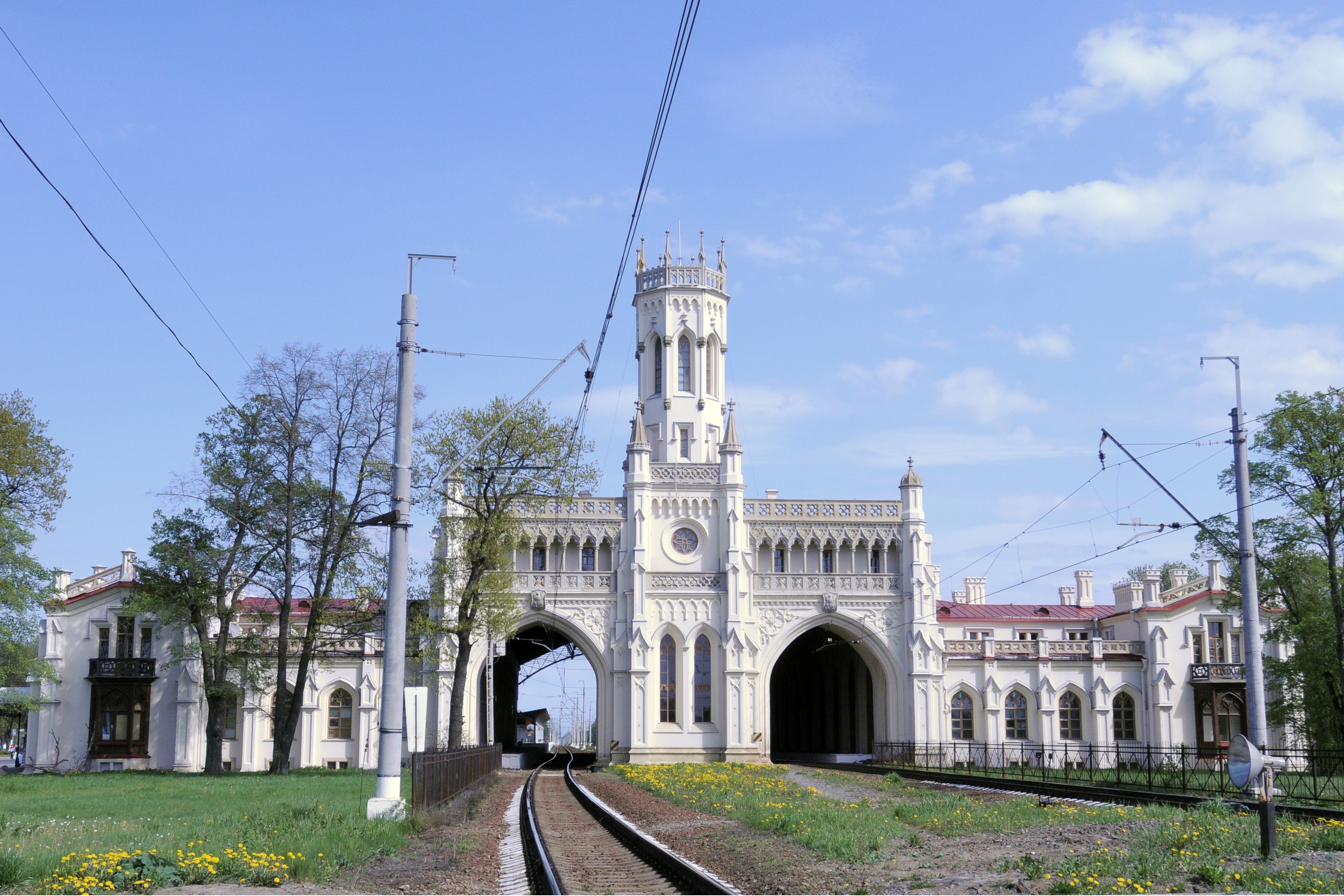
Nueva estación de Peterhof, 1857, San Petersburgo, Rusia
Catedral de la Inmaculada Concepción en Moscú, Rusia, un ejemplo de revival gótico del ladrillo
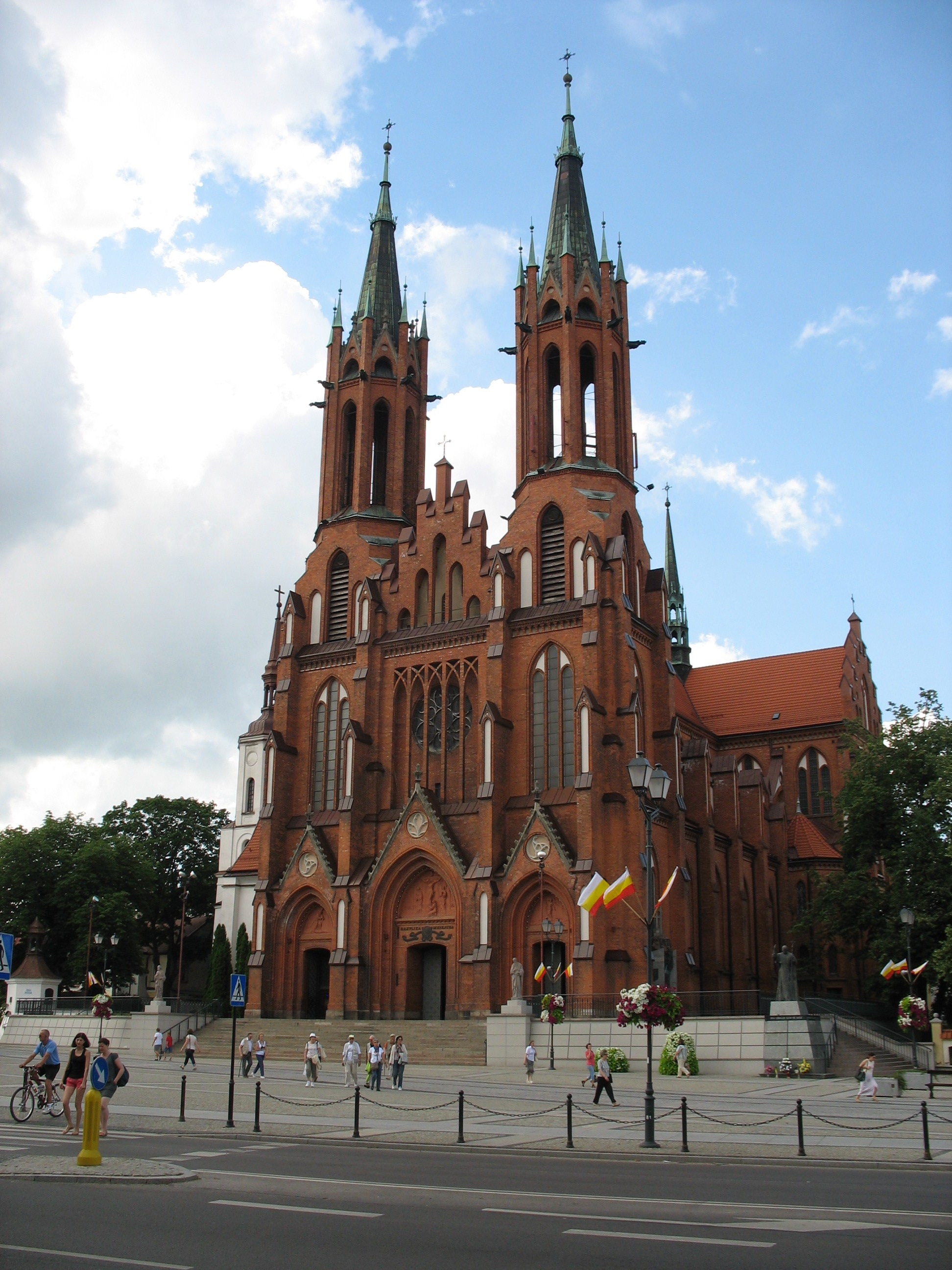
Catedral de la Madre de Dios de Batumi, Georgia (1898-1903)
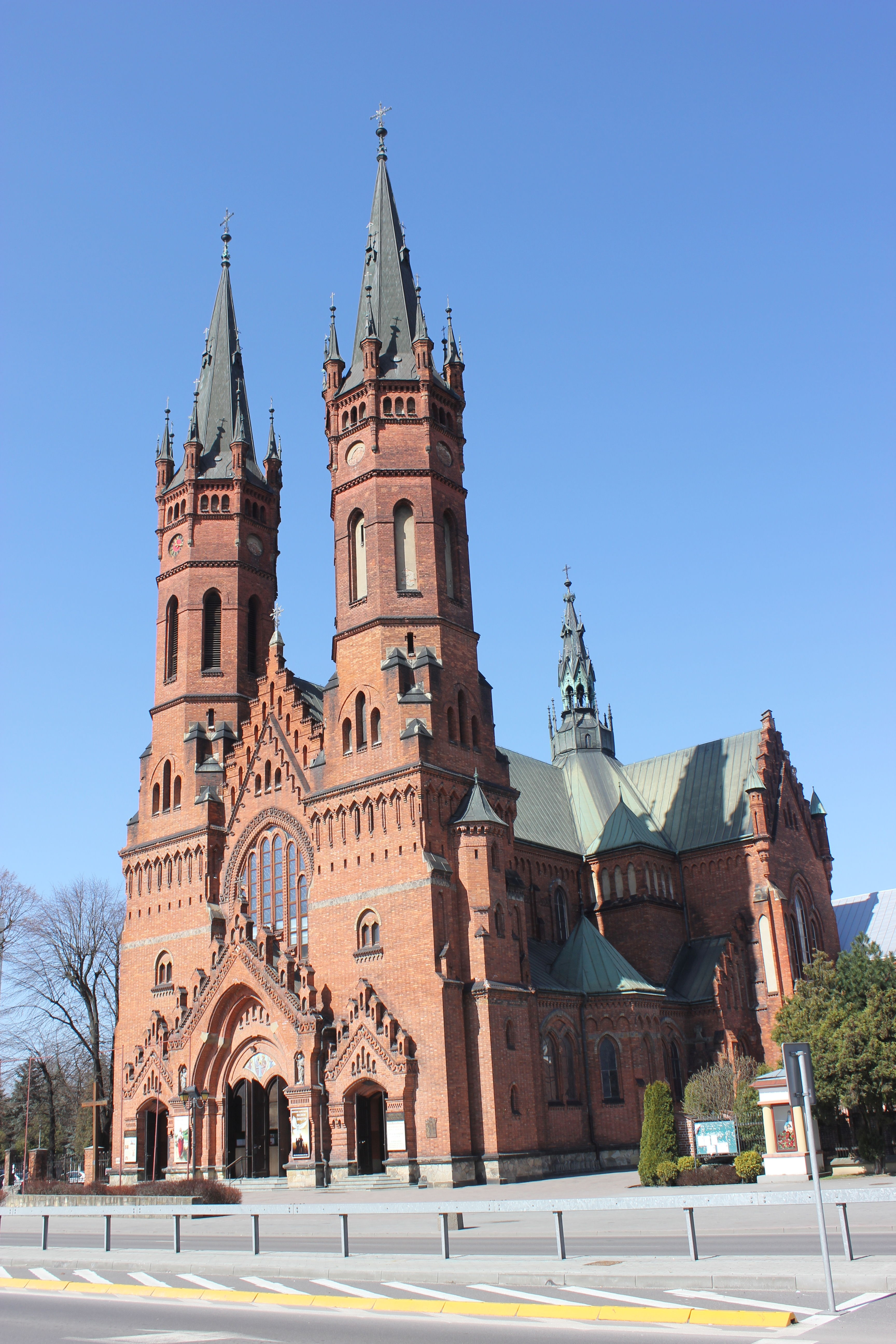
Holy Family Church, Tarnów
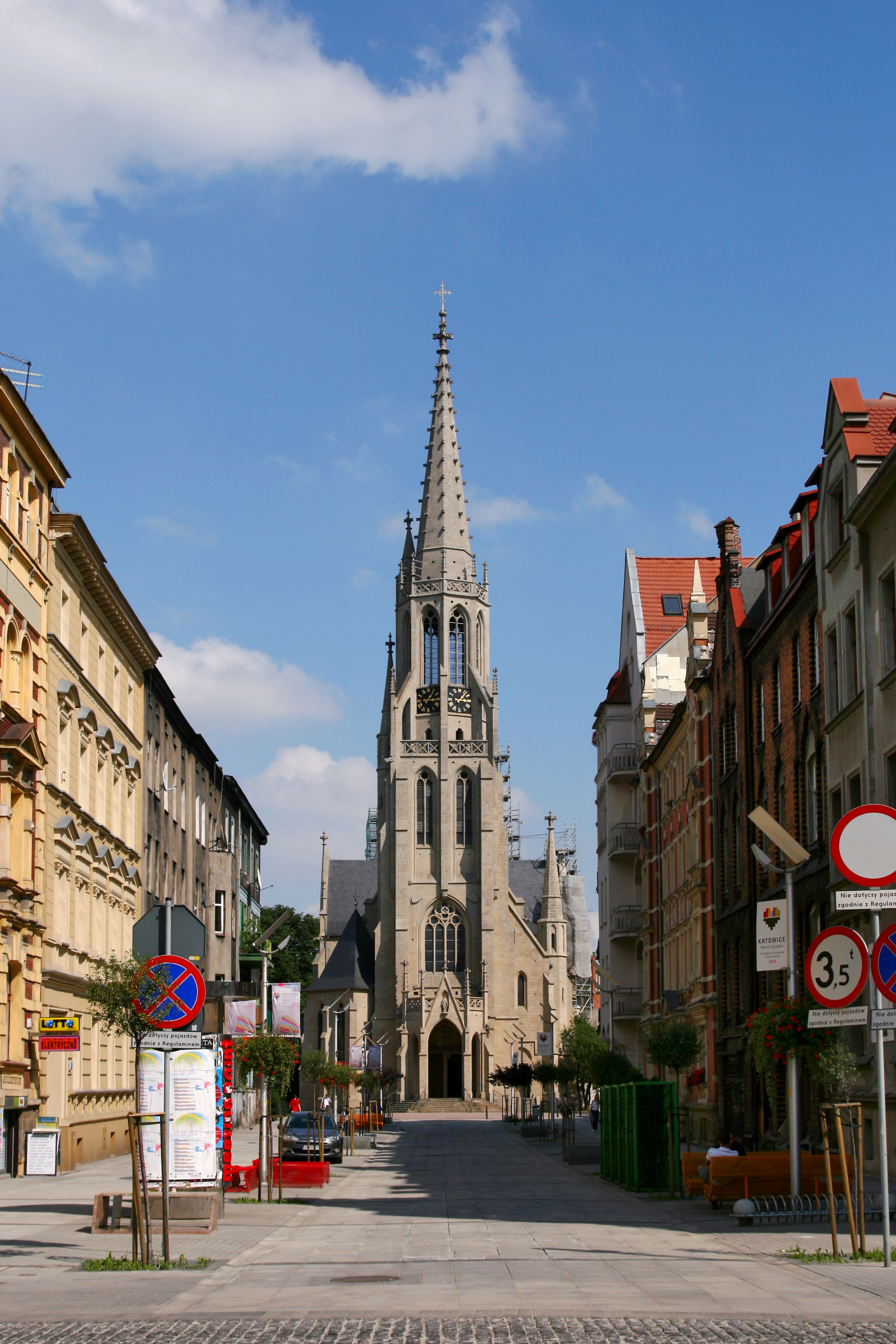
St. Mary's Church, Katowice
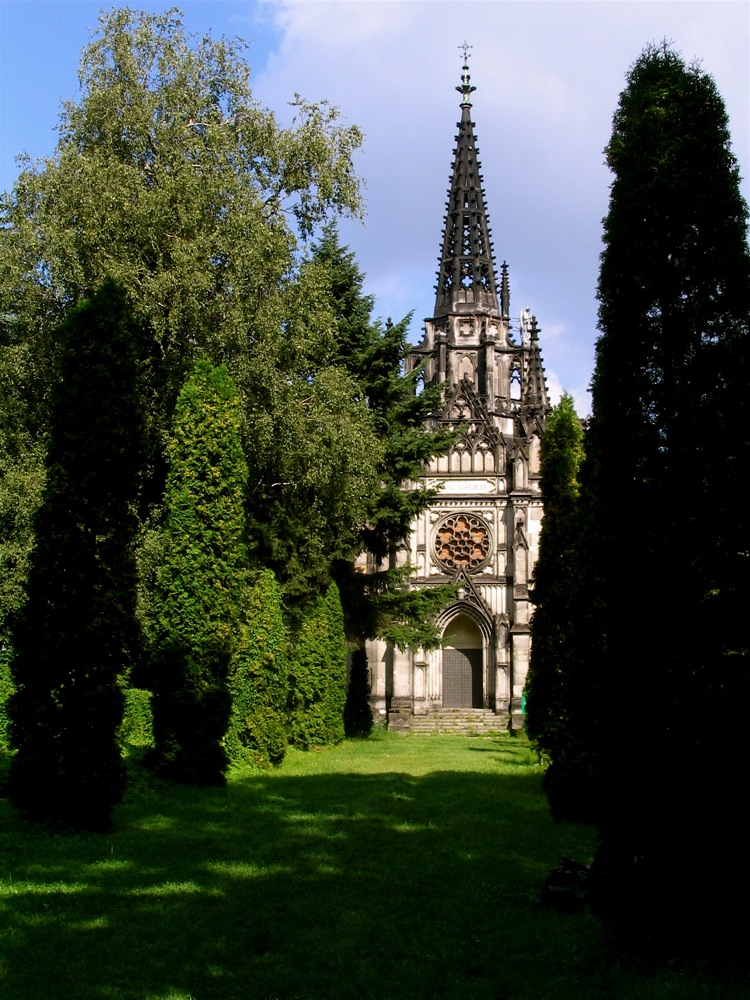
Capilla de Karl Scheibler (1885-1888), Łódź
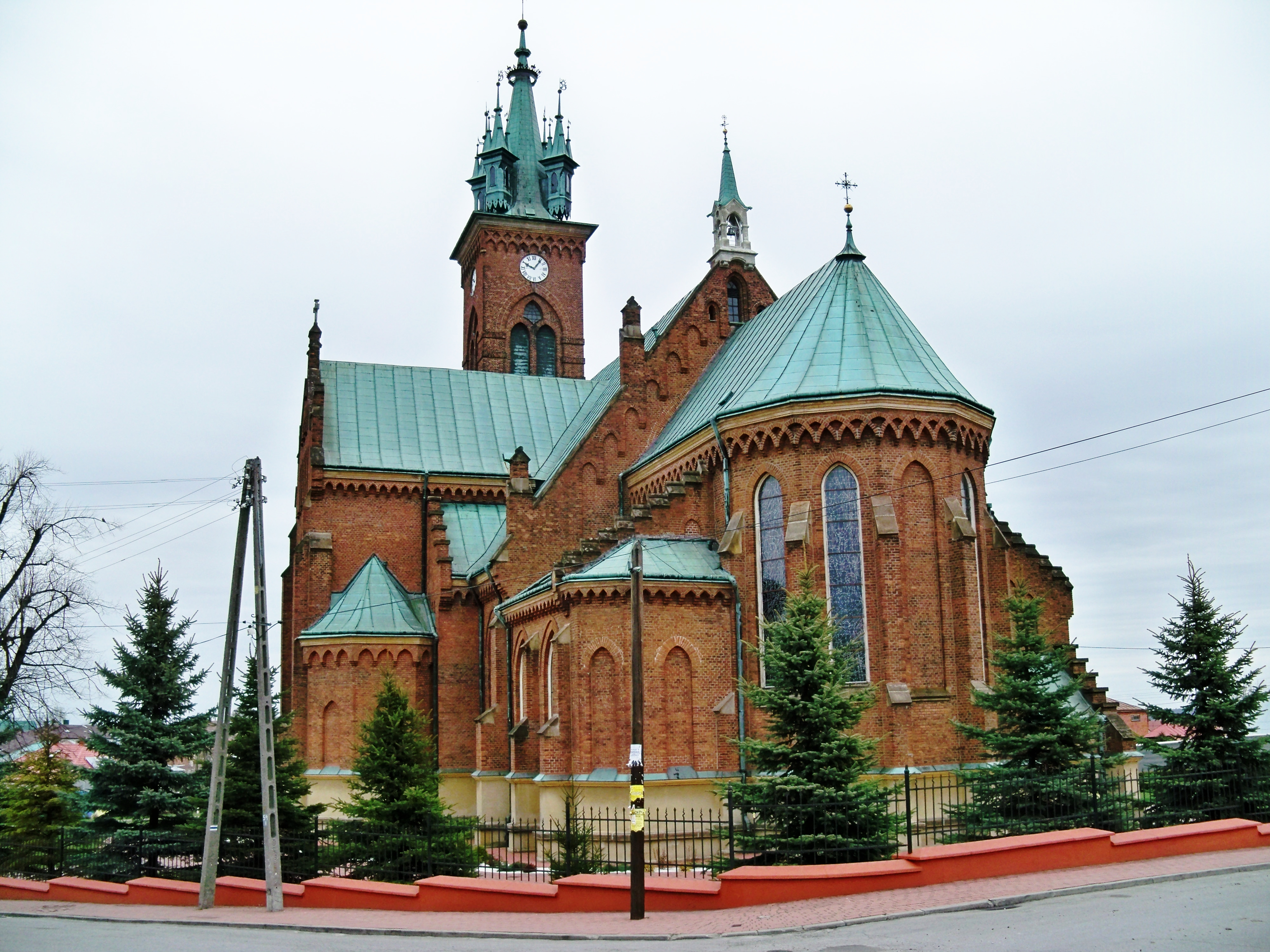
St. John Church, Sokołów Małopolski

- Catedral de San Nicolás de Kiev, católica, de Vladislav Gorodetsky (1899-1909)
Iglesia de San Alejandro Nevski (Peterhof), de Karl Friedrich Schinkel (1829-1834)
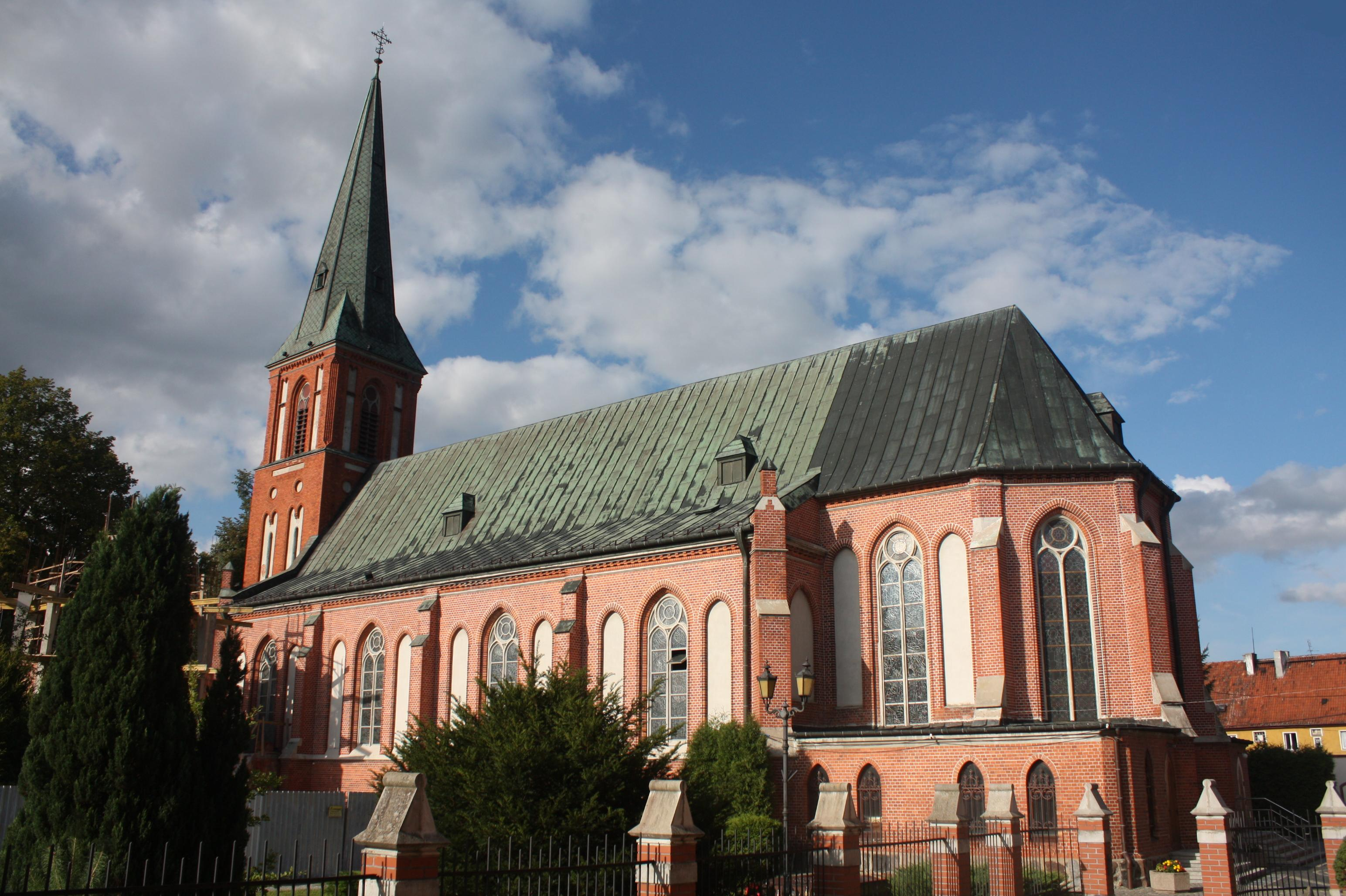
Catedral de San Pablo de la Cruz de Russe (Bulgaria), católica, diseñada por el arquitecto italiano Valentino (1890)
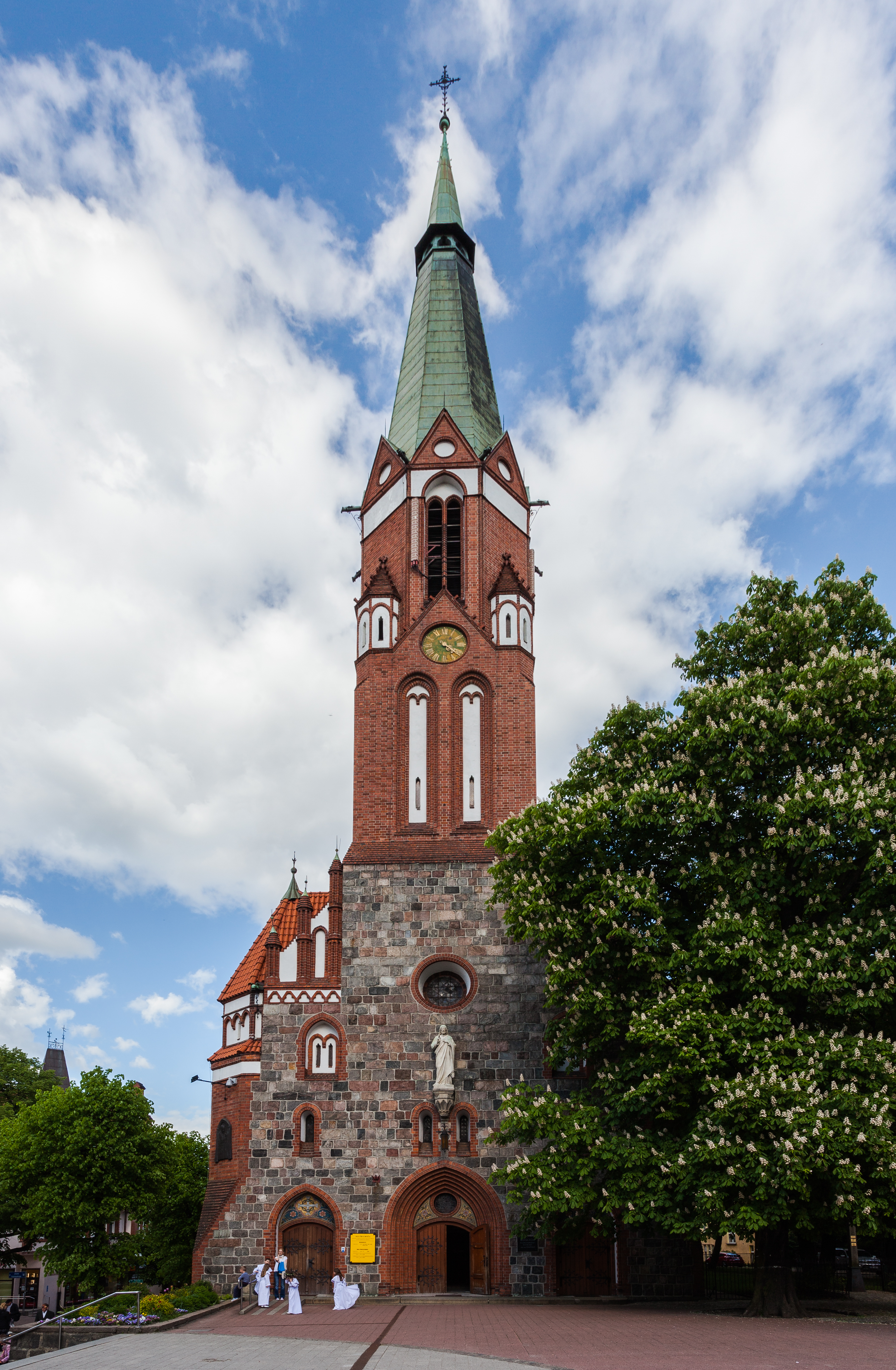
Iglesia de St. George, Sopot
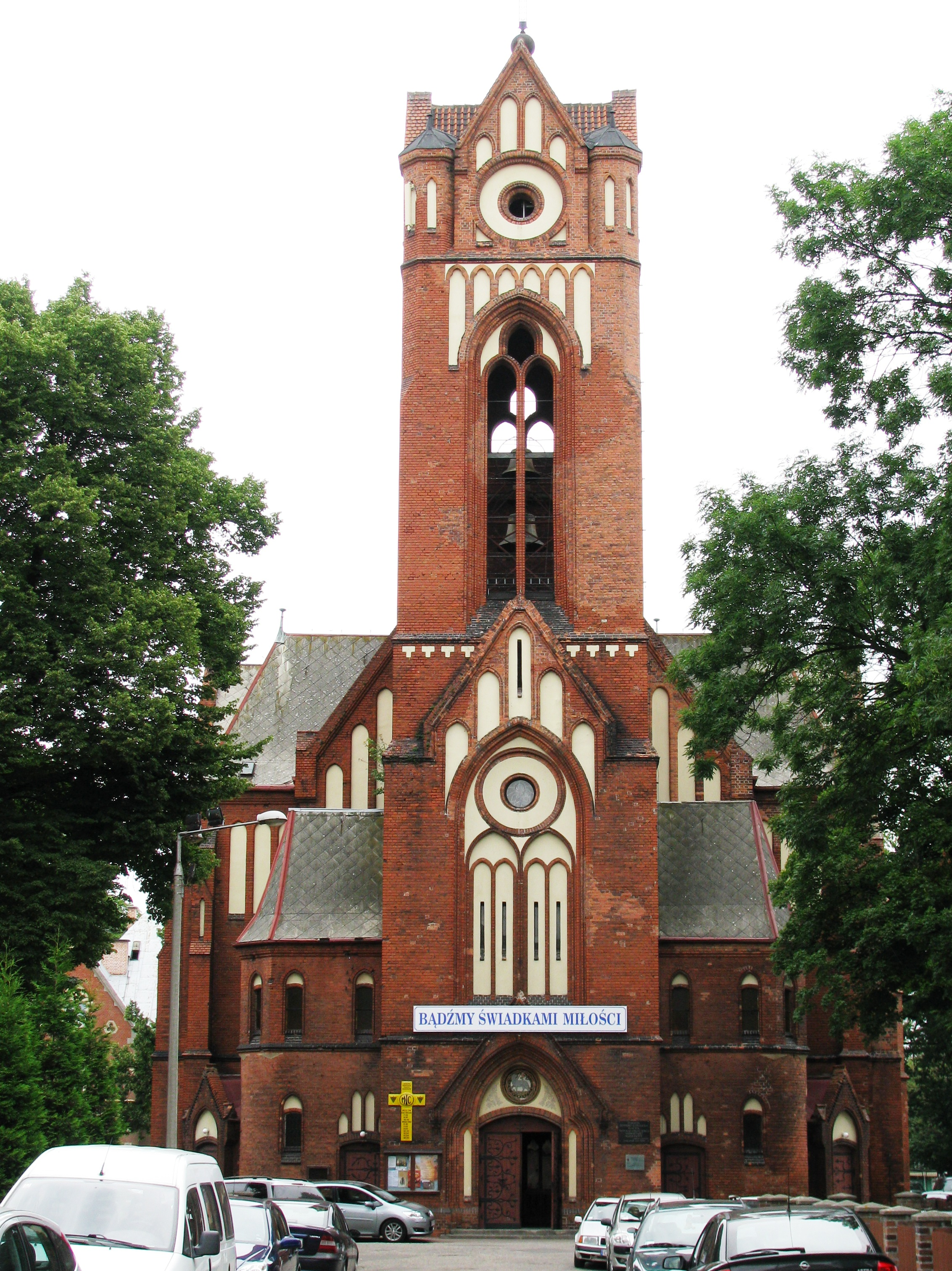
Immaculate Heart of St. Mary Church, Grudziądz
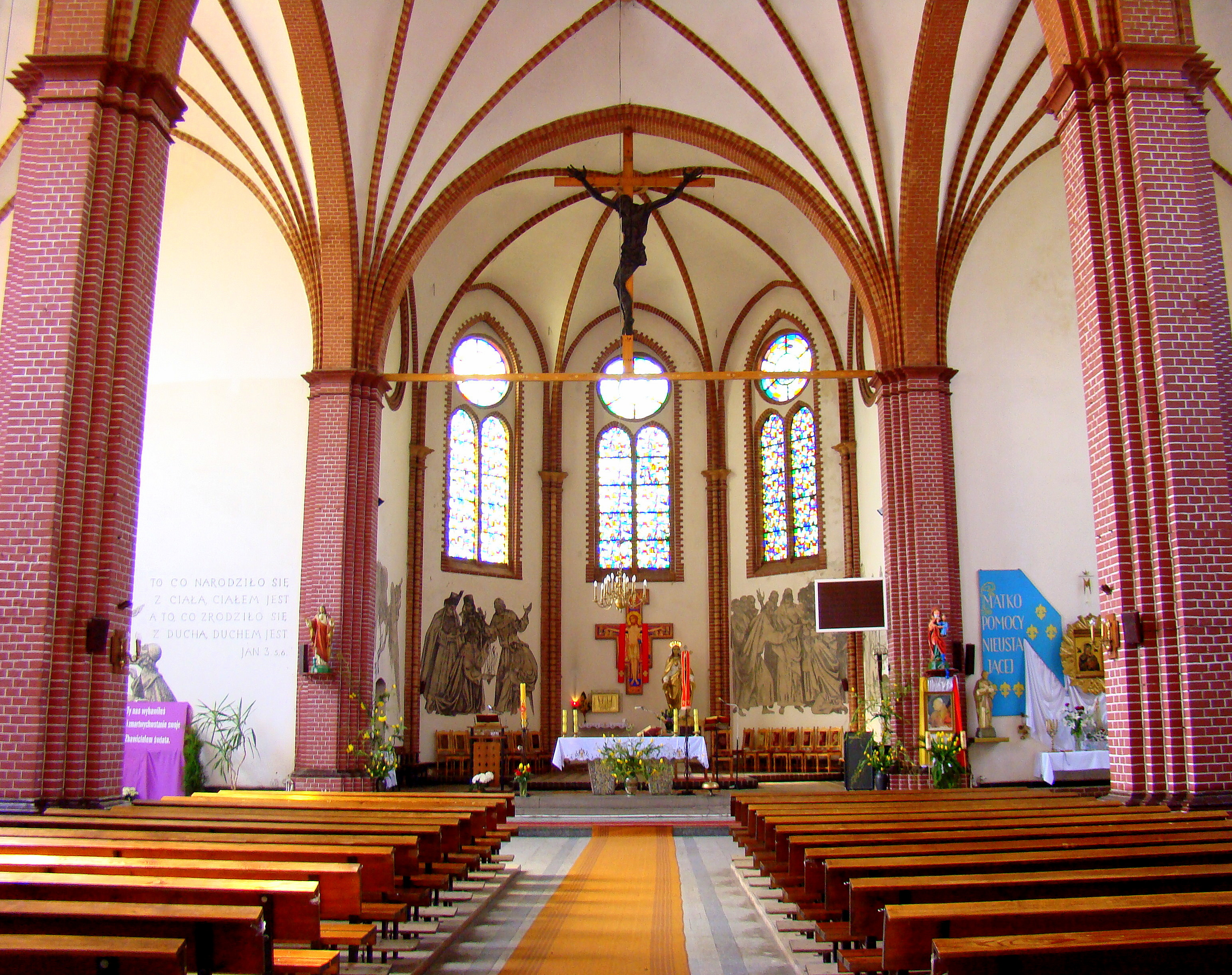
Iglesia de la ciudad vieja de Police (Polonia)

- Palacio de la Cultura de Iași (Rumanía), de I.D. Berindei (1906-1925)
- Nueva estación de Peterhof, 1857, San Petersburgo, Rusia
- Catedral de la Inmaculada Concepción en Moscú, Rusia, un ejemplo de revival gótico del ladrillo

### Neogótico en España
El estilo neogótico llegó a España a finales del siglo XIX; terminándose bajo sus criterios las fachadas de algunas catedrales medievales, como la de Barcelona, la de Cuenca (Vicente Lampérez) y la de Bilbao o la remodelación de San Jerónimo el Real (donde se utilizan también elementos neomudéjares y neo-isabelinos) y levantándose otras, como la de San Sebastián. Con más libertad se empleó en casas particulares como el Palacio de Sobrellano (Comillas), el Palacio de la marquesa de Cartago (Ciudad Rodrigo) o el Palacete Laredo (Alcalá de Henares, también mezclado con elementos neomudéjares).
Particularmente en Cataluña el neogótico fue fomentado por la emergente conciencia nacionalista de la burguesía local, interesada en entroncarse con el pasado medieval (Barrio Gótico de Barcelona, modernismo catalán).
Otros edificios comenzaron a concebirse con planteamientos neogóticos pero se terminaron con muy distintos supuestos, bajo la influencia del naciente modernismo español: así ocurrió con el primer modelo para la Sagrada Familia de Barcelona, de Francisco del Villar, que Gaudí transformó radicalmente (el mismo Gaudí, en el Palacio episcopal de Astorga, partiendo del neogótico, introdujo elementos que pueden denominarse «modernistas»); o con parte del planteamiento inicial de la Catedral de la Almudena de Madrid, que tras sus sucesivas fases de construcción se convirtió en arquitectura ecléctica para encajar con el entorno madrileño más neoclásico.

Neogótico en España
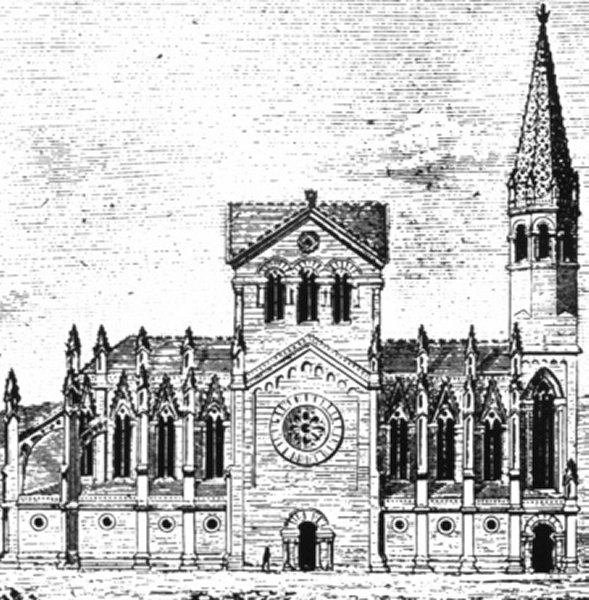
Proyecto de la Sagrada Familia por Antoni Gaudí
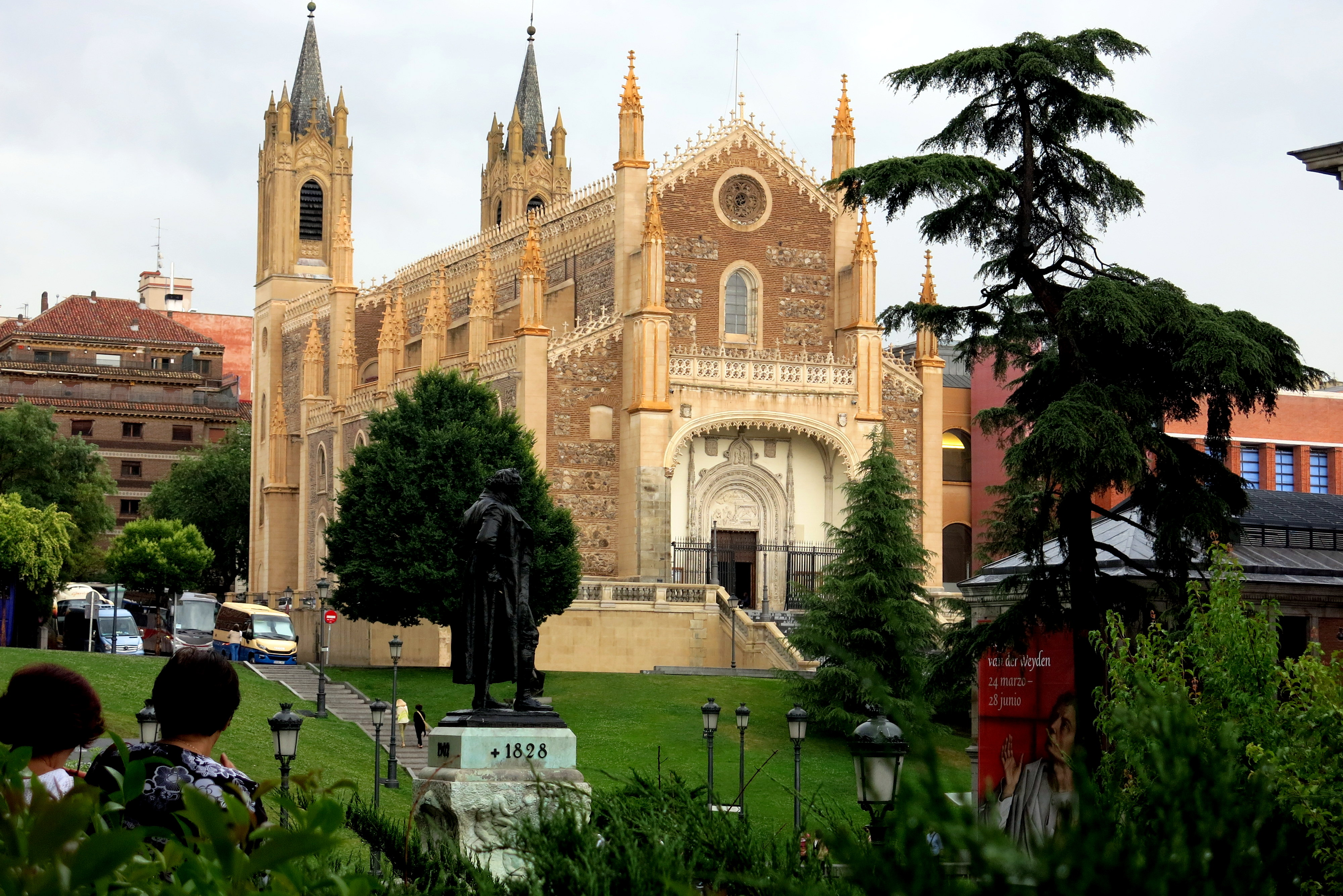
San Jerónimo el Real de Madrid (reconstruida por Narciso Pascual Colomer en 1879-1882)
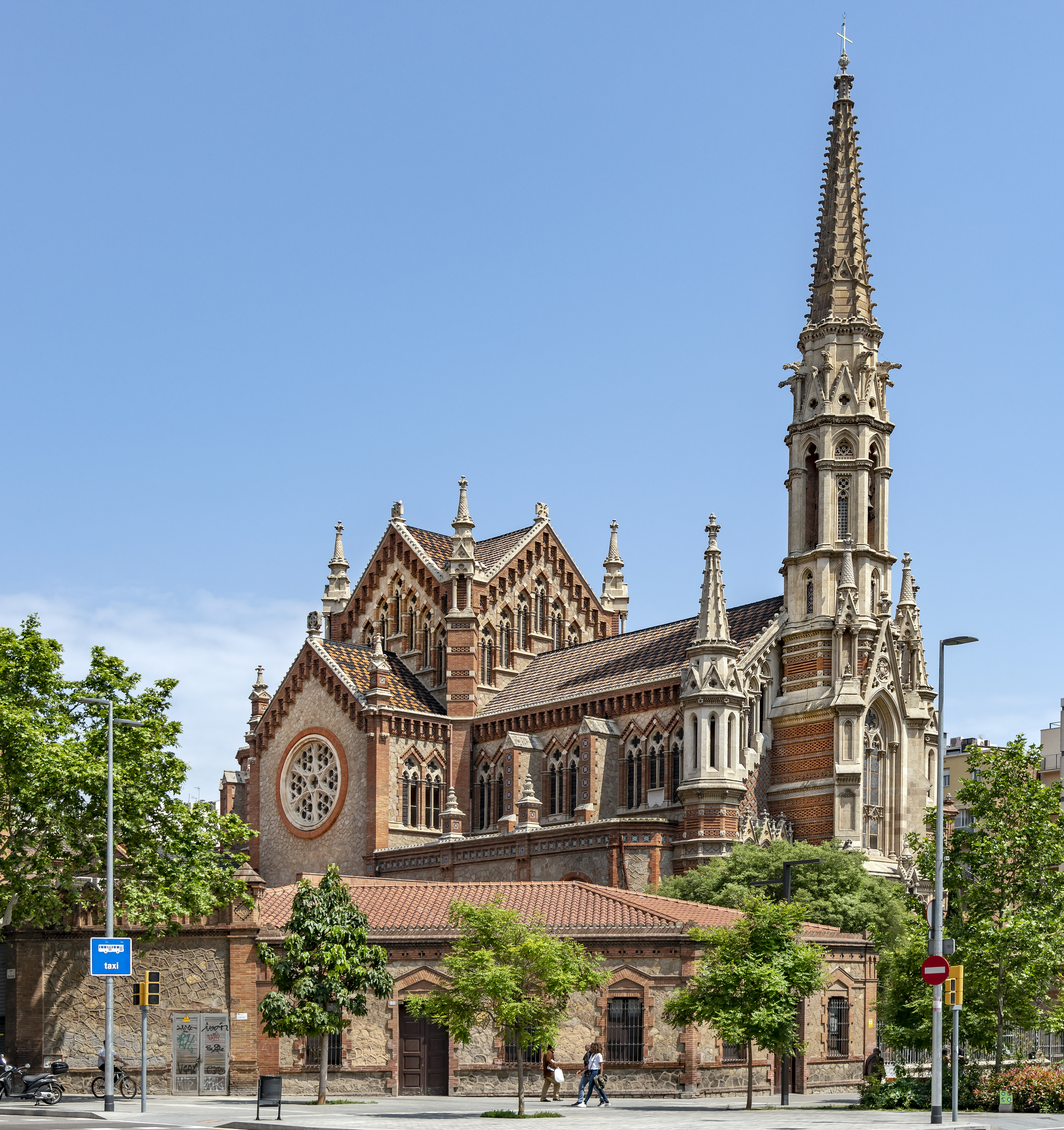
Convento de las Salesas (Barcelona) (1877-1885), obra de Joan Martorell i Montells
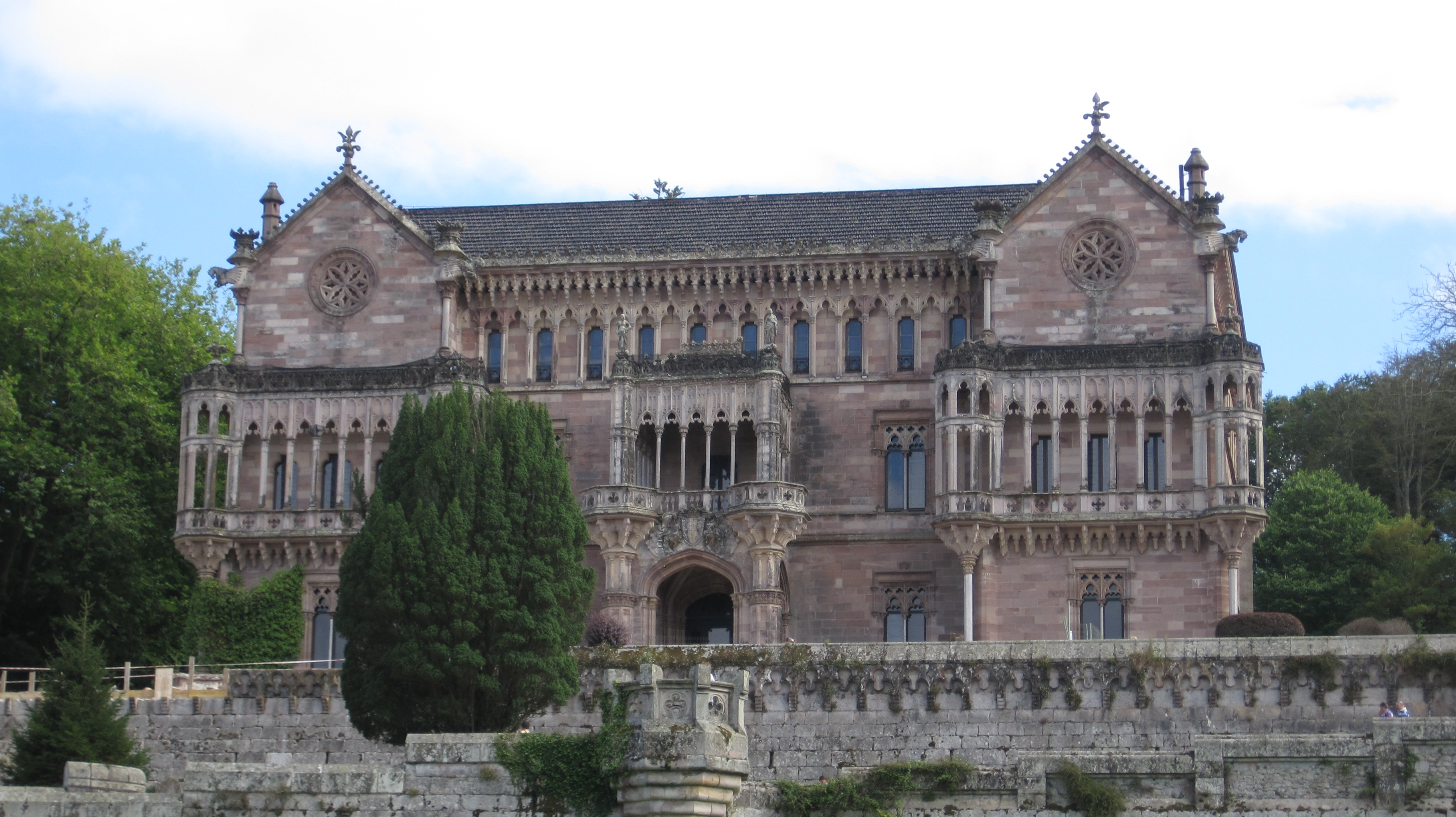
Palacio de Sobrellano de Comillas, obra de Joan Martorell (acabado en 1888)
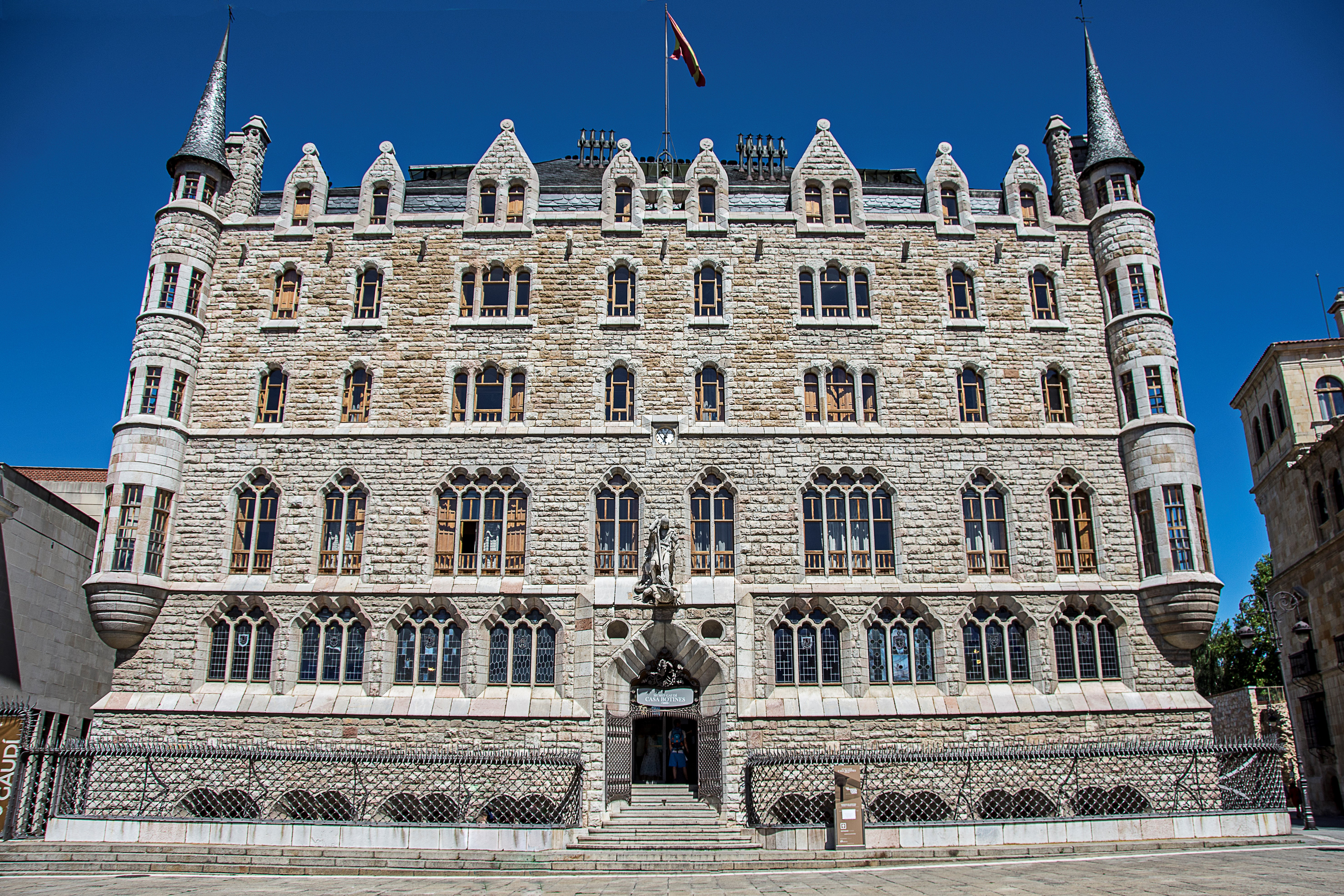
Casa Botines en León, de Gaudí (1891-1892)
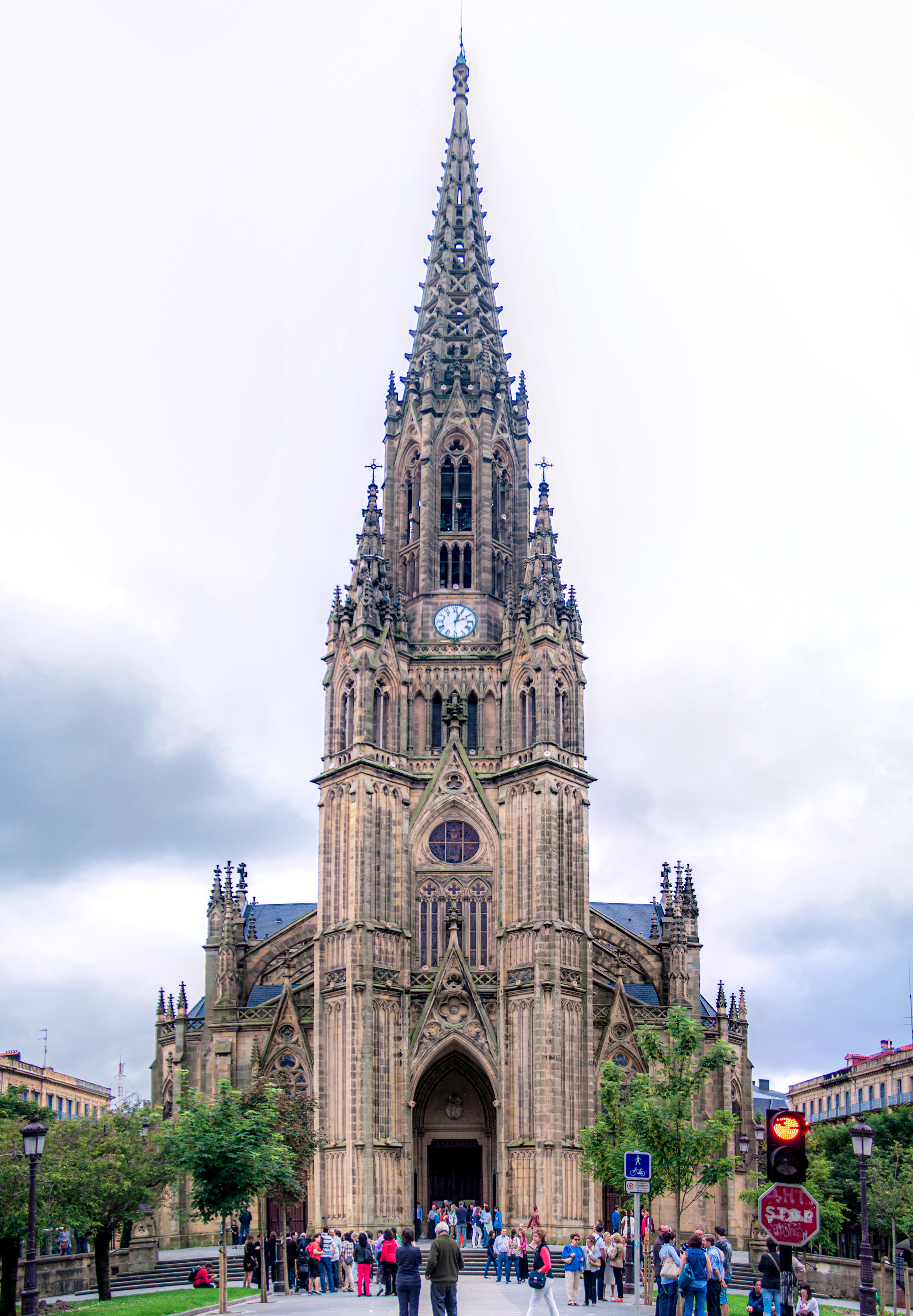
Catedral del Buen Pastor de San Sebastián, de Manuel Echave y Ramón Cortázar (1889-1897)
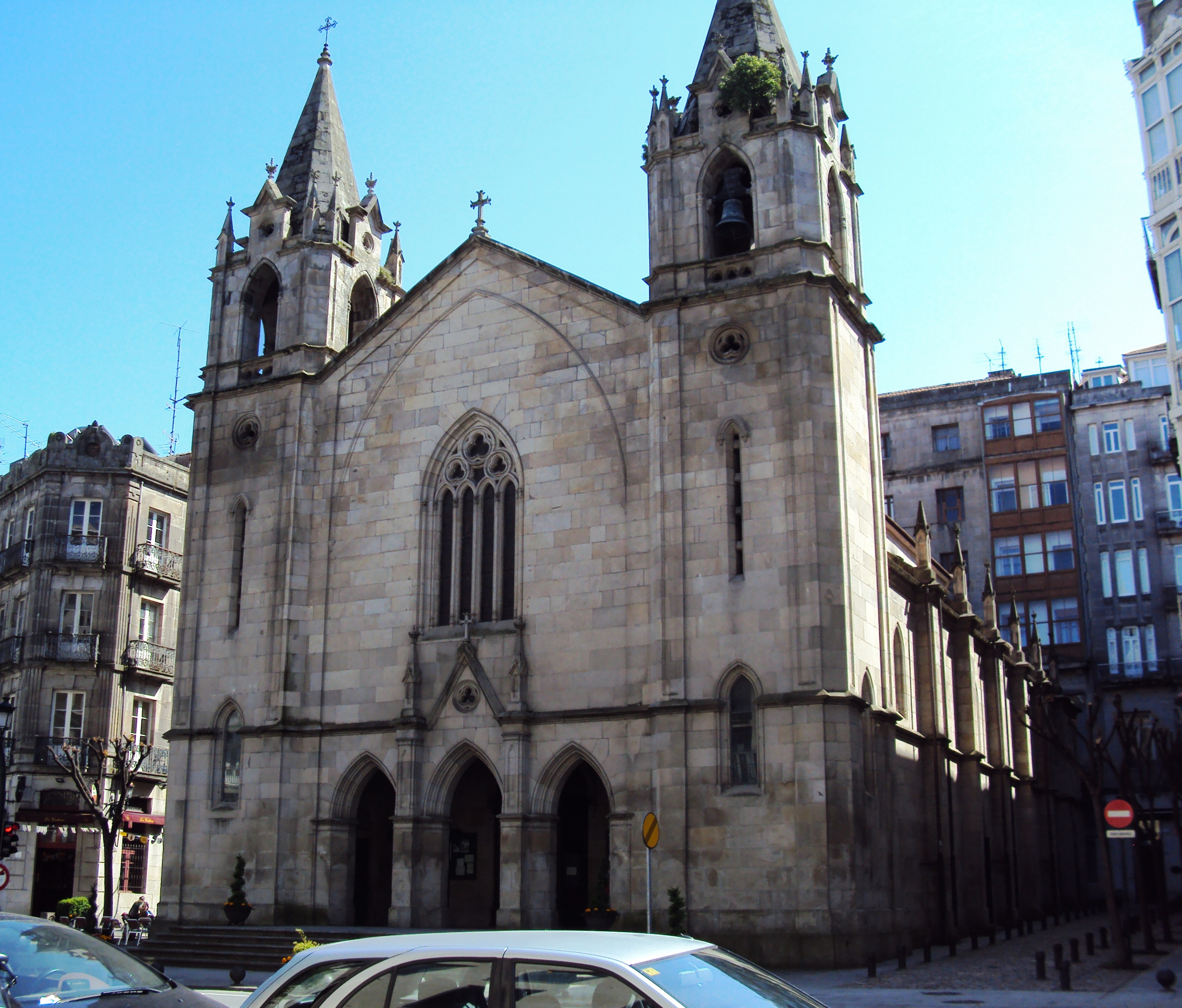
Fachada principal de la iglesia de Santiago el Mayor de Vigo, de Manuel Felipe Quintana (1896-1907)
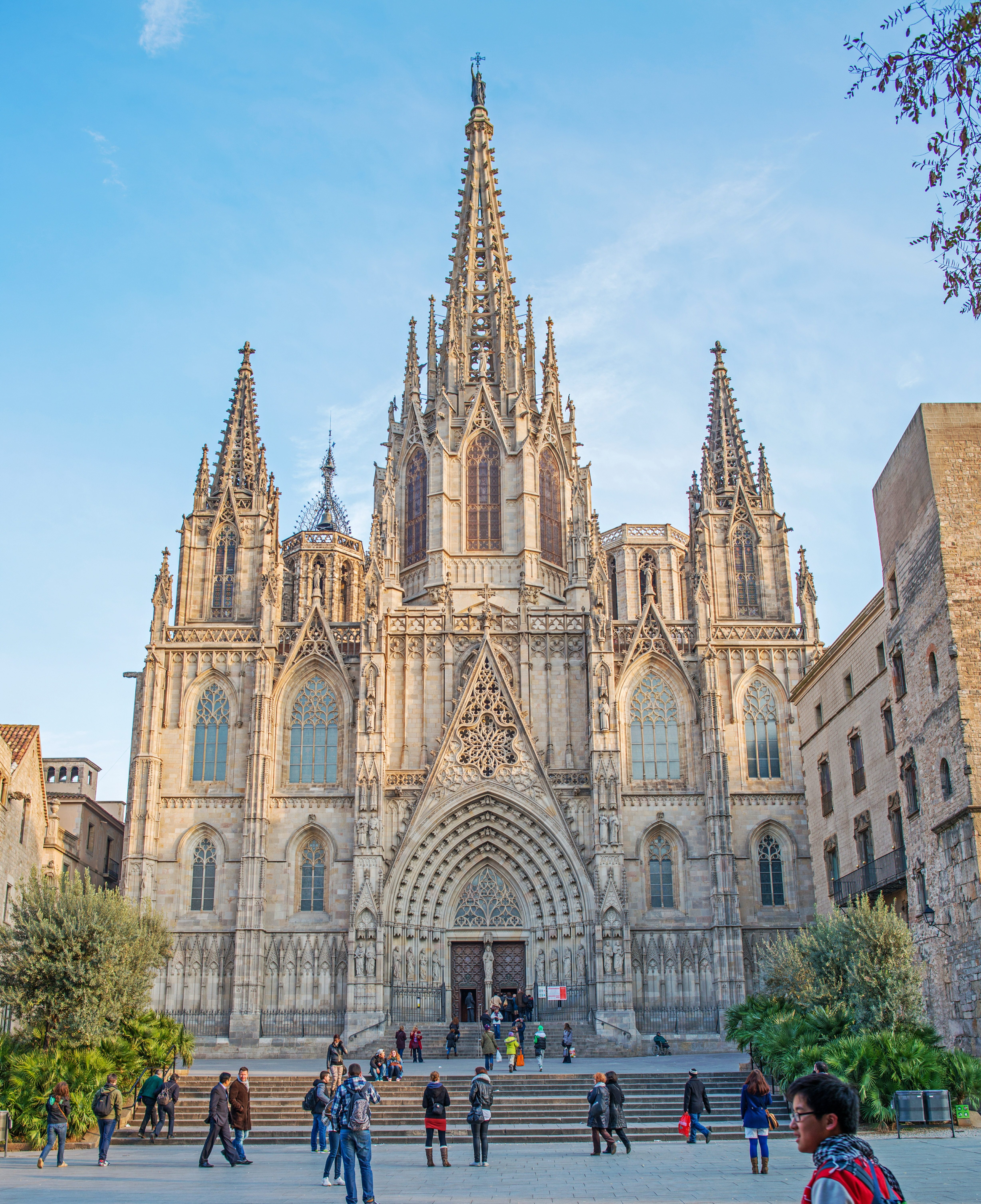
Fachada de la catedral de Barcelona, obra de Josep Oriol Mestres (1882-1913)
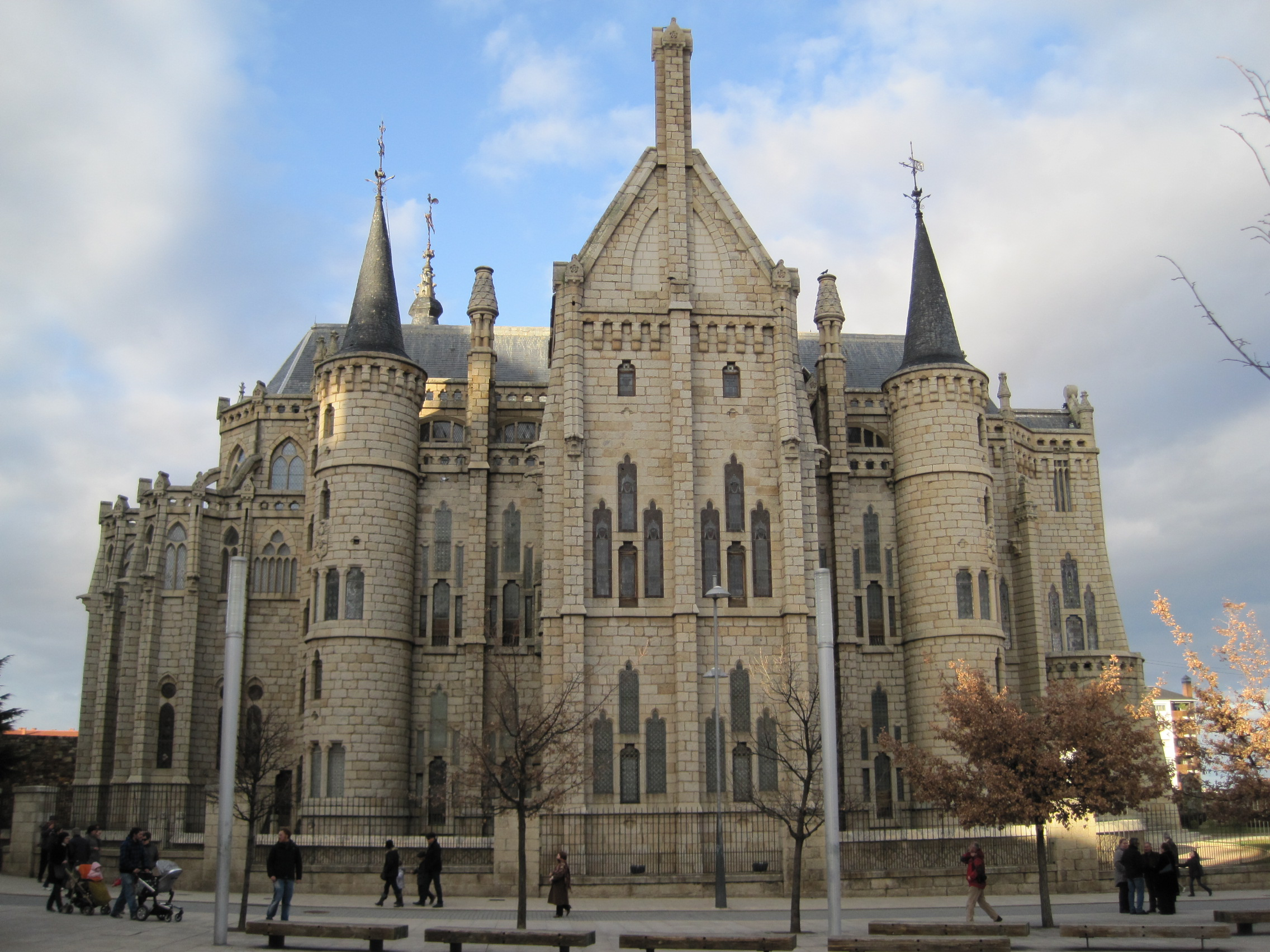
Palacio Episcopal de Astorga de Antoni Gaudí (1889-1915)
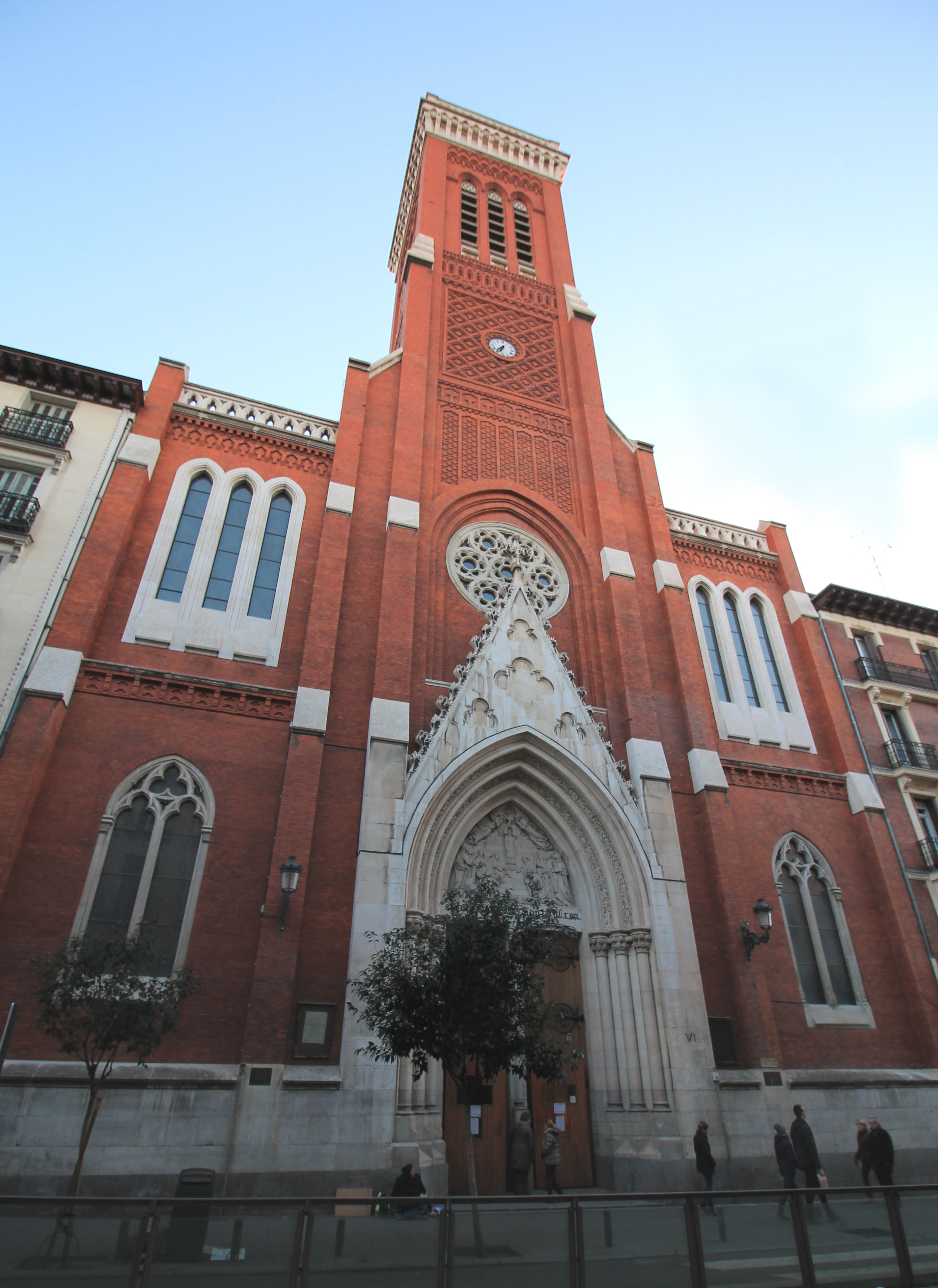
Iglesia de la Santa Cruz, en Madrid, (1889-1902)
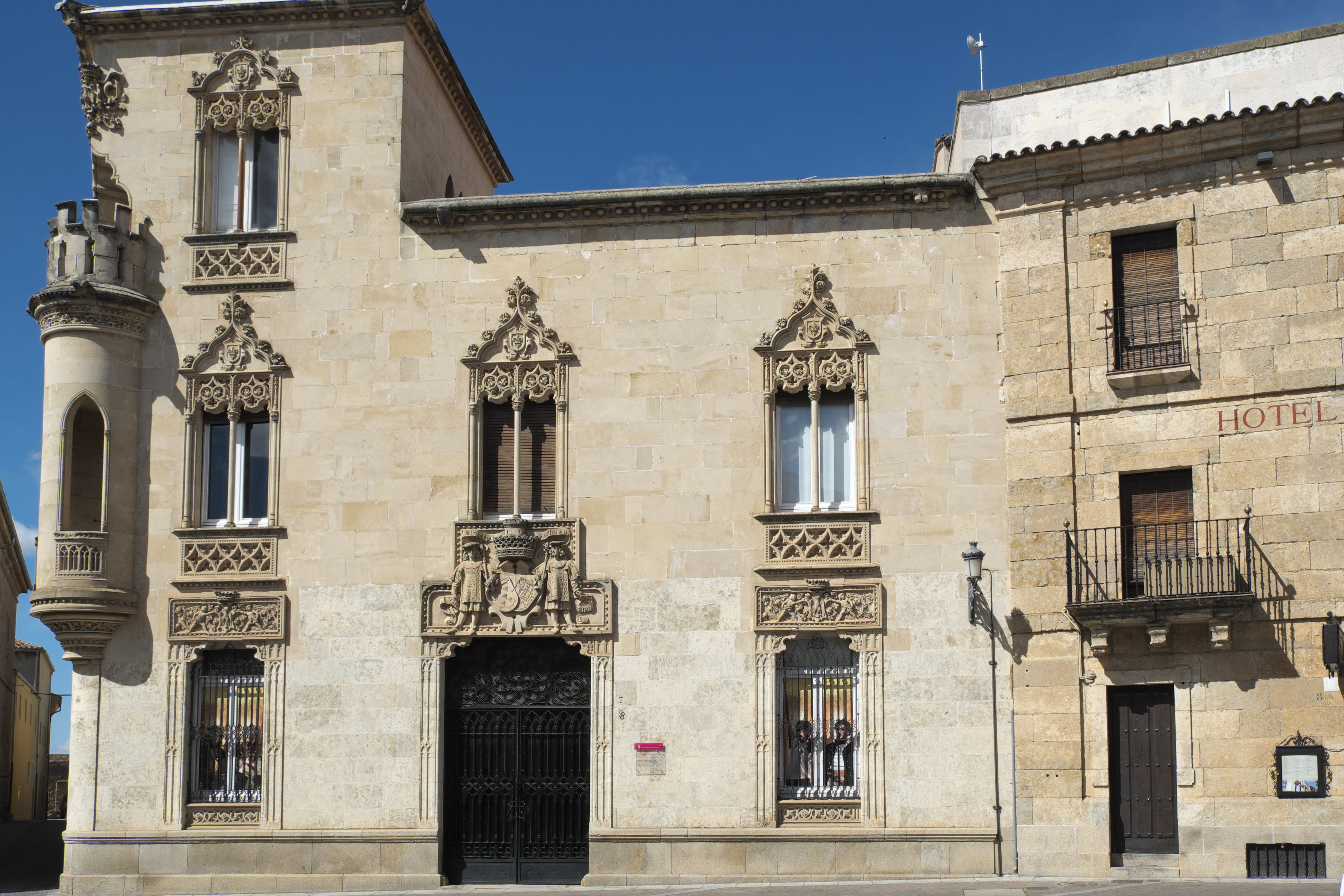
Palacio de la marquesa de Cartago en Ciudad Rodrigo
Interior de la catedral de la Almudena en Madrid

### Neogótico en Portugal

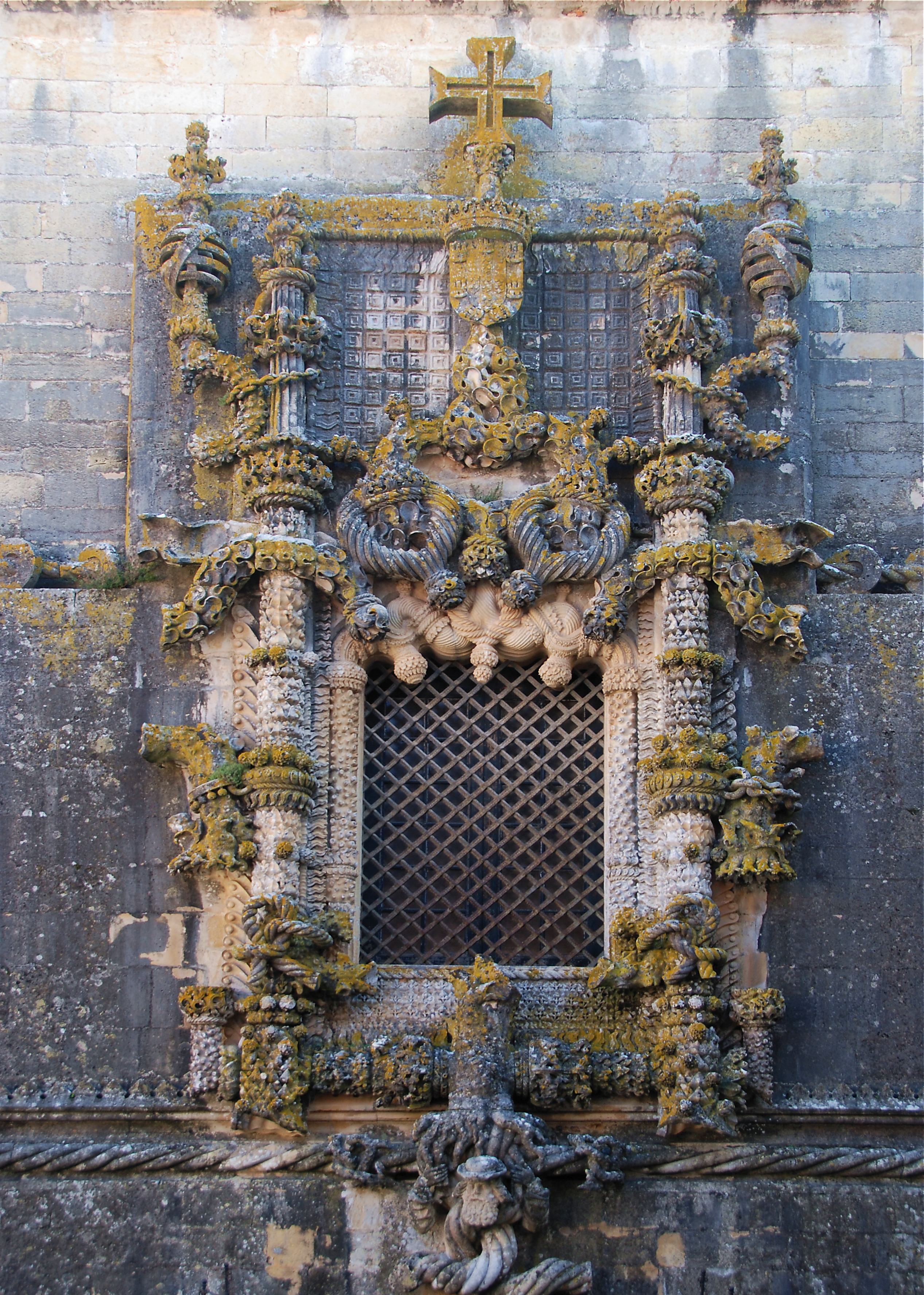
Ventana del Convento de Cristo

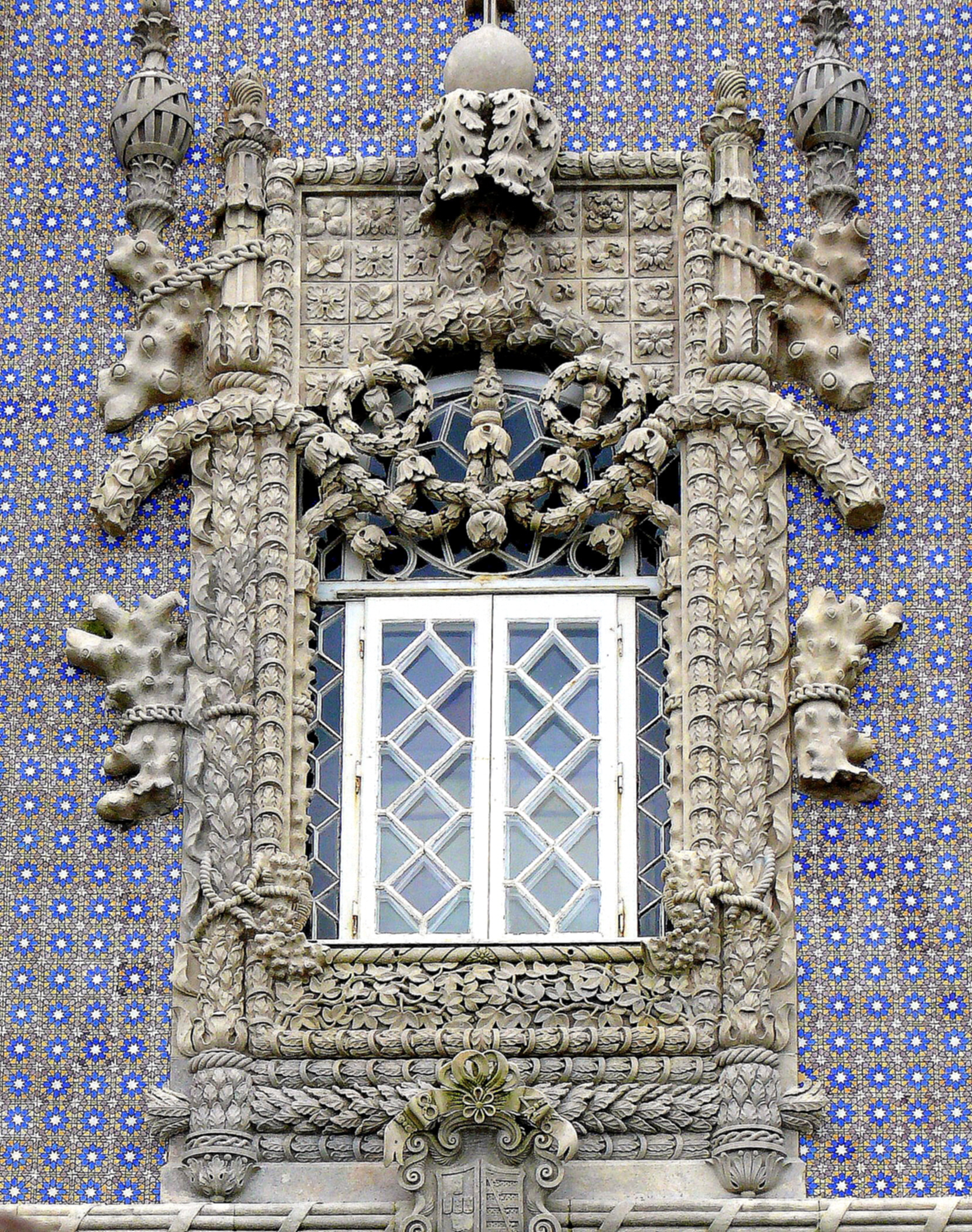
Ventana del palacio da Pena, Sintra.

En Portugal, el estilo gótico dominó la arquitectura en el período comprendido entre el siglo XIII y principios del siglo XVI. En esta última fase, el exótico gótico portugués se hizo conocido como el estilo manuelino. Como en otros países europeos, desde el siglo XIX en adelante, varios de los antiguos edificios góticos fueron restaurados y, a menudo, parcialmente recreados, de una manera más o menos imaginativa, en el estilo neogótico o, en el caso específico de Portugal, en el estilo neomanuelino. Así, hubo varias intervenciones en edificios como la Torre de Belém, el Monasterio de Batalha y el Monasterio de los Jerónimos, entre otros, que intentaron recuperar el brillo antiguo de estos monumentos emblemáticos. El monasterio de los Jerónimos, por ejemplo, se sometió a una importante restauración desde 1867, en el que el campanario y el antiguo dormitorio de los monjes fueron completamente remodelados en estilo neo-manuelino.
Además hubo también edificios construidos desde cero en estilo neogótico y/o neomanuelino desde la primera mitad del siglo XIX, siguiendo el espíritu romántico que prevalecía en ese momento. Muchas de esas primeras experiencias también incorporan toques orientales y exóticos, con citas de la arquitectura islámica. Ejemplos importantes son el Palacio de Monserrate (después de 1858) y el Palacio de Pena (después de 1838), ambos en Sintra, siendo este último una mezcla caprichosa entre lo neogótico, lo neomanuelino y lo neoislámico.
El neomanuelino se convirtió en uno de los estilos favoritos en Portugal, dando lugar a obras como el Palacio Hotel de Busaco (1888-1907), la Quinta da Regaleira, el Palacio de los Condes de Castro Guimarães en Cascais (cerca de 1900), la Estación de tren de Rossio, los ayuntamientos (Paços do Concelho) de Sintra y Soure, entre muchos otros edificios. El estricto neogótico está representado en menos edificios. Un ejemplo notable es el elevador de Santa Justa (1898-1902), en Lisboa, una estructura de hierro decorada con motivos góticos.

Neogótico en Portugal
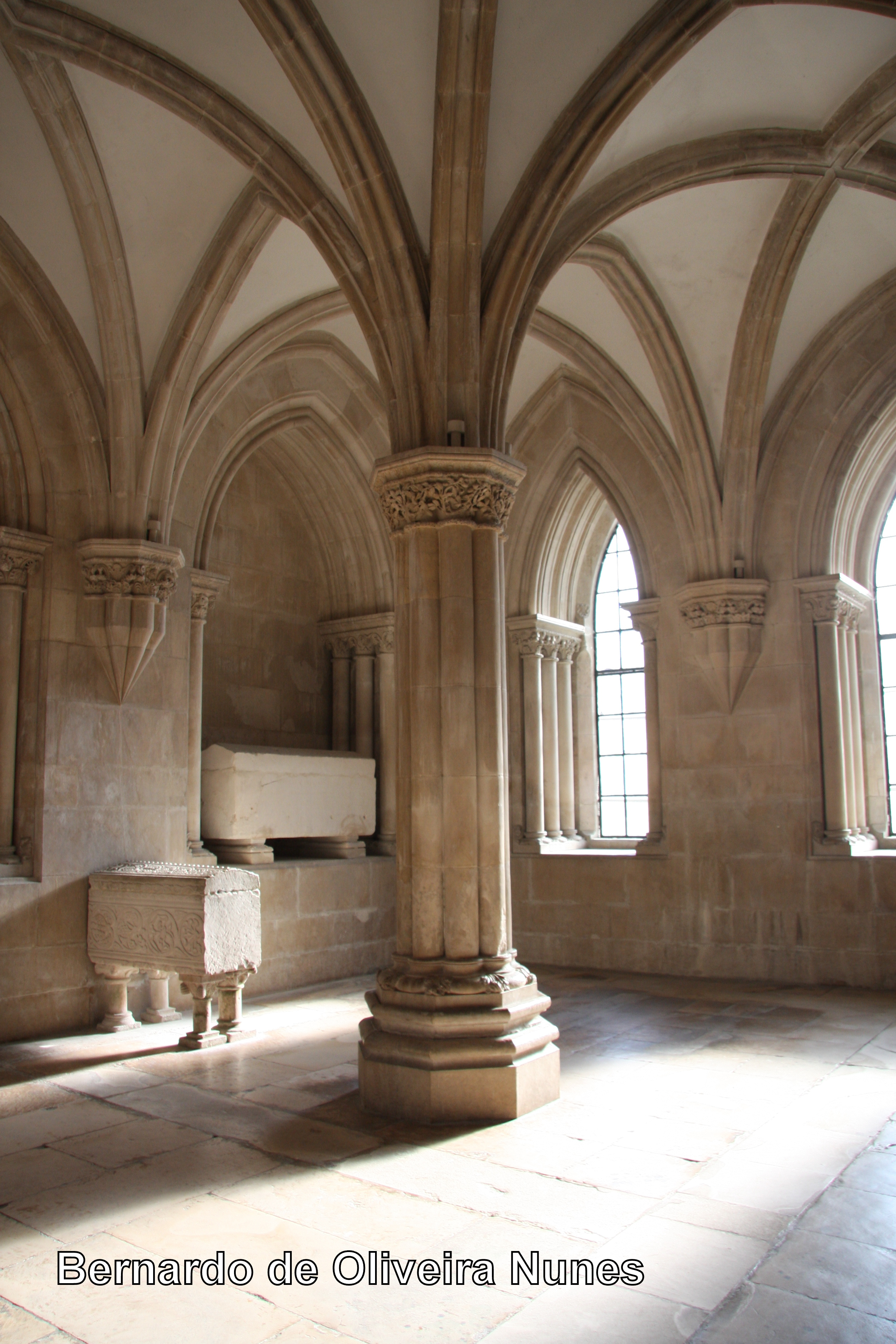
Sala de las tumbas del monasterio de Alcobaza (c. 1770), Alcobaza
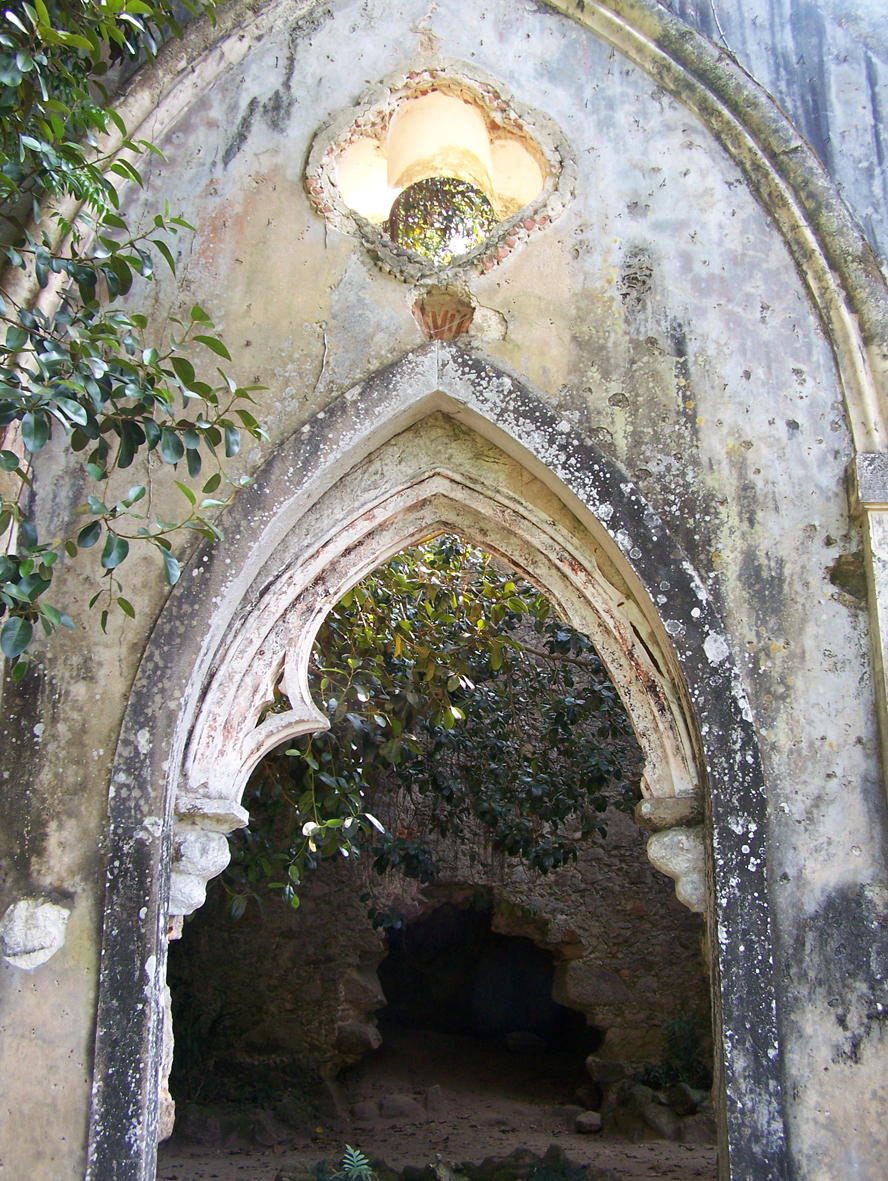
Capilla neogótica en los jardines del palacio de Monserrate (c. 1790), Sintra
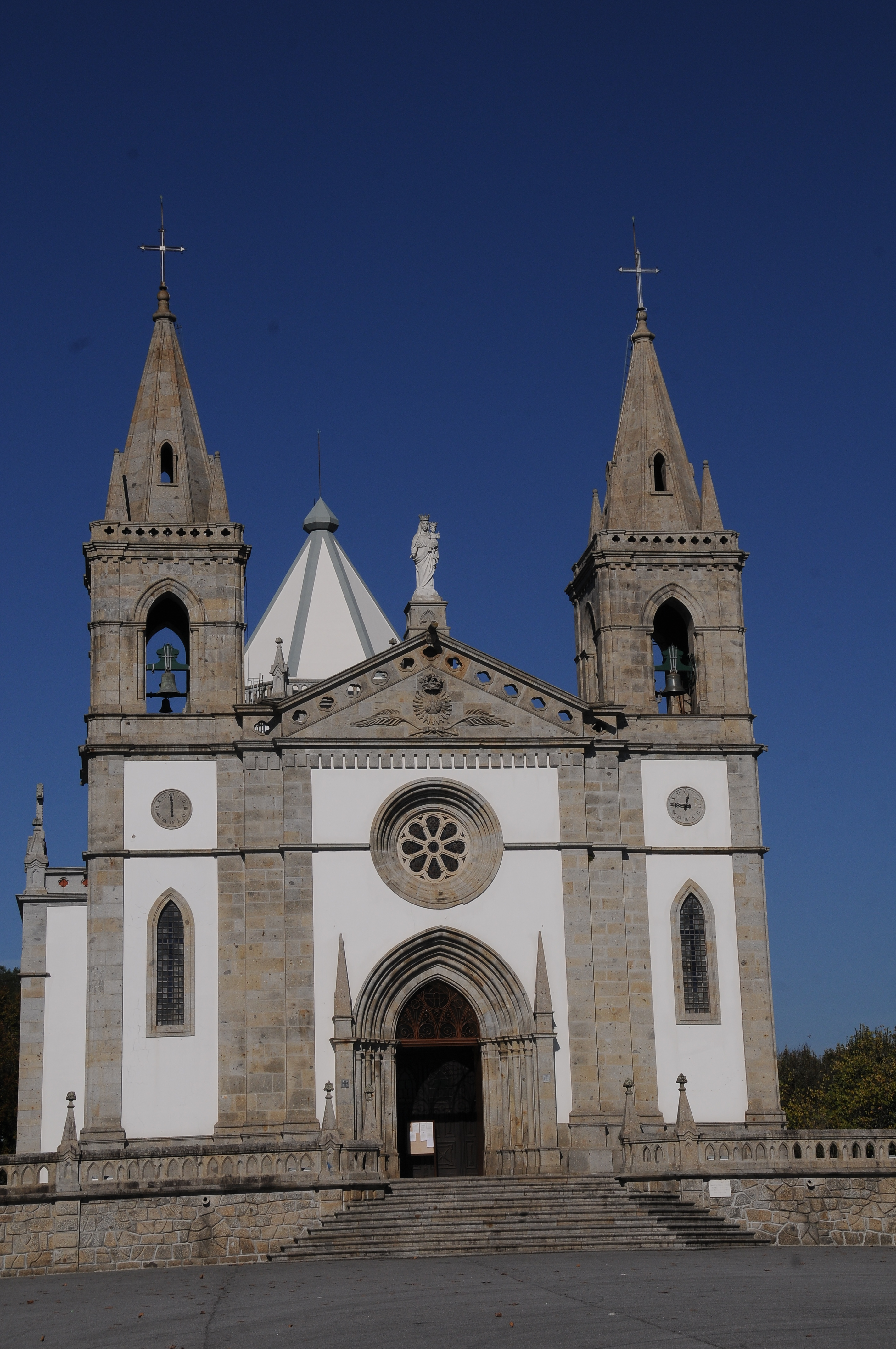
Santuario de Nossa Senhora do Alívio, Vila Verde (1872-1993)
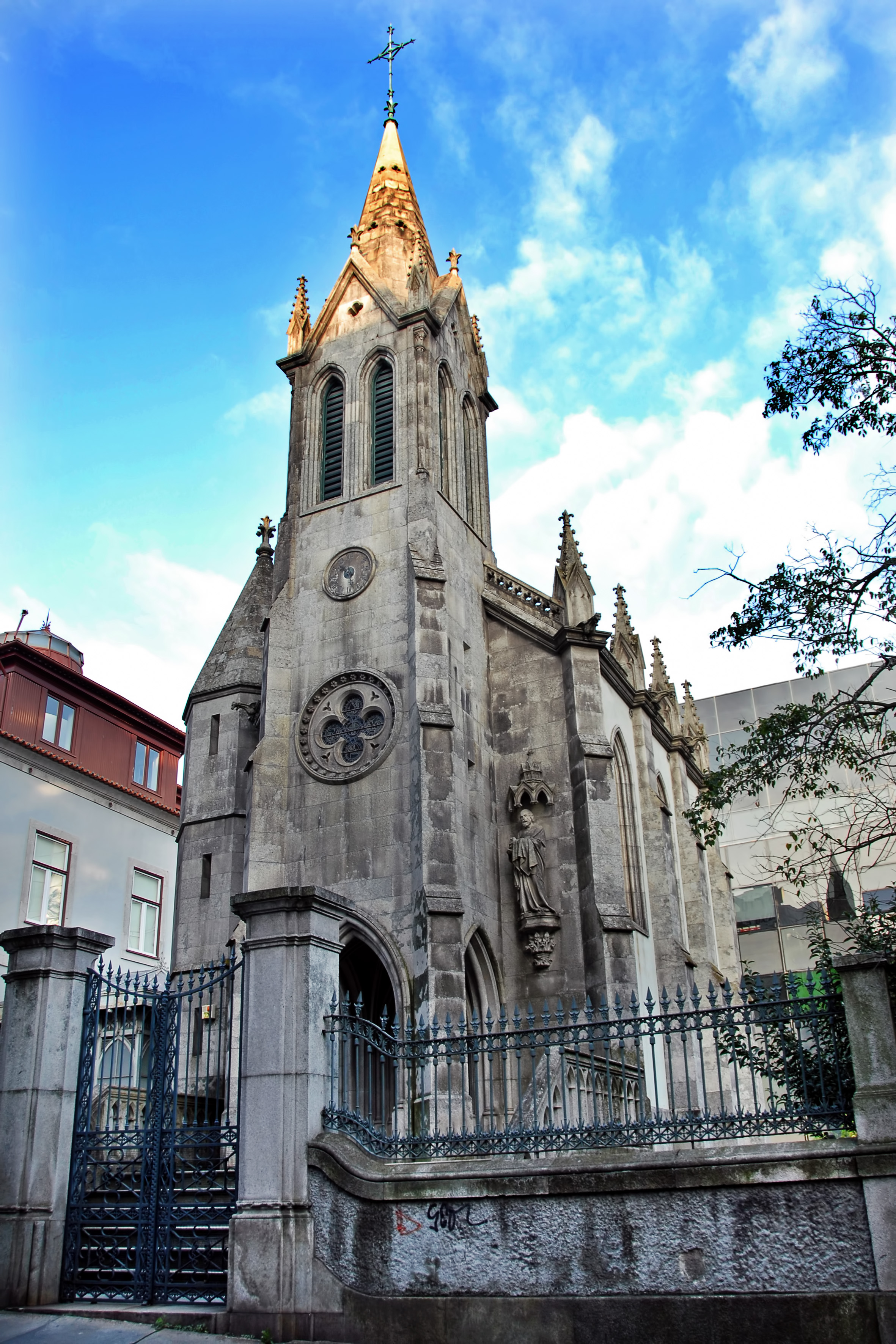
Capilla dos Pestanas (1878), Oporto
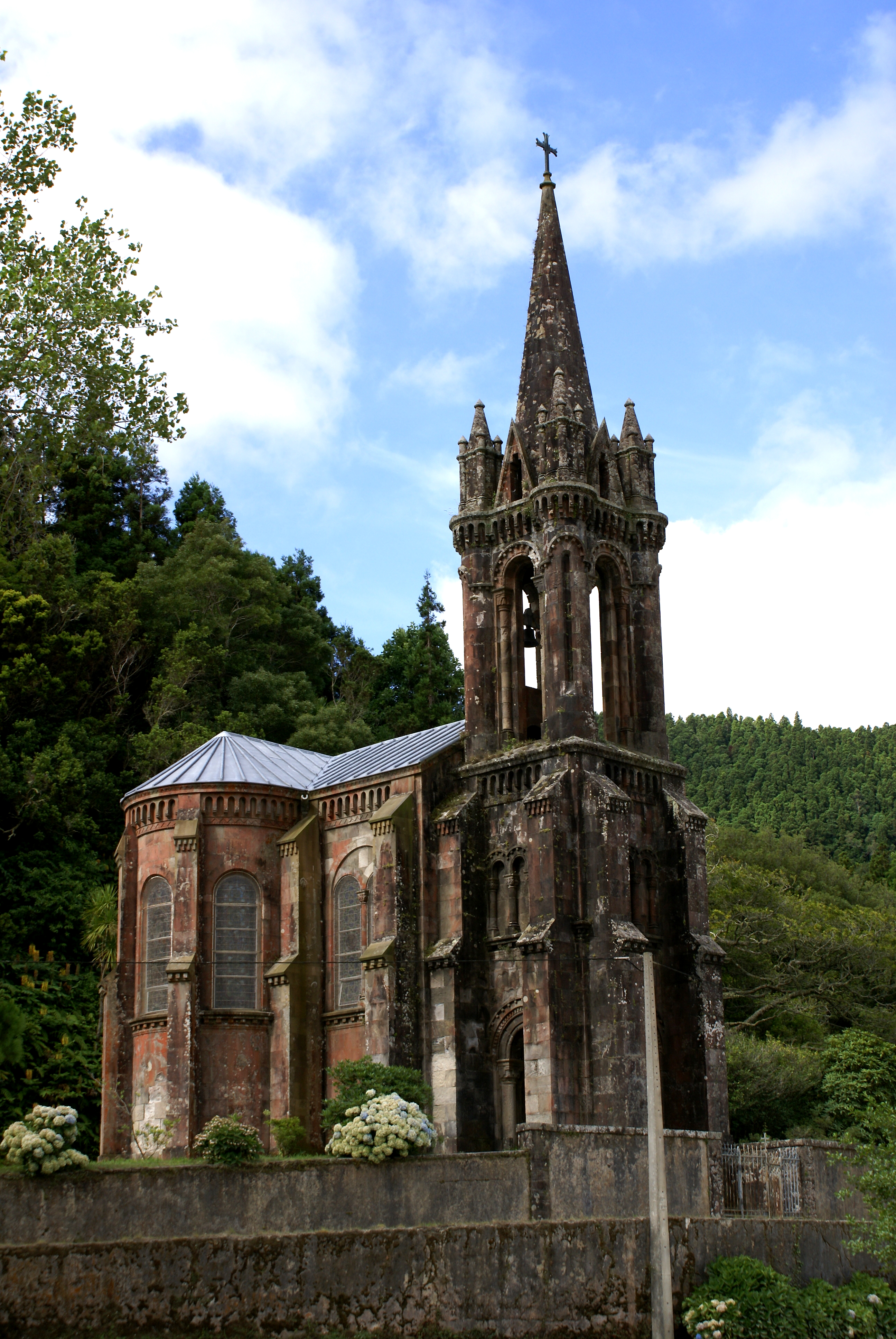
Capilla de Nuestra Señora de las Victorias (1886), isla de San Miguel
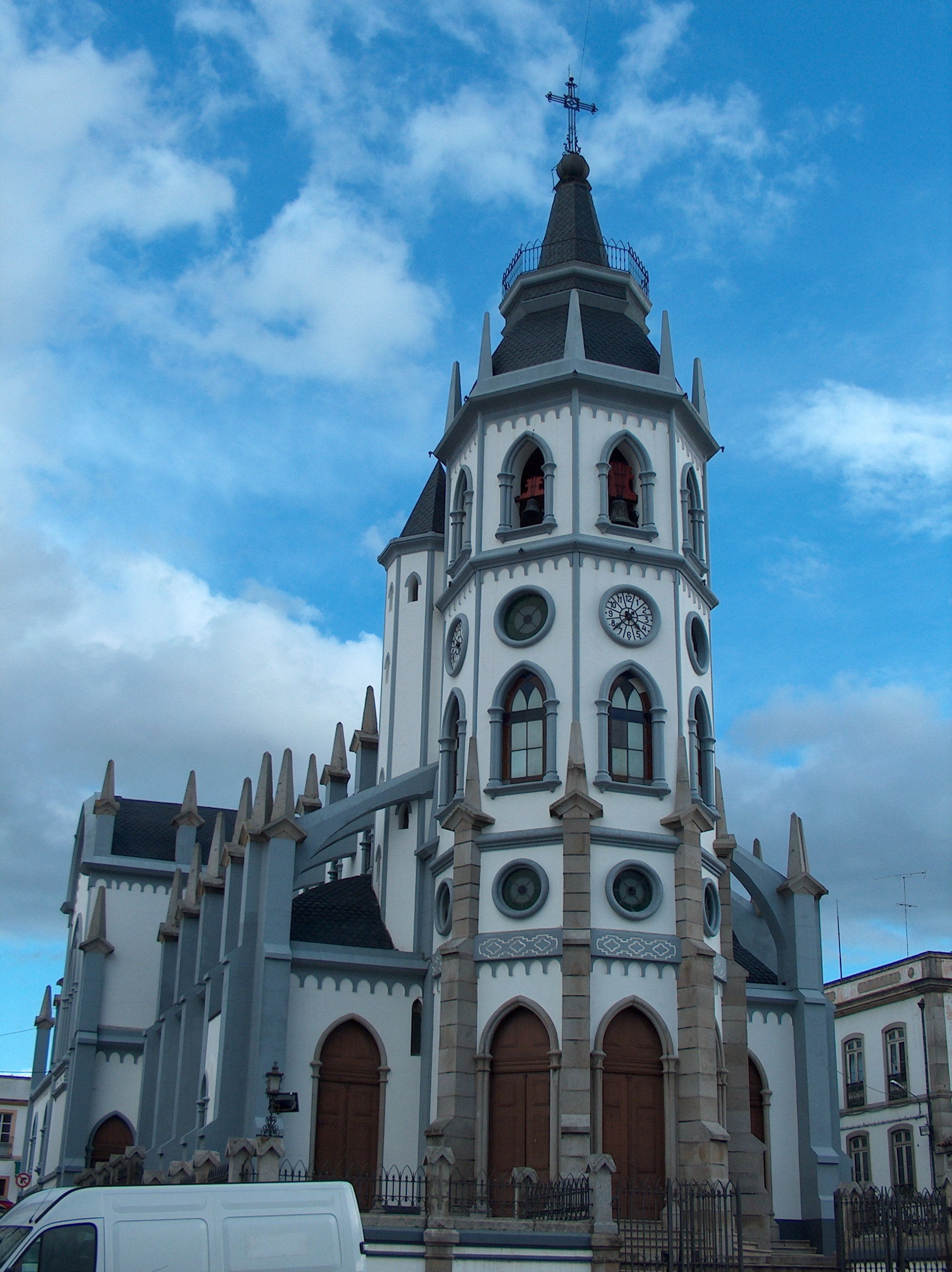
Iglesia parroquial de Reguengos de Monsaraz (1887-1901)
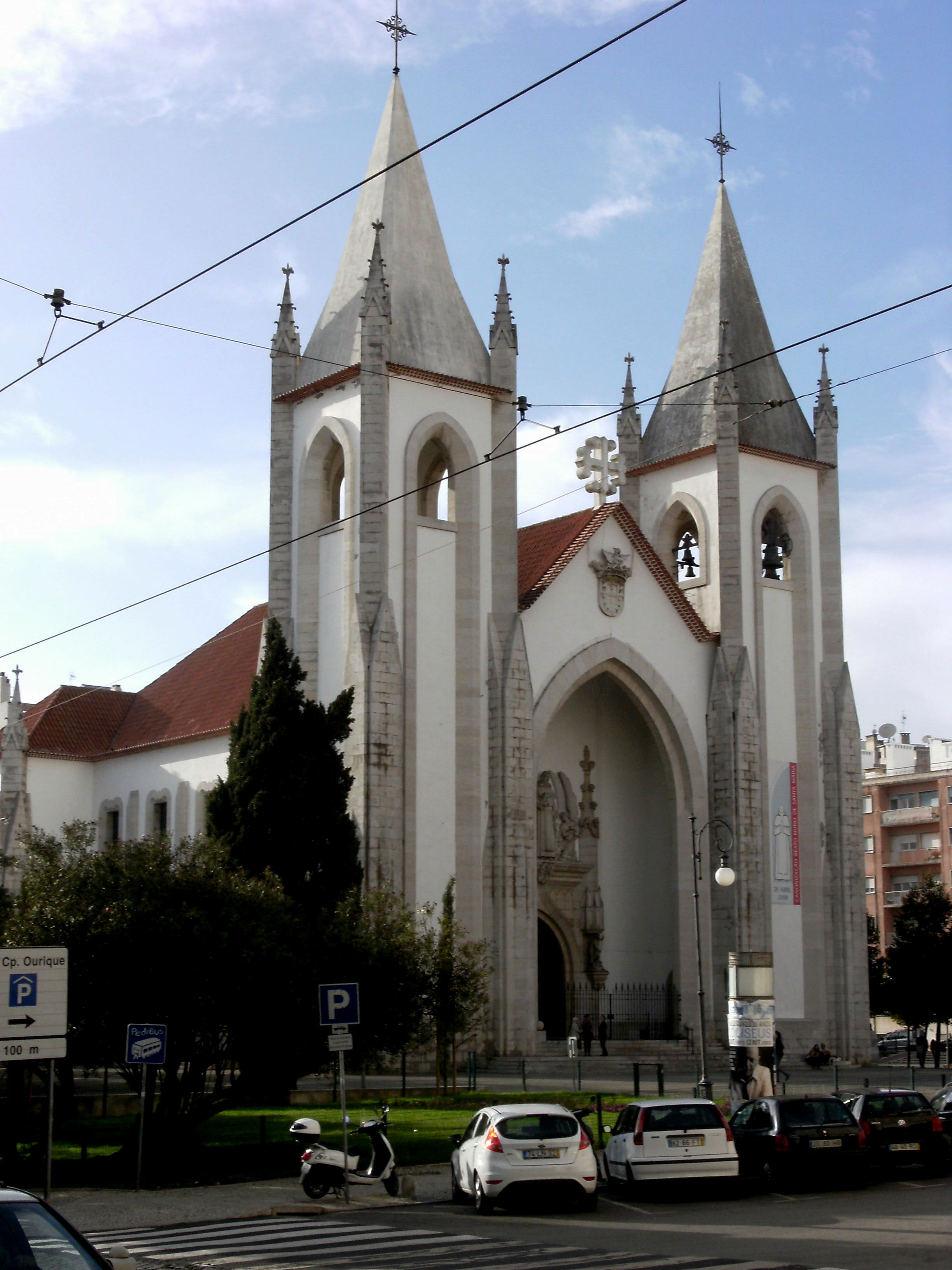
Iglesia de Santo Condestable (1946-1951), Lisboa

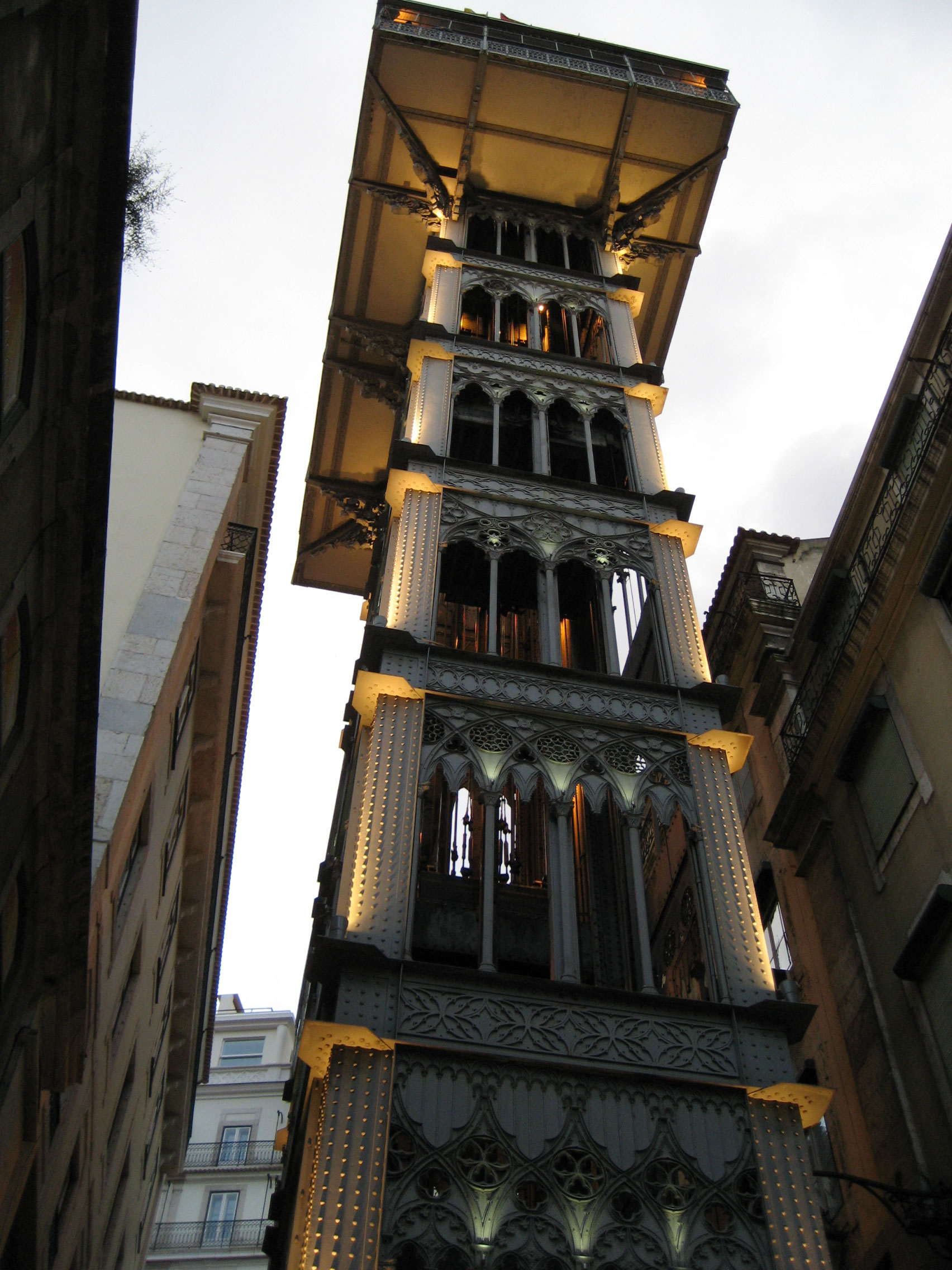
Elevador de Santa Justa (1900-1902), Lisboa
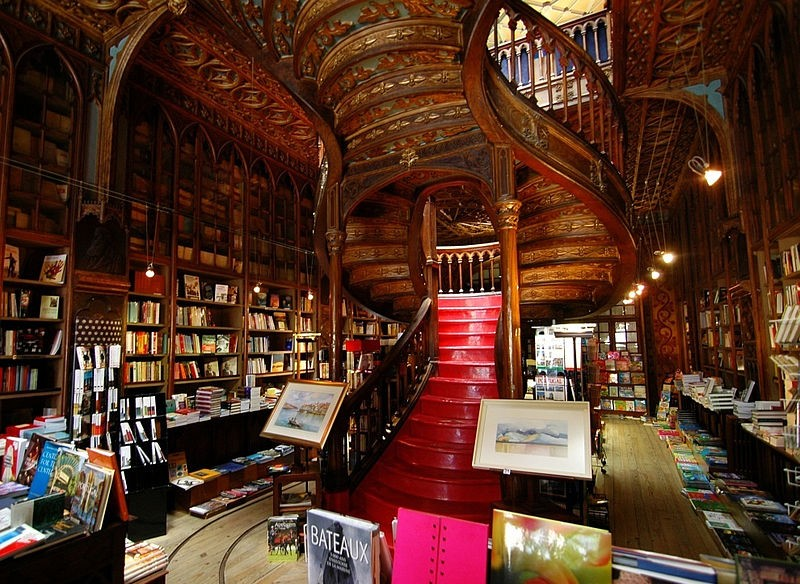
Librería Lello e Irmão (1906), Oporto
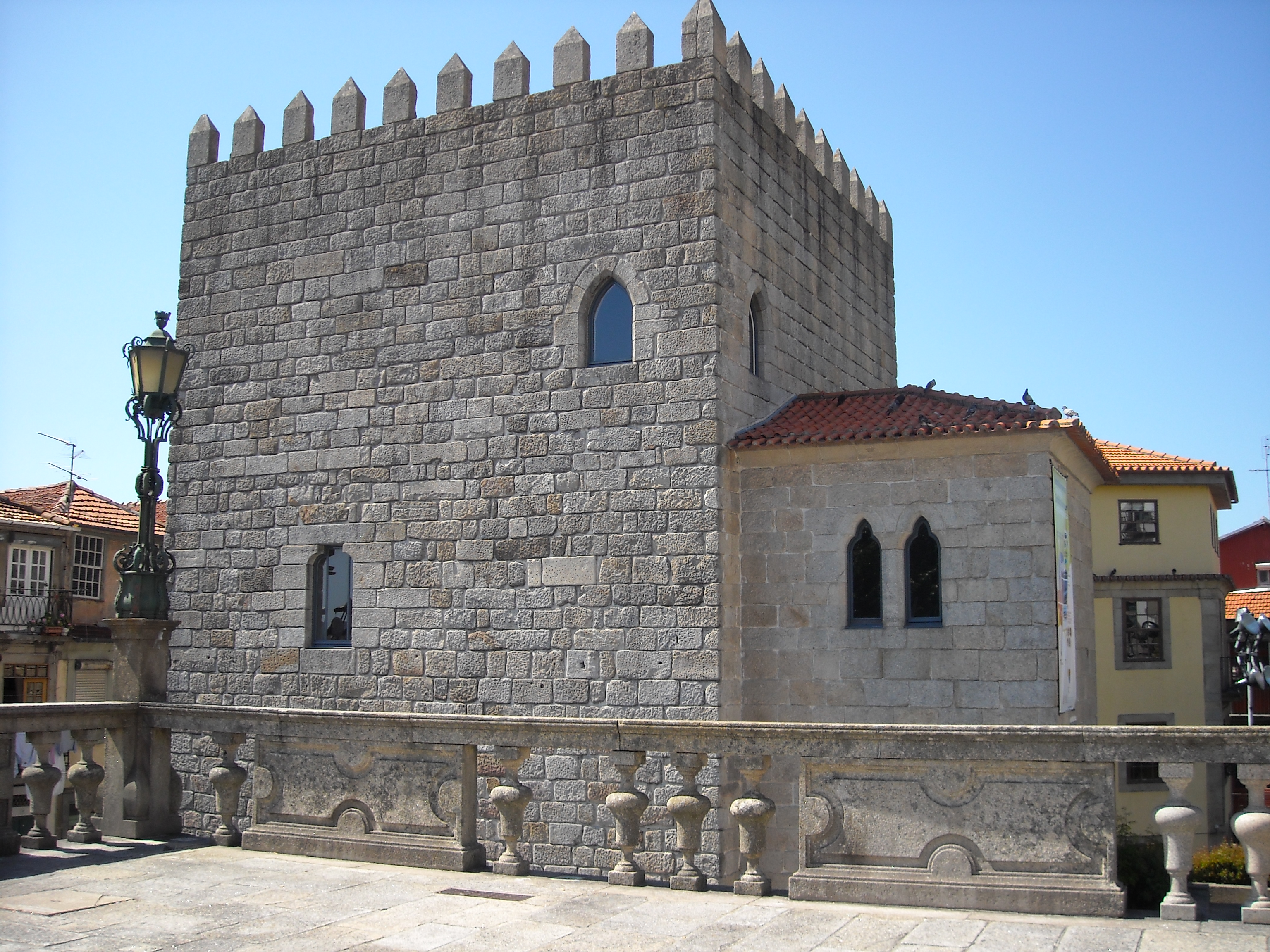
Torre Medieval do Porto (1940)
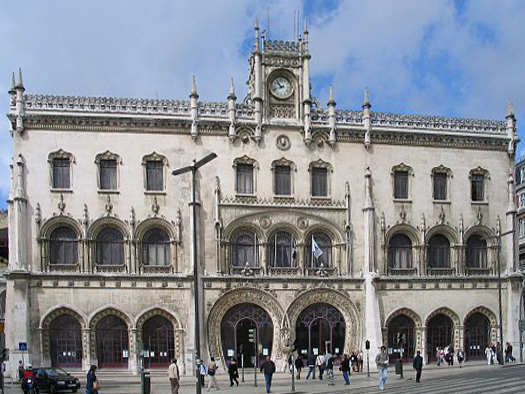
La neomanuelina estación de tren de Rossio (1886-1890), en Lisboa

Palacios neogóticos en Portugal
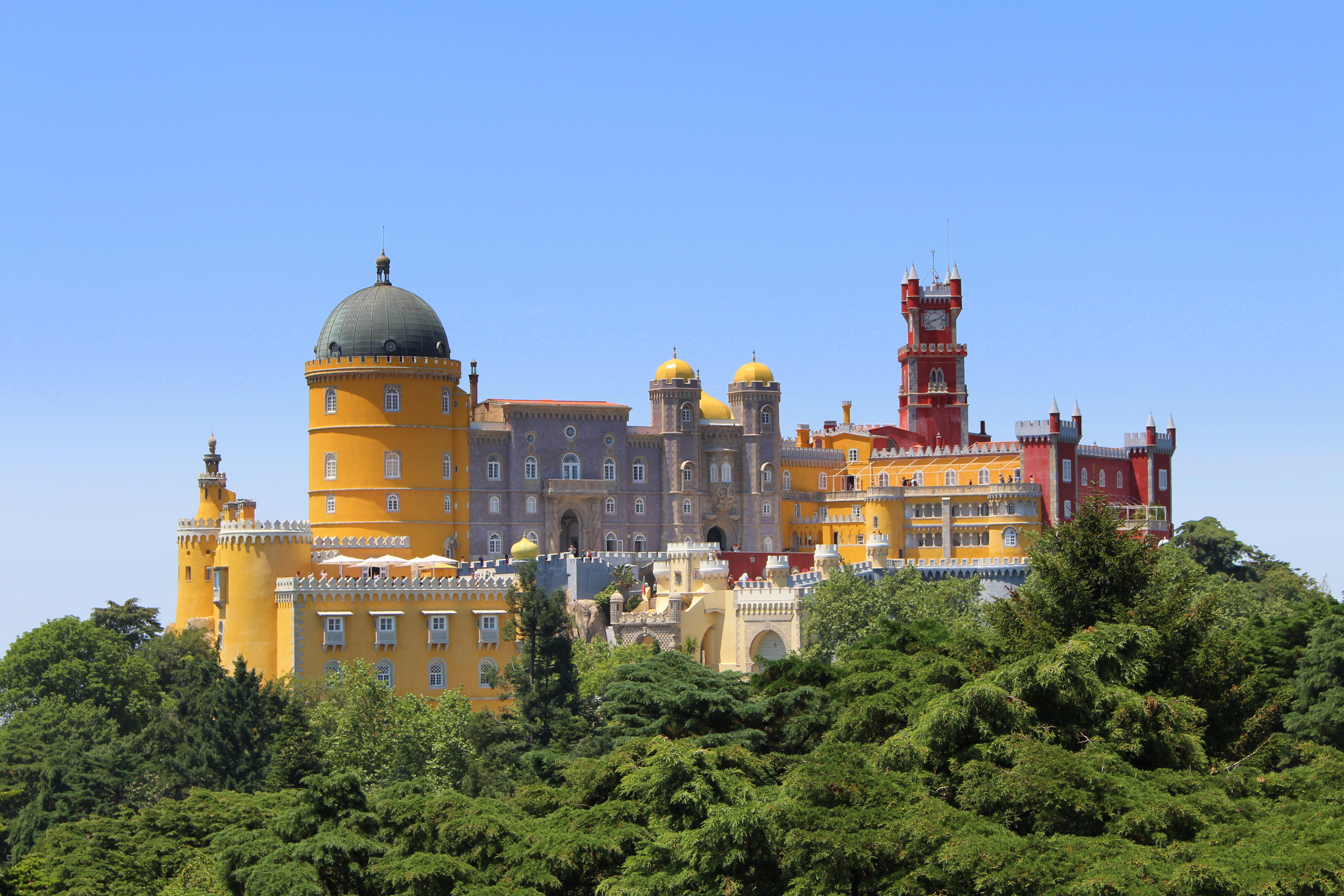
Palacio Nacional da Pena (1838-1885) (Sintra)
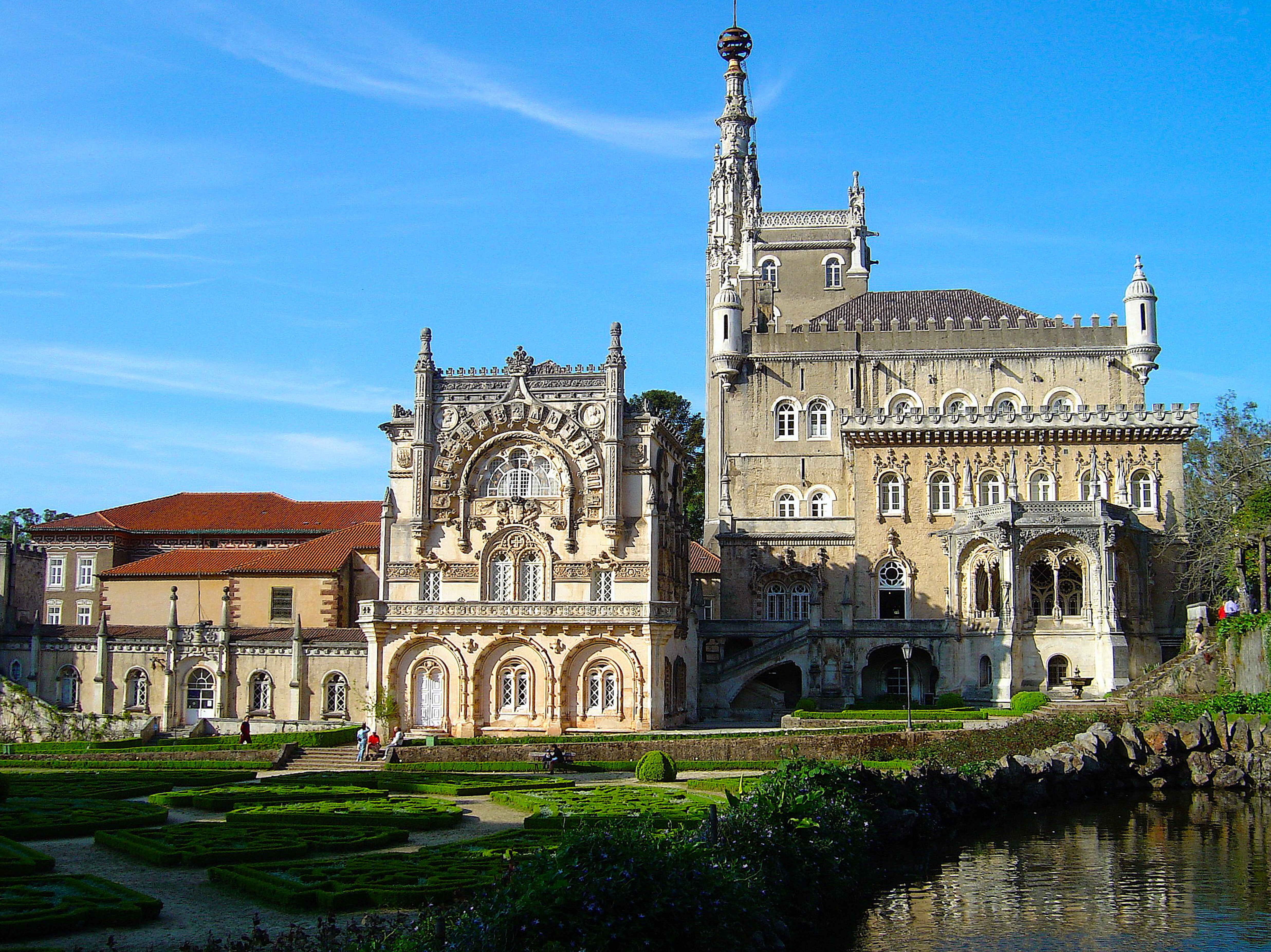
Palacio Hotel de Busaco (1888-1907) (Mealhada)
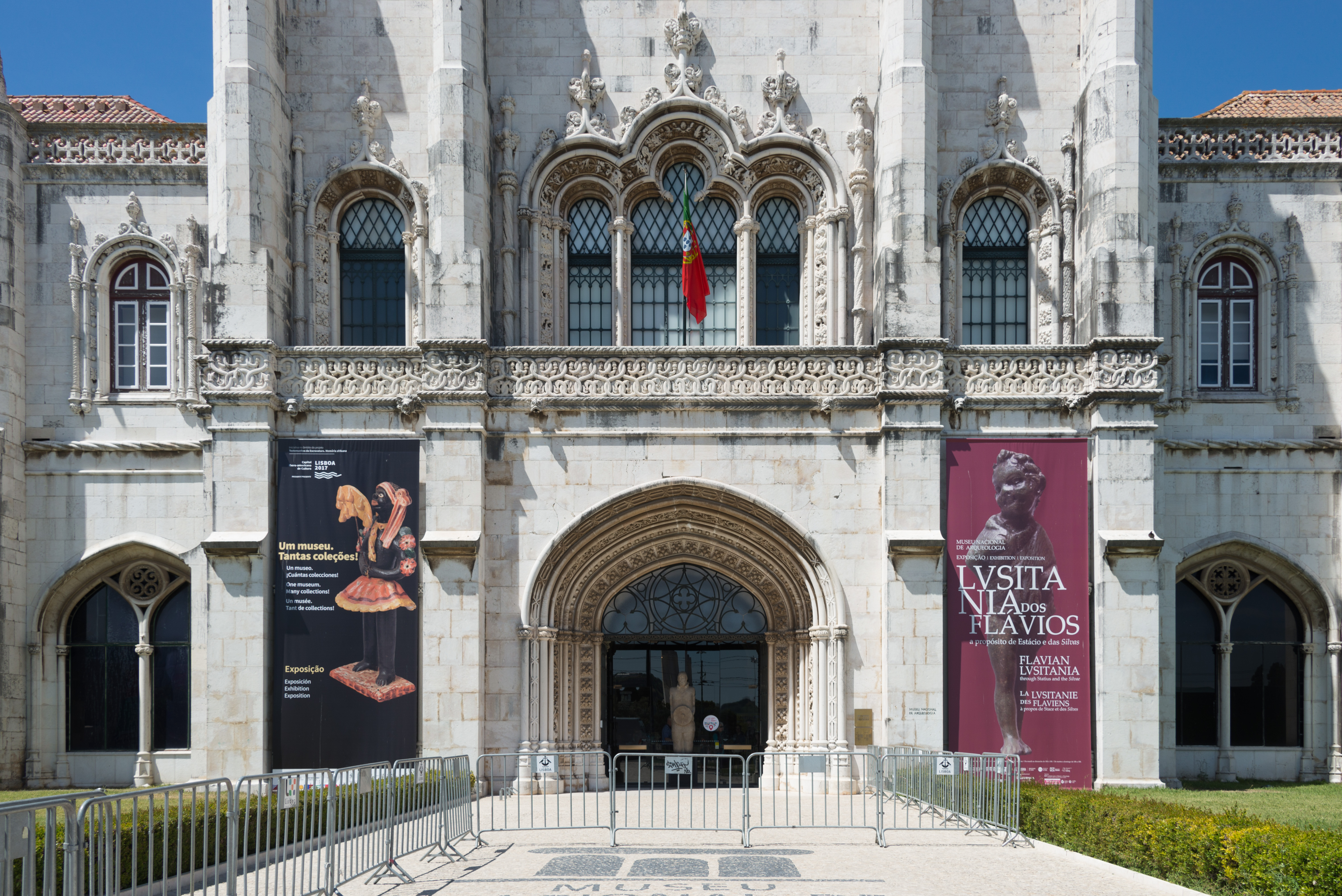
Museu Nacional de Arqueologia (1893-1906) (Lisboa)
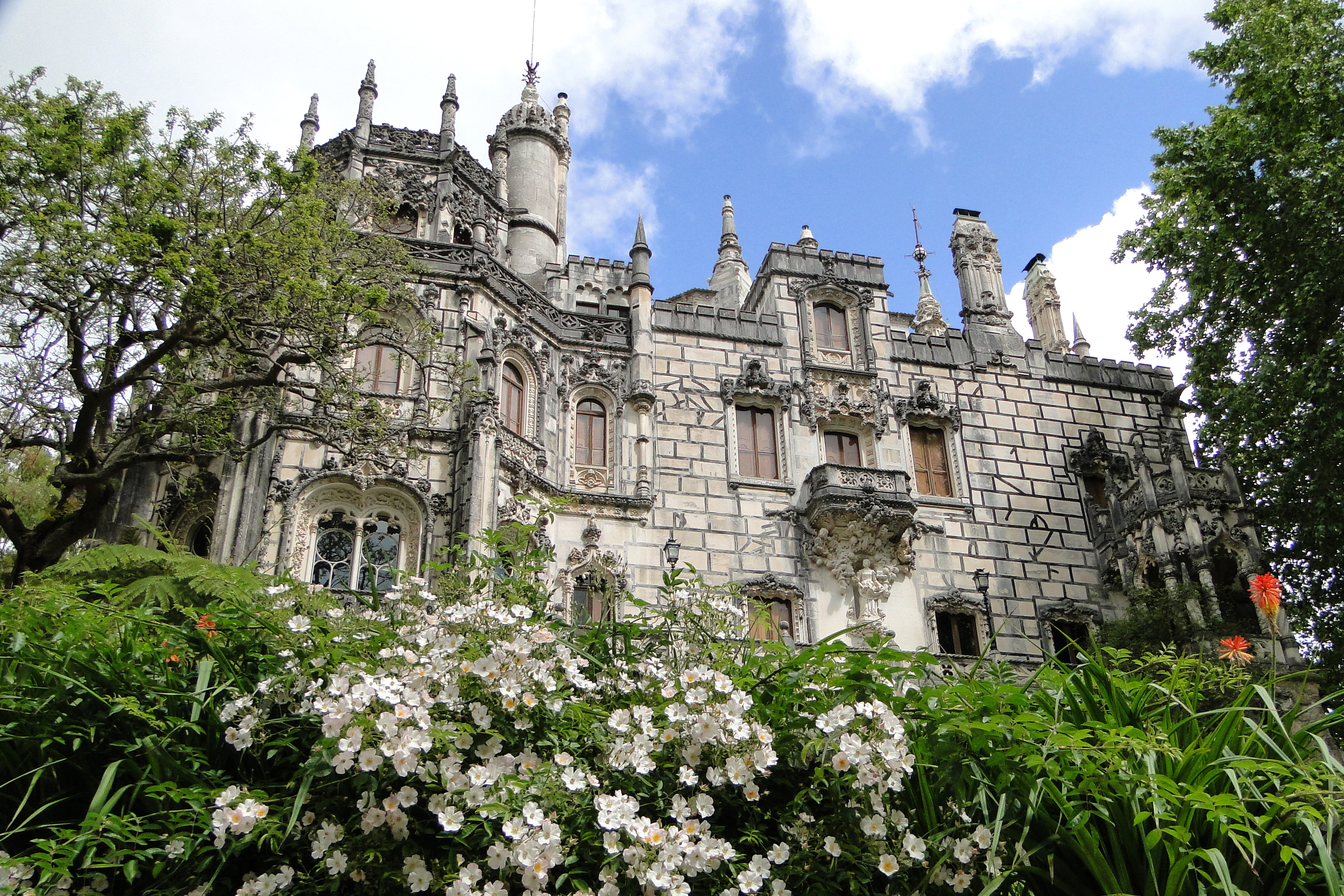
Palacio da Regaleira (1898-1911) (Sintra)
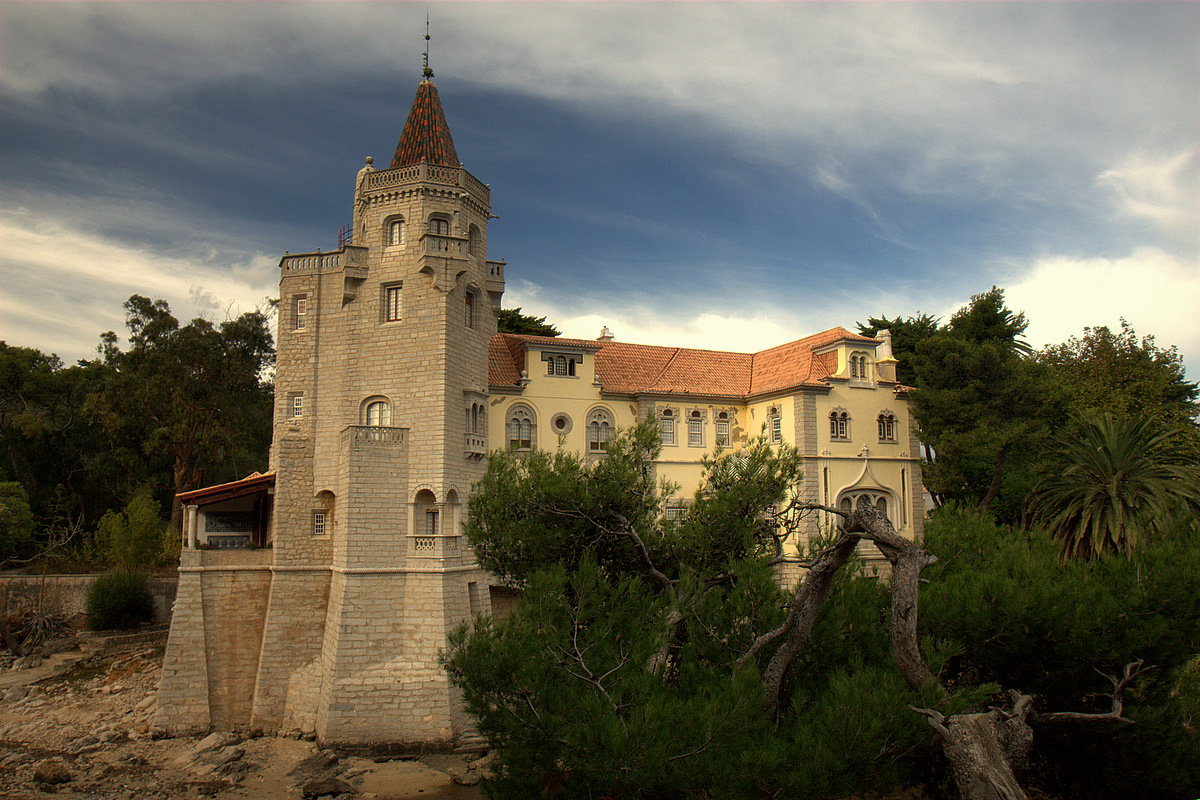
Paços do Concelho de Soure

### Neogótico en Brasil

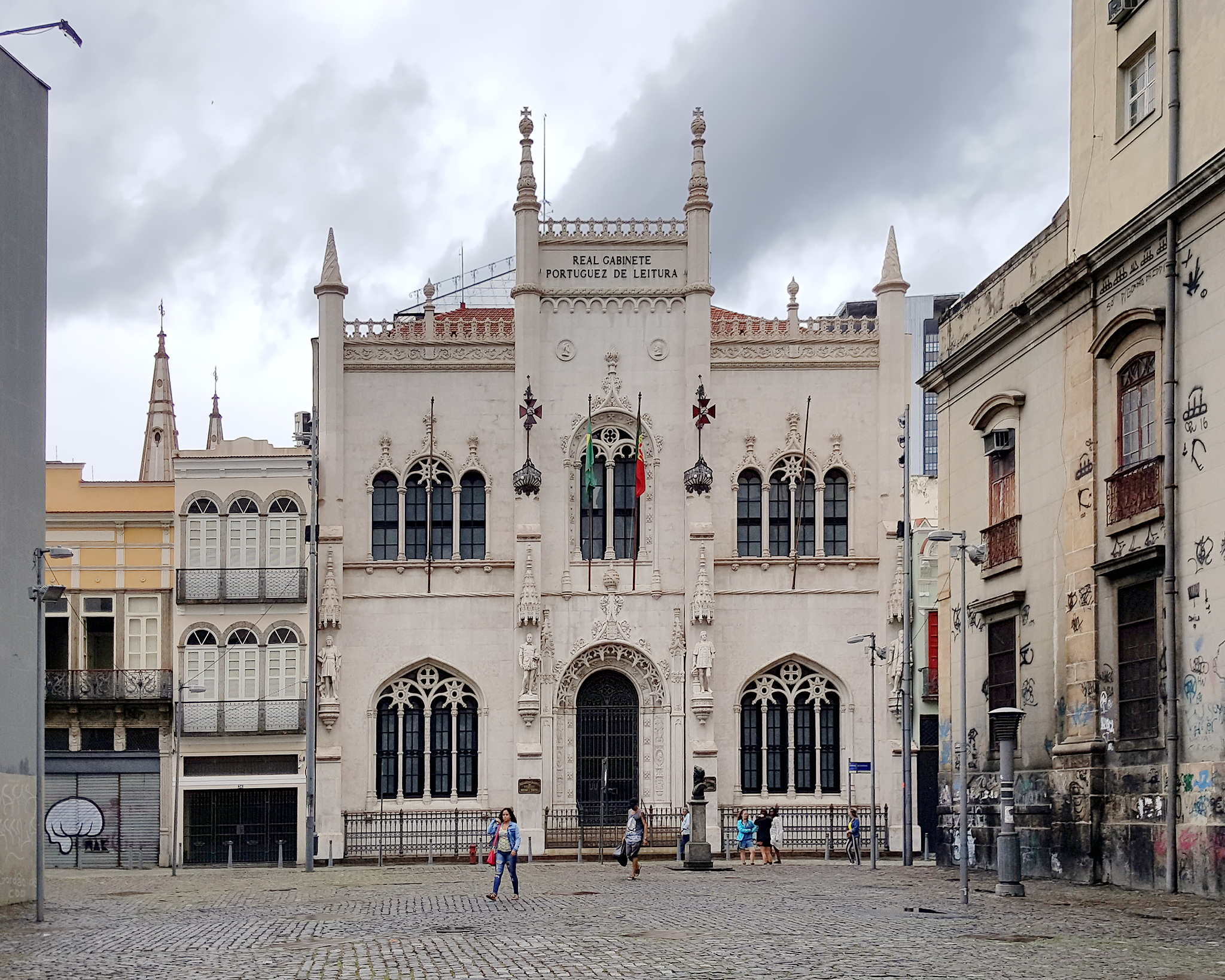
Real Gabinete Portugués de Lectura

El neogótico se hizo popular en Brasil cerca del final del reinado de D. Pedro II, especialmente a partir de la década de 1880. Las tres iglesias neogóticas más antiguas de Brasil son la Iglesia de Nossa Senhora do Amparo en Teresina, en Piauí (1852), la Matriz de Nossa Senhora da Purificação, en Bom Princípio (RS) (1871), la Iglesia del Santuario de Caraça, en Minas Gerais, construida entre 1876 y 1883 para reemplazar una iglesia colonial y la Basílica del Sagrado Corazón de Jesús en Diamantina (MG) (1884-1889), los dos últimos proyectos del padre Julio Clavelin. Otra iglesia pionera neogótica es la Catedral de Petrópolis, iniciada en 1884 pero terminada alrededor de 1925, que alberga las tumbas del Emperador y de su familia. En Río de Janeiro, entonces la capital, muchos edificios de este estilo fueron construidos a partir de la década de 1880, como el pintoresco Palacio de la isla Fiscal, construido en una isla en la bahía de Guanabara entre 1881 y 1889, la Iglesia de la Inmaculada Concepción en Botafogo (1888-1892), la Iglesia Metodista de Catete (1886) y otros. El neomanuelino, variante portuguesa del neogótico, aparece por primera vez en ese momento en el Real Gabinete Portugués de Lectura, construido entre 1880 y 1887 en el centro de Río.

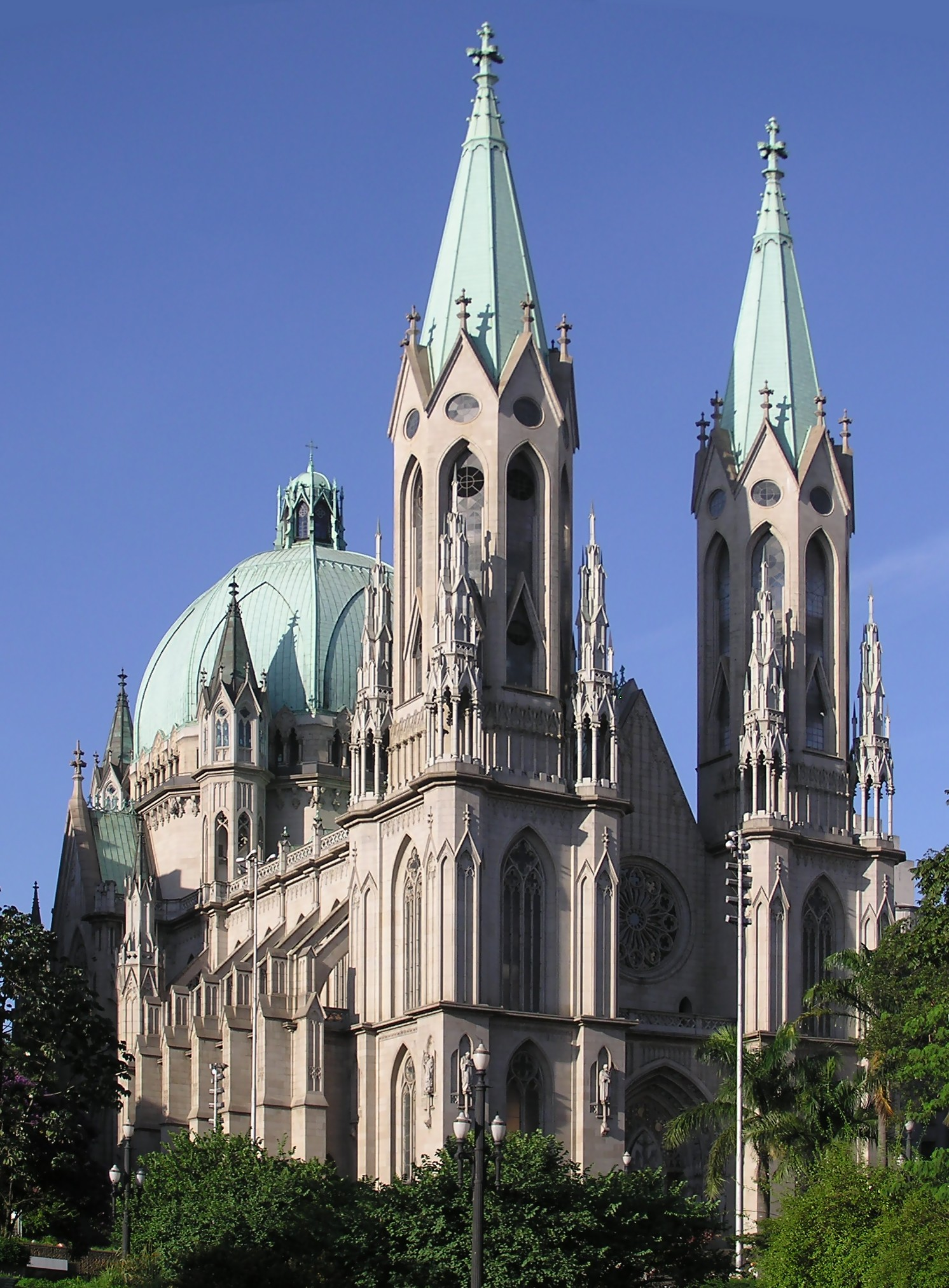
Catedral metropolitana de São Paulo

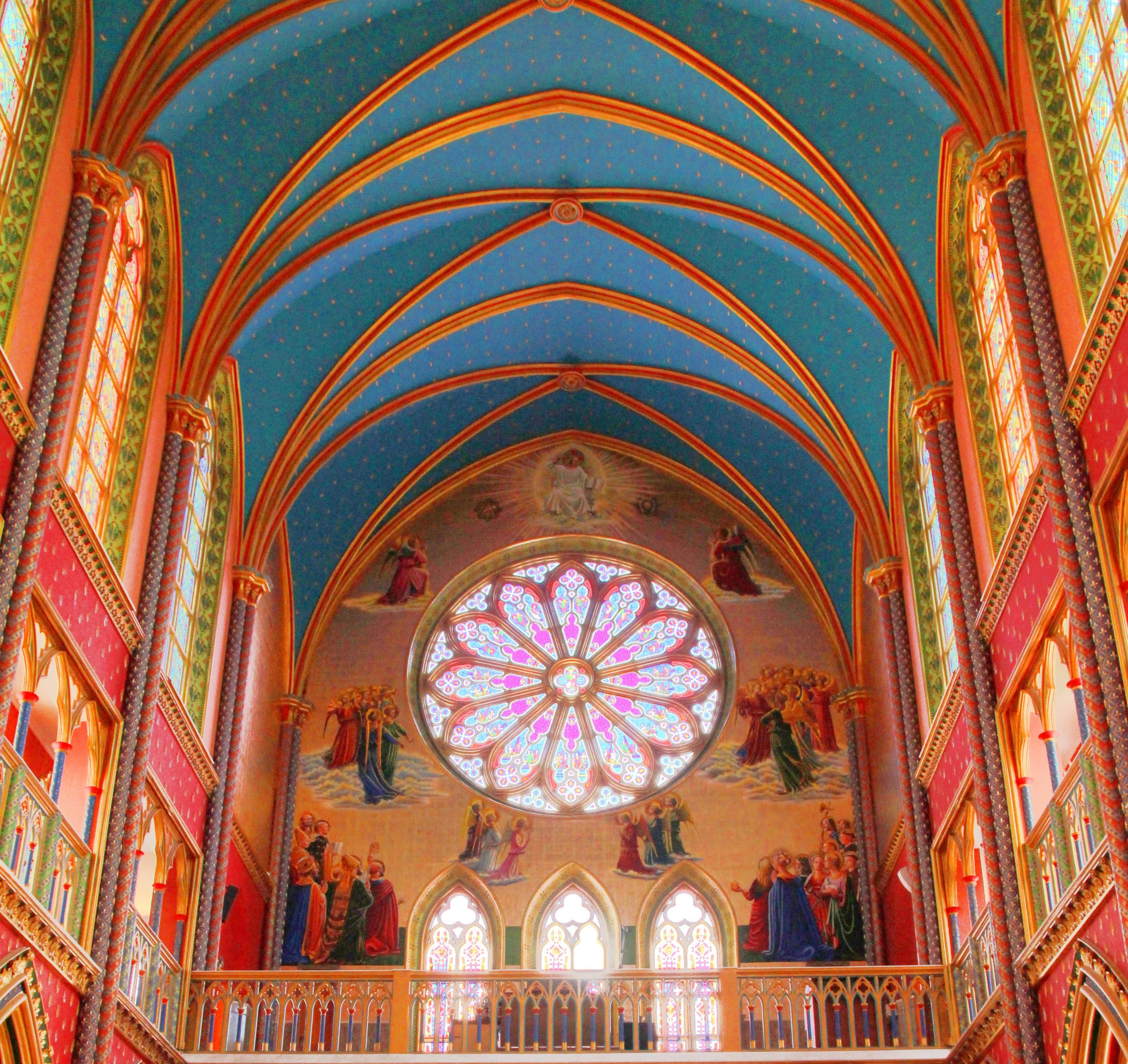
Basílica Menor de Nossa Senhora do Rosário de Fátima (SP)

El neogótico fue ampliamente utilizado en todo tipo de edificios seculares y militares, incluidas casas particulares, pero fue particularmente popular en los edificios religiosos. En la capital São Paulo, la primera iglesia neogótica fue la Iglesia Luterana de Martinho Lutero (1906-1908), seguida unos años después por la monumental Catedral da Sé, construida a partir de 1913 e inaugurada solo en 1954. Entre 1930 y 1954, la Iglesia de Santa Ifigênia, también de estilo neogótico, fue la catedral de la ciudad. Otras catedrales neogóticas incluyen la Catedral de Santos (1909-1967), la Catedral de Boa Viagem en Belo Horizonte (iniciada en 1913 y acabada en 1932), la Catedral de Vitória (1920-1970) y otras. Las iglesias neogóticas tardías comenzaron a construirse hasta al menos la década de 1930, como la Catedral Metropolitana de Fortaleza, que comenzó en 1939 y se inauguró solo en 1978.
En Rio Grande do Sul, el estilo neogótico fue el estilo preferido para la construcción de un número infinito de capillas y templos, especialmente en las regiones de colonización italiana y alemana, entre finales del siglo XIX y principios del XX. Entre estos hay ejemplos interesantes: la Catedral de Caxias do Sul, iniciada en 1895 como iglesia parroquial, y la Capilla del Santo Sepulcro, en la misma ciudad, la Iglesia Matriz de NS de Lourdes en Flores da Cunha, la Iglesia Cristo Rei en Bento Gonçalves, la Iglesia Matriz de São Pedro en Garibaldi, y la Matriz de São Luiz Gonzaga, en Veranópolis. La ciudad de Santa Cruz do Sul, de colonización alemana, también tiene una catedral con una interpretación vigorosa y original del estilo gótico, construida entre 1928 y 1936. Otro ejemplo destacado en la misma región es la Iglesia de São Sebastião Mártir en Venâncio Aires. Otros ejemplos importantes son las iglesias construidas por carmelitas españoles, una dedicada a Nossa Senhora do Carmo en Uruguaiana, otra de la misma invocación en Río Grande, y la Iglesia de Santa Teresinha, en Porto Alegre, construida entre 1924 y 1931, todas siguiendo los mismos patrones y pureza de líneas.
Otro ejemplo de catedral neogótica es el Catedral Sagrado Coração de Jesus e Cristo Rei, ubicada en la ciudad de Petrolina, en el interior de Pernambuco. En la ciudad de Feira de Santana, en Bahía, hay otro ejemplo de arquitectura neogótica, la Parroquia Senhor dos Passos, que comenzó la construcción el 9 de octubre de 1921 y se finalizó el 17 de mayo de 1964.
La iglesia neogótica más reciente de Brasil es la Basílica Menor de Nossa Senhora do Rosário de Fátima, construida a partir de 2004 en la frontera entre Cotia y Embu das Artes (SP), por la asociación Arautos do Evangelho.

Neogótico en Brasil
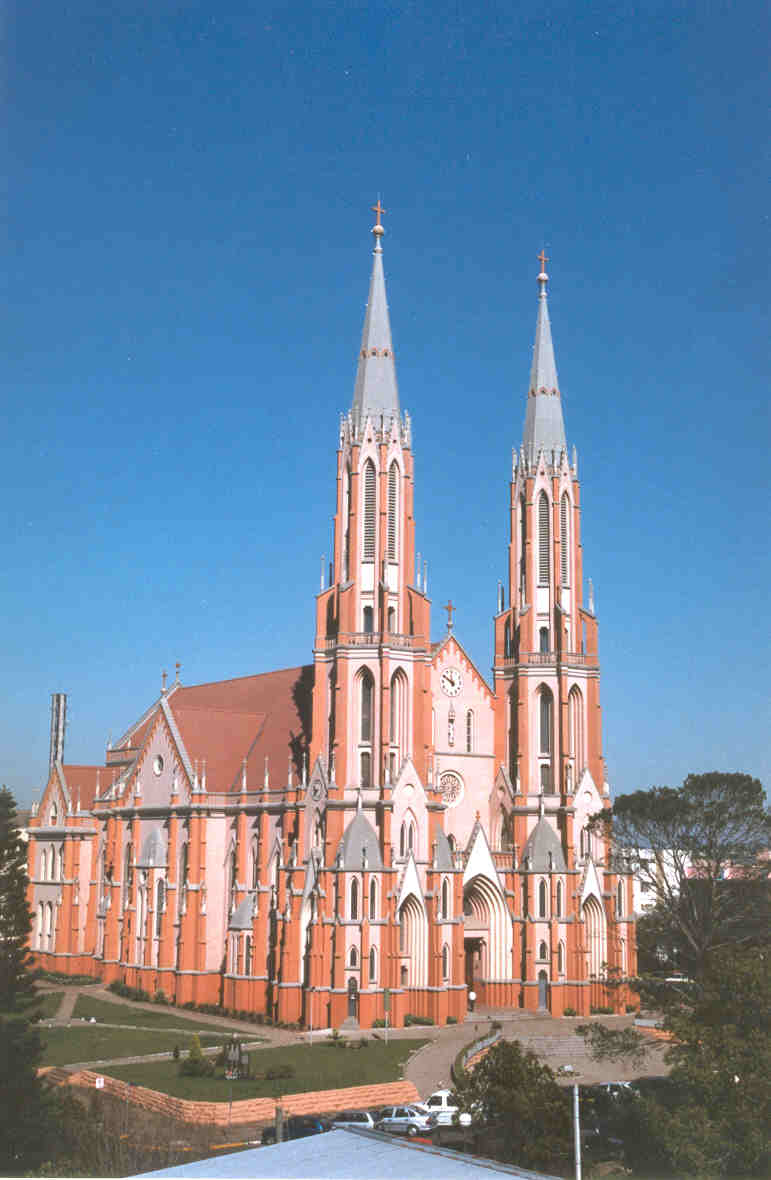
Iglesia de San Sebastián Mártir, en Venâncio Aires
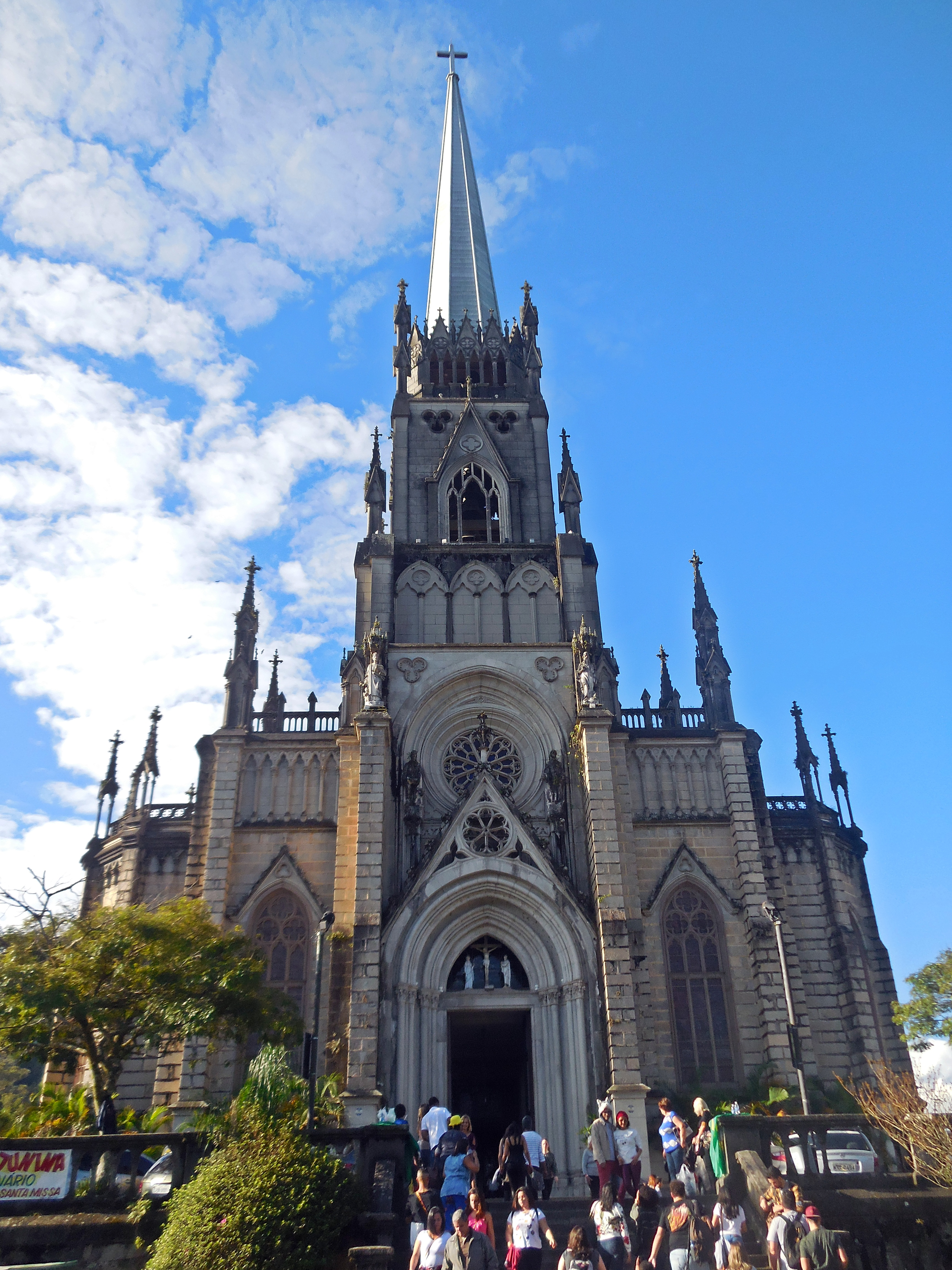
Catedral de Petrópolis (1884-1925)
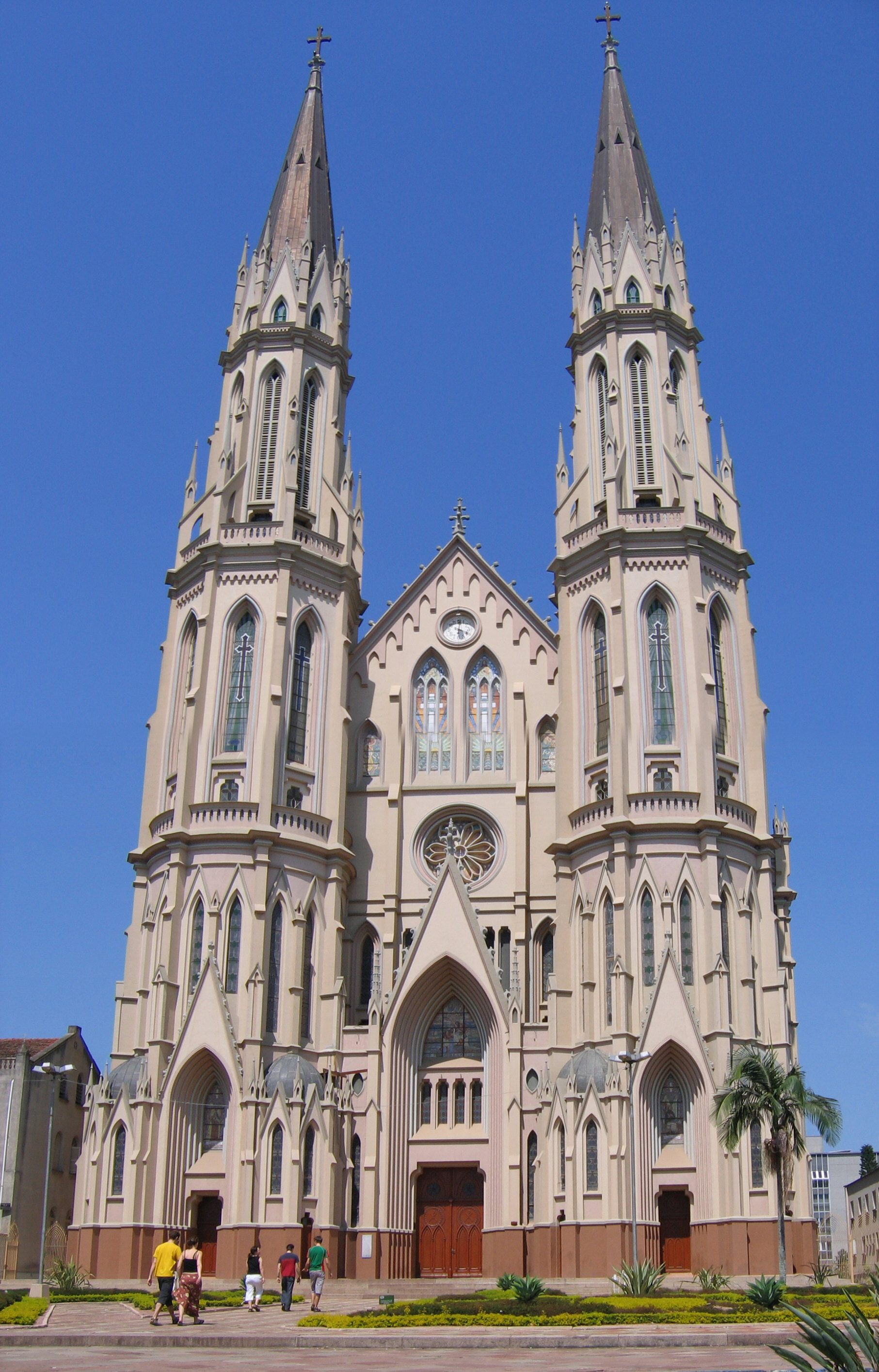
Catedral de São João Batista, en Santa Cruz do Sul (1928-1936)
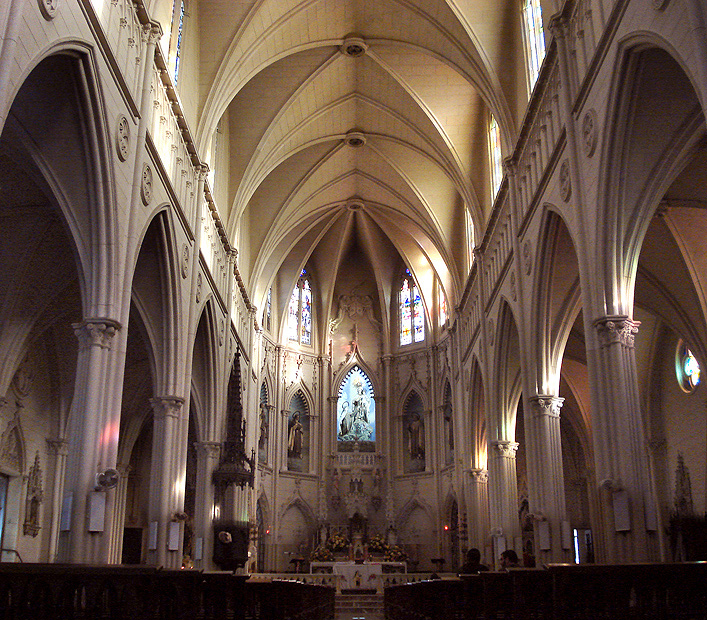
Interior de la Iglesia de Santa Teresinha (1924-1931), en Porto Alegre
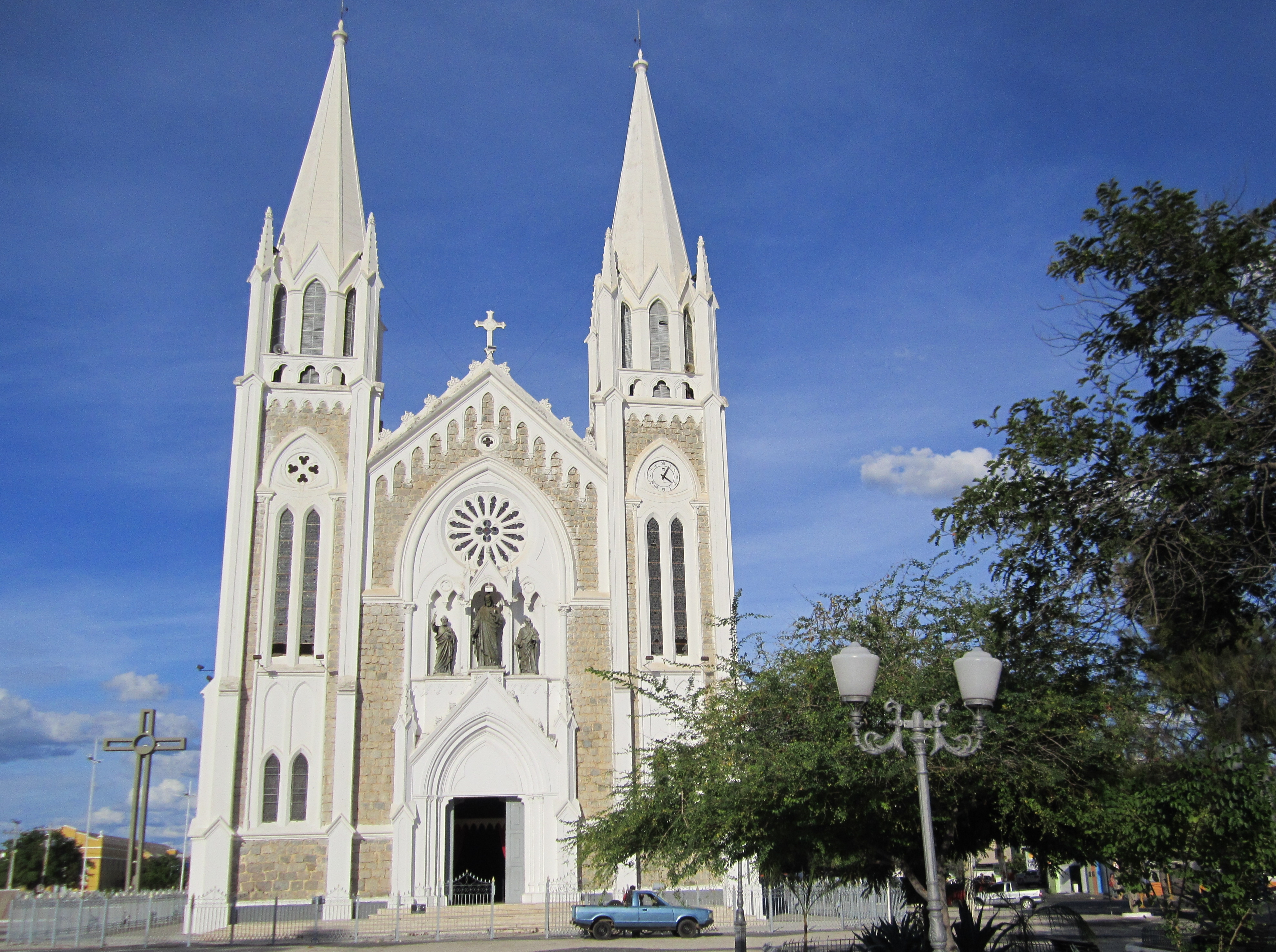
Catedral de Petrolina (?-1929)

### Neogótico en México
El neogótico va a desarrollarse en México porque tendrá como principal objetivo el de reivindicar a la iglesia como el bastión de la fe y como el ente difusor de valores sociales, ante las ideas clerófobas y supuestamente dañinas de los gobiernos liberales. Para tales fines, será elegido ante todo el neogótico, por su distintiva magnificencia y grandiosidad que dan cuenta de una iglesia «gloriosa e importante». Su uso, más aún, coincidirá con la búsqueda de una identidad arquitectónica nacional, búsqueda que reaccionará al neoclasicismo, afianzado totalmente en el país.
El cumplimiento de este deseo de reivindicación hallará su mejor momento en el Porfiriato, durante el cual un acuerdo tácito entre la Iglesia y el Estado será sostenido, lo que posibilitará la remodelación y la erección de numerosos templos a lo largo del país. los que se sumarán a los cuantos más serán levantados en las nuevas diócesis, productos de la reorganización del territorio eclesial. Las condiciones generales a las cuales se encarará el desarrollo del neogótico serán: el crecimiento de muchas ciudades y su posterior embellecimiento; el surgimiento de nuevas advocaciones, como el Sagrado Corazón de Jesús, y del concepto de la expiación ante los males del mundo, junto con la erección de templos para tales propósitos; y el refuerzo de la advocación de la Virgen de Guadalupe a través de su coronación pontificia el 12 de octubre de 1895.
Los tres principales agentes difusores del neogótico en México serán:
1. la Academia, principalmente la Academia de Arquitectura de San Carlos,[237] en la cual, como resultado de su reorganización financiera en 1834, empezarán a impartir clases profesores extranjeros y se brindará la oportunidad de intercambios a países europeos, especialmente a Francia;[238]
2. los arquitectos e ingenieros foráneos, que vendrán al país a realizar ciertos encargos (328) o verán en él la posibilidad de desarrollar su carrera profesional, como Adamo Boari, quien se encargará de construir el Templo Expiatorio del Santísimo Sacramento, en Guadalajara, siguiendo la fechura de la catedral de Orvieto;[238]
3. y el trabajo de alarifes y maestros de obra, quienes, dentro de pueblos o de urbes pequeñas, usarán el estilo neogótico «más por sugerencia de párrocos y obispos que por iniciativa propia»,[237] situación como la de Ceferino Gutiérrez Muñoz, quien proyectará las torres de la parroquia de San Miguel Arcángel en San Miguel de Allende.[236]

De entre todos, el último factor será el determinante para el desarrollo del neogótico, ya que a través de él se hará más posible el influjo de la dinámica interna de la Iglesia, donde el estilo se asumía como una aspiración y un símbolo de una eclesiástica recuperación; respondía el desarrollo del neogótico a ese contexto más que por evolución propia del estilo en el país.
Las primeras edificaciones presentarán el estilo a través de decoraciones aplicadas en las décadas centrales del siglo XIX, como es el caso de diferentes ejemplares en la ciudad de Aguascalientes; la Iglesia de San Ignacio (El Conventito) es un ejemplo de ello. A partir de ahí, el neogótico tendrá su crecimiento máximo «desde el último tercio del siglo XIX y hasta la década de los treinta del siglo XX».
Las dos áreas en las que se va a concentrar serán: la Ciudad de México y la región centro-occidente, principalmente en Jalisco y Guanajuato, aunque con presencia en Michoacán, San Luis Potosí, Colima, Nayarit y Aguascalientes. Como ejemplares en la Ciudad de México se hallan la Iglesia de Nuestra Señora del Rosario en la Avenida Cuauhtémoc, la parroquia del Inmaculado y Sagrado Corazón de María, en la colonia Guerrero, y el Santuario de María Auxiliadora del Colegio Salesiano. Mientras, en el centro-occidente, donde se desarrollará el neogótico desde 1865 hasta los años veinte del siglo XX, se pueden encontrar sobre todo ciudades donde se aglomeran diversas construcciones con ese estilo, generalmente obras del mismo alarife, como las guanajuatenses Dolores Hidalgo y San Miguel de Allende, la michoacana Zamora de Hidalgo o la ciudad de Colima.
Dentro de la edilicia neogótica, de un modo general, se pueden reconocer tres grupos que se distinguen por sus características propias:
1. el grupo de las parroquias que fueron concluidas en estilo neogótico después de un tiempo de haberse iniciado su edificación, como el templo de San Antonio en Ciudad Guzmán, la parroquia del Señor de Esquipulitas en Moroleón o la iglesia de la Inmaculada Concepción de Mineral de Angangueo;[242]
2. el grupo de templos que se encuentran o se encontraban inconclusos por diversas razones,[242] como el Santuario Guadalupano de Zamora de Hidalgo, el templo del Sagrado Corazón de Jesús de León de Los Aldama, el templo de San José Obrero de Arandas o el templo Expiatorio del Santísimo Sacramento de Guadalajara;[243]
3. y el grupo de los templos que se les añaden elementos del neogótico, vigente en ese momento, como las torres de la Catedral de la Purísima Concepción de Tepic[243] o el templo de Belén en la ciudad de Guanajuato.[244]

Neogótico en México
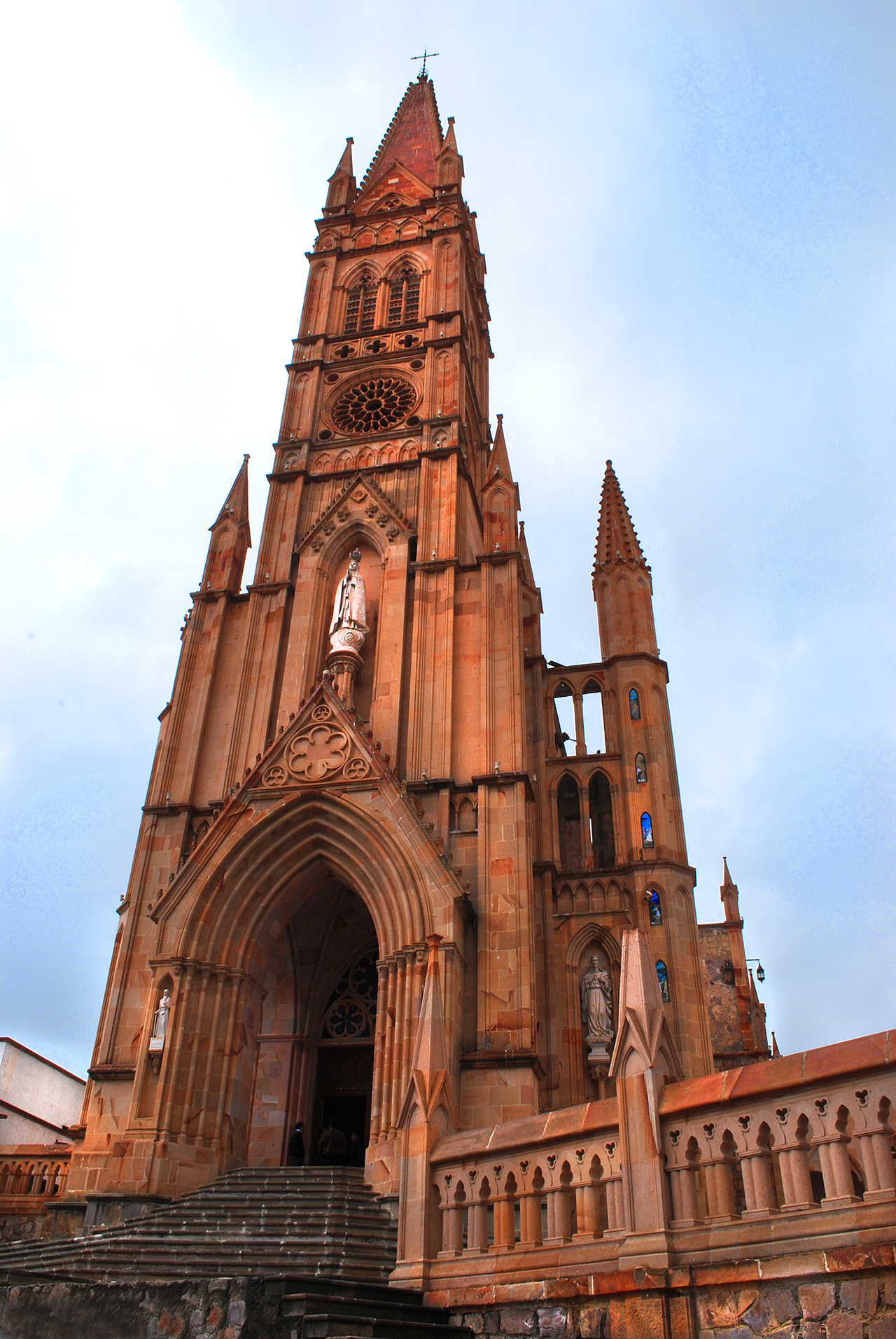
Templo de Nuestra Señora de Fátima Zacatecas
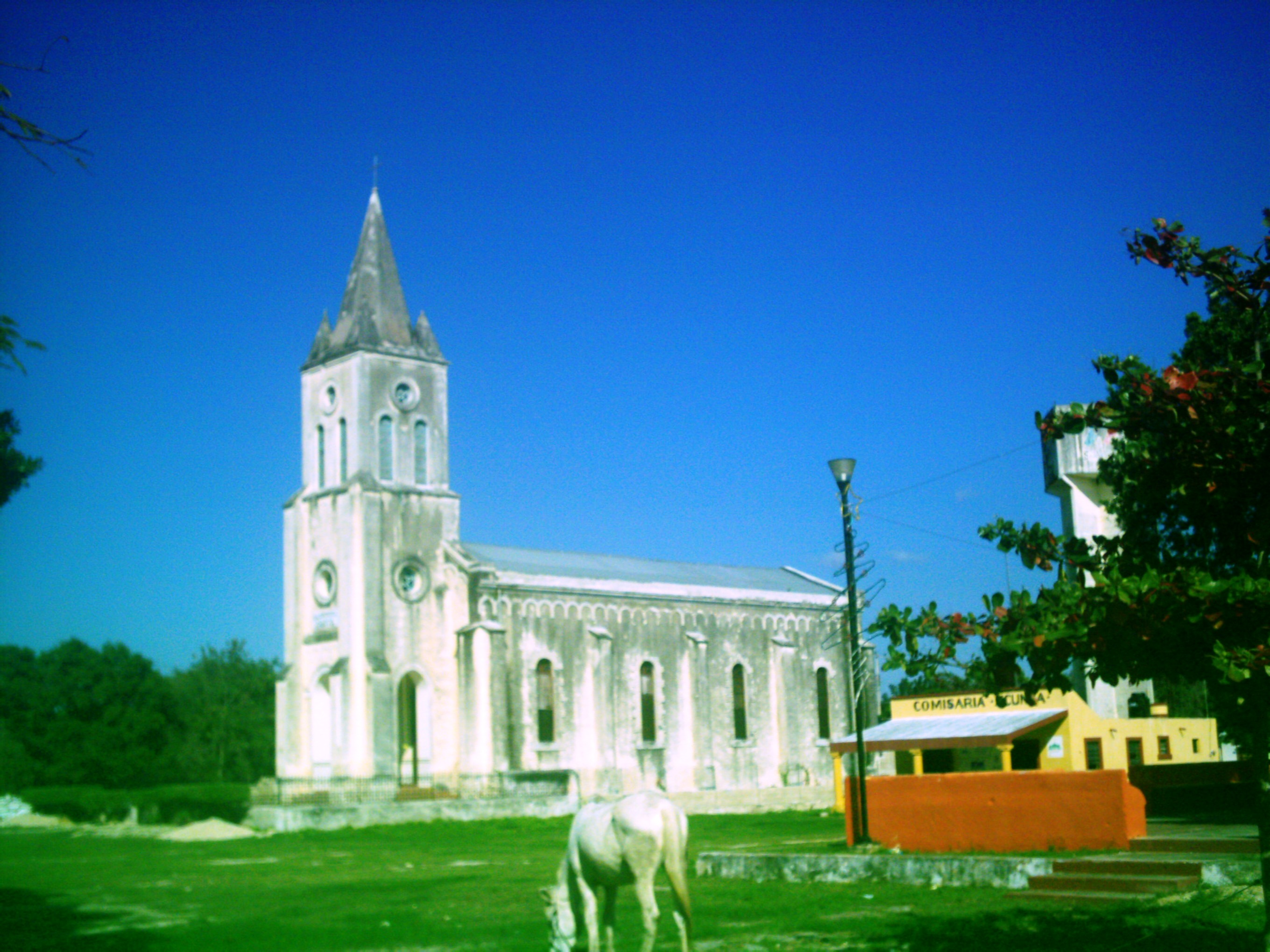
Iglesia de San Juan Bautista en Xcunyá, Yucatán
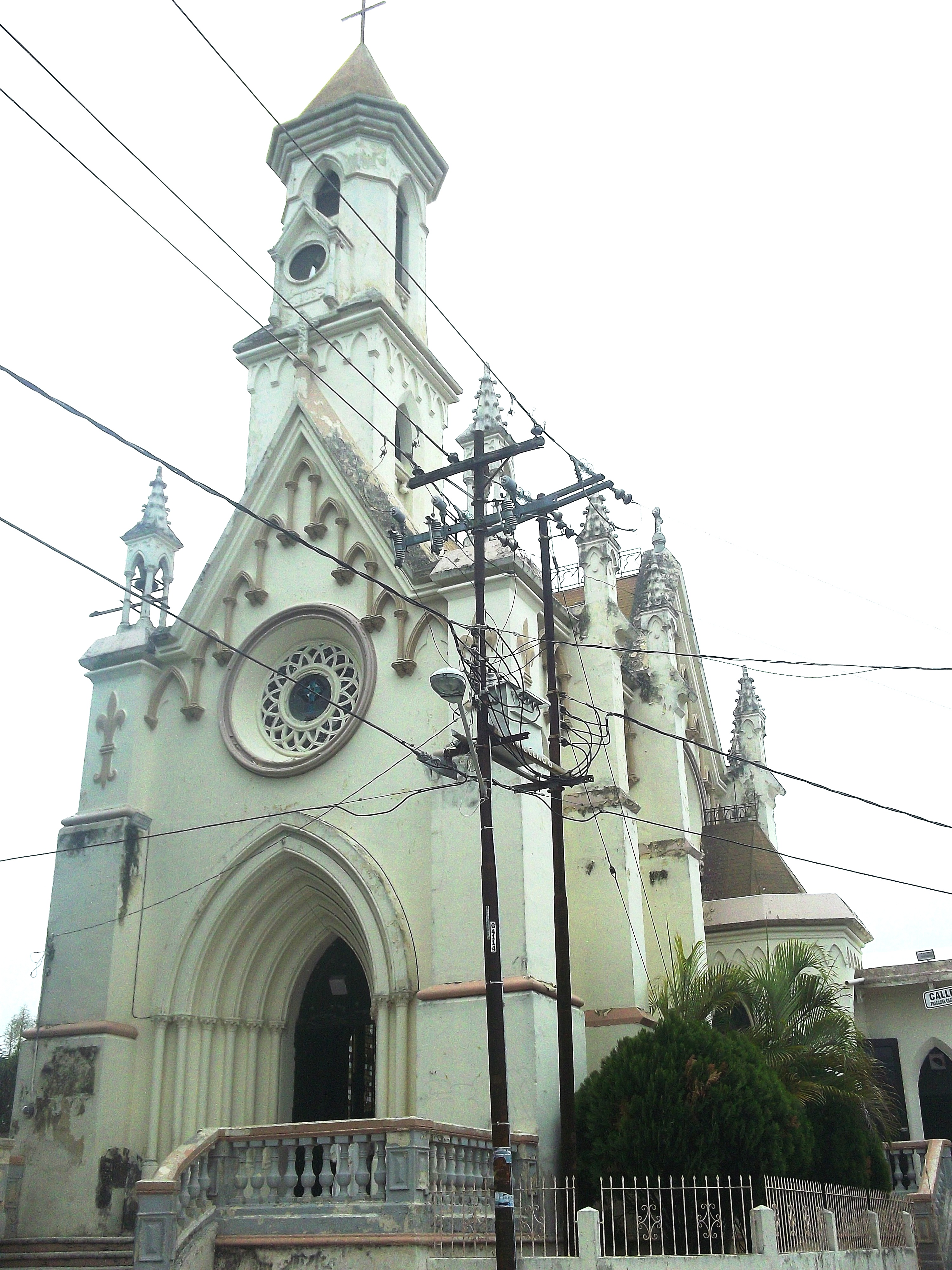
Iglesia de Nuestra Señora del Carmen en Mérida, Yucatán
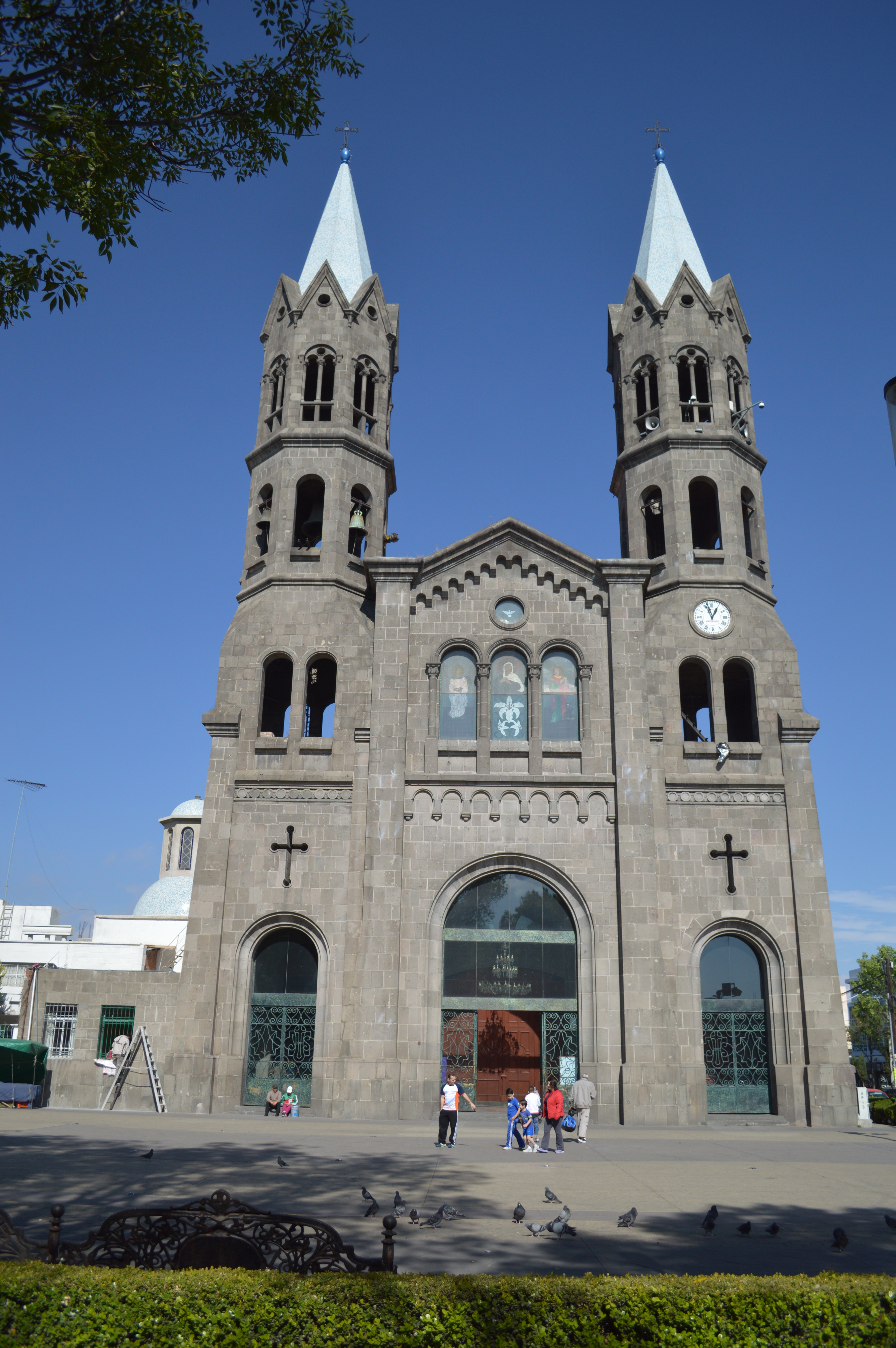
Basílica de Apizaco
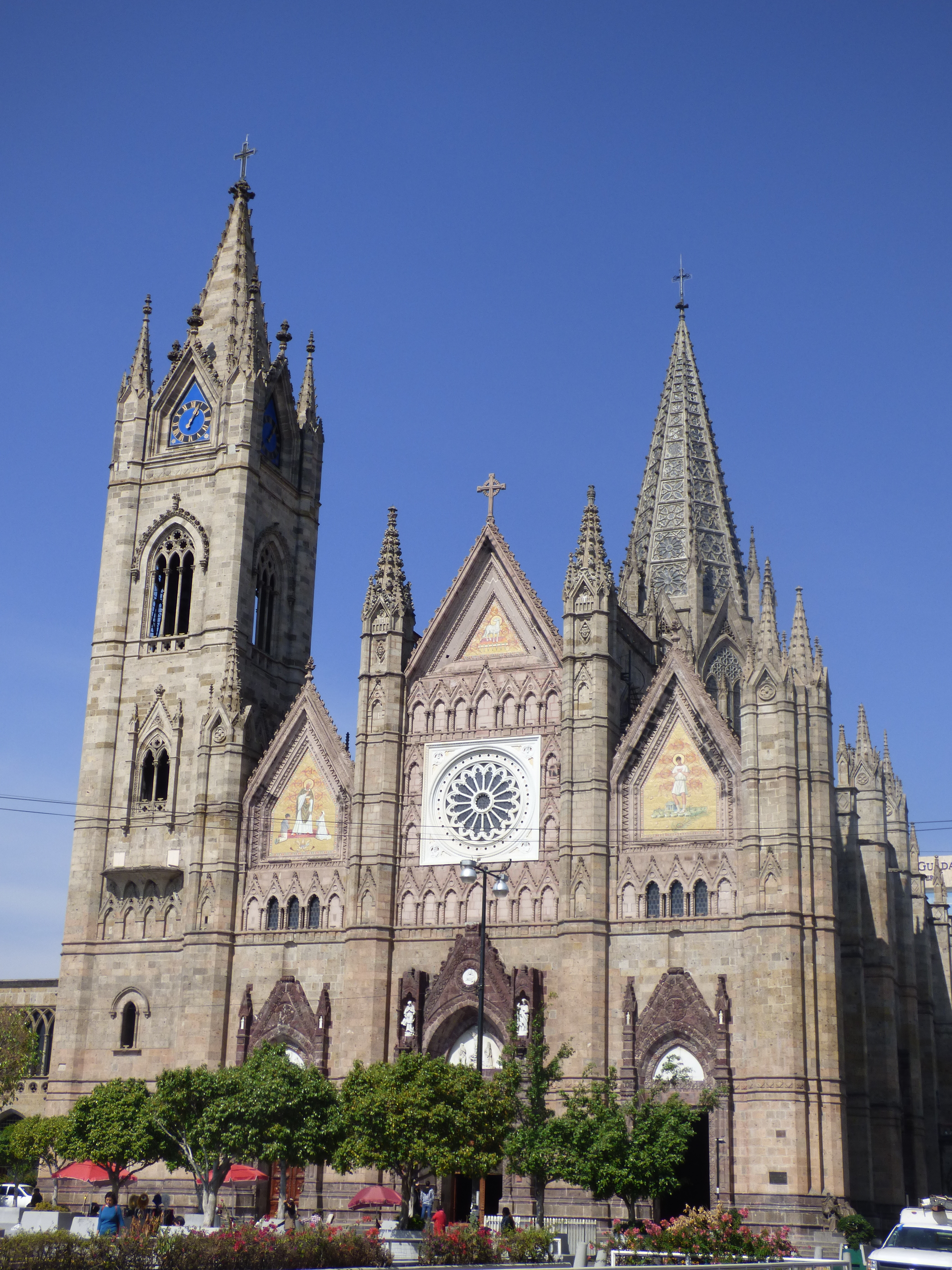
Templo Expiatorio del Santísimo Sacramento Guadalajara, Jalisco
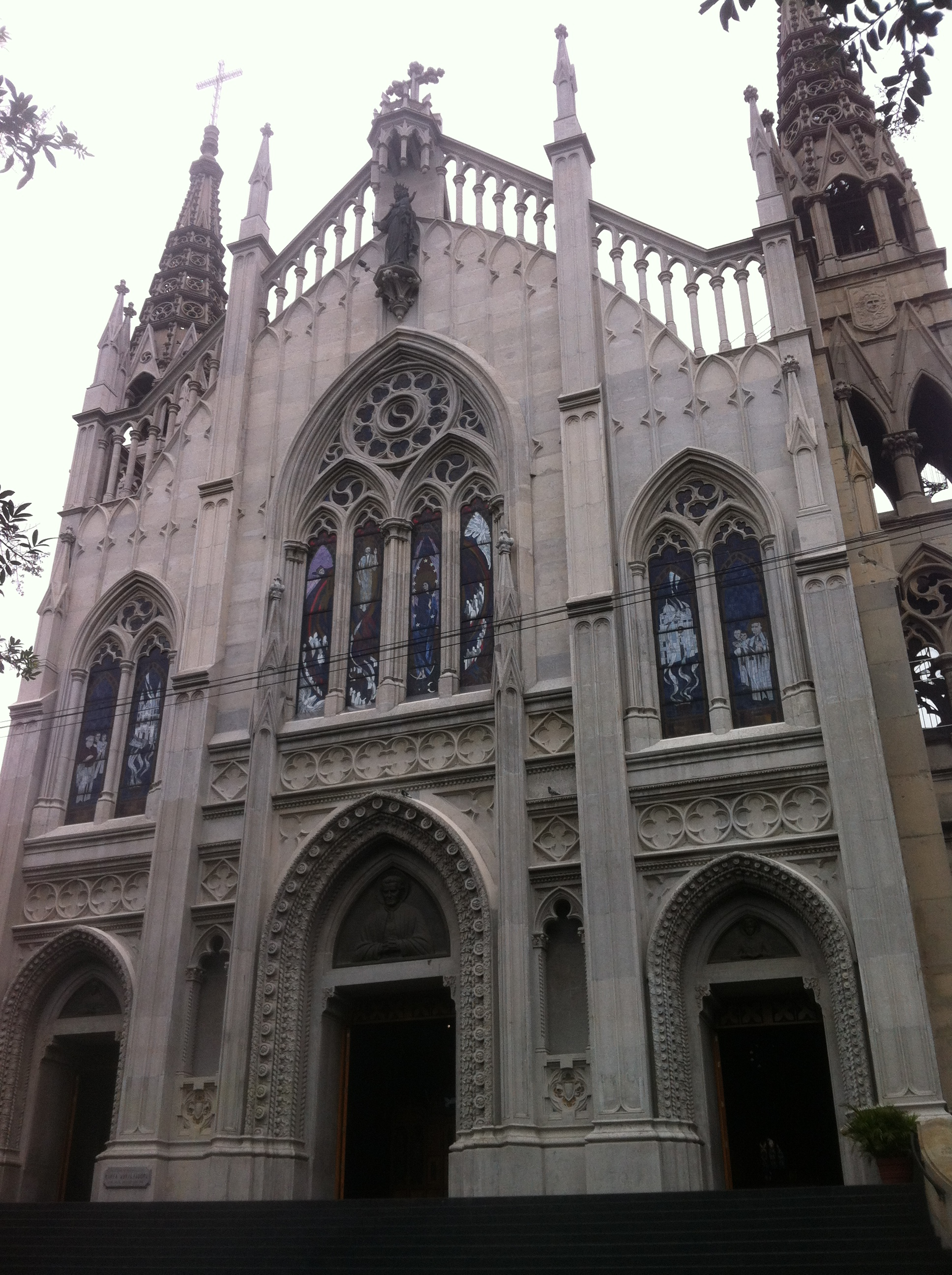
Santuario Nacional de María Auxiliadora, Ciudad de México.
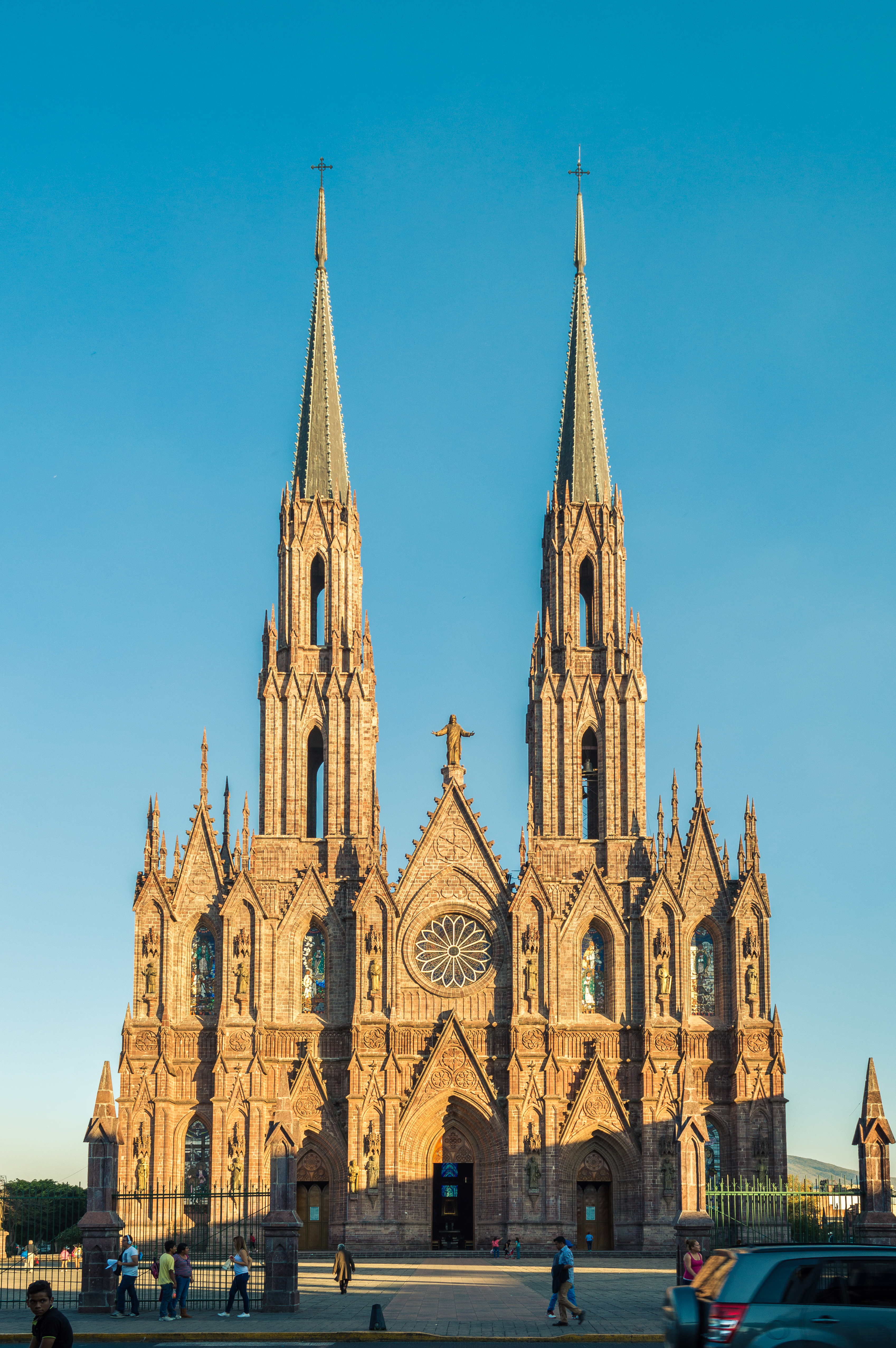
Santuario de Nuestra Señora de Guadalupe, Zamora de Hidalgo, Michoacán
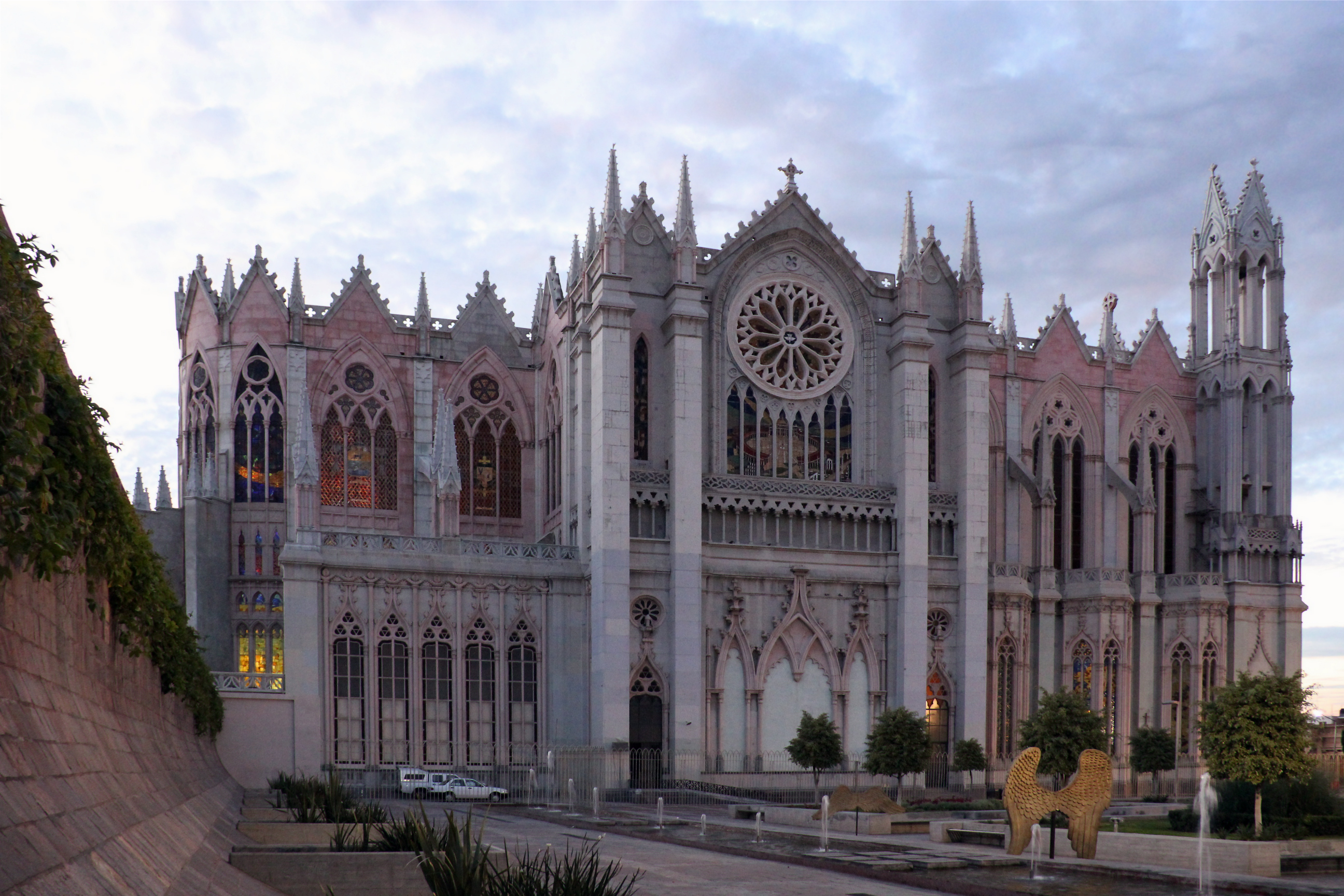
Templo Expiatorio Diocesano del Sagrado Corazón de Jesús, León de Los Aldama, Guanajuato
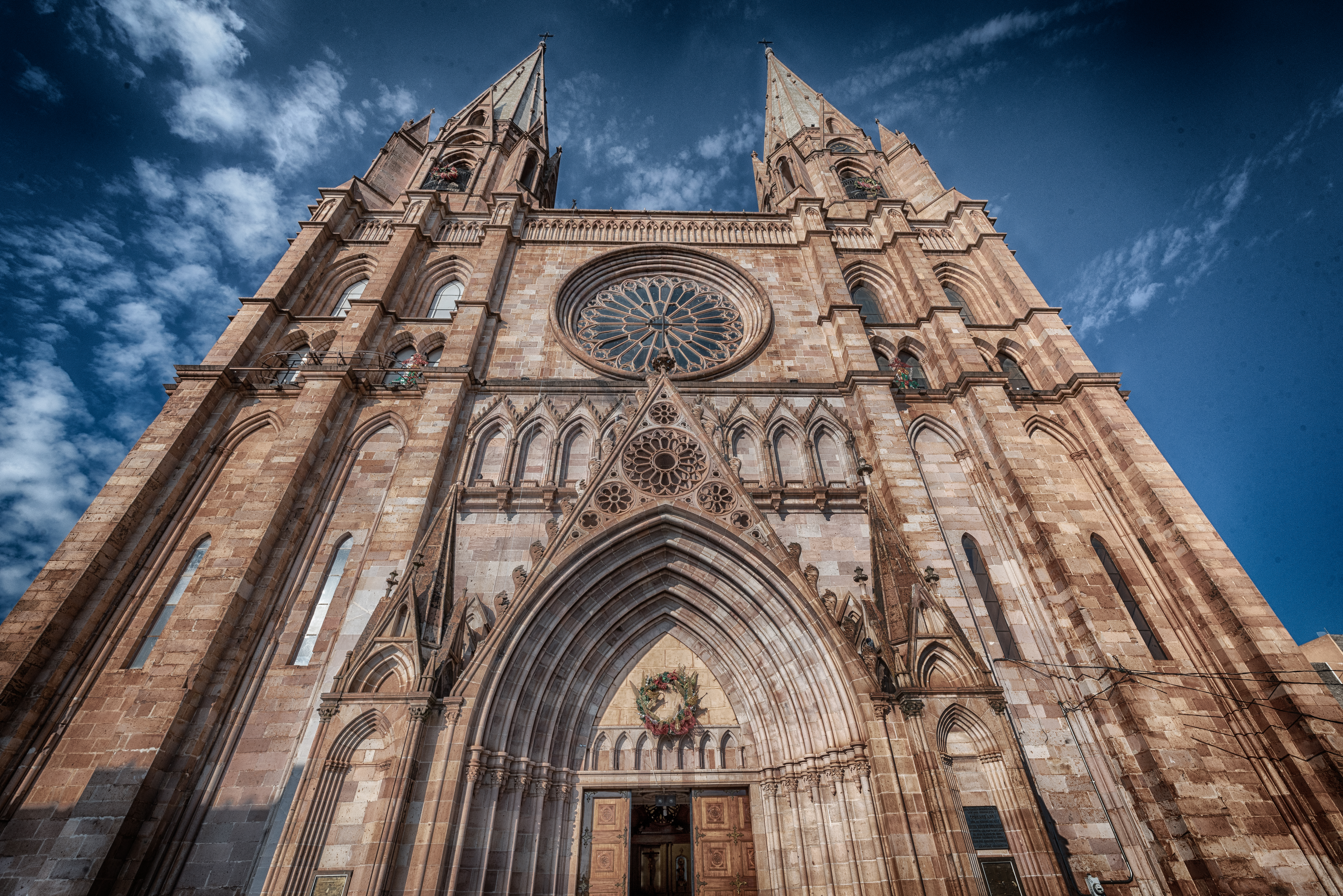
Parroquia de San José Obrero, Arandas, Jalisco
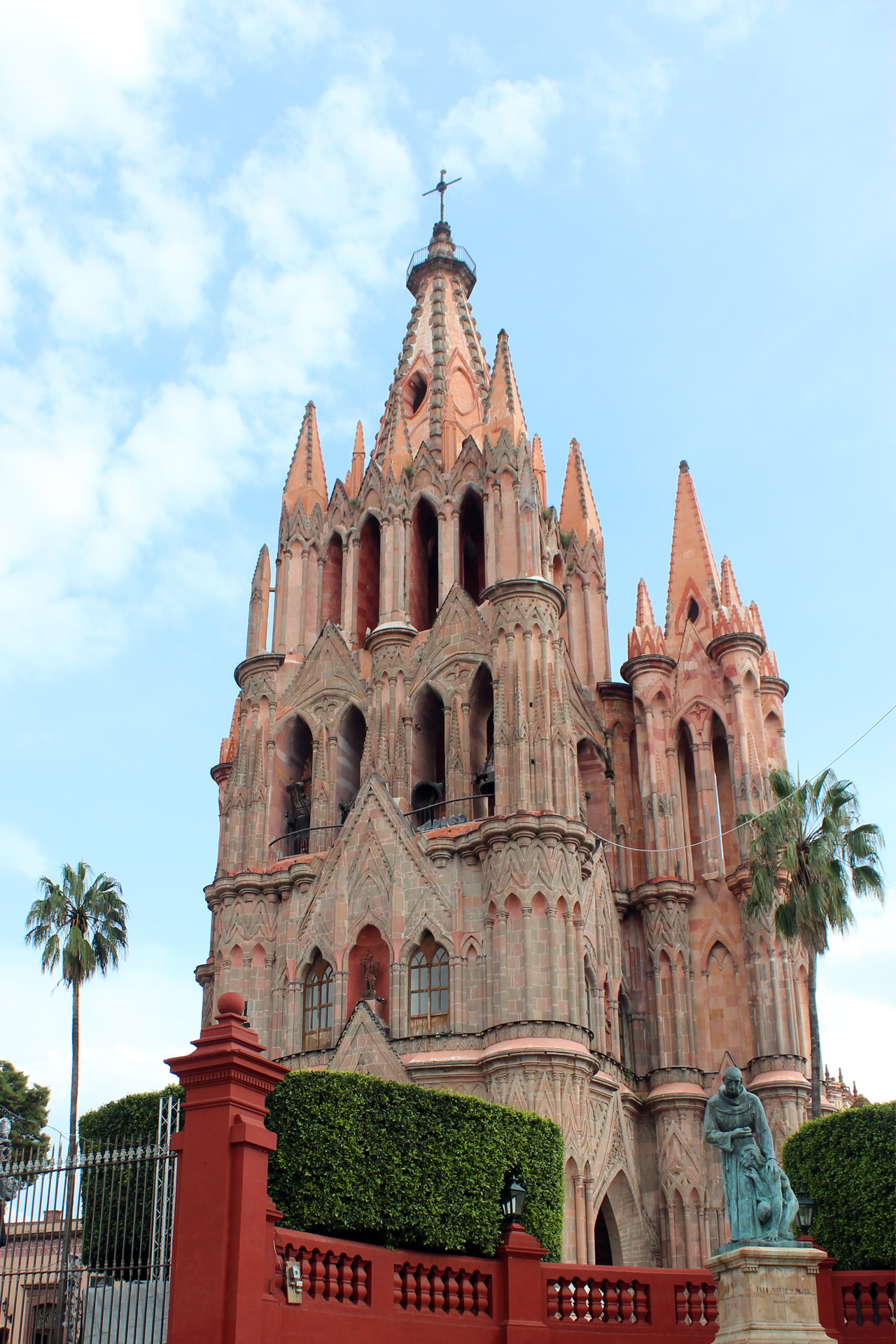
Parroquia de San Miguel Arcángel, San Miguel de Allende

## Galería de imágenes

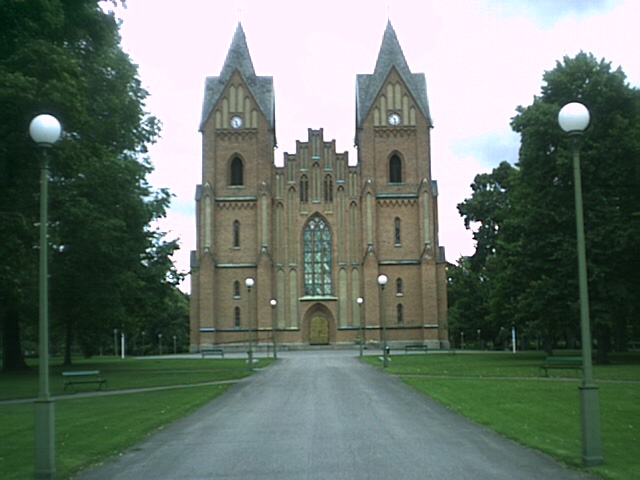
Kristinehamns stadskyrka i Kristinehamn. Uppförd efter ritningar av Carl Georg Brunius

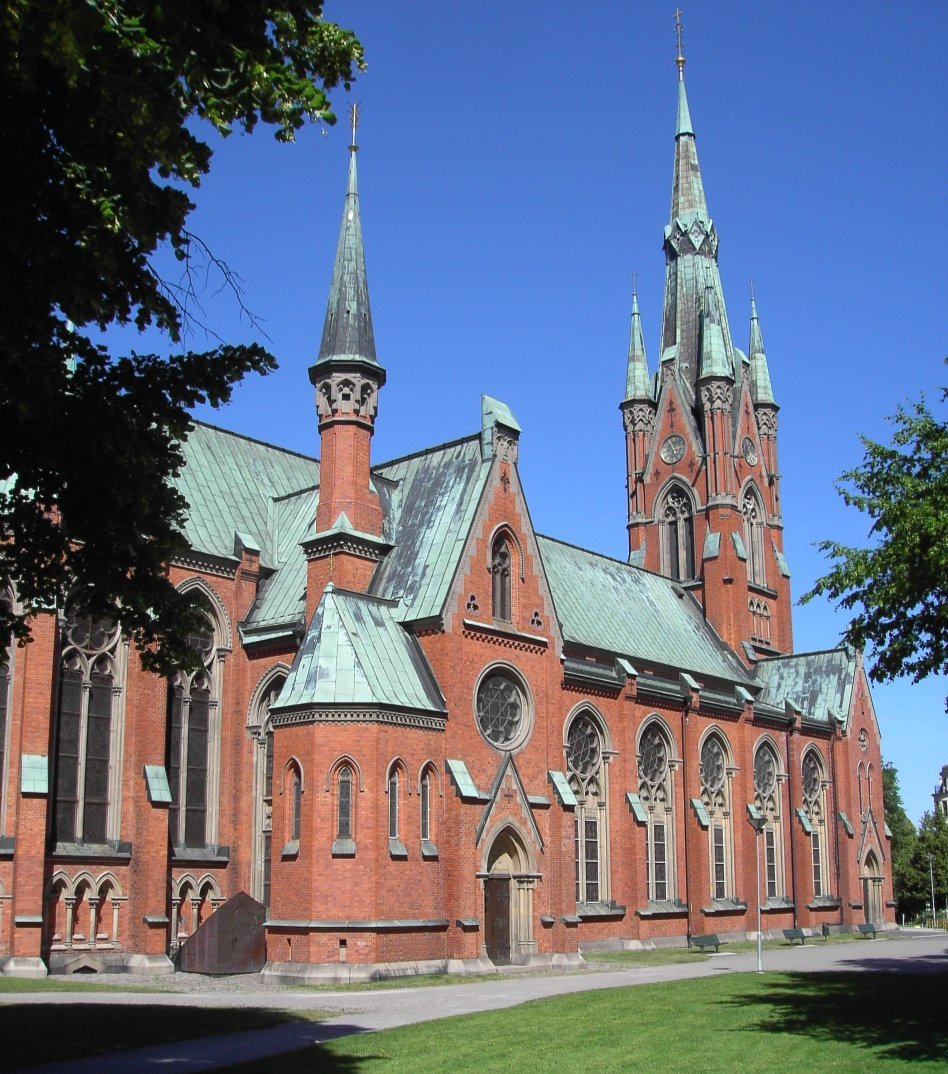
Matteus kyrka i Norrköping.

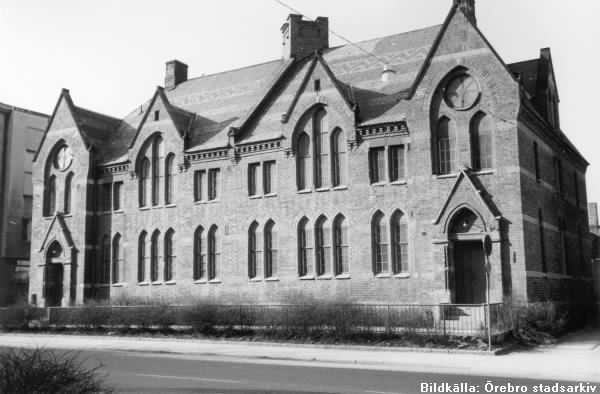
Ett exempel på svensk nygotik är Nikolaiskolan i Örebro, ritad av Adolf Kjellström.

### Asia

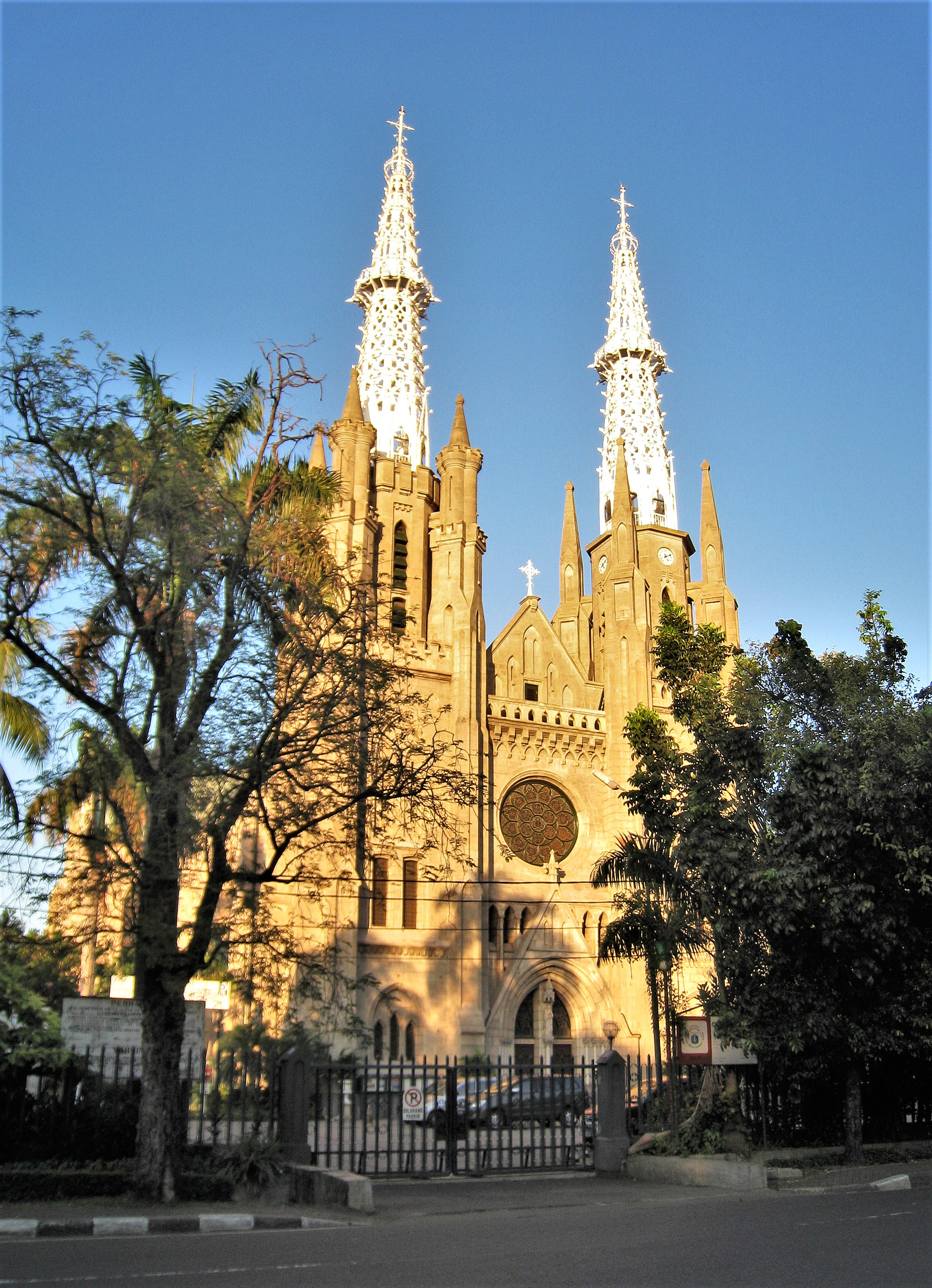
Catedral de Nuestra Señora de la Asunción (Yakarta), Indonesia
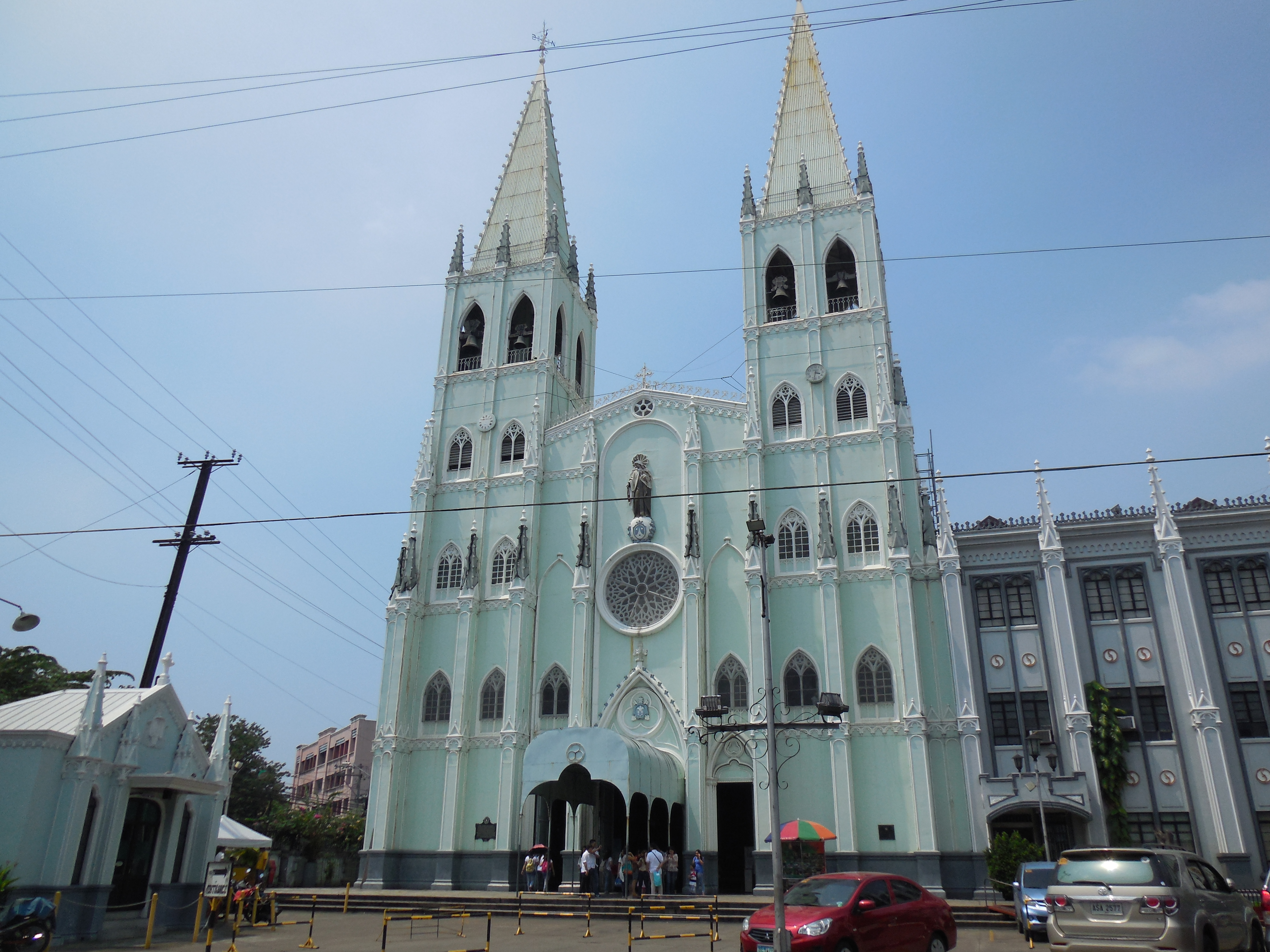
Basílica menor de San Sebastián, Manila, Filipinas(1888-1891)
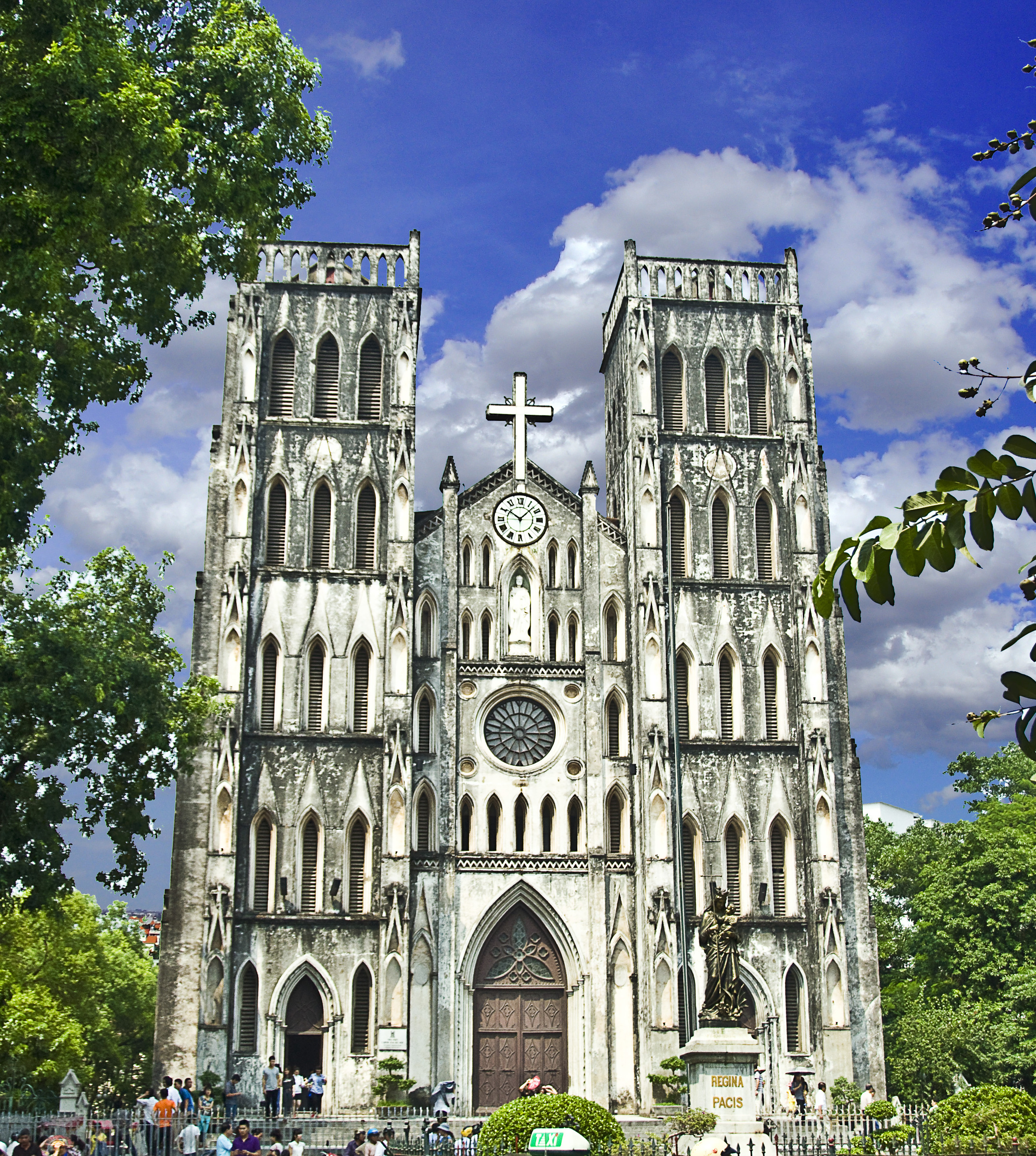
Catedral de San José de Hanói (?-1886)

### Otras zonas
Reino Unido y colonias británicas

Reino Unido
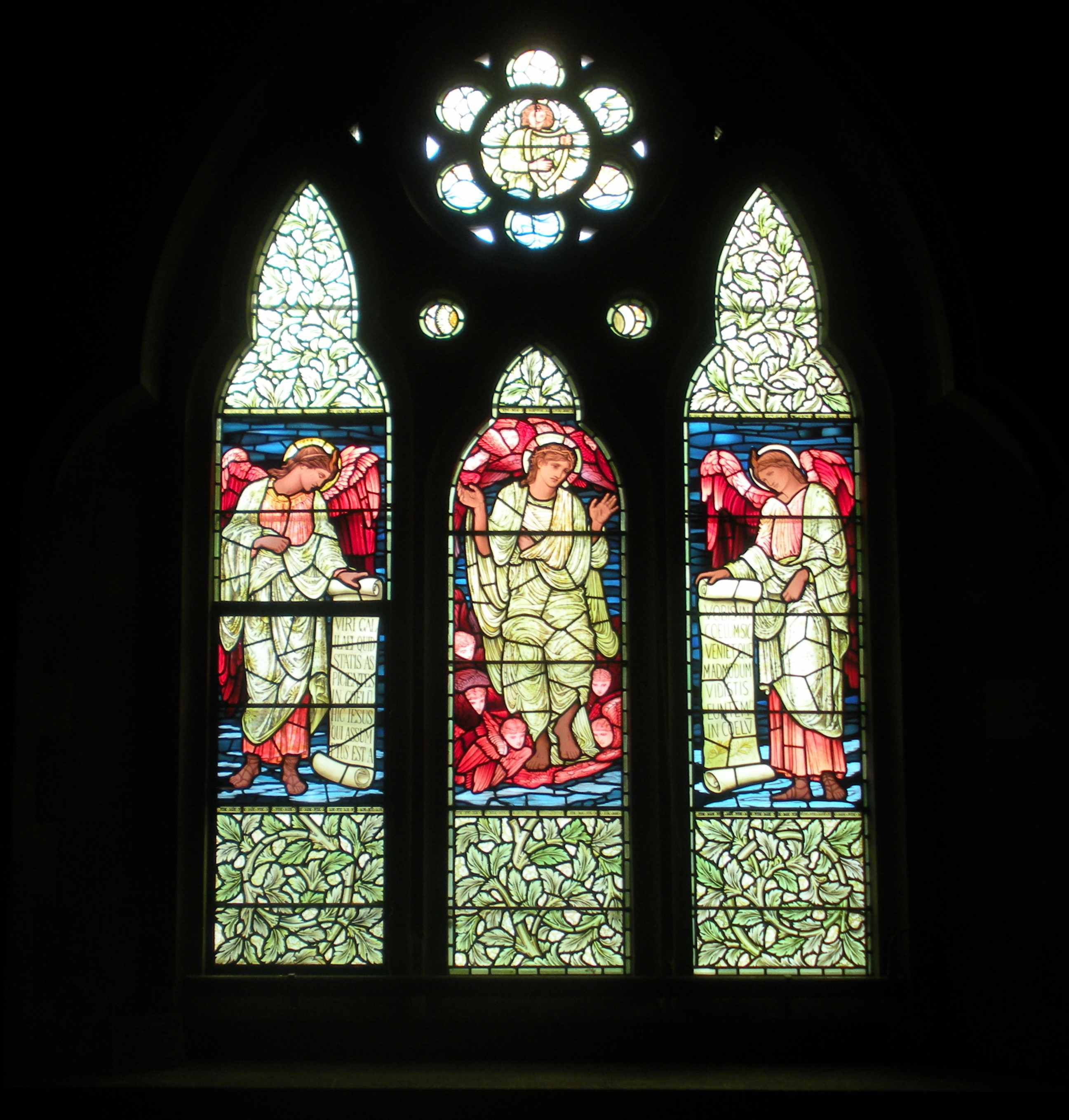
Salvator Mundi, vidriera de Edward Burne-Jones
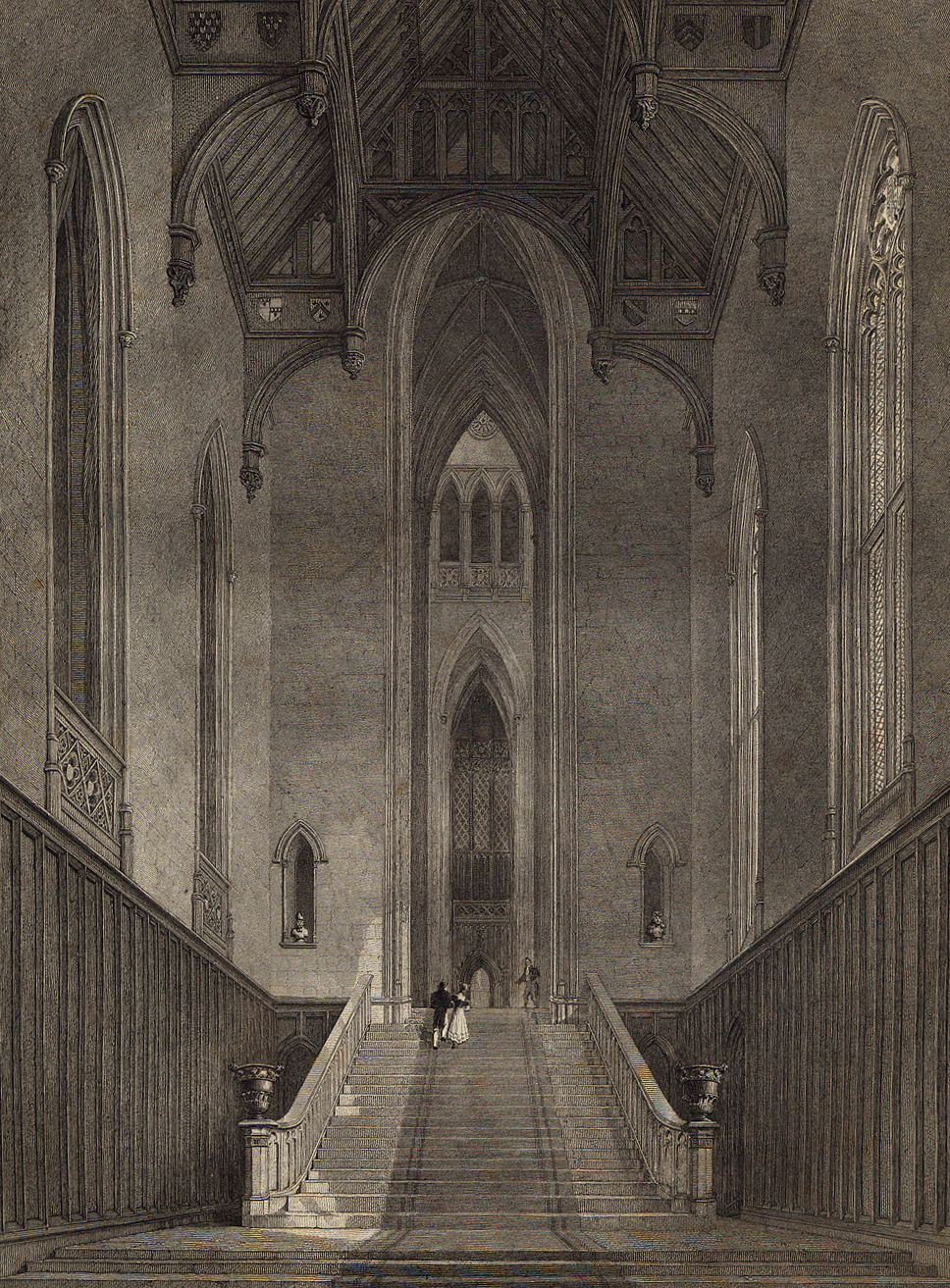
Interior de Fonthill Abbey en 1823
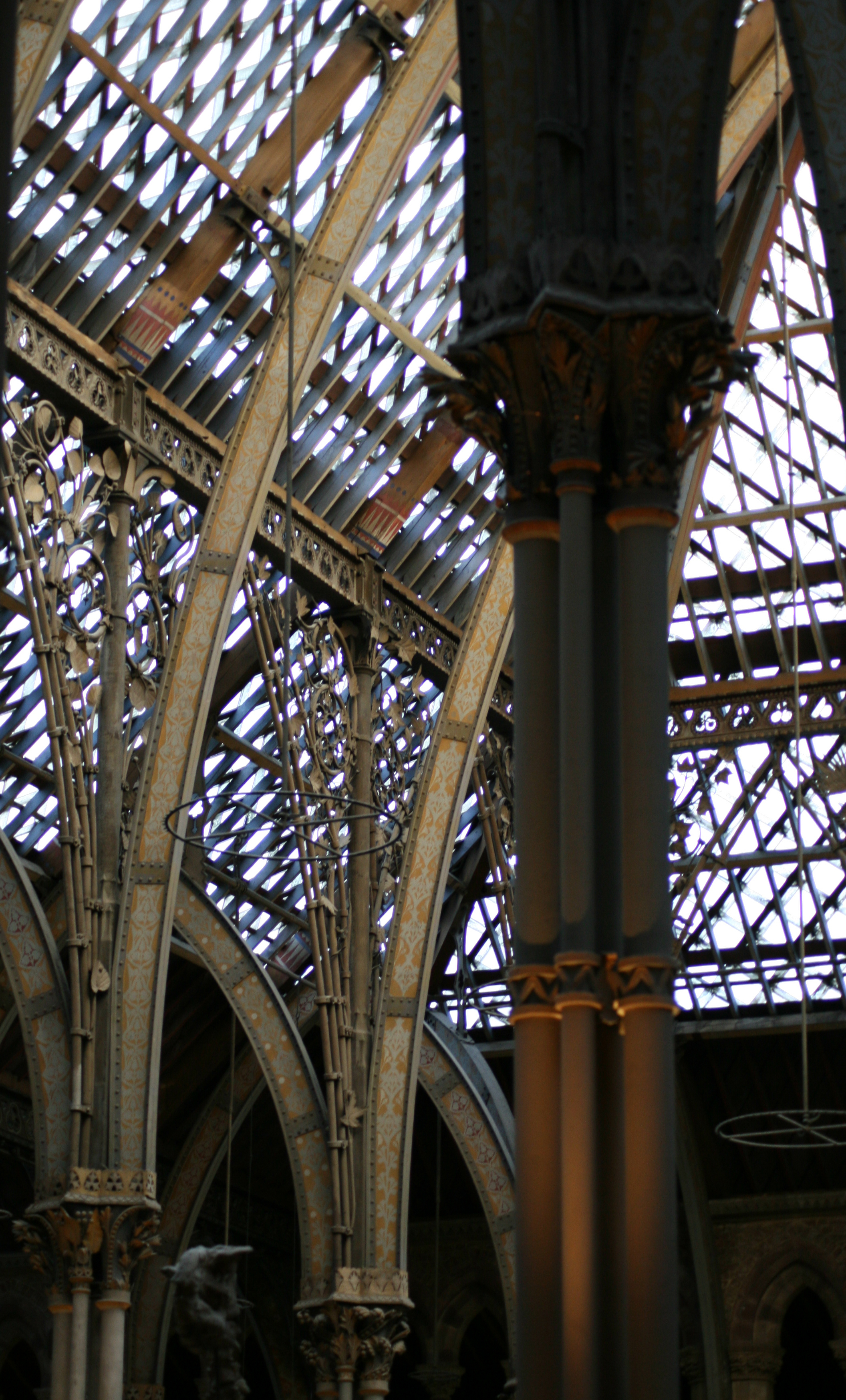
Detalle del interior del Museo de Historia Natural de Oxford
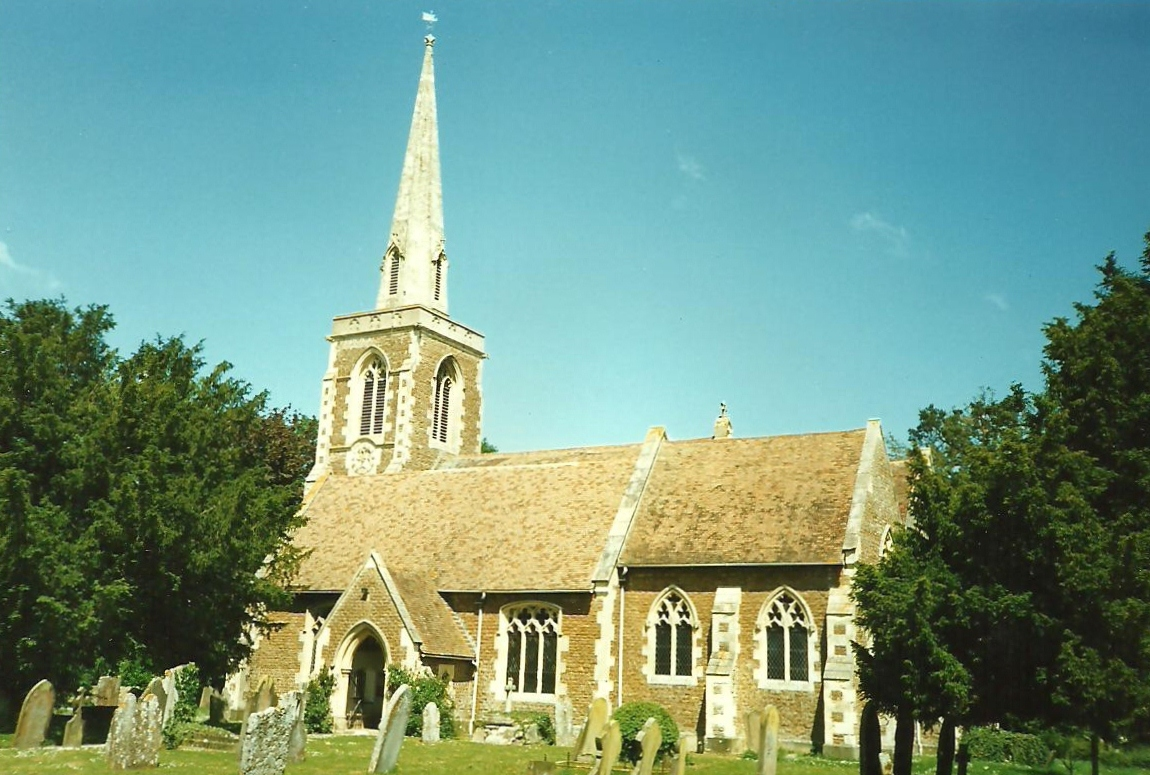
St Mary's Church en Frittenden
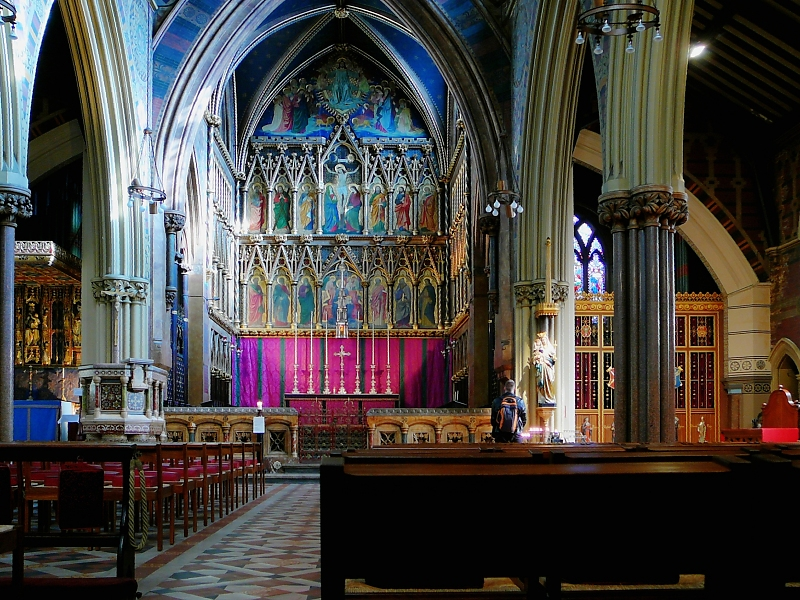
Interior de All Saints[245] de Margaret Street (Londres)
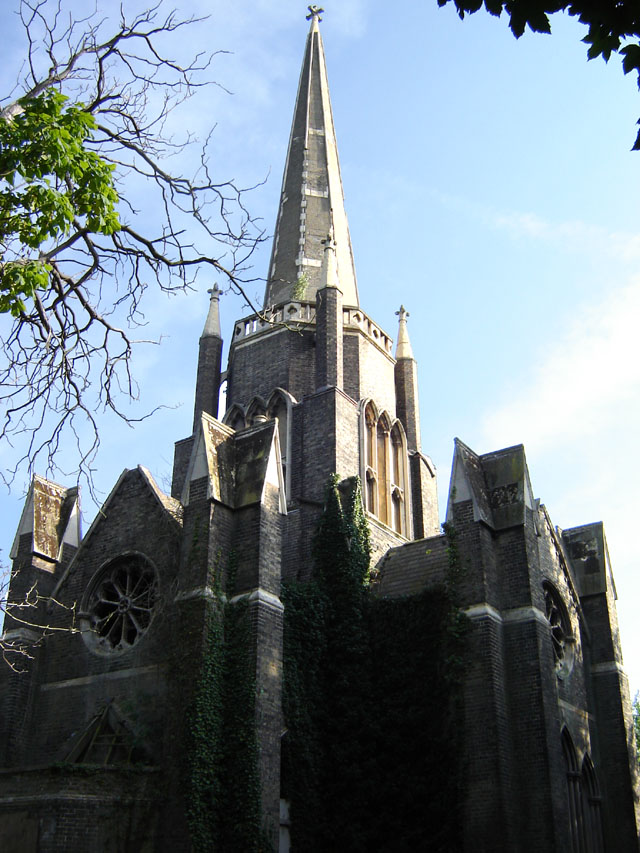
Capilla central del Abney Park Cemetery
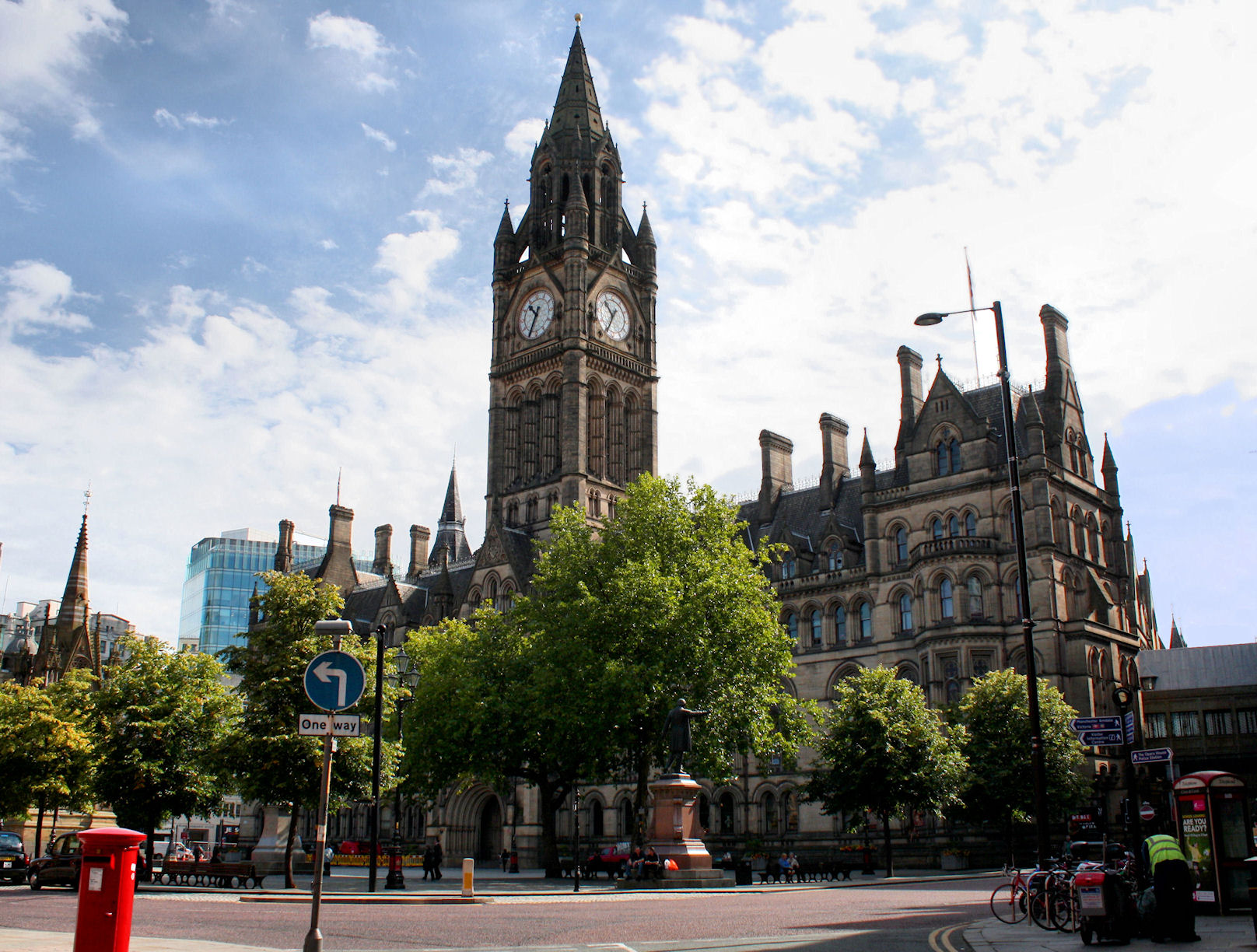
Manchester Town Hall
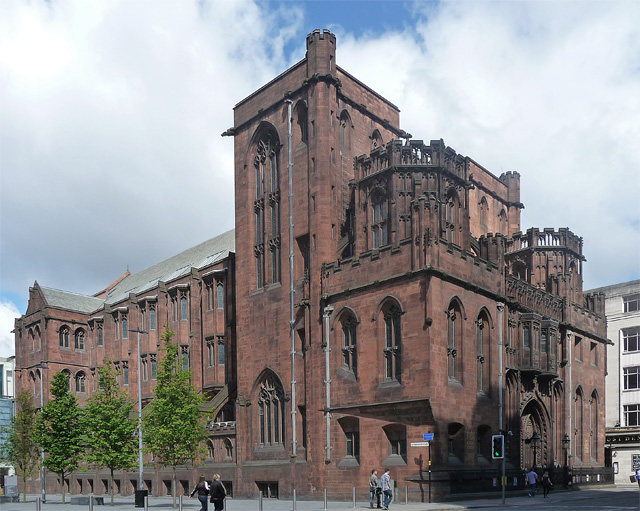
John Rylands Library en Manchester
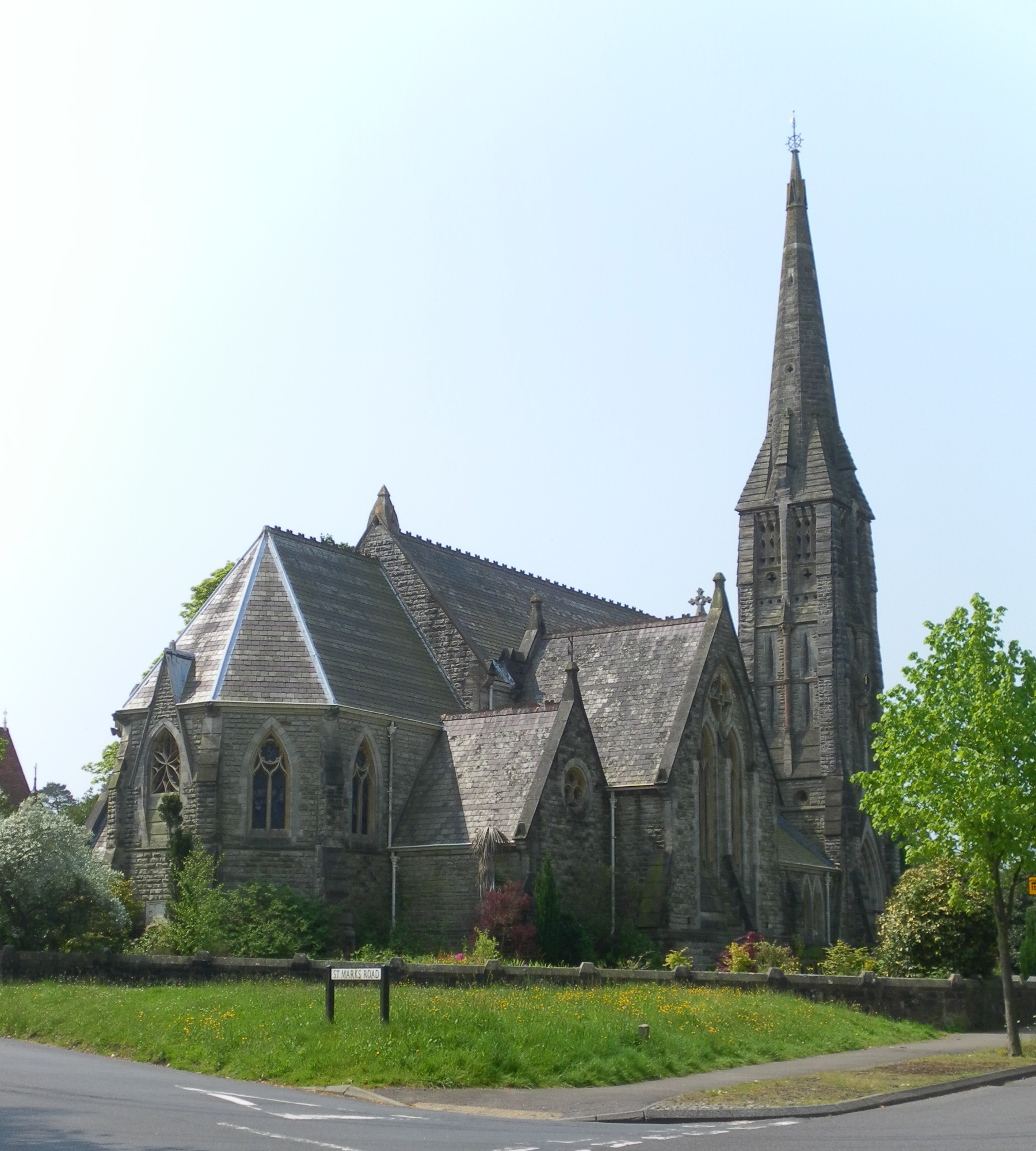
St. Mark's Church, Royal Tunbridge Wells, de Robert Lewis Roumieu (1866)
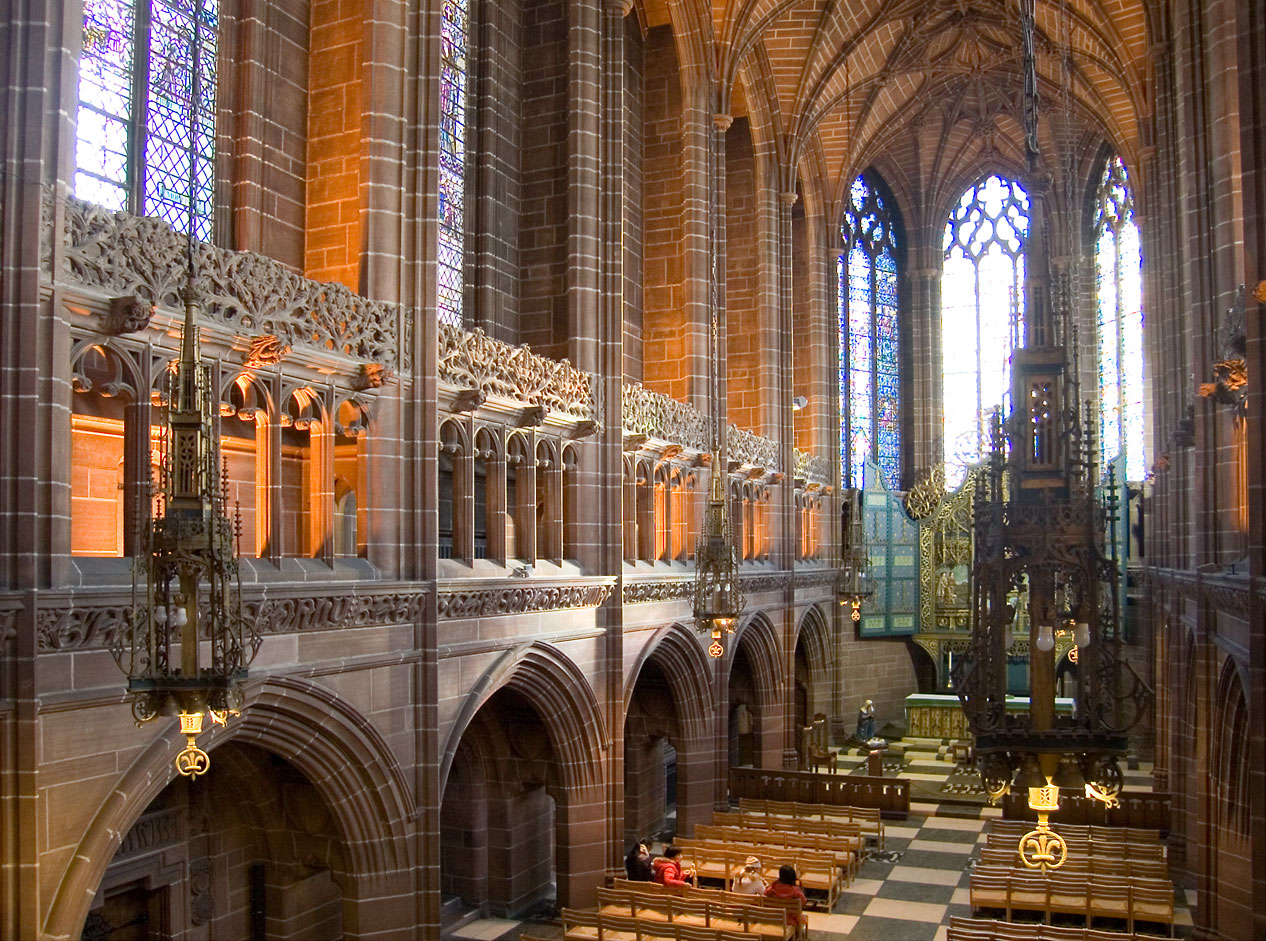
The Lady Chapel de la Catedral de Liverpool, diseñada por Giles Gilbert Scott y supervisada por G F Bodley
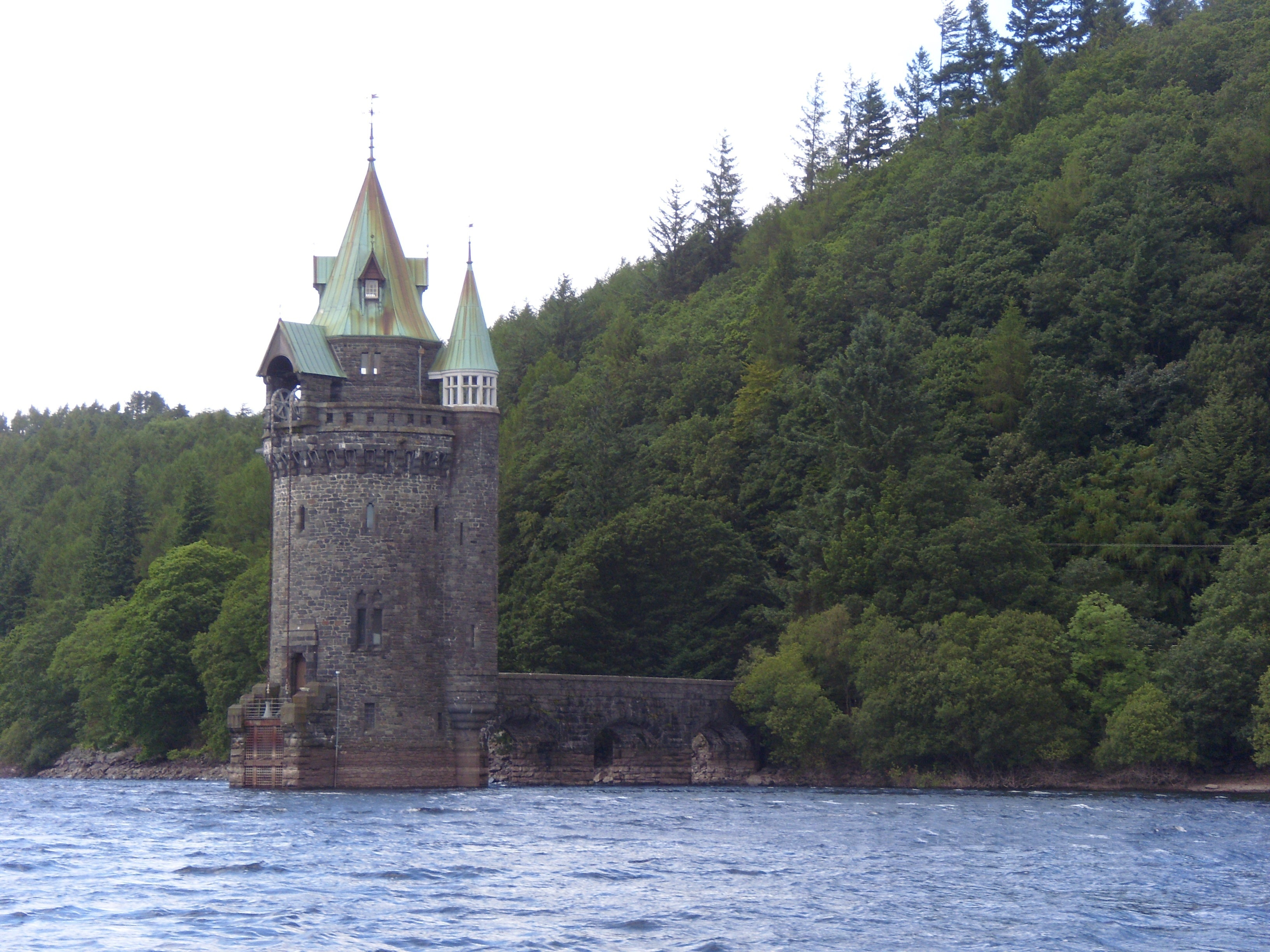
Water Tower de Lake Vyrnwy (Gales)
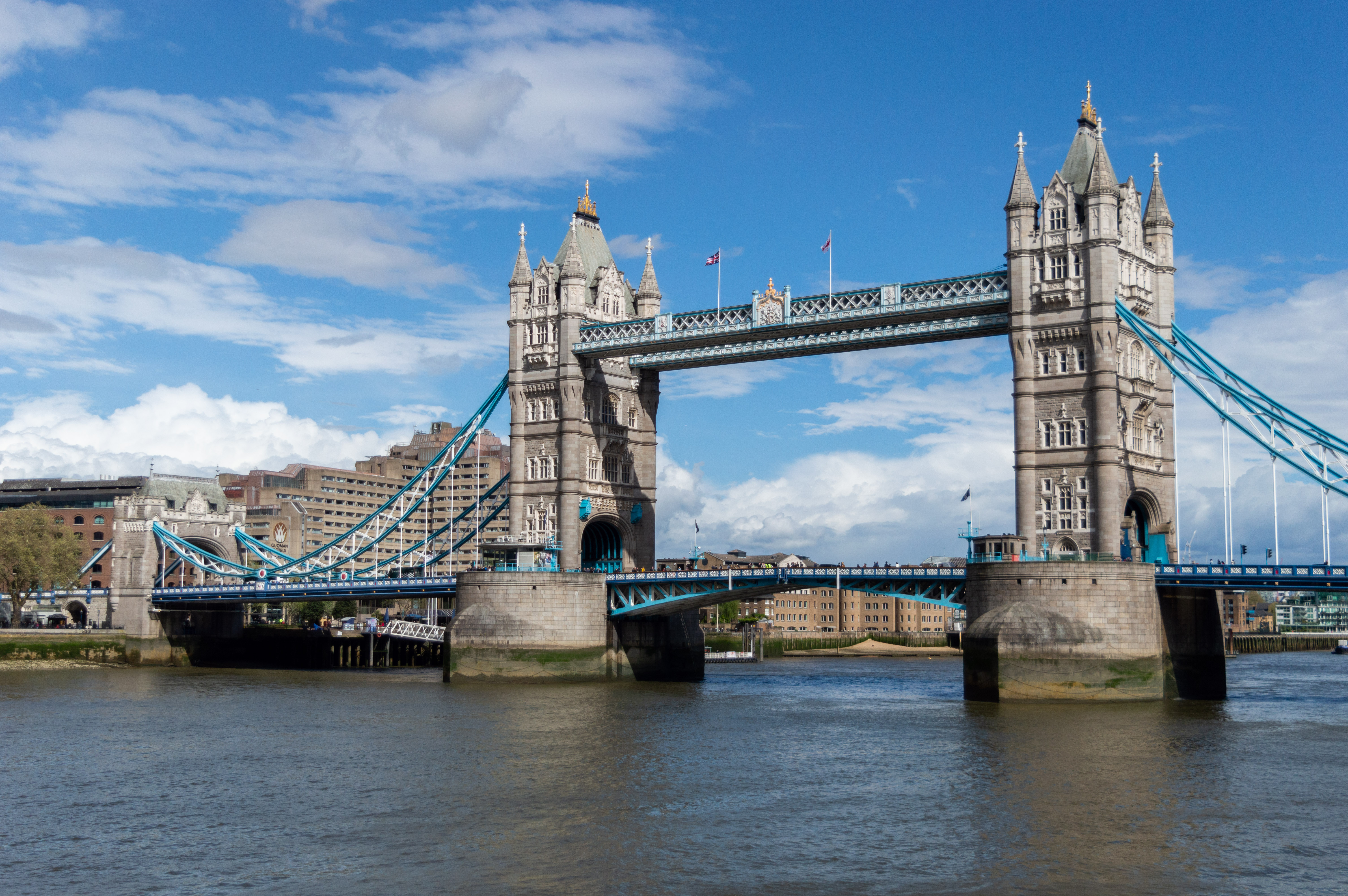
Tower Bridge sobre el Támesis, en Londres
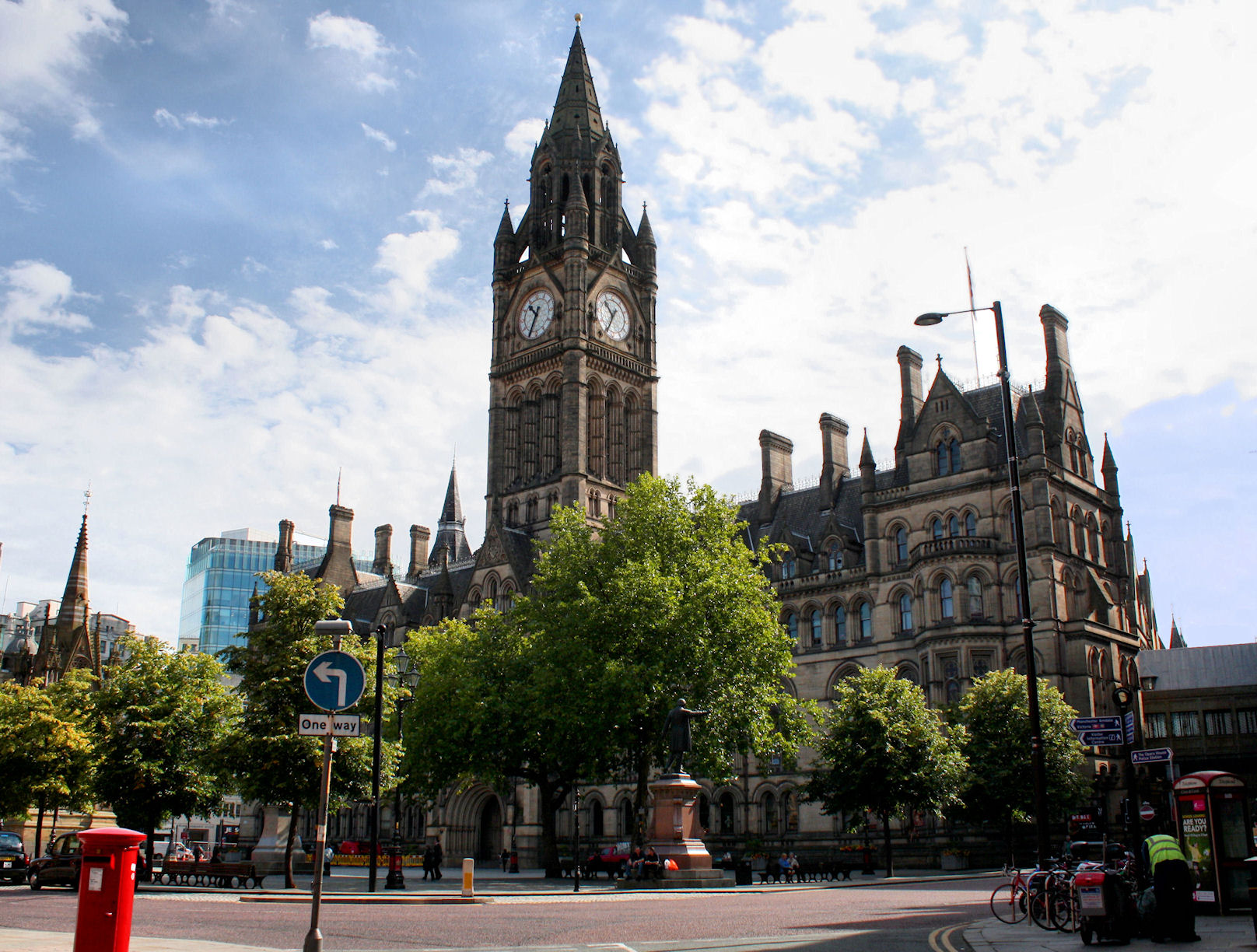
Town Hall, Manchester

Colonias británicas
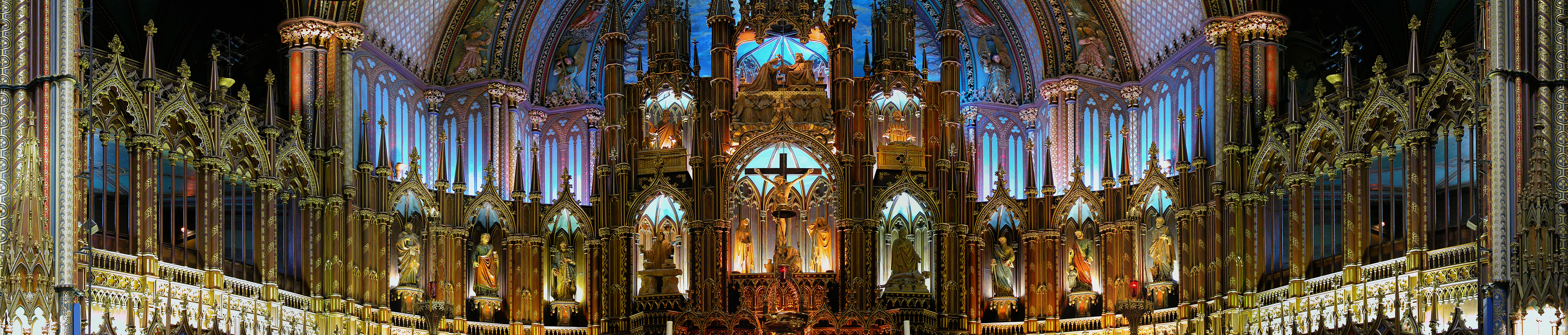
Basílica Notre-Dame de Montreal, 1824
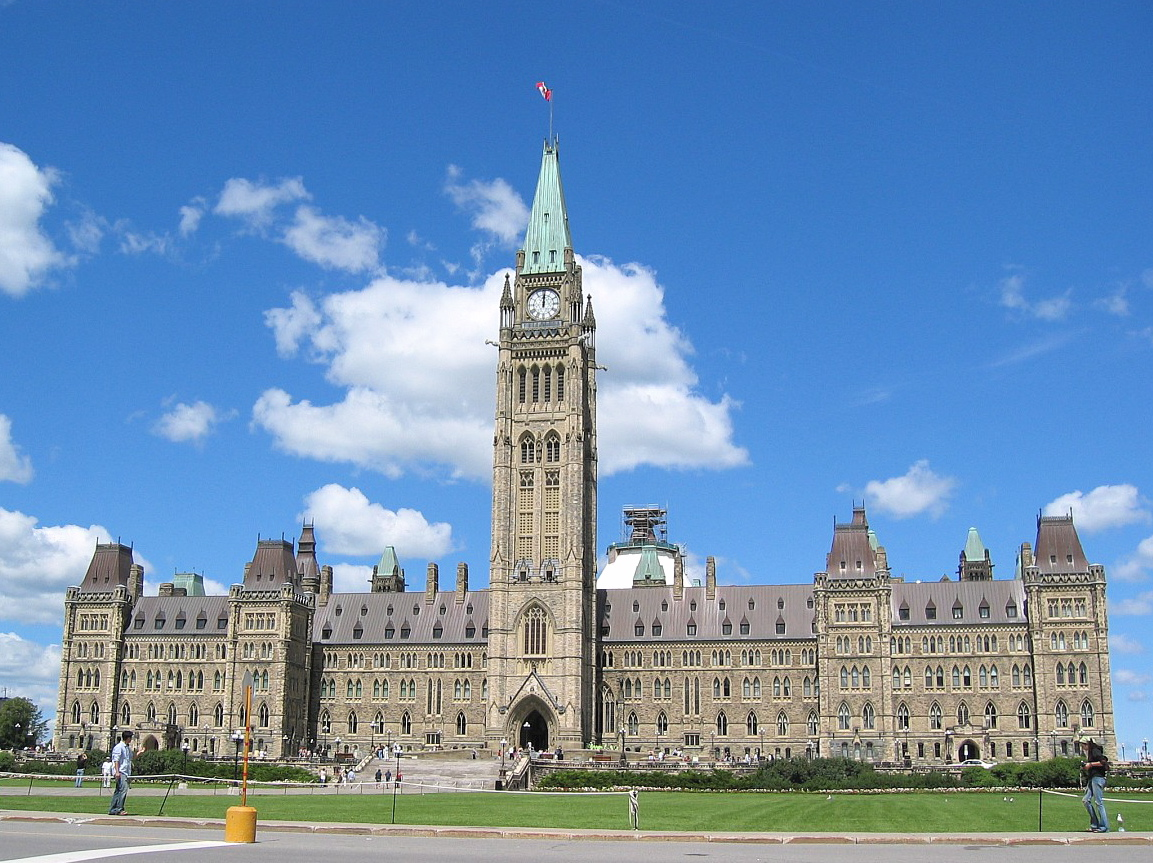
Parliament Hill en Ottawa
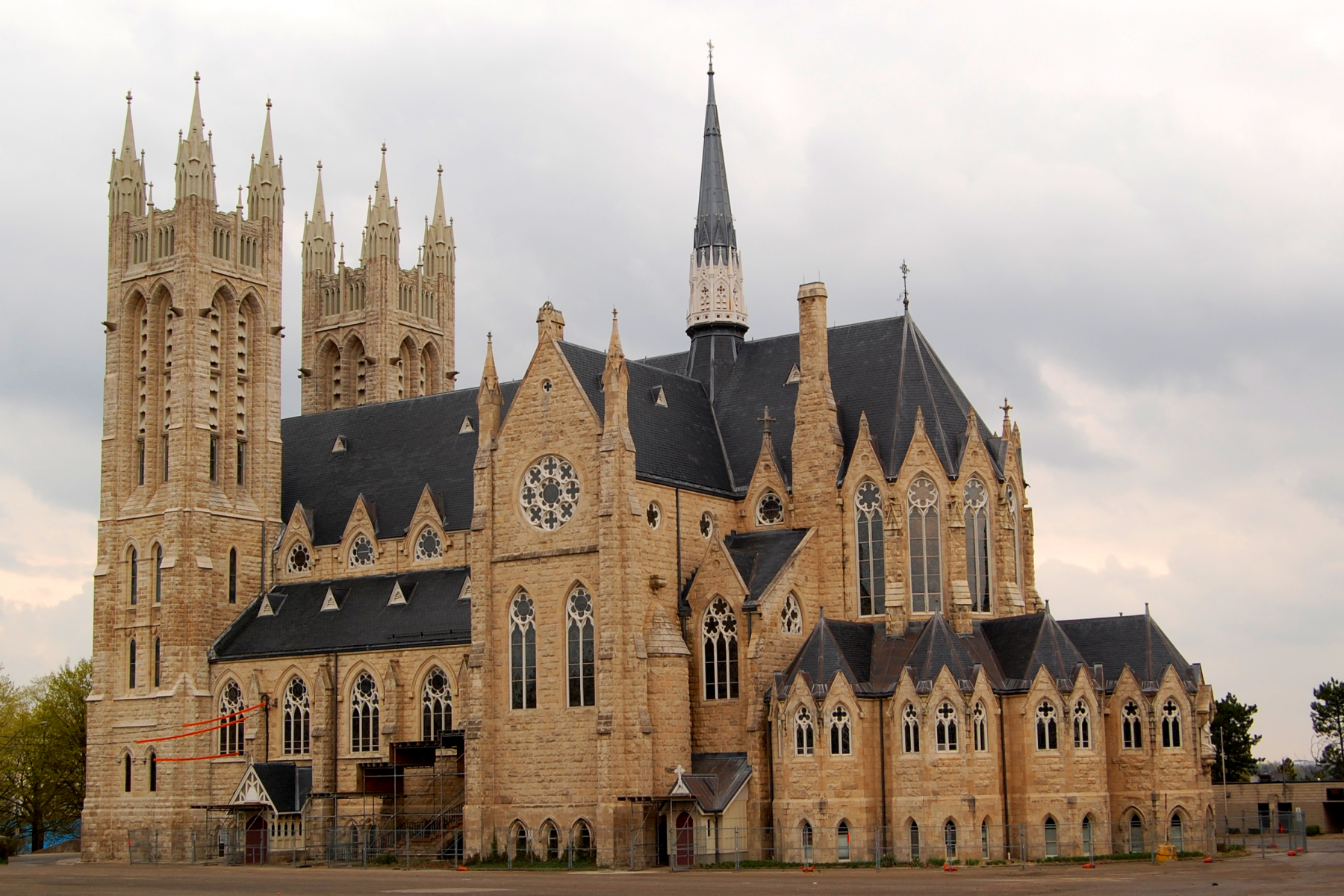
Basílica de Nuestra Señora Inmaculada (Guelph) (1875-1883), Ontario, Canadá
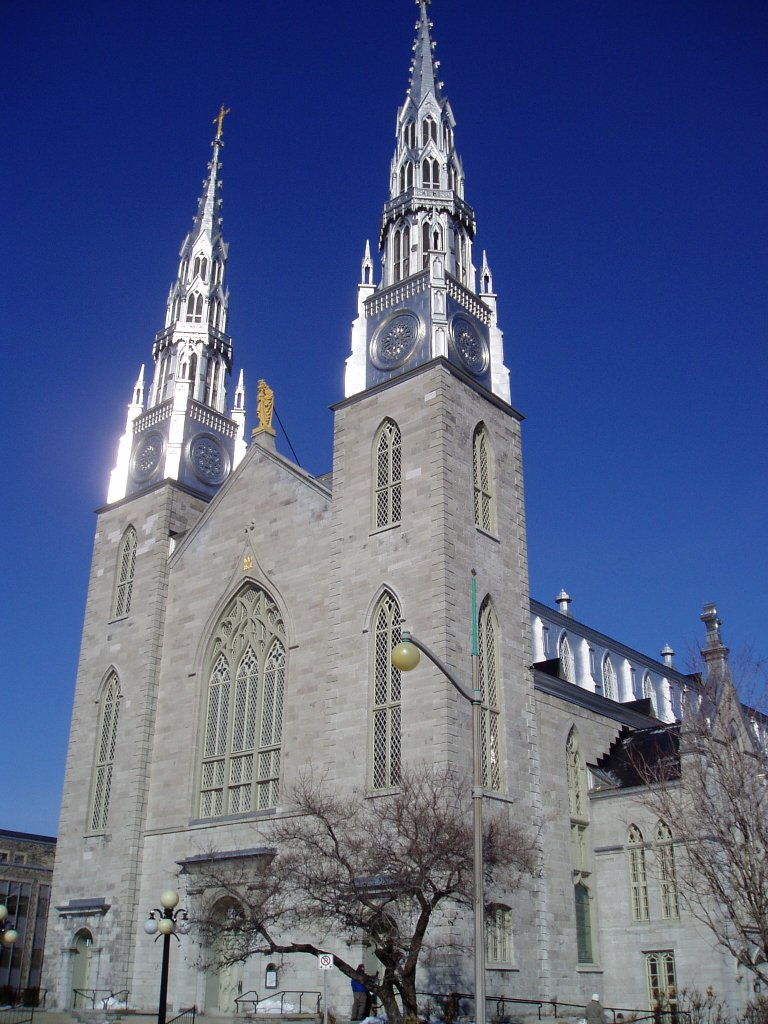
Basílica catedral de Nuestra Señora (Ottawa) (1841-1846)

Estados Unidos
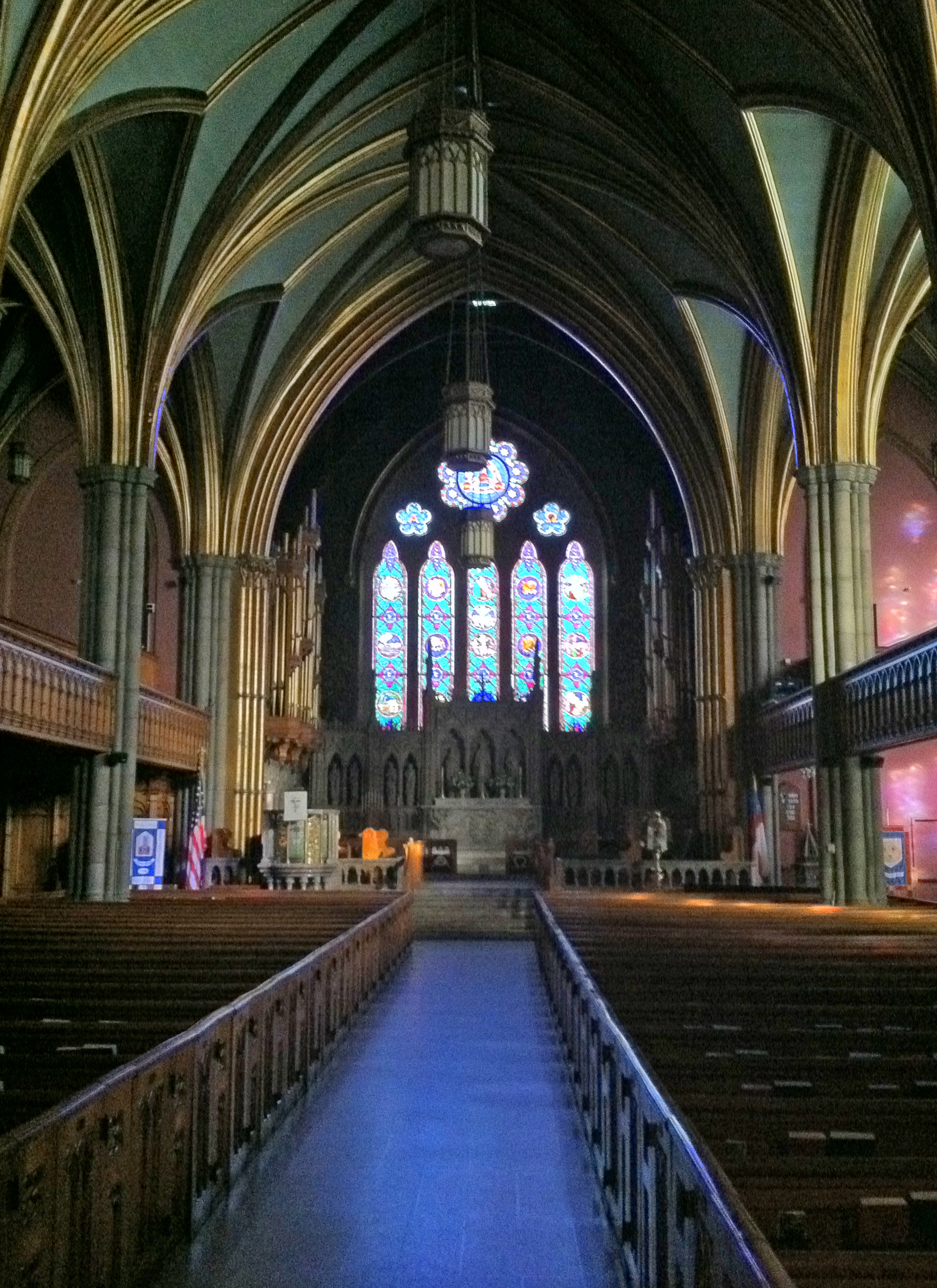
Trinity Church on the Green en New Haven, de Ithiel Town, 1812-1814
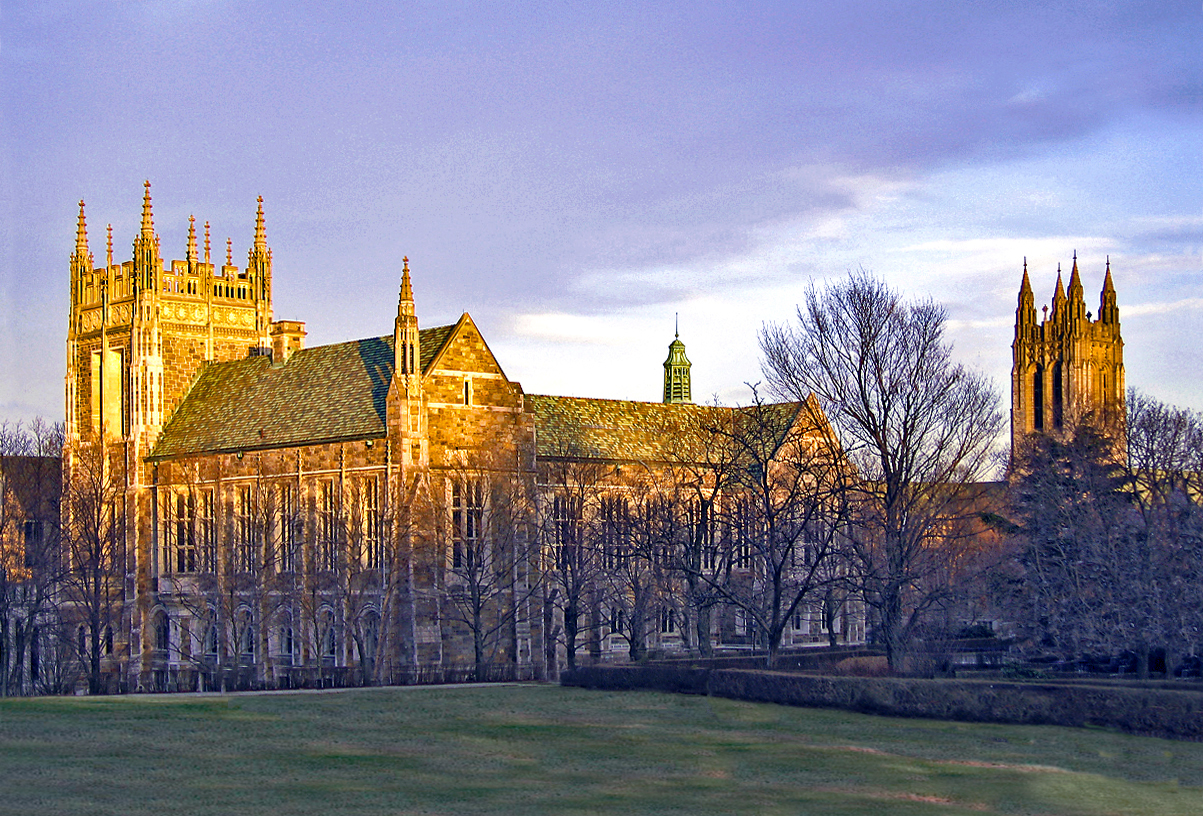
Collegiate Gothic del Boston College
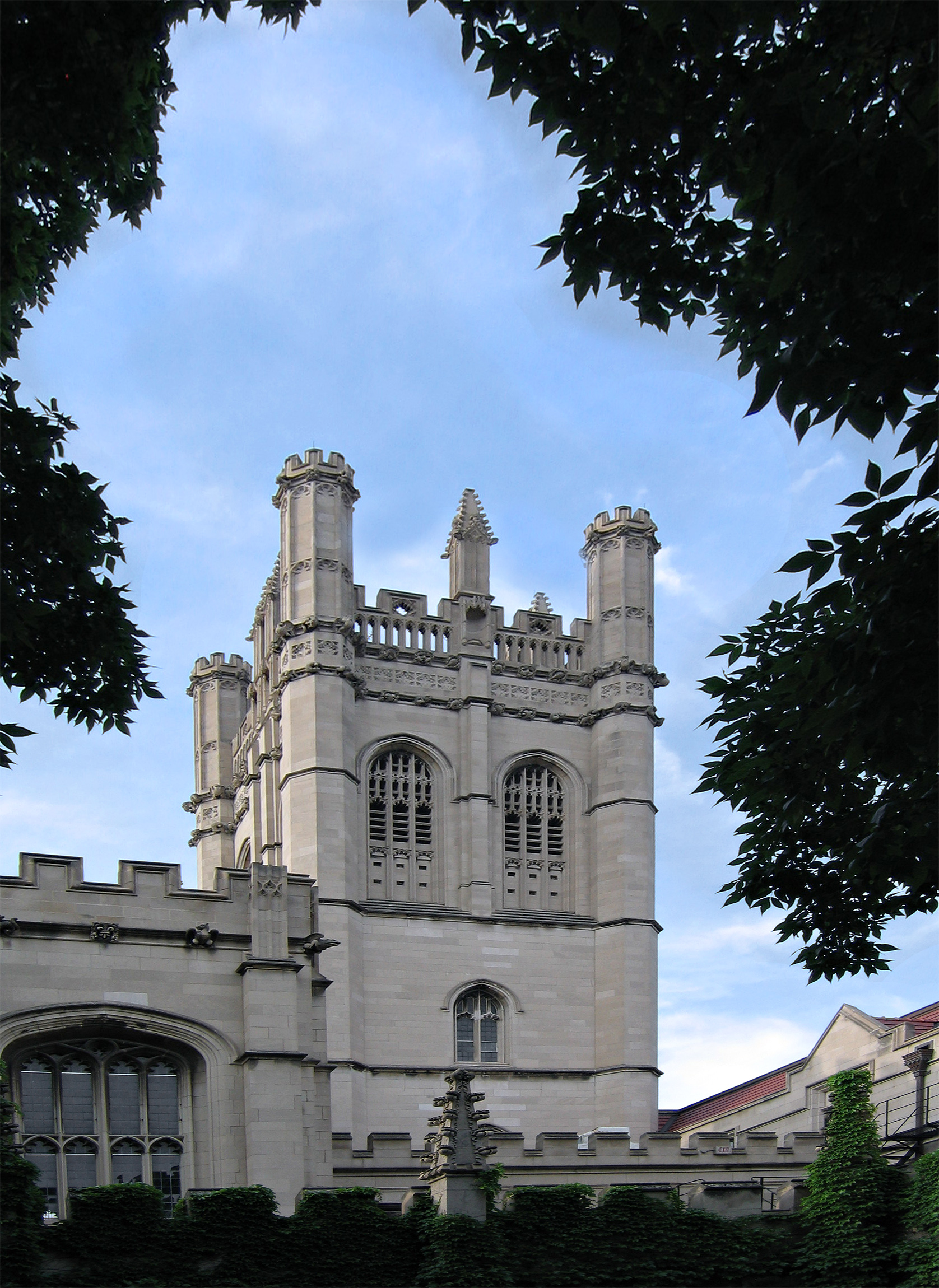
Reynolds Club del campus de la University of Chicago
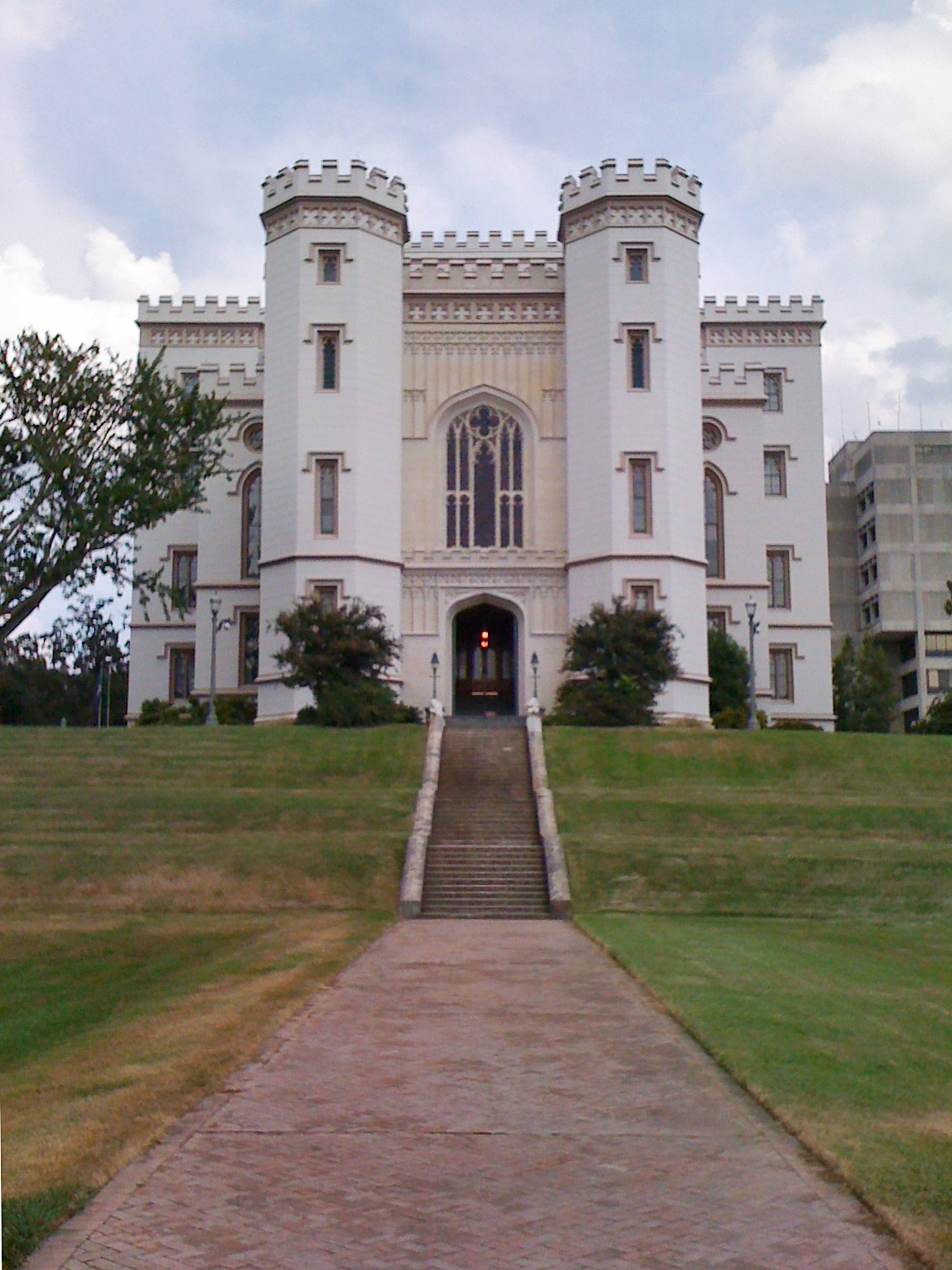
Old Louisiana State Capitol en Baton Rouge
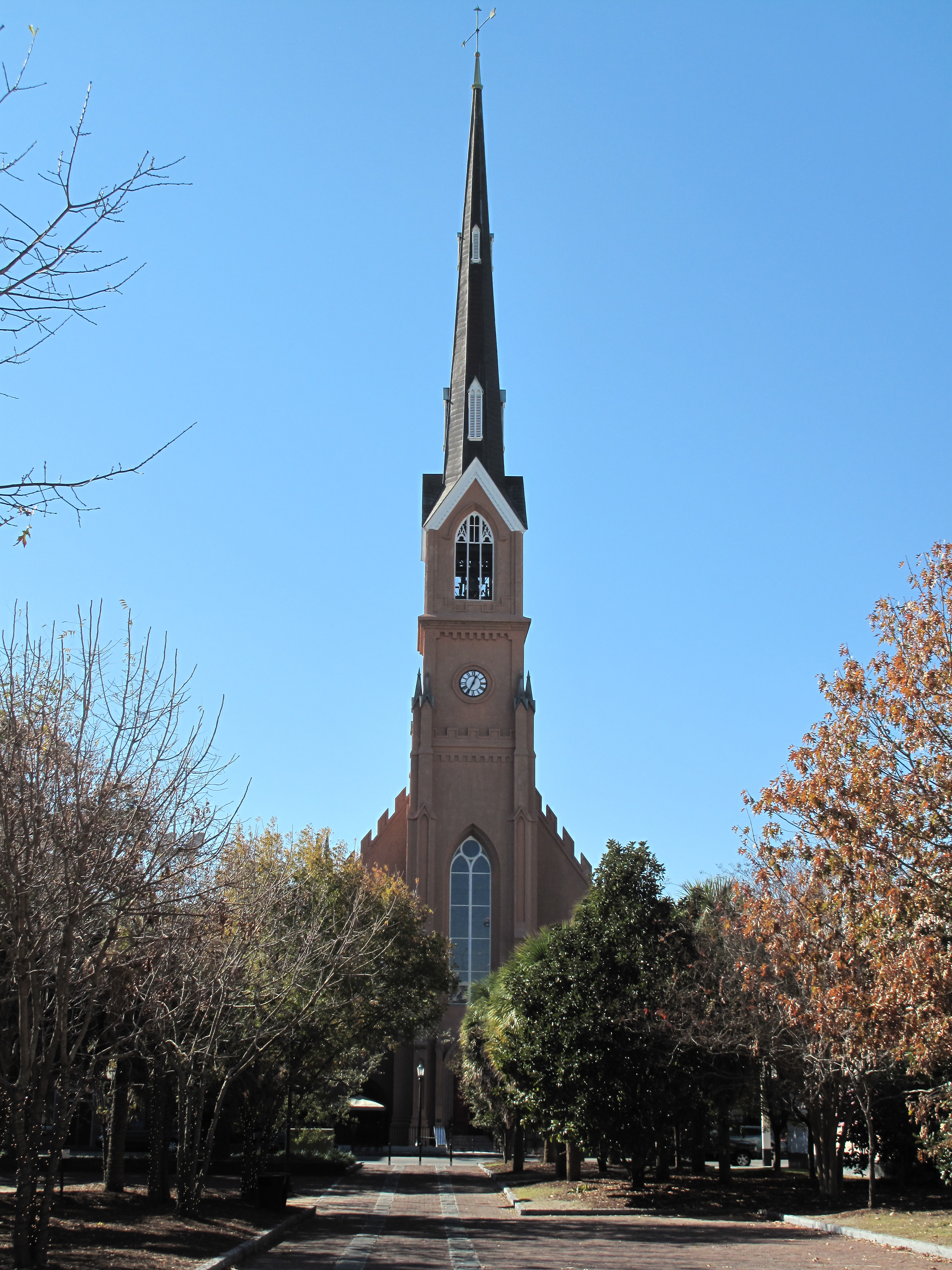
St. Matthew's German Evangelical Lutheran Church (1872), de John Henry Devereux, en Charleston
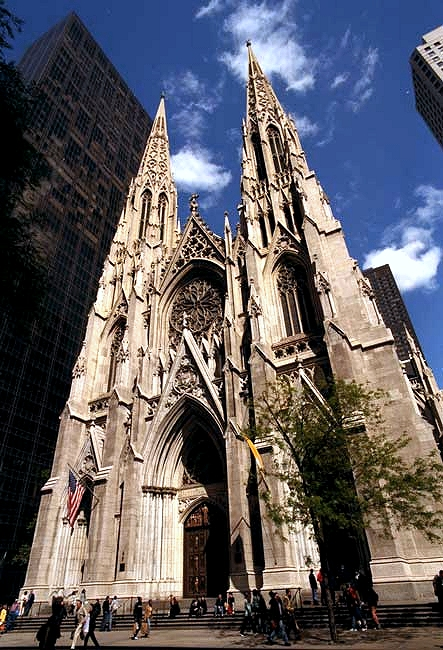
Catedral de San Patricio (Nueva York)
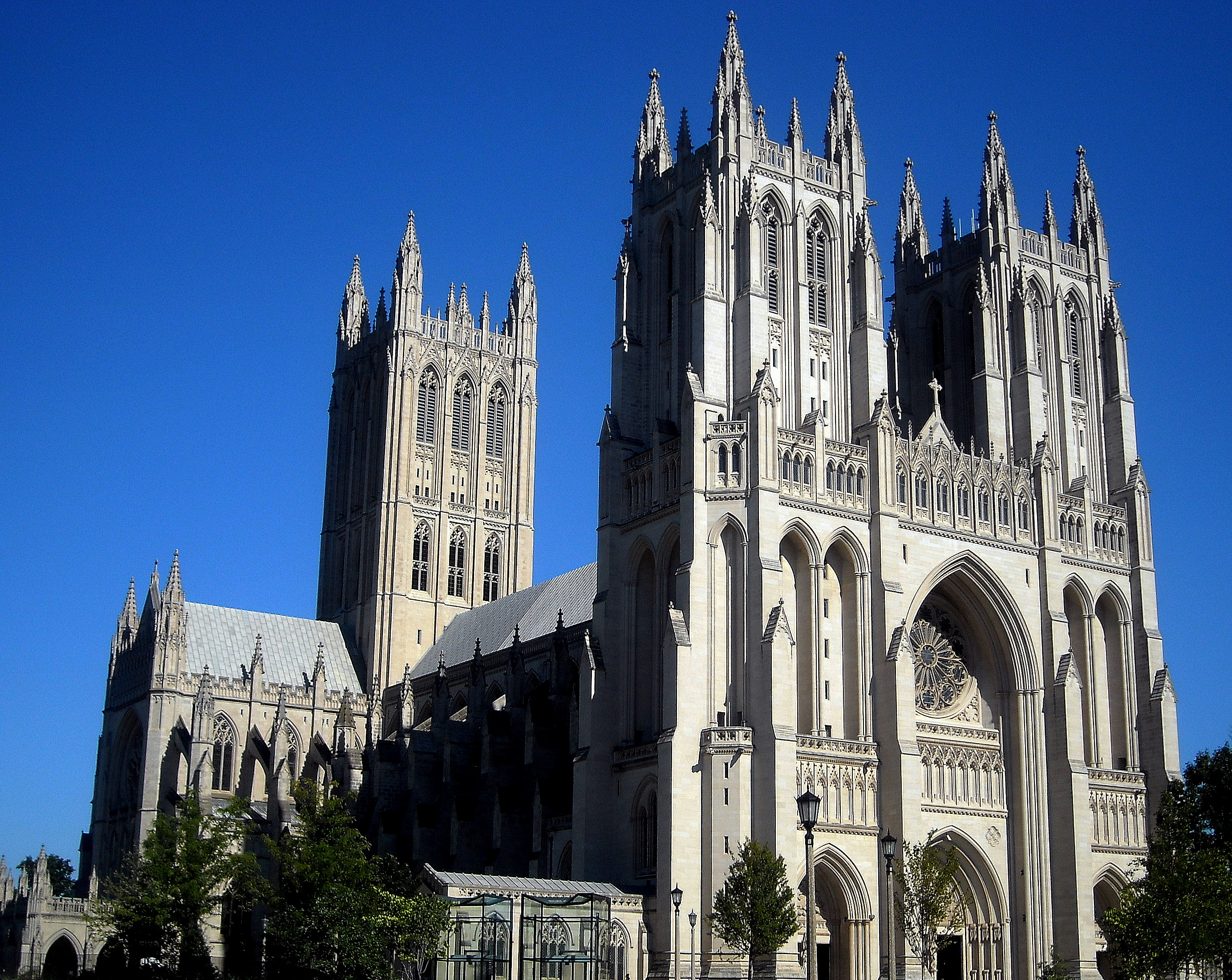
Catedral Nacional de Washington
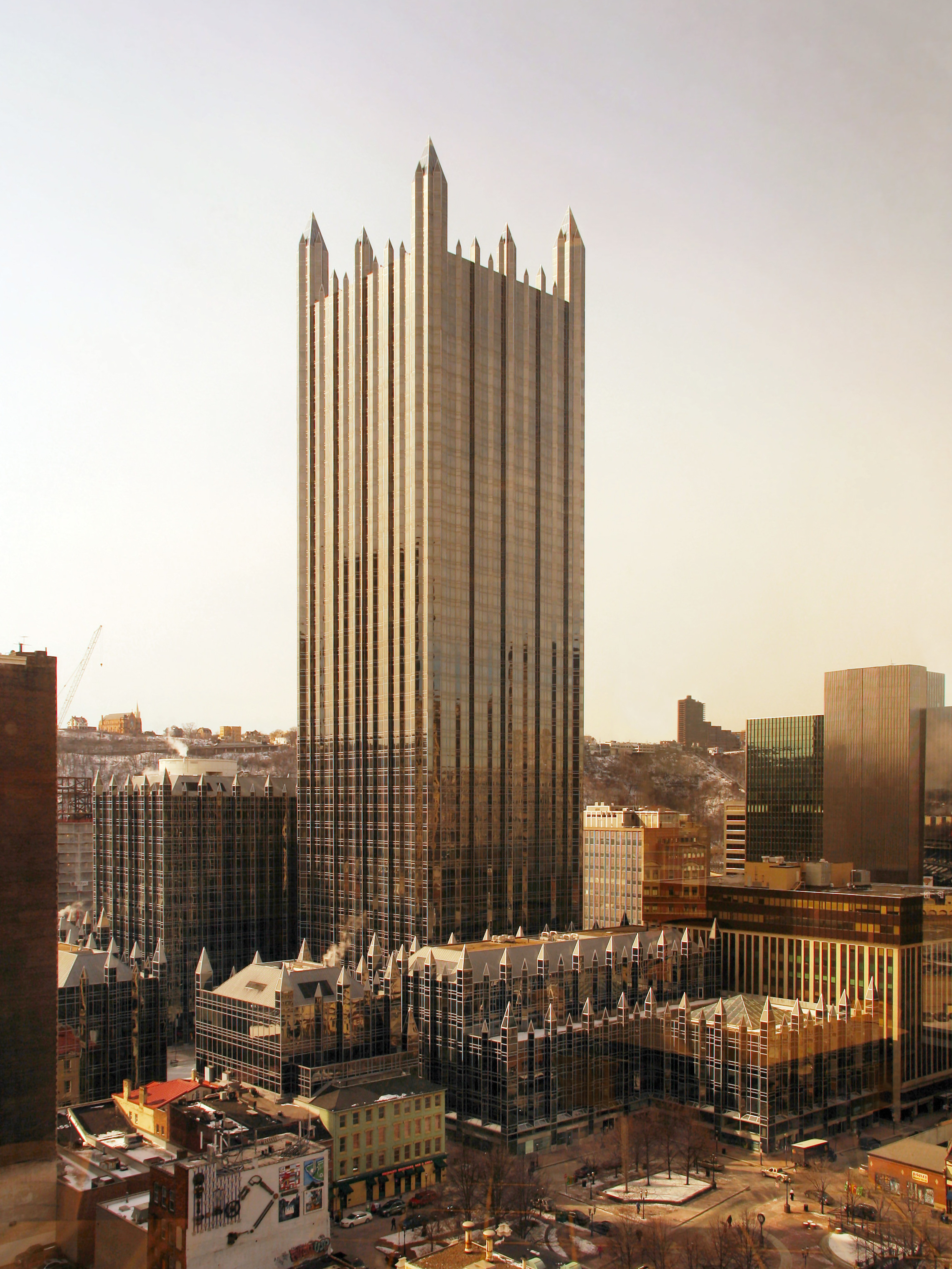
PPG Place de Pittsburgh
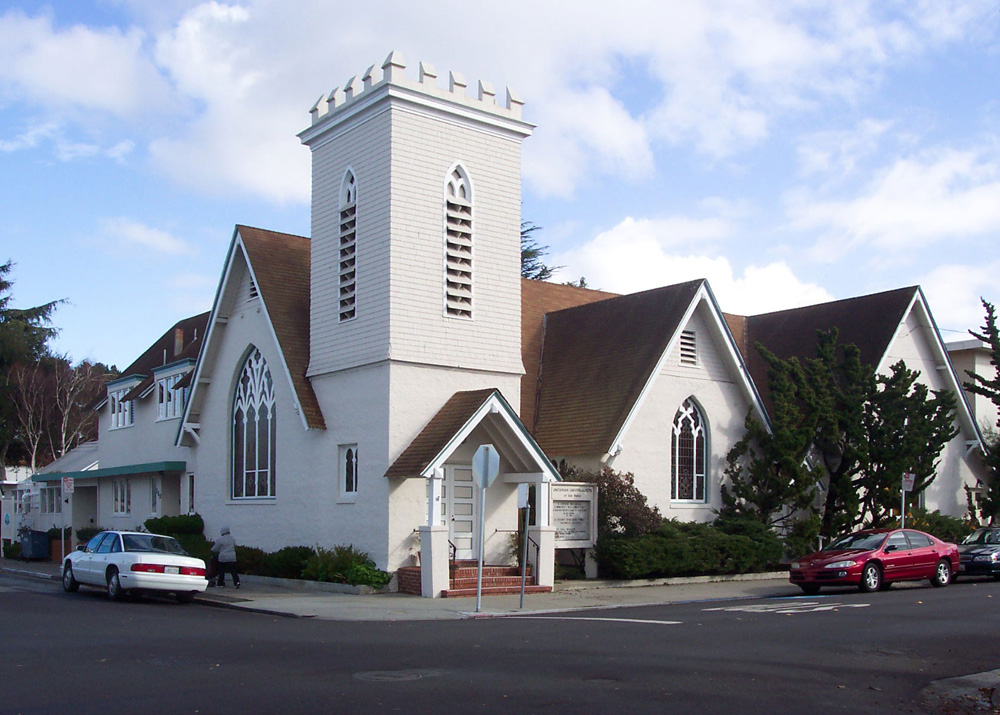
El denominado "gótico de carpintero" (carpenter gothic)[246] en la iglesia Unitarian Universalists of San Mateo, California, 1905, con los típicos abat-sons en la torre.
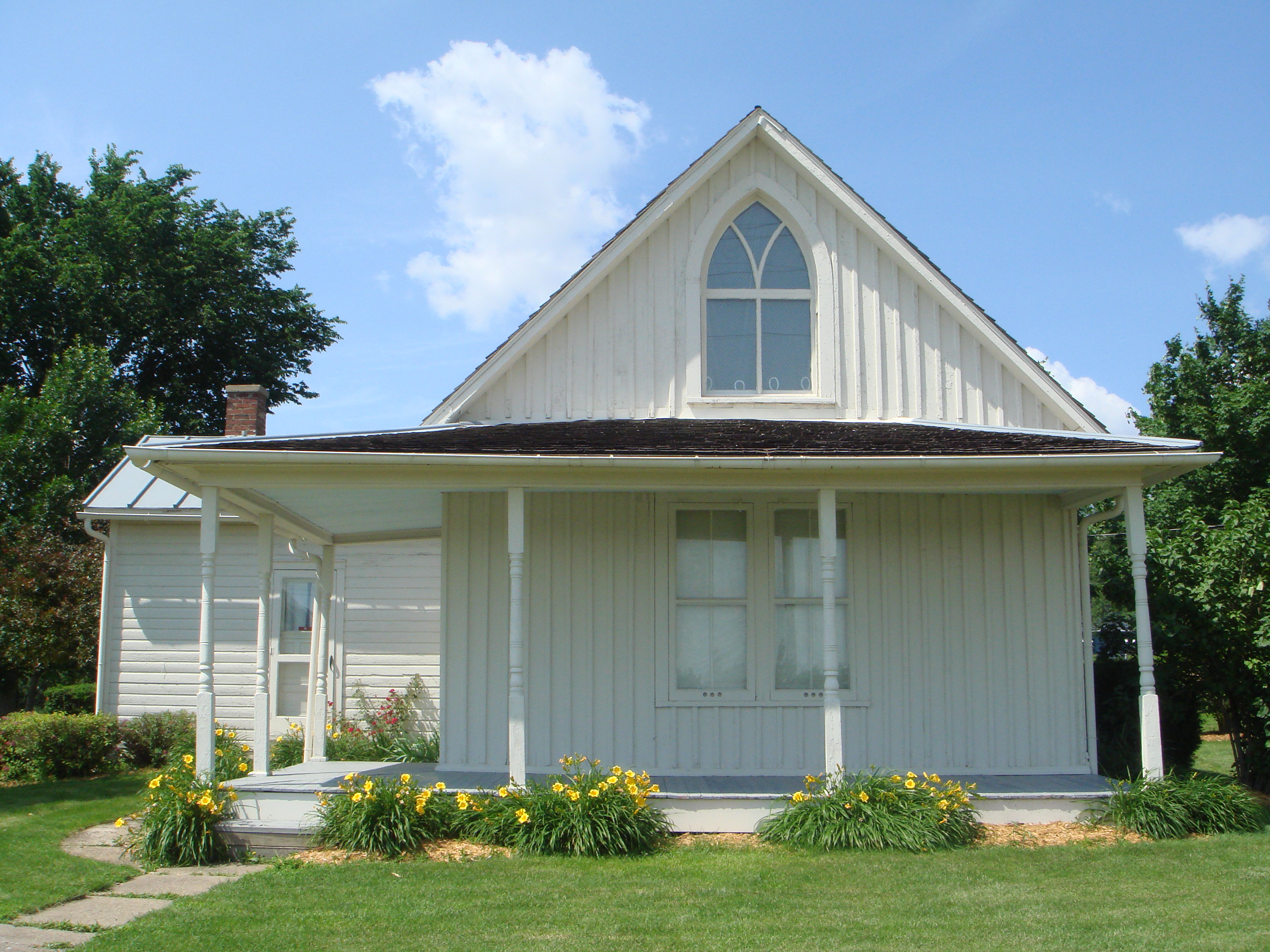
American Gothic House de Eldon (Iowa), utilizada como fondo para el cuadro American Gothic, de Grant Wood, 1930.
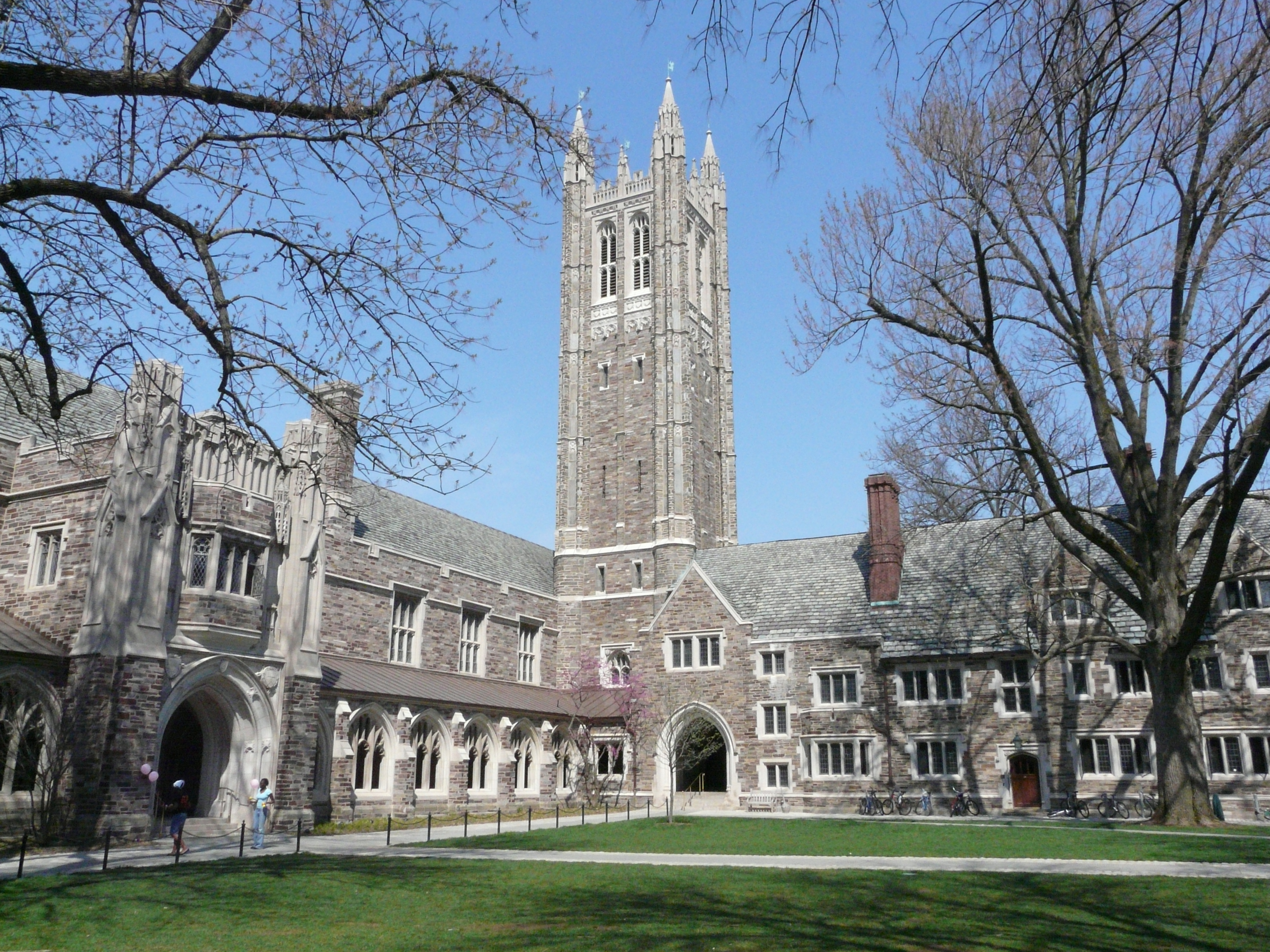
Rockefeller College, Princeton, USA
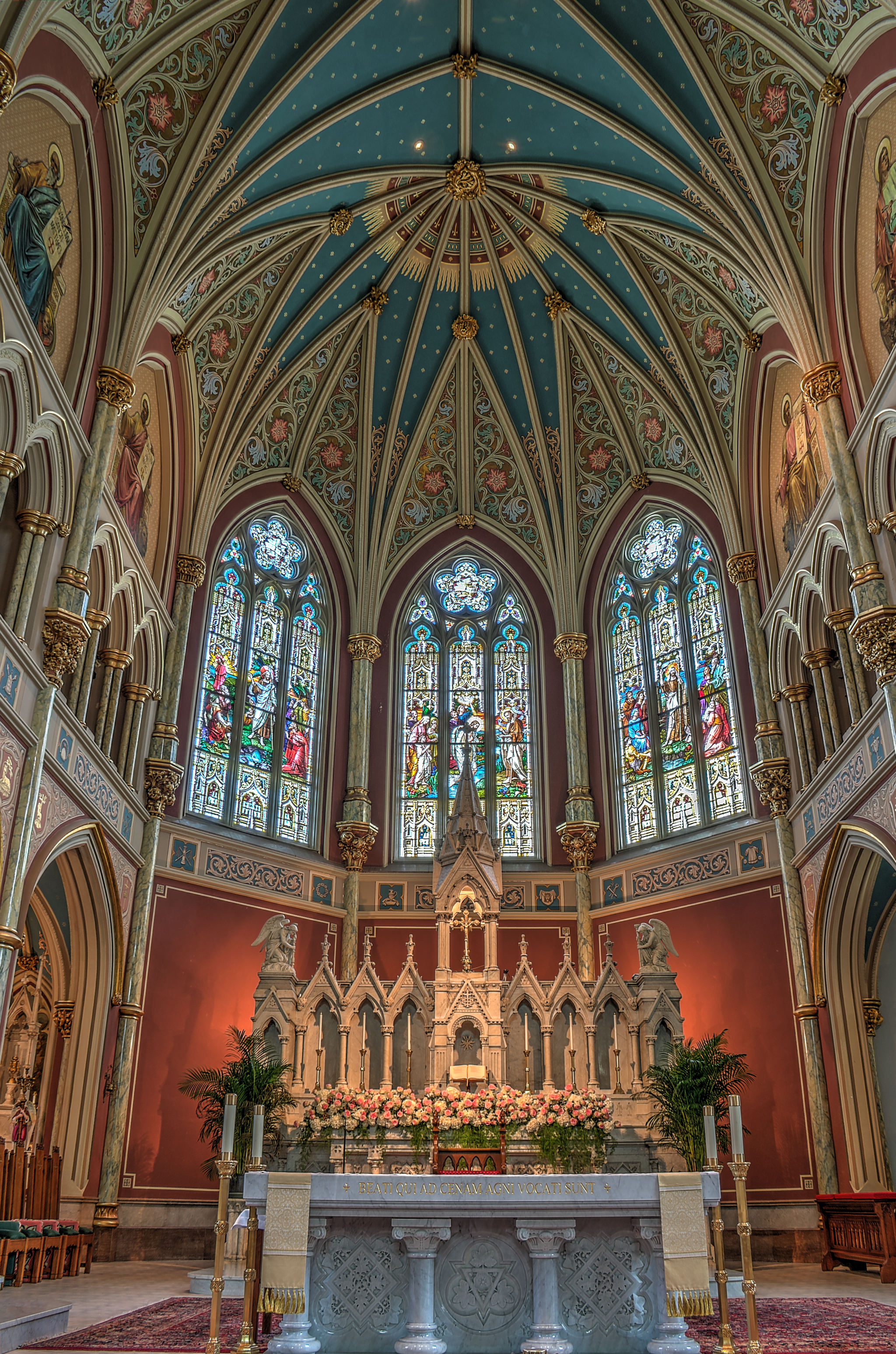
La Cathedral of St. John the Baptist, Savannah (Georgia
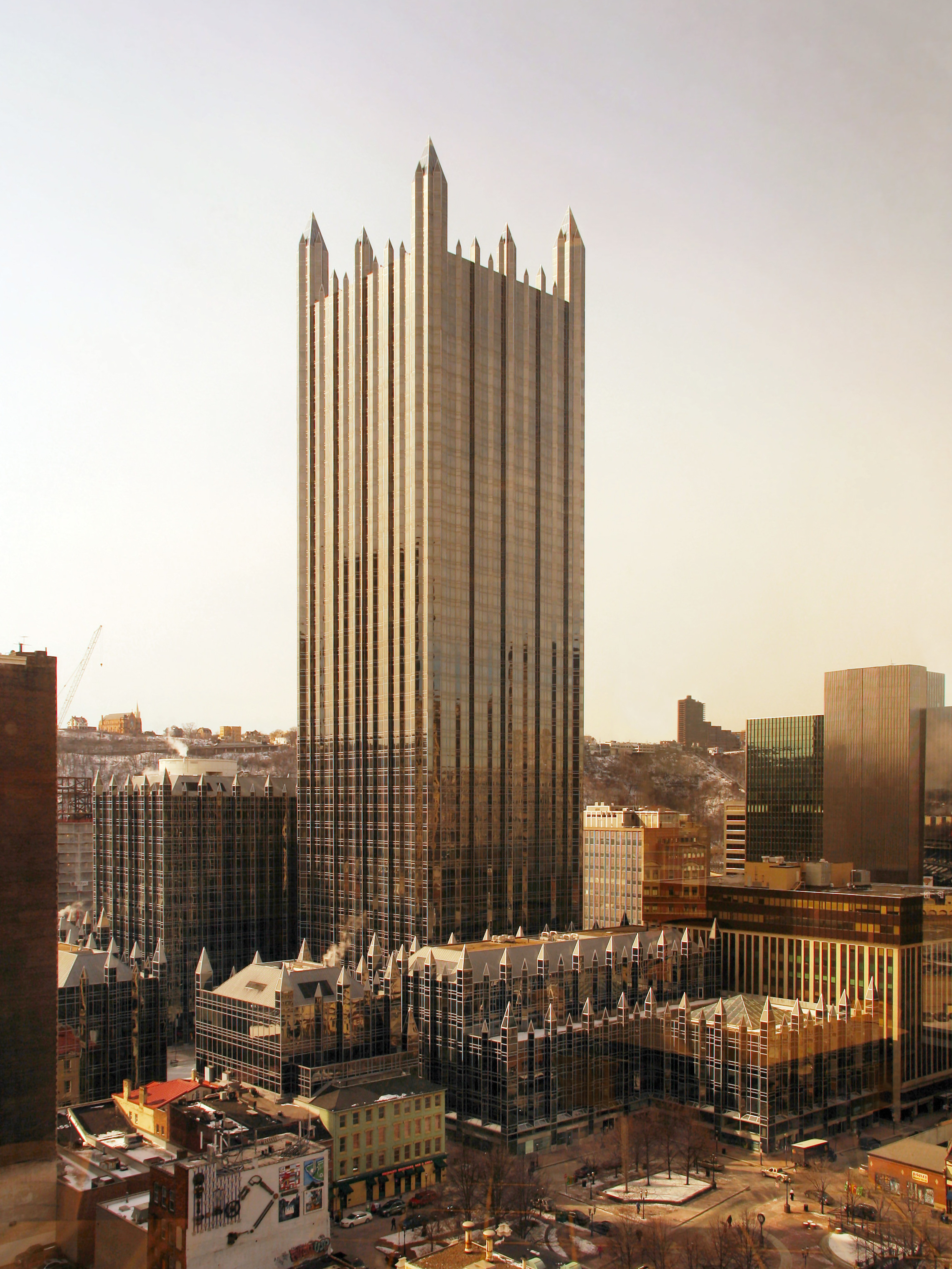
PPG Place en Pittsburg

Chipre
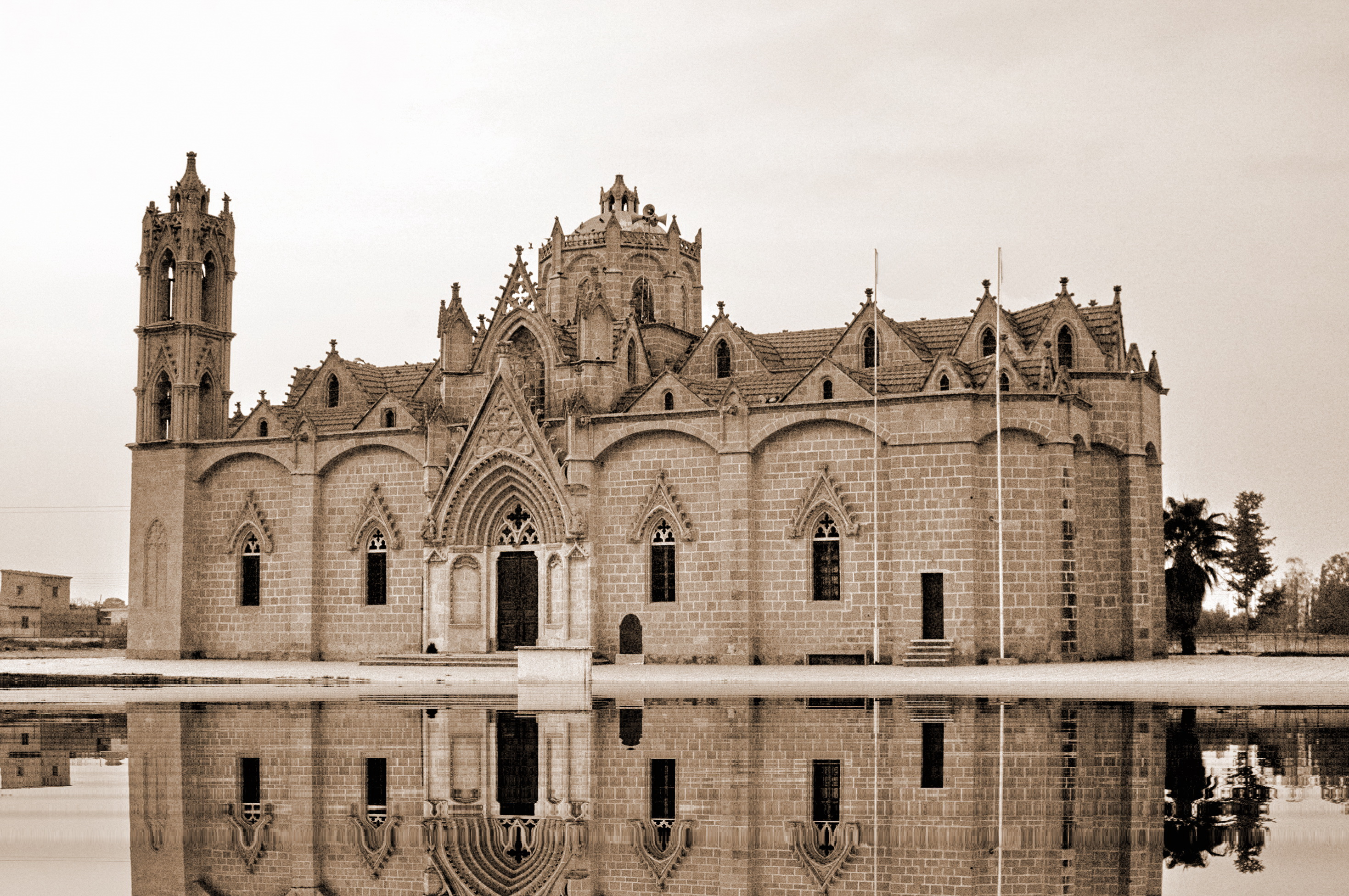
Nuestra Señora de Lysi

### Iberoamérica

Argentina
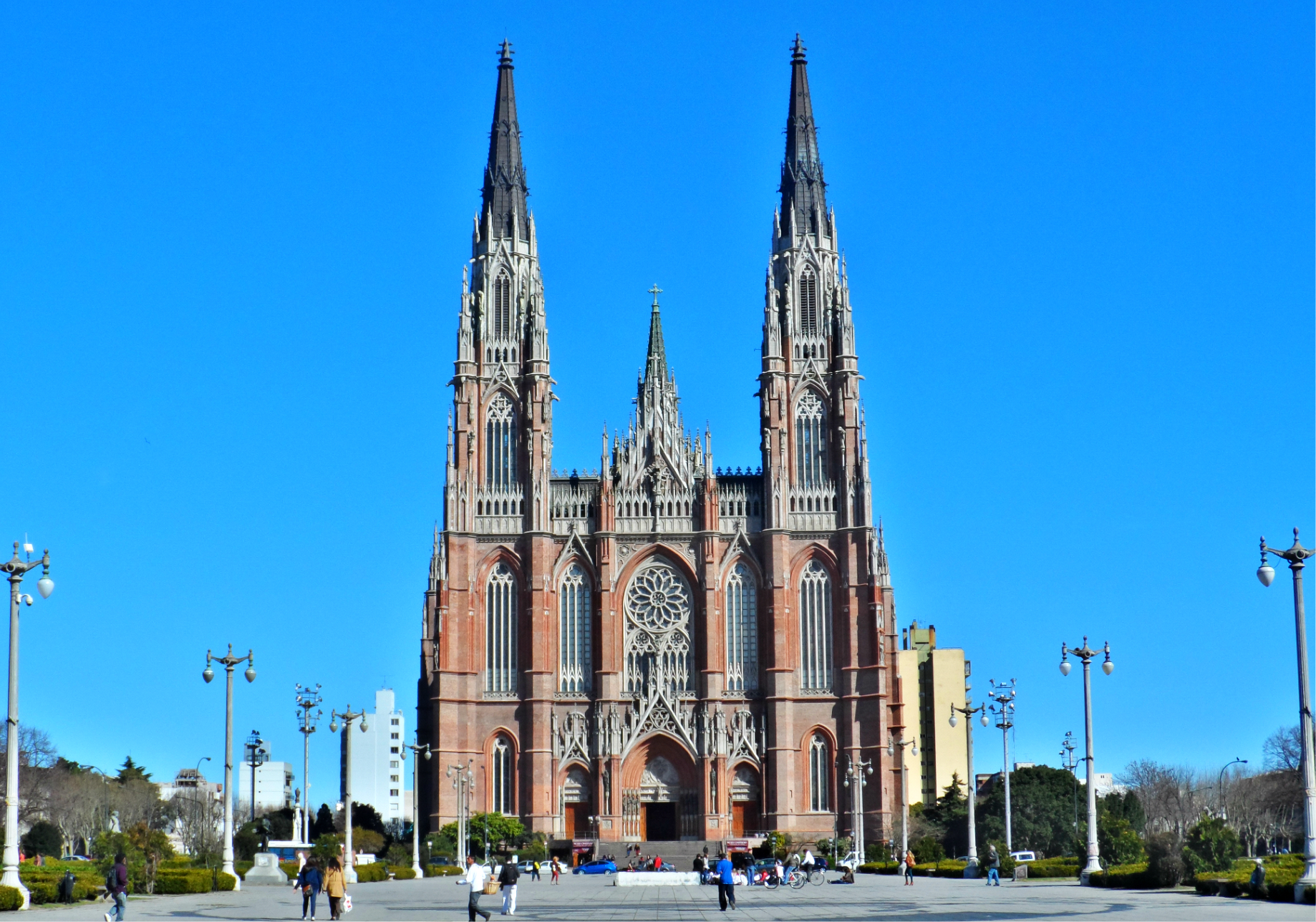
Catedral de la Plata, Ciudad de la Plata (1884-1999)
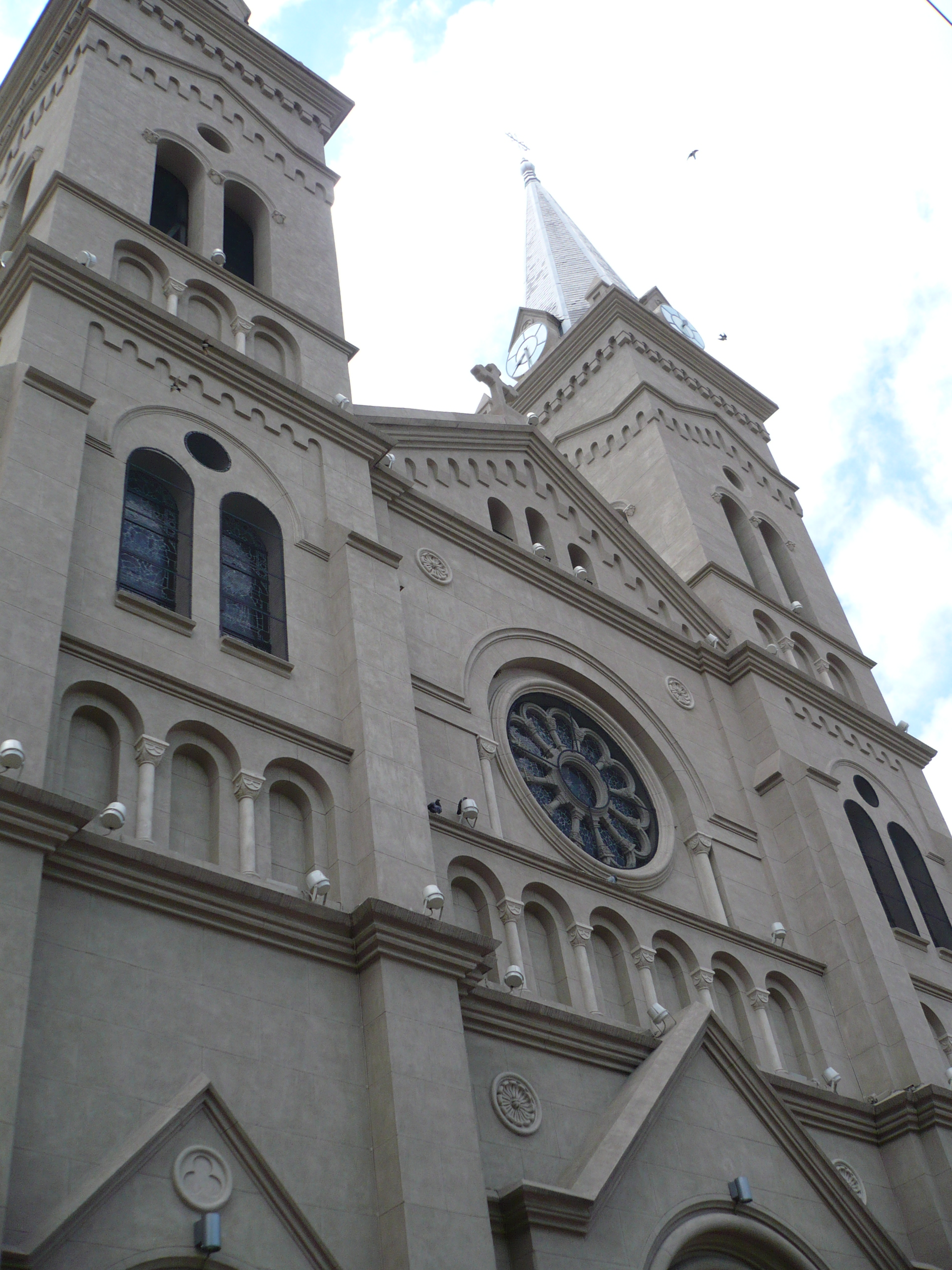
Iglesia de San Alfonso. Salta
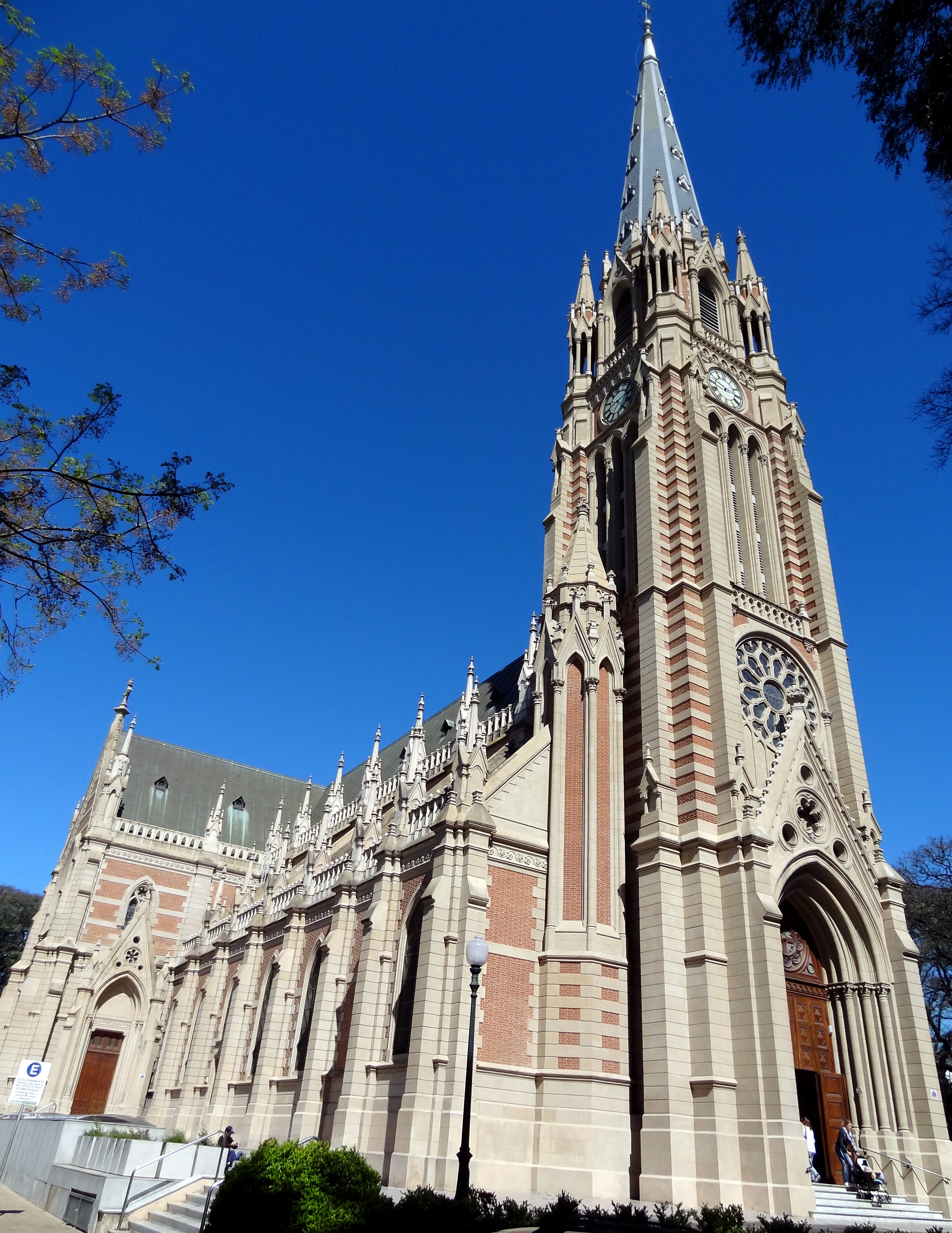
Catedral de San Isidro (?-1898), en San Isidro
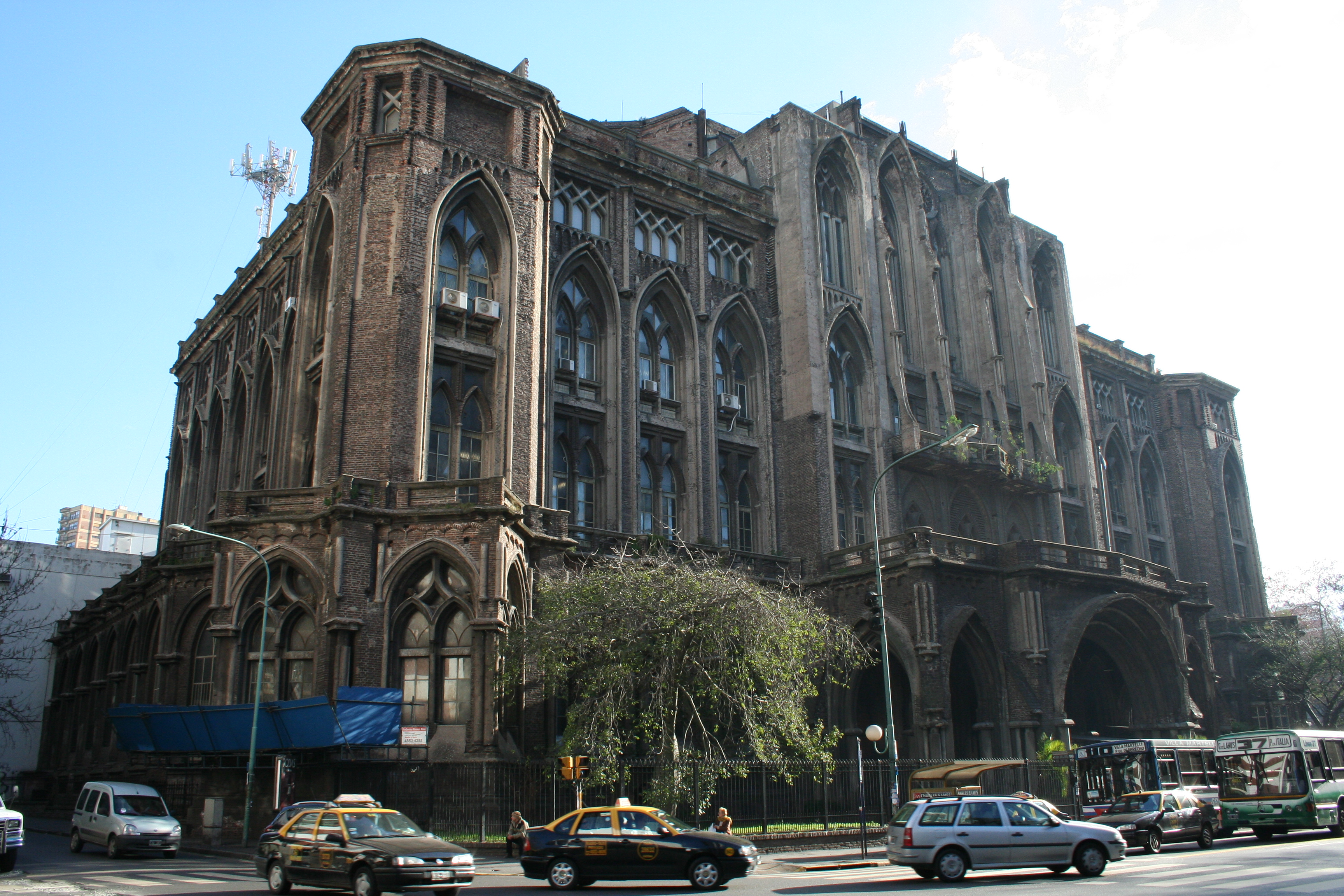
Universidad de Buenos Aires, Facultad de Ingeniería, Sede de Las Heras. Ciudad Autónoma de Buenos Aires
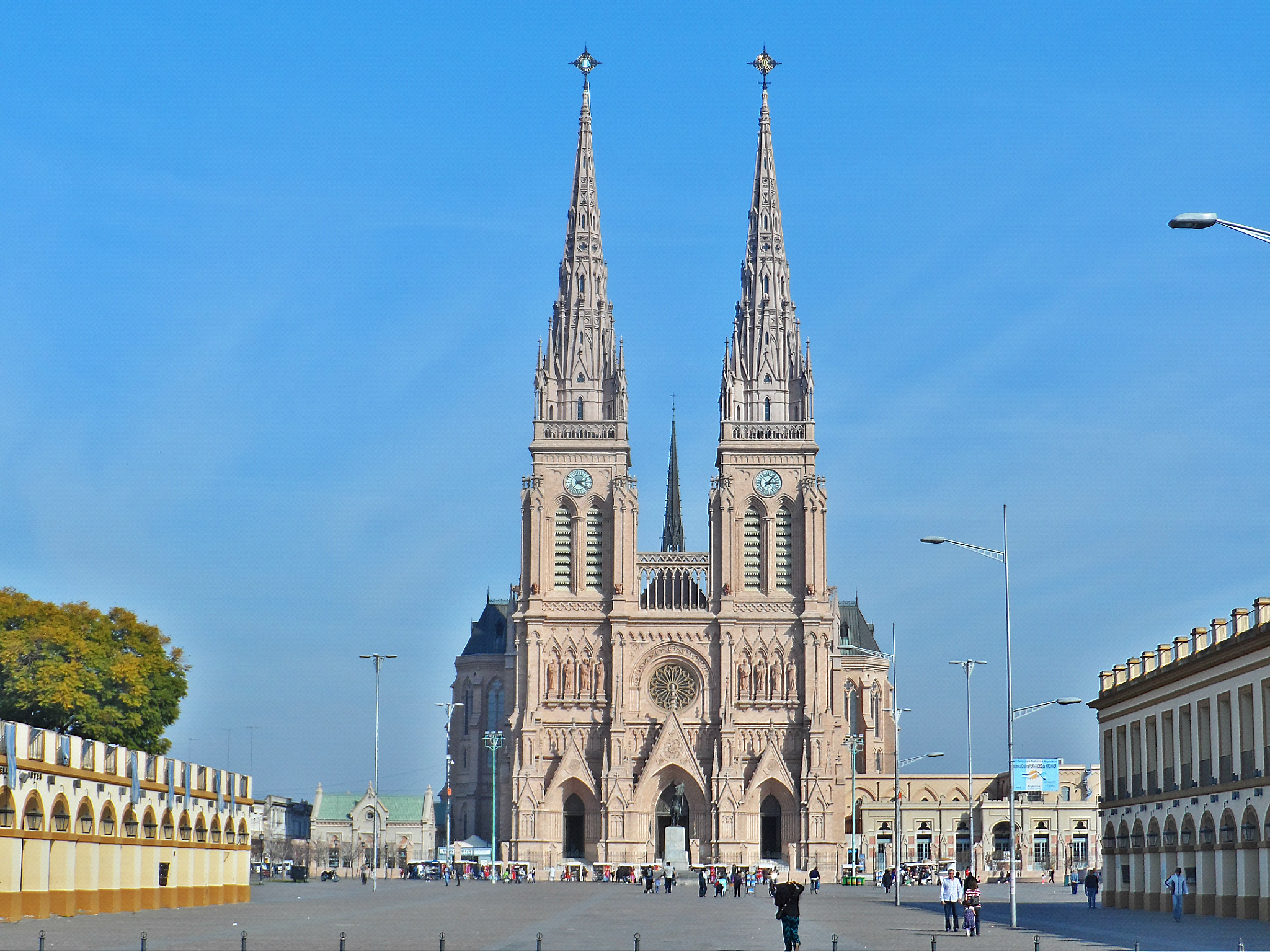
Basílica de Nuestra Señora de Luján, Provincia de Buenos Aires (1890-1935)
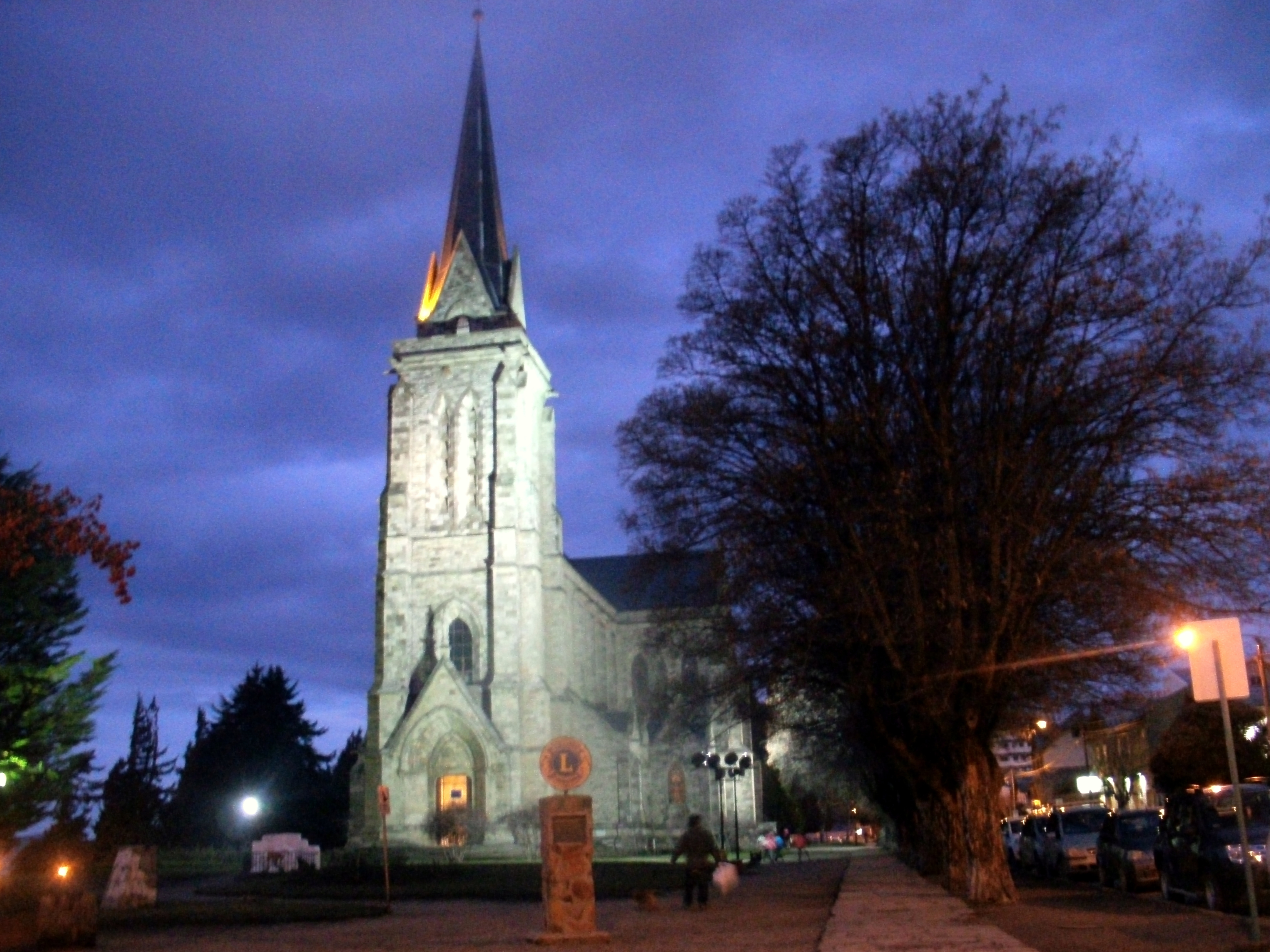
Catedral de Nuestra Señora del Nahuel Huapi (1944-1947), Bariloche, de Alejandro Bustillo
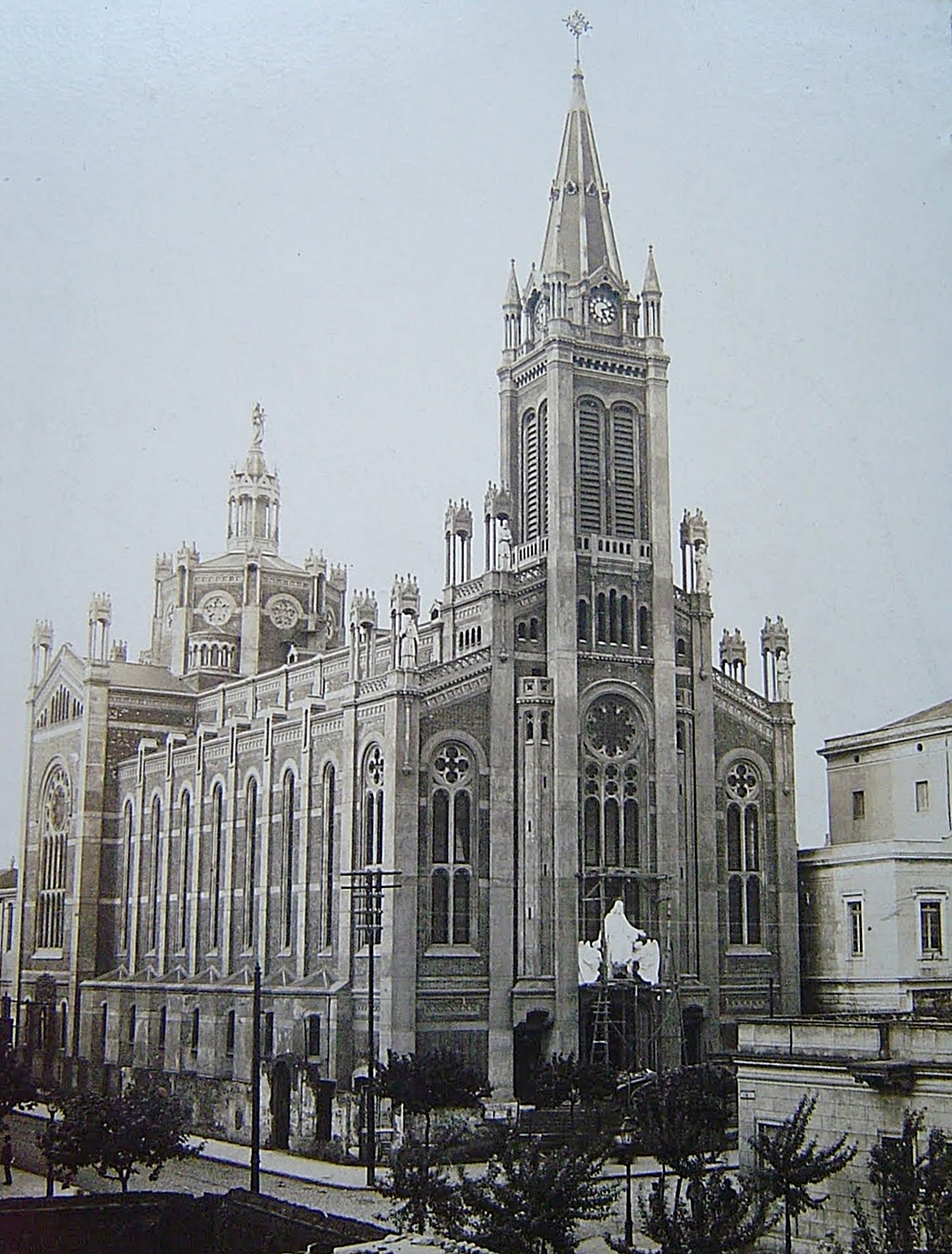
Basílica María Auxiliadora y San Carlos (Buenos Aires) (1900-1910)

Colombia
Parroquia de Nuestra Señora de Chiquinquirá, Bogotá
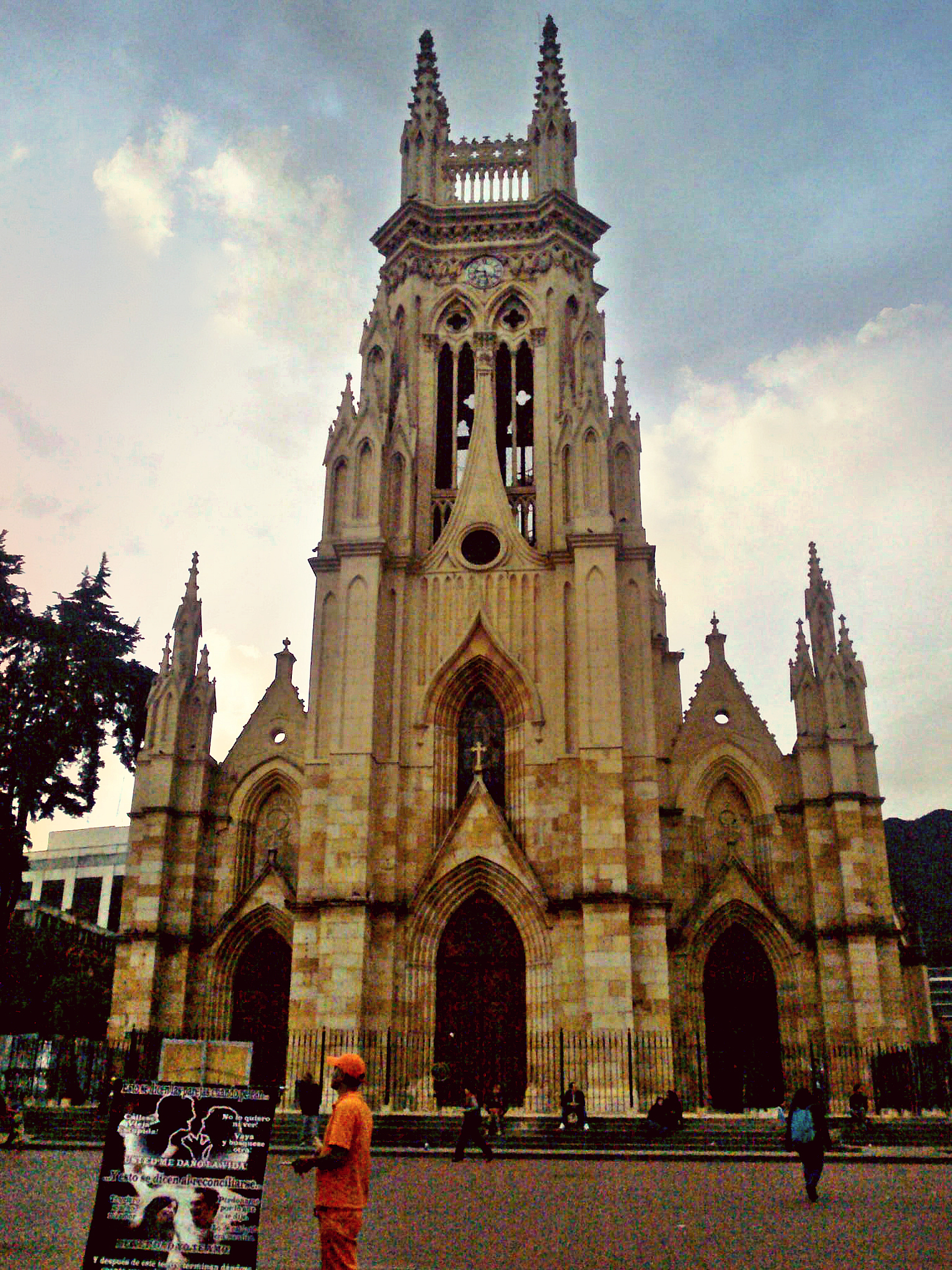
Basílica de Nuestra Señora de Lourdes, Bogotá
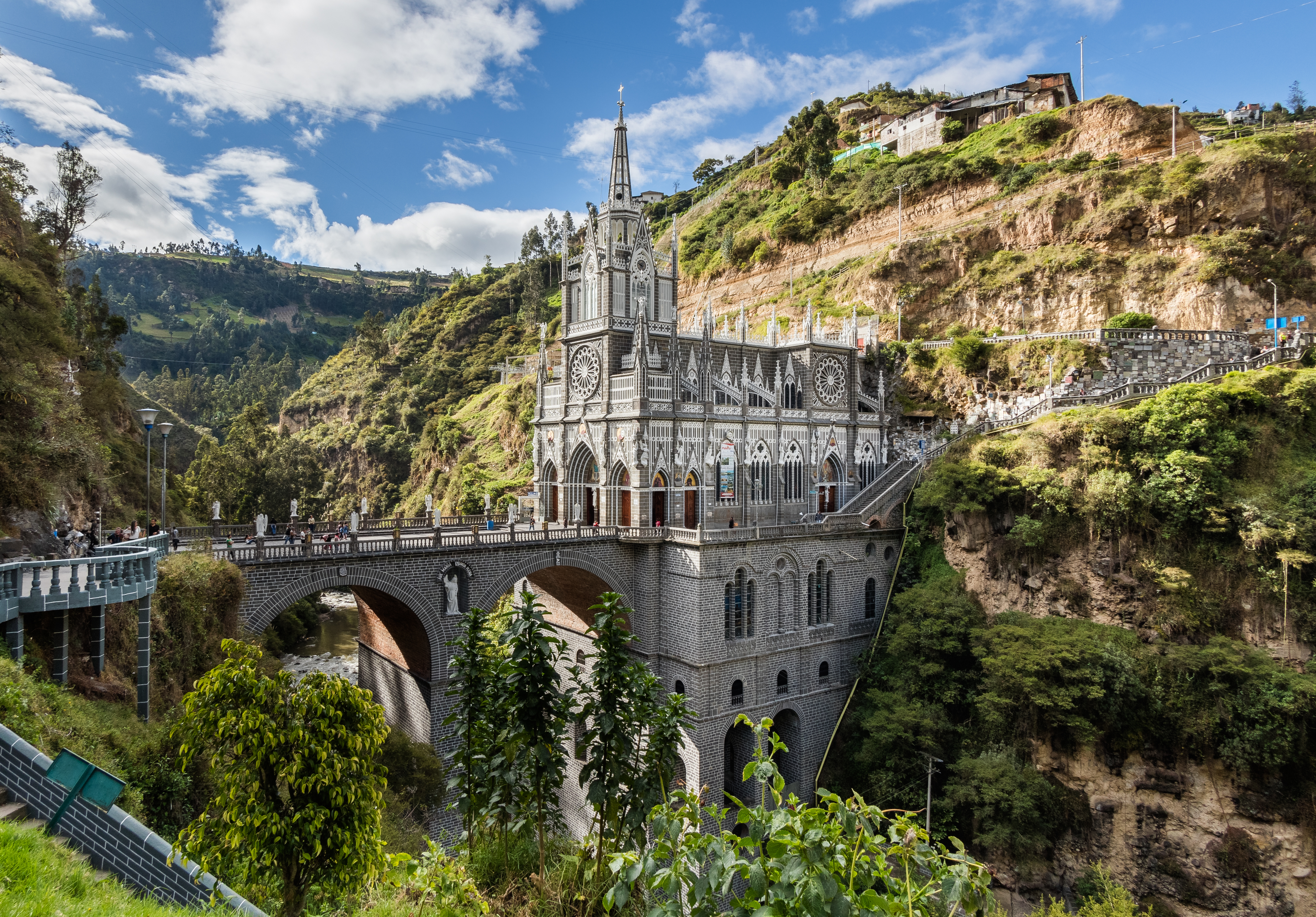
Santuario de Las Lajas en Ipiales, departamento de Nariño
Iglesia de Nuestra Señora del Perpetuo Socorro, Medellín
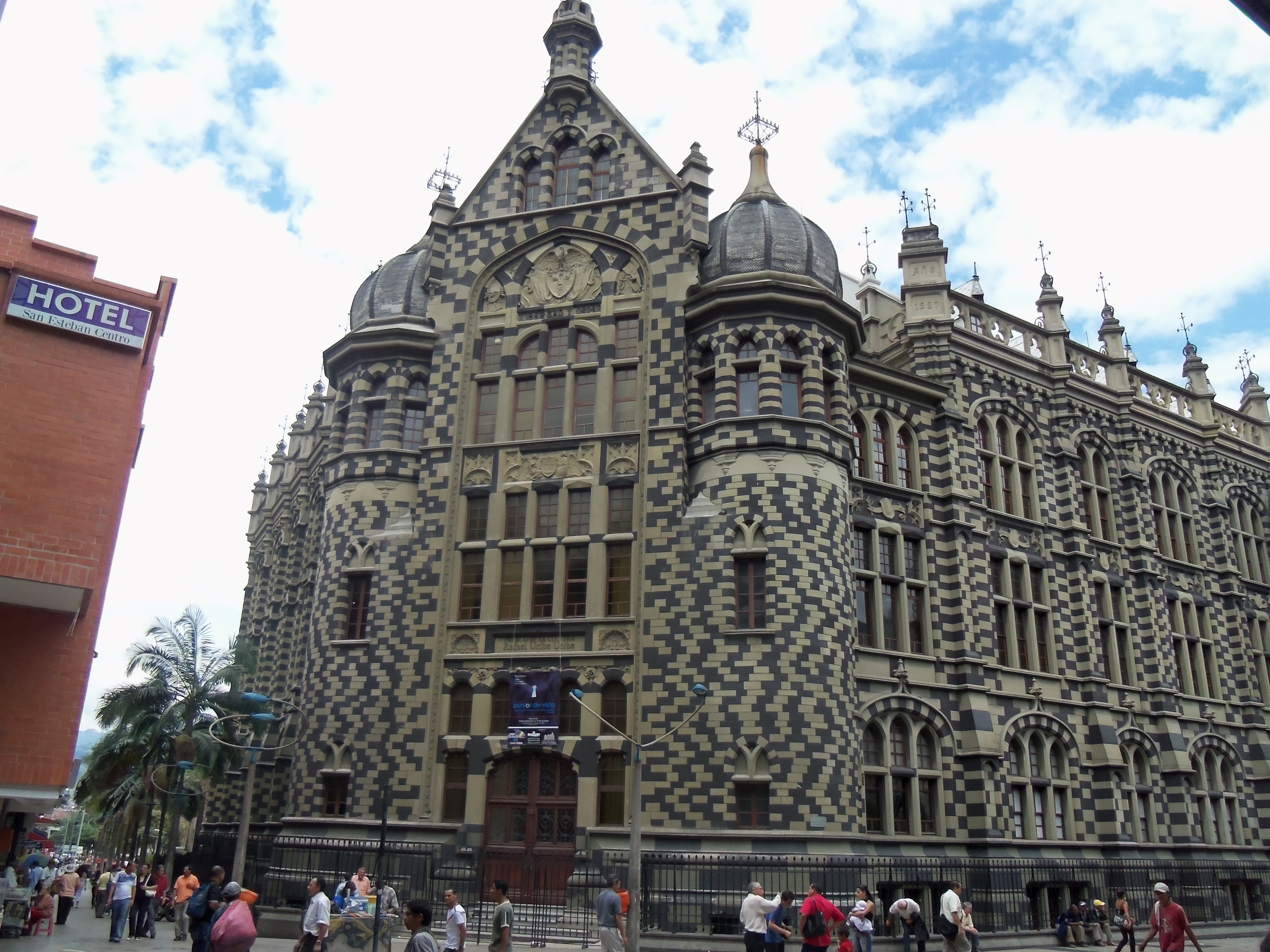
Palacio de la Cultura Rafael Uribe Uribe, Medellín
Iglesia de Nuestra Señora del Rosario en Donmatías, Antioquia

Chile
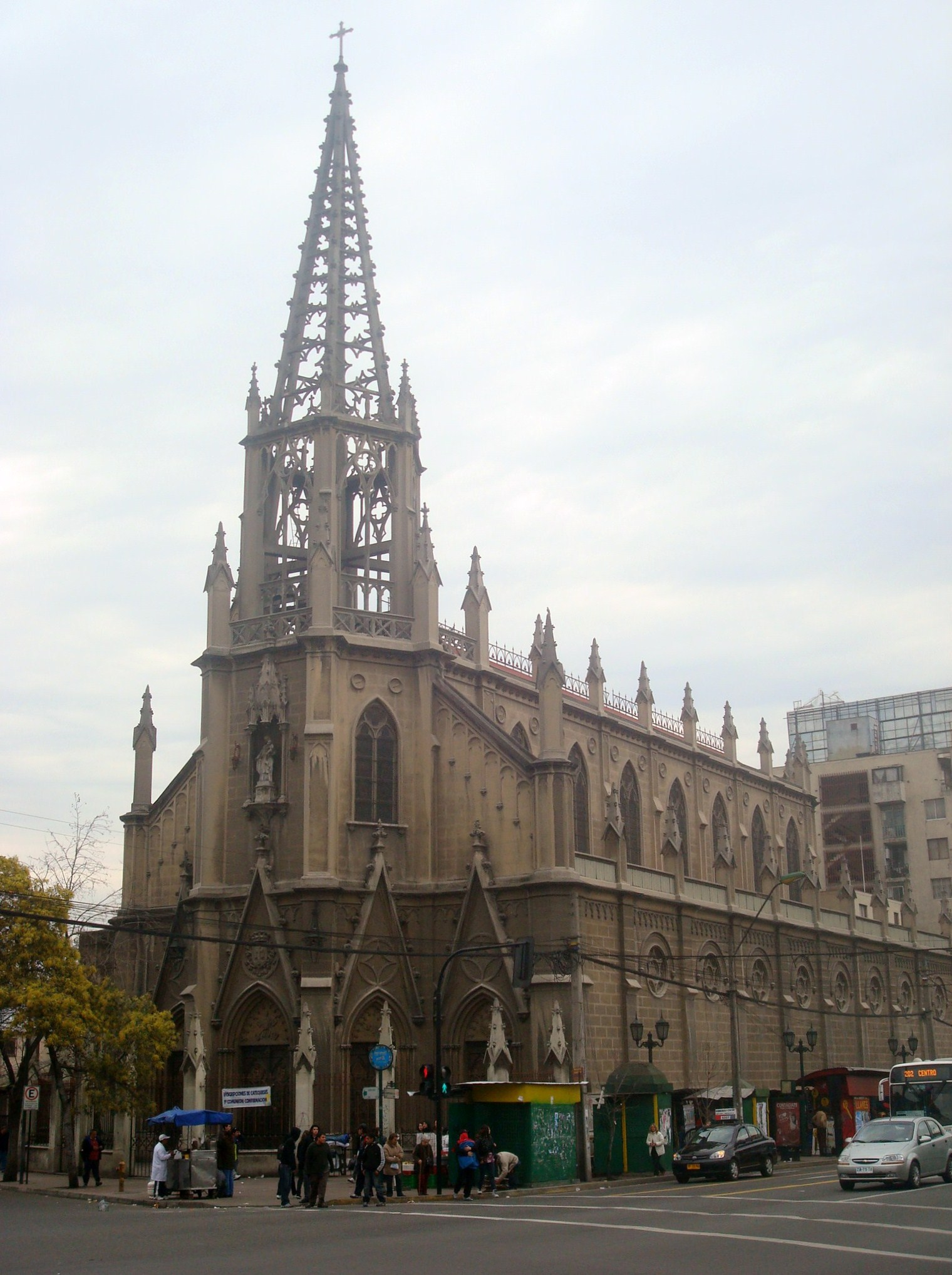
Iglesia del niño Jesús de Praga, Independencia, Santiago
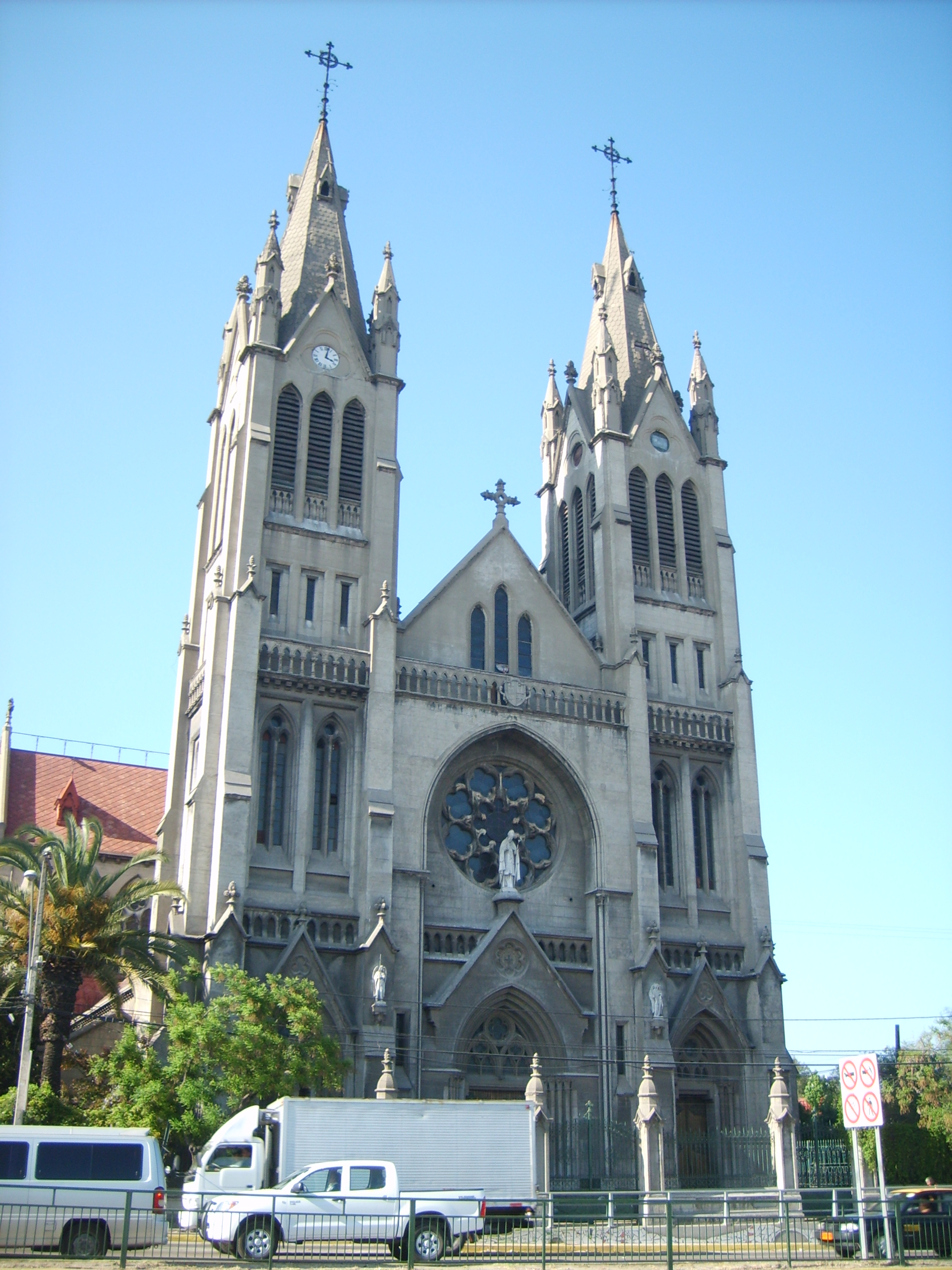
Basílica de Nuestra Señora del Perpetuo Socorro. Santiago
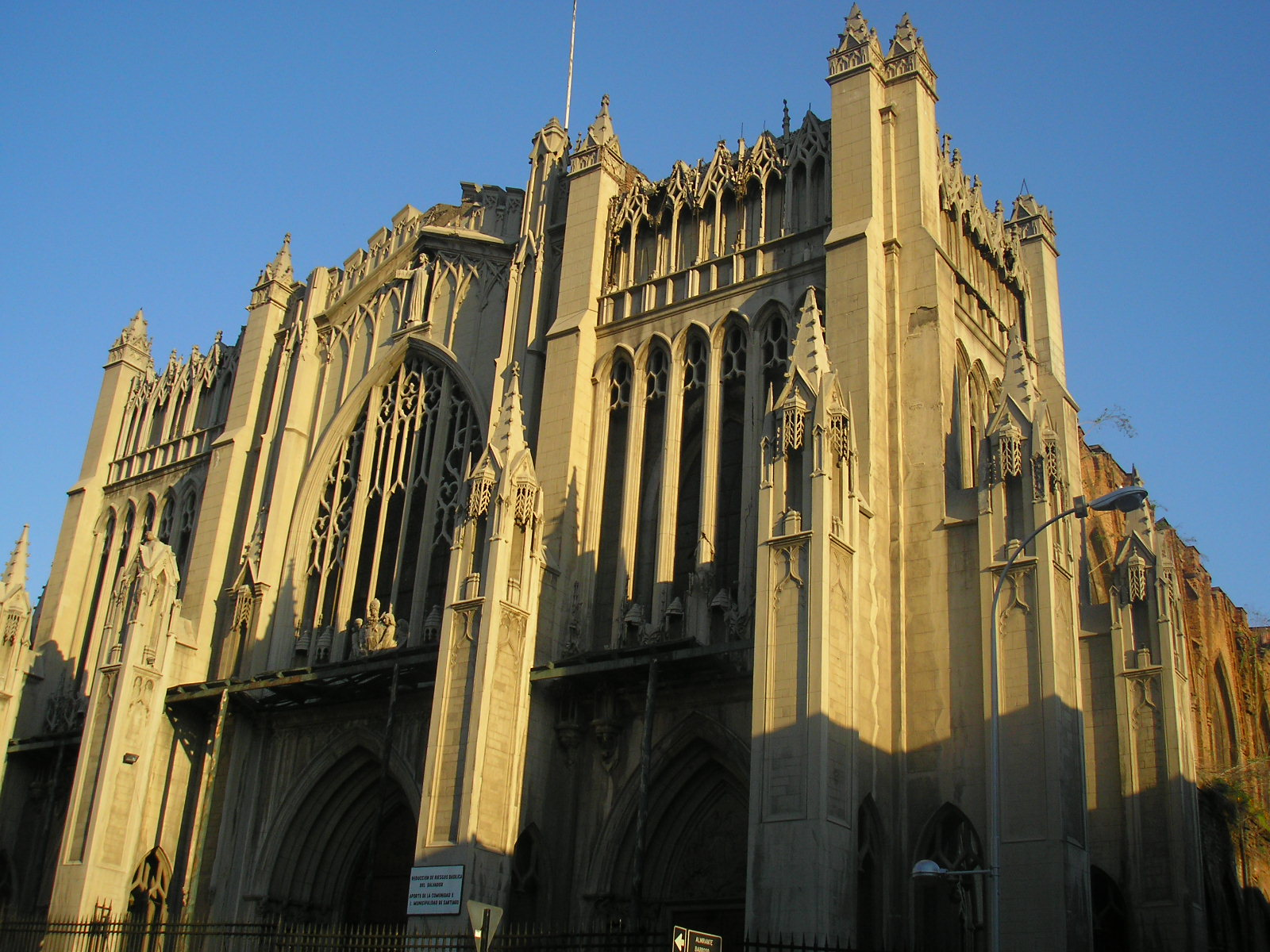
Basílica del Salvador, Santiago
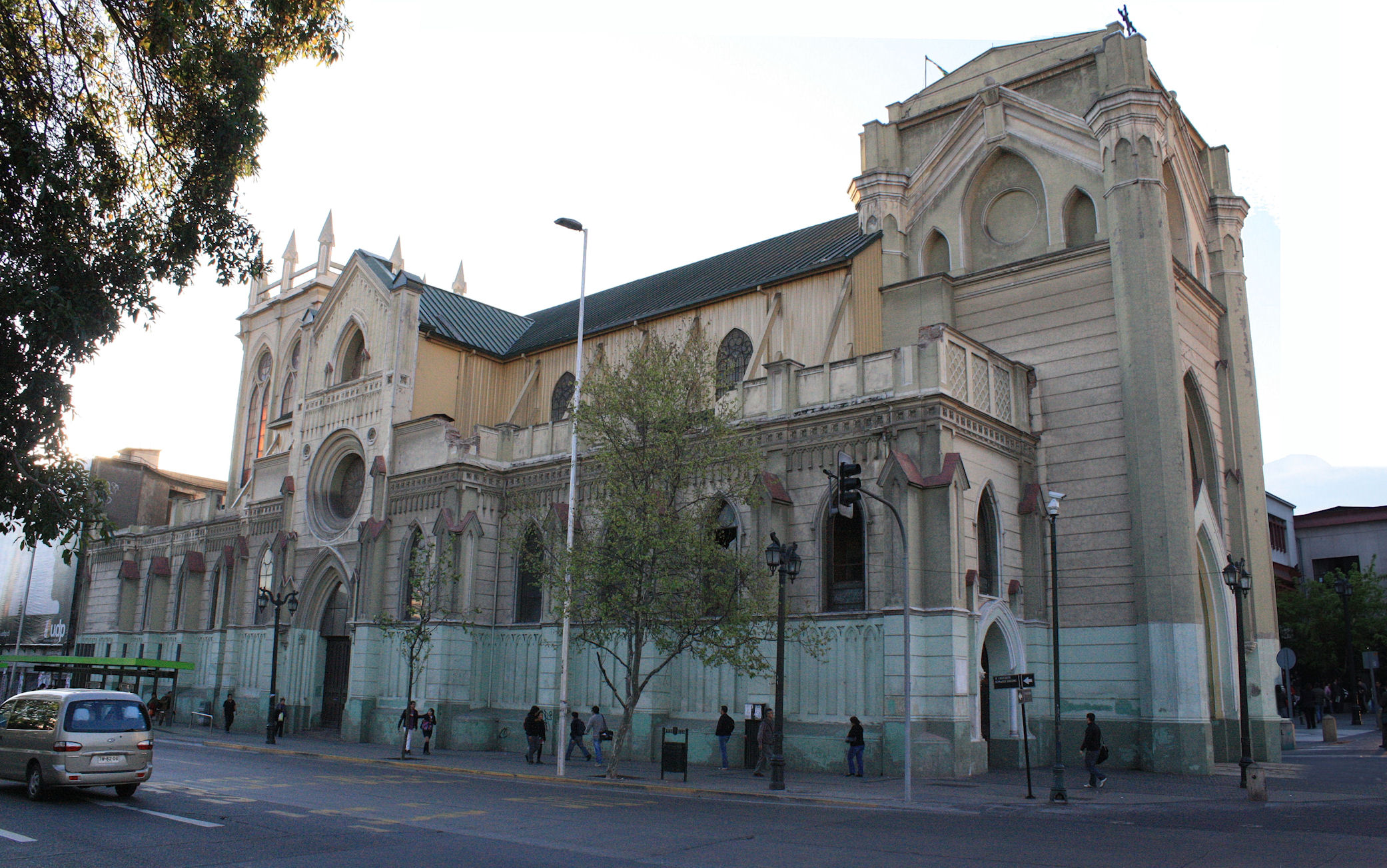
Iglesia de María Auxiliadora a la Gratitud Nacional, Santiago
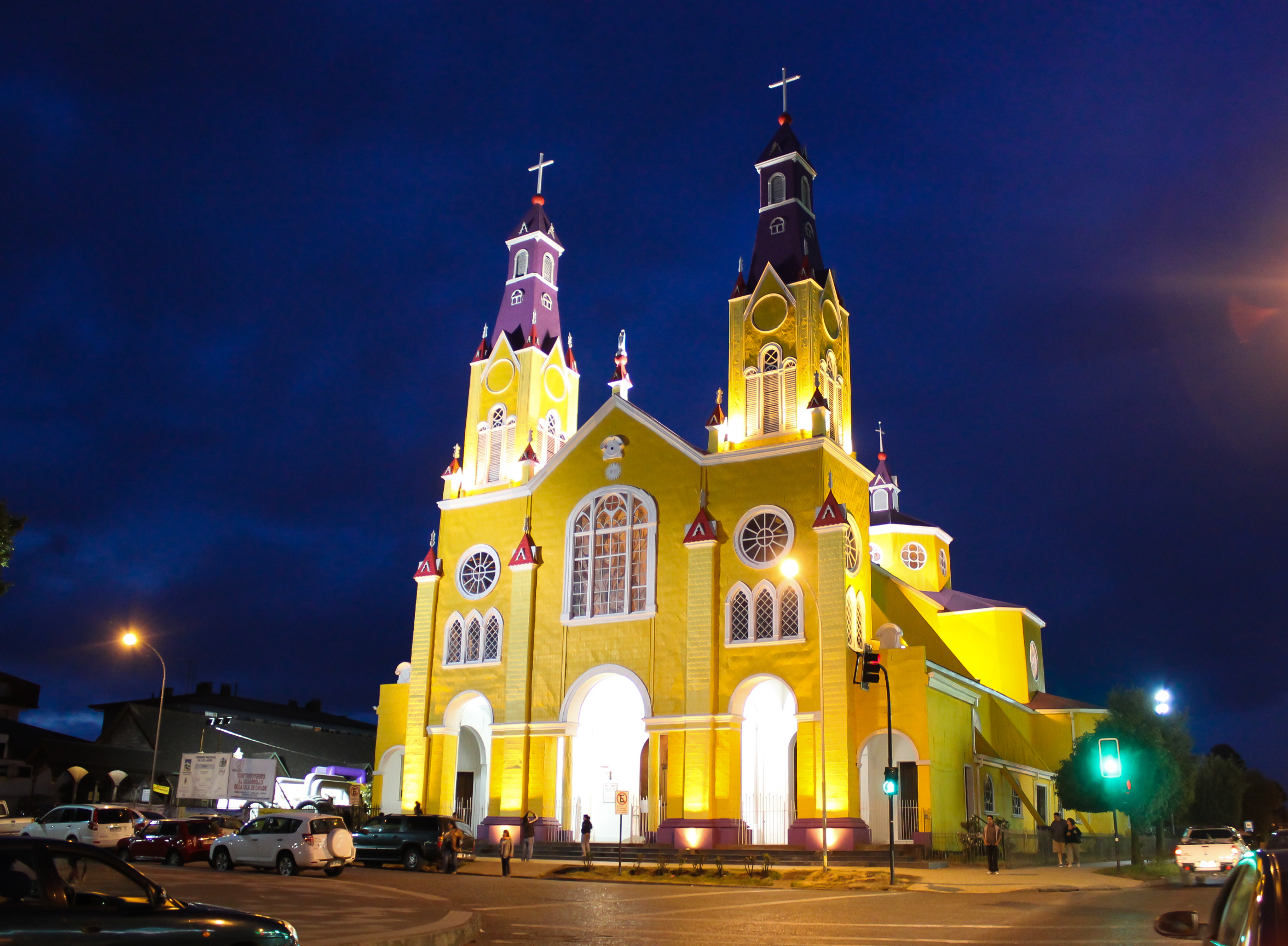
Iglesia San Francisco de Castro. Chiloé

Ecuador
Basílica del Voto Nacional en Quito
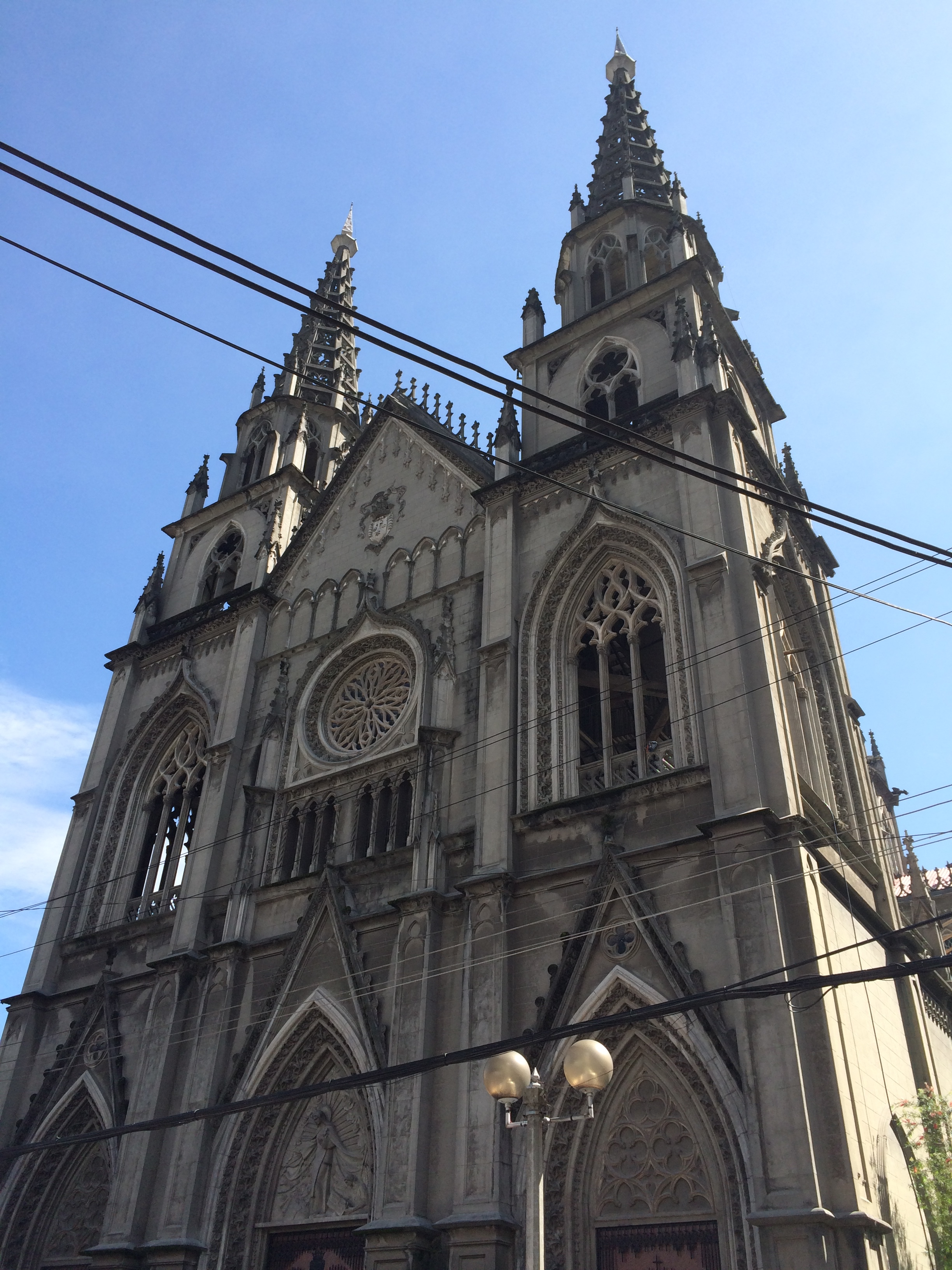
Iglesia de Santa Teresita en Quito.
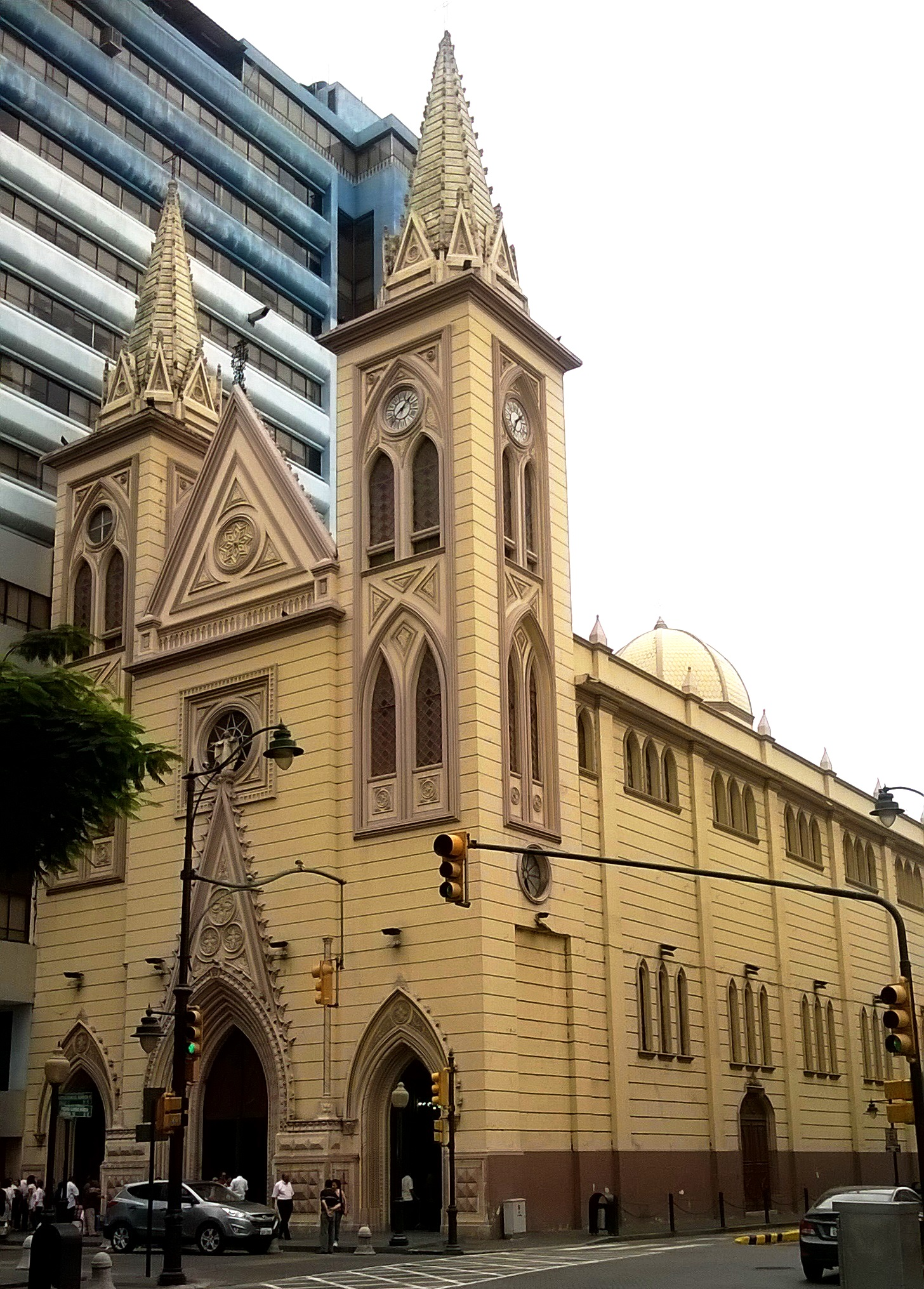
Basílica de Nuestra Señora de La Merced en Guayaquil
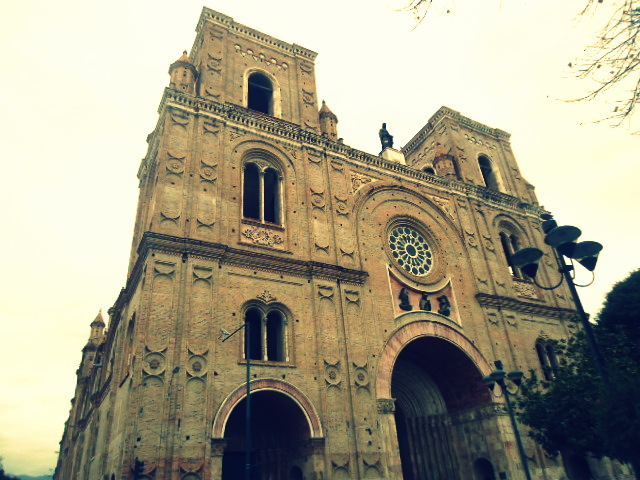
Catedral de Cuenca
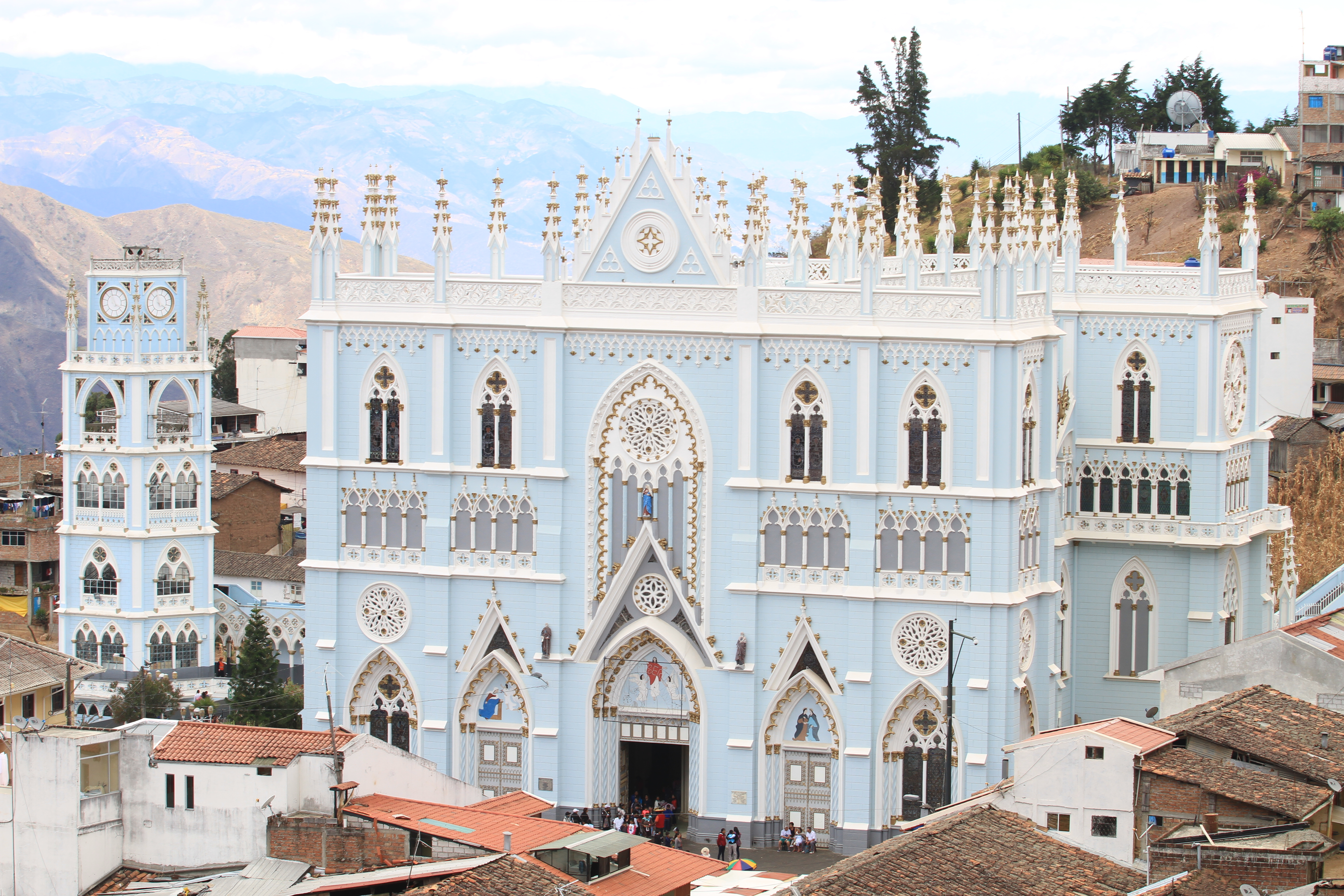
Basílica de El Cisne, provincia de Loja

El Salvador, Uruguay
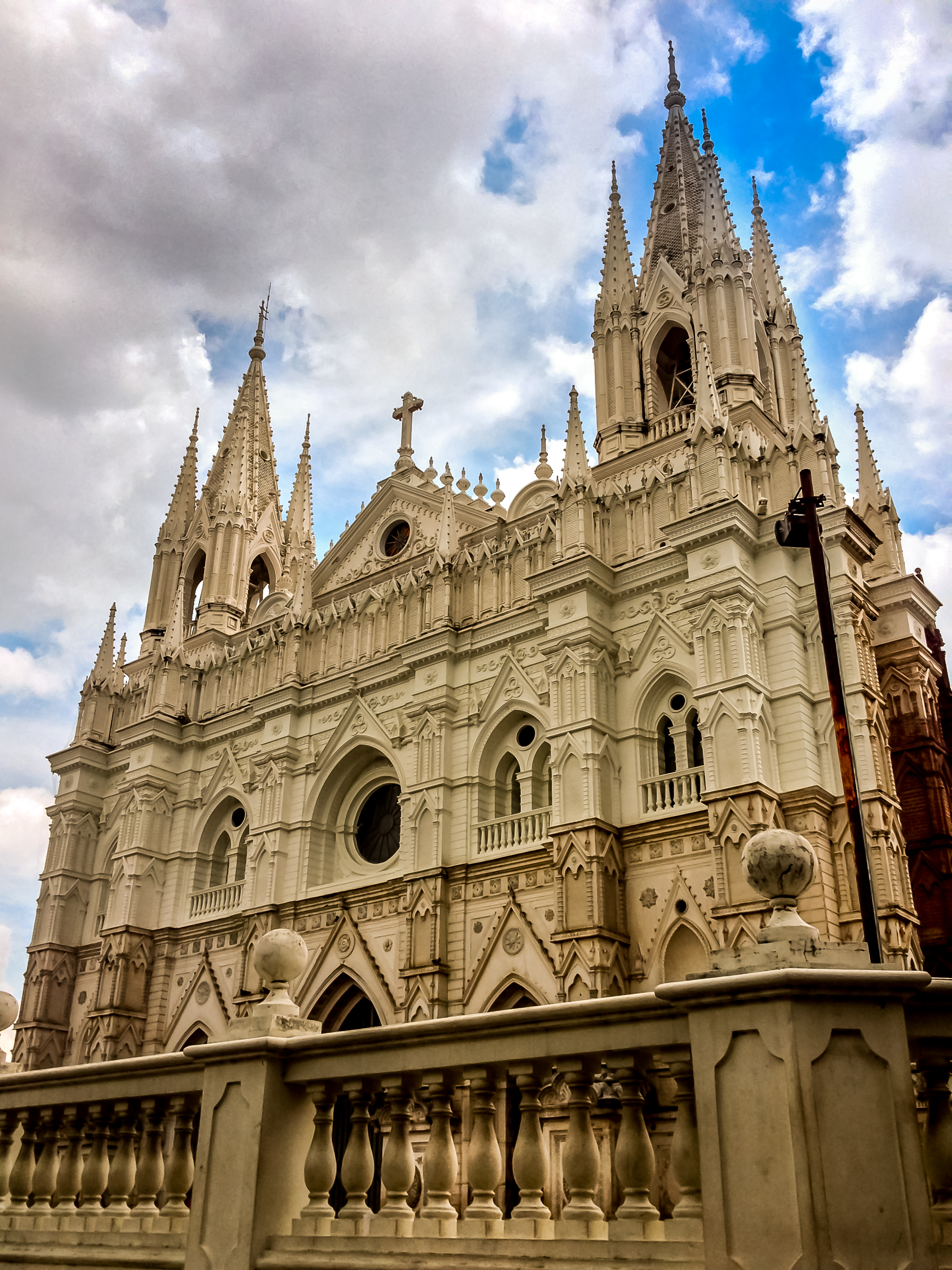
Catedral de Santa Ana, El Salvador
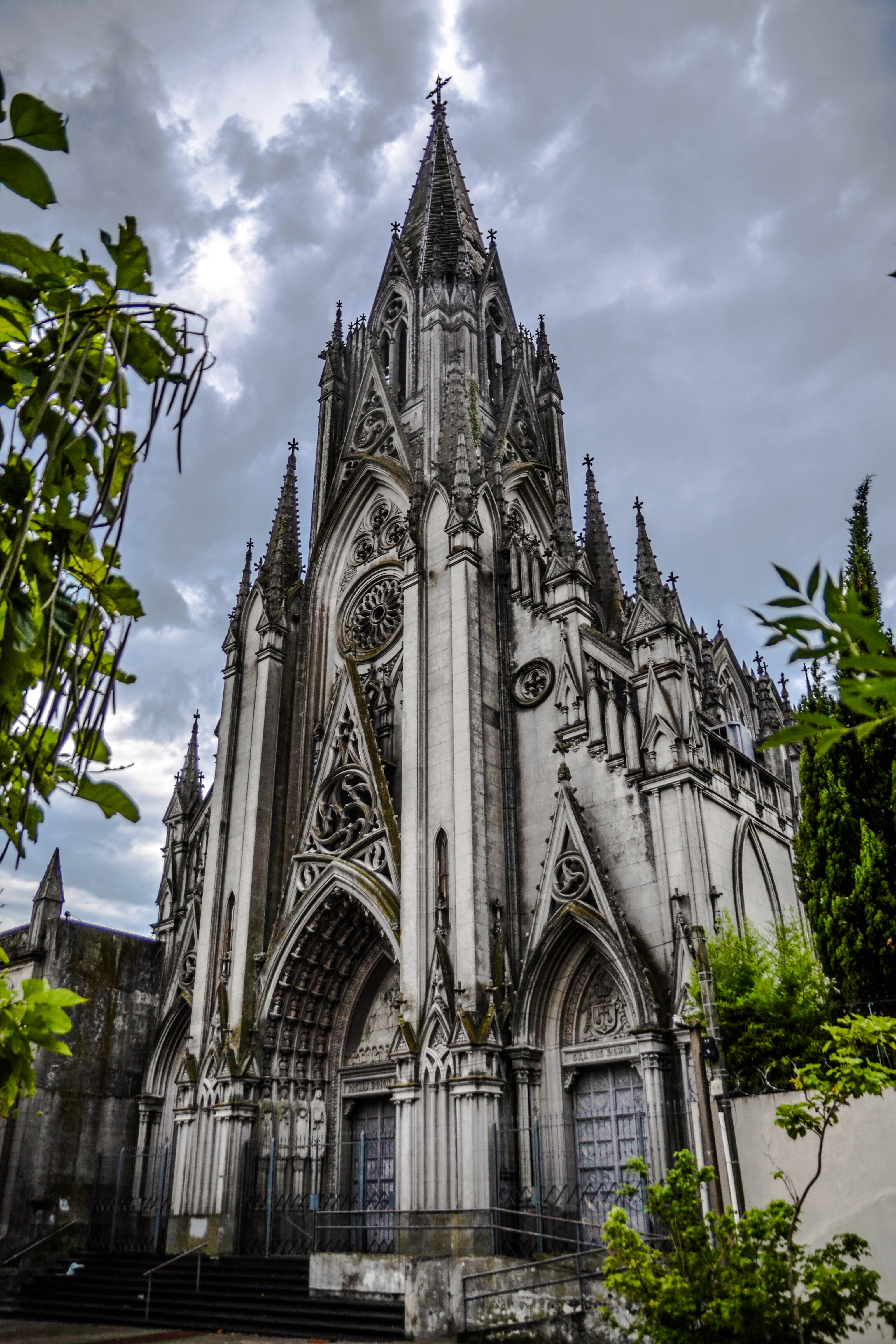
Virgen del Carmen y Santa Teresita, conocida popularmente como Iglesia de los Carmelitas en Montevideo, Uruguay

Perú
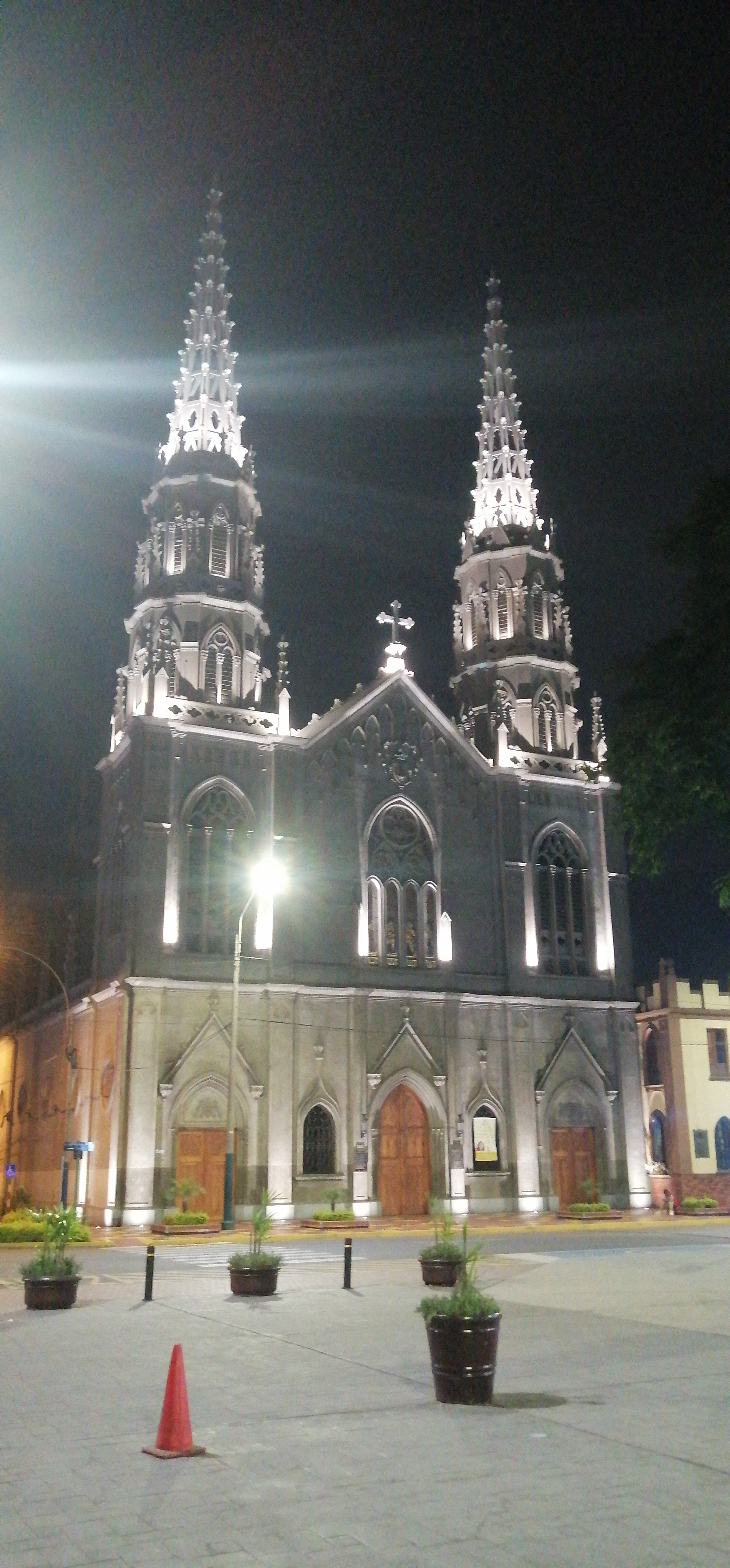
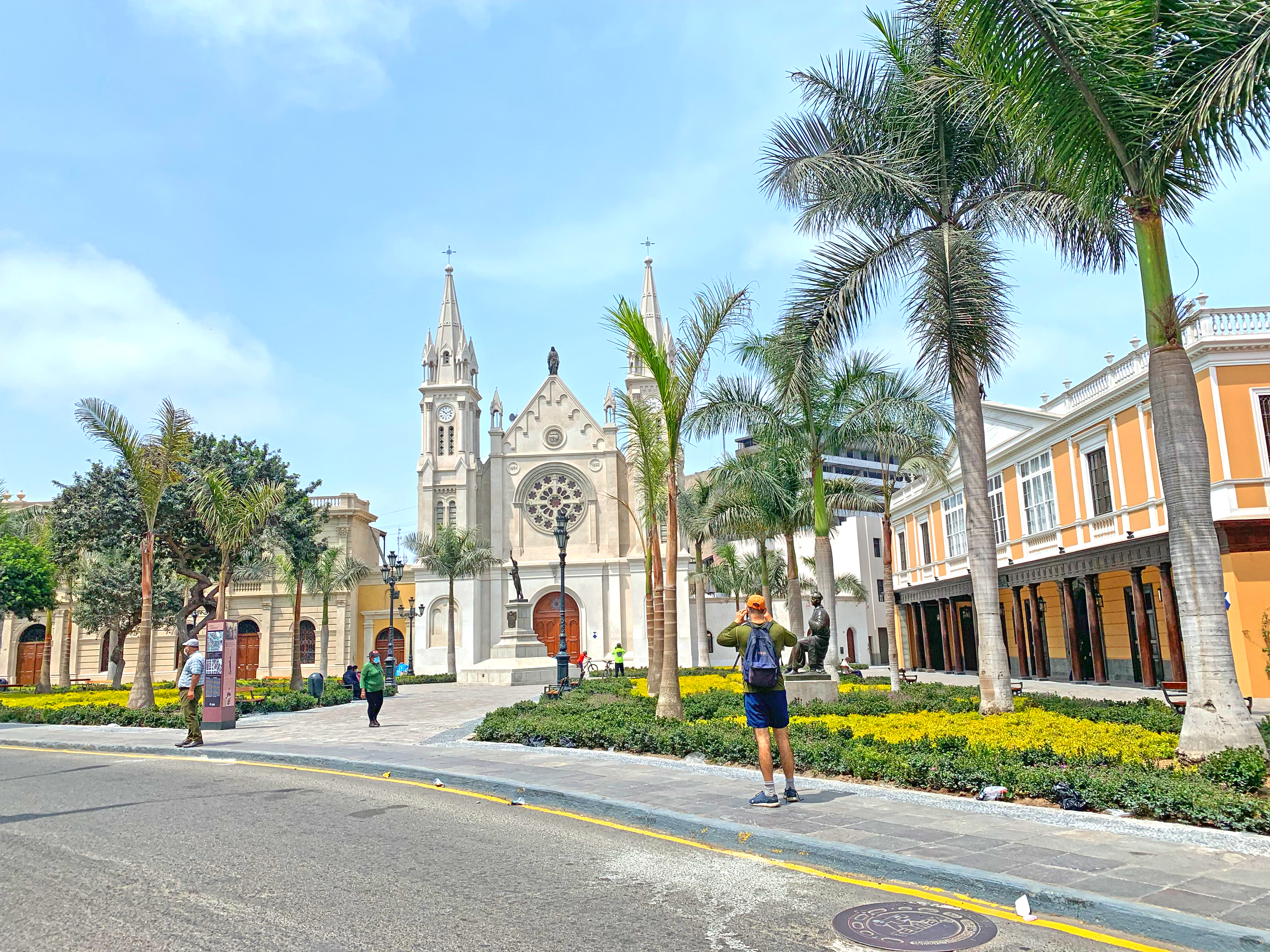
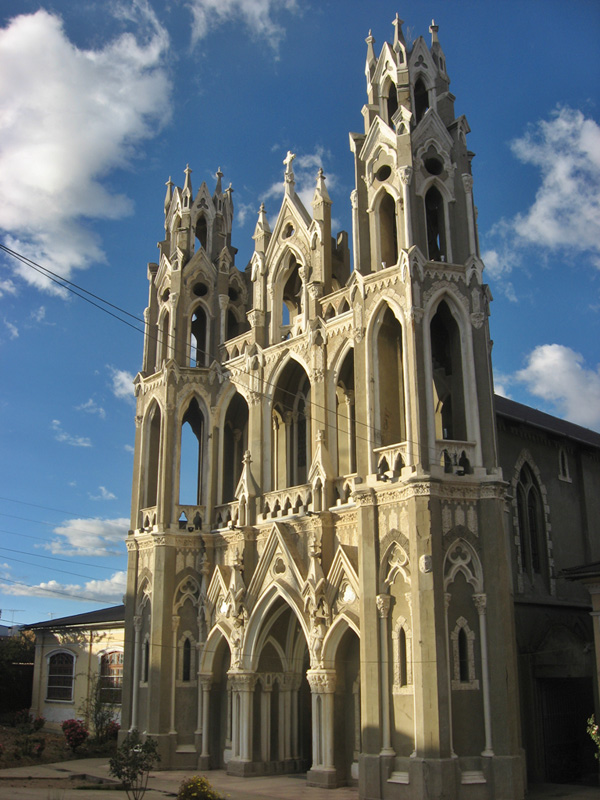
Capilla Cristo Pobre, en Jauja
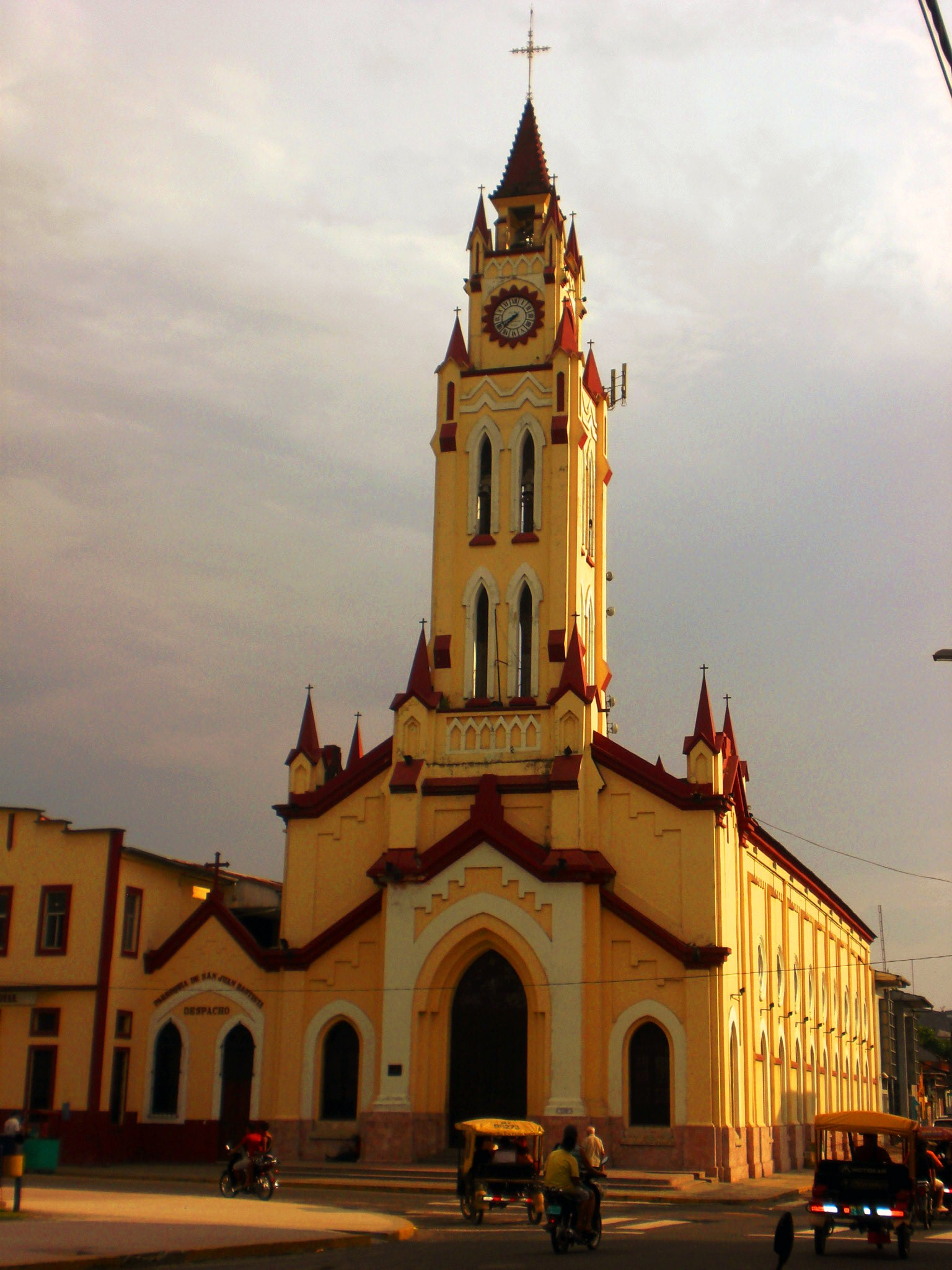
Catedral de San Juan Bautista, en Iquitos

Venezuela
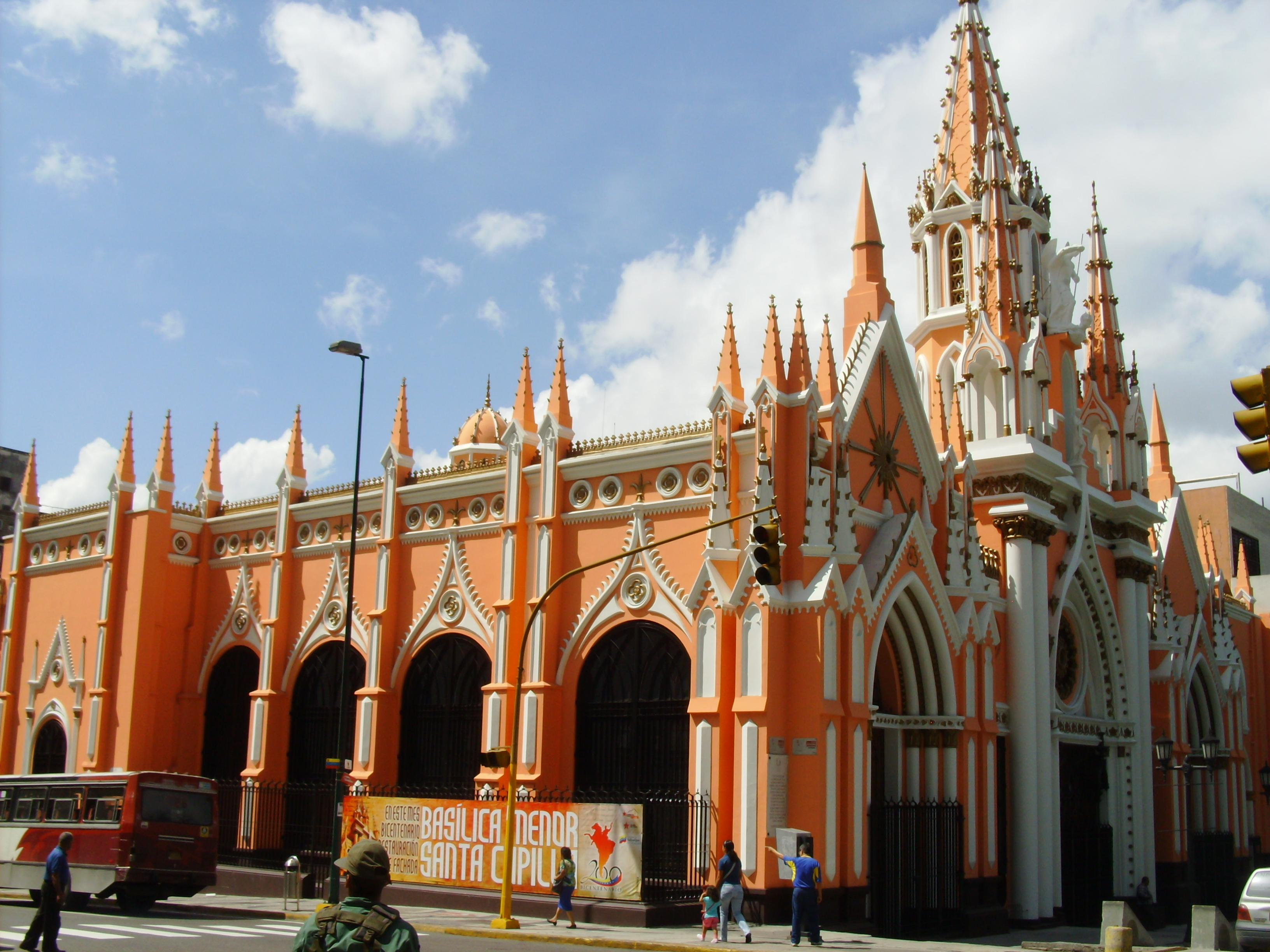
Basílica Menor Santa Capilla, Caracas
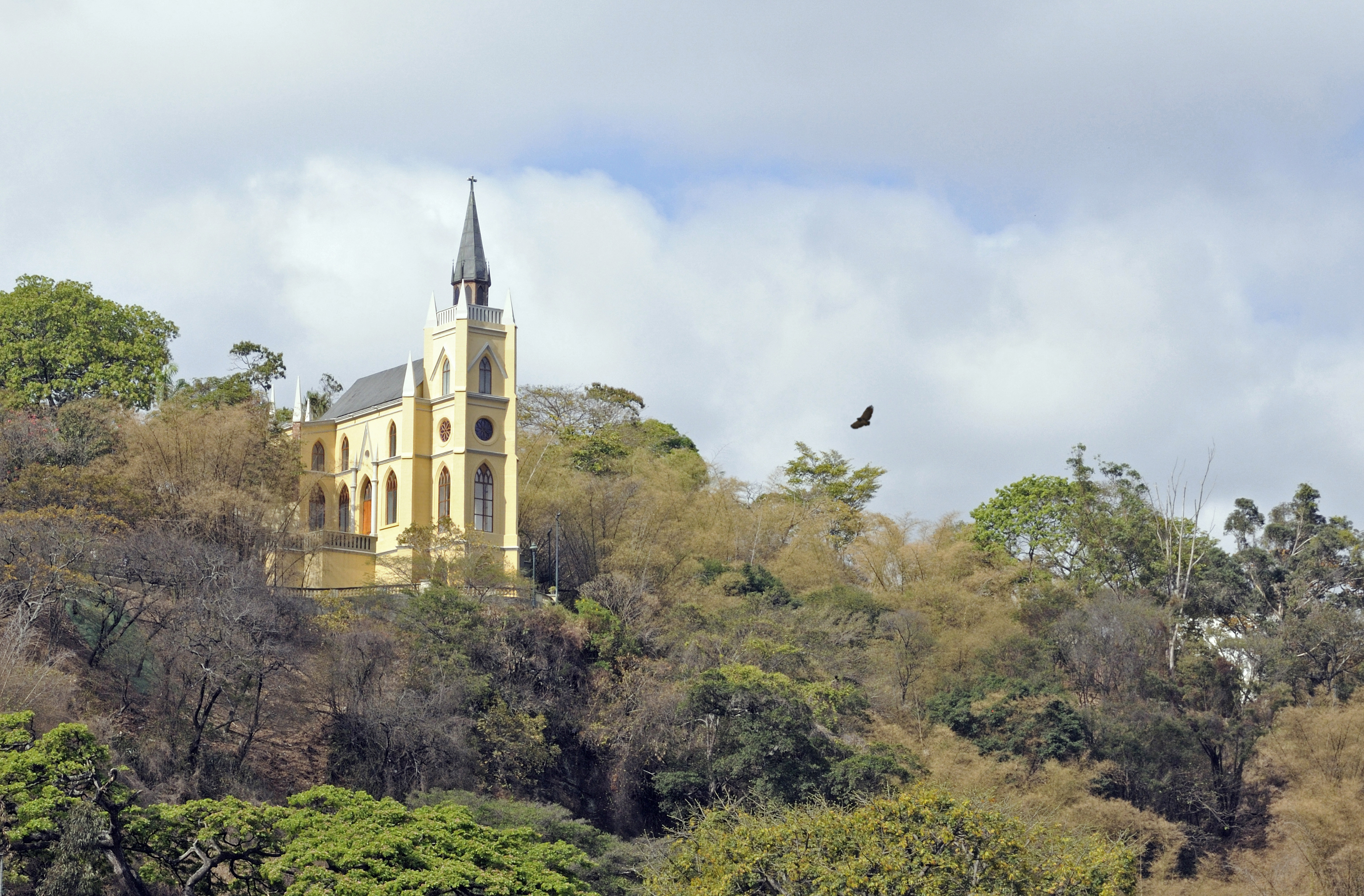
Capilla de Nuestra Señora de Lourdes, Caracas
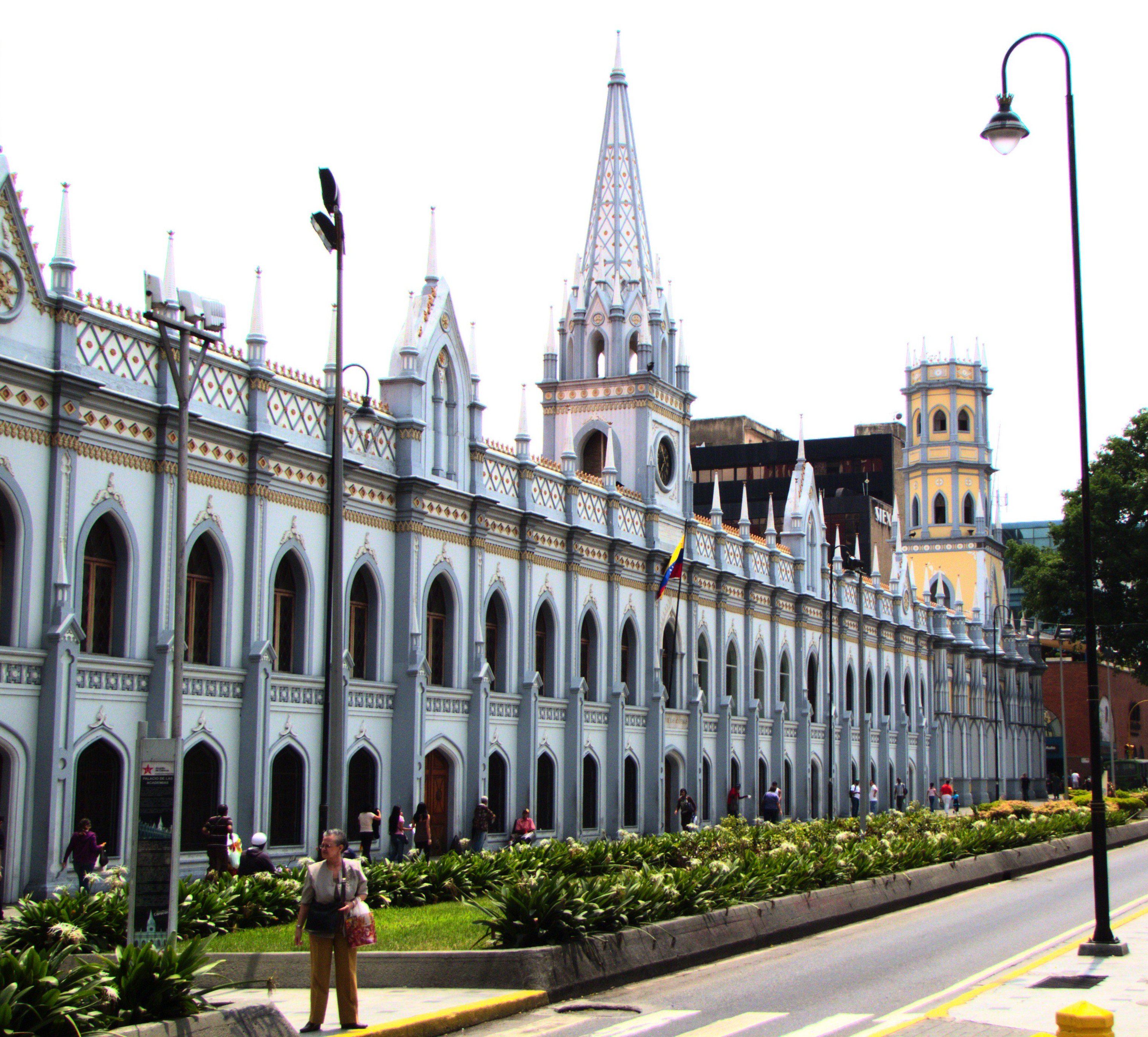
Palacio de las Academias, Caracas
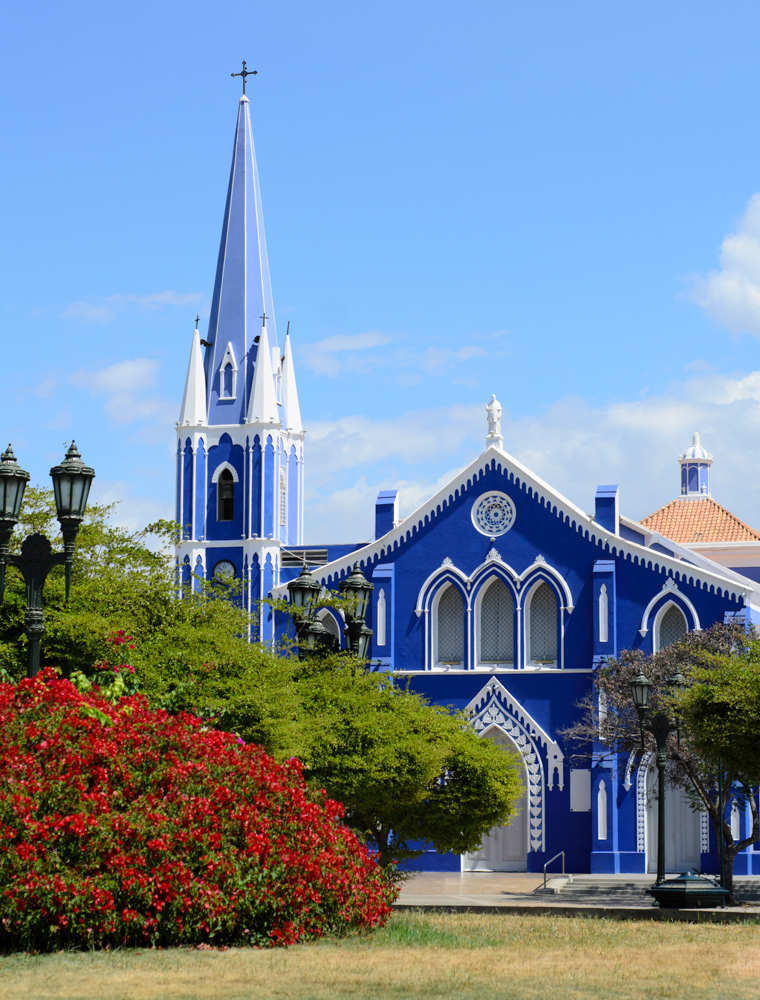
Iglesia de Santa Bárbara, Maracaibo
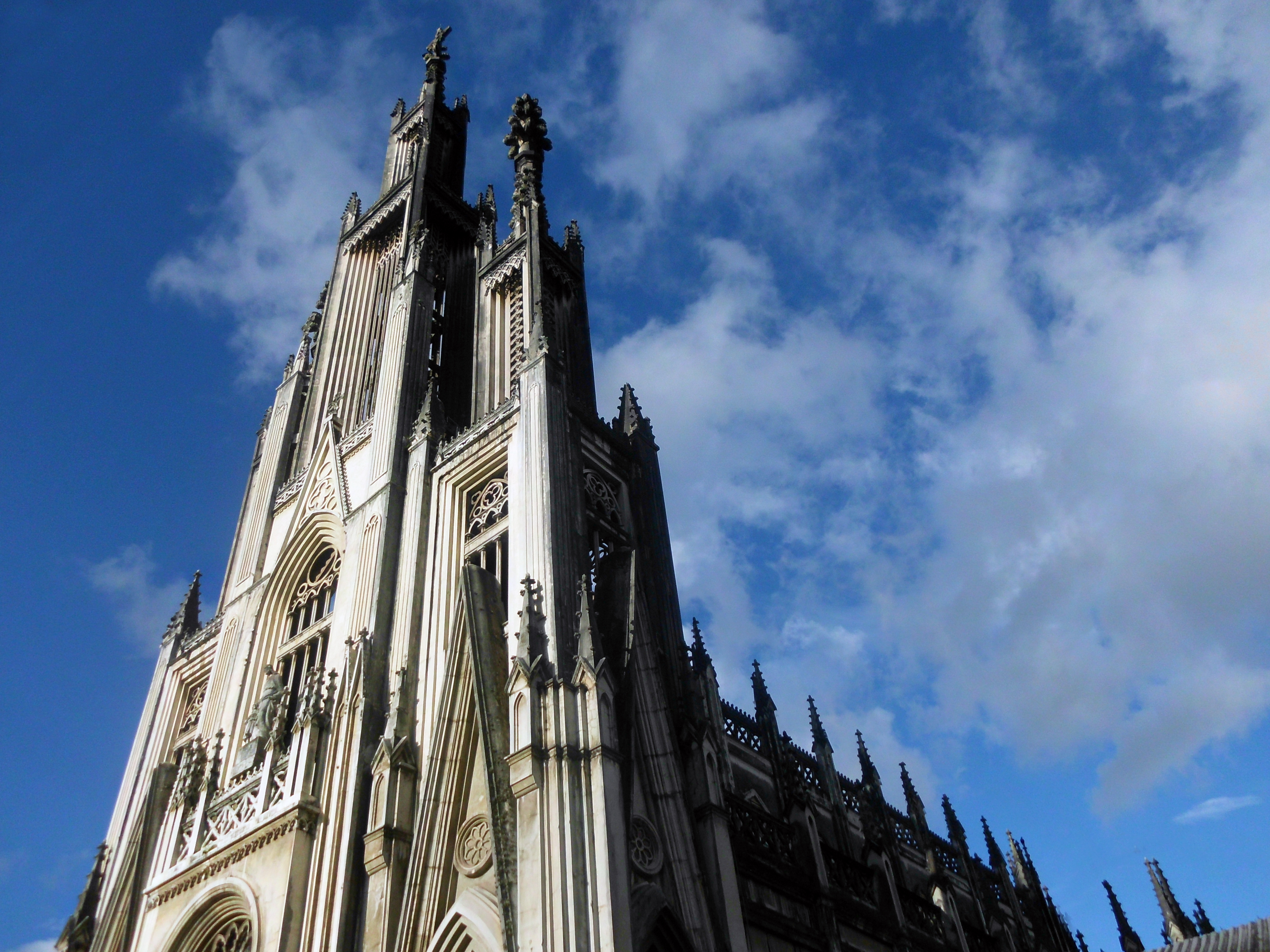
Iglesia de San José, San Cristóbal